# Liste von NSDAP-Parteimitgliedsnummern
Die Liste von NSDAP-Parteimitgliedsnummern bietet einen unvollständigen Überblick über Personen, die der Deutschen Arbeiterpartei, bzw. der Nationalsozialistischen Deutschen Arbeiterpartei angehörten und mit einem eigenen Artikel in der Wikipedia vertreten sind.
In Ergänzung zur Kategorie „NSDAP-Mitglied“ werden die einzelnen Parteimitglieder hier nicht alphabetisch, sondern nach ihrer Parteimitgliedsnummer sortiert, beginnend mit der niedrigsten Nummer.

## Archivarische Überlieferung
Im Bundesarchiv Berlin hat sich ein aus den Jahren 1919 bis 1921 stammendes „Mitgliederverzeichnis der DAP und der NSDAP“ in zwei fast identischen Fassungen erhalten (NS 26/230 und NS 26/2099). Es umfasst nur einen umfangreichen Ausschnitt aus den ersten 4000 vergebenen Nummern.
Die NSDAP-Zentralkartei (R 9361-VIII KARTEI) und die NSDAP-Gaukartei (R 9361-IX KARTEI) der 1925 neu gegründeten NSDAP werden als eigene Bestände im selben Archiv verwahrt. Beide Karteien sind alphabetisch (mit einzelnen phonetisch einsortierten Bestandteilen) sortiert und wurden um 2020 vollständig digitalisiert, so dass sie an Arbeitsplätzen im Archiv digital eingesehen und durchsucht werden können. Von der Gaukartei sind 8.289.661 Karten erhalten, von der Zentralkartei 4.427.351, wobei Hinweiskarten in der Gaukartei auf die Zentralkartei, mehrere Karten für eine Person, Verweise auf die Lehrer- und die Ärztekartei sowie Warnkarten de facto die Zahl der überlieferten Parteimitglieder noch weiter senken. Dementsprechend sind etwa 80 bis maximal 90 Prozent der Parteimitglieder über die Karteien nachweisbar. Eine Sammlung parteistatistischer Fragebögen sowie erhaltener Parteikorrespondenz stehen im Bundesarchiv bei der Ermittlung von Mitgliedsnummern ebenso zur Verfügung wie die Personalakten der SS, verschiedener Ministerien oder der Reichskulturkammer.

## Mitglieder der ursprünglichen DAP/NSDAP (1920–1923)
Bekannte Mitglieder in der ursprünglichen DAP/NSDAP, die nach dem gescheiterten Putsch vom November 1923 von der bayerischen Staatsregierung aufgelöst wurde, waren die folgenden Personen:
In Klammern ist – soweit eruiert – das offizielle Aufnahmedatum angegeben.
Anmerkung: Am 1. Januar 1920 stellte der Schriftwart der DAP, Rudolf Schüssler, die ersten gedruckten Mitgliedskarten aus, in alphabetischer Reihenfolge der Nachnamen und beginnend mit der Nummer 501, womit eine höhere Mitgliederzahl – und damit eine größere politische Bedeutung – vorgetäuscht werden sollte.
- Nr. 505: Wolfgang von Bartels
- Nr. 506: Eleonore Baur
- Nr. 507: Hans Baumann
- Nr. 509: Karl Beggel
- Nr. 515: Ernst Boepple
- Nr. 524: Eduard Dietl
- Nr. 526: Anton Drexler
- Nr. 531: Gottfried Feder
- Nr. 539: Ludwig Gehre
- Nr. 555: Adolf Hitler
- Nr. 587: Erich Kühn
- Nr. 590: Wilhelm Laforce
- Nr. 594: Emil Maurice
- Nr. 623: Ernst Röhm
- Nr. 625: Alfred Rosenberg[3]
- Nr. 628: Max Sesselmann[4]

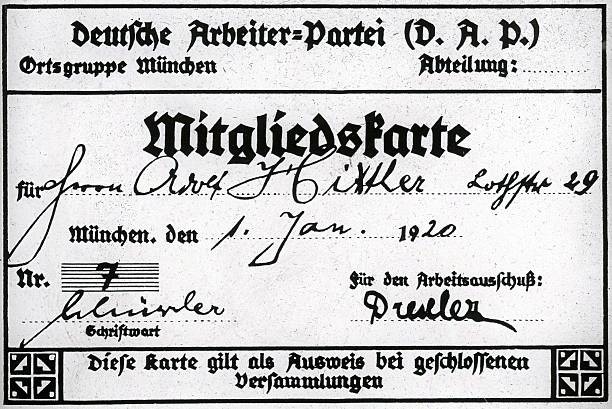
Hitlers Mitgliedskarte der DAP mit der Mitgliedsnummer 7 (1. Januar 1920). Laut Anton Drexler wurde die Nummer 555 herausretuschiert und die Nummer 7 an deren Stelle eingefügt.

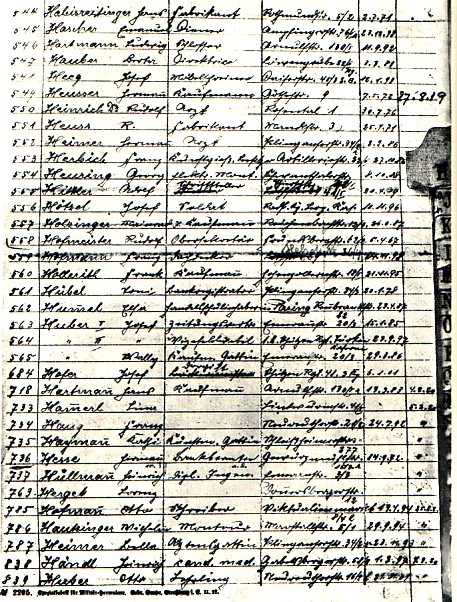
Handgeschriebene Mitgliederliste der NSDAP vom 2. Februar 1920

- Nr. 641: Rudolf Schüssler, bis Juli 1921 Geschäftsführer der NSDAP[5]
- Nr. 670: Paul Tafel[6]
- Nr. 709: Michael Lotter[7]
- Nr. 743: Oskar Körner (5. Februar 1920)
- Nr. 832: Heinz Dürr (4. März 1920)[8]
- Nr. 858: Ernst Schmidt (4. März 1920)
- Nr. 881: Hermann Esser (8. März 1920)
- Nr. 897: Julius Friedrich Lehmann (11. März 1920)
- Nr. 913: Eugenie Haug (20. März 1920)
- Nr. 925: Heinrich Hoffmann (6. April 1920)[9]
- Nr. 940: Adolf Vogl (6. April 1920)
- Nr. 964: Joseph Berchtold (10. April 1920)
- Nr. 996: Josef Fuess (1. Mai 1920)[10]
- Nr. 1.035: Karl Ostberg (1. Mai 1920)
- Nr. 1.159: Josef Riggauer
- Nr. 1.233: Friedrich Merkenschlager (25. Mai 1920)
- Nr. 1.463: Karl Diebitsch (1. Mai 1920)
- Nr. 1.472: Franz Hellinger (1. Mai 1920)
- Nr. 1.600: Rudolf Heß (1. Juli 1920)
- Nr. 1.622: Hans Jacob (8. Juli 1920)
- Nr. 1.713: Gottfried Grandel (17. August 1920)[11]
- Nr. 1.724: Karolina Fuess (unklar)[10]
- Nr. 1.782: Heinrich Heim (unklar)
- Nr. 1.817: Wilhelm Briemann (unklar)
- Nr. 2.414: Max Erwin von Scheubner-Richter (22. November 1920)[12]
- Nr. 2.418: Lina Gahr (22. November 1920)[13]
- Nr. 2.603: Hansjörg Maurer (18. Dezember 1920)
- Nr. 2.839: Erich Klahn (14. Februar 1921)[14]
- Nr. 2.882: Ulrich Graf (16. Februar 1921)
- Nr. 2.900: Karl-Friedrich Kolbow
- Nr. 3.021: Hartmut Plaas (7. März 1921)
- Nr. 3.061: Emil Gansser (7. April 1921)[15]
- Nr. 3.229: Wilhelm Holzwarth
- Nr. 3.240: Rudolf Höß
- Nr. 3.438: Joachim von Moltke
- Nr. 3.536: Adolf Höh[16]
- Nr. 3.579: Hellmuth von Mücke (8. Juli 1921)
- Nr. 3.601: Josef Alois Reinhart
- Nr. 3.603: Hans Ulrich Klintzsch (20. Juli 1921)[15]
- Nr. 3.680: Adolf Hitler (nach vorübergehendem Austritt am 11. Juli 1921 und Wiedereintritt am 26. Juli 1921)[17]
- Nr. 3.804: Max Bücherl (15. August 1921)
- Nr. 3.850: Christian Weber (15. August 1921)[15]
- Nr. 3.958: Karl Eggers
- Nr. 4.142: Rudolf Schraut (1921)
- Nr. 4.439: Karl Maria Demelhuber (20. Februar 1922)
- Nr. 4.947: Edgar Weiss (18. Oktober 1922)[18]
- Nr. 4.957: Bruno Heinemann (21. Februar 1922)
- Nr. 5.346: Martin Mutschmann
- Nr. 5.426: Josef Lidl (13. April 1922)[19]
- Nr. 6.559: Jakob Grimminger (22. Juli 1922)
- Nr. 6.949: Hans Haas (1922)[20]
- Nr. 7.197: Adolf Beckerle
- Nr. 7.968: Adolf Rottenberger (22. September 1922)
- Nr. 8.272: Friedrich Kurtz (1922)[21]
- Nr. 8.630: Georg Wurster 2. Eintritt (1922)
- Nr. 9.538: Hermann Gauch
- Nr. 9.544: Julius Karl von Engelbrechten (3. November 1922)
- Nr. 9.662: Fritz Ebenböck (11. November 1922)
- Nr. 10.013: Elk Eber (5. Januar 1923)
- Nr. 13.726: Walter Buch
- Nr. 16.076: Benno Kuhr (Januar 1923)
- Nr. 17.096: Emil Ketterer (Januar 1923)
- Nr. 21.538: Carl Caspary
- Nr. 26.906: Karl Vielweib (April 1923)
- Nr. 32.366: Hermann Boehm (2. Juli 1923)[22]
- Nr. 42.404: Heinrich Himmler (August 1923)
- Nr. 43.870: Karl Eberhard Schöngarth (1922)
- Nr. 55.787: ?

(55.787 war die letzte vergebene Mitgliedsnummer vor dem Hitlerputsch am 9. November 1923.)

## Mitglieder der neugegründeten NSDAP (1925–1945)

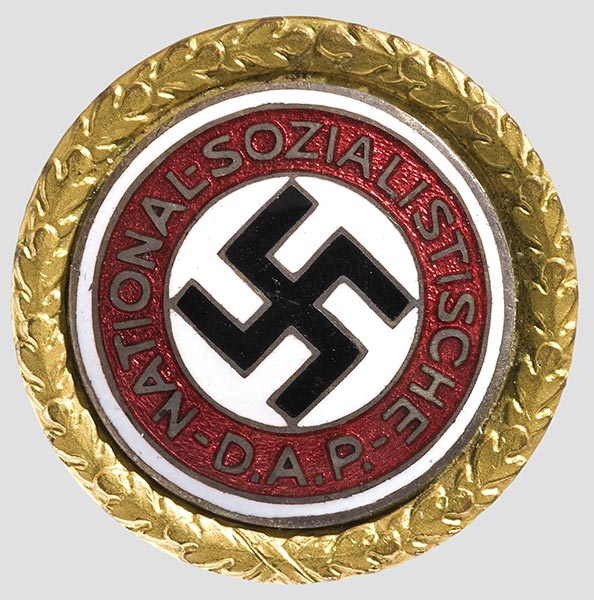
Das Goldene Parteiabzeichen erhielten ab Ende 1933 in der Regel alle Parteimitglieder mit einer Nummer unter 100.000 und ununterbrochener Mitgliedschaft.

Als die NSDAP am 27. Februar 1925 neu gegründet wurde, musste die Mitgliedschaft in der Partei neu beantragt werden. Weder wurden eventuelle alte Mitgliedsnummern der zum 9. November 1923 verbotenen Partei übernommen noch die Mitgliedschaft in selbiger ab 1925 automatisch fortgeführt.

### Nummernkreis 1–999
- Nr. 1: Adolf Hitler[25]
- Nr. 2: Hermann Esser
- Nr. 3: Max Amann
- Nr. 4: Rudolf Buttmann (21. April 1925)
- Nr. 5: Artur Dinter (17. April 1925)
- Nr. 6: Franz Xaver Schwarz (27. Februar 1925)
- Nr. 7: ? (wahrscheinlich nicht vergeben)[26]
- Nr. 8: Ulrich Graf (22. Juni 1925)
- Nr. 9: Gregor Strasser
- Nr. 10: Wilhelm Frick
- Nr. 11: Gottfried Feder (1. Mai 1925)
- Nr. 12: Philipp Bouhler
- Nr. 13: Otto May (31. März 1925)
- Nr. 14: Hermann Schneider (24. März 1925)
- Nr. 15: Christian Weber
- Nr. 16: Rudolf Heß
- Nr. 17: Julius Streicher (21. März 1925)
- Nr. 18: Alfred Rosenberg (27. Februar 1925)
- Nr. 20: Wilhelm Holzwarth (1. März 1925)[27]
- Nr. 22: ?
  - nach Neuvergabe der Nummer: Joseph Goebbels (ursprüngliche Mitgliedsnummer 8.762 mit Eintrittsdatum vom 9. Dezember 1925; rückdatiert auf den 22. Februar 1925)[28]
- Nr. 23: ?
  - nach Neuvergabe der Nummer: Hermann Göring 1928 auf Hitlers Veranlassung[29]
- Nr. 24: ?
  - nach Neuvergabe der Nummer: August Wilhelm von Preußen (1. April 1930)
- Nr. 27: Karl Eggers (24. März 1925)
- Nr. 34: Josef Bauer (1. April 1925)
- Nr. 35: Martin Mutschmann (2. Juni 1925)
- Nr. 36: Anton Haselmayer (1. April 1925)
- Nr. 37: Karl Fiehler (1. Juni 1925)[30]
- Nr. 39: Emil Maurice (7. Januar 1926)
- Nr. 42: Wilhelm Ohnesorge (1. April 1925)
- Nr. 51: Wilhelm Baur (21. März 1925)
- Nr. 53: Julius Schreck
- Nr. 55: Hans Müller[31]
- Nr. 58: Johann Singer
- Nr. 59: Heinrich Hoffmann (April 1925)[32]
- Nr. 65: Georg Seidenschwang
- Nr. 74: Erhard Heiden (14. April 1925)
- Nr. 75: Edmund Schneider (16. April 1925)[33]
- Nr. 77: Karl Holz (26. Mai 1925)
- Nr. 78: Edmund Heines
- Nr. 81: Julius Schaub
- Nr. 84: Viktor Lutze (22. März 1926)[34]
- Nr. 85: ?
  - nach Neuvergabe der Nummer: Rudolf Jung (November 1935; rückdatiert auf den 1. April 1925)[35]
- Nr. 86: ?
  - nach Neuvergabe der Nummer: Hans Krebs (1. Oktober 1933; rückdatiert auf den 1. April 1925)[35]
- Nr. 87: ?
  - nach Neuvergabe der Nummer: Leo Schubert (November 1935)[35]
- Nr. 90: ?
  - nach Neuvergabe der Nummer: Erich Koch (November 1933)
- Nr. 91: ?
  - nach Neuvergabe der Nummer: Hugo Bruckmann (1. Juli 1932; rückdatiert auf den 1. April 1925)[36]
- Nr. 92: ?
  - nach Neuvergabe der Nummer: Elsa Bruckmann (1. Juli 1932; rückdatiert auf den 1. April 1925)[36]
- Nr. 93: ?
  - nach Neuvergabe der Nummer: Otto von Kursell (ursprünglich erhielt er die Nummer 1.274.040, auf Fürsprache von Rudolf Heß verlieh die Parteileitung ihm nachträglich eine niedrigere Mitgliedsnummer)
- Nr. 95: Karl Kaufmann
- Nr. 99: Ernst Klein (später wurde seine Mitgliedsnummer in 5.276 umgewandelt, da die niedrigen Nummern für Prominente gebraucht wurden)[37]
- Nr. 120: Hermann Boehm (24. März 1925)
- Nr. 130: Ernst Koch (23. März 1925)
- Nr. 355: Bruno Heinemann (26. März 1925)
- Nr. 395: Wilhelm Helfer (28. März 1925)
- Nr. 417: Joseph Carl Huber (1925)
- Nr. 444: Richard Büchner (2. April 1925)
- Nr. 453: Karl Pieper (2. April 1925)
- Nr. 458: Adolf Ehrecke (1. April 1925)
- Nr. 546: Ottokar Lorenz (4. April 1925)
- Nr. 584: Hermine Hoffmann (4. April 1925)
- Nr. 647: Julius Uhl
- Nr. 694: Gerhard Rühle (14. April 1925)
- Nr. 697: Emil Ketterer (14. April 1925)
- Nr. 699: Josef Stolzing-Czerny (16. April 1925)
- Nr. 726: Ludwig Freiwald (26. März 1925)
- Nr. 759: Jakob Grimminger (22. April 1925)
- Nr. 765: Karl Ortner (23. April 1925)
- Nr. 814: Walter Kläning (24. April 1925)
- Nr. 869: Hans Zöberlein (28. April 1925)
- Nr. 907: Paul Hirschberg (1. Mai 1925)
- Nr. 999: Fritz Fuchs (6. Mai 1925)

### Nummernkreis 1.000–9.999
- Nr. 1.020: Michael Gerstner (28. März 1925)
- Nr. 1.065: Joseph Klant (28. März 1925)
- Nr. 1.072: Johann Häfker (30. März 1925)
- Nr. 1.181: Rudolf Haake (1. April 1925)
- Nr. 1.211: Werner Kropp (1. April 1925)
- Nr. 1.242: Helmut Reinke (1. April 1925)
- Nr. 1.246: Walter Gloy (1. April 1925)
- Nr. 1.297: Carl Penzhorn (6. April 1925)
- Nr. 1.317: Hans Severus Ziegler (31. März 1925)
- Nr. 1.332: Ernst Frenzel (27. März 1925)
- Nr. 1.333: Martin Groß (27. März 1925)
- Nr. 1.335: Heinz-Hugo John (27. März 1925)
- Nr. 1.395: Fritz Sauckel (April 1925)
- Nr. 1.517: Otto Recknagel (6. April 1925)
- Nr. 1.572: Alfred Seidler
- Nr. 1.592: Anton Mündler
- Nr. 1.652: Willy Henke (16. April 1925)
- Nr. 1.668: Edgar Brinkmann (8. April 1925)
- Nr. 1.675: Ludwig Franz Gengler (1. Februar 1925)
- Nr. 1.810: Karl Dempel (11. April 1925)
- Nr. 1.826: Hugo Kroll (3. April 1925)
- Nr. 1.924: Albert Forster (5. April 1925)
- Nr. 2.017: Walther von Boeckmann (15. März 1925)
- Nr. 2.023: Helmuth Brückner
- Nr. 2.056: Willy Gaertner (6. April 1925)
- Nr. 2.068: Alfred Gößl
- Nr. 2.254: Walter Gottschalk (7. April 1925)
- Nr. 2.266: Richard Türk
- Nr. 2.281: Karl Peschke (1. April 1925)
- Nr. 2.326: Berengar Elsner von Gronow (7. April 1925)
- Nr. 2.433: Adolf Ott (27. April 1925)
- Nr. 2.488: Hellmut Peitsch (11. April 1925)
- Nr. 2.587: Karl Rompel (23. März 1925)
- Nr. 2.652: Hermann Harbauer (1. April 1925)
- Nr. 2.775: Hermann Fobke (9. März 1925)
- Nr. 2.798: Albert Gnade (9. März 1925)
- Nr. 2.806: Kurt Giese (9. März 1925)
- Nr. 2.815: Walter Groß (9. März 1925)
- Nr. 2.827: Ludolf Haase (9. März 1925)
- Nr. 2.839: Hans von Helms (9. März 1925)
- Nr. 2.866: Wilhelm Jander (9. März 1925)
- Nr. 2.937: Rudolf Mentzel (9. März 1925)
- Nr. 2.970: Gerhart Jander (9. März 1925)
- Nr. 3.016: Walter Kramer (29. März 1925)
- Nr. 3.199: Hans-Eugen Sommer
- Nr. 3.206: Ludwig Oldach (4. Mai 1925)
- Nr. 3.218: Ernst Zörner
- Nr. 3.261: Gustav Behrens (4. Mai 1925)
- Nr. 3.354: Gustav Giesecke (4. Mai 1925)
- Nr. 3.355: Werner Willikens
- Nr. 3.377: Karl Dincklage
- Nr. 3.379: Friedrich-Adolf Kuls (4. Mai 1925)
- Nr. 3.390: Bernhard Rust
- Nr. 3.419: Alfons Glatzel (5. Mai 1925)
- Nr. 3.532: Rudolf Schraut (1925)
- Nr. 3.565: Johannes Künzel (7. Mai 1925)
- Nr. 3.575: Emil Sembach (9. Mai 1925)
- Nr. 3.601: Josef Alois Reinhart (5. Mai 1925)
- Nr. 3.653: Friedrich Hildebrandt (8. Mai 1925)
- Nr. 3.654: Robert Schulz
- Nr. 3.815: Werner Studentkowski
- Nr. 3.915: Lorenz Zahneisen
- Nr. 3.934: Artur von Behr (11. Mai 1925)
- Nr. 3.950: Emil Bannemann (11. Mai 1925)
- Nr. 3.961: Theodor Vahlen
- Nr. 3.964: Fritz Lejeune (11. Mai 1925)
- Nr. 3.988: Franz Buchner (11. Mai 1925)
- Nr. 4.158: Ernst Duschön (4. Mai 1925)
- Nr. 4.202: August Körber (11. Mai 1925)
- Nr. 4.294: Ernst Girmann (11. Mai 1925)
- Nr. 4.301: Paul Jacobshagen (11. Mai 1925)
- Nr. 4.339: Martin Machule (11. Mai 1925)
- Nr. 4.341: Franz Wilke
- Nr. 4.387: Ernst Schlange (14. März 1925)
- Nr. 4.388: Ludwig Liebl (12. Mai 1925)
- Nr. 4.476: Walter Ernst (12. Mai 1925)
- Nr. 4.527: Fritz Heermann (15. Mai 1925)
- Nr. 4.539: Rudolf Holland (13. Mai 1925)
- Nr. 4.596: Fritz Paschold (13. Mai 1925)
- Nr. 4.681: Georg Gradl (13. Mai 1925)
- Nr. 4.802: Walter Eisfeld (15. Mai 1925)
- Nr. 4.813: Walter Erdmann (15. Mai 1925)
- Nr. 4.815: Cuno Meyer (15. Mai 1925)
- Nr. 4.840: Heinrich Bennecke (15. Mai 1925)
- Nr. 4.850: Anton Goß (15. Mai 1925)
- Nr. 4.864: Friedrich Schmidt
- Nr. 4.871: Rudolf Jordan
- Nr. 4.894: Georg Illmert (15. Mai 1925)
- Nr. 5.011: Heinrich Trambauer
- Nr. 5.124: Alois Jegg (26. Mai 1925)
- Nr. 5.151: Adolf Dresler (29. Mai 1925)
- Nr. 5.187: Konrad Leuschner (10. Juni 1925)
- Nr. 5.250: Adalbert Gimbel (2. Juni 1925)
- Nr. 5.274: Günther Gräntz (2. Juni 1925)
- Nr. 5.284: Karl Linder (2. Juni 1925)
- Nr. 5.340: Willy Roedel (2. Juni 1925)
- Nr. 5.428: Emeran Schmid
- Nr. 5.526: Fritz Schuberth
- Nr. 5.651: Otto Born (20. Mai 1925)
- Nr. 5.742: Josef Riggauer (19. Mai 1925)
- Nr. 5.789: Franz Josef Kircher (22. Mai 1925)
- Nr. 5.825: Fritz Lengemann (22. Mai 1925)
- Nr. 5.841: Hans von Freyberg (26. Mai 1925)
- Nr. 5.842: Edwin Gebauer (26. Mai 1925)
- Nr. 5.848: Hermann Kretzschmann (26. Mai 1925)
- Nr. 5.864: Ernst Schmitt
- Nr. 5.880: Alfred Freyberg (27. Mai 1925)
- Nr. 5.917: Karl Simon
- Nr. 5.942: Paul Hinkler (27. Mai 1925)
- Nr. 5.993: Otto Hill (27. Mai 1925)
- Nr. 6.015: Karl Philipp (15. Mai 1925)
- Nr. 6.275: Leopold Gutterer (23. Mai 1925)
- Nr. 6.287: Georg Währer
- Nr. 6.288: Walther Schröder
- Nr. 6.316: Wilhelm Ritterbusch (25. Mai 1925)
- Nr. 6.317: Fritz Ritterbusch (25. Mai 1925)
- Nr. 6.318: Hermann Groine (25. Mai 1925)
- Nr. 6.387: August Knop (28. Mai 1925)
- Nr. 6.531: Otto Ohlendorf (28. Mai 1925)
- Nr. 6.658: Erwin Baumann (29. Mai 1925)
- Nr. 6.682: Paul Müller (29. Mai 1925)
- Nr. 6.687: Reinhold Fritsch (29. Mai 1925)
- Nr. 6.723: Felix Kopprasch (29. Mai 1925)
- Nr. 6.776: Bruno Biedermann (29. Mai 1925)
- Nr. 6.816: Alfons Hitzler (2. Juni 1925)
- Nr. 6.840: Arthur Heß (2. Juni 1925)
- Nr. 6.911: Johann Beck (2. Juni 1925)
- Nr. 6.978: Karl Fiedler (4. Juni 1925)
- Nr. 6.980: Wilhelm Friedrich Loeper
- Nr. 7.057: Otto Telschow
- Nr. 7.086: Erich Fuchs (6. Juni 1925)
- Nr. 7.236: Georg Zipfel
- Nr. 7.270: Kurt Gruber (10. Juni 1925)
- Nr. 7.278: Heinrich Bär (10. Juni 1925)
- Nr. 7.342: Walther von Corswant (10. Juni 1925)
- Nr. 7.379: Hansjörg Männel (12. Juni 1925)
- Nr. 7.397: Alfred Pape (12. Juni 1925)
- Nr. 7.425: Emil Engler (12. Juni 1925)
- Nr. 7.476: Wilhelm von Allwörden (13. Juni 1925)
- Nr. 7.477: Heinrich Backhaus (13. Juni 1925)
- Nr. 7.486: Emil Brix (13. Juni 1925)
- Nr. 7.581: Erich Friedrich (13. Juni 1925)
- Nr. 7.608: Joachim Meyer-Quade (13. Juni 1925)
- Nr. 7.646: Dietrich Klagges (13. Juni 1925)
- Nr. 7.733: Walter Buch (15. Juni 1925)
- Nr. 7.734: Adam Christophel (19. Juni 1925)
- Nr. 7.750: Karl Lederer (15. Juni 1925)
- Nr. 7.779: Wilhelm Freiherr Marschall von Bieberstein (15. Juni 1925)
- Nr. 7.857: Friedrich Harth
- Nr. 7.945: Walther Heitmüller (19. Juni 1925)
- Nr. 8.135: Karl-Friedrich Kolbow (19. Juni 1925)
- Nr. 8.137: Karl Walter (19. Juni 1925)
- Nr. 8.138: Helmut Böhme (19. Juni 1925)
- Nr. 8.207: Martin Jordan (19. Juni 1925)
- Nr. 8.226: Arthur Hugo Göpfert (19. Juni 1925)
- Nr. 8.246: Walter Köhler (20. Juni 1925)
- Nr. 8.250: Emil Borho (20. Juni 1925)
- Nr. 8.454: Hans Dietrich (24. Juni 1925)
- Nr. 8.541: Heinrich Müller (24. Juni 1925)
- Nr. 8.560: Ernst Schmitt (Mai 1925)
- Nr. 8.592: Bruno Gesche (24. Juni 1925)
- Nr. 8.651: Hanns Kerrl
- Nr. 8.711: Joseph Gerdes (24. Juni 1925)
- Nr. 8.856: Arnold Waldschmidt
- Nr. 8.891: Arno Lippmann (2. Juli 1925)
- Nr. 8.993: Friedrich Ringshausen (3. Juli 1925)
- Nr. 9.115: Karl Adam (30. Juni 1925)
- Nr. 9.135: Werner Heinke (30. Juni 1925)
- Nr. 9.196: Helmuth Schranz
- Nr. 9.249: Hermann Neef (4. Juli 1925)
- Nr. 9.269: Otto-Heinrich Drechsler (4. Juli 1925)
- Nr. 9.307: Elk Eber (6. Juli 1925)
- Nr. 9.354: Hermann Fischer (6. Juli 1925)
- Nr. 9.380: Albert Gaumitz (6. Juli 1925)
- Nr. 9.425: Paul Moder (6. Juli 1925)
- Nr. 9.452: Paul Schneider
- Nr. 9.466: Ernst Behrends (6. Juli 1925)
- Nr. 9.605: Fritz Plattner (8. Juli 1925)
- Nr. 9.679: Roland Freisler (9. Juli 1925)
- Nr. 9.685: Kurt Schmalz
- Nr. 9.749: Josef Mayr
- Nr. 9.803: Karl Wahl
- Nr. 9.829: Karl Delobelle
- Nr. 9.986: Hans Petersen (1. April 1925)

### Nummernkreis 10.000–99.999
- Nr. 10.024: Wilhelm Briemann (17. Juni 1925)
- Nr. 10.065: Max Köglmaier (16. Juni 1925)
- Nr. 10.113: Richard Hänel (4. Juli 1925)
- Nr. 10.134: Wilhelm Grimm
- Nr. 10.158: Hans Dauser (1. Juni 1925)
- Nr. 10.166: Karl Ostberg (1. Juli 1925)
- Nr. 10.217: Paul Prellwitz (10. Juli 1925)
- Nr. 10.225: Oluf Christensen (10. Juli 1925)
- Nr. 10.226: Hermann Oeser (10. Juli 1925)
- Nr. 10.456: Adolf Heincke (13. Juli 1925)
- Nr. 10.527: Bruno Dieckelmann (13. Juli 1925)
- Nr. 10.530: Heinrich Eichler (6. April 1925)
- Nr. 10.629: Friedrich Rickels (13. Juli 1925)
- Nr. 10.675: Andreas Braß (1. Juli 1925)
- Nr. 10.750: Fritz Hille (16. Juli 1925)
- Nr. 10.820: Hans Friedrich Sohns (1. Juli 1925)
- Nr. 10.831: Josef Berg (4. Juli 1925)
- Nr. 11.076: Otto Hergt (20. Juli 1925)
- Nr. 11.097: Hans Grüneberg (20. Juli 1925)
- Nr. 11.133: Walter Dönicke (20. Juli 1925)
- Nr. 11.118: Kurt Wege
- Nr. 11.235: Ernst Wettengel
- Nr. 11.330: Adolf Wagner (20. Juli 1925)
- Nr. 11.350: Henry Hinz (20. Juli 1925)
- Nr. 11.385: Hans Holfelder (20. Juli 1925)
- Nr. 11.415: August Georg Kenstler (20. Juli 1925)
- Nr. 11.463: Erich Daluege (20. Juli 1925)
- Nr. 11.554: Johann Bäumer (29. Juli 1925)
- Nr. 11.579: Joachim Albrecht Eggeling (29. Juli 1925)
- Nr. 11.651: Emil Holtz (29. Juli 1925)
- Nr. 11.659: Wilhelm Klute (29. Juli 1925)
- Nr. 11.707: Friedrich Uebelhoer
- Nr. 11.711: Richard Reckewerth (30. Juli 1925)
- Nr. 11.734: Paul Eckhardt (31. Juli 1925)
- Nr. 11.847: Heinrich Reinhardt (3. August 1925)
- Nr. 11.869: Walther Seidler
- Nr. 12.007: Wilhelm Sievers (25. Juli 1925)
- Nr. 12.174: Ernst Blei (25. Juli 1925)
- Nr. 12.191: Walter Kleint (25. Juli 1925)
- Nr. 12.194: Willy Weidermann
- Nr. 12.209: Rudolf Lohse (25. Juli 1925)
- Nr. 12.223: Erich Kunz (25. Juli 1925)
- Nr. 12.225: Fritz Tittmann
- Nr. 12.310: Walter Elsner (25. Juli 1925)
- Nr. 12.431: Paul Drechsel (25. Juli 1925)
- Nr. 12.463: Max Dietze (28. Juli 1925)
- Nr. 12.514: Fritz Preißler (28. Juli 1925)
- Nr. 12.605: Albert Wierheim (28. Juli 1925)
- Nr. 12.616: Fritz Schlegel
- Nr. 12.628: Gustav Handge (28. Juli 1925)
- Nr. 12.642: Karl Zutavern (Juni 1925)
- Nr. 12.729: Ernst Jarmer (5. August 1925)
- Nr. 12.757: Hermann Genth (5. August 1925)
- Nr. 12.862: Eugen Hund (6. August 1925)
- Nr. 12.873: Wilhelm Murr (6. August 1925)
- Nr. 12.905: Wilhelm Dreher (6. August 1925)
- Nr. 12.906: Wilhelm Greß (6. August 1925)
- Nr. 12.928: Emil Kiener (6. August 1925)
- Nr. 12.997: Friedrich-Wilhelm Lütt (10. August 1925)
- Nr. 13.047: Theo Benesch (29. Juli 1925)
- Nr. 13.065: Friedrich Geißelbrecht (1. August 1925)
- Nr. 13.082: Hanns König (5. August 1925)
- Nr. 13.213: Rolf Karbach (7. August 1925)
- Nr. 13.256: August Müller (7. August 1925)
- Nr. 13.328: Heinrich Haake (14. April 1925)
- Nr. 13.340: Josef Grohé
- Nr. 13.351: Friedrich Tillmann
- Nr. 13.372: Wilhelm Becker (7. August 1925)
- Nr. 13.539: Carl Zenner (7. August 1925)
- Nr. 13.732: Hermann Müller (12. August 1925)
- Nr. 13.774: Siegfried Oehme (8. August 1925)
- Nr. 13.801: Lotte Rühlemann (8. August 1925)
- Nr. 13.877: Hans Harbauer (8. August 1925)
- Nr. 13.986: Karl Ferdinand Abt (14. August 1925)
- Nr. 14.178: Heinrich Deubel (8. August 1925)
- Nr. 14.179: Eduard Bachl (8. August 1925)
- Nr. 14.303: Heinrich Himmler (August 1925)
- Nr. 14.476: Hans Graf (8. August 1925)
- Nr. 14.528: Max Sollmann
- Nr. 14.597: Hans Hilmeyer (8. August 1925)
- Nr. 14.607: Otto Erbersdobler (8. August 1925)
- Nr. 14.643: Hermann Grassl (6. August 1925)
- Nr. 14.699: Bernhard Schmidt
- Nr. 14.765: Hanns Oberlindober (8. August 1925)
- Nr. 14.818: Max Moosbauer (8. August 1925)
- Nr. 15.067: Friedrich Karl von Eberstein (17. August 1925)
- Nr. 15.116: Martha Aßmann (13. August 1925)
- Nr. 15.262: Franz Pillmayer (13. August 1925)
- Nr. 15.292: Arthur Schumann
- Nr. 15.406: Lorenz Pieper (12. August 1925)
- Nr. 15.484: Gustav Bertram (12. August 1925)
- Nr. 15.490: Georg Joel (12. August 1925)
- Nr. 15.903: Karl Horn (27. August 1925)
- Nr. 15.948: Erich Pitzschler (27. August 1925)
- Nr. 15.999: Georg Ahlemann (28. August 1925)
- Nr. 16.029: Hans Gronewald (1. September 1925)
- Nr. 16.068: Julius Merz (1. Juli 1925)
- Nr. 16.101: Franz Pfeffer von Salomon (10. März 1925)
- Nr. 16.102: Georg Hallermann (10. März 1925)
- Nr. 16.106: Heinrich August Knickmann
- Nr. 16.132: Friedrich Homann (3. Mai 1925)
- Nr. 16.148: Hans Semler
- Nr. 16.151: Erich Hartmann (10. März 1925)
- Nr. 16.156: Karl Jackstien (10. März 1925)
- Nr. 16.218: Herbert Barthel (10. März 1925)
- Nr. 16.292: Anton Bezler (13. Dezember 1925)
- Nr. 16.308: Hans-Joachim Riecke (15. Juni 1925)
- Nr. 16.330: Franz Land (10. Juni 1925)
- Nr. 16.359: Otto Hagedorn (8. Mai 1925)
- Nr. 16.447: Heinrich Vetter
- Nr. 16.487: Walter Borlinghaus (1. August 1925)
- Nr. 16.492: Franz Bauer (1. Januar 1926)
- Nr. 16.496: Konrad Karasek (18. August 1925)
- Nr. 16.506: Franz Quadflieg (14. Februar 1926)
- Nr. 16.510: Karl-Friedrich Dörnemann (1. Juni 1926)
- Nr. 16.557: Hugo Peiter (1. August 1925)
- Nr. 16.676: Peter Stangier
- Nr. 16.699: Friedrich Karl Florian (18. August 1925)
- Nr. 16.872: Albert Meister (30. August 1925)
- Nr. 16.951: Josef Wagner
- Nr. 17.009: Jakob Sprenger (August 1925)
- Nr. 17.015: Walter Heyse (14. August 1925)
- Nr. 17.017: Gustav Simon
- Nr. 17.141: Bernhard Fischer-Schweder (28. August 1925)
- Nr. 17.163: Gottlieb Rösner (28. August 1925)
- Nr. 17.225: Curt Ludwig (29. August 1925)
- Nr. 17.251: Baldur von Schirach
- Nr. 17.261: Paul Papenbroock (29. August 1925)
- Nr. 17.333: Wilhelm Karpenstein (31. August 1925)
- Nr. 17.607: Michael Redwitz (2. September 1925)
- Nr. 17.711: Herbert Ender (3. September 1925)
- Nr. 17.765: Emil Danneberg (4. September 1925)
- Nr. 17.797: Karl Richard Adam (7. September 1925)
- Nr. 18.013: Friedrich Habenicht (7. September 1925)
- Nr. 18.059: Albert Duckstein (7. September 1925)
- Nr. 18.097: Albert Friehe (7. September 1925)
- Nr. 18.132: Albert Leister (7. September 1925)
- Nr. 18.273: Dagobert Dürr (10. September 1925)
- Nr. 18.301: Waldemar Magunia (10. September 1925)
- Nr. 18.304: Erwin Nötzelmann (10. September 1925)
- Nr. 18.325: Bruno Gustav Scherwitz (10. September 1925)
- Nr. 18.357: Franz Xaver Schlemmer
- Nr. 18.373: Paul Kämpfe (11. September 1925)
- Nr. 18.441: Robert Ley (März 1925)
- Nr. 18.468: Albert Müller (10. September 1925)
- Nr. 18.615: Otto Heider (14. September 1925)
- Nr. 18.691: Josef Schönwälder
- Nr. 18.729: Friedrich Wilhelm von Bissing (16. September 1925)
- Nr. 18.833: Fritz Weitzel (1925)
- Nr. 18.851: Michael Steinbinder (September 1925)
- Nr. 18.859: Theobald Fenner (18. September 1925)
- Nr. 19.090: Hans Wolkersdörfer
- Nr. 19.100: Erhard Müller (21. September 1925)
- Nr. 19.110: Heinrich Remmert (21. September 1925)
- Nr. 19.192: Philipp Schmitt (September 1925)
- Nr. 19.227: Kurt Benson (23. September 1925)
- Nr. 19.247: Ernst Penner (25. September 1925)
- Nr. 19.289: Ernst Huber (23. September 1925)
- Nr. 19.402: Richard Ohling (28. September 1925)
- Nr. 19.593: Alfred Pudelko (25. September 1925)
- Nr. 19.599: Heinrich Georg Wilhelm Graf Finck von Finckenstein (25. September 1925)
- Nr. 19.613: Hans Tiessler
- Nr. 19.633: Christian Opdenhoff (28. September 1925)
- Nr. 19.706: Kurt Lasch (30. September 1925)
- Nr. 19.786: Willi Heer (4. Oktober 1925)
- Nr. 19.828: Franz-Werner Jaenke (4. Oktober 1925)
- Nr. 19.829: Walter Lienau (4. Oktober 1925)
- Nr. 20.009: Lorenz Vollmuth (8. August 1925)
- Nr. 20.036: Franz Bielefeld (6. Oktober 1925)
- Nr. 20.061: Hans Glauning (5. Oktober 1925)
- Nr. 20.063: Egon Zill (25. Oktober 1925)
- Nr. 20.151: Herman Wirth
- Nr. 20.215: Hans Albert Hohnfeldt (8. Oktober 1925)
- Nr. 20.525: Peter von Heydebreck
- Nr. 20.531: Max Fillusch (9. Oktober 1925)
- Nr. 20.597: Karl Schlee
- Nr. 20.599: Theodor Leonhardt (9. Oktober 1925)
- Nr. 20.603: Ernst Ludwig Leyser (9. Oktober 1925)
- Nr. 20.736: Horst von Petersdorff (1. Oktober 1925)
- Nr. 20.755: Franz Jakob (12. Oktober 1925)
- Nr. 20.845: Hermann Czirniok (16. Oktober 1925)
- Nr. 20.872: Hans Beeck (16. Oktober 1925)
- Nr. 20.903: Otto Ehrlichmann (19. Oktober 1925)
- Nr. 20.905: Ernst Kalitzke (19. Oktober 1925)
- Nr. 20.925: Artur Kauffmann (19. Oktober 1925)
- Nr. 21.018: Hans Weisheit
- Nr. 21.065: Josef Ackermann (19. Oktober 1925)
- Nr. 21.203: Heinrich von Kozierowski (20. Oktober 1925)
- Nr. 21.271: Johannes Klotsche (23. Oktober 1925)
- Nr. 21.335: Wilhelm von Wnuck
- Nr. 21.491: Alfred Eydt (28. Oktober 1925)
- Nr. 21.573: August Heißmeyer (30. Oktober 1925)
- Nr. 21.575: Ernst Ittameier (2. November 1925)
- Nr. 21.578: Rudolf Michaelis (2. November 1925)
- Nr. 21.609: Eugen Holdinghausen (2. November 1925)
- Nr. 21.616: Karl d’Angelo (2. November 1925)
- Nr. 21.678: Rudolf Brückmann (2. November 1925)
- Nr. 21.696: Alfred Straßweg
- Nr. 21.699: Detlef Dern (2. November 1925)
- Nr. 21.821: Walter Maass (2. November 1925)
- Nr. 21.855: Walter Gunst (4. November 1925)
- Nr. 21.936: Wilhelm Jeppe (4. November 1925)
- Nr. 22.018: Ferdinand Eickel (3. Oktober 1925)
- Nr. 22.029: Wilhelm Münzer (1. Oktober 1925)
- Nr. 22.124: Erich Rußek (18. November 1925)
- Nr. 22.175: Karl Schulz (9. Oktober 1925)
- Nr. 22.189: Otto Schwebel
- Nr. 22.293: Karl Möckel (26. November 1925)
- Nr. 22.560: Fritz Reckmann (27. November 1925)
- Nr. 22.614: Karl Bauer (1. Dezember 1925)
- Nr. 22.750: Heinrich Keiser (1. Dezember 1925)
- Nr. 22.766: Herbert Backe (1. Dezember 1925)
- Nr. 22.815: Otto Hellmuth (3. Dezember 1925)
- Nr. 22.827: Werner Mohr (3. Dezember 1925)
- Nr. 22.836: Georg Rau (3. Dezember 1925)
- Nr. 22.948: Otto Wacker
- Nr. 22.986: Josefine Grimme (3. Dezember 1925)
- Nr. 23.009: Albert Dreßler (1. Oktober 1925)
- Nr. 23.033: Adolf Rottenberger (10. Oktober 1925)
- Nr. 23.040: Karl Ritter (19. Oktober 1925)
- Nr. 23.046: Peter Martin (24. Oktober 1925)
- Nr. 23.091: Willy Liebel (5. November 1925)
- Nr. 23.216: Richard Mann (7. November 1925)
- Nr. 23.270: Friedrich Georg Berni (7. November 1925)
- Nr. 23.479: Axel Crewell (12. November 1925)
- Nr. 23.494: Wilhelm Kohlmeyer (11. November 1925)
- Nr. 23.519: Josef Meyer (11. November 1925)
- Nr. 23.522: Richard Preiß (11. November 1925)
- Nr. 23.581: Robert Bauer (13. November 1925)
- Nr. 23.814: Fritz Heß (19. November 1925)
- Nr. 23.918: Otto Strasser
- Nr. 23.958: Herbert Linden (23. November 1925)
- Nr. 23.959: Philipp Dinkel (23. November 1925)
- Nr. 24.006: Reinhold Muchow (3. Dezember 1925)
- Nr. 24.098: Karl Heinz Behrens (7. Dezember 1925)
- Nr. 24.137: Claus Selzner
- Nr. 24.216: Willy Marschler (7. Dezember 1925)
- Nr. 24.244: Rudolf Krause (7. Dezember 1925)
- Nr. 24.291: Karl Weinrich
- Nr. 24.375: Willi Worch
- Nr. 24.398: Wilhelm Haug (14. Dezember 1925)
- Nr. 24.400: Karl-Heinz Pintsch (3. Dezember 1925)
- Nr. 24.675: Michael Jäger (12. Dezember 1925)
- Nr. 24.713: Wilhelm Stegmann (14. Dezember 1925)
- Nr. 25.045: Hans Saupert
- Nr. 25.071: Ilse Heß (1. Dezember 1925)
- Nr. 25.140: Oskar Druschel (15. Dezember 1925)
- Nr. 25.147: Fritz Karl Engel (15. Dezember 1925)
- Nr. 25.248: Fritz Schleßmann
- Nr. 25.249: Karl Gutenberger (15. Dezember 1925)
- Nr. 25.343: Paul Dahm (15. Dezember 1925)
- Nr. 25.439: Peter Berns (15. Dezember 1925)
- Nr. 25.501: Ernst Kelter (15. Dezember 1925)
- Nr. 25.509: Heinrich Fetkötter (15. Dezember 1925)
- Nr. 25.555: Hermann Gerischer (15. Dezember 1925)
- Nr. 25.565: Fritz Härtl (15. Dezember 1925)
- Nr. 25.574: Wilhelm Redieß (15. Juli 1925)
- Nr. 25.585: Jakob Sporrenberg (Ende 1925)
- Nr. 25.651: Paul Sporrenberg
- Nr. 25.752: Alfred Groß (17. Dezember 1925)
- Nr. 25.804: Walter von Lingelsheim (16. Dezember 1925)
- Nr. 25.825: Hans Biallas (16. Dezember 1925)
- Nr. 25.902: Ferdinand Schürmann
- Nr. 26.212: Erich Kaltenpoth (17. Dezember 1925)
- Nr. 26.269: Karl Nabersberg (20. Dezember 1925)
- Nr. 26.322: Heinrich Pahlings (28. Dezember 1925)
- Nr. 26.491: Wilhelm Jung (28. Dezember 1925)
- Nr. 26.751: Arthur Etterich (28. Dezember 1925)
- Nr. 26.762: Wilhelm Schepmann (1925)
- Nr. 26.788: Willi Banike (28. Dezember 1925)
- Nr. 26.850: Wilhelm Niemöller (28. Dezember 1925)
- Nr. 26.929: Emil Stürtz (Dezember 1925)
- Nr. 27.070: Karl Straube (1926)
- Nr. 27.148: Hans Herbert Schweitzer (1926)
- Nr. 27.161: Wilfried Lämmel (2. Januar 1926)
- Nr. 27.171: Kurt Stage (23. Oktober 1925)
- Nr. 27.302: Alfred Wolfermann
- Nr. 27.478: Siegfried Kasche (9. Januar 1926)
- Nr. 27.601: Heinrich Böhmcker (11. Januar 1926)
- Nr. 27.714: Wilhelm Loch (11. Januar 1926)
- Nr. 27.720: Friedrich Neven (11. Januar 1926)
- Nr. 27.729: Ernst Bollmann (11. Januar 1926)
- Nr. 27.747: Friedrich Peppmüller (11. Januar 1926)
- Nr. 28.197: Robert Roth (10. Januar 1926)
- Nr. 28.199: Albert Roth (10. Januar 1926)
- Nr. 28.421: Otto Frank (16. Januar 1926)
- Nr. 28.438: Richard Imbt (16. Januar 1926)
- Nr. 28.464: Fritz Schwitzgebel
- Nr. 28.473: Kurt Faber (16. Januar 1926)
- Nr. 28.474: Rudolf Röhrig (16. Januar 1926)
- Nr. 28.494: Fritz Friesleben (19. Januar 1926)
- Nr. 28.531: Otto Marxer (1. August 1925)
- Nr. 28.566: Richard Manderbach (25. Juli 1925)
- Nr. 28.700: Herbert Merker (29. Juli 1925)
- Nr. 28.705: Otto Schramme
- Nr. 28.738: Alfred Meyer (1. April 1928)
- Nr. 28.921: Hermann Glüsing (1. September 1928)
- Nr. 29.046: Willi Ruckdeschel (21. Januar 1926)
- Nr. 29.148: Kurt Frey (1. Januar 1926)
- Nr. 29.174: Heinrich Foerster (1. Januar 1926)
- Nr. 29.205: Eva Chamberlain (26. Januar 1926)
- Nr. 29.206: Houston Stewart Chamberlain (26. Januar 1926)
- Nr. 29.230: Karl Gortner (26. Januar 1926)
- Nr. 29.308: Ludwig Ruckdeschel (26. Januar 1926)
- Nr. 29.313: Hans Schemm (Januar 1926)
- Nr. 29.349: Winifred Wagner
- Nr. 29.365: Karl Berckmüller (26. Januar 1926)
- Nr. 29.497: Wolfgang Bergemann (4. Februar 1926)
- Nr. 29.553: Georg Stahl
- Nr. 29.681: Richard Owe (6. Februar 1926)
- Nr. 29.684: Otto Naumann (6. Februar 1926)
- Nr. 29.792: Walter Jurk (6. Februar 1926)
- Nr. 30.014: Hans Buchner (4. Februar 1926)
- Nr. 30.179: Kurt Günther (15. Februar 1926)
- Nr. 30.266: Friedrich Beyer (15. Februar 1926)
- Nr. 30.307: Hermann Röhn (17. Februar 1926)
- Nr. 30.312: August Kramer (17. Februar 1926)
- Nr. 30.314: Karl Cerff (17. Februar 1926)
- Nr. 30.349: Max Linsmayer (12. Februar 1926)
- Nr. 30.462: Alfred Eckart (17. Februar 1926)
- Nr. 30.646: Wilhelm Beyer (15. Februar 1926)
- Nr. 30.682: Arpad Wigand
- Nr. 30.842: Oswald Pohl (22. Februar 1926)
- Nr. 30.878: Josef Adamczyk (20. Februar 1926)
- Nr. 30.886: Alfred Hawellek (20. Februar 1926)
- Nr. 31.013: Erwin Finkenzeller (10. Februar 1926)
- Nr. 31.123: Hans Georg Freund (1. März 1926)
- Nr. 31.412: Emil Petzendorfer (1. März 1925)
- Nr. 31.458: Wilhelm Thiele
- Nr. 31.490: Achim Gercke (4. März 1926)
- Nr. 31.801: Otto Engelbrecht (9. März 1926)
- Nr. 31.823: Karl Dreier (26. Februar 1926)
- Nr. 31.831: Wilhelm Wohlgemuth
- Nr. 31.910: Franz Gutsmiedl (12. März 1926)
- Nr. 31.914: Berthold Hell (12. März 1926)
- Nr. 31.944: Engelhard von Nathusius (12. März 1926)
- Nr. 31.981: Kurt Daluege (12. März 1926)
- Nr. 32.061: Kurt Benz (26. März 1926)
- Nr. 32.387: Otto Bender (20. März 1926)
- Nr. 32.388: Karl Lenz (20. März 1926)
- Nr. 32.743: Hermann Schroer
- Nr. 33.014: Franz Bock (6. März 1926)
- Nr. 33.027: Georg Aumeier (5. März 1926)
- Nr. 33.034: Reimund Rüth (5. März 1926)
- Nr. 33.241: Kurt Kräft (30. März 1926)
- Nr. 33.333: Hans Nieland (30. Januar 1926)
- Nr. 33.429: Carl Heinrich Ernst Exter (1. April 1926)
- Nr. 33.511: Elsbeth Zander (1. April 1926)
- Nr. 33.560: Wilhelm Georg Schmidt
- Nr. 33.691: August Greim (9. April 1926)
- Nr. 33.733: Albert Tonak
- Nr. 33.764: Hans-Fritz Kaiser (9. April 1926)
- Nr. 33.766: Willi Falkenberg (9. April 1926)
- Nr. 33.777: Richard Fiedler (9. April 1926)
- Nr. 33.893: Karl Belding (9. April 1926)
- Nr. 33.979: Josef Bürckel (9. April 1926)
- Nr. 34.017: Michael Guglhör (16. März 1926)
- Nr. 34.184: Erich Wollmann
- Nr. 34.252: Paul Arthur Rabe (14. April 1926)
- Nr. 34.291: Paul Binus (14. April 1926)
- Nr. 34.339: Georg Altner (10. April 1926)
- Nr. 34.475: Heinz Roch (19. April 1926)
- Nr. 34.683: Johann Georg Brückmann (19. April 1926)
- Nr. 34.689: Otto Lang (19. April 1926)
- Nr. 34.771: Wilhelm Rosenbaum (20. März 1926)
- Nr. 34.891: Kurt Bertram (22. April 1926)
- Nr. 34.957: Johannes Döring (23. April 1926)
- Nr. 35.025: Hugo Fischer (29. März 1926)
- Nr. 35.046: Curt Wiebel
- Nr. 35.313: Fritz Wächtler
- Nr. 35.359: Heinrich Gärtner (26. April 1926)
- Nr. 35.589: Albert Krebs (10. Mai 1926)
- Nr. 35.652: Oskar Hüssy (8. Mai 1926)
- Nr. 35.782: Otto Bovensiepen (3. Mai 1926)
- Nr. 35.824: Fritz Mißmahl (3. Mai 1926)
- Nr. 35.916: Herbert Albrecht (11. Mai 1926)
- Nr. 36.000: Ernst Boepple (17. Mai 1926)
- Nr. 36.003: Joseph Berchtold (7. April 1926)
- Nr. 36.247: Gustav Staebe (9. Mai 1926)
- Nr. 36.486: Bruno Czarnowski (17. Mai 1926)
- Nr. 36.492: Paul Hennicke (20. Mai 1926)
- Nr. 36.499: Ludwig Fischer (20. Mai 1926)
- Nr. 36.519: Fritz Zietlow
- Nr. 36.709: Willy Reichelt (22. Mai 1926)
- Nr. 36.801: Waldemar Geyer (17. Mai 1926)
- Nr. 36.815: Paul Harpe (17. Mai 1926)
- Nr. 36.913: Hans Georg Gewehr (17. Mai 1926)
- Nr. 36.916: Heinz Hauenstein (17. Mai 1926)
- Nr. 36.978: Günther Tamaschke
- Nr. 37.037: Adolf Manns (26. Januar 1926)
- Nr. 37.394: Wilhelm Schwarz
- Nr. 37.405: Walter Grabowski (30. Mai 1926)
- Nr. 37.497: Lambert Friedrichs (1. Juni 1926)
- Nr. 37.615: Harry Henningsen (5. Juni 1926)
- Nr. 38.051: Wilhelm Grezesch (11. Juni 1926)
- Nr. 38.099: Adolf Clos (11. Juni 1926)
- Nr. 38.282: Willibald Spang
- Nr. 38.416: Hermann Oppenländer (12. Juni 1926)
- Nr. 38.530: Arno Pardun (14. Juni 1926)
- Nr. 38.579: Günther Treptow (1926)
- Nr. 38.715: Ewald Dost (19. Juni 1926)
- Nr. 38.722: Hans Lenk (19. Juni 1926)
- Nr. 38.960: Otto Herzog (21. Juni 1926)
- Nr. 38.968: Martin Lennings (21. Juni 1926)
- Nr. 39.029: Paul Rosner (22. April 1926)
- Nr. 39.192: Franz Rottmann (1. März 1926)
- Nr. 39.217: Herbert Treff (Juni 1926)
- Nr. 39.807: Werner Keyßner (1. Juli 1926)
- Nr. 39.913: Karl Genzken (7. Juli 1926)
- Nr. 40.079: Hans Frank
- Nr. 40.111: Johannes Bochmann (8. Juli 1926)
- Nr. 40.149: Paul Sterzing (8. Juli 1926)
- Nr. 40.157: Hans Kummerlöwe
- Nr. 40.324: Arnold Fischer (13. Juli 1926)
- Nr. 40.390: Rudolf Trautmann
- Nr. 40.415: Oswald Freisler (14. Juli 1926)
- Nr. 40.460: Artur Kolb (15. Juli 1926)
- Nr. 40.718: Ernst Biberstein (19. Juli 1926)
- Nr. 41.016: Friedhelm Kemper (26. Juli 1926)
- Nr. 41.165: Albert Hoffmann (27. Juli 1926)
- Nr. 41.252: Siegmund Kunisch (8. Juli 1925)
- Nr. 41.302: Franz Schnaedter
- Nr. 41.305: Theodor Habicht (29. Juli 1926)
- Nr. 41.413: Otto Leopold Piclum (15. Juni 1926)
- Nr. 41.461: Reinhold Daum (31. Juli 1926)
- Nr. 41.508: Paul Hoffmann (3. August 1926)
- Nr. 41.552: Kurt Kaergel (3. August 1926)
- Nr. 41.754: Alois Hitler junior (3. August 1926)
- Nr. 41.874: Paul Skoda
- Nr. 41.906: Walter Prüfke (4. August 1926)
- Nr. 42.167: Curt Fischer (6. August 1926)
- Nr. 42.191: Hermann Kluge (7. August 1926)
- Nr. 42.316: Karl Kleemann (12. August 1926)
- Nr. 42.509: Friedrich Helmich (13. August 1926)
- Nr. 42.630: Georg von Detten (1. Februar 1926)
- Nr. 42.635: Wilhelm Jahn (16. August 1926)
- Nr. 42.694: Ludwig Ott
- Nr. 43.073: Karl Fritsch (1. Juni 1926)
- Nr. 43.136: Martin Gottfried Weiß (1. August 1926)
- Nr. 43.209: Georg Poxleitner (25. August 1926)
- Nr. 43.222: Willy Herbert (25. August 1926)
- Nr. 43.373: Willy Becker (26. August 1926)
- Nr. 43.382: Bodo Gelzenleuchter (26. August 1926)
- Nr. 43.705: Fritz Ihlenburg (4. September 1926)
- Nr. 43.987: Erich Straub
- Nr. 44.024: Horst Raecke (18. September 1926)
- Nr. 44.033: Hans Kühtz (20. September 1926)
- Nr. 44.151: Andreas Dornieden (20. September 1926)
- Nr. 44.154: Heinrich Loevenich (21. September 1926)
- Nr. 44.269: Robert Bergmann (21. September 1926)
- Nr. 44.384: Fritz Hahn (26. September 1926)
- Nr. 44.393: Hans Haltermann (23. September 1926)
- Nr. 44.419: Willi Protsch (23. September 1926)
- Nr. 44.488: Franz Schubert
- Nr. 44.660: Wilhelm Klemm (22. September 1926)
- Nr. 44.797: Wilhelm Busch (1. Oktober 1926)
- Nr. 45.004: Fritz Ebenböck (12. Juli 1926)
- Nr. 45.047: Hanns Rauscher (1. August 1926)
- Nr. 45.048: Senta Dinglreiter (9. August 1926)
- Nr. 45.073: Hanns Bunge (9. September 1926)
- Nr. 45.075: Hans Hohenester (10. September 1926)
- Nr. 45.199: Walter Kappe (7. Oktober 1926)
- Nr. 45.412: Viktor Hoven (9. Oktober 1926)
- Nr. 45.694: Walter Graeschke (16. Oktober 1926)
- Nr. 45.739: Fritz Fröhlich (10. Oktober 1926)
- Nr. 45.998: Walter Heringlake (5. August 1925)
- Nr. 46.099: Ernst Riemenschneider (23. Oktober 1926)
- Nr. 46.316: Otto Frowein (29. Oktober 1926)
- Nr. 46.660: Harry Marnitz (3. November 1926)
- Nr. 46.771: Erwin Rösener (6. November 1926)
- Nr. 46.928: Werner Schwarz
- Nr. 47.014: Emil Klein (25. September 1925)
- Nr. 47.243: Jakob Knissel
- Nr. 47.512: Helmut Seifert
- Nr. 47.735: Gerret Korsemann (26. November 1926)
- Nr. 47.792: Willy Ehlers (26. November 1926)
- Nr. 47.851: Walter Jung (29. November 1926)
- Nr. 47.852: Jakob Jung (29. November 1926)
- Nr. 47.935: Julius Bielefeld (26. November 1926)
- Nr. 48.014: Josef Malzer (22. Oktober 1926)
- Nr. 48.082: Konrad Elmshäuser (1. Dezember 1926)
- Nr. 48.113: Hans Baur (4. Dezember 1926)
- Nr. 48.129: Hans Lechner (4. Dezember 1926)
- Nr. 48.332: Hermann Petzke (7. Dezember 1926)
- Nr. 48.434: Horst Wessel (7. Dezember 1926)
- Nr. 48.505: Carl von Schirach
- Nr. 48.508: Heinz Leonhard (6. Dezember 1926)
- Nr. 48.512: Heinz Richter (6. Dezember 1926)
- Nr. 48.829: Ludwig Liebel (16. Dezember 1926)
- Nr. 48.928: Hans Kriegler (20. Dezember 1926)
- Nr. 48.945: Hans Hinkel (20. Dezember 1926)
- Nr. 49.042: Walter Schimana (7. Dezember 1926)
- Nr. 49.177: Peter Schmitt (Dezember 1926)
- Nr. 49.185: Paul Simon
- Nr. 49.360: August Düsterloh (27. Dezember 1926)
- Nr. 49.495: Heinrich Reinecke (29. Dezember 1926)
- Nr. 49.889: Johannes Schäfer (1926)
- Nr. 50.024: Leopold Schaschko (26. September 1926)
- Nr. 50.410: Karl Straßmayr (26. Oktober 1926)
- Nr. 50.416: Josef Leopold (5. September 1926)
- Nr. 50.478: Walther Oberhaidacher (10. September 1926)
- Nr. 50.486: Fritz Knaus (1. Dezember 1926)
- Nr. 50.524: Gustav Kaufmann (1. Oktober 1926)
- Nr. 50.628: Alfred Proksch (1. Oktober 1926)
- Nr. 50.630: Maria Werbik
- Nr. 50.636: Gustav Nohel (8. Oktober 1926)
- Nr. 50.648: Andreas Bolek (5. Oktober 1926)
- Nr. 50.679: Ottokar Drumbl (29. September 1926)
- Nr. 50.771: Gustav Gugitz (6. Mai 1926)
- Nr. 51.018: Fritz Amreich (21. September 1926)
- Nr. 51.282: Walter Turza (13. September 1926)
- Nr. 51.546: Walter Rentmeister
- Nr. 51.552: Franz Schattenfroh
- Nr. 51.695: Eugen Werkowitsch
- Nr. 51.746: Kurt von Barisiani (18. Mai 1926)
- Nr. 51.929: Richard Suchenwirth (17. Mai 1926)
- Nr. 52.036: Hermann Reschny (3. September 1926)
- Nr. 52.146: Theodor Pillich (28. Oktober 1926)
- Nr. 52.294: Franz Schmid (25. September 1926)
- Nr. 52.305: Franz Hanke
- Nr. 52.963: Rudolf May (12. März 1927)
- Nr. 53.290: Eduard Munninger (4. März 1927)
- Nr. 53.424: Hans Joachim Apffelstaedt
- Nr. 54.144: Konrad Hammetter (1. Juni 1927)
- Nr. 54.251: Hugo Suette (1. September 1927)
- Nr. 54.652: Carl Solhardt (3. Oktober 1927)
- Nr. 55.069: Friedrich Wilhelm Müller (14. Januar 1927)
- Nr. 55.272: Herbert Blank (20. Januar 1927)
- Nr. 55.433: Werner Siegfried
- Nr. 55.437: Arthur Böckenhauer (1. Januar 1927)
- Nr. 55.587: Ernst Beißner (27. Januar 1927)
- Nr. 55.646: Hermann Müller (27. Januar 1927)
- Nr. 55.812: Alfred Günther (1. Dezember 1926)
- Nr. 55.875: Hans Helwig (28. Januar 1927)
- Nr. 55.978: Wilhelm Welter
- Nr. 55.979: Karl Brück (2. Februar 1927)
- Nr. 56.142: Konrad Witzmann
- Nr. 56.310: Nikolaus Simmer (1927)
- Nr. 56.388: Rudolf Klieber (14. Februar 1927)
- Nr. 56.403: Wilhelm Heerde (14. Februar 1927)
- Nr. 56.432: Johann Blankemeyer (14. Februar 1927)
- Nr. 56.518: Albert Pietzsch (16. Februar 1927)
- Nr. 56.778: Michael Münster (19. Februar 1927)
- Nr. 56.811: Gustav Gunia (19. Februar 1927)
- Nr. 56.957: Wilhelm Bösing (19. Februar 1927)
- Nr. 57.027: Fritz Montag (24. Februar 1927)
- Nr. 57.087: Joachim Haupt (25. Februar 1927)
- Nr. 57.331: Karl Engert (2. März 1927)
- Nr. 57.391: Kurt Klare (3. März 1927)
- Nr. 57.510: August Gölzer (1. März 1927)
- Nr. 57.839: Albert Hänel (11. März 1927)
- Nr. 57.857: Hellmut Walter (März 1927)
- Nr. 58.439: Johann Wabel
- Nr. 58.502: Otto Somann
- Nr. 58.512: Hans Kummerfeldt (22. März 1927)
- Nr. 58.712: Theodor Bauder (31. März 1927)
- Nr. 59.281: Hans Richter (7. April 1927)
- Nr. 59.502: Eugen Heßler (11. April 1927)
- Nr. 59.524: Franz Maierhofer (11. April 1927)
- Nr. 59.697: Heinrich Peper (14. April 1927)
- Nr. 59.950: Kurt Krüger (19. April 1927)
- Nr. 59.957: Julius Lippert (19. April 1927)
- Nr. 60.256: Ludwig Diehl (21. April 1927)
- Nr. 60.393: Heinrich Härtle (26. April 1927)
- Nr. 60.462: Heinrich Siekmeier
- Nr. 60.474: Walter Beinzger (27. April 1927)
- Nr. 60.507: Albert Bormann (27. April 1927)
- Nr. 60.508: Martin Bormann
- Nr. 60.530: Franz Binz (1. April 1927)
- Nr. 60.807: Ludwig Schickert
- Nr. 61.010: Ferdinand Schramm
- Nr. 61.234: Heinrich Haselmayer (9. Mai 1927)
- Nr. 61.574: Paul Thümmel (1927)
- Nr. 61.580: Michael Heuschneider (18. Mai 1927)
- Nr. 61.892: Andreas Bang (23. Mai 1927)
- Nr. 62.133: Fritz Hippler (21. Mai 1927)
- Nr. 62.424: Wilhelm Keppler (27. Mai 1927)
- Nr. 62.499: Felix Albrecht (7. Mai 1927)
- Nr. 62.791: Wilhelm Lemm (4. Mai 1927)
- Nr. 62.795: Willy Klitzing (4. Juni 1927)
- Nr. 63.035: Otto Gümbel (1. Juni 1927)
- Nr. 63.037: Karl Jung (27. Mai 1927)
- Nr. 63.142: Otto Gakenholz (13. Juni 1927)
- Nr. 63.277: Wilhelm Schroeder
- Nr. 63.656: Georg Piskurek (24. Juni 1927)
- Nr. 63.657: Heinrich Severit (24. Juni 1927)
- Nr. 63.895: Hans Bols (1. Juli 1927)
- Nr. 64.147: Erich Fischer (1. Juli 1927)
- Nr. 64.269: Heinrich Bangert (9. Juli 1927)
- Nr. 64.289: Franz Hochstetter (9. Juli 1927)
- Nr. 64.395: Michael Kneissl (3. Juli 1927)
- Nr. 64.542: Alois Obermeier (18. Juli 1927)
- Nr. 64.823: Walter Neul (19. Juli 1927)
- Nr. 64.961: Georg Kubisch (20. Juli 1927)
- Nr. 65.000: Bodo Uhse
- Nr. 65.188: Claus Hans (2. August 1927)
- Nr. 65.782: Philipp Wurzbacher
- Nr. 65.877: Eugen Stähle
- Nr. 65.883: Philipp Baetzner (8. August 1927)
- Nr. 65.983: Ernst Graf zu Reventlow (11. August 1927)
- Nr. 66.421: Christian Zinsser
- Nr. 66.689: Gunter d’Alquen (25. August 1927)
- Nr. 66.836: Walter Ortlepp (1. September 1927)
- Nr. 66.899: Theodor Fritsch (1. September 1927)
- Nr. 66.967: Paul Meier-Benneckenstein (5. September 1927)
- Nr. 66.990: Georg Utz (1927)
- Nr. 67.309: Daniel Hauer (12. September 1927)
- Nr. 67.706: Ferdinand Großherr (16. September 1927)
- Nr. 67.791: Otto Raatz (20. April 1927)
- Nr. 68.068: Hans Krawielitzki (26. September 1927)
- Nr. 68.090: Franz Woweries
- Nr. 68.128: Heinz Ihlert (1. Oktober 1927)
- Nr. 68.437: Wilhelm Holzmann (7. Oktober 1927)
- Nr. 68.494: Nikolaus Herbet (8. Oktober 1927)
- Nr. 68.690: Alexander Schrader
- Nr. 68.882: Ernst Jenke (13. Oktober 1927)
- Nr. 68.902: Karl-Heinz Bürger (13. Oktober 1927)
- Nr. 69.103: Karl Theobald Gauweiler (1. September 1927)
- Nr. 69.221: Max Kutschmann (22. Oktober 1927)
- Nr. 69.281: Carl Voß
- Nr. 69.287: Arthur Holzmann (24. Oktober 1927)
- Nr. 69.449: Franz Moraller (31. Oktober 1927)
- Nr. 69.696: Konrad Jenzen (3. November 1927)
- Nr. 69.784: Paul Franke (2. November 1927)
- Nr. 70.136: Ernst Weinmann (1927)
- Nr. 70.178: Christian Mergenthaler (27. Juli 1927)
- Nr. 70.182: Erich Hagenmeyer (27. Juli 1927)
- Nr. 70.491: Emil Gauer (15. November 1927)
- Nr. 70.530: Karl Gunzer (14. November 1927)
- Nr. 70.638: Konrad Unger
- Nr. 70.644: Berthold Karwahne (17. Oktober 1927)
- Nr. 71.032: Emil Kirdorf (1. August 1927)
- Nr. 71.058: Heinrich Höflich (1. September 1927)
- Nr. 71.139: Hans Körbel (1. Dezember 1927)
- Nr. 71.237: Kurt Mende (26. November 1927)
- Nr. 71.495: Karl Janowsky (1. November 1927)
- Nr. 71.637: Carl Lüer (5. Dezember 1927)
- Nr. 71.682: Wilhelm Kube (1. Dezember 1927)
- Nr. 71.893: Fritz Johlitz (13. Dezember 1927)
- Nr. 71.945: Emil Binder (13. Dezember 1927)
- Nr. 72.024: Hans Seibold
- Nr. 72.030: Erich Sparmann
- Nr. 72.201: Johannes Engel (20. Dezember 1927)
- Nr. 72.225: Leonardo Conti (20. Dezember 1927)
- Nr. 72.368: Konrad Ritsch (23. Dezember 1927)
- Nr. 72.741: Paul Giesler (1. Januar 1928)
- Nr. 72.790: Fritz Bracht (1. April 1927)
- Nr. 73.023: Franz Schädle (1930)
- Nr. 73.035: Reinhold Zimmermann
- Nr. 73.093: Hans Hauswald (1. Januar 1928)
- Nr. 73.242: Hermann Wölk (1. Dezember 1927)
- Nr. 73.255: Rudi Peuckert (1. Januar 1928)
- Nr. 73.427: Otto Flöl (1. März 1928)
- Nr. 73.599: Hans Trummler
- Nr. 73.667: Quirin Jansen (1. Januar 1928)
- Nr. 73.727: Otto Braunheim (1. September 1927)
- Nr. 73.961: Wilhelm Bergholter (1. Januar 1928)
- Nr. 74.207: Gustav Schlotterer
- Nr. 74.339: Max Schümann
- Nr. 74.349: Bernhard Meyer (1. Januar 1928)
- Nr. 74.371: Günther Nebelung (1. Januar 1928)
- Nr. 74.380: Georg Wilhelm Müller (1. Februar 1928)
- Nr. 74.750: Karl Martin (1. Februar 1928)
- Nr. 74.823: Liesbeth Krzok (1. Februar 1928)
- Nr. 75.001: Wilhelm von Holzschuher (1. Januar 1928)
- Nr. 75.022: Johannes Rodatz (1. Januar 1928)
- Nr. 75.049: Karl Bombach (1. Februar 1928)
- Nr. 75.105: Jakob Kessel (1. Februar 1928)
- Nr. 75.148: Siegfried Polack (1. Februar 1928)
- Nr. 75.296: Werner Faber (1. Februar 1928)
- Nr. 75.401: August Schneidhuber
- Nr. 75.582: Willi Dusenschön (1. Februar 1928)
- Nr. 75.587: Wilhelm Struve
- Nr. 75.689: Edward John Kerling (1. Februar 1928)
- Nr. 75.943: Alexander Landgraf (1. Februar 1928)
- Nr. 75.946: Heinz Jost (1. Februar 1928)
- Nr. 76.343: Alfred Pfaff (1. März 1928)
- Nr. 76.941: Johann Kantschuster (1. März 1928)
- Nr. 77.094: Heinrich Horlbeck (1. März 1928)
- Nr. 77.217: Alexander Freiherr von Wangenheim
- Nr. 77.270: Hannes Kremer (1. März 1928)
- Nr. 77.299: Walter Aldinger (1. Juni 1926)
- Nr. 77.483: Wolf Meyer-Christian (1. März 1928)
- Nr. 77.575: Kurt Beier (1. März 1928)
- Nr. 77.719: Diedrich Hobbie (1. März 1928)
- Nr. 77.845: Helmut Gauweiler (1. März 1928)
- Nr. 77.889: Friedrich Pfeffer von Salomon (1. März 1928)
- Nr. 77.908: Rudolf Feick (1. April 1925)
- Nr. 80.051: Helmut Baumert (1. April 1928)
- Nr. 80.329: Carl Engelbert Böhmer (1. Mai 1928)
- Nr. 80.452: Philipp Rupprecht (1. April 1928)
- Nr. 80.481: Max Henze (1. April 1928)
- Nr. 80.525: Martin Löpelmann (1. April 1928)
- Nr. 80.730: Richard Drauz (1. April 1928)
- Nr. 80.898: Gottfried Benz (1. April 1928)
- Nr. 80.983: Adolf Beckerle (1. September 1928)
- Nr. 80.984: Ludwig Münchmeyer (1. April 1928)
- Nr. 81.413: Theo Albert Stadler (13. Januar 1928)
- Nr. 81.602: Karl Lapper (1. November 1927)
- Nr. 81.603: Hartmann Lauterbacher
- Nr. 81.622: Friedrich Josef Fenz (1. Februar 1928)
- Nr. 81.656: Karl Scharizer (3. November 1927)
- Nr. 81.668: Rudolf Saliger (4. Januar 1928)
- Nr. 81.826: Walter Gasthuber (1. Februar 1928)
- Nr. 81.888: Leopold Gawanda (15. Oktober 1927)
- Nr. 82.292: Kurt Possanner von Ehrenthal (10. April 1928)
- Nr. 82.300: Hans Glück (3. März 1928)
- Nr. 82.560: Hans Reinl
- Nr. 82.885: Hans Scheriau (3. November 1928)
- Nr. 82.996: Hermann Kriebel (1. Oktober 1928)
- Nr. 83.078: Hermann Lapper
- Nr. 83.421: Anton Reinthaller (23. April 1928)
- Nr. 83.432: August Eigruber (18. April 1928)
- Nr. 83.610: Heinrich Seitz von Treffen
- Nr. 83.860: Roman Hädelmayr (1. Januar 1928)
- Nr. 84.006: Max Neunzert
- Nr. 84.150: Emil Leweke (1. April 1928)
- Nr. 84.346: Rudolf Kluge (1. April 1928)
- Nr. 84.351: Johann Gmelch (1. April 1928)
- Nr. 84.584: Theo Hums (1. April 1928)
- Nr. 84.593: Erich Hofmann (1. April 1928)
- Nr. 84.924: Walter Martens (1. April 1928)
- Nr. 85.001: Hans Hustert (1. April 1928)
- Nr. 85.034: Friedrich Haselmayr (1. April 1928)
- Nr. 85.059: Herbert Haselwander (1. April 1928)
- Nr. 85.225: Otto Dahlem (1. April 1928)
- Nr. 85.231: Emil Mazuw (1. April 1928)
- Nr. 85.244: Just Dillgardt (1. April 1928)
- Nr. 85.404: Karl Minnameyer (1. April 1928)
- Nr. 85.437: Eugen Maier (1. April 1928)
- Nr. 85.475: Franz Ritter von Epp (1. Mai 1928)
- Nr. 85.562: Max Frauendorfer (1. Mai 1928)
- Nr. 85.595: Werner Blume (1. Mai 1928)
- Nr. 85.661: Otto Maier (1. Mai 1928)
- Nr. 85.722: Horst Achilles (1. Mai 1928)
- Nr. 85.783: Johann Menso Folkerts (1. Mai 1928)
- Nr. 85.796: Heinrich Janßen (1. Mai 1928)
- Nr. 85.970: Wilhelm Dieckmann (1. Mai 1928)
- Nr. 86.330: Helmut Triska (9. Februar 1929)
- Nr. 86.769: Hubert Fabigan (1. April 1929)
- Nr. 86.773: Wilhelm Fanderl (16. April 1929)
- Nr. 86.916: Hermann Reisinger (14. April 1929)
- Nr. 87.109: Lothar Lange (1. Mai 1928)
- Nr. 87.130: Karl Lange (1. Mai 1928)
- Nr. 87.172: Felix Piékarski (1. Mai 1928)
- Nr. 87.240: Ernst Brändel (1. Mai 1928)
- Nr. 87.263: Wilhelm Lührs (1. Mai 1928)
- Nr. 87.373: Rudolf Gugel (1. Mai 1928)
- Nr. 87.841: Bernhard Kummer (1. Mai 1928)
- Nr. 87.960: Peter Baltes (1. Mai 1928)
- Nr. 88.139: Rolf Fordon (1. Mai 1928)
- Nr. 88.580: Erich Boetel (1. Mai 1928)
- Nr. 88.597: Hermann Jensen (1. Mai 1928)
- Nr. 88.620: Karl Kraft (1. Mai 1928)
- Nr. 88.622: Karl Oberhuber (1. Mai 1928)
- Nr. 88.687: Erich Schüler
- Nr. 88.769: Gerhard Woitschell (1. März 1928)
- Nr. 88.835: Ernst Leopold Prinz zur Lippe (1. Mai 1928)
- Nr. 88.894: Walter Fischer (1. Mai 1928)
- Nr. 88.971: Paul Faßbach (1. Mai 1928)
- Nr. 89.015: Sepp Dietrich (1. Mai 1928)
- Nr. 89.025: Julius Taschke
- Nr. 89.072: Max Reinhard (1. Mai 1928)
- Nr. 89.073: Konrad Häfner (1. Mai 1928)
- Nr. 89.103: Rolf Rienhardt (1. Juni 1928)
- Nr. 89.114: Hanns Ebner (1. Mai 1928)
- Nr. 89.156: Georg Sluyterman von Langeweyde
- Nr. 89.204: Alfred Klostermann (1. Juni 1928)
- Nr. 89.221: Richard Hildebrandt (1. Juni 1928)
- Nr. 89.269: Richard Gehrig (1. Juni 1928)
- Nr. 89.361: Georg Biederer (1. Juni 1928)
- Nr. 89.455: Hans Dippel (1. Juni 1928)
- Nr. 89.662: Walter Ruppin (1. Juni 1928)
- Nr. 89.720: Gotthart Ammerlahn (1. Juni 1928)
- Nr. 89.917: Erich Sanders
- Nr. 90.069: Adolf Hergenröder (1. Juni 1928)
- Nr. 90.185: Joachim Wünning
- Nr. 90.277: Anne-Marie Koeppen (1. Juni 1928)
- Nr. 90.449: Georg Wurster (1. Juni 1928)
- Nr. 90.564: Ernst Katzmann (1. Juni 1928)
- Nr. 90.659: Herbert Kraft (1. Juni 1928)
- Nr. 90.783: Willy Schmelcher
- Nr. 91.011: Walther Schmitt
- Nr. 91.142: Richard Kackstein (1. Juni 1928)
- Nr. 91.273: Heinrich Hunke (1. Juni 1928)
- Nr. 91.324: Martin Wendt
- Nr. 91.403: Rudolf Sempf (1. Juni 1928)
- Nr. 91.457: Konrad Büchs (1. Juni 1928)
- Nr. 91.502: Gustav Leidenroth (1. Juni 1928)
- Nr. 91.504: Anton Franzen (1. Juli 1928)
- Nr. 91.613: Hermann Löffler (1. Juli 1928)
- Nr. 91.630: Theodor Henschel (1. Juli 1928)
- Nr. 91.655: Otto Hartmann (1. Juli 1928)
- Nr. 91.660: Otto Geiss (1. Juli 1928)
- Nr. 91.934: Helmut Quitzrau (1. Juli 1928)
- Nr. 92.115: Robert Müller (1. Juni 1928)
- Nr. 92.116: Heinrich Bohnens (1. Juni 1928)
- Nr. 92.345: Martin Matthiessen (1. Juli 1928)
- Nr. 92.430: Helmut von Bockelberg (1. Juli 1928)
- Nr. 92.505: Artur Görlitzer (1. Juli 1928)
- Nr. 92.507: Herbert Gehrke (1. Juli 1928)
- Nr. 92.715: Werner Wessel
- Nr. 92.716: Ernst Wetzel (1. Juli 1928)
- Nr. 92.775: Kuno von Eltz-Rübenach (1. Juli 1928)
- Nr. 92.860: Carl-Dieter von Reichmeister (1. Juli 1928)
- Nr. 93.116: Richard Wendler
- Nr. 93.192: Moritz Cramer (1. Juli 1928)
- Nr. 93.218: Alfred Dirr (1. Juli 1928)
- Nr. 93.358: Walter Knop (1. Juli 1928)
- Nr. 93.366: Ernst Gramß (1. Juli 1928)
- Nr. 93.496: Karl Götz (1. Juli 1928)
- Nr. 93.499: Paul Wipper (1928)
- Nr. 93.508: Rudolf Scheide
- Nr. 93.647: Walter Lucas (1. Juli 1928)
- Nr. 93.739: Heinz Müller-Hoppenworth (1. Juli 1928)
- Nr. 93.952: Carl Rachor (1. Juli 1928)
- Nr. 94.286: Hans Gewecke (1. Juli 1928)
- Nr. 94.309: Adolf Kling (1. Juli 1928)
- Nr. 94.446: Wilhelm Aschka (1. Juli 1928)
- Nr. 94.508: Hugo Rönck (1. Juli 1928)
- Nr. 94.580: Hermann Paltinat (1. August 1928)
- Nr. 94.633: Friedrich Knolle (1. August 1928)
- Nr. 95.219: Johann Appler (1. August 1928)
- Nr. 95.351: Peter Börnsen (1. August 1928)
- Nr. 95.459: Ernst Ehlers (1. August 1928)
- Nr. 95.494: Otto Stucken
- Nr. 95.701: Paul Müller (1. August 1928)
- Nr. 95.754: Sigfrid Mangler (1. August 1928)
- Nr. 95.899: Georg Hinterwälder (1. August 1928)
- Nr. 95.908: Hans Brückner (1. August 1928)
- Nr. 95.912: Erich Braun (1. August 1928)
- Nr. 95.914: Hans Burkhardt (1. August 1928)
- Nr. 95.916: Konrad Fischer (1. August 1928)
- Nr. 96.039: Erich Freygang (1. August 1928)
- Nr. 96.319: Heinz Deinert (1. August 1928)
- Nr. 96.382: Lorenz Loewer (1. August 1928)
- Nr. 96.801: Armin Schmidt (1. August 1928)
- Nr. 96.942: Paul Otto Radomski (1. Mai 1928)
- Nr. 96.992: Georg Hagen (1. Oktober 1928)
- Nr. 97.210: Karl Naumann (1. August 1928)
- Nr. 97.252: Margarete Himmler (1. August 1928)
- Nr. 97.362: Hans Weidemann
- Nr. 97.414: Manfred von Killinger
- Nr. 97.428: Karl Herwig (1. September 1928)
- Nr. 97.475: Willy Fruggel (1. September 1928)
- Nr. 97.607: Wolfgang Eymer (1. September 1928)
- Nr. 97.695: Ludwig Christ (1. September 1928)
- Nr. 97.862: Oskar Hock (1. September 1928)
- Nr. 98.023: Arthur Rödl (1. August 1928)
- Nr. 98.027: Bernhard Hörmann (1. September 1928)
- Nr. 98.200: Kurt Hintze (1. September 1928)
- Nr. 98.332: Willi Markus (1. September 1928)
- Nr. 98.474: Werner von Fichte (1. September 1928)
- Nr. 98.528: Fritz Katzmann (1. September 1928)
- Nr. 98.543: Friedrich Grüttgen (1. September 1928)
- Nr. 98.568: Albert Trumpetter
- Nr. 98.698: Gerhard Krüger (1. September 1928)
- Nr. 99.065: Johann Peperkorn (1. September 1928)
- Nr. 99.069: Heinrich Ritter (1. September 1928)
- Nr. 99.070: Karl Schilling
- Nr. 99.009: Emil Breitenstein (1. September 1928)
- Nr. 99.300: Alfred Preuß (1. September 1928)
- Nr. 99.305: Johannes Hertel (1. September 1928)
- Nr. 99.503: Hermann Dolp (1. September 1928)
- Nr. 99.704: Kurt Lüdtke (1. Oktober 1928)
- Nr. 99.822: Walter Schultze (1929)
- Nr. 99.849: Alfred Spangenberg

### Nummernkreis 100.000–999.999
- Nr. 100.203: Heinrich Nietmann (1. Oktober 1928)
- Nr. 100.355: Fritz Marrenbach (1. Oktober 1928)
- Nr. 100.361: Otto Marrenbach (1. Oktober 1928)
- Nr. 100.362: Oswald Fuchs (1. Oktober 1928)
- Nr. 100.388: Herbert Wild
- Nr. 100.465: Walter Heck (1. Oktober 1928)
- Nr. 100.575: Ludwig Kraft (1. Oktober 1928)
- Nr. 100.614: Paul Geburtig (1. Oktober 1928)
- Nr. 100.953: Hans Lommel (1. Oktober 1928)
- Nr. 100.985: Fritz Schmidt
- Nr. 101.399: Werner Naumann (1. September 1928)
- Nr. 101.467: Paul Schiefelbein (1. Oktober 1928)
- Nr. 101.505: Walther Sommer
- Nr. 101.633: Karl Krichbaum (1. Oktober 1928)
- Nr. 101.695: Hermann Körner (1. Oktober 1928)
- Nr. 102.121: Alfred Franke-Gricksch (1. November 1928)
- Nr. 102.144: Hans Cramer (1. Oktober 1928)
- Nr. 102.187: Georg Scherdin (1. November 1928)
- Nr. 102.368: Georg Haberkern (1. November 1928)
- Nr. 102.414: Wilhelm Kronsbein (1. Oktober 1928)
- Nr. 102.547: Erwin Tschentscher
- Nr. 102.606: Karl Hanke (1. November 1928)
- Nr. 102.624: Hans Kölzow (1. November 1928)
- Nr. 102.639: Heinz Laßen (1. November 1928)
- Nr. 102.710: Fritz Bernotat (1. November 1928)
- Nr. 102.818: Willi Ost (1. November 1928)
- Nr. 102.972: Hans Krause (1. Oktober 1928)
- Nr. 103.170: Helmut Lambert (1. November 1928)
- Nr. 103.329: Heinrich Engelke (1. November 1928)
- Nr. 103.408: Heinz Franke (1. November 1928)
- Nr. 103.613: Georg Michalsen (1. November 1928)
- Nr. 103.867: Kurt Langenheim (1. November 1928)
- Nr. 103.938: Otto Wilkens
- Nr. 104.083: Vinzenz Schöttl
- Nr. 104.132: Udo Grosse (1. November 1928)
- Nr. 104.372: Gerhard Mähner (1. November 1928)
- Nr. 104.659: Moritz Kraut (1. November 1928)
- Nr. 104.695: Rudolf Trampler
- Nr. 104.846: Fritz von Kraußer
- Nr. 105.173: Walter Bohm (1. Dezember 1928)
- Nr. 105.290: Heinrich Anacker (1. Dezember 1928)
- Nr. 105.474: Richard Dreier (1. Dezember 1928)
- Nr. 105.577: Hans Bavendamm (1. Dezember 1928)
- Nr. 105.638: Hans Hoeflmayr (1. November 1928)
- Nr. 105.735: Walter Hübner (1. Dezember 1928)
- Nr. 105.785: Herbert Packebusch (1. Dezember 1928)
- Nr. 105.997: Robert Palm (1. Dezember 1928)
- Nr. 106.021: Johann Friedrich Jebe (1. Dezember 1928)
- Nr. 106.096: Otto Hamkens
- Nr. 106.204: Max Pauly (1. Dezember 1928)
- Nr. 106.286: Konrad Goebbels (1. Dezember 1928)
- Nr. 106.349: Karl Finger (1. Dezember 1928)
- Nr. 106.382: Willi Hollenders (1. Dezember 1928)
- Nr. 106.490: Hans Döring (1. Dezember 1928)
- Nr. 106.544: Hermann Liese (1. Dezember 1928)
- Nr. 106.678: Leopold von Mildenstein (1. Januar 1929)
- Nr. 106.852: Robert Claussen
- Nr. 106.903: Heinrich Stummeyer
- Nr. 107.245: Franz Merk (1. Dezember 1928)
- Nr. 107.290: Carl Reuter (1. Dezember 1928)
- Nr. 108.007: Wilhelm Staudinger
- Nr. 108.202: Peter Ludwig Petersen (1. Dezember 1928)
- Nr. 108.670: Eduard Opalka (1. Dezember 1928)
- Nr. 108.900: Fritz Kohls (1. Januar 1929)
- Nr. 109.124: Wilhelm Brodmerkel (1. Januar 1929)
- Nr. 109.184: Theodor Adrian von Renteln (1. Januar 1929)
- Nr. 109.485: Heinrich Ludwig Albrecht Meyer (1. Dezember 1928)
- Nr. 109.561: Fritz Suhren
- Nr. 109.707: Fritz Reinhardt (1. Januar 1929)
- Nr. 109.846: Heinrich Droste (1. Januar 1929)
- Nr. 109.911: Gerhard Fischer (1. Januar 1929)
- Nr. 110.433: Eduard Aßler (1. Januar 1929)
- Nr. 110.538: Dietrich von Jagow (1. Januar 1929)
- Nr. 110.856: Ludwig Pösl (1. Januar 1929)
- Nr. 110.974: Erwin Metzner (1. Januar 1929)
- Nr. 111.160: Franz Xaver Dorsch (1. Februar 1929)
- Nr. 111.983: Oskar Radtke (1. Februar 1929)
- Nr. 112.178: Erich Kämpfert (1. Februar 1929)
- Nr. 112.187: Rolf Rosenthal (1. Februar 1929)
- Nr. 112.226: Franz Fischer (1. Februar 1929)
- Nr. 112.368: Lydia Gottschewski (1. Februar 1929)
- Nr. 112.407: Theo Saevecke (1. Februar 1929)
- Nr. 112.581: Arno Nitschmann (1. Februar 1929)
- Nr. 112.824: Adolf Ziegler
- Nr. 112.828: Erich Haucke (1. Februar 1929)
- Nr. 112.983: Friedrich Triebel
- Nr. 113.298: Hinrich Möller (1. Februar 1929)
- Nr. 113.509: Hubert Karl (21. Februar 1929)
- Nr. 113.563: Walter Hamfler (1. Februar 1929)
- Nr. 113.822: Hermann Okraß (1. Februar 1929)
- Nr. 114.614: Otto Franzius (1. Januar 1929)
- Nr. 114.901: Theodor Eicke (1. Dezember 1928)
- Nr. 114.983: Wolfram Sievers (1929)
- Nr. 115.014: Alfred Frauenfeld (25. April 1929)
- Nr. 115.451: Ludwig Uhl (7. Juni 1929)
- Nr. 115.584: Ferry Pohl (18. Juli 1929)
- Nr. 115.725: Richard Neudorfer
- Nr. 116.018: Hans-Heinz Dum (1. Oktober 1929)
- Nr. 116.050: Leo Haubenberger (5. Oktober 1929)
- Nr. 116.181: Erwin Busta (21. September 1929)
- Nr. 116.217: Hermann Adam Berger (7. November 1929)
- Nr. 116.288: Moritz Czeitschner (24. Oktober 1929)
- Nr. 116.336: Hans Diesenreiter (10. November 1929)
- Nr. 116.770: Oskar Kraus (24. Oktober 1929)
- Nr. 117.270: Johann Eichinger (1. März 1930)
- Nr. 117.573: Alois Michner (22. November 1929)
- Nr. 117.710: Heinrich Zechmann (1. Februar 1930)
- Nr. 117.743: Edmund Brauner (4. April 1930)
- Nr. 118.188: Max Kolb (1. März 1929)
- Nr. 118.669: Karl Poppe (1. März 1929)
- Nr. 118.768: Hieronymus Merkle (1. März 1929)
- Nr. 118.938: Erich Rasner (1. März 1929)
- Nr. 119.925: Hans Günther (1. März 1929)
- Nr. 120.112: Gerda Bormann (1. April 1929)
- Nr. 120.742: Gustav Adolf Kulisch (1. März 1929)
- Nr. 121.168: Alfred Driemel (1. März 1929)
- Nr. 121.179: Ernst Lawaczeck (1. März 1929)
- Nr. 121.760: Georg Weidenhöfer
- Nr. 121.853: Konrad Höreth (1. März 1929)
- Nr. 122.014: Karl Motz
- Nr. 122.016: Johann Loedel (9. April 1929)
- Nr. 122.184: Reinhard Fäthe (1. März 1929)
- Nr. 122.218: Otto Buchheister (1. März 1929)
- Nr. 122.398: Hinrich Abel (1. März 1929)
- Nr. 122.422: Gustav Nietfeld-Beckmann (1. März 1929)
- Nr. 122.988: Otto Schottenheim (1. April 1929)
- Nr. 123.224: Karl Carius (1. April 1929)
- Nr. 123.356: Adolf Marx
- Nr. 123.368: Albert Urmes (Dezember 1928)
- Nr. 123.634: Kurt Lüdecke (1. Januar 1929)
- Nr. 123.714: Hans Hermann Rosenhagen (1. April 1929)
- Nr. 123.885: Erhard Milch (1. April 1929)
- Nr. 124.046: Wolfgang von Czettritz (1. April 1929)
- Nr. 124.087: Ernst Otto Fick (1. April 1929)
- Nr. 124.187: Edmund Philipp Diehl (1. April 1929)
- Nr. 124.214: Helmuth Friedrichs (1. Februar 1929)
- Nr. 124.316: Otto Heidenreich (1. April 1929)
- Nr. 124.744: Werner Blankenburg (1. April 1929)
- Nr. 124.881: Joachim Hossenfelder (1. April 1929)
- Nr. 124.952: Kurt Huhnholz (1. April 1929)
- Nr. 125.036: Werner Römpagel (1. Januar 1929)
- Nr. 125.205: Otto Lurker (1. April 1929)
- Nr. 125.532: Friedrich Wilhelm Heinz (1. April 1929)
- Nr. 125.564: Friedrich Bolte (1. April 1929)
- Nr. 125.699: Otto Braun (1. März 1929)
- Nr. 125.997: Adolf Dirr (1. Mai 1929)
- Nr. 126.382: Leonhard Niehaus (1. April 1929)
- Nr. 126.608: Gustav Grupe (1. März 1929)
- Nr. 126.661: Benno Kuhr (1. Mai 1929)
- Nr. 126.727: Otto Dietrich (1. April 1929)
- Nr. 126.752: Konstantin Hierl (1929)
- Nr. 126.764: Erich Körting (1. Mai 1929)
- Nr. 127.129: Adolf Schmidt
- Nr. 127.445: Franz Stark
- Nr. 127.776: Paul Brusch (1. Mai 1929)
- Nr. 127.824: Lorenz Hoffstätter (1. April 1929)
- Nr. 127.925: Hermann Nellen (1. April 1929)
- Nr. 128.008: Karl Schweinle
- Nr. 128.041: Otto Högelow (1. Mai 1929)
- Nr. 128.112: Karl Wicklmayr
- Nr. 128.245: Theo Berkelmann (1. Mai 1929)
- Nr. 128.710: Walther von Lindenfels (1. Mai 1929)
- Nr. 128.880: Paul Lawaczeck (1. Mai 1929)
- Nr. 129.008: Gerhard Wagner
- Nr. 129.296: Gustav Willhaus
- Nr. 129.365: Curt Röding (1. Mai 1929)
- Nr. 129.494: Arthur Rakobrandt (1. Mai 1929)
- Nr. 129.859: Erwin Olsen (1. Mai 1929)
- Nr. 129.620: Walter Junker (1. Mai 1929)
- Nr. 129.839: Georg Neugebauer (1. Mai 1929)
- Nr. 129.941: Wilhelm Bolte (1. April 1929)
- Nr. 129.975: Otto Nippold (1. Juni 1929)
- Nr. 130.431: Richard Anton (1. Mai 1929)
- Nr. 130.626: Ludwig Schmuck
- Nr. 131.473: Theodor Horst Grell (1. Mai 1929)
- Nr. 132.008: Eberhard von Künsberg (4. Juni 1929)
- Nr. 132.101: Hermann Fiebing (1. Juni 1929)
- Nr. 132.176: Karl Lösche (1. Juni 1929)
- Nr. 132.812: Friedrich Alpers (1. Juni 1929)
- Nr. 132.875: Paul Leffler (1. Juni 1929)
- Nr. 132.966: Hellmuth Baller (1. Mai 1929)
- Nr. 132.988: Lucian Wysocki
- Nr. 133.086: Willi Bißbort (1. Mai 1929)
- Nr. 133.381: Hans Kallenbach (1. Juni 1929)
- Nr. 133.463: Martin Albrecht (1. Juni 1929)
- Nr. 133.484: Otto Koch (1. Juni 1929)
- Nr. 133.613: Wilhelm Klostermann (1. Juni 1929)
- Nr. 133.642: Leopold Damian (1. Mai 1929)
- Nr. 133.743: Ernst Dürrfeld (1. Mai 1929)
- Nr. 133.896: Johann Hille (1. Juni 1929)
- Nr. 134.326: Fritz Helke (1. Juni 1929)
- Nr. 134.523: Ludwig Teichmann
- Nr. 134.864: Vilmos Korn (1. Juni 1929)
- Nr. 135.238: Lothar Beutel (1. Juni 1929)
- Nr. 135.244: Max Schuldt (1. Juni 1929)
- Nr. 135.273: Werner Manger (1. Juni 1929)
- Nr. 135.281: Gottfried Neeße (1. Juni 1929)
- Nr. 135.330: Konrad Leroux (1. Juni 1929)
- Nr. 135.517: Heinrich von Bünau (1. Juni 1929)
- Nr. 135.664: Werner Kuhnt (1. Juni 1929)
- Nr. 135.821: Horst Krutschinna (1. Juni 1929)
- Nr. 135.869: Willi Ruder (1. Juli 1929)
- Nr. 135.961: Johann Deininger (1. Juni 1929)
- Nr. 136.114: Erich Behrendt (1. Mai 1929)
- Nr. 136.146: Arnold Mühle (1. Mai 1929)
- Nr. 136.661: Heinrich Reiner (1. Juli 1929)
- Nr. 136.932: Wilhelm Decker (1. Juni 1929)
- Nr. 137.430: Anton Drexler (1. Juli 1929)
- Nr. 137.625: Hermann Hansen (1. Juli 1929)
- Nr. 137.672: Karl Richard Weintz (1. Juli 1929)
- Nr. 137.785: Wolfram Rombach (21. Dezember 1928)
- Nr. 137.867: Hans Bauer (1. Juni 1929)
- Nr. 138.002: Max Bauer (9. Juli 1929)
- Nr. 138.100: Erich Hasse (1. Juli 1929)
- Nr. 138.836: Julius Leutheuser (1. Juni 1929)
- Nr. 138.841: Siegfried Leffler (1. Juni 1929)
- Nr. 139.024: August Hallermann (1. Dezember 1928)
- Nr. 139.226: Richard Einspenner (1. Juli 1929)
- Nr. 139.288: Reinhold Vorberg (1. Juli 1930)
- Nr. 139.977: Fritz Kern (1. Juli 1929)
- Nr. 140.367: Johannes Preis (1. Juli 1929)
- Nr. 140.859: Otto Löblich (1. Juli 1929)
- Nr. 141.069: Kuno Popp (1. Juli 1929)
- Nr. 141.518: Kurt Fehr (1. Juni 1929)
- Nr. 141.630: Willi Boeckmann (1. Juli 1929)
- Nr. 141.822: Fritz Dorls (1. Juli 1929)
- Nr. 141.923: Hans-Karl Koch (1. Juli 1929)
- Nr. 142.009: Werner Georg Haverbeck (1. August 1929)
- Nr. 142.080: Georg Müller (1. Juli 1929)
- Nr. 142.158: Heinrich Strang
- Nr. 142.247: Julius Mennicken (1. Juli 1929)
- Nr. 142.934: Moritz Goebel (1. August 1929)
- Nr. 142.993: Gustav Riek (1. August 1929)
- Nr. 143.485: Karl Offermann (1. Juli 1929)
- Nr. 143.536: Ludwig Brucker (1. August 1929)
- Nr. 143.642: Erich Hilgenfeldt (1. August 1929)
- Nr. 143.648: Wilhelm Haegert (1. August 1929)
- Nr. 143.678: Friedrich Krauss (1. August 1929)
- Nr. 143.709: Johann von Leers (1. August 1929)
- Nr. 143.731: Hans Meinshausen (1. August 1929)
- Nr. 143.825: Joseph Veltjens
- Nr. 144.016: Friedrich Wilhelm Starck (20. August 1929)
- Nr. 144.159: Alfred Ernst (1. August 1929)
- Nr. 144.290: Hans-Adolf Prützmann
- Nr. 144.649: Willibald Hentschel (1. August 1929)
- Nr. 145.058: Paul Hocheisen (1. August 1929)
- Nr. 145.729: Otto Hofmann (1. August 1929)
- Nr. 146.011: Reinhard Bredow (1. September 1929)
- Nr. 146.218: Josef Odendall (1. August 1929)
- Nr. 146.537: Ernst Ostermann (1. August 1929)
- Nr. 146.624: Erwin Brauer (1. August 1929)
- Nr. 147.013: Wilhelm von Kloeber (1. September 1929)
- Nr. 147.015: Hans Deuschl (2. September 1929)
- Nr. 147.037: Felix Jacke (1. September 1929)
- Nr. 147.073: Johannes von Reibnitz (1. August 1929)
- Nr. 147.247: Günther Prager (1. August 1929)
- Nr. 147.328: Robert Weißmann (1. August 1929)
- Nr. 148.454: Werner Stiehr (1. September 1929)
- Nr. 148.473: Hans-Joachim Fischer (1. September 1929)
- Nr. 148.476: Wilhelm Hamkens (1. September 1929)
- Nr. 149.075: Adolf Katz (1. September 1929)
- Nr. 149.345: Ludolf-Hermann von Alvensleben (1. August 1929)
- Nr. 149.395: Hans Wilhelm Stein
- Nr. 149.640: Otto Barnewald (1. August 1929)
- Nr. 149.649: Wilhelm Kattwinkel (1. August 1929)
- Nr. 150.085: Karl Maier (1. September 1929)
- Nr. 150.122: Fritz Stollberg
- Nr. 150.350: Erich Plesse (1. September 1929)
- Nr. 150.461: Hans Fabricius (1. September 1929)
- Nr. 150.564: Wilhelm Römer (1. September 1929)
- Nr. 150.578: Ernst Krappe (1. September 1929)
- Nr. 150.609: Karl Heidemann (1. September 1929)
- Nr. 150.619: Fritz Emil Irrgang (1. September 1929)
- Nr. 150.681: Werner Fischer-Defoy (1. September 1929)
- Nr. 150.841: Wilhelm Börger (1. September 1929)
- Nr. 150.963: Michael Barthel (1. August 1929)
- Nr. 151.061: Otto Pieperbeck (1. September 1929)
- Nr. 151.318: Rudolf Braun (1. September 1929)
- Nr. 151.497: Ernst Speidel
- Nr. 151.537: Hans Huebenett (1. September 1929)
- Nr. 151.809: Walter Lichtenberger
- Nr. 152.211: Franz Niedner (1. September 1929)
- Nr. 152.594: Hermann Muhs (1. September 1929)
- Nr. 152.615: Herbert Huxhagen (1. September 1929)
- Nr. 152.643: Willi Körber (1. September 1929)
- Nr. 153.028: Hans Gollwitzer (1. September 1929)
- Nr. 153.185: Georg Körner (1. Oktober 1929)
- Nr. 153.273: Karl Berthold (1. September 1929)
- Nr. 153.312: August Klecha (1. September 1929)
- Nr. 153.652: Wilhelm Boger (1. Oktober 1929)
- Nr. 153.696: Hans Hornauer (1. Oktober 1929)
- Nr. 153.701: Joachim von Moltke (1. Oktober 1929)
- Nr. 153.720: Bruno Ernst Buchrucker (1. Oktober 1929)
- Nr. 153.754: Wilhelm Fischer (1. Oktober 1929)
- Nr. 153.802: Erich Kaul (1. Oktober 1929)
- Nr. 153.876: Rudolf Steinle
- Nr. 153.928: Heinrich Hacker (1. Oktober 1929)
- Nr. 154.122: Kurt Eccarius (1. Oktober 1929)
- Nr. 154.516: Paul-Friedrich Nebelung (1. Oktober 1929)
- Nr. 154.776: Carl Brocke (1. Oktober 1929)
- Nr. 154.998: Otto Gohdes (1. Oktober 1929)
- Nr. 155.287: Friedrich Class (1. Oktober 1929)
- Nr. 155.301: Hans Möser (1. Oktober 1929)
- Nr. 155.320: Otto Ivers (1. Oktober 1929)
- Nr. 156.106: Wilhelm Paulmann (1. Oktober 1929)
- Nr. 156.429: Walter Raeke (1. September 1929)
- Nr. 156.443: Friedrich Ofterdinger (1. September 1929)
- Nr. 156.652: Richard Spieß (1. Oktober 1929)
- Nr. 157.007: Gertrud Scholtz-Klink
- Nr. 157.016: Fritz Knöchlein (1. Februar 1929)
- Nr. 157.211: Kurt Ebel (1. Oktober 1929)
- Nr. 157.304: Otto Dörrenberg (1. Oktober 1929)
- Nr. 157.373: Gerhard Weigel
- Nr. 157.457: Karl Metzger (1. Oktober 1929)
- Nr. 157.723: Hans Panecke (1. Oktober 1929)
- Nr. 157.819: Günther Arndt (1. Oktober 1929)
- Nr. 158.458: Alfred Münzner (1. Oktober 1929)
- Nr. 158.654: Robert Helbig (1. Oktober 1929)
- Nr. 159.035: Heinrich Haack (1. November 1929)
- Nr. 159.203: Otto Wagener
- Nr. 159.468: Rudolf Bieber (1. Oktober 1929)
- Nr. 159.477: Max Blank (1. Oktober 1929)
- Nr. 160.025: Josias zu Waldeck und Pyrmont (1. November 1929)
- Nr. 160.076: Ludwig Weißauer
- Nr. 160.246: Albert Miller (1. November 1929)
- Nr. 160.298: Ernst Hartmann (1. November 1929)
- Nr. 160.354: Erich Akt (1. November 1929)
- Nr. 160.449: Hans Goebbels (1. November 1929)
- Nr. 160.489: Hans Hasse (1. November 1929)
- Nr. 160.496: Gerhard John (1. November 1929)
- Nr. 160.582: Reinhard Neubert (1. November 1929)
- Nr. 160.600: Emil Dreher (1. November 1929)
- Nr. 160.792: Helmut Wollang
- Nr. 160.979: Emil Danzeisen (1. November 1929)
- Nr. 161.070: Kurt Mayer (1. November 1929)
- Nr. 161.437: Alexander Piorkowski (1. November 1929)
- Nr. 161.617: Karl Reinhardt (1. Oktober 1929)
- Nr. 162.001: Karl Richard Ganzer (1. November 1929)
- Nr. 162.026: Fritz Marx (1. Oktober 1929)
- Nr. 162.177: Ferdinand von Hiddessen (1. Oktober 1929)
- Nr. 162.349: Udo von Woyrsch (1929)
- Nr. 162.436: Rudolf Schultz von Dratzig
- Nr. 162.440: Hermann Schneider
- Nr. 162.827: Konrad Schragmüller
- Nr. 163.054: Waldemar Glaser (1. November 1929)
- Nr. 163.332: Fritz Meyer (1. Oktober 1929)
- Nr. 163.341: Hans König (1. November 1929)
- Nr. 163.348: Friedrich Jeckeln (1. Oktober 1929)
- Nr. 163.505: Otfrid Mittmann (1. Oktober 1929)
- Nr. 164.148: Alfred Richter (1. November 1929)
- Nr. 164.202: Georg Stümpfig (1. Oktober 1929)
- Nr. 164.205: Hellmuth Langenbucher (1. Oktober 1929)
- Nr. 164.223: Erwin Dirr (1. Oktober 1929)
- Nr. 164.473: Walter Hoevel (1. Oktober 1929)
- Nr. 164.724: Johannes Rupp (1. Dezember 1929)
- Nr. 164.755: Hans Aumeier (1. Dezember 1929)
- Nr. 165.039: Albrecht Kusserow (1. Dezember 1929)
- Nr. 165.042: Carl Langhorst (1. Dezember 1929)
- Nr. 166.062: Carl Gruner (1. Oktober 1929)
- Nr. 166.627: Hermann Demann (1. November 1929)
- Nr. 166.635: Arthur Greiser (1. Dezember 1929)
- Nr. 167.038: Emil Heinrich Diehl (1. November 1929)
- Nr. 167.114: Karl Friedrich (1. November 1929)
- Nr. 167.150: Otto Merker (1. November 1929)
- Nr. 167.417: Johann Baptist Dotzer (1. November 1929)
- Nr. 167.525: Georg Ay (1. Dezember 1929)
- Nr. 167.655: Karl-Heinz Bendt (1. November 1929)
- Nr. 168.135: Egbert Otto (1. Oktober 1929)
- Nr. 168.163: Walter Kratz (1. Oktober 1929)
- Nr. 168.167: Karl-Siegmund Litzmann (1. September 1929)
- Nr. 168.214: Paul Tischel
- Nr. 168.217: Eugen Dorsch (1. Oktober 1929)
- Nr. 168.264: Adolf Kuhlemann
- Nr. 168.381: Helmut Damerau (1. Oktober 1929)
- Nr. 168.679: Josef Heidkamp (1. November 1929)
- Nr. 169.009: Oskar Wilhelm Koch (1. November 1929)
- Nr. 169.016: Georg Karl Fröhlich
- Nr. 169.105: Hans Fliege (1. November 1929)
- Nr. 169.108: Fritz Schwalm (1929)
- Nr. 169.110: Siegfried Schwela
- Nr. 169.254: Erich Müller-Henning (1. November 1929)
- Nr. 169.281: Otto Bernhard Clausen (1. November 1929)
- Nr. 169.879: Willy Heitmüller (1. Dezember 1929)
- Nr. 170.257: Erich Naumann (1. November 1929)
- Nr. 170.356: Heinrich Hager (1. Dezember 1929)
- Nr. 170.613: Wilhelm Bock (1. Dezember 1929)
- Nr. 170.897: Friedrich Opitz (1. Dezember 1929)
- Nr. 171.199: Friedrich-Wilhelm Krüger
- Nr. 171.202: Theodor von Lüpke (1. Dezember 1929)
- Nr. 172.024: Otto Walkhoff (1929)
- Nr. 172.321: Klaus Gundelach (1. Dezember 1929)
- Nr. 172.353: Karl Kaehne (1. Dezember 1929)
- Nr. 172.453: Richard Skarabis
- Nr. 172.893: Karl Lorch (1. Dezember 1929)
- Nr. 173.166: Carl Reinhard
- Nr. 173.388: Viktor Brack (1. Dezember 1929)
- Nr. 173.750: Arthur Harder (1. Dezember 1929)
- Nr. 173.763: Friedrich Krebs (1. Dezember 1929)
- Nr. 174.076: Albert Kost (1. Dezember 1929)
- Nr. 174.289: Otto Gauweiler (1. Dezember 1929)
- Nr. 174.423: Karl Eckert (1. Dezember 1929)
- Nr. 174.652: Karl Tempel
- Nr. 174.658: Eduard von Liebert (1. Dezember 1929)
- Nr. 174.726: Rudolf Habedank (1. November 1929)
- Nr. 174.806: Karl August Hoepfner (1. Januar 1930)
- Nr. 175.007: Richard Fichte (1. Dezember 1929)
- Nr. 175.815: Curt Trimborn
- Nr. 176.308: Johann Roggemann (1. Dezember 1929)
- Nr. 176.572: Karl Gerland (1. Dezember 1929)
- Nr. 176.698: Ehrhardt Hamann (1. Dezember 1929)
- Nr. 176.702: Werner Pögel (1. Dezember 1929)
- Nr. 177.063: Karl Vetter (1. Dezember 1929)
- Nr. 177.064: Fritz Walter (1. Dezember 1929)
- Nr. 178.129: Johannes Meister (1. Dezember 1929)
- Nr. 178.151: Johannes Schmidt
- Nr. 180.713: Carl Caspary
- Nr. 180.749: Arno Franke (1. Januar 1930)
- Nr. 181.345: Siegfried Fehmer (1. Januar 1930)
- Nr. 181.804: Heinrich Bichmann (1. Januar 1930)
- Nr. 181.901: Friedrich Stanik
- Nr. 182.777: Curd Brand (1. Januar 1930)
- Nr. 183.081: Hermann Behme (1. Januar 1930)
- Nr. 183.099: Hermann Lindenburger (1. Januar 1930)
- Nr. 183.351: Kurt Graaf (1. Januar 1930)
- Nr. 183.436: Bruno Melmer (1. Januar 1930)
- Nr. 183.488: Max Paschke
- Nr. 184.835: Theodor Reismann-Grone (1. Januar 1930)
- Nr. 185.139: Horst Ebel (1. Januar 1930)
- Nr. 185.154: Jürgen von dem Knesebeck (1. Januar 1930)
- Nr. 185.729: Emil Haussmann (1. Januar 1930)
- Nr. 185.805: Hans Joachim Sewering
- Nr. 186.057: Karl Pflaumer (1. Januar 1930)
- Nr. 186.160: Karl Neuscheler (1. Januar 1930)
- Nr. 186.436: Ludwig Huber (1. Januar 1930)
- Nr. 186.624: Erich Deter (1. Januar 1930)
- Nr. 186.673: Ernst Nassauer (1. Januar 1930)
- Nr. 187.419: Hans Reiter (1. Januar 1930)
- Nr. 188.829: Rudolf Ramm (1. Februar 1930)
- Nr. 188.880: Willi Bloedorn (1. Februar 1930)
- Nr. 189.594: Paul Blümel (1. Februar 1930)
- Nr. 189.879: Hans Kerner (1. Februar 1930)
- Nr. 190.002: Horst Schumann (1. Februar 1930)
- Nr. 190.193: Karl Schmückle
- Nr. 191.051: Karl Pfeifer (1. Januar 1930)
- Nr. 191.111: Gustav Nutzhorn (1. Januar 1930)
- Nr. 191.919: Oskar Stäbel
- Nr. 191.936: Eugen Rieg (1. Oktober 1929)
- Nr. 191.954: Georg Mappes (1. Februar 1930)
- Nr. 192.343: Walter Loos (1. Dezember 1929)
- Nr. 192.413: Hans-Joachim von Falkenhausen (1. Februar 1930)
- Nr. 192.421: Adolf Kob (1. Februar 1930)
- Nr. 192.424: Gotthard Böttger (1. Februar 1930)
- Nr. 192.515: Wilhelm Brüstlin (1. Februar 1930)
- Nr. 192.982: Heinz Hohoff
- Nr. 193.868: Walter von Mohrenschildt (1930)
- Nr. 194.437: Georg Oberdieck (1. Februar 1930)
- Nr. 194.463: Ludwig Hahn (1. Februar 1930)
- Nr. 195.723: Fritz Adam (1. Februar 1930)
- Nr. 196.176: Max Ringel (30. April 1930)
- Nr. 196.565: Harald Reinl
- Nr. 196.793: Ernst Jahr (2. Juni 1930)
- Nr. 197.249: Erich Wasicky (6. Juli 1930)
- Nr. 197.339: Emmo Langer (3. Juli 1930)
- Nr. 197.454: Anton Plügel (1. Juli 1930)
- Nr. 198.793: Josef Meinhardt (18. September 1930)
- Nr. 198.885: Sepp Autrith (2. Oktober 1930)
- Nr. 199.185: Kurt Eichner (1. Februar 1930)
- Nr. 199.264: Gustav Milkoweit
- Nr. 200.501: Heinz Mell (1. Februar 1930)
- Nr. 200.885: Ewald Oppermann (1. Januar 1930)
- Nr. 201.138: Erich Engels (1. Februar 1930)
- Nr. 201.158: Julius Goebel (1. Februar 1930)
- Nr. 201.258: Theodor Benn (1. Januar 1930)
- Nr. 201.369: Heinrich Kersken (1. Februar 1930)
- Nr. 201.742: Wilhelm Heuber (1. März 1930)
- Nr. 202.091: Paul Ringshausen (1. März 1930)
- Nr. 202.315: Karl Litzmann (1. März 1930)
- Nr. 202.897: August Räuber (1. März 1930)
- Nr. 202.989: Anton Hauk (1. März 1930)
- Nr. 203.120: Werner Altendorf (1. März 1930)
- Nr. 203.122: Helmut Bischoff (1. März 1930)
- Nr. 203.131: Josef Heukeshoven (1. März 1930)
- Nr. 204.385: Hermann Harm (1. Februar 1930)
- Nr. 204.466: Ludwig Rickert (1. Februar 1930)
- Nr. 204.754: Paul Krause (1. März 1930)
- Nr. 204.789: Max Luyken (1. März 1930)
- Nr. 205.331: Fritz Pleines (1. März 1930)
- Nr. 205.723: Erich Rosig (1. März 1930)
- Nr. 205.742: Hans von Tschammer und Osten (1. März 1930)
- Nr. 206.105: Hans Bäselsöder (1. März 1930)
- Nr. 206.471: Willy Papenkort (1. März 1930)
- Nr. 206.969: Marie Diers (1. März 1930)
- Nr. 207.624: Alexander Bogs (1. März 1930)
- Nr. 207.859: Leo von zur Mühlen (Anfang März 1930)
- Nr. 208.299: Hans Feit (1. August 1929)
- Nr. 208.650: Heinrich Kunstmann (1. März 1930)
- Nr. 209.268: Richard Dertsch (1. März 1930)
- Nr. 210.049: Joachim Mrugowsky (1. März 1930)
- Nr. 210.167: Günther Blum (1. März 1930)
- Nr. 211.000: Hanns Günther von Obernitz (1. Januar 1930)
- Nr. 211.251: Hans Hayn
- Nr. 212.501: Otto Bosch (1. März 1930)
- Nr. 212.508: Adolf Mauer (1. März 1930)
- Nr. 212.531: Christoph Diehm (1. März 1930)
- Nr. 212.791: Kurt Maßmann (1. Februar 1930)
- Nr. 213.542: Johann-Erasmus von Malsen-Ponickau (1. März 1930)
- Nr. 213.552: Anton Brändle (1. März 1930)
- Nr. 214.131: Victor Julius Franz (1. März 1930)
- Nr. 214.769: Karl Bröking (1. November 1930)
- Nr. 214.791: Rudolf Murray (1. März 1930)
- Nr. 214.855: Richard Glücks (1. März 1930)
- Nr. 215.260: Josef Kremmer (1. März 1930)
- Nr. 215.540: Oskar Fischer (1. März 1930)
- Nr. 215.704: Ernst-Heinrich Schmauser (Anfang März 1930)
- Nr. 216.161: Joachim Rumohr (1. April 1930)
- Nr. 217.435: Josef Remmele (1. April 1930)
- Nr. 217.776: Hans Aschhoff (1. März 1930)
- Nr. 217.778: Max-Albert Lorenz (1. März 1930)
- Nr. 217.972: Leonhard Gontermann (1. März 1930)
- Nr. 218.077: Joseph Buttler
- Nr. 218.233: Hans Frick (1. April 1930)
- Nr. 218.320: Gottfried Flach (1. März 1930)
- Nr. 218.341: Kurt Ellersiek (1. April 1930)
- Nr. 218.582: Wilhelm Meinberg (1. April 1930)
- Nr. 218.752: Karl Böttcher (1. April 1930)
- Nr. 218.810: Heinrich Bachmann (1. April 1930)
- Nr. 218.824: Otto Quirin Lancelle (1. April 1930)
- Nr. 218.825: Waldemar Schön
- Nr. 219.010: Eberhard Achterberg (1. März 1930)
- Nr. 219.029: Otto Braß (1. März 1930)
- Nr. 219.259: Walter Schmidt
- Nr. 219.875: Walter Bockenkamp (1. April 1930)
- Nr. 219.916: Karl Friedrich Jahr (1. April 1930)
- Nr. 219.978: Ludwig Geßner (1. April 1930)
- Nr. 220.431: Ewald Dienhart (1. März 1930)
- Nr. 221.155: Karl Eckardt (1. April 1930)
- Nr. 221.194: Wilhelm Haus (1. April 1930)
- Nr. 221.819: Ernst Horn (1. April 1930)
- Nr. 222.353: Brigitte von Arnim (1. Februar 1930)
- Nr. 223.094: Hans Joachim Stoevesandt
- Nr. 223.095: Gerhard Todenhöfer
- Nr. 223.103: Lothar Stengel-von Rutkowski (April 1930)
- Nr. 224.360: Günther Rausch (1. April 1930)
- Nr. 224.806: Alfred Schweder (1. April 1930)
- Nr. 225.403: Willi Luckner (1. April 1930)
- Nr. 225.639: Erich Kempka (1. April 1930)
- Nr. 226.599: Károly Kampmann (1. April 1930)
- Nr. 226.815: Gerhard Starcke (1. April 1930)
- Nr. 227.002: Heinrich Detloff von Kalben (1. April 1930)
- Nr. 227.841: Georg Lenk (1. April 1930)
- Nr. 227.850: Johannes Schlupper
- Nr. 228.254: Albert Major (1. April 1930)
- Nr. 228.518: Robert Jührs (1. April 1930)
- Nr. 228.771: Albert Fredrich Schwartz
- Nr. 229.075: Heinrich Basedow der Jüngere (1. April 1930)
- Nr. 229.082: Hans Hauer (1. April 1930)
- Nr. 229.473: Gottfried Krummacher (1. April 1930)
- Nr. 229.616: August Wetter (April 1930)
- Nr. 230.129: Josef Klein (1. April 1930)
- Nr. 230.741: Alfred Pönisch (1. April 1930)
- Nr. 231.132: Ulrich Crämer (1. April 1930)
- Nr. 231.420: Karl Gärtner (1. April 1930)
- Nr. 231.632: Paul Bruns-Molar (1. Mai 1930)
- Nr. 231.722: Werner Hüttig (1. Mai 1930)
- Nr. 231.815: Carl Pollesch (1. Mai 1930)
- Nr. 231.880: Helmuth Unger (1. Mai 1930)
- Nr. 231.934: Norbert Appaly (1. Mai 1930)
- Nr. 232.146: Heinz Gemein (1. April 1930)
- Nr. 232.194: Albert Brummenbaum (1. April 1930)
- Nr. 232.245: Hans Joachim von Reischach (1. April 1930)
- Nr. 232.248: Toni Winkelnkemper
- Nr. 232.388: Karl Gustav Lerche (1. April 1930)
- Nr. 232.586: Constantin Rembe (1. April 1930)
- Nr. 233.070: Kurt Alber (1. April 1930)
- Nr. 233.075: Fritz Kiehn (1. April 1930)
- Nr. 233.645: Axel Wulff (1. Mai 1930)
- Nr. 233.733: Otto Flechtner (1. Mai 1930)
- Nr. 234.290: Hartwig von Rheden (1. April 1930)
- Nr. 234.445: Hans Müllenbrock (1. April 1930)
- Nr. 235.645: Kurt Egger (1. April 1930)
- Nr. 235.734: Arno Fischer (1. Mai 1930)
- Nr. 235.843: Konrad Pohle (1. Mai 1930)
- Nr. 236.372: Wilhelm Faatz (1. April 1930)
- Nr. 236.621: Rudolf Büttner (1. Mai 1930)
- Nr. 236.648: Hellmuth Buck (1. Mai 1930)
- Nr. 236.651: Horst Böhme (1. Mai 1930)
- Nr. 236.661: Walther Gasch (1. Mai 1930)
- Nr. 236.757: Kurt Knüpfer (1. Mai 1930)
- Nr. 236.767: Ferdinand Thürmer
- Nr. 236.990: Paul Lein (1. Mai 1930)
- Nr. 237.088: Karl Baum (1. Mai 1930)
- Nr. 237.113: Klaus Palmedo (1. Mai 1930)
- Nr. 237.377: Willi Bischoff (1. Mai 1930)
- Nr. 237.422: Hans Fink (1. Mai 1930)
- Nr. 237.435: Horst Dreßler-Andreß (1. Mai 1930)
- Nr. 237.453: Wilhelm Petzold (1. Mai 1930)
- Nr. 237.699: Thilo von Trotha
- Nr. 237.711: Rudolf Weiß
- Nr. 237.771: Karl Patry (1. Mai 1930)
- Nr. 238.125: Gerhard Ludwig Binz (1. Mai 1930)
- Nr. 239.305: Johannes Slawik (1. Mai 1930)
- Nr. 239.888: Gerhard Mischke (1. Mai 1930)
- Nr. 240.001: Richard Kunze (1. Mai 1930)
- Nr. 240.100: Peter Winkelnkemper
- Nr. 240.110: Lothar Debes (1. Mai 1930)
- Nr. 240.287: Walther Nibbe (1. Mai 1930)
- Nr. 240.901: Fritz Fink (1. April 1930)
- Nr. 241.993: Karl Sattler
- Nr. 242.190: Hermann Neuburg (1. Mai 1930)
- Nr. 242.433: Karl Eger (1. Mai 1930)
- Nr. 242.764: Hermann Brouwers (1. Mai 1930)
- Nr. 242.780: Heinrich Ilbertz (1. Mai 1930)
- Nr. 242.786: Erich Börger (1. Mai 1930)
- Nr. 244.096: Bernhard Hofmann (1. Mai 1930)
- Nr. 244.180: Rudolf Behr (1. Mai 1930)
- Nr. 244.462: Hermann Petermann (1. Juni 1930)
- Nr. 244.473: Lenhard Everwien (1. April 1930)
- Nr. 244.509: Karl Fichtner (1. Mai 1930)
- Nr. 244.880: Eduard Max Hofweber (1. Mai 1930)
- Nr. 244.932: Hubert Kühl (1. Mai 1930)
- Nr. 244.954: Kurt Kaul (1. Mai 1930)
- Nr. 245.176: Heinrich Harmjanz (1. Mai 1930)
- Nr. 245.481: Konrad Zahn (1. Mai 1930)
- Nr. 245.544: Friedrich Jäger (1. Mai 1930)
- Nr. 245.670: Franz Six (1930)
- Nr. 245.740: Gustav Robert Oexle (1. Mai 1930)
- Nr. 246.937: Rudolf Kerner (1. Juni 1930)
- Nr. 246.989: Michael Lippert (1. Juni 1930)
- Nr. 247.163: Friedrich Karl Bauer
- Nr. 247.362: Max Heydebreck (1. Juni 1930)
- Nr. 247.608: Erwin Kraus
- Nr. 247.616: Hans Bofinger (1. Juni 1930)
- Nr. 247.630: Robert Erspenmüller (1. Juni 1930)
- Nr. 247.643: Anton Weiss-Bollandt (1. Juni 1930)
- Nr. 247.809: Philipp Grimm (1. Juni 1930)
- Nr. 247.906: Anton Knüppel (1. Mai 1930)
- Nr. 247.997: Clemens Blanke (1. Juni 1930)
- Nr. 248.256: Walther Darré (Juli 1930)
- Nr. 248.402: Johannes Puth (1. Juni 1930)
- Nr. 249.618: Hein Diehl (1. Juni 1930)
- Nr. 249.875: Alfred Mischke (1. Juni 1930)
- Nr. 249.920: Georg Marschall (1. Juni 1930)
- Nr. 249.943: Hans-Albin Freiherr von Reitzenstein (1. Mai 1930)
- Nr. 250.233: Albrecht Möller (1. Juni 1930)
- Nr. 250.838: Richard Delang (1. Juni 1930)
- Nr. 251.314: Emanuel Backhaus (1. Juni 1930)
- Nr. 251.615: Peter Binz (1. Juni 1930)
- Nr. 252.169: Eberhard Schade (1. Juni 1930)
- Nr. 252.236: Werner Krause (1. Juni 1930)
- Nr. 253.002: Karl Wenzl
- Nr. 253.191: Ernst Anrich (1. Juni 1930)
- Nr. 253.732: Max Laedke (1. Juni 1930)
- Nr. 254.085: Cajetan Graf von Spreti
- Nr. 254.135: Peter Deeg (1. Juni 1930)
- Nr. 254.775: Wolfgang Geißler (1. Juni 1930)
- Nr. 255.956: Walter Stein
- Nr. 256.189: Curt Wittje (1. Juni 1930)
- Nr. 256.527: Johannes Hassebroek (1. Juni 1930)
- Nr. 256.759: Hanns Fritzsche (1. Juni 1930)
- Nr. 256.799: Martin Nitzsche (1. Juni 1930)
- Nr. 257.207: Karl Camphausen (1. Juni 1930)
- Nr. 257.343: Ernst Leichtenstern (1. Juni 1930)
- Nr. 257.492: Helmut Sündermann
- Nr. 258.951: Waldemar Klingelhöfer (1. Juni 1930)
- Nr. 258.985: Gustav Mücke (1. Juni 1930)
- Nr. 259.233: Hans Merbach (1. Juni 1930)
- Nr. 259.262: Hans Huhn (1. Juni 1930)
- Nr. 259.544: Karl Rabe (1. Juni 1930)
- Nr. 260.287: Hugo Kalweit (1. Juni 1930)
- Nr. 260.448: Wilhelm Maerz (1. Juni 1930)
- Nr. 260.667: Richard Bienert (1. Juli 1930)
- Nr. 261.135: Karl Fritzsch (1. Juli 1930)
- Nr. 261.271: Hans Collani (1. Juni 1930)
- Nr. 261.895: Kurt Welcker (1. Juni 1930)
- Nr. 262.215: Wilhelm Müller (1. Juli 1930)
- Nr. 262.778: Willi Parchmann (1. Juni 1930)
- Nr. 262.870: Fritz Köster (1. Juni 1930)
- Nr. 263.009: Christa Schroeder
- Nr. 263.026: Henriette von Schirach (1. Juli 1930)
- Nr. 264.265: Silvio Conti (1. Juli 1930)
- Nr. 264.398: Rudolf Lencer (1. Juli 1930)
- Nr. 264.435: Adolf von Nassau (1. Juli 1930)
- Nr. 264.619: Karl Astel (1. Juli 1930)
- Nr. 264.673: Herbert Parson
- Nr. 264.685: Hans Grunsky (1. Juli 1930)
- Nr. 264.729: Friedrich Cornelius (1. Juli 1930)
- Nr. 265.544: Wilhelm Kausemann (1. Juli 1930)
- Nr. 265.653: Werner Paulmann (1. Juli 1930)
- Nr. 266.397: Ernst Mutz (1. Juni 1930)
- Nr. 266.400: Hans-Hendrik Neumann (1. Juni 1930)
- Nr. 266.433: Walter Potzelt (1. Juni 1930)
- Nr. 266.601: Herbert von Obwurzer (1. Juni 1930)
- Nr. 266.694: Hans Brüß (1. Juni 1930)
- Nr. 266.697: Franz Heger (1. Juni 1930)
- Nr. 266.914: Ludwig Fichte (1. Juni 1930)
- Nr. 267.413: Helmut Oldenbourg (1. Juli 1930)
- Nr. 267.498: Kurt Brasack (1. Juli 1930)
- Nr. 267.613: Werner Beuschlein (1. Juli 1930)
- Nr. 268.971: Karl Brückner (1. Juli 1930)
- Nr. 269.306: Wolfgang Graf Yorck von Wartenburg (1. Juli 1930)
- Nr. 269.683: Erich Kühn (1. Juli 1930)
- Nr. 270.144: Walter Ollesch (1. Juli 1930)
- Nr. 270.395: Bodo Manstein (1. Juli 1930)
- Nr. 270.527: Hans Kleiner (1. Juli 1930)
- Nr. 270.575: Karl Lucke (1. Juli 1930)
- Nr. 270.776: Karl Gengenbach (1. Juli 1930)
- Nr. 271.196: Hans Ebhardt (1. Juli 1930)
- Nr. 271.567: Otto Teetzmann
- Nr. 271.624: Fritz Grauer (1. August 1930)
- Nr. 271.716: Karlheinz Kugelmann (1. August 1930)
- Nr. 272.447: Joachim Reuscher (1. August 1930)
- Nr. 272.497: Hans-Friedrich Lenz (1. Juli 1930)
- Nr. 272.708: Hubert Köster (1. Juli 1930)
- Nr. 273.557: Joachim Hoffmann (1. Juli 1930)
- Nr. 273.654: Peter Hoenselaers (1. Juli 1930)
- Nr. 274.488: Rudolf Gross (1. Juli 1930)
- Nr. 274.522: Ludwig Fürholzer (1. August 1930)
- Nr. 276.337: Eberhard Bütow (1. Juni 1930)
- Nr. 277.151: Franz Krabbes (1. Juli 1930)
- Nr. 277.280: Erwin Johst (1. August 1930)
- Nr. 278.079: Albert Heinz
- Nr. 278.102: Otto Sens (1. August 1930)
- Nr. 278.234: Wolfgang Diewerge (1. August 1930)
- Nr. 278.434: Karl Lönneker (1. August 1930)
- Nr. 278.589: Karl-Friedrich Schrieber
- Nr. 278.690: Gotthold Dziewas (1. August 1930)
- Nr. 278.720: Xaver Knaup (1. August 1930)
- Nr. 279.277: Gerhard Hahn (1. Juli 1930)
- Nr. 279.514: Otto Weber (Juni 1931)
- Nr. 279.534: Otto Hess (1. August 1930)
- Nr. 279.579: Gustav Nötzold (1. August 1930)
- Nr. 280.079: Günther Senger
- Nr. 280.081: Alfred Lau (1. August 1930)
- Nr. 280.731: Paul Lonsdorfer (1. August 1930)
- Nr. 281.202: Wilhelm Löbsack (1. August 1930)
- Nr. 281.503: Helmut Artzinger (1. August 1930)
- Nr. 281.527: Hermann Freytag (1. August 1930)
- Nr. 282.317: Wolfgang Küntscher (1. August 1930)
- Nr. 282.403: Julius Eichner (1. Juli 1930)
- Nr. 282.737: Günther Pancke (1. August 1930)
- Nr. 283.186: Heinrich Alef (1. August 1930)
- Nr. 283.738: Walther Ilges (1. August 1930)
- Nr. 283.786: Werner Buttler (1. August 1930)
- Nr. 284.300: Erich von Neindorff (1. August 1930)
- Nr. 285.079: Jakob Lutz (1. August 1930)
- Nr. 285.485: Joachim Paltzo (1. Juni 1930)
- Nr. 285.696: Peter Carstens (1. August 1930)
- Nr. 285.992: Hans Knauth (1. Juli 1930)
- Nr. 285.997: Emil Maier-Dorn (1. Juli 1930)
- Nr. 286.388: Heinz Lampe (1. August 1930)
- Nr. 286.881: Karl Baur (1. August 1930)
- Nr. 287.587: Willi Hoberg (1. August 1930)
- Nr. 287.964: Heinrich Bieg (1. August 1930)
- Nr. 288.003: Otto Heinrich Arnold (1. August 1930)
- Nr. 288.203: Hermann Kupferschmid (1. August 1930)
- Nr. 288.238: Adolf Jäger (1. August 1930)
- Nr. 288.364: Reinhard Boos (1. August 1930)
- Nr. 288.379: Carl Renninger (1. August 1930)
- Nr. 288.710: Georg Renno (1. August 1930)
- Nr. 289.251: Willi Krause (1. August 1930)
- Nr. 289.268: Gerhard Bohne (1. August 1930)
- Nr. 289.356: Otto Reich (1. August 1930)
- Nr. 289.485: Walter Weber (1. August 1930)
- Nr. 289.493: Jost Walbaum
- Nr. 289.539: Albert Conrad (1. August 1930)
- Nr. 289.613: Kurt Kölsch (1. August 1930)
- Nr. 289.633: Karl Thiemann
- Nr. 290.054: Karl Franz Wendt (1. September 1930)
- Nr. 290.055: Georg Bell
- Nr. 290.105: Erich Keller (1. September 1930)
- Nr. 290.179: Alexander von Wrangell
- Nr. 290.584: Gerhard Eberhard Pannenborg (1. September 1930)
- Nr. 290.873: Walter Peters (1. September 1930)
- Nr. 291.550: Paul Hoenscher (1. August 1930)
- Nr. 291.710: Walter Gerber (1. August 1930)
- Nr. 291.730: Alfred Jonas (1. August 1930)
- Nr. 292.001: Theodor Fründt (1. August 1930)
- Nr. 292.173: Otto Kannengießer (1. Mai 1930)
- Nr. 292.541: Andreas von Flotow (1. Juli 1930)
- Nr. 292.788: Richard Herrmann (1. September 1930)
- Nr. 293.346: August Becker (1. September 1930)
- Nr. 293.451: Oscar Jaster (1. September 1930)
- Nr. 293.555: Willibald Faber (1. September 1930)
- Nr. 293.872: Dietrich Loder (1. September 1930)
- Nr. 293.882: Robert Leuthner (1. September 1930)
- Nr. 293.916: Friedrich Franz Bauer
- Nr. 293.969: Friedrich Kühnreich (1. September 1930)
- Nr. 294.175: Hermann Bitter (1. September 1930)
- Nr. 294.587: Hermann Brust (1. September 1930)
- Nr. 295.566: Curt Lahr (1. August 1930)
- Nr. 295.692: Herbert Roghé (1. August 1930)
- Nr. 295.744: Otto Oesterhelt (1. August 1930)
- Nr. 295.808: Benjamin Dietrich (1. August 1930)
- Nr. 295.880: Erich Hengelhaupt (1. August 1930)
- Nr. 295.928: Horst Knöpke (1. August 1930)
- Nr. 296.578: Carl Ludwig Doerr (1. September 1930)
- Nr. 296.658: Rudolf Roonthal (1. September 1930)
- Nr. 296.798: Hermann Funken (1. September 1930)
- Nr. 296.946: Edgar Emmert (1. September 1930)
- Nr. 296.974: Friedrich Ehrlicher (1. September 1930)
- Nr. 297.074: Nanna Conti (1. September 1930)
- Nr. 297.396: Alfred Martin (1. September 1930)
- Nr. 297.442: Magda Goebbels (1. September 1930)
- Nr. 297.504: Hans-Joachim Rechenberg (1. September 1930)
- Nr. 297.781: Joseph Bäuml (1. September 1930)
- Nr. 297.947: Rolf Reiner (1. September 1930)
- Nr. 297.956: Hans Bernard (1. September 1930)
- Nr. 298.228: Carl Oskar Klipp (1. August 1930)
- Nr. 298.276: Walter Kießling (1. August 1930)
- Nr. 298.562: Werner Hersmann (1. September 1930)
- Nr. 298.623: Wilhelm Brückner (1. September 1930)
- Nr. 298.668: Hans Loritz (1. September 1930)
- Nr. 299.048: Herwart Fischer (1. September 1930)
- Nr. 300.080: Karl Breitenthaler (1. Oktober 1930)
- Nr. 300.136: Heribert Seidler (26. September 1930)
- Nr. 300.179: Ernst Kaltenbrunner (18. Oktober 1930)
- Nr. 300.244: Otto Andres (1. September 1930)
- Nr. 300.248: Franz Holzweber (8. Oktober 1930)
- Nr. 300.354: Rainer von Sachsen-Coburg und Gotha (20. September 1930)
- Nr. 300.465: Karl Ruprecht (26. September 1930)
- Nr. 300.735: Karl Kowarik (6. Oktober 1930)
- Nr. 300.738: Siegfried Seidl (15. Oktober 1930)
- Nr. 300.772: Otto Planetta
- Nr. 300.878: Otto Raber (16. September 1930)
- Nr. 300.891: Franz Rappell (1. Juni 1930)
- Nr. 301.093: Otto Wächter (24. Oktober 1930)
- Nr. 301.104: Norbert Gürke (1. Oktober 1930)
- Nr. 301.312: Erich Gruber (16. Oktober 1930)
- Nr. 301.453: Karl Taus (21. Oktober 1930)
- Nr. 301.684: Alfons Erle (29. Oktober 1930)
- Nr. 301.746: Johann Karl Stich (30. Mai 1930)
- Nr. 301.860: Friedrich Rainer (10. Oktober 1930)
- Nr. 301.903: Karl Ahorner (1. November 1930)
- Nr. 302.557: Erich Opitz (1. September 1930)
- Nr. 302.613: Max Hähnel (1. September 1930)
- Nr. 302.777: Udo von Alvensleben (1. September 1930)
- Nr. 302.795: Erich Krüger (1. September 1930)
- Nr. 304.565: Fred Kniefall (1. September 1930)
- Nr. 304.896: Karl Pflomm (1. September 1930)
- Nr. 305.071: Norbert von Stetten
- Nr. 305.100: Rudolf Lilie (1. August 1930)
- Nr. 305.154: Theodor Talman
- Nr. 305.206: Diedrich Engelken (1. August 1930)
- Nr. 305.307: Willy Grothe (1. August 1930)
- Nr. 305.584: Wilhelm Koppe (1. September 1930)
- Nr. 305.661: Richard Jungclaus (1. September 1930)
- Nr. 305.820: Heinrich Gültig (1. September 1930)
- Nr. 306.855: Walter Hammersen (1. September 1930)
- Nr. 306.866: Sophie Charlotte von Oldenburg (1930)
- Nr. 307.020: Franz Hofmann (1. September 1930)
- Nr. 307.038: Joseph Dalman (1. September 1930)
- Nr. 307.120: Walter Gerlach (1. September 1930)
- Nr. 308.553: Ernst Niemann (1. September 1930)
- Nr. 308.778: Konrad Ferdinand Edmund von Freyhold (1. September 1930)
- Nr. 309.345: Ingeborg Alix von Oldenburg (1. Oktober 1930)
- Nr. 309.580: Gerhard Degenkolb (1. September 1930)
- Nr. 310.103: Wilfrid Bade (1. Oktober 1930)
- Nr. 310.174: August Reimann (1. Oktober 1930)
- Nr. 310.209: Curt Loeffelholz von Colberg (1. Oktober 1930)
- Nr. 310.421: Wolfgang Przyrembel (1. Oktober 1930)
- Nr. 311.067: Max Lehmann (1. Oktober 1930)
- Nr. 311.257: Johannes Danzig (1. Oktober 1930)
- Nr. 311.324: Peter Hergert (1. Oktober 1930)
- Nr. 311.896: Ernst Stuck
- Nr. 312.432: Kurd Krause (1. September 1930)
- Nr. 312.492: Hugo Linhard (1. September 1930)
- Nr. 312.627: Eduard Rodermund (1. September 1930)
- Nr. 312.637: Arnold Raether (1. September 1930)
- Nr. 312.753: Hans Schwarz van Berk
- Nr. 312.782: Othmar Toifl (1. September 1930)
- Nr. 312.843: Helmut Wähmann
- Nr. 312.955: Marie Luise Droop (1. September 1930)
- Nr. 312.956: Herbert Dassler (1. September 1930)
- Nr. 312.958: Fritz Donner (1. September 1930)
- Nr. 312.974: Cord von Einem (1. September 1930)
- Nr. 314.088: Berthold Maack (1. Oktober 1930)
- Nr. 314.223: Friedrich-Georg Brinkmann (1. Oktober 1930)
- Nr. 314.302: Hermann Riecken (1. Oktober 1930)
- Nr. 314.432: Alfred Brandt (1. Oktober 1930)
- Nr. 314.902: Gerhard Harmel (1. Oktober 1930)
- Nr. 315.270: Rudolf Lange
- Nr. 315.477: Walter Schallock
- Nr. 315.568: Felix Krug (1. Oktober 1930)
- Nr. 315.599: Guido Harbers (1. Oktober 1930)
- Nr. 315.601: Anton Dunckern (1. Oktober 1930)
- Nr. 315.743: Ewald von Massow (1. August 1930)
- Nr. 316.079: Luise Hoffmann (1. September 1930)
- Nr. 316.086: Walter Nagel (1. September 1930)
- Nr. 316.368: Hugo Gugg (1. September 1930)
- Nr. 316.714: Kurt Meyer (1. September 1930)
- Nr. 317.336: Philipp Wilhelm Jung (1. Oktober 1930)
- Nr. 317.486: Max Schobert
- Nr. 317.535: Ludwig Leist (1. Oktober 1930)
- Nr. 317.599: Alfred Danielczyck (1. Oktober 1930)
- Nr. 318.213: Karl Ohl (1. Oktober 1930)
- Nr. 318.283: Alfons Klein (1. Oktober 1930)
- Nr. 318.399: Friedrich Alfred Beck (1. Oktober 1930)
- Nr. 319.068: Paul Schulz (1. Oktober 1930)
- Nr. 319.078: Erik Geijar-Geiger (1. Oktober 1930)
- Nr. 319.080: Werner Gast (1. Oktober 1930)
- Nr. 319.125: Hans Hermann Griem (1. Oktober 1930)
- Nr. 319.864: Paul Leupolt (1. Oktober 1930)
- Nr. 319.932: Karl Weberpals
- Nr. 319.948: Fritz Rößler (1. Oktober 1930)
- Nr. 320.080: Heinrich Teitge
- Nr. 320.107: Erwin Villain (1. Oktober 1930)
- Nr. 320.303: Wilhelm Sander (1. Oktober 1930)
- Nr. 320.315: Karl Spiewok
- Nr. 320.317: Gerhard Sudheimer (1. Oktober 1930)
- Nr. 320.366: Robert Belding (1. Oktober 1930)
- Nr. 321.038: Martin Nauck (1. Oktober 1930)
- Nr. 321.209: Rolf-Heinz Höppner (1. Oktober 1930)
- Nr. 321.297: Henry Schmidt
- Nr. 321.852: Arthur Lehmann (1. Oktober 1930)
- Nr. 321.884: Peter Oskar Hildebrandt (1. Oktober 1930)
- Nr. 321.908: Cuno Eichler (1. Oktober 1930)
- Nr. 322.070: Martin Wisch
- Nr. 322.112: Wilhelm Tengelmann
- Nr. 322.512: Gustav Lemke (1. September 1930)
- Nr. 322.819: Otto von Dungern-Oberau (1. September 1930)
- Nr. 322.834: Henry Picker (1. April 1930)
- Nr. 323.038: Otto Paust (1. November 1930)
- Nr. 323.063: Friedrich Hildebrand (1. Oktober 1930)
- Nr. 323.346: Erich Drescher (1. Oktober 1930)
- Nr. 323.515: Carl Heinrich Renken (1. Oktober 1930)
- Nr. 323.707: Valentin Eibes (1. Oktober 1930)
- Nr. 323.761: Fred Henrich (1. Oktober 1930)
- Nr. 324.175: Franz Brunnträger (1. Oktober 1930)
- Nr. 324.245: Hans Geisow (1. Oktober 1930)
- Nr. 324.628: Albert Rodegerdts (1. Oktober 1930)
- Nr. 325.150: Herbert Kortum (1. Oktober 1930)
- Nr. 325.408: Wolf-Heinrich von Helldorff (1. August 1930)
- Nr. 325.456: Werner Konstantin von Arnswaldt (1. August 1930)
- Nr. 325.471: Gustav vom Felde (1. August 1930)
- Nr. 327.003: Bernd Lembeck (1. Oktober 1930)
- Nr. 327.965: Josef Hörmann (1. August 1930)
- Nr. 328.656: Robert Zeller
- Nr. 328.871: Hellmut Körner (1. Oktober 1930)
- Nr. 329.305: Franz Abromeit (1. Oktober 1930)
- Nr. 329.314: Reiner Olzscha (1. Oktober 1930)
- Nr. 329.506: Ernst Bergmann
- Nr. 329.681: Friedrich Munde (1. Oktober 1930)
- Nr. 330.107: Hans Bonnet (1. November 1930)
- Nr. 330.911: Friedrich Marquart (1. Oktober 1930)
- Nr. 331.123: Georg Fülbier (1. Oktober 1930)
- Nr. 331.161: Arno Manthey (1. Oktober 1930)
- Nr. 332.139: Wilhelm Werner
- Nr. 332.674: Wilhelm Traupel
- Nr. 332.727: Emil Mackh (1. Oktober 1930)
- Nr. 332.884: Georg Fleischmann (1. Oktober 1930)
- Nr. 333.096: Ludwig Uhland
- Nr. 334.068: Fritz von Borries (1. Oktober 1930)
- Nr. 334.218: Carl Maria Holzapfel (1. Oktober 1930)
- Nr. 334.312: Theo Rehm (1. Oktober 1930)
- Nr. 334.948: Karl Frenzel (1. August 1930)
- Nr. 334.990: Adalbert Herwig (1. August 1930)
- Nr. 335.001: Joachim Jenkner (1. Oktober 1930)
- Nr. 335.165: Bernhard Nienaber (1. Oktober 1930)
- Nr. 335.380: Robert Hofmann (1. Oktober 1930)
- Nr. 335.455: Wilhelm Göcke (1. Oktober 1930)
- Nr. 335.579: Wilhelm Hesse (1. Oktober 1930)
- Nr. 335.757: Harry Moss (1. Oktober 1930)
- Nr. 335.931: Friedrich von Balluseck (1. August 1930)
- Nr. 336.025: Hans Rüdiger (1. Oktober 1930)
- Nr. 336.090: Charlotte Schultz-Ewerth
- Nr. 336.273: Karl Fees (1. Oktober 1930)
- Nr. 336.487: Wilhelm Hug (1. Oktober 1930)
- Nr. 336.620: Willy Damson (1. Oktober 1930)
- Nr. 336.924: Hans Krüger (1. September 1930)
- Nr. 337.490: Elmar Dietz (1. November 1930)
- Nr. 337.758: Carl Julius Dohmgoergen (1. Oktober 1930)
- Nr. 338.138: Franz Hofmann (1. Oktober 1930)
- Nr. 338.211: Georg Keppler (1. Oktober 1930)
- Nr. 338.244: Bernhard Lüttich (1. Oktober 1930)
- Nr. 338.334: Herman-Walther Frey (1. Dezember 1930)
- Nr. 338.346: Kurt Martius (1. November 1930)
- Nr. 338.790: Heinrich Schleth
- Nr. 339.212: Guida Diehl (1. Oktober 1930)
- Nr. 339.397: Ernst Jahns (1. November 1930)
- Nr. 339.580: Theo Hupfauer (1. Oktober 1930)
- Nr. 340.272: Curt Haase (1. November 1930)
- Nr. 340.925: Gregor Ebner (1. November 1930)
- Nr. 341.338: Werner Best (1. November 1930)
- Nr. 341.597: Willibald Schallert
- Nr. 341.707: Wilhelm Führer (1. Oktober 1930)
- Nr. 341.750: Max Schneller
- Nr. 341.755: Walter Mentzel (1. Oktober 1930)
- Nr. 341.834: Hans Christian Hingst (1. Oktober 1930)
- Nr. 341.877: Hans Erwin von Spreti-Weilbach
- Nr. 341.939: Richard Lebküchner (1. Oktober 1930)
- Nr. 341.950: Wolff Heinrichsdorff (1. Oktober 1930)
- Nr. 342.147: Martin Kohz (1. Oktober 1930)
- Nr. 343.007: Hermann Nappe
- Nr. 343.344: Heinrich Müller (1. November 1930)
- Nr. 343.816: Wilhelm Haase (1. November 1930)
- Nr. 344.191: Hermann Cordemann (1. November 1930)
- Nr. 345.013: Carl-Alfred Schumacher
- Nr. 345.087: Herbert Evers (1. November 1930)
- Nr. 345.284: Kurt Lange (1. Oktober 1930)
- Nr. 345.321: Hermann Baranowski (1. Oktober 1930)
- Nr. 345.439: Bernhard Stredele (1. November 1930)
- Nr. 346.091: Servais Cabolet (1. Oktober 1930)
- Nr. 346.126: Peter Georg Cohrs (1. Oktober 1930)
- Nr. 346.161: Gerhard Rose (1. November 1930)
- Nr. 346.196: Arnold Petersen (1. Oktober 1930)
- Nr. 346.936: Hans Oelze (1. November 1930)
- Nr. 346.948: Georg Jedicke (1. November 1930)
- Nr. 347.179: Otto Busse (1. Oktober 1930)
- Nr. 347.695: Hans Plesch (1. Oktober 1930)
- Nr. 347.968: Edwin Jung (1. November 1930)
- Nr. 348.067: Julius Lorenzen (1. November 1930)
- Nr. 348.070: Willy Lange (1. November 1930)
- Nr. 348.072: Walter Langhoff (1. November 1930)
- Nr. 348.077: Heinz Lederer (1. November 1930)
- Nr. 348.118: Hans-Jürgen Nierentz (1. November 1930)
- Nr. 348.137: Ernst Pretzel (1. November 1930)
- Nr. 348.154: Hans Rehberg (1. November 1930)
- Nr. 348.182: Edgar von Spiegel von und zu Peckelsheim
- Nr. 348.842: Reinhard Hugershoff (1. November 1930)
- Nr. 348.865: Reinhold Bauer (1. November 1930)
- Nr. 348.873: Karl Kernert (1. November 1930)
- Nr. 348.934: Martin Schätzl
- Nr. 348.953: Wilhelm Reischenbeck (1. November 1930)
- Nr. 348.967: Franz Adam
- Nr. 349.037: Fritz zur Loye (1. November 1930)
- Nr. 349.049: Wilhelm Ohlenbusch (1. November 1930)
- Nr. 349.394: Jacques Groeneveld (1. November 1930)
- Nr. 349.849: Bernd von Kanne (1. November 1930)
- Nr. 349.924: Fritz Hamelberg (1. November 1930)
- Nr. 350.530: Karl Bubenzer (1. Oktober 1930)
- Nr. 350.869: Friedrich Hartmann (1. November 1930)
- Nr. 350.975: Emil Ehrich (1. November 1930)
- Nr. 351.089: Hans Duffner (1. November 1930)
- Nr. 351.249: Joachim Schroedter (1. November 1930)
- Nr. 352.065: Wilhelm Beye (1. November 1930)
- Nr. 352.319: Karl August von Laffert (1. Oktober 1930)
- Nr. 352.529: Emil-Ernst Borchmann (1. November 1930)
- Nr. 352.801: Walter Adolf Langleist (1. Oktober 1930)
- Nr. 352.864: Wilhelm von Grolman
- Nr. 354.505: Carl Jacobsen (1. November 1930)
- Nr. 354.654: Lesko von Langendorff (1. November 1930)
- Nr. 355.139: Franz Metzner (1. November 1930)
- Nr. 355.846: Ludwig Kohl-Larsen (1. November 1930)
- Nr. 356.213: Claus von Platen (1. November 1930)
- Nr. 356.626: Curt Horst (1. Oktober 1930)
- Nr. 356.673: Ludwig Siebert
- Nr. 356.715: Rudolf Reppert (1. August 1930)
- Nr. 356.772: Wilhelm Ihde (1. Oktober 1930)
- Nr. 356.879: Nikolaus Eiden
- Nr. 357.022: Franz Kerber (1. November 1930)
- Nr. 357.046: Karl Doll (1. November 1930)
- Nr. 357.240: Theodor Pakheiser (1. November 1930)
- Nr. 357.322: Otto Ullmann (1930)
- Nr. 357.535: Wilhelm Breimaier (1. Dezember 1930)
- Nr. 358.048: Karl Emil Schabinger von Schowingen
- Nr. 358.327: Reinhold Roth (1. November 1930)
- Nr. 358.364: Hans Dieter (1. November 1930)
- Nr. 359.128: Benedikt Kuner (1. November 1930)
- Nr. 359.223: Ernst Bäckert (1. November 1930)
- Nr. 359.269: Karl Jäger (1. November 1930)
- Nr. 359.270: Max Kellmayer (1. November 1930)
- Nr. 359.472: Erich Ernst (1. November 1930)
- Nr. 359.504: Willi Guthsmuths (1. November 1930)
- Nr. 359.542: Paul Hofmann (1. November 1930)
- Nr. 359.649: Felix Neumann (1. November 1930)
- Nr. 359.750: Heinrich Steiner
- Nr. 359.757: Adolf Steiner
- Nr. 359.969: Hans Drechsel (1. November 1930)
- Nr. 360.342: Gerhard Aichinger (1. November 1930)
- Nr. 360.417: Franz Richter (23. Oktober 1930)
- Nr. 360.580: Wilhelm Kos (8. November 1930)
- Nr. 360.700: Franz Augsberger (31. Oktober 1930)
- Nr. 361.428: Anton Wintersteiger
- Nr. 361.522: Robert Rigel (30. November 1930)
- Nr. 362.221: Walter Hellebrand (11. Dezember 1930)
- Nr. 362.532: Rudolf Gunz (26. November 1930)
- Nr. 362.649: Erich Czech (22. Dezember 1930)
- Nr. 362.683: Anton Rolleder (6. Dezember 1930)
- Nr. 362.702: Walter Riehl (26. September 1930)
- Nr. 363.031: Franz Kutschera (10. Dezember 1930)
- Nr. 363.169: Josef Fitzthum (4. Januar 1931)
- Nr. 363.179: Heinz Cohrs (9. Januar 1931)
- Nr. 363.406: Helmut Ortwin Pohl (1. Dezember 1930)
- Nr. 363.721: Karl Gerstl (7. Januar 1931)
- Nr. 363.917: Walter Ebner (1. Januar 1931)
- Nr. 364.255: Anton Plankensteiner (6. November 1930)
- Nr. 364.604: Peter Feistritzer (1. Dezember 1930)
- Nr. 364.911: Felix Urstöger
- Nr. 365.078: Hans Peter Des Coudres (1. November 1930)
- Nr. 365.992: Erwin Jürgens (1. November 1930)
- Nr. 366.586: Kurt Peltz (1. November 1930)
- Nr. 367.003: Hermann Knispel (1. November 1930)
- Nr. 367.277: Gustav Müller (1. November 1930)
- Nr. 367.426: Christian Spieler (1. November 1930)
- Nr. 368.330: Johann Behlen (1. Dezember 1930)
- Nr. 368.579: Karl Mages (1. Oktober 1930)
- Nr. 369.050: Theodor Wisch (1930)
- Nr. 369.734: Hans Kohlsdorfer (1. Dezember 1930)
- Nr. 369.853: Albrecht Schmelt
- Nr. 370.151: Edmund Beyl (1. November 1930)
- Nr. 370.225: Wilhelm Huth (1. November 1930)
- Nr. 370.282: Willy Blume (1. November 1930)
- Nr. 370.377: Bernhard Lösener (1. Dezember 1930)
- Nr. 370.631: Alfred Richter (1. Dezember 1930)
- Nr. 371.022: Heinrich Grillo (1. November 1930)
- Nr. 371.233: Franz Christoffel (1. November 1930)
- Nr. 371.392: Richard Meyer (1. Dezember 1930)
- Nr. 371.577: Martin Kohlroser (1. Dezember 1930)
- Nr. 371.614: Joe Stöckel (1. Dezember 1930)
- Nr. 371.798: Paul Josef Heussler (1. Dezember 1930)
- Nr. 372.209: Peter Hütgens (1. November 1930)
- Nr. 373.861: Otto Marloh (1. Dezember 1930)
- Nr. 374.173: Hans Kobelinski (1. Dezember 1930)
- Nr. 374.194: Wilhelm Beisner (1. Dezember 1930)
- Nr. 374.771: Franz von Hörauf (1. Dezember 1930)
- Nr. 374.868: Hans Baumann (1. Dezember 1930)
- Nr. 375.255: Fritz Löser (1. Dezember 1930)
- Nr. 375.705: Adolf Hühnlein
- Nr. 375.774: Karl Schlumprecht
- Nr. 376.214: Hermann Cuhorst (1. Dezember 1930)
- Nr. 377.645: Heinz Fenner (1. November 1930)
- Nr. 377.977: Hans Zimmermann (Anfang November 1930)
- Nr. 378.102: Hans vom Kothen (1. Dezember 1930)
- Nr. 378.144: Wilhelm Stuckart (1. Dezember 1930)
- Nr. 378.342: Oswald Poche (1. Dezember 1930)
- Nr. 379.186: Hans-Gerhard Dedeke (1. Dezember 1930)
- Nr. 379.945: Hanns Sander
- Nr. 380.357: Kurt Wirth (1. Dezember 1930)
- Nr. 381.200: Herbert Banse (1. Dezember 1930)
- Nr. 381.286: Hans Friedrich (1. Dezember 1930)
- Nr. 381.455: Gustav Boeters (1. Dezember 1930)
- Nr. 381.638: Erhardt Berndt (1. Dezember 1930)
- Nr. 382.076: Hans Kempin (1. Dezember 1930)
- Nr. 382.356: Hans Heinrich Hofrichter (1. Dezember 1930)
- Nr. 382.544: Walter Grundmann (1. Dezember 1930)
- Nr. 383.020: Theodor Christensen (1. Dezember 1930)
- Nr. 383.459: Martin Elsner (1. Dezember 1930)
- Nr. 383.534: Otto Bernhard (1. Dezember 1930)
- Nr. 383.656: Friedrich Lorent (1. Dezember 1930)
- Nr. 383.662: Theodor Laue (1. Dezember 1930)
- Nr. 383.708: Hermann Passe (1. Dezember 1930)
- Nr. 383.816: Wilhelm Engelbart (1. Dezember 1930)
- Nr. 383.895: Lühr Hogrefe (1. Dezember 1930)
- Nr. 384.145: Karl Raapitz (1. Dezember 1930)
- Nr. 384.268: Helmut Rebitzki (1. Dezember 1930)
- Nr. 385.173: Herbert Fust (1. Dezember 1930)
- Nr. 385.250: Albrecht Wegener
- Nr. 386.127: Heinrich Heim (1. Januar 1931)
- Nr. 386.521: Otto Heidemann (1. Dezember 1930)
- Nr. 386.683: Hermann Otto Hoyer (1. Januar 1931)
- Nr. 386.896: Alfred Berghausen (1. Dezember 1930)
- Nr. 387.093: Theodor Pichier (1. Dezember 1930)
- Nr. 387.096: Alfred Detering (1. Dezember 1930)
- Nr. 387.103: Gerhard Maurer (1. Dezember 1930)
- Nr. 387.719: Hans Strobel
- Nr. 388.027: Hans Reupke
- Nr. 388.091: Willi Schmidt (1. Dezember 1930)
- Nr. 388.222: Max Blunck (1. Januar 1931)
- Nr. 388.437: Otto Lehmann (1. Januar 1931)
- Nr. 388.624: Fritz Gebauer (1. Januar 1931)
- Nr. 388.658: Willy Härtel (1. Januar 1930)
- Nr. 388.699: Friedrich von Gregory (1. Januar 1931)
- Nr. 389.464: Wilhelm Buße (1. Dezember 1930)
- Nr. 389.647: Max Vogel (1. Januar 1931)
- Nr. 389.698: Anton Endrös (1. Januar 1931)
- Nr. 390.282: Otto Feuerborn (1. Dezember 1930)
- Nr. 390.311: Richard Donnevert (1. Dezember 1930)
- Nr. 391.271: Gustav Adolf Scheel (1. Dezember 1930)
- Nr. 391.609: Rudolf Tesmann
- Nr. 391.611: Rolf Breusing (1. Dezember 1930)
- Nr. 393.109: Ernst Ludwig Pies (1. Dezember 1930)
- Nr. 394.037: Albert Derichsweiler (1. Dezember 1930)
- Nr. 394.167: Peter Koller (1. Januar 1931)
- Nr. 394.185: Udo von Mohrenschildt (1. Januar 1931)
- Nr. 395.687: Eugen Plorin (1. Dezember 1930)
- Nr. 397.051: Johann Altfuldisch (1. Februar 1931)
- Nr. 397.891: Alfred Dittmann (1. Dezember 1930)
- Nr. 397.947: Paul Batzer (1. Oktober 1930)
- Nr. 397.994: Werner Lorenz (1. Dezember 1930)
- Nr. 398.162: Carl-Heinz Boese (1. Januar 1931)
- Nr. 399.076: Karl-Hermann Zülch (1. Dezember 1930)
- Nr. 399.973: Max Thomas
- Nr. 400.086: Alfred Schimmel
- Nr. 400.120: Adam Durein (1. Januar 1931)
- Nr. 400.206: Walther Stepp
- Nr. 400.262: Karl Traut
- Nr. 400.618: Otto Wartisch (1930)
- Nr. 401.102: Ewald Backe (1. Januar 1931)
- Nr. 401.148: Georg Kemmet (1. Januar 1931)
- Nr. 401.796: Alfred Zschorsch
- Nr. 402.019: Georg Ahrens (1. Dezember 1930)
- Nr. 402.068: Curt Engels (1. Dezember 1930)
- Nr. 402.102: Carlo Otte (1. Dezember 1930)
- Nr. 402.369: Hans Lindemann (1. Dezember 1930)
- Nr. 402.523: Rudolf von Preuschen (1. Januar 1931)
- Nr. 403.074: Richard von Hoff (1. Januar 1931)
- Nr. 404.295: Heinz Thilo
- Nr. 404.975: Fritz Lechler (1. Februar 1931)
- Nr. 405.576: Herbert Klemm (1. November 1930)
- Nr. 405.602: Alexis Posse (1. Januar 1931)
- Nr. 405.816: Franz Kraus (1. Januar 1931)
- Nr. 405.869: Otto Bradfisch (1. Januar 1931)
- Nr. 406.186: Ernst Heinicker (1. Januar 1931)
- Nr. 406.921: Richard Eckermann (1. Dezember 1930)
- Nr. 407.574: Joseph Carl Huber (1. Januar 1931)
- Nr. 407.650: Josef Kössl (1. Januar 1931)
- Nr. 407.714: Clemens Kentrup (1. Januar 1931)
- Nr. 408.014: Arthur Bork (1. Dezember 1930)
- Nr. 408.413: Julius Karl von Engelbrechten (1. Dezember 1930)
- Nr. 408.461: Felix Rühl (1. Dezember 1930)
- Nr. 408.472: Kurt Bolender (1. Januar 1931)
- Nr. 408.563: Karl Zech
- Nr. 409.079: Georg Luber (1. Januar 1931)
- Nr. 409.311: Otto Wienecke
- Nr. 409.963: Kunz Nierade (1. Januar 1931)
- Nr. 410.096: Fritz Klein (1. Januar 1931)
- Nr. 410.152: Otto Martin (1. Januar 1931)
- Nr. 410.480: Fritz Stege
- Nr. 410.493: Franz Stassen
- Nr. 410.614: Kurt Borm (1. Dezember 1930)
- Nr. 410.631: Max Donisch (1. Dezember 1930)
- Nr. 410.710: Eugen Hadamovsky (1. Dezember 1930)
- Nr. 410.746: Heinz Höhne (1. Dezember 1930)
- Nr. 411.000: Oskar Glöckler (1. Januar 1931)
- Nr. 411.018: Konrad Nonn (1. Januar 1931)
- Nr. 411.570: Johann Baptist Fuchs (1. Februar 1931)
- Nr. 411.588: Fritz Görnnert (1. Januar 1931)
- Nr. 411.880: Eduard Trautwein (1. September 1930)
- Nr. 412.311: Otto Wolff
- Nr. 413.336: Franz von Baselli (1. Januar 1931)
- Nr. 413.447: Alfred Rodenbücher (1. Januar 1931)
- Nr. 413.497: Justus Rubehn (1. Januar 1931)
- Nr. 413.562: Gerhard Küntscher (1. Januar 1931)
- Nr. 413.583: Walter Behrens (1. Januar 1931)
- Nr. 413.594: Georg Gross (1. Dezember 1930)
- Nr. 413.945: Wilhelm Siegmann
- Nr. 414.073: Emil Popp (1. Januar 1931)
- Nr. 414.175: Theo Memmel (1. Januar 1931)
- Nr. 414.280: Friedrich Wilhelm Ruppert (1. Januar 1931)
- Nr. 414.436: Wilhelm Schäfer (1. Januar 1931)
- Nr. 415.342: Wilhelm Fischer (1. Januar 1931)
- Nr. 415.491: Eduard Florin (1. Januar 1931)
- Nr. 415.889: Peter Orlowski (1. Februar 1931)
- Nr. 415.970: Hans-Bernhard von Grünberg (1. Februar 1931)
- Nr. 416.528: Richard Wagner (1. Oktober 1930)
- Nr. 417.346: Herbert Bangemann (1. Januar 1931)
- Nr. 417.699: Erich Jüttner (1. Februar 1931)
- Nr. 418.991: Philipp von Hessen (1. Oktober 1930)
- Nr. 419.405: Heinrich Schneider (1. Februar 1931)
- Nr. 420.223: Karl Grunsky
- Nr. 420.383: Christian Wirth (1. Januar 1931)
- Nr. 420.586: Heinz Kürten (1. Februar 1931)
- Nr. 420.599: Fritz Lindenberg (1. Februar 1931)
- Nr. 420.769: Willy Herzberger (1. Februar 1931)
- Nr. 420.780: Otto Kunze (1. Februar 1931)
- Nr. 420.840: Willi Metz (1. Februar 1931)
- Nr. 420.853: Paul Carell (1. Februar 1931)
- Nr. 421.230: Otto Kumm (1. Dezember 1930)
- Nr. 421.324: Rudolf Manz (1. Dezember 1930)
- Nr. 421.410: Friedrich Boschmann (1. Dezember 1930)
- Nr. 422.251: Werner Loesch (1. Februar 1931)
- Nr. 422.358: Max Poepel (1. Februar 1931)
- Nr. 422.403: Felix Aumüller (1. Januar 1931)
- Nr. 422.822: Friedrich Günther (1. Februar 1931)
- Nr. 423.022: Wilhelm Heinrich Dammann (1. Februar 1931)
- Nr. 423.036: Heinrich Grunow
- Nr. 423.227: Victor von Alten (1. Januar 1931)
- Nr. 423.653: Otto Demme (1. Januar 1931)
- Nr. 423.905: Heinrich Göckenjan (1. Januar 1931)
- Nr. 424.885: Bernhard Köhler (1. Februar 1931)
- Nr. 425.101: Rudolf Krüger (1. Januar 1931)
- Nr. 425.263: Carl Theodor Clorius (1. Januar 1931)
- Nr. 425.724: Heinrich Niem (1. Januar 1931)
- Nr. 426.361: Richard Blankenhorn (1. Januar 1931)
- Nr. 426.542: Rudolf Meier (1. Januar 1931)
- Nr. 426.875: Gottlob Berger (1. Januar 1931)
- Nr. 427.684: Walther Schmieding (1. Januar 1931)
- Nr. 428.567: Rudolf Karl Wagner
- Nr. 428.835: Georg Schroeder
- Nr. 429.051: Paul Beintker (1. Oktober 1930)
- Nr. 429.053: Karl Selig
- Nr. 429.656: Eberhard von Wechmar (1931)
- Nr. 429.855: Walter Neun (1. Januar 1931)
- Nr. 429.997: Helmuth Koschorke (1. Januar 1931)
- Nr. 430.078: Eugen Fuchs (1. Januar 1931)
- Nr. 430.105: Elisabeth von Gustedt (1. Januar 1931)
- Nr. 430.258: Edinger Ancker (5. Dezember 1930)
- Nr. 430.880: Bruno Rothardt (1. Januar 1931)
- Nr. 431.341: Ingwer Paulsen (1. Februar 1930)
- Nr. 431.695: Hermann Maas (1. Februar 1931)
- Nr. 432.510: Claus Harms (1. Februar 1931)
- Nr. 432.943: Friedrich Möhring (1. Februar 1931)
- Nr. 433.569: Heinrich Becker (1. Februar 1931)
- Nr. 434.120: Friedrich Siebert
- Nr. 434.651: Richard Arauner (15. November 1930)
- Nr. 434.748: Arnold Lentzen (1. Januar 1931)
- Nr. 434.891: Herbert Krupp (1. Januar 1931)
- Nr. 435.139: Robert Brandes (1. Januar 1931)
- Nr. 435.624: Paul Dietze (1. Februar 1931)
- Nr. 436.590: Franz Barth (1. Februar 1931)
- Nr. 436.714: Johann Wegelin
- Nr. 437.397: Georg Bennewitz (1. März 1931)
- Nr. 437.507: Friedrich Coch (1. März 1931)
- Nr. 437.757: Helmut Möckel (1. März 1931)
- Nr. 437.768: Adolf Müller (1. März 1931)
- Nr. 438.898: Josef Filbig (1. März 1931)
- Nr. 438.978: Erwin Noack (1. März 1931)
- Nr. 439.610: Walter Kühle (1. Februar 1931)
- Nr. 440.377: Bernd Gottfriedsen (16. Februar 1931)
- Nr. 440.452: Fridolin Glass (1. Januar 1931)
- Nr. 440.737: Hubert Klausner (14. Februar 1931)
- Nr. 441.338: Hugo Jury (14. Februar 1931)
- Nr. 441.865: Friedrich Kranebitter (10. März 1931)
- Nr. 441.909: Günther Schwab (1. Oktober 1930)
- Nr. 441.984: Wilhelm Hanisch (1. November 1930)
- Nr. 442.257: Franz Podesser (18. Januar 1931)
- Nr. 442.496: Fritz-Erdmann Klingner (19. März 1931)
- Nr. 442.571: Felix Landau (27. März 1931)
- Nr. 442.939: Odilo Globocnik (1. März 1931)
- Nr. 443.217: Gustav Wagner (19. Januar 1931)
- Nr. 443.841: Mirko Jelusich (20. April 1931)
- Nr. 443.904: Franz Theissenberger
- Nr. 444.132: Helmut Glaser (8. Mai 1931)
- Nr. 444.208: Rudolf Pavlu (13. Mai 1931)
- Nr. 444.263: Karl Thums
- Nr. 445.240: Erich Post (1. Januar 1931)
- Nr. 445.528: Werner Feldscher (1. Januar 1931)
- Nr. 446.153: Karl Ernst
- Nr. 447.005: Ludolf Parisius (1. Februar 1931)
- Nr. 447.173: Walter Labs (1. Februar 1931)
- Nr. 448.955: Theodor Trauernicht
- Nr. 449.205: Hans Hagemeyer (1. Januar 1931)
- Nr. 449.332: Franz Lenner (1. Februar 1931)
- Nr. 449.807: August Korreng (1. Februar 1931)
- Nr. 450.112: Heinrich Theodor Müller (1. März 1931)
- Nr. 450.140: Rudolf Bechert (1. März 1931)
- Nr. 451.779: Wilhelm Engel (1. März 1931)
- Nr. 452.082: Hugo Blaschke (1. Februar 1931)
- Nr. 452.188: Hans Hefelmann (1. Februar 1931)
- Nr. 452.201: Erich Jahn (1. Februar 1931)
- Nr. 452.207: Karl Jasper (1. Februar 1931)
- Nr. 452.295: Hermann Müller-John (1. Februar 1931)
- Nr. 453.714: Ernst Klemeyer (1. März 1931)
- Nr. 454.311: Franz Renz (1. Februar 1931)
- Nr. 454.397: Friedrich Kessel (1. Februar 1931)
- Nr. 454.991: Richard Baer (1. Februar 1931)
- Nr. 455.225: Wolfgang von Nathusius (1. Februar 1931)
- Nr. 455.700: Fritz Schmidt
- Nr. 455.701: Karl Wolff
- Nr. 455.706: Karl Kossol (1. Februar 1931)
- Nr. 455.726: Christian Franke (1. Februar 1931)
- Nr. 455.859: Karl Beinhardt (1. März 1931)
- Nr. 455.876: Karl Schreyer (1931)
- Nr. 455.899: Hans Schwedler (1931)
- Nr. 456.105: Hellmuth Becker (1. Januar 1931)
- Nr. 456.248: Helmut Otto (1. Februar 1931)
- Nr. 456.718: Otto Dreyer (1. März 1931)
- Nr. 457.918: Hans Egon Engell (1. Februar 1931)
- Nr. 458.025: Werner Daitz (1. Februar 1931)
- Nr. 458.315: Georg-Henning Graf von Bassewitz-Behr (1. Februar 1931)
- Nr. 458.423: Emil Ziegenmeyer
- Nr. 458.709: Heinrich Hockermann (1. Februar 1931)
- Nr. 459.351: Heinrich Jürgensen
- Nr. 459.389: Werner Göttsch (1. Januar 1931)
- Nr. 459.978: Carl Haidn (1. März 1931)
- Nr. 460.298: Emil Beck (1. Februar 1931)
- Nr. 461.527: Karl Christian zur Lippe-Weißenfeld (1. Februar 1931)
- Nr. 461.647: Ludwig Werner Engels (1. Februar 1931)
- Nr. 463.866: Georg Otto Angerer (1. April 1931)
- Nr. 464.894: Johann Graack (1. Februar 1931)
- Nr. 465.054: Ernst Kendzia (1. Februar 1931)
- Nr. 465.090: Waldemar Wappenhans (1. Februar 1931)
- Nr. 465.213: Walter Hillmann (1. Februar 1931)
- Nr. 465.273: Johannes Post (1. Februar 1931)
- Nr. 465.328: Karl-Heinz Rüsch (1. Februar 1931)
- Nr. 465.639: Adalbert Boeck (1. Februar 1931)
- Nr. 465.744: Hermann Darsen (1. Februar 1931)
- Nr. 465.978: Erich Gust (1. Februar 1931)
- Nr. 467.532: Heinrich Grund
- Nr. 467.567: Otto Speidel
- Nr. 466.369: Joachim Stach
- Nr. 468.224: Heinrich Buscher (1. März 1931)
- Nr. 469.220: Helmut Stellrecht
- Nr. 472.421: Rolf Günther (1. Januar 1931)
- Nr. 472.475: Eugen Walter Büttner (1. Januar 1931)
- Nr. 472.617: Max Krahner (1. Januar 1931)
- Nr. 472.827: Elisabeth Marschall (1. Januar 1931)
- Nr. 473.096: Oskar Schmoll
- Nr. 473.494: Fritz Engler-Füßlin (1. März 1931)
- Nr. 474.008: Julius Bergmann (1. August 1930)
- Nr. 474.313: Kurt Kühme (1. März 1931)
- Nr. 474.397: Erich Orthmann (1. März 1931)
- Nr. 474.435: Hermann Reischle (1. März 1931)
- Nr. 474.481: Albert Speer (1. März 1931)
- Nr. 474.543: Walter Schick
- Nr. 475.061: Rudolf Oebsger-Röder (1. März 1931)
- Nr. 475.135: Werner Picot (1. März 1931)
- Nr. 475.138: Hermann Druckrey (1. März 1931)
- Nr. 475.325: Georg Gerullis (1. März 1931)
- Nr. 475.502: Friedrich Harth (1. März 1931)
- Nr. 475.585: Wilhelm Klein (1. März 1931)
- Nr. 475.586: Karl Otto Koch (1. März 1931)
- Nr. 475.684: Hans-Reinhard Koch (1. März 1931)
- Nr. 477.371: Walter Harzer
- Nr. 478.474: Hanns Löhr (1. März 1931)
- Nr. 479.501: Joachim Walter
- Nr. 480.343: Walter Seifert
- Nr. 480.773: Herbert Bischoff (1. März 1931)
- Nr. 480.898: Josef Makosch (1. März 1931)
- Nr. 481.380: Walter Jankowsky (1. März 1931)
- Nr. 482.923: Walter Granzow (1. März 1931)
- Nr. 483.864: Thor Goote (1. April 1931)
- Nr. 483.916: Albert Ganzenmüller (1. April 1931)
- Nr. 484.122: Paul Klemp (1. Februar 1931)
- Nr. 484.269: Heinrich Gernand (1. April 1931)
- Nr. 485.384: Hermann Gülde (1. April 1931)
- Nr. 485.477: Heinrich Knauer (1. April 1931)
- Nr. 488.573: Hermann Florstedt (1. März 1931)
- Nr. 489.101: Erich von dem Bach-Zelewski
- Nr. 489.676: Ernst von Heydebrand und der Lasa (1. April 1931)
- Nr. 489.972: Bruno Streckenbach (1. Oktober 1930)
- Nr. 490.470: Eberhard von Schwerin
- Nr. 492.079: Hermann Deumeland (1. März 1931)
- Nr. 495.764: Gustav von Wulffen (Anfang 1931)
- Nr. 496.265: Hermann Brauneck (1. April 1931)
- Nr. 496.789: Anton Kohnen (1. April 1931)
- Nr. 496.936: Friedrich Wend zu Eulenburg (1. März 1931)
- Nr. 497.118: Diedrich Osmers (1. April 1931)
- Nr. 498.084: Fritz Braune (1. Februar 1931)
- Nr. 498.187: Hans Julius Kehrl (1. Februar 1931)
- Nr. 498.523: Wilhelm Koenig (1. Februar 1931)
- Nr. 500.170: Friedrich Hesseldieck (1. April 1931)
- Nr. 500.273: Joachim Ruoff (1. Mai 1931)
- Nr. 501.257: Heinrich Bartholomäus (1. Mai 1931)
- Nr. 501.538: John Pauls (1. April 1931)
- Nr. 502.919: Richard Wagenbauer
- Nr. 503.299: Hans Harnys (1. April 1931)
- Nr. 503.301: Kurt Claasen (1. April 1931)
- Nr. 503.707: Wilhelm Metz
- Nr. 504.973: Friedrich Franz Herzog zu Mecklenburg (1. Mai 1931)
- Nr. 505.892: Wilhelm Schmid
- Nr. 506.079: Gustav Bernhardt (1. April 1931)
- Nr. 506.962: August Landmesser (1. April 1931)
- Nr. 507.118: Rudolf Hengstenberg (1. April 1931)
- Nr. 507.609: Alfred Klein (1. April 1931)
- Nr. 508.450: Richard Crull (1. November 1930)
- Nr. 508.658: Hermann von Schöpf
- Nr. 508.889: Hugo Ferdinand Boss (1. April 1931)
- Nr. 509.411: Wilhelm Kinkelin (1. April 1931)
- Nr. 509.512: Hans Rauschnabel (1. Mai 1931)
- Nr. 509.516: August Prüßner (1. April 1931)
- Nr. 509.591: Wilhelm Meyer (1. April 1931)
- Nr. 509.743: Otto Dunse (1. April 1931)
- Nr. 509.756: Otto von Radowitz
- Nr. 509.917: Karsten Jaspersen (1. Mai 1931)
- Nr. 509.972: Friedrich Busch (1. April 1931)
- Nr. 510.064: Alois Brunner (29. Mai 1931)
- Nr. 510.508: Gustav Resatz (1. Juni 1931)
- Nr. 510.559: Wilhelm Waneck
- Nr. 510.583: Leopold Zimmerl
- Nr. 510.704: Karl Konrad Bauer (1. Juni 1931)
- Nr. 510.764: Amon Göth (13. Mai 1931)
- Nr. 511.308: Christian Straubinger
- Nr. 511.337: Vinzenz Nohel (1. Juli 1931)
- Nr. 511.358: Helmut Breymann (22. April 1931)
- Nr. 511.390: Roman Jäger (24. Juni 1931)
- Nr. 511.418: Tobias Portschy (23. Juni 1931)
- Nr. 512.126: Slavomir Condanari-Michler (17. Juli 1931)
- Nr. 512.506: Klaus Mahnert (19. Juni 1931)
- Nr. 512.596: Adolf Härtel (3. Juli 1931)
- Nr. 512.942: Ernst Girzick (1. August 1931)
- Nr. 514.486: Josef Oberkofler (25. August 1931)
- Nr. 514.857: Franz Neubauer (7. September 1931)
- Nr. 514.955: Reinhold Schwartz
- Nr. 515.512: Hugo Rasch (1. April 1931)
- Nr. 515.715: Harro von Zeppelin (1. April 1931)
- Nr. 516.786: Günther Lutz (1. April 1931)
- Nr. 516.855: Egbert von Frankenberg und Proschlitz (1. April 1931)
- Nr. 517.004: Kurt Fervers (1. April 1931)
- Nr. 518.544: Bernhard Wehner
- Nr. 519.175: Peter Bell (1. Juni 1931)
- Nr. 519.227: Erich Stolleis
- Nr. 519.266: Edit von Coler (1. Mai 1931)
- Nr. 519.334: Ernst Rademacher (1. Mai 1931)
- Nr. 519.352: Hans Spatzenegger
- Nr. 519.608: Alois Spaniol (1. Mai 1931)
- Nr. 519.615: Jakob Pirro (1. Mai 1931)
- Nr. 521.000: Wilhelm Radecke (1. Mai 1931)
- Nr. 522.274: Carl Jantke (1. April 1931)
- Nr. 523.336: Wilhelm Rüdiger (1. Juli 1931)
- Nr. 523.688: Victor von Podbielski (1. Dezember 1930)
- Nr. 524.179: Wilhelm Küper (1. April 1931)
- Nr. 525.177: Ladi-Joseph Pauly (1. April 1931)
- Nr. 525.246: Siegfried Taubert (1931)
- Nr. 525.723: Edgar Bissinger (1. Mai 1931)
- Nr. 526.435: Ludwig Ehrsam (1. Mai 1931)
- Nr. 526.696: Maximilian List (1. Mai 1931)
- Nr. 528.336: Josef Jöhle (1. Mai 1931)
- Nr. 528.344: Josef Erbacher (1. Mai 1931)
- Nr. 528.512: Karl Hauger (1. März 1931)
- Nr. 528.739: Bernhard Krüger (1. Mai 1931)
- Nr. 529.205: Albert Leiterer (1. Mai 1931)
- Nr. 529.355: Kurt Lisso (1. Mai 1931)
- Nr. 529.522: Rudolf Kamps (1. Mai 1931)
- Nr. 529.952: Hans Werner Skafte Rasmussen (1. Mai 1931)
- Nr. 530.715: Hilmar Wäckerle
- Nr. 530.786: Joseph Seydel
- Nr. 530.791: Josef W. Keller-Kühne (1. Juni 1931)
- Nr. 530.848: Ernst Bähr (1. Mai 1931)
- Nr. 530.892: Kurt Brunow (1. Mai 1931)
- Nr. 531.129: Werner Koeppen (1. Mai 1931)
- Nr. 531.273: Richard Pruchtnow (1. Mai 1931)
- Nr. 531.330: Ernst Retzlaff (1. Mai 1931)
- Nr. 531.667: Bruno Müller-Reinert (1. Mai 1931)
- Nr. 533.496: Ernst Mann (1. April 1931)
- Nr. 533.722: Andreas Matthias Hofer (1. Mai 1931)
- Nr. 533.762: Paul Dargel (1. Oktober 1930)
- Nr. 534.879: Ernst Peikert (1. Mai 1931)
- Nr. 535.814: Herbert Aust (1. Mai 1931)
- Nr. 535.829: Egon Bönner (1. Mai 1931)
- Nr. 536.206: Gottfried Schapper
- Nr. 536.404: Adam Grünewald (1. Mai 1931)
- Nr. 536.409: Hans Kolbe (1. Mai 1931)
- Nr. 536.502: Hans Dotzler (1. Mai 1931)
- Nr. 537.265: Walter Haensch (1. Juni 1931)
- Nr. 537.337: Herbert Otto Gille (1. Mai 1931)
- Nr. 537.820: Hildegard von Rheden (1. Mai 1931)
- Nr. 538.071: Kurt Illies (1. Juni 1931)
- Nr. 538.968: Theodor Klaehn (1. Mai 1931)
- Nr. 539.040: Helmuth von Wedelstädt
- Nr. 539.241: August Stockelmann
- Nr. 539.981: Alexander von Humboldt (1. Mai 1931)
- Nr. 540.163: Erich Rudzki (1. Mai 1931)
- Nr. 541.195: Erich Ehrlinger (1. Juni 1931)
- Nr. 541.474: Alfred Loose (1. Juni 1931)
- Nr. 542.225: Leopold Windisch
- Nr. 543.905: Otto Jaeschke (1. Juni 1931)
- Nr. 544.053: Herbert Grohmann (1. Juni 1931)
- Nr. 544.163: Hans Jüttner (1. Juni 1931)
- Nr. 544.230: Richard Aster (1. Juni 1931)
- Nr. 544.625: Gerhard Littschwager (1. Mai 1931)
- Nr. 544.838: Franz Vogelsang
- Nr. 544.916: Reinhard Heydrich (1. Juni 1931)
- Nr. 545.049: Wilhelm Coblitz (1. Juni 1931)
- Nr. 545.961: Gustav Adolf Sonnenhol
- Nr. 546.453: Hans Gehrels (1. Mai 1931)
- Nr. 546.524: Wilhelm Wiebens
- Nr. 546.622: Rudolf aus den Ruthen (1. Juni 1931)
- Nr. 546.654: Fritz Cropp (1. Juni 1931)
- Nr. 547.083: Georg Berger (1. Juni 1931)
- Nr. 547.640: Karl Lasch (1. Juni 1931)
- Nr. 547.687: Gerhard Thiele (1. Juni 1931)
- Nr. 548.871: Albert Wipper
- Nr. 549.763: Karin Magnussen (1. Juni 1931)
- Nr. 549.764: Eduard Mirow (1. Juni 1931)
- Nr. 550.073: Franz Lawaczeck (1. Januar 1931)
- Nr. 550.075: Hans Georg Hofmann (1. Juni 1931)
- Nr. 550.429: Johannes Clemens (1. Juni 1931)
- Nr. 551.029: Herbert Gutjahr (1. Juni 1931)
- Nr. 551.131: Richard von Hegener (1. Juni 1931)
- Nr. 551.380: Joachim von Ostau (1. Juni 1931)
- Nr. 551.559: Gustav Schäfer (1. Juni 1931)
- Nr. 551.712: Walther Funk (1. Juni 1931)
- Nr. 552.460: Karl-Friedrich Rieflin (1. Juni 1931)
- Nr. 552.547: Otto C. A. zur Nedden
- Nr. 552.659: Wilhelm Zander (1931)
- Nr. 553.619: Ralf Brockhausen (1. Juni 1931)
- Nr. 554.023: Karl Streibel
- Nr. 554.578: Eberhard Ponndorf (1. Juni 1931)
- Nr. 554.811: Paul Langhans (1. Juni 1931)
- Nr. 555.294: Heinrich Schmidt
- Nr. 555.629: Paul Holthoff (1. Juni 1931)
- Nr. 555.901: Johannes Dürkop (1. Juni 1931)
- Nr. 556.230: Hanns Ludin
- Nr. 556.757: Arnold Büscher (1. Juni 1931)
- Nr. 557.234: Fritz Budde (1. Juni 1931)
- Nr. 557.294: Hans Heyck (1. Juni 1931)
- Nr. 558.752: Bernhard Siebken
- Nr. 558.911: Alfred Todt
- Nr. 559.336: Franz Brinkschulte (1. Juni 1931)
- Nr. 560.970: Georg Merrem (1. Juni 1931)
- Nr. 561.052: Rudolf Paulsen (1. Juni 1931)
- Nr. 561.840: Philalethes Kuhn (1. August 1931)
- Nr. 562.007: Arthur Rudolph (1. Juni 1931)
- Nr. 564.705: Hermann Emrich (1. August 1931)
- Nr. 565.280: Franz Ganninger (1. Juli 1931)
- Nr. 566.217: Günther Patschowsky (1. Juni 1931)
- Nr. 566.222: Walter Lichtschlag (1. Juni 1931)
- Nr. 566.797: Friedrich W. Herzog (1. Juni 1931)
- Nr. 567.909: Alfred Krumbach (1. Juli 1931)
- Nr. 571.904: Ludwig Abenthum (1. Juli 1931)
- Nr. 572.030: Werner Hoppenstedt (1. Juli 1931)
- Nr. 572.823: Christoph Hesse (1. Juli 1931)
- Nr. 573.051: Ferdinand Kerber (1. Juli 1931)
- Nr. 573.106: Gert Abelbeck (1. Juli 1931)
- Nr. 573.215: Georg Boness (1. Juli 1931)
- Nr. 573.666: Herbert Jäger (1. Juli 1931)
- Nr. 573.961: Friedrich Warzok (1931)
- Nr. 574.132: Carl Christoph Lörcher (1. Juli 1931)
- Nr. 574.258: Bruno Malitz (1. Juli 1931)
- Nr. 574.307: Arthur Nebe (1. Juli 1931)
- Nr. 575.093: Wilhelm Boltz (1. Januar 1931)
- Nr. 575.102: Heinrich Jürs (1. Juni 1931)
- Nr. 575.205: Carl Oberg (1. Juni 1931)
- Nr. 575.536: Carl Friedrich Roewer (1. Juni 1931)
- Nr. 575.943: Willi Niggeling (1. Juli 1931)
- Nr. 576.132: Gert Kloeppel (1. Mai 1931)
- Nr. 576.791: Wolfgang Plaul (1. Juli 1931)
- Nr. 576.916: Fritz Bayerlein (1. August 1931)
- Nr. 576.940: Hans Werner von Aufseß (1. August 1931)
- Nr. 576.972: Edgar Heiliger (1. Juli 1931)
- Nr. 577.431: Alexander Reiner (1. Juli 1931)
- Nr. 577.827: Hans Christ (1. Juli 1931)
- Nr. 578.011: Ludwig Wemmer
- Nr. 578.250: Georg Schmid
- Nr. 579.639: Arnold Brügmann (1. Juli 1931)
- Nr. 579.674: Rudolf Frercks (1. Juli 1931)
- Nr. 580.818: Friedrich Bartels (1. Juli 1931)
- Nr. 581.257: Heinrich Noa (1. Juni 1931)
- Nr. 581.277: Werner Braune (1. Juli 1931)
- Nr. 581.867: Heinz Fanslau (1. Juli 1931)
- Nr. 582.562: Friedrich Foerster (1. Juli 1931)
- Nr. 583.182: Franz Bläsner (1. Juli 1931)
- Nr. 583.476: Wilhelm Müller-Scheld (1. Juli 1931)
- Nr. 584.033: Philipp Meyer
- Nr. 585.143: Werner Ballauff (1. Juli 1931)
- Nr. 586.646: Martin Eisenbeck (1. Juni 1931)
- Nr. 587.255: Theodor Oppermann (1. Juli 1931)
- Nr. 587.315: Ludwig Hoffmeister (1. Juli 1931)
- Nr. 587.696: Karl Theodor Weigel
- Nr. 587.942: Oswald Teichmüller
- Nr. 590.193: Leo Petri (1. Juli 1931)
- Nr. 590.233: Kurt Blome (1. Juli 1931)
- Nr. 592.784: Walter Schmitt (1. August 1931)
- Nr. 593.168: Hanns Holenia (1. August 1931)
- Nr. 593.312: August Mietz (1. Juli 1931)
- Nr. 593.528: Otto Bönold (1. Juli 1931)
- Nr. 593.845: Johannes Weidemann
- Nr. 593.983: Joachim von Blücher (1. August 1931)
- Nr. 594.364: Otto Liederley (1. August 1931)
- Nr. 594.607: Walter Jander (1. August 1931)
- Nr. 594.868: Wilhelm Heinzelmann (1. August 1931)
- Nr. 594.899: Herbert Kappler (1. August 1931)
- Nr. 595.088: Alfred Arnold (1. Januar 1931)
- Nr. 595.495: Andreas Feickert (1. Juli 1931)
- Nr. 595.845: Georg Beck (1. August 1931)
- Nr. 597.457: Otto-Theodor Brouwer (1. August 1931)
- Nr. 597.464: George Ebrecht (1. August 1931)
- Nr. 599.260: Alfred Fernholz (1. August 1931)
- Nr. 599.865: Herbert Mehlhorn (1. Juli 1931)
- Nr. 600.436: Wilhelm Michels (1. August 1931)
- Nr. 601.397: Ludwig Neubourg
- Nr. 602.465: Alfred Heinrich (1. August 1931)
- Nr. 602.663: Franz Breithaupt (1. August 1931)
- Nr. 602.664: Bruno Backhaus (1. August 1931)
- Nr. 602.780: Conrad Doebbecke (1. August 1931)
- Nr. 603.489: Peter Koch (1. Oktober 1931)
- Nr. 604.617: Richard Markert (1. September 1931)
- Nr. 606.062: Erich Schiewek (1. September 1931)
- Nr. 606.714: Bruno Radwitz (1. September 1931)
- Nr. 606.732: Rudolf Hotzel (1. September 1931)
- Nr. 607.161: Horst Kopkow (1. August 1931)
- Nr. 607.236: Hermann Bethke (1. August 1931)
- Nr. 607.741: Arend Lang (1. September 1931)
- Nr. 608.058: Josef Krämer (1. September 1931)
- Nr. 609.464: Ernst Dammann (1. August 1931)
- Nr. 609.841: Heinz Förster (1. August 1931)
- Nr. 610.232: Gerardo Reichel-Dolmatoff (9. September 1931)
- Nr. 610.451: Franz Hofer
- Nr. 610.869: Herbert Andorfer (2. Oktober 1931)
- Nr. 611.156: Rudolf Schwarzgruber
- Nr. 611.180: Gustav Koczor (1. September 1931)
- Nr. 611.604: Anton Burger (6. Oktober 1931)
- Nr. 612.044: Alexander Görner (14. Oktober 1931)
- Nr. 612.466: Johann Sanitzer
- Nr. 612.509: Paul Hudl (21. Oktober 1930)
- Nr. 612.629: Reinhard Spitzy
- Nr. 612.639: Albert Bach (26. Oktober 1931)
- Nr. 612.972: Gerhard Bast (30. Oktober 1931)
- Nr. 613.351: Adolf Posch (5. November 1931)
- Nr. 613.917: Anton Josef Schatz
- Nr. 614.080: Rudolf Mildner (10. November 1931)
- Nr. 614.104: Humbert Achamer-Pifrader (10. November 1931)
- Nr. 614.686: Hanns Blaschke (16. November 1931)
- Nr. 615.576: Wilhelm von Meyeren (1. August 1931)
- Nr. 616.135: Walter Quakernack (1. August 1931)
- Nr. 616.820: Hans Henschke (1. September 1931)
- Nr. 617.194: Gerhard Schiedlausky
- Nr. 617.315: Otto Schmidt (1. September 1931)
- Nr. 618.090: Elise Daimler (1. September 1931)
- Nr. 618.297: Clara Rühle (1. September 1931)
- Nr. 620.889: Hans Eschebach (1. September 1931)
- Nr. 620.976: Otto Rasch (1. September 1931)
- Nr. 621.293: Richard Knussert (1. September 1931)
- Nr. 621.343: Johann Mirbeth (1. September 1931)
- Nr. 621.397: Heinrich Gall (1. September 1931)
- Nr. 621.686: Paul Hövel (1. August 1931)
- Nr. 621.862: Ulrich Burgstaller
- Nr. 621.885: Hans Reiter (1. August 1931)
- Nr. 622.515: Hermann Giesler (1. Oktober 1931)
- Nr. 623.392: Eduard Strauch (1. August 1931)
- Nr. 623.499: Adolf von Oeynhausen (1. September 1931)
- Nr. 624.169: Gerhard Schmitt
- Nr. 624.279: Alfred Naujocks (1. August 1931)
- Nr. 624.385: Walter Erbe (1. August 1931)
- Nr. 624.415: Hans Fleischer (1. August 1931)
- Nr. 625.000: Hermann Koenig (1. September 1931)
- Nr. 625.860: Hermann Ahrens (1. September 1931)
- Nr. 626.358: Adolf Weinmüller
- Nr. 626.589: Joachim Caesar (1. September 1931)
- Nr. 627.576: Jean Herrchen (1. September 1931)
- Nr. 628.507: Jann de Boer (1. September 1931)
- Nr. 628.613: Helmut Janßen (1. September 1931)
- Nr. 629.507: Artur Axmann
- Nr. 629.529: Arthur Brandt (1. September 1931)
- Nr. 629.762: Herbert Bach (1. September 1931)
- Nr. 630.163: Christian Cramer (1. Oktober 1931)
- Nr. 631.852: Franz Ebeling (1. September 1931)
- Nr. 631.978: Siegfried Reitz (1. September 1931)
- Nr. 634.184: Albert Arnstadt (1. Oktober 1931)
- Nr. 635.567: Rolf Emmrich (1. September 1931)
- Nr. 636.985: Hubert Houben (1. September 1931)
- Nr. 637.372: Maximilian von Cossel (1. Oktober 1931)
- Nr. 637.862: Otto Frickhoeffer (1. Oktober 1931)
- Nr. 637.954: Bruno Sattler
- Nr. 639.170: Hermann Gebbers (1. September 1931)
- Nr. 639.182: Walter Detering (1. September 1931)
- Nr. 639.323: Kurt Möckel (1. September 1931)
- Nr. 639.426: Paul Mylius (1. Oktober 1931)
- Nr. 642.192: Alfred Rieger (1. Oktober 1931)
- Nr. 644.652: Willi Friedrich Koerbel (1. September 1931)
- Nr. 644.902: Franz Eirenschmalz (1. Oktober 1931)
- Nr. 645.540: Manfred Bilke (1. September 1931)
- Nr. 646.335: Josef Kreuzer (1. Oktober 1931)
- Nr. 646.631: Heinrich Goß (1. Oktober 1931)
- Nr. 647.051: Wilhelm Busch (1. September 1931)
- Nr. 647.427: Heinrich Hamann (1. Oktober 1931)
- Nr. 647.505: Kuno Callsen (1. Oktober 1931)
- Nr. 649.684: Wilhelm Mohnke (1. September 1931)
- Nr. 650.070: Georg Gyssling (1. November 1931)
- Nr. 650.364: Franz Schwarz (1931)
- Nr. 651.555: Otto Amend (1. Juli 1931)
- Nr. 651.557: Adolf Beyer (1. Juli 1931)
- Nr. 651.930: Heinrich Vogt
- Nr. 652.547: Richard Hofmann (1. August 1931)
- Nr. 652.901: Johann Haug (1. Oktober 1931)
- Nr. 653.282: Richard Hardt (1. Oktober 1931)
- Nr. 654.658: Eckhardt Möller (1. Oktober 1931)
- Nr. 654.722: Friedrich Eichwede (1. Oktober 1931)
- Nr. 654.731: Heinrich Fassbender (1. Oktober 1931)
- Nr. 656.257: Ernst Keppler (1. Oktober 1931)
- Nr. 658.808: Artur Missbach (1. Oktober 1931)
- Nr. 659.057: Hanns Heinz Ewers (1. November 1931)
- Nr. 659.283: Josef Gerum (1. Oktober 1931)
- Nr. 659.290: Richard Kolb (1. Oktober 1931)
- Nr. 659.692: Richard Trunk (1931)
- Nr. 661.199: Hans Oppermann (1. Oktober 1931)
- Nr. 661.264: Kurt Janthur (1. Oktober 1931)
- Nr. 662.213: Wilhelm Pressel (1. Oktober 1931)
- Nr. 662.858: Hans Gaier (1. Oktober 1931)
- Nr. 663.135: Hermann Rauschning
- Nr. 663.996: Wilhelm Kleinmann (1. Oktober 1931)
- Nr. 664.050: Georg Rickhey (1. Oktober 1931)
- Nr. 665.155: Paul Junghanns (1. Oktober 1931)
- Nr. 665.697: Paul Scharfe (1. Oktober 1931)
- Nr. 666.098: Georg Vollerthun (1. September 1931)
- Nr. 666.356: Friedrich Wilhelm Hirz (1. September 1931)
- Nr. 666.961: Erich von Perfall (1. Oktober 1931)
- Nr. 668.027: Ernst Hanfstaengl (1. November 1931)
- Nr. 668.341: Friedrich Schiedat (1. August 1931)
- Nr. 669.062: Franz Kewer (1. August 1931)
- Nr. 669.298: Konrad Müller (1. Juli 1931)
- Nr. 669.310: Berthold Heilig (1. Oktober 1931)
- Nr. 669.727: Fritz-August Wilhelm Markmann (1. Oktober 1931)
- Nr. 670.545: Friedrich Müller (1. Oktober 1931)
- Nr. 670.992: Ludwig Müller (1. August 1931)
- Nr. 671.647: Kurt Sievers (1. Oktober 1931)
- Nr. 672.109: Josef Bauer (1. Oktober 1931)
- Nr. 672.421: Anton Ganz (1. Oktober 1931)
- Nr. 672.469: Max Fork (1. Oktober 1931)
- Nr. 672.774: Dieter Wisliceny (1931)
- Nr. 672.910: Moritz von Schirmeister
- Nr. 673.394: Rudolf Metzner (1. Oktober 1931)
- Nr. 673.934: Max Burda (1. Oktober 1931)
- Nr. 674.734: Willi Köhn (1. November 1931)
- Nr. 675.964: Emil Joseph Diemer (1. Oktober 1931)
- Nr. 676.759: Otto Baensch (1. November 1931)
- Nr. 676.772: Georg Lörner (1. November 1931)
- Nr. 676.777: Ernst Hermann Himmler (1. November 1931)
- Nr. 676.821: Hermann Ried (1. November 1931)
- Nr. 677.083: Walter Tubenthal
- Nr. 677.146: Eugen Mattiat (1. Oktober 1931)
- Nr. 677.231: Walther Kaldewey (1. Oktober 1931)
- Nr. 677.336: Heinrich Sander
- Nr. 678.631: Bodo Kühn (1. Oktober 1931)
- Nr. 679.677: Hans Wichard von Rochow (1. November 1931)
- Nr. 680.099: Rolf Höhne (1. November 1931)
- Nr. 680.323: Julius Ritter (1. November 1931)
- Nr. 680.465: Erich Klapproth (1. November 1931)
- Nr. 682.339: Peter Petersen (1. Oktober 1931)
- Nr. 684.368: Wilhelm Maul (1. November 1931)
- Nr. 684.617: Richard Günther (1. November 1931)
- Nr. 685.644: Kurt Ziesel
- Nr. 686.186: Anton Giger (3. Dezember 1931)
- Nr. 686.692: Alois Steinprinz
- Nr. 686.712: Helmut Prasch (7. Dezember 1931)
- Nr. 686.986: Gustav Lantschner (8. Dezember 1931)
- Nr. 686.987: Otto Lantschner (8. Dezember 1931)
- Nr. 687.095: Irmfried Eberl (8. Dezember 1931)
- Nr. 687.103: Hans Goger (9. Dezember 1931)
- Nr. 687.364: Herbert Koller (10. Dezember 1931)
- Nr. 688.247: Max de Crinis (21. Dezember 1931)
- Nr. 688.793: Josef Palham (31. Dezember 1931)
- Nr. 689.037: Karl Haas (1. Januar 1932)
- Nr. 689.286: Walter Minarz (7. Januar 1932)
- Nr. 689.403: Otto Hermann Reich Edler von Rohrwig (5. Dezember 1931)
- Nr. 690.386: Georg Grünberg (1. November 1931)
- Nr. 690.550: Hans Buwert (1. November 1931)
- Nr. 690.640: Hans-Herbert Dengler (1. November 1931)
- Nr. 690.762: Kurt Gildisch (1. April 1931)
- Nr. 690.976: Arnold Lambrecht (1. November 1931)
- Nr. 691.042: Karl Michel (1. November 1931)
- Nr. 692.797: Rudolf Herzog (1. November 1931)
- Nr. 694.118: Heinrich Bischoff (1. Oktober 1931)
- Nr. 695.131: Karl Wolff (7. Oktober 1931)
- Nr. 695.276: Kurt Hansen (1. November 1931)
- Nr. 695.346: Wilhelm Dennler (1. November 1931)
- Nr. 695.477: Andreas Biederbick (1. Dezember 1931)
- Nr. 695.703: Walther Poppelreuter (1. November 1931)
- Nr. 695.719: Walter Blumenberg (1. November 1931)
- Nr. 695.782: Paul Burghoff (1. November 1931)
- Nr. 696.176: Christoph von Hessen (1. November 1931)
- Nr. 696.657: Hans Hagemann (1. Oktober 1931)
- Nr. 697.072: Oskar Jünger (1. November 1931)
- Nr. 697.658: Werner Lederle (1. November 1931)
- Nr. 698.452: Herbert Windt (November 1931)
- Nr. 698.984: Oskar Rudolf Dengel (1. November 1931)
- Nr. 699.016: Richard Exner (1. November 1931)
- Nr. 699.079: Heinrich Friedrich Kunzemann (1. November 1931)
- Nr. 699.262: Hennecke von Plessen (1. Oktober 1931)
- Nr. 700.023: Willy Kolz (1. Oktober 1931)
- Nr. 700.550: Bruno Adler (1. November 1931)
- Nr. 701.836: Otto Pieper (1. November 1931)
- Nr. 701.848: Wilhelm Canenbley (1. November 1931)
- Nr. 704.095: Max Sell
- Nr. 705.190: Hubert Meiforth (1. November 1931)
- Nr. 707.033: Julius Pauly (1. Oktober 1931)
- Nr. 707.279: Jürgen Wagner (1. November 1931)
- Nr. 707.426: Werner Hassenpflug (1. November 1931)
- Nr. 707.993: Rudolf Kummer (1. November 1931)
- Nr. 709.485: August Finke (1. November 1931)
- Nr. 710.245: Erich Schmidt
- Nr. 710.670: Ernst Krieck (1. Januar 1932)
- Nr. 711.606: Karl Fahrenhorst (1. November 1931)
- Nr. 712.249: Eberhard Taubert (1. November 1931)
- Nr. 712.504: Johannes Rentsch (1. November 1931)
- Nr. 713.259: Georg Feig (1. November 1931)
- Nr. 713.884: Werner Kugler (1. November 1931)
- Nr. 714.328: Paul Körner (1. Januar 1932)
- Nr. 714.507: Werner Essen (1. Dezember 1931)
- Nr. 715.192: Erich Matthes (1. November 1931)
- Nr. 715.727: Karl Ullrich (1931)
- Nr. 718.932: Manfred von Knobelsdorff (1. November 1931)
- Nr. 719.750: Georg Lippke (1. November 1931)
- Nr. 719.858: Walter Ehrenstein (1. November 1931)
- Nr. 719.865: Helmut Kluck (1. November 1931)
- Nr. 720.199: Erich Großmann (1. November 1931)
- Nr. 720.528: Walter Grothe (1. November 1931)
- Nr. 721.856: Ernst Heydorn (1. Dezember 1931)
- Nr. 722.372: Willy Schmidt
- Nr. 722.395: Heinz Lammerding (1. November 1931)
- Nr. 722.650: Rudolf Jänisch (1. November 1931)
- Nr. 722.897: Kurt Annecke (1. November 1931)
- Nr. 723.500: Rudolf Buchner (1. November 1931)
- Nr. 723.596: Franz Roeckle (1. November 1931)
- Nr. 723.874: Erich Pack (1. November 1931)
- Nr. 724.050: Karl Gesele (1. November 1931)
- Nr. 724.164: Robert Friedrich (1. November 1931)
- Nr. 724.694: Georg Bauer (1. Dezember 1931)
- Nr. 724.859: Alfred Juergensohn (1. Dezember 1931)
- Nr. 724.866: Alfred Ottokar Lorenz (1. Dezember 1931)
- Nr. 728.661: Gustav Bockermann (1. November 1931)
- Nr. 729.466: Eugen Fehrle (1. Dezember 1931)
- Nr. 729.565: Otto Voss
- Nr. 729.772: Hugo Grüner (1. Dezember 1931)
- Nr. 730.165: Walther Kirn (1. Dezember 1931)
- Nr. 732.107: Karl von Gregory (1. Dezember 1931)
- Nr. 733.220: Hellmut Willich
- Nr. 733.597: Josef Kramer (1. Dezember 1931)
- Nr. 733.775: Karl Eicke (1. Dezember 1931)
- Nr. 736.430: Adolf Engl (1. Dezember 1931)
- Nr. 736.440: Helmut Mehringer (1. Dezember 1931)
- Nr. 736.789: Erwin Ferber (1. Dezember 1931)
- Nr. 736.884: Adolf Schieffer
- Nr. 737.615: Paul Matthes (1. Dezember 1931)
- Nr. 738.051: Hans Eckardt (1. Dezember 1931)
- Nr. 738.079: Hans Fichtner (1. Dezember 1931)
- Nr. 738.107: William Minot Guertler (1. Dezember 1931)
- Nr. 738.365: August Kobus (1. Dezember 1931)
- Nr. 738.580: Roderich Plate (1. Dezember 1931)
- Nr. 738.753: Heinrich Schult
- Nr. 738.790: Artur Stegner (1. Dezember 1931)
- Nr. 738.803: Theophil Stengel
- Nr. 740.431: Richard Bugdalle (1. Dezember 1931)
- Nr. 743.174: Lotar Eickhoff
- Nr. 743.195: Gottfried Frey (1. Dezember 1931)
- Nr. 744.606: Emmy Göring (Dezember 1938; rückdatiert auf 1. April 1932)
- Nr. 746.474: Hubert Berkenkamp (1. Dezember 1931)
- Nr. 747.075: Theodor Petzold (1. Dezember 1931)
- Nr. 747.739: Erich Diestelkamp (1. November 1931)
- Nr. 750.017: Carl Becker (1. Dezember 1931)
- Nr. 750.115: Karl Seemann (1931)
- Nr. 751.671: Ernst Bargheer (1. Dezember 1931)
- Nr. 752.472: Werner Bull (1. Dezember 1931)
- Nr. 753.119: Jakob Weiseborn
- Nr. 753.151: Hans Daufeldt (1. Dezember 1931)
- Nr. 753.170: Werner Fromm (1. Dezember 1931)
- Nr. 753.374: Christian Schulte
- Nr. 753.405: Willy Tensfeld
- Nr. 753.431: Werner Widmayer (1. Dezember 1931)
- Nr. 753.836: Johann Niemann (1. Oktober 1931)
- Nr. 753.945: Friedrich Seemann
- Nr. 754.024: Hermann Berchtold (1. Dezember 1931)
- Nr. 754.133: Franz Hayler (1. Dezember 1931)
- Nr. 754.330: Viktor Bauer (1. Dezember 1931)
- Nr. 754.644: Wilhelm Habbes (1. Dezember 1931)
- Nr. 754.928: Paul Meißner (1. Dezember 1931)
- Nr. 756.620: Helmut Johannsen (1. Dezember 1931)
- Nr. 758.346: Friedrich Soetebier
- Nr. 758.940: Hans Reinerth (1. Dezember 1931)
- Nr. 759.070: Karl Buck (1. Dezember 1931)
- Nr. 760.610: Adolf Haas (1. Dezember 1931)
- Nr. 760.728: Wilhelm Rudolf Mann (1. Dezember 1931)
- Nr. 760.774: Hubert Gomerski (1. Dezember 1931)
- Nr. 760.962: Erich Goudefroy (1. Dezember 1931)
- Nr. 761.304: Wilhelm Avieny (1. Dezember 1931)
- Nr. 761.353: Paul Otto Geibel (1. Dezember 1931)
- Nr. 761.425: Herbert Müller-Bowe (1. Dezember 1931)
- Nr. 762.240: Herbert Rößiger (1. Dezember 1931)
- Nr. 762.614: Heinrich Göckel (1. Dezember 1931)
- Nr. 763.101: Robert Barth (1. Dezember 1931)
- Nr. 763.122: Heinrich Jöckel (1. Dezember 1931)
- Nr. 763.424: Helmut von Hummel (1. Dezember 1931)
- Nr. 764.956: Rolf Kelbling (1. Dezember 1931)
- Nr. 766.627: Emil Högg (1. Dezember 1931)
- Nr. 766.705: Georg Schreyer
- Nr. 767.559: Helmut Rauca (1. Dezember 1931)
- Nr. 768.161: Horst Huisgen (1. Dezember 1931)
- Nr. 769.586: Friedrich Wilhelm Nonne (1. Dezember 1931)
- Nr. 770.278: Ludwig Plagge (1. Dezember 1931)
- Nr. 770.877: Rolf Metz (1. Juli 1931)
- Nr. 771.323: Theodor Traugott Meyer (1. Dezember 1931)
- Nr. 771.397: Ernst Bach (1. Dezember 1931)
- Nr. 771.430: Franz Mayr (1. Dezember 1931)
- Nr. 771.509: Franz Seitz senior
- Nr. 772.091: Rainer Schlösser
- Nr. 772.101: Ernst Nobbe (1. November 1931)
- Nr. 772.333: Hans Sidow
- Nr. 773.729: Werner Blasius (1. Dezember 1931)
- Nr. 774.249: Richard Franck (1. Dezember 1931)
- Nr. 774.428: Fritz Mader (1. Dezember 1931)
- Nr. 774.433: Albert Rapp (1. Dezember 1931)
- Nr. 774.436: Erwin Weinmann (1. Dezember 1931)
- Nr. 774.980: Martin Sandberger (1. Dezember 1931)
- Nr. 776.421: Franz Xaver Hasenöhrl (1. Januar 1932)
- Nr. 777.557: Andreas Hamann (1. Dezember 1931)
- Nr. 781.083: Oskar Kauffmann (1. Januar 1932)
- Nr. 781.279: Siegfried Stoitzner
- Nr. 781.417: Walter Brand (14. Dezember 1931)
- Nr. 781.925: Wolfgang Pillewizer (21. Januar 1932)
- Nr. 782.132: Robert Knapp (24. Januar 1932)
- Nr. 782.409: Oskar Dietrich (25. Januar 1932)
- Nr. 782.617: Franz Mixa (16. Januar 1932)
- Nr. 782.740: Kurt Beer (1. Februar 1932)
- Nr. 783.680: Otto Christandl (1. Februar 1932)
- Nr. 784.291: Reinhold Huber (2. Februar 1932)
- Nr. 786.076: Willy Jandrey (1. Dezember 1931)
- Nr. 786.463: Matthes Ziegler (1. März 1931)
- Nr. 786.871: Heinrich Schwarz (Ende November 1931)
- Nr. 788.306: Herbert Leinkauf (1. Dezember 1931)
- Nr. 788.697: Carl Friedrich von Pückler-Burghauss (1. Dezember 1931)
- Nr. 788.958: Paul Hampel (1. Dezember 1931)
- Nr. 789.183: Emil Herzig (1. Dezember 1931)
- Nr. 789.210: Heinrich Königsdorf (1. Dezember 1931)
- Nr. 791.665: Josef Albrecht (1. November 1931)
- Nr. 795.687: Herbert Friedrich Richard Lehmann (1. Dezember 1931)
- Nr. 796.385: Johannes Müller (1. Dezember 1931)
- Nr. 797.864: Franz Hoth (1. Dezember 1931)
- Nr. 798.010: Hinrich Medau (1. Dezember 1931)
- Nr. 799.727: Hans Juhl (1. Dezember 1931)
- Nr. 800.257: Erwin Balzer (1. Dezember 1931)
- Nr. 800.471: Friedrich Christiansen (1. Dezember 1931)
- Nr. 803.224: Robert Fischer (1. Dezember 1931)
- Nr. 807.235: Emanuel von Galen
- Nr. 808.228: Hermann zu Dohna-Finckenstein (1. November 1931)
- Nr. 809.785: Friedrich Jung (1. Dezember 1931)
- Nr. 810.096: Karl Plagge (1. Dezember 1931)
- Nr. 810.625: Erich Meusel (1. Dezember 1931)
- Nr. 811.780: Walter Küper (1. Dezember 1931)
- Nr. 812.393: Rudolf Wagner
- Nr. 814.703: Elmar von Eschwege (1. Dezember 1931)
- Nr. 815.558: Paul Nieder-Westermann (1. Dezember 1931)
- Nr. 816.769: Fritz Witt
- Nr. 816.838: Lothar Irle (1. Dezember 1931)
- Nr. 817.082: Otfried Rose (1. Dezember 1931)
- Nr. 817.421: Guntram Polster (1. Dezember 1931)
- Nr. 817.508: Josef Klehr (1. Dezember 1931)
- Nr. 817.565: Gottfried Klingemann (1. Dezember 1931)
- Nr. 817.688: Ernst Nickel (1. Dezember 1931)
- Nr. 818.070: Kurt Klemm (1. Dezember 1931)
- Nr. 818.362: Heinrich Kuckuck (1. Dezember 1931)
- Nr. 818.415: Heinrich Althans (1. Dezember 1931)
- Nr. 819.624: Karl Bömer (1. Januar 1932)
- Nr. 819.733: Herbert Lommatzsch (1. Dezember 1931)
- Nr. 821.006: Artur Knick (1. Dezember 1931)
- Nr. 821.419: Hans Petzsch (1. Dezember 1931)
- Nr. 821.556: Hans Ehlich (1. Dezember 1931)
- Nr. 824.502: Hermann Bohle (1. Februar 1932)
- Nr. 824.526: Hermann Franz (1. Dezember 1931)
- Nr. 824.641: Willy Prautzsch (1. Dezember 1931)
- Nr. 824.859: Heinz Kaufmann (1. Dezember 1931)
- Nr. 825.667: Wilhelm Rudolph (1. Dezember 1931)
- Nr. 826.154: Hanns Streit
- Nr. 826.357: Kurt Schumann
- Nr. 827.904: Hermann Unger
- Nr. 829.443: Peter Julius Junge (1. Dezember 1931)
- Nr. 829.700: Wilhelm Bittrich (1. Dezember 1931)
- Nr. 829.728: Walther Blachetta (1. Dezember 1931)
- Nr. 829.762: Hans Berendes (1. Dezember 1931)
- Nr. 829.807: Hans Martin Cremer (1. Dezember 1931)
- Nr. 829.889: Heinrich Forster (1. Dezember 1931)
- Nr. 829.963: Kurt Binding (1. Dezember 1931)
- Nr. 830.471: Curt Rothenberger (1. Dezember 1931)
- Nr. 831.131: Kurt Knuth (1. Dezember 1931)
- Nr. 831.978: Josefa Berens-Totenohl (1. Januar 1932)
- Nr. 832.087: Willy Kölker (1. Januar 1932)
- Nr. 832.130: Johann Adam Mohr (1. Januar 1932)
- Nr. 836.669: Albert Reimann (1. Februar 1932)
- Nr. 837.738: Hans Adolf Bühler (1. Dezember 1931)
- Nr. 837.972: Wolfgang Aly (1. Dezember 1931)
- Nr. 839.543: Wilhelm Probst (1. Dezember 1931)
- Nr. 839.863: Otto Bene (1. Dezember 1931)
- Nr. 839.902: Otto Langmann (1. April 1931)
- Nr. 839.917: Wolfgang Kraneck (1. Februar 1932)
- Nr. 839.920: Artur Adolf Konradi (1. Dezember 1931)
- Nr. 840.376: Ernst Diedenhofen (1. Januar 1932)
- Nr. 840.675: Ernst Brand (1. Dezember 1931)
- Nr. 840.946: Hermann Friedrich Gräbe
- Nr. 841.449: Oswalt von Nostitz (1. Januar 1932)
- Nr. 843.238: Hans Bauszus (1. Januar 1932)
- Nr. 843.681: Albrecht Kubick (1. Januar 1932)
- Nr. 844.522: Karl Overhues (1. Dezember 1931)
- Nr. 844.662: Paul Blobel (1. Dezember 1931)
- Nr. 844.891: Karl Klammt (1. Januar 1932)
- Nr. 845.737: Friedrich-Wilhelm Schallwig
- Nr. 846.144: Ludwig Siekmeyer (1. Dezember 1931)
- Nr. 847.792: Carl August Emge (1. Dezember 1931)
- Nr. 847.794: Heinz Drewes (1. Dezember 1931)
- Nr. 848.856: Otto Lätsch (1. Dezember 1931)
- Nr. 848.887: Joachim Duckart (1. Dezember 1931)
- Nr. 850.246: Rudolf Oeschey (1. Dezember 1931)
- Nr. 850.696: Dietloff von Arnim (1. Dezember 1931)
- Nr. 850.852: Gerd von Koerber (1. Dezember 1931)
- Nr. 850.876: Fritz Heyden (1. Dezember 1931)
- Nr. 851.171: Curt Christian Helm (1. Dezember 1931)
- Nr. 851.328: Fritz Klingenberg (1. Dezember 1931)
- Nr. 851.367: Otto Burmeister (1. Dezember 1931)
- Nr. 851.607: Ernst Baltzer (1. Dezember 1931)
- Nr. 851.780: Friedrich Scharf
- Nr. 851.877: Friedrich Franz von Grote (1. Dezember 1931)
- Nr. 852.947: Friedrich Graf von der Schulenburg
- Nr. 853.316: Hermann Lötsch (1. Dezember 1931)
- Nr. 853.378: Hans Sellschopp (1. Dezember 1931)
- Nr. 853.614: Werner Koch (1. Dezember 1931)
- Nr. 854.064: Herbert Hesmer (1. Dezember 1931)
- Nr. 855.170: Otto Laubinger (1. Januar 1932)
- Nr. 855.209: Oswald Lehnich (1. Januar 1932)
- Nr. 855.424: Paul Rieck (1. Januar 1932)
- Nr. 855.778: Arthur Werner
- Nr. 855.882: Margarethe Arndt-Ober (1. Januar 1932)
- Nr. 855.916: Wulf Bley (1. Januar 1932)
- Nr. 856.048: Konrad Ehrich (1. Januar 1932)
- Nr. 856.098: Ernst Fromm (1. Januar 1932)
- Nr. 856.232: Wolfgang Hedler (1. Januar 1932)
- Nr. 856.307: Willy Hoppe (1. Januar 1932)
- Nr. 856.392: Bruno Kiesewetter (1. Januar 1932)
- Nr. 856.904: Helmuth Kanter (1. Dezember 1931)
- Nr. 857.136: Kurt Asche (1. Dezember 1931)
- Nr. 857.247: Wilhelm Bisse (1. Dezember 1931)
- Nr. 857.465: Harald Busch (1. Dezember 1931)
- Nr. 858.193: C. C. Bergius (1. Dezember 1931)
- Nr. 859.390: Gregor Schwartz-Bostunitsch
- Nr. 859.538: Hermann Adler (1. Dezember 1931)
- Nr. 859.711: Fritz Brase (1. April 1932)
- Nr. 860.875: Justus Beyer (1. Dezember 1931)
- Nr. 861.132: Gustav Reder (1. März 1932)
- Nr. 861.348: Helmut Kleinicke (1. Dezember 1931)
- Nr. 861.517: Alfred Greven (1. Dezember 1931)
- Nr. 861.768: Hellmuth Gommlich (1. Dezember 1931)
- Nr. 862.252: Heinrich Günnewig (1. Dezember 1931)
- Nr. 862.698: Albert Sauer
- Nr. 865.010: Kurt Schmid-Ehmen
- Nr. 865.027: Julian Scherner
- Nr. 865.199: Siegfried Georgii (1. Januar 1932)
- Nr. 865.206: Oskar Nattermann (1. Januar 1932)
- Nr. 865.232: Franz von Carlshausen (1. Januar 1932)
- Nr. 865.608: Sylvester Filleböck (1. Februar 1932)
- Nr. 865.888: Wilhelm Benninghoff (1. Januar 1932)
- Nr. 866.086: Karl Dannemann (1. Januar 1932)
- Nr. 866.684: Helmut Krausnick (1. Januar 1932)
- Nr. 866.810: Erhard Landt (1. Januar 1932)
- Nr. 867.322: Hermann Freiherr von Schade
- Nr. 867.511: Goetz Otto Stoffregen
- Nr. 867.525: Heinrich Georg Stahmer
- Nr. 867.596: Erich Uetrecht (1932)
- Nr. 868.731: Wolfgang Grosch (1. Januar 1932)
- Nr. 868.740: Hans-Achim Holtz (1. Januar 1932)
- Nr. 868.934: Otto Eberhardt (1. Januar 1932)
- Nr. 869.199: August Häfner (1. Januar 1932)
- Nr. 869.342: Walter Neum (1. Januar 1932)
- Nr. 869.365: Walther Hasemann (1. Januar 1932)
- Nr. 870.030: Walther Hoeck (1. Januar 1932)
- Nr. 870.363: Wilhelm Greiffenberger (1. Januar 1932)
- Nr. 871.434: Rolf von Humann (1. April 1932)
- Nr. 871.511: Heinrich Simon
- Nr. 871.816: Otto Fitzner (1. Dezember 1931)
- Nr. 872.030: Hans Knauer (1. Dezember 1931)
- Nr. 873.117: Gerhard Utikal
- Nr. 873.780: Edmund Veesenmayer (1. Februar 1932)
- Nr. 873.834: Edmund Steppes
- Nr. 873.855: Hans Lörner (1. Februar 1932)
- Nr. 873.923: Heinrich Martin (1. Februar 1932)
- Nr. 874.427: Paul Roden (1. Dezember 1931)
- Nr. 877.693: Rudolf Benze (1. Februar 1932)
- Nr. 878.107: Günther Grüning (1. Februar 1932)
- Nr. 878.147: Karl Schnoering
- Nr. 878.739: Wilhelm Helten (1. Februar 1932)
- Nr. 879.282: Walter Moser (1. Februar 1932)
- Nr. 879.405: Bernhard Ruberg (1. Dezember 1931)
- Nr. 880.278: Fritz Hofmeister (1. Februar 1932)
- Nr. 884.437: Hermann E. Sieger
- Nr. 884.476: Ewald Jauch (1. Februar 1932)
- Nr. 884.522: Martin Kohler (1. Februar 1932)
- Nr. 885.088: Bruno Müller (1. Dezember 1931)
- Nr. 885.503: Karl Bollmeyer (1. Januar 1932)
- Nr. 886.970: Max Breitenöder (1. Februar 1932)
- Nr. 887.088: Heinz Pernet (1. Februar 1932)
- Nr. 887.100: Heinrich Reiser (1. Februar 1932)
- Nr. 887.463: Carl von Mering (1. Februar 1932)
- Nr. 889.508: Karl Bolte (1. Februar 1932)
- Nr. 889.532: Heinrich Harrfeldt (1. Februar 1932)
- Nr. 890.015: Curt Kretzschmar (1. Februar 1932)
- Nr. 890.500: Richard Abelein (1. Februar 1932)
- Nr. 891.358: Heinrich Klaustermeyer (1. Februar 1932)
- Nr. 891.960: Heinrich Glasmeier (1. Februar 1932)
- Nr. 892.239: Karl Bömelburg (1. Dezember 1931)
- Nr. 892.671: Kurt Strauß
- Nr. 892.953: Heino Grieffenhagen (1. Februar 1932)
- Nr. 893.655: Paul Uschdraweit
- Nr. 893.704: Arzén von Cserépy (1. Januar 1932)
- Nr. 893.717: Hansheinrich Dransmann (1. Januar 1932)
- Nr. 893.744: Martin Brustmann (1. Januar 1932)
- Nr. 893.810: Fritz Loerzer (1. Januar 1932)
- Nr. 893.954: Albert Gessner (1. Januar 1932)
- Nr. 893.993: Erich Anders (1. Januar 1932)
- Nr. 894.085: Hermann Hosaeus (1. Januar 1932)
- Nr. 894.121: Ernst von Radowitz (1. Januar 1932)
- Nr. 894.194: Günter Riesen (1. Februar 1932)
- Nr. 894.197: Hans Ringsdorff (1. Februar 1932)
- Nr. 894.201: Helmut Pfeiffer (1. Februar 1932)
- Nr. 894.349: Willi Dansauer (1. Februar 1932)
- Nr. 894.495: Werner Gößling (1. Februar 1932)
- Nr. 894.737: Fritz Bergerhoff (1. Februar 1932)
- Nr. 895.460: Sepp Rittler (21. Oktober 1931)
- Nr. 895.569: Anton Steininger
- Nr. 895.717: Hans Hiedler (4. März 1932)
- Nr. 895.838: Vinzenz Waidacher
- Nr. 895.887: Meinrad Hämmerle (25. Februar 1932)
- Nr. 896.129: Walter Becher (12. Dezember 1931)
- Nr. 896.181: Harald Leithe-Jasper (28. Januar 1932)
- Nr. 896.289: Ferdinand Brandner (1. Januar 1932)
- Nr. 897.067: Wilhelm Rothhaupt (16. März 1932)
- Nr. 897.102: Herbert Strickner
- Nr. 897.521: Alois Persterer (1. März 1932)
- Nr. 897.778: Hermann Ingram (16. März 1932)
- Nr. 898.143: Karl Ortner (1. März 1932)
- Nr. 899.219: Bertold Löffler (1. März 1932)
- Nr. 899.638: Leopold Spann
- Nr. 899.895: Adolf Eichmann (1. April 1932)
- Nr. 900.434: Johann Feil (1. April 1932)
- Nr. 900.575: Herbert Elbel (1. März 1932)
- Nr. 901.133: Hans Eisenkolb (1. April 1932)
- Nr. 901.259: Simon Pirchegger (1. Mai 1932)
- Nr. 901.513: Gottfried Meir (1. April 1932)
- Nr. 902.589: Fritz Waage
- Nr. 903.187: Walter Steinhauser
- Nr. 903.691: Harald Eberl (1. Mai 1932)
- Nr. 903.881: Franz Podezin (1. Mai 1932)
- Nr. 903.973: Franz Schnopfhagen
- Nr. 904.966: Franz von Sonnleithner
- Nr. 905.514: Gerd Holzapfel (1. Februar 1932)
- Nr. 905.603: Erich Knabe (1. Februar 1932)
- Nr. 905.753: Friedrich Lipsius (1. Februar 1932)
- Nr. 906.408: Leopold Weninger
- Nr. 907.370: Kurt Wagner (1. Februar 1932)
- Nr. 908.457: Walter Greite (1. Februar 1932)
- Nr. 908.471: Konrad Meyer (1. Februar 1932)
- Nr. 909.637: Kurt Otto (1. Februar 1932)
- Nr. 911.702: Hans Himpe (1. Februar 1932)
- Nr. 912.656: Kurt Otto (1. Februar 1932)
- Nr. 913.257: Ludwig Runte (1. Februar 1932)
- Nr. 914.994: Ernst Rodenwaldt (1. März 1932)
- Nr. 916.056: Paul Wolfrum (1. Februar 1932)
- Nr. 916.121: Hans Kiener (1. Februar 1932)
- Nr. 916.230: Johann Zwingmann
- Nr. 916.347: Maximilian du Prel (1. Februar 1932)
- Nr. 916.444: Balthasar Brandmayer (1. Februar 1932)
- Nr. 916.543: Ludwig Waldleitner
- Nr. 917.936: Meta Weber
- Nr. 918.391: Hermann Pister (1. Februar 1932)
- Nr. 918.670: Fritz Reuther (1. Februar 1932)
- Nr. 918.746: Karl Tschierschky
- Nr. 918.775: Hans Peter Danielcik (1. Februar 1932)
- Nr. 918.802: Ludwig Losacker (1. Februar 1932)
- Nr. 919.587: August Hoppenbrock (1. Dezember 1931)
- Nr. 919.904: Friedrich Hohn (1. Dezember 1931)
- Nr. 920.959: Ferdinand Hiege (1. Februar 1932)
- Nr. 921.640: Hans-Joachim Geyer (1. Februar 1932)
- Nr. 921.743: Gottlob Dill (1. Februar 1932)
- Nr. 922.060: Erhard Brauny (1. Februar 1932)
- Nr. 922.340: Helmut Dünnebier (1. Februar 1932)
- Nr. 923.455: Fritz Loetsch (1. Februar 1932)
- Nr. 923.981: Maria von Koch (1. Februar 1932)
- Nr. 924.225: Rudolf Fehrmann (1. Februar 1932)
- Nr. 924.743: Herbert Drescher (1. Februar 1932)
- Nr. 925.469: Florian Lorz (1. Februar 1932)
- Nr. 925.754: Gisela Mauermayer (1. April 1932)
- Nr. 926.777: Johannes Beermann (1. Februar 1932)
- Nr. 929.179: Fritz Müller-Rehrmann (1. April 1932)
- Nr. 929.438: Heinrich König (1. Februar 1932)
- Nr. 929.689: Alfred Hennig
- Nr. 930.392: Willi Baumert (1. Februar 1932)
- Nr. 932.766: Arthur Liebehenschel (1. Februar 1932)
- Nr. 934.453: Karl Hummel (1. Februar 1932)
- Nr. 935.761: Bruno Kurt Schultz
- Nr. 938.997: Franz Göring (1. Februar 1932)
- Nr. 940.056: Friedrich von Uslar-Gleichen
- Nr. 940.459: Kurt Dingerdissen (1. Februar 1932)
- Nr. 940.783: Paul Zimmermann (1931)
- Nr. 941.790: Bernhard Baatz (1. Februar 1932)
- Nr. 942.181: Bernhard Eggers (1. Februar 1932)
- Nr. 944.549: Malte zu Putbus (1. Februar 1932)
- Nr. 945.266: Wolfgang Herrmann (1. Februar 1932)
- Nr. 945.891: Hans-Ulrich Geschke (1. Februar 1932)
- Nr. 946.206: Bodo-Wilke von Bodenhausen (1. Februar 1932)
- Nr. 946.219: Friedrich Polte (1. Februar 1932)
- Nr. 947.027: Herbert Hübner (1. Februar 1932)
- Nr. 947.255: Richard Benzing (1. Februar 1932)
- Nr. 948.753: Curt von Gottberg (1. Februar 1932)
- Nr. 949.046: Gerhard Joppich
- Nr. 949.382: Ludwig Glaser (1. Februar 1932)
- Nr. 950.342: Günther Boehnert (1. Februar 1932)
- Nr. 951.631: Julius Muthig (1. März 1932)
- Nr. 951.942: Dietrich Allers (1. März 1932)
- Nr. 952.009: Otto Ulrich Bährens (1. März 1932)
- Nr. 952.013: Karl-Theodor Braun (1. März 1932)
- Nr. 952.033: Léon Daeschner (1. März 1932)
- Nr. 952.069: Adolf Ehrt (1. März 1932)
- Nr. 952.083: Karl August Eckhardt (1. März 1932)
- Nr. 952.111: Carl August Fischer (1. März 1932)
- Nr. 952.252: Heinrich Hannibal (1. März 1932)
- Nr. 952.285: Kurt Kummer (1. März 1932)
- Nr. 952.610: Wilhelm Rosenbaum (1. März 1932)
- Nr. 952.856: Erwin Ettel (1. März 1932)
- Nr. 954.597: Johann Haßler (1. März 1932)
- Nr. 956.090: Ferdinand Federau (1. Februar 1932)
- Nr. 956.471: Otto Meinicke (1. März 1932)
- Nr. 957.316: Otto Lasarzik (1. Februar 1932)
- Nr. 958.322: Joachim Hamann (1. Februar 1932)
- Nr. 958.637: Otto F. Karde (1. Februar 1932)
- Nr. 959.262: Heinrich Peters (1. Februar 1932)
- Nr. 959.290: Leopold Vellguth (1. Februar 1932)
- Nr. 959.943: Walter Renken (1. Februar 1932)
- Nr. 960.799: Julius Peters (1. Februar 1932)
- Nr. 962.421: Heinz Preussner (1. März 1932)
- Nr. 963.061: Gerhard Holz (1. März 1932)
- Nr. 963.881: Paul Ricken (1. Februar 1932)
- Nr. 964.713: Ferdinand Keilmann (1. Februar 1932)
- Nr. 964.877: Karl Heinz Hederich (1. März 1932)
- Nr. 964.992: Fritz Kranefuß (1. März 1932)
- Nr. 965.119: Raimund Lorenzer (1. März 1932)
- Nr. 966.564: Wilhelm Gutmann (1. März 1932)
- Nr. 966.919: Heinrich Reinle (1. März 1932)
- Nr. 967.450: Curt Wohlgemuth (1. Mai 1932)
- Nr. 967.943: Hans Keller (1. März 1932)
- Nr. 968.008: Willi Mentz (1. März 1932)
- Nr. 970.460: Harald Turner (1930)
- Nr. 971.340: Wilhelm von Wedel
- Nr. 971.564: Max Prentzel (1. Februar 1932)
- Nr. 972.297: Albert Schüle
- Nr. 974.606: Hans-Joachim Krieger (1. Juni 1932)
- Nr. 975.311: Harry Werner Storz
- Nr. 975.664: Hinrich Schuldt
- Nr. 980.161: Franz Blumenberg (1. März 1932)
- Nr. 980.174: Otto Christian von Hirschfeld (1. März 1932)
- Nr. 981.960: Hermann Behrends (1. Februar 1932)
- Nr. 982.009: Hans Hermann Remmers (1. Februar 1932)
- Nr. 983.557: Heinrich Gley (1. März 1932)
- Nr. 984.212: Otto von Bolschwing (1. April 1932)
- Nr. 985.130: Franz Bachér (1. März 1932)
- Nr. 988.591: Julius Bachem (1. Mai 1932)
- Nr. 989.322: Heinz Manger (1. März 1932)
- Nr. 989.430: Erich Dinges (1. März 1932)
- Nr. 989.590: Hans Kiener (1. März 1932)
- Nr. 989.903: Ferdinand Schoen
- Nr. 990.805: Heinrich Schild
- Nr. 992.568: Walter Kurreck (1. März 1932)
- Nr. 992.585: Herbert Hummel (1. März 1932)
- Nr. 992.659: Felix Beigel (1. März 1932)
- Nr. 993.070: Adolf Daßler (1. März 1932)
- Nr. 998.118: Walther Kabel (1. März 1932)
- Nr. 998.186: Otto Krauß (1. März 1932)
- Nr. 998.494: Paul Noack-Ihlenfeld (1. März 1932)
- Nr. 998.607: Helmut Poppendick (1. März 1932)
- Nr. 999.185: Ernst Wilhelm Bohle (1. März 1932)
- Nr. 999.254: Horst Carlos Fuldner (1. März 1932)

### Nummernkreis 1.000.000–4.999.999
- Nr. 1.000.825: Gustav Ernst (1. März 1932)
- Nr. 1.002.138: Karl Häupler (1. März 1932)
- Nr. 1.003.285: Hans Weibrecht (1. März 1932)
- Nr. 1.004.990: Werner Mummert (1. März 1932)
- Nr. 1.006.450: Hans Brückner (1. März 1932)
- Nr. 1.006.841: Alfons Kreußel (1. März 1932)
- Nr. 1.007.298: Wolf Friedrich (1. März 1932)
- Nr. 1.009.551: Paul Pleiger (1. März 1932)
- Nr. 1.009.617: Karl Brandt (1. März 1932)
- Nr. 1.009.765: Leopold Reichwein (1. März 1932)
- Nr. 1.010.333: Martin Luther (1. März 1932)
- Nr. 1.010.355: Hans Heinrich Lammers (1. März 1932)
- Nr. 1.010.390: Hansgeorg Moka (1. März 1932)
- Nr. 1.010.402: Eberhard Wolfgang Möller (1. März 1932)
- Nr. 1.010.447: Trude Mohr (1. März 1932)
- Nr. 1.010.506: Benno Ottow (1. März 1932)
- Nr. 1.010.584: Hans Pfundtner (1. März 1932)
- Nr. 1.011.000: Otto Wrede
- Nr. 1.011.194: Hans-Georg Ballarin (1. März 1932)
- Nr. 1.011.267: Richard Brademann (1. März 1932)
- Nr. 1.011.349: Herbert Dennert (1. März 1932)
- Nr. 1.011.399: Walter Fritsch (1. März 1932)
- Nr. 1.011.832: Kurd Kisshauer (1. März 1932)
- Nr. 1.011.855: Hans Kammler (1. März 1932)
- Nr. 1.011.859: Rudolf Kommoß (1. März 1932)
- Nr. 1.011.952: Julius Friedrich Lehmann
- Nr. 1.011.998: Adolf Lenk (1. März 1932)
- Nr. 1.012.146: Alfred Renndorfer (1. März 1932)
- Nr. 1.012.416: Bogislav von Dönhoff (1. März 1932)
- Nr. 1.014.830: Kurt Hans (1. März 1932)
- Nr. 1.018.112: Hans Wilbert Petri (1. März 1932)
- Nr. 1.023.282: Georg Keller (1. Mai 1932)
- Nr. 1.023.675: Hans Ballmaier (1. April 1932)
- Nr. 1.025.597: Günther Knobloch (1. März 1932)
- Nr. 1.026.073: Hanns von Hofer (1. April 1932)
- Nr. 1.026.884: Berthold Ditz (1. April 1932)
- Nr. 1.027.006: Curt Reinhard Dietz (1. April 1932)
- Nr. 1.027.861: Robert Schefe (1. April 1932)
- Nr. 1.028.792: Oskar Müller (1. April 1932)
- Nr. 1.030.419: Albert Reimann (1. März 1932)
- Nr. 1.031.249: Erich Heidschuch (1. März 1932)
- Nr. 1.032.236: Ludwig Knobloch (1. März 1932)
- Nr. 1.032.858: Constantin Canaris (1. April 1932)
- Nr. 1.032.884: Fred Kocks (1. April 1932)
- Nr. 1.032.924: Wilhelm Achter (1. April 1932)
- Nr. 1.033.214: Wilhelm Stuckart (März 1932)
- Nr. 1.033.215: Rüdiger von der Goltz (1. April 1932)
- Nr. 1.037.966: Johann Leopold von Sachsen-Coburg und Gotha
- Nr. 1.038.061: Wilhelm Fuchs (1. April 1932)
- Nr. 1.043.488: Walther Brühl (1. April 1932)
- Nr. 1.043.489: Herybert Menzel (1. April 1932)
- Nr. 1.045.729: Max von Detten (1. April 1932)
- Nr. 1.048.417: Carl Wilhelm Hahn (1. April 1932)
- Nr. 1.048.497: Fritz Specht (1932)
- Nr. 1.048.574: Kurt Ranke (1. April 1932)
- Nr. 1.048.673: Helmut Lemke (1. April 1932)
- Nr. 1.048.844: Ernst Gerke (1. März 1932)
- Nr. 1.050.315: Max Busse (1. Januar 1932)
- Nr. 1.050.558: Herbert von Jarrosch (1. Februar 1932)
- Nr. 1.050.605: Ernst Hitzegrad (1. Februar 1932)
- Nr. 1.052.588: Georg Möhlmeyer (1. März 1932)
- Nr. 1.053.145: Ado Kraemer (1. April 1932)
- Nr. 1.053.490: Gerhard Bommel (1. April 1932)
- Nr. 1.053.578: Wilhelm Scharpwinkel
- Nr. 1.055.461: Günther Hoffmann (1. April 1932)
- Nr. 1.055.622: Klaus Graf von Baudissin (1. April 1932)
- Nr. 1.058.279: Gerhard Clages (1. April 1932)
- Nr. 1.058.283: Otto Diederichs (1. April 1932)
- Nr. 1.058.571: Heinrich Steinmann
- Nr. 1.058.677: Theodor Abbetmeyer (1. April 1932)
- Nr. 1.059.278: Walter Jacob (1. April 1932)
- Nr. 1.059.422: Gerhard Grimm (1. April 1932)
- Nr. 1.060.401: Rosalind von Schirach
- Nr. 1.061.364: Paul Hoffmann (1. März 1932)
- Nr. 1.061.367: Klaus von der Groeben (1. März 1932)
- Nr. 1.061.503: Ernst Dreykluft (1. März 1932)
- Nr. 1.062.344: Carl Wilhelm Bangert (1. April 1932)
- Nr. 1.064.456: Martin Möbius (1. April 1932)
- Nr. 1.066.248: Hermann von der Forst (1. April 1932)
- Nr. 1.067.196: Rudolf Bode (1. April 1932)
- Nr. 1.067.291: Gerda Christian (1. April 1932)
- Nr. 1.067.635: Gustav Krukenberg (1. April 1932)
- Nr. 1.067.972: Wilhelm Ohst (1. April 1932)
- Nr. 1.068.407: Karl Kötschau (1. April 1932)
- Nr. 1.069.130: Walter Stahlecker
- Nr. 1.072.436: Carl Wolpers
- Nr. 1.072.571: Heinz Gebauer (1. April 1932)
- Nr. 1.072.661: Bernd Hoefer (1. Mai 1932)
- Nr. 1.075.055: Franz Xaver Maier (1. Mai 1932)
- Nr. 1.075.131: Alfred Bigler (1. Mai 1932)
- Nr. 1.075.226: Bruno Büchner (1. Mai 1932)
- Nr. 1.075.555: Eugen Steimle (1932)
- Nr. 1.075.591: Wolfgang Schultz
- Nr. 1.077.653: Hans Uldall
- Nr. 1.078.307: Johann Hack (1. Mai 1932)
- Nr. 1.079.831: Eberhard Kitzing (1. Mai 1932)
- Nr. 1.080.588: Anton Slupetzky (28. Mai 1932)
- Nr. 1.080.970: Oskar Begusch (3. Mai 1932)
- Nr. 1.081.439: Johann Baumgartner (29. Mai 1932)
- Nr. 1.081.602: Richard Müller (30. Mai 1932)
- Nr. 1.082.417: Ignaz Baumann (31. Mai 1932)
- Nr. 1.082.361: Hugo Paul Schreiber-Uhlenbusch
- Nr. 1.082.752: Ludwig Huna (5. Juni 1932)
- Nr. 1.083.586: Kurt Groß (4. Mai 1932)
- Nr. 1.083.671: Otto Skorzeny
- Nr. 1.083.852: Alphons Fryland (1. Juli 1932)
- Nr. 1.084.563: Lothar Rendulic (12. Mai 1932)
- Nr. 1.084.692: Robert Kauer (April 1932)
- Nr. 1.084.763: Ernst von Dombrowski (18. Mai 1932)
- Nr. 1.084.984: Alfred Webinger
- Nr. 1.085.044: Armin Dadieu (18. Juni 1932)
- Nr. 1.085.268: Emil van Tongel
- Nr. 1.085.499: Franz Konrad (1. April 1932)
- Nr. 1.085.866: Emmerich Pöchmüller (28. Juni 1932)
- Nr. 1.086.707: Karl Alexander Wilke
- Nr. 1.087.113: Karl Pschorn (7. Juli 1932)
- Nr. 1.087.341: Josef Vinzenz Großauer (31. Mai 1932)
- Nr. 1.087.610: Ernst Ludwig Franke (23. Mai 1932)
- Nr. 1.087.778: Richard Kaaserer (1. Juni 1932)
- Nr. 1.088.974: Richard Wolfram (1. Juni 1932)
- Nr. 1.089.070: Friedrich Hedler (1. Mai 1932)
- Nr. 1.089.299: Karl Magnus Klier (1. Juni 1932)
- Nr. 1.089.376: Hermann Senkowsky (20. Mai 1932)
- Nr. 1.089.584: Bernhard Anton Waber
- Nr. 1.089.608: Adolf Sinzinger
- Nr. 1.089.867: Oskar Weihs (1932)
- Nr. 1.090.031: Arno Breitmeyer (1. Mai 1932)
- Nr. 1.090.096: Robert F. Denzler (1. Mai 1932)
- Nr. 1.090.541: Walter Sohst (23. März 1932)
- Nr. 1.090.753: Karl Bewerunge (1. Mai 1932)
- Nr. 1.091.466: Rudolf Altmann (1. Mai 1932)
- Nr. 1.091.519: Kurt Bleines (1. Mai 1932)
- Nr. 1.091.771: Walter Lierau
- Nr. 1.092.860: Enno Freerksen (1. Mai 1932)
- Nr. 1.094.112: Ernst Ludwig Dietrich (1. Mai 1932)
- Nr. 1.094.209: Wilhelm Günther (1. Mai 1932)
- Nr. 1.094.677: Anton Raky (1. Mai 1932)
- Nr. 1.095.149: Werner Koech (1. Mai 1932)
- Nr. 1.095.244: Hermann Vogel (Anfang Mai 1932)
- Nr. 1.095.251: Robert Rollwage (1. Mai 1932)
- Nr. 1.095.276: Gerhard Luyken (1. Mai 1932)
- Nr. 1.095.280: Friedrich Mennecke (1. Mai 1932)
- Nr. 1.096.167: Hans Bollmann (1. Mai 1932)
- Nr. 1.096.341: Albrecht Forstmann (1. Mai 1932)
- Nr. 1.096.433: Herbert Gerigk (1. Mai 1932)
- Nr. 1.096.785: Hans Leetsch (1. Mai 1932)
- Nr. 1.096.854: Hans Heinz Sadila-Mantau
- Nr. 1.096.992: Josef Pospischil (1. Mai 1932)
- Nr. 1.097.068: Hans Richter (1. Mai 1932)
- Nr. 1.097.130: Falk Ruttke (1. Mai 1932)
- Nr. 1.097.305: Heinz Schwitzke
- Nr. 1.098.482: Franz von Bodmann (1. Mai 1932)
- Nr. 1.098.716: Oskar Dirlewanger (1. Mai 1932)
- Nr. 1.100.551: Alois Rosenwink (1. April 1932)
- Nr. 1.100.971: Emil Schmitt
- Nr. 1.101.107: Alexander de la Croix (1. Mai 1932)
- Nr. 1.101.298: Kurt Hahn (1. Mai 1932)
- Nr. 1.101.640: Jacques Rosenbaum (1. Mai 1932)
- Nr. 1.101.961: Alfred-Ingemar Berndt (1. Mai 1932)
- Nr. 1.102.049: Moritz Edelmann (1. Mai 1932)
- Nr. 1.102.100: Max Großkopf (1. Mai 1932)
- Nr. 1.102.241: Alfred Karrasch (1. Mai 1932)
- Nr. 1.102.844: Ernst-Robert Grawitz (1. Mai 1932)
- Nr. 1.102.869: Winfried Wolf
- Nr. 1.102.881: Ernst Hilzheimer (1. Mai 1932)
- Nr. 1.102.946: Richard Klein (1. Mai 1932)
- Nr. 1.103.679: Paul Kugler (1. Mai 1932)
- Nr. 1.103.921: Ralf Zeitler (Februar 1932)
- Nr. 1.103.954: Maximilian Albrecht
- Nr. 1.104.016: Kurt Oskar Bark (1. Mai 1932)
- Nr. 1.104.178: Rudolf Engel (1. Mai 1932)
- Nr. 1.104.399: Wolfgang Höfeld (1. Mai 1932)
- Nr. 1.105.143: Franz Hofer (1. Mai 1932)
- Nr. 1.105.236: Benno von Arent (1. Mai 1932)
- Nr. 1.105.246: Hermann Althaus (1. Mai 1932)
- Nr. 1.105.257: Hugo von Abercron (1. Mai 1932)
- Nr. 1.105.342: Harald Böhmelt (1. Mai 1932)
- Nr. 1.105.353: Hans Bullerian (1. Mai 1932)
- Nr. 1.105.434: Viktor Corzilius (1. Mai 1932)
- Nr. 1.105.766: Reinhold Krause (1. Mai 1932)
- Nr. 1.106.036: Walter Pohlenz (1. Mai 1932)
- Nr. 1.106.153: Clemens Schmalstich
- Nr. 1.106.473: Friedrich Karl Dermietzel (1. Mai 1932)
- Nr. 1.106.659: Wilhelm Rodenberg (1. Mai 1932)
- Nr. 1.106.693: Erwin Offeney (1. Mai 1932)
- Nr. 1.106.724: Richard Rokita (1. Mai 1932)
- Nr. 1.107.551: Hans Nockemann (1. Mai 1932)
- Nr. 1.108.499: Emil Evers (1. Mai 1932)
- Nr. 1.109.672: Paul Ogorzow (1. April 1932)
- Nr. 1.109.839: Fidus (1. Mai 1932)
- Nr. 1.110.466: Karl Polenske (1. Mai 1932)
- Nr. 1.111.862: Hans Helmut Wolff
- Nr. 1.112.586: Carl Schneider
- Nr. 1.113.064: Robert Kothe (1. Mai 1932)
- Nr. 1.113.971: Konrad Radunski (1. Mai 1932)
- Nr. 1.113.994: Will Grosse (1. Mai 1932)
- Nr. 1.114.037: Kurt Stawizki
- Nr. 1.114.249: Harry von Bülow-Bothkamp (1. Mai 1932)
- Nr. 1.114.305: Erhard Tornier
- Nr. 1.115.513: Herbert Heitmann (1. Mai 1932)
- Nr. 1.116.782: Hans Dehning (1. Mai 1932)
- Nr. 1.117.342: Günther Claassen (1. Mai 1932)
- Nr. 1.117.347: Auguste Reber-Gruber (1. Mai 1932)
- Nr. 1.117.363: Karl Blessinger (1. Mai 1932)
- Nr. 1.117.822: Gebhard Ludwig Himmler (1. Mai 1932)
- Nr. 1.117.863: Alexander Kanoldt (1. Mai 1932)
- Nr. 1.118.092: Heinrich Frantzen (1. Mai 1932)
- Nr. 1.118.812: Karl von der Groeben (1. April 1932)
- Nr. 1.119.193: Georg Hänel (1. Mai 1932)
- Nr. 1.119.873: Wilhelm Seipel
- Nr. 1.120.043: Emil Beau (1. April 1932)
- Nr. 1.120.238: Theobald Hauck (1. April 1932)
- Nr. 1.120.258: Hermann Steitz
- Nr. 1.121.761: Adolf Harbich (1. Mai 1932)
- Nr. 1.122.215: Wilhelm Albert (1. Mai 1932)
- Nr. 1.123.563: Andreas Hohlfeld (1. Mai 1932)
- Nr. 1.123.567: Carl Horst (1. Mai 1932)
- Nr. 1.124.150: Karl Döscher (1. August 1932)
- Nr. 1.127.620: Hans Hüttig (1. Mai 1932)
- Nr. 1.128.487: Günther Prien
- Nr. 1.128.829: Gerhard Pallmann (1. Mai 1932)
- Nr. 1.128.976: Rudolf Beyer (1. Mai 1932)
- Nr. 1.129.131: Rudolf Paul Klare (1. Mai 1932)
- Nr. 1.130.803: Constantin Großmann (1. Mai 1932)
- Nr. 1.130.836: Ilse Koch (1. Mai 1932)
- Nr. 1.131.053: Hans Schnoor
- Nr. 1.131.209: Eduard Bührer (1. Mai 1932)
- Nr. 1.131.223: Walter Eberhardt (1. Mai 1932)
- Nr. 1.133.011: Arthur Bauer (1. Mai 1932)
- Nr. 1.134.706: Ernst Georg Jünger (1. Mai 1932)
- Nr. 1.135.216: Wolfgang Knorr
- Nr. 1.135.491: Werner Bavendamm (1. Mai 1932)
- Nr. 1.136.484: Bernhard Johannes Klare (1. Mai 1932)
- Nr. 1.137.184: Fritz Schmelter
- Nr. 1.138.569: Achim von Arnim (1. Mai 1932)
- Nr. 1.138.651: Franz Peter Kürten (1. Mai 1932)
- Nr. 1.139.788: Carl Ueter
- Nr. 1.139.847: Gunnar Berg (1. Mai 1932)
- Nr. 1.140.563: Ernst Hein (1. Mai 1932)
- Nr. 1.142.190: Fritz Mielert (1. Mai 1932)
- Nr. 1.144.942: Hellmut Börnicke (1. Mai 1932)
- Nr. 1.145.444: Joachim Nehring (1. Mai 1932)
- Nr. 1.145.568: Robert Dorsay (1. August 1932)
- Nr. 1.145.800: Fritz Stamer
- Nr. 1.145.864: Luitpold Adam der Ältere (1. Mai 1932)
- Nr. 1.146.312: Rudolf Goetsch (1. Mai 1932)
- Nr. 1.146.405: Friedrich Bethge (1. Mai 1932)
- Nr. 1.146.456: Max Ehlert (1. Mai 1932)
- Nr. 1.150.736: Alfred Kurzke (1. Mai 1932)
- Nr. 1.153.142: Sven Schacht
- Nr. 1.153.327: Ludwig Mühlhausen (1. Mai 1932)
- Nr. 1.153.340: Gustaf Deuchler (1. Mai 1932)
- Nr. 1.153.825: Hans Duncker (1. Mai 1932)
- Nr. 1.154.501: Julius Andree (1. Mai 1932)
- Nr. 1.156.717: Alois Heuyng (1. Mai 1932)
- Nr. 1.157.543: Rudolf Heinz (1. Mai 1932)
- Nr. 1.159.583: Herbert Lange (1. Mai 1932)
- Nr. 1.159.621: Manfred Pechau (1. Mai 1932)
- Nr. 1.161.119: Walter Jahnke (1. Mai 1932)
- Nr. 1.164.806: Friedrich Rabeneck (1. Mai 1932)
- Nr. 1.165.419: Wolfgang Reinholz (1. Mai 1932)
- Nr. 1.166.211: Matthias Lixenfeld (1. April 1932)
- Nr. 1.168.069: Hermann Fischer (1. Mai 1932)
- Nr. 1.168.322: Severin Rüttgers (1. Mai 1932)
- Nr. 1.171.497: Friedrich Lachmund (1. Mai 1932)
- Nr. 1.171.601: Friedrich August Möbius
- Nr. 1.171.679: Fritz Ihlau (1. Mai 1932)
- Nr. 1.173.432: Friedrich Kempfler (1. Mai 1932)
- Nr. 1.175.475: Otto Fleischmann (1. September 1932)
- Nr. 1.175.549: Friedrich Drechsler (1. Mai 1932)
- Nr. 1.179.504: Gustav Havemann (1. Mai 1932)
- Nr. 1.179.781: Max Koegel (1. Mai 1932)
- Nr. 1.181.594: Walter Lutze (1. Juni 1932)
- Nr. 1.182.867: Gottfried Kurth (1. März 1932)
- Nr. 1.183.197: Klaus von Rosenstiel (1. Juni 1932)
- Nr. 1.184.269: Alfred Kirchner (1. März 1932)
- Nr. 1.185.391: Hans F. K. Günther (1. Mai 1932)
- Nr. 1.186.287: Herbert Rieckhoff (1. Mai 1932)
- Nr. 1.187.621: Wilhelm von Hessen-Philippsthal-Barchfeld (1. Mai 1932)
- Nr. 1.187.703: Günther-Eberhardt Wisliceny
- Nr. 1.187.881: Hans Fischer (1. Mai 1932)
- Nr. 1.188.755: Hermann Bäcker (1. Juli 1932)
- Nr. 1.189.184: Julius Dietz (1. Mai 1932)
- Nr. 1.190.146: Helmut Petersen (1. Mai 1932)
- Nr. 1.190.423: Hans-Werner Otto (1. Mai 1932)
- Nr. 1.191.365: Erich Tschimpke
- Nr. 1.196.298: Paul Wirtz
- Nr. 1.196.889: Wolfgang Cramer (1. Mai 1932)
- Nr. 1.196.995: Erhard Jung (1. Mai 1932)
- Nr. 1.198.294: Lothar Weirauch (1932)
- Nr. 1.198.733: Herbert von Ridder (1. Mai 1932)
- Nr. 1.199.798: Paul Hundrieser (1. Juni 1932)
- Nr. 1.199.927: Joachim von Ribbentrop (1. Mai 1932)
- Nr. 1.200.158: Hermann Fegelein (1. August 1932)
- Nr. 1.200.305: Eugen Hönig (1. August 1932)
- Nr. 1.200.315: Otto Hemmer (1. August 1932)
- Nr. 1.200.381: Fritz Hintermayer (1. August 1932)
- Nr. 1.200.703: Guntram Pflaum (1. August 1932)
- Nr. 1.200.757: Rudolf Röder (1. August 1932)
- Nr. 1.200.808: Kurt Angermann (1. Juli 1932)
- Nr. 1.200.941: Josef Spacil
- Nr. 1.201.290: Franz Gräßel (1. August 1932)
- Nr. 1.201.380: Lina Heydrich (1. August 1932)
- Nr. 1.202.316: Heinrich Rodemer (1. August 1932)
- Nr. 1.203.662: Richard von Hessen (1. August 1932)
- Nr. 1.203.945: Max Baumberg (1. August 1932)
- Nr. 1.204.037: Gustav Fieguth (1. August 1932)
- Nr. 1.204.502: Walter Wohler
- Nr. 1.205.336: Hans Bach (1. Juli 1932)
- Nr. 1.205.381: Ulrich W. Hütter (1. Juli 1932)
- Nr. 1.205.802: Erich August Mayer (1. Juli 1932)
- Nr. 1.206.029: Armin Rhomberg (1. Juli 1932)
- Nr. 1.206.335: Ernst August von Mandelsloh (20. Juli 1932)
- Nr. 1.206.679: Dora Kahlich-Könner (1. Juli 1932)
- Nr. 1.206.795: Mathias Rebitsch (16. Juni 1932)
- Nr. 1.206.814: Wilhelm Stigler
- Nr. 1.207.001: Wilhelm Jerger (1. Mai 1932)
- Nr. 1.207.281: Franz Klautzer (16. Juli 1932)
- Nr. 1.207.404: Anton Dorfmeister (10. Juli 1932)
- Nr. 1.207.704: Waldemar Ernst (11. Juli 1932)
- Nr. 1.208.858: Franz Peterseil (1. August 1932)
- Nr. 1.209.655: Otto Rössler (30. Juli 1932)
- Nr. 1.209.846: Hans Jonak von Freyenwald (6. August 1932)
- Nr. 1.210.638: Ludwig Schandl
- Nr. 1.210.876: Arthur Marchet
- Nr. 1.211.625: Leo Rendulic (9. Juli 1932)
- Nr. 1.213.025: Kurt Weiss (16. August 1932)
- Nr. 1.213.850: Egon Höller (17. September 1932)
- Nr. 1.214.137: Maximilian Grabner (1. August 1932)
- Nr. 1.214.540: Friedrich Bayer (27. September 1932)
- Nr. 1.215.040: Heinrich Cordes (1. August 1932)
- Nr. 1.215.234: Herbert Reischauer (1. August 1932)
- Nr. 1.219.911: Carl-Heinz Rodenberg (1. August 1932)
- Nr. 1.219.681: Konrad Mälzig (1. August 1932)
- Nr. 1.219.744: Wilhelm Köhler (1. August 1932)
- Nr. 1.220.949: Günther Nikolaus (1. August 1932)
- Nr. 1.221.620: Annie Höfken-Hempel (1. August 1932)
- Nr. 1.221.749: Karl Burghof (1. August 1932)
- Nr. 1.224.215: Arved Deringer (1. August 1932)
- Nr. 1.225.071: Magnus von Levetzow (1. August 1932)
- Nr. 1.225.909: Erich Recknagel (1. August 1932)
- Nr. 1.226.164: Kurt Lebenstedt (1. August 1932)
- Nr. 1.226.206: Kurt Jahncke (1. August 1932)
- Nr. 1.228.347: Hans Friedrichs (1. August 1932)
- Nr. 1.229.042: Franz Lüdtke (1. August 1932)
- Nr. 1.230.313: Philipp Hillgärtner (1. August 1932)
- Nr. 1.233.119: Werner Keller (1. März 1932)
- Nr. 1.233.127: Werner Johannes (1. August 1932)
- Nr. 1.233.143: Hans-Peter Meister (1. August 1932)
- Nr. 1.233.715: Walter Dieck (1. August 1932)
- Nr. 1.234.055: Ludwig Battenberg (1. August 1932)
- Nr. 1.234.220: Theodor Dannecker (1. August 1932)
- Nr. 1.234.221: Heinrich Dannenbauer (1. August 1932)
- Nr. 1.234.247: Rupprecht Matthaei (1. August 1932)
- Nr. 1.237.217: Gerhard Koch (1. August 1932)
- Nr. 1.238.648: Karl Künstler (1. August 1932)
- Nr. 1.238.872: Richard Thomalla
- Nr. 1.239.097: Kurt Matschke (1. August 1932)
- Nr. 1.239.329: Hubertus von Aulock (1. August 1932)
- Nr. 1.240.093: Erich Müller (1. Juli 1932)
- Nr. 1.240.737: Carl Ehrenberg (1. August 1932)
- Nr. 1.241.325: Paul Hecker (1. August 1932)
- Nr. 1.241.884: Ludwig Buttlar (1. August 1932)
- Nr. 1.243.219: Martin Reichmann (1. August 1932)
- Nr. 1.243.810: Rudolf Allgeier (1. August 1932)
- Nr. 1.243.925: Willi Hermann (1. August 1932)
- Nr. 1.243.927: Wilhelm Kuchenmüller (1. August 1932)
- Nr. 1.245.831: Heinz Burmeister (1. August 1932)
- Nr. 1.246.794: Hans-Theodor Schmidt
- Nr. 1.247.308: Albert Hillebrand (1. August 1932)
- Nr. 1.247.757: Adolf Krome (1. August 1932)
- Nr. 1.248.274: Rudolf Fricke (1. August 1932)
- Nr. 1.248.830: Heinrich Grote (1. August 1932)
- Nr. 1.250.009: Fritz Kütemeyer (1. August 1932)
- Nr. 1.250.357: Kurd Eißfeldt (1. August 1932)
- Nr. 1.250.567: Friedrich Karl Drescher-Kaden (1. August 1932)
- Nr. 1.253.244: Bernhard Payr (1. August 1932)
- Nr. 1.254.240: Paul Funk (1. November 1932)
- Nr. 1.254.844: Erich Deppner (1. August 1932)
- Nr. 1.254.941: Kraft von Palombini (1. August 1932)
- Nr. 1.255.976: Wilhelm Rehlein (1. August 1932)
- Nr. 1.256.683: Hermann Baumann (1. August 1932)
- Nr. 1.256.751: Horst Caspar (1. August 1932)
- Nr. 1.257.087: Georg Lebrecht (1. August 1932)
- Nr. 1.258.905: Jürgen von Kamptz (1. August 1932)
- Nr. 1.260.033: Willi Meyer-Wendeborn (1. August 1932)
- Nr. 1.260.296: Rudolph Firle
- Nr. 1.260.419: Heinz Linge (1. August 1932)
- Nr. 1.261.207: Otto Brinkmann (1. August 1932)
- Nr. 1.261.440: Heinrich Lohl (1. August 1932)
- Nr. 1.261.648: Richard Kulenkamp (1. August 1932)
- Nr. 1.261.662: Heinrich Blume (1. August 1932)
- Nr. 1.261.786: Hans Knöll (1. Mai 1932)
- Nr. 1.261.870: Horst Bender (1. August 1932)
- Nr. 1.262.039: Michael Körner (1. Dezember 1932)
- Nr. 1.262.476: Eugen Bodart (1. August 1932)
- Nr. 1.264.305: Anni Rehborn (1. August 1932)
- Nr. 1.264.326: Edmund Paul Neumayer
- Nr. 1.264.406: Hans Bühler (1. August 1932)
- Nr. 1.264.669: August Harbaum (1. August 1932)
- Nr. 1.265.100: Karl Rath (1. August 1932)
- Nr. 1.265.379: Johannes Schroers
- Nr. 1.265.405: Johann Paul Kremer (1. August 1932)
- Nr. 1.265.421: Anton Baumstark junior (1. August 1932)
- Nr. 1.268.933: Heinz Reinefarth (1. August 1932)
- Nr. 1.269.766: Werner Doenecke (1. August 1932)
- Nr. 1.269.815: Hans Walter Schmidt
- Nr. 1.269.822: Richard Hengst (1. August 1932)
- Nr. 1.269.847: Erich Isselhorst (1. August 1932)
- Nr. 1.270.283: Theodor Bongartz (1. August 1932)
- Nr. 1.270.475: Paul Kleinewefers (1. August 1932)
- Nr. 1.271.292: Erich Matthes (1. August 1932)
- Nr. 1.271.855: Bernhard Pein (1. August 1932)
- Nr. 1.272.197: Walter Gättke (1. August 1932)
- Nr. 1.272.214: Hans-Otto Ramdohr (1. August 1932)
- Nr. 1.272.577: Bernhard Löschenkohl (1. August 1932)
- Nr. 1.272.679: Franz Kirchfeld (1. August 1932)
- Nr. 1.272.708: Peter Kraus (1. August 1932)
- Nr. 1.273.346: Heinrich Eckmann (1. August 1932)
- Nr. 1.273.455: Wilhelm Jentzsch (1. August 1932)
- Nr. 1.273.549: Christian Kinder (1. August 1932)
- Nr. 1.273.555: Lothar Loeffler (1. August 1932)
- Nr. 1.273.695: Otto Aichel (1. August 1932)
- Nr. 1.273.747: Adalbert Paulsen (1. August 1932)
- Nr. 1.274.030: Emil Kloth (1. August 1932)
- Nr. 1.274.403: Raimund Lang (1. August 1932)
- Nr. 1.274.646: Franz Lippert (1. August 1932)
- Nr. 1.274.722: Gerdy Troost (1. August 1932)
- Nr. 1.274.897: Leonhard Gall (1. August 1932)
- Nr. 1.274.910: Bruno Goldschmitt (1. August 1932)
- Nr. 1.274.926: Ernst Haiger (1. August 1932)
- Nr. 1.275.600: Peter Kreuder (1. August 1932)
- Nr. 1.275.625: Karl Brunner (1. August 1932)
- Nr. 1.277.168: Anneliese Bretschneider (1. August 1932)
- Nr. 1.277.229: Karl-Heinrich Barthel (1. August 1932)
- Nr. 1.277.382: Werner Forßmann (1. August 1932)
- Nr. 1.277.679: Peter Kleist (1. August 1932)
- Nr. 1.277.761: Josef Kölble (1. August 1932)
- Nr. 1.277.955: Jakob Nagel
- Nr. 1.278.932: Margot Boger-Langhammer (1. August 1932)
- Nr. 1.280.459: Joachim de la Camp (1. August 1932)
- Nr. 1.282.767: Carl Braun (1. August 1932)
- Nr. 1.283.594: Richard Ambronn (1. September 1932)
- Nr. 1.283.812: Fritz Ramien (1. September 1932)
- Nr. 1.283.925: Heinrich Illers (1. September 1932)
- Nr. 1.284.578: Arthur Linker (1. September 1932)
- Nr. 1.285.137: Friedrich-Wilhelm Evers (1. September 1932)
- Nr. 1.285.343: Otto Gail (1. September 1932)
- Nr. 1.285.610: Karl Ferdinand Edler von der Planitz (1. September 1932)
- Nr. 1.286.071: Gottlob Frick (1. September 1932)
- Nr. 1.286.646: Kurt Delitzsch (1. September 1932)
- Nr. 1.287.760: Werner Cyprian (1. August 1932)
- Nr. 1.287.797: Hans-Joachim Mertens (1. August 1932)
- Nr. 1.287.808: Heinz Schultze
- Nr. 1.288.126: Franz Kade (1. September 1932)
- Nr. 1.288.127: Johannes Bartmann (1. September 1932)
- Nr. 1.289.093: Martin Fellenz (1. August 1932)
- Nr. 1.289.104: Erwin Giesing (1. August 1932)
- Nr. 1.289.757: Franz Claassen (1. September 1932)
- Nr. 1.290.912: Gottfried von Bismarck-Schönhausen (1. September 1932)
- Nr. 1.291.532: Friedrich-Karl Storm
- Nr. 1.292.297: Jürgen Stroop (September 1932)
- Nr. 1.294.384: Paul Raebel (1. September 1932)
- Nr. 1.295.253: Georg Ferdinand Duckwitz (1. November 1932)
- Nr. 1.299.533: Fritz Rätzel (1. September 1932)
- Nr. 1.299.951: Johannes Runge (1. September 1932)
- Nr. 1.299.954: Werner Rust (1. September 1932)
- Nr. 1.300.761: Béla Barényi (1. Oktober 1932)
- Nr. 1.302.349: Lorenz Rhomberg (12. Oktober 1932)
- Nr. 1.302.564: Rudolf Lenk (1. Oktober 1932)
- Nr. 1.303.021: Hella Pöch (19. Oktober 1932)
- Nr. 1.303.775: Eugen Sänger
- Nr. 1.304.034: Anton Konrad Zippe
- Nr. 1.304.071: Fritz von Scholz (9. Oktober 1932)
- Nr. 1.305.055: Ernst Chlan (11. Oktober 1932)
- Nr. 1.305.576: Friedrich Engel (20. Oktober 1932)
- Nr. 1.305.829: Max von Millenkovich (1. November 1932)
- Nr. 1.306.363: Kurt Maix (29. Oktober 1932)
- Nr. 1.306.826: Karl Springenschmid
- Nr. 1.306.974: Franz Spunda
- Nr. 1.307.171: Otto Antonius (1. Dezember 1932)
- Nr. 1.307.480: Walter Krauland (26. Oktober 1932)
- Nr. 1.308.468: Emil Gelny (24. November 1932)
- Nr. 1.308.590: Eduard Volters
- Nr. 1.308.596: Herbert Tichy
- Nr. 1.308.753: Karl Wache
- Nr. 1.308.798: Otto Kleingünther (9. November 1932)
- Nr. 1.309.164: Egon Lendl (28. Oktober 1932)
- Nr. 1.310.670: Friedrich Weber (1. September 1932)
- Nr. 1.312.994: Hans Jancke (1. September 1932)
- Nr. 1.313.335: John Lindsay-Theimer (1. September 1932)
- Nr. 1.313.391: Ludolf Jakob von Alvensleben (1. September 1932)
- Nr. 1.313.419: Jutta von Biel (1. September 1932)
- Nr. 1.313.465: Otto Conrady (1. September 1932)
- Nr. 1.313.531: Kurt Friedrich (1. September 1932)
- Nr. 1.313.600: Walter Hoff (1. September 1932)
- Nr. 1.316.229: Karl Eugen Dellenbusch (1. September 1932)
- Nr. 1.316.232: Walter Riedel (1. September 1932)
- Nr. 1.316.361: Heinz Blatt (1. September 1932)
- Nr. 1.316.366: Wilhelm Burger (1. September 1932)
- Nr. 1.316.495: Theo Lechner (1. September 1932)
- Nr. 1.316.514: Werner Bockhacker (1. September 1932)
- Nr. 1.318.000: Arthur Golf
- Nr. 1.318.207: Heinrich Dathe (1. September 1932)
- Nr. 1.318.211: Erwin Ding-Schuler (1. September 1932)
- Nr. 1.318.604: Georg Oskar Harnapp (1. September 1932)
- Nr. 1.318.640: Paul Ritterbusch (1. September 1932)
- Nr. 1.319.323: Rudolf Löhner (1. September 1932)
- Nr. 1.319.361: Volker von Collande (1. September 1932)
- Nr. 1.321.414: Alfred Filbert (1. September 1932)
- Nr. 1.321.742: Gottfried Schwarz (1. September 1932)
- Nr. 1.322.115: Hugo Ludwig Rath (1. September 1932)
- Nr. 1.322.590: Hermann Bartels (1. September 1932)
- Nr. 1.322.780: Eberhard Herf (1. September 1932)
- Nr. 1.323.347: Georg Wippern
- Nr. 1.323.567: Josef Hirtreiter (1. September 1932)
- Nr. 1.325.365: Jörgen Hansen (1. September 1932)
- Nr. 1.325.796: Albert Rudolph (1. September 1932)
- Nr. 1.325.946: Arthur Gütt (1. September 1932)
- Nr. 1.326.217: Viktor Muckel (1. September 1932)
- Nr. 1.326.971: Josef Hufenstuhl (1. September 1932)
- Nr. 1.327.396: Ernst Lerch (1. Januar 1933)
- Nr. 1.327.519: Andreas von Amburger (1. September 1932)
- Nr. 1.327.593: Fritz Höger (1. September 1932)
- Nr. 1.328.084: Johannes Matthiesen (1. September 1932)
- Nr. 1.328.237: Alfred Huth (1. Dezember 1932)
- Nr. 1.328.263: Guido Fischer (1. September 1932)
- Nr. 1.328.745: Wolf Schenke
- Nr. 1.330.801: Cassius Freiherr von Montigny (1. September 1932)
- Nr. 1.330.870: Karl Drendel (1. September 1932)
- Nr. 1.330.926: Hans-Joachim Tesmer
- Nr. 1.331.536: Rudolf Brandt (1. September 1932)
- Nr. 1.331.547: Theodor Bühler (1. September 1932)
- Nr. 1.331.607: Wilhelm Crohne (1. September 1932)
- Nr. 1.331.648: Lothar Eisenträger (1. September 1932)
- Nr. 1.331.675: Ellery von Gorrissen (1. August 1932)
- Nr. 1.331.699: Willy Geisler (1. September 1932)
- Nr. 1.331.860: Arthur Mülverstedt (1. September 1932)
- Nr. 1.331.914: Wilhelm Rümann (1. September 1932)
- Nr. 1.332.058: Max Trapp (1932)
- Nr. 1.332.234: Klaus Bargsten (1. Februar 1933)
- Nr. 1.333.091: Eduard Jedamzik (1. Oktober 1932)
- Nr. 1.333.527: Stephanie Mackensen von Astfeld (1. Oktober 1932)
- Nr. 1.334.064: Erich Mix (1. Oktober 1932)
- Nr. 1.336.003: Oskar Kuhlgatz (1. Oktober 1932)
- Nr. 1.337.387: Heinz Errelis (1. Oktober 1932)
- Nr. 1.339.793: Otto Böhm (1. Oktober 1932)
- Nr. 1.339.809: Gustav Cords (1. Oktober 1932)
- Nr. 1.339.996: Friedrich Möglich (1. Oktober 1932)
- Nr. 1.340.326: Leo Killy (1. Oktober 1932)
- Nr. 1.340.672: Karl Georg Kuhn
- Nr. 1.343.337: Hans Uebersberger
- Nr. 1.343.561: Claus Bergen (1. Oktober 1932)
- Nr. 1.344.281: Georg Bald (1. Oktober 1932)
- Nr. 1.344.394: Albrecht Burchard (1. Oktober 1932)
- Nr. 1.344.414: Hans Pagenkopf (1. Oktober 1932)
- Nr. 1.344.602: Walter Luetgebrune
- Nr. 1.344.679: Max Raebel (1. Oktober 1932)
- Nr. 1.345.616: Otto Harder (1. Oktober 1932)
- Nr. 1.345.700: Albert Henze (1. Oktober 1932)
- Nr. 1.346.209: Hans Hellmut Kirst (1. Oktober 1932)
- Nr. 1.346.664: Heinrich Baab (1. Oktober 1932)
- Nr. 1.346.722: Günther Merk (1. Oktober 1932)
- Nr. 1.347.503: Emil Haas (1. Oktober 1932)
- Nr. 1.347.600: Albert Luig
- Nr. 1.348.406: Leo Sebastian Humer (1. Oktober 1932)
- Nr. 1.348.563: Heinrich Refardt (1. Oktober 1932)
- Nr. 1.349.134: Karl Heinrich Roth-Lutra (1. Oktober 1932)
- Nr. 1.350.547: Georg Frantz (1. Oktober 1932)
- Nr. 1.350.868: Karl Futh (1. Oktober 1932)
- Nr. 1.350.966: Rolf Ismer (1. Oktober 1932)
- Nr. 1.351.237: Fritz Sotke
- Nr. 1.352.204: Bernhard Bleeker (1. November 1932)
- Nr. 1.352.318: Horst Rechenbach (1. November 1932)
- Nr. 1.352.376: Hanns Johst (1. November 1932)
- Nr. 1.354.543: Friedrich Kadgien (1. November 1932)
- Nr. 1.355.249: Hans Dietz (1. November 1932)
- Nr. 1.355.645: Richard Krieger (1. November 1932)
- Nr. 1.355.993: Gustav Schickedanz (1. November 1932)
- Nr. 1.356.464: Karl Dötzer (1. Oktober 1932)
- Nr. 1.356.606: Willi Clahes (1. Oktober 1932)
- Nr. 1.356.988: Wilhelm Bachmann (1. Oktober 1932)
- Nr. 1.359.089: Kurt Matthaei (1. November 1932)
- Nr. 1.359.546: Max Simon (1. April 1932)
- Nr. 1.360.393: Volkmar Gieseler (1. November 1932)
- Nr. 1.360.445: Max Klimmek (1. November 1932)
- Nr. 1.360.880: Harro de Wet Jensen (1. November 1932)
- Nr. 1.362.040: Hans Kujath (1. November 1932)
- Nr. 1.362.697: Helmuth Gerloff (1. November 1932)
- Nr. 1.363.774: Günter Haupt (1. November 1932)
- Nr. 1.363.867: Alexander d’Arnals (1. November 1932)
- Nr. 1.364.025: Ludwig Denecke (1. November 1932)
- Nr. 1.364.387: Karl Pfeffer-Wildenbruch (1. November 1932)
- Nr. 1.364.775: Ferdinand aus der Fünten (1. November 1932)
- Nr. 1.365.893: Richard Nitsch (1. Oktober 1932)
- Nr. 1.366.023: Fritz Rang (1. Oktober 1932)
- Nr. 1.366.339: Karl Hinsch (1. Oktober 1932)
- Nr. 1.366.779: Georg Müller-Jürgens (1. Oktober 1932)
- Nr. 1.368.285: Alfred Heß (1. Dezember 1932)
- Nr. 1.369.536: Franz Dehler (1. November 1932)
- Nr. 1.369.617: Franz Johann Hofmann (1. November 1932)
- Nr. 1.370.618: Robert Küssel (1. November 1932)
- Nr. 1.370.712: Erich von Luckwald (1. April 1933)
- Nr. 1.371.671: Johannes Werner Klein (1. November 1932)
- Nr. 1.372.153: Karl Rüther (1. November 1932)
- Nr. 1.373.131: Otto Winkelmann (November 1932)
- Nr. 1.373.463: Viktoria von Dirksen
- Nr. 1.373.521: Georg Hoffmann-Rothe (1. November 1932)
- Nr. 1.373.884: Hugo Mayer (1. November 1932)
- Nr. 1.374.713: Franz Hößler (1. November 1932)
- Nr. 1.376.233: Helmuth Haupt (1. November 1932)
- Nr. 1.376.685: Fritz Arlt (1. November 1932)
- Nr. 1.376.823: Heinrich Lange (1. November 1932)
- Nr. 1.376.909: Willy Korb (1. November 1932)
- Nr. 1.377.002: Karl Hoyer (1. November 1932)
- Nr. 1.377.053: Horst Birr (1. November 1932)
- Nr. 1.377.090: Henrik Herse (1. November 1932)
- Nr. 1.377.117: Johannes Pinckert (1. November 1932)
- Nr. 1.377.456: Willy Bielenberg (1. November 1932)
- Nr. 1.377.690: Ermenegildo Carlo Donadini (1. November 1932)
- Nr. 1.378.160: Karl Kühn (1. November 1932)
- Nr. 1.378.404: Arno Neumann (1. November 1932)
- Nr. 1.380.294: Marion von Krafft-Ebing (23. November 1932)
- Nr. 1.380.397: Erich Dolezal (1. Dezember 1932)
- Nr. 1.383.890: Konrad Höfinger (10. Februar 1932)
- Nr. 1.384.369: Johann Esel (1. Juni 1932)
- Nr. 1.384.504: Leopold Blauensteiner (1. Juli 1932)
- Nr. 1.387.050: Ludwig Herberth (11. Dezember 1932)
- Nr. 1.387.121: Erich Frauwallner (29. November 1932)
- Nr. 1.387.548: Anton Baumann (4. März 1933)
- Nr. 1.388.781: Alois Ciller (1. Oktober 1932)
- Nr. 1.389.848: Thomas Kozich (3. Februar 1933)
- Nr. 1.389.862: Heinrich Strecker
- Nr. 1.389.996: Heinrich Wolfer
- Nr. 1.391.478: Johannes Knust (1. November 1932)
- Nr. 1.392.070: Bruno Gröning (1. November 1932)
- Nr. 1.393.627: Otto Appel (1. November 1932)
- Nr. 1.395.232: Walter Trautmann
- Nr. 1.396.974: Richard Gegenwarth (1. Oktober 1932)
- Nr. 1.397.030: Ferdinand Dannmeyer (1. Mai 1933)
- Nr. 1.397.694: Heinz Röthke (1. Dezember 1932)
- Nr. 1.398.295: Heinrich Laurenz Dietz (1. Dezember 1932)
- Nr. 1.398.488: Arminius Hasemann (1. Dezember 1932)
- Nr. 1.399.690: Ernst Berendt (1. Dezember 1932)
- Nr. 1.399.837: Bernhard von Glisczynski (1. Dezember 1932)
- Nr. 1.399.899: Gottfried Huppertz (1. Dezember 1932)
- Nr. 1.399.929: Julius Kopsch (1. Dezember 1932)
- Nr. 1.399.935: Wilhelm Keilhaus (1. Dezember 1932)
- Nr. 1.400.013: Erich Liebermann von Sonnenberg (1. Dezember 1932)
- Nr. 1.400.329: Grete Scheuer
- Nr. 1.400.480: Curt Blachnitzky (1. Dezember 1932)
- Nr. 1.400.572: Rudolf Franke (1. Dezember 1932)
- Nr. 1.400.581: Siegfried Günther (1. Dezember 1932)
- Nr. 1.402.096: Joachim Friedrich von Alt-Stutterheim (1. Dezember 1932)
- Nr. 1.403.792: Wilhelm Friedrich (1. Dezember 1932)
- Nr. 1.404.082: Gerhard Kessler (1. Dezember 1932)
- Nr. 1.404.737: Hubert Naendrup (1. Dezember 1932)
- Nr. 1.405.064: Alois Dörr (1. Dezember 1932)
- Nr. 1.405.562: Hyazinth Graf Strachwitz
- Nr. 1.405.628: Ernst Gaber (1. Dezember 1932)
- Nr. 1.405.791: Georg Mazur (1. Dezember 1932)
- Nr. 1.406.332: Richard Dederer (1. Dezember 1932)
- Nr. 1.407.304: August Heitmüller (1. Dezember 1932)
- Nr. 1.408.000: Albert Abicht (1. Mai 1933)
- Nr. 1.408.449: Walther Bierkamp (1. Dezember 1932)
- Nr. 1.408.652: Peter Matthiessen (1. Dezember 1932)
- Nr. 1.408.884: Heinz Ehmke (1. Dezember 1932)
- Nr. 1.409.801: Franz Hüppi (1. Dezember 1932)
- Nr. 1.409.821: Werner Kalmus (1. Dezember 1932)
- Nr. 1.410.685: Paul Worm
- Nr. 1.411.504: Charlotte Hausleiter (1. Dezember 1932)
- Nr. 1.411.505: Leo Hausleiter (1. Dezember 1932)
- Nr. 1.412.339: Rolf Habild (1. Dezember 1932)
- Nr. 1.412.636: Ernst Rexer (1. Dezember 1932)
- Nr. 1.413.114: Hans-Dietrich Ernst (1. Dezember 1932)
- Nr. 1.413.323: Bernhard Grahmann (1. Dezember 1932)
- Nr. 1.413.841: Hans Fridrich (1. Dezember 1932)
- Nr. 1.414.487: Walter Kehrer (1. Dezember 1932)
- Nr. 1.415.758: Otto Krawehl (1. Dezember 1932)
- Nr. 1.416.345: Heinrich Wilhelm Kranz (1. Dezember 1932)
- Nr. 1.418.017: Karl Ott (1. Dezember 1932)
- Nr. 1.418.096: Ernst Rassow (1. Dezember 1932)
- Nr. 1.418.144: Hans Robert Scultetus
- Nr. 1.418.389: Walter Blümich (1. Dezember 1932)
- Nr. 1.418.880: Kurt Eimann (1. Dezember 1932)
- Nr. 1.418.884: Max Engelbrecht (1. Dezember 1932)
- Nr. 1.419.209: Hans-Werner Lampe (1. Dezember 1932)
- Nr. 1.420.105: Stephan Weickert (1. Dezember 1932)
- Nr. 1.420.754: Kurt Petersen (1. Dezember 1932)
- Nr. 1.423.697: Fritz Süßenbach
- Nr. 1.425.547: Johannes Thümmler
- Nr. 1.426.362: Rudolf Käubler (1. Januar 1933)
- Nr. 1.427.198: Werner Dörffler-Schuband (1. Januar 1933)
- Nr. 1.428.846: Gustav Bloy (1. Januar 1933)
- Nr. 1.429.257: Walter Kaul (1. März 1933)
- Nr. 1.429.388: Walter von Keudell (1. März 1933)
- Nr. 1.430.331: Helmut Knochen (1. Januar 1933)
- Nr. 1.433.028: Dora Horn-Zippelius (1. Januar 1933)
- Nr. 1.434.405: Karl Bornhausen (1. Januar 1933)
- Nr. 1.436.694: Kurt Hofmeier (1. Januar 1933)
- Nr. 1.436.742: Walter Jagusch (1. Januar 1933)
- Nr. 1.439.816: Wilhelm Jost (1. Januar 1933)
- Nr. 1.440.775: Walter Burghardt (1. Februar 1933)
- Nr. 1.441.218: Helmut Pfannmüller (1. Februar 1933)
- Nr. 1.441.326: Franz Laumen (1. Februar 1933)
- Nr. 1.442.512: Hans Becker (1. Februar 1933)
- Nr. 1.443.628: Walter Griphan (1. Januar 1933)
- Nr. 1.443.821: Max Rudolf Lehmann (1. Februar 1933)
- Nr. 1.444.292: Karl-Heinz Rux (1. Februar 1933)
- Nr. 1.444.576: August Heyn (1. Februar 1933)
- Nr. 1.444.720: Friedrich Wilhelm Theilengerdes
- Nr. 1.445.609: Heinrich Grunewald (1. Februar 1933)
- Nr. 1.445.643: Otto Kramer (1. Februar 1933)
- Nr. 1.446.035: Josef Thorak
- Nr. 1.447.316: Paul Grimm (1. Februar 1933)
- Nr. 1.447.351: Fritz Nobel (1. Februar 1933)
- Nr. 1.447.528: Werner Oberst (1. Februar 1933)
- Nr. 1.447.570: Alfred Trzebinski
- Nr. 1.447.822: Helmuth Miethke (1. Februar 1933)
- Nr. 1.448.488: Ferdinand Revermann (1. Januar 1933)
- Nr. 1.448.515: Richard Eichenauer (1. Januar 1933)
- Nr. 1.449.629: Georg Röhrig (1. Januar 1933)
- Nr. 1.450.504: Leopold Kölbl (15. Juni 1932)
- Nr. 1.450.567: Fritz Stüber
- Nr. 1.450.629: Eduard Nicka (13. Februar 1933)
- Nr. 1.451.539: Robert Routil (3. Februar 1933)
- Nr. 1.452.005: Anton Wilthum
- Nr. 1.452.067: Norbert Demmel (27. Februar 1933)
- Nr. 1.452.095: Otto Jungmair (2. März 1933)
- Nr. 1.453.647: Arthur Johannes Scholz
- Nr. 1.454.315: Anton Wolfbauer
- Nr. 1.455.925: Alwine Hotter (5. März 1933)
- Nr. 1.456.244: Hans Giebisch (4. März 1933)
- Nr. 1.456.660: Josef Dreher (14. März 1933)
- Nr. 1.456.955: Ferdinand von Sammern-Frankenegg (1. März 1933)
- Nr. 1.456.963: Hellmuth Swietelsky (15. März 1933)
- Nr. 1.457.641: Rudolf Hermann Eisenmenger (28. Februar 1933)
- Nr. 1.458.566: Franz Novak (1. März 1933)
- Nr. 1.459.400: Paul Waibel
- Nr. 1.459.609: Josef Farkas (1. März 1933)
- Nr. 1.460.604: Adalbert Forstreuter (1. Januar 1933)
- Nr. 1.460.864: Klaus Meyer (1. Januar 1933)
- Nr. 1.462.410: Hans Rudolf Waldburg
- Nr. 1.465.858: Johann Klier (1. Februar 1933)
- Nr. 1.467.044: Gerhard Schwarz
- Nr. 1.469.274: Marius Molsen (1. Februar 1933)
- Nr. 1.471.185: August Frank (1. Februar 1933)
- Nr. 1.471.334: Alarich Seidler
- Nr. 1.471.512: Wolfram Steinbeck
- Nr. 1.471.658: Erna Beilhardt (1. Februar 1933)
- Nr. 1.472.296: Hermann Prieß (1. Februar 1933)
- Nr. 1.473.251: Heinz Helfgen (1. Februar 1933)
- Nr. 1.473.400: Wilhelm Behr (1. Februar 1933)
- Nr. 1.475.919: Kurt Freiherr von Schröder
- Nr. 1.475.980: Ewald Banse (1. Februar 1933)
- Nr. 1.476.016: Gerhard Bergmann (1. Februar 1933)
- Nr. 1.476.655: Otto Kloppmann (1. Februar 1933)
- Nr. 1.478.782: Arnold Kreklow (1. Februar 1933)
- Nr. 1.478.935: Lotar Olias (1. Februar 1933)
- Nr. 1.480.045: Wilhelm Wagner (Februar 1933)
- Nr. 1.480.248: Otto Bethke (1. März 1933)
- Nr. 1.480.904: Gerhard Ewald Rischka (1. März 1933)
- Nr. 1.480.914: Walther Kunze (1. April 1933)
- Nr. 1.482.092: Walter Bürger (1. März 1933)
- Nr. 1.482.119: Johann Wartner
- Nr. 1.483.301: Adolf Mahr (1. April 1933)
- Nr. 1.484.266: Martin Roth (1. März 1933)
- Nr. 1.485.627: Wilhelm Krüger (1. März 1933)
- Nr. 1.485.884: Ludwig Steeg
- Nr. 1.489.350: Herbert Döhring (1. März 1933)
- Nr. 1.489.541: Karl Ludwig Reppert (1. März 1933)
- Nr. 1.490.118: August Jäger (1. März 1933)
- Nr. 1.490.411: Heinz Hollert (1. März 1933)
- Nr. 1.490.429: Kurt Herrfurth (1. März 1933)
- Nr. 1.491.465: Erwin Lambert (1. März 1933)
- Nr. 1.493.049: Karl Lenz (1. März 1933)
- Nr. 1.493.564: Heinz Kindermann (1. Mai 1933)
- Nr. 1.493.914: Ernst Martin (1. März 1933)
- Nr. 1.494.131: Alois Alzheimer (1. März 1933)
- Nr. 1.494.501: Oscar Walter Oelsner (1. Mai 1933)
- Nr. 1.494.744: Walter von Soosten
- Nr. 1.497.091: Kurt Borries (1. März 1933)
- Nr. 1.498.632: Walter Jentsch (1. März 1933)
- Nr. 1.498.714: Hans-Klaus Langer (1. März 1933)
- Nr. 1.498.809: Paul Plontke (1. März 1933)
- Nr. 1.498.946: Tassilo Tröscher (1. März 1933)
- Nr. 1.499.331: Eugen von Kessel (1. März 1933)
- Nr. 1.502.447: Karl Meunier (1. März 1933)
- Nr. 1.503.058: Otto Köhler (1. März 1933)
- Nr. 1.505.089: Theodor Croneiß (1. März 1933)
- Nr. 1.503.623: Wilhelm Wagner (1. März 1933)
- Nr. 1.506.009: Franz Rademacher (1. März 1933)
- Nr. 1.506.207: Herbert Tengelmann
- Nr. 1.507.543: Fritz May (1. März 1933)
- Nr. 1.507.699: Otto Schwab (1933)
- Nr. 1.508.011: Oscar Reile (1. März 1933)
- Nr. 1.508.059: Edmund von Thermann
- Nr. 1.508.138: Thomas Ampletzer (1. März 1933)
- Nr. 1.508.207: Gustav Borger (1. März 1933)
- Nr. 1.508.254: Karl Chmielewski (1. März 1933)
- Nr. 1.508.416: Georg Graf
- Nr. 1.508.878: Ottmar Rutz (1. März 1933)
- Nr. 1.508.998: Kurt von Boeckmann (1. April 1933)
- Nr. 1.509.064: Hans-Rupert Villechner
- Nr. 1.509.075: Adolf Wallnöfer (1. März 1933)
- Nr. 1.509.125: Christian Roth (1. April 1933)
- Nr. 1.509.379: Ehrengard Frank-Schultz (1. März 1933)
- Nr. 1.511.013: Gustav Barschdorf (1. März 1933)
- Nr. 1.512.474: Alexander Riesle (1. März 1933)
- Nr. 1.512.563: Otto Ebel von Sosen (1. März 1933)
- Nr. 1.513.104: Max Gaede (1. März 1933)
- Nr. 1.513.528: Max Kappis (1. März 1933)
- Nr. 1.514.122: Hugo Lotz (1. März 1933)
- Nr. 1.514.767: August Höhn (1. März 1933)
- Nr. 1.515.003: Heinrich Damisch (1. Mai 1933)
- Nr. 1.515.553: Hans Arnhold (8. März 1933)
- Nr. 1.516.641: Josef Plakolm (23. März 1933)
- Nr. 1.517.092: Adolf Lukeschitsch (15. März 1933)
- Nr. 1.517.107: Franz Niedermoser (2. März 1933)
- Nr. 1.517.334: Theodor von der Wense
- Nr. 1.517.366: Hans Czermak (21. März 1933)
- Nr. 1.517.555: Hans Schrenk (1. Februar 1933)
- Nr. 1.517.656: Albert Bittner (6. März 1933)
- Nr. 1.519.845: Siegfried Fussenegger (1. März 1933)
- Nr. 1.520.712: Hans von Frisch (1. März 1933)
- Nr. 1.521.286: Hans Bertha (1. März 1933)
- Nr. 1.521.296: Robert Haul
- Nr. 1.522.439: Alfred Proksch (15. März 1933)
- Nr. 1.522.969: Oskar Kaltenegger (30. März 1933)
- Nr. 1.523.906: Robert Graf (1. April 1933)
- Nr. 1.524.071: Andreas Artner (1. März 1933)
- Nr. 1.524.713: Eduard Kranner
- Nr. 1.526.779: Friedrich Schürr
- Nr. 1.526.968: Ridi Walfried
- Nr. 1.526.987: Heimito von Doderer (1. April 1933)
- Nr. 1.527.425: Karl Reisenbichler (13. März 1933)
- Nr. 1.528.231: Egon Denz (8. März 1933)
- Nr. 1.528.245: Josef Wenter
- Nr. 1.528.409: Ekkehard Tertsch
- Nr. 1.529.268: Helmut Wobisch (1. Mai 1933)
- Nr. 1.529.315: Wilfried Krallert
- Nr. 1.529.323: Erwin H. Rainalter (1. April 1933)
- Nr. 1.529.403: Fritz Weber
- Nr. 1.529.439: Karl Brauner (23. März 1933)
- Nr. 1.529.442: Ernst Kratzmann (27. März 1933)
- Nr. 1.529.471: Robert Lach (27. März 1933)
- Nr. 1.530.191: Walter Hirschberg (1. April 1933)
- Nr. 1.530.636: Hermann Grengg (24. März 1933)
- Nr. 1.530.968: Hans Sperger
- Nr. 1.531.675: Jakob Strickner
- Nr. 1.531.808: Adolf Helbok (12. April 1933)
- Nr. 1.532.827: Wilhelm Gösser
- Nr. 1.532.914: Agnes Millonig (31. März 1933)
- Nr. 1.533.242: Franz Brandl (28. März 1933)
- Nr. 1.533.246: Herbert Schober
- Nr. 1.534.925: Max Pestemer (15. März 1933)
- Nr. 1.536.074: Richard Euringer (1. März 1933)
- Nr. 1.536.750: Oscar Hans (1. März 1933)
- Nr. 1.536.842: Joachim Kirchner (1. März 1933)
- Nr. 1.536.914: Franz Marmon (1. März 1933)
- Nr. 1.537.779: Werner Gärtner (1. März 1933)
- Nr. 1.541.283: Hans Zimbal
- Nr. 1.541.656: Harald von Hirschfeld (1. März 1933)
- Nr. 1.546.909: Ernst Heinrich Brill (1. März 1933)
- Nr. 1.547.899: Herbert Ender (1. März 1933)
- Nr. 1.548.989: Vera von Bissing (1. März 1933)
- Nr. 1.549.441: Adolf Harnischmacher (1. März 1933)
- Nr. 1.549.564: Franz Neuhausen (1. Mai 1933)
- Nr. 1.550.803: Paul Fliether (1. März 1933)
- Nr. 1.552.725: Werner Knothe (1. März 1933)
- Nr. 1.552.764: Werner Raykowski (1. April 1933)
- Nr. 1.552.922: Willy Meerwald (1. März 1933)
- Nr. 1.559.111: Paul Geipel (1. März 1933)
- Nr. 1.560.950: Werner Jansen (1. März 1933)
- Nr. 1.561.948: Eduard von der Heydt (1. April 1933)
- Nr. 1.564.613: Heinrich Hanholz (1. März 1933)
- Nr. 1.565.338: Adolf Hezinger (1. Mai 1933)
- Nr. 1.567.506: Walter Hummelsheim (1. April 1933)
- Nr. 1.568.392: Edmund Bräuning (1. April 1933)
- Nr. 1.568.838: Otto Goetsch (1. April 1933)
- Nr. 1.569.792: Wilhelm Osiander (1. April 1933)
- Nr. 1.570.751: Wilhelm Georg Walch (1. März 1933)
- Nr. 1.571.238: Julius Weber (13. November 1932)
- Nr. 1.572.819: Johannes Bernhardt (1. April 1933)
- Nr. 1.573.744: Karl Plenzat (1. April 1933)
- Nr. 1.575.939: Enno Budde (1. März 1933)
- Nr. 1.576.509: Ulrich Bögelsack (1. April 1933)
- Nr. 1.576.709: Karl Müller (1. Mai 1933)
- Nr. 1.576.901: Richard Hagel (1. April 1933)
- Nr. 1.577.486: Herbert Selpin (1. April 1933)
- Nr. 1.578.556: Paul Mulzer (1. April 1933)
- Nr. 1.579.939: Karl Remy (1. Mai 1933)
- Nr. 1.584.383: Oskar Gabel (1. April 1933)
- Nr. 1.585.125: Walter Letsch (1. März 1933)
- Nr. 1.591.729: Henricus Haltenhoff (1. April 1933)
- Nr. 1.592.030: Hans Holfelder
- Nr. 1.592.593: Hellmuth Becker (1. April 1933)
- Nr. 1.593.351: Hans Krüger (1. April 1933)
- Nr. 1.593.636: Heinrich Josten (1. April 1933)
- Nr. 1.593.718: Johannes Hähle (1. Mai 1932)
- Nr. 1.595.192: Bernhard Lippert (1. Mai 1933)
- Nr. 1.595.839: Siegfried Emmo Eulen (1. Juli 1933)
- Nr. 1.596.095: Georg Ripken (1. Mai 1933)
- Nr. 1.596.257: Herbert Beer (1. April 1933)
- Nr. 1.596.491: Paul Werner Hoppe (1. April 1933)
- Nr. 1.596.806: Walter Dreß (1. Mai 1933)
- Nr. 1.597.250: Paul Graener (1. April 1933)
- Nr. 1.597.392: Walther Jaensch (1. April 1933)
- Nr. 1.597.554: Richard Kienast (1. April 1933)
- Nr. 1.597.568: Walter Kirchhoff (1. April 1933)
- Nr. 1.598.891: Bernhard Kuiper (1. April 1933)
- Nr. 1.598.919: Albert Lütkemeyer (1. März 1933)
- Nr. 1.600.275: Albert Janesch (18. Februar 1933)
- Nr. 1.600.709: Karl Ursin
- Nr. 1.601.818: Karl Bandion (28. März 1933)
- Nr. 1.601.822: Friedrich Plattner (1. April 1933)
- Nr. 1.603.272: Camillo Ruggera (1. April 1933)
- Nr. 1.604.084: Wladimir von Pawlowski (20. April 1933)
- Nr. 1.604.506: Friedrich Metz (15. April 1933)
- Nr. 1.604.682: Josef Gumpold (1. April 1933)
- Nr. 1.605.431: Erich Gebert (12. April 1933)
- Nr. 1.605.636: Peter Aufschnaiter (22. April 1933)
- Nr. 1.608.595: Walter Pfrimer (24. April 1933)
- Nr. 1.608.629: Walter Schmid-Sachsenstamm
- Nr. 1.609.195: Ferdinand Exl (30. März 1933)
- Nr. 1.609.968: Franz Schütz
- Nr. 1.610.219: Josef Wolkerstorfer
- Nr. 1.611.149: Ludwig Holleck (1. Mai 1933)
- Nr. 1.611.253: Othmar Steinbauer
- Nr. 1.611.378: Fritz Zweigelt
- Nr. 1.612.748: Georg Grünbart (1. Mai 1933)
- Nr. 1.613.382: Marcel Kammerer (23. April 1933)
- Nr. 1.613.535: Oskar Hinterleitner (27. April 1933)
- Nr. 1.614.049: Herbert Strutz
- Nr. 1.615.000: Helge Rosvaenge (1. Mai 1933)
- Nr. 1.615.407: Johannes Würtz
- Nr. 1.615.626: Hermine Cloeter (1. Mai 1933)
- Nr. 1.616.309: Viktor Junk (1. April 1933)
- Nr. 1.616.421: Eduard Pernkopf (27. April 1933)
- Nr. 1.616.477: Robert Hohlbaum (1. Mai 1933)
- Nr. 1.616.497: Walter Rafelsberger (1. Mai 1933)
- Nr. 1.616.541: Otto Reisch (1. Mai 1933)
- Nr. 1.617.924: Rudolf Haybach (1. April 1933)
- Nr. 1.618.531: Walter Bitterlich (14. Mai 1933)
- Nr. 1.619.295: Josef Janisch (15. April 1933)
- Nr. 1.619.374: Hans Peter Cornelius (1. Mai 1933)
- Nr. 1.619.449: Ewald Schild
- Nr. 1.619.526: Franz Kinzl (1. Mai 1933)
- Nr. 1.619.566: Karl von Kurz (1. Mai 1933)
- Nr. 1.619.908: Wolfgang Abel (1. Juni 1933)
- Nr. 1.619.913: Hedwig Fleischhacker (1. Juni 1933)
- Nr. 1.619.926: Walter Pochlatko (1. Juni 1933)
- Nr. 1.620.228: Rudolf Lonauer (1. Mai 1933)
- Nr. 1.620.300: Anton Zumtobel
- Nr. 1.620.332: Roderich Mojsisovics von Mojsvár (1. Mai 1933)
- Nr. 1.620.345: Sepp Helfrich (1. Mai 1933)
- Nr. 1.620.889: Rudolf Hämmerle (1. Mai 1933)
- Nr. 1.620.971: Rudolf Kattnigg (1. Mai 1933)
- Nr. 1.621.031: Karl Senn
- Nr. 1.621.299: Friedrich Hecht (1. Mai 1933)
- Nr. 1.621.390: Robert M. Müller (1. Mai 1933)
- Nr. 1.621.727: Wilhelm Frass (1. Mai 1933)
- Nr. 1.622.361: Werner Riemerschmid (1. Mai 1933)
- Nr. 1.622.724: Edgar Stiller
- Nr. 1.622.750: Karl Gstöttenbauer (15. Mai 1933)
- Nr. 1.622.824: Franz Kröner (1. Mai 1933)
- Nr. 1.623.037: Friedrich Wallisch
- Nr. 1.623.285: Erich Zimmermann
- Nr. 1.626.625: Arthur Winkler-Hermaden
- Nr. 1.627.931: Oskar Wagner
- Nr. 1.628.952: Eberhard Clar (1. Juni 1933)
- Nr. 1.629.035: Walther Schauenstein
- Nr. 1.629.280: Heinz Birthelmer (1. Juni 1933)
- Nr. 1.629.610: Hanns Schopper
- Nr. 1.629.642: Richard Karpellus (1. Juni 1933)
- Nr. 1.629.643: Heinrich Kunnert
- Nr. 1.629.746: Leopold Mayer (1. Juni 1933)
- Nr. 1.629.997: Robert Stumpfl
- Nr. 1.632.314: Alois Knäbel (1. April 1933)
- Nr. 1.632.672: Rudolf Müller (1. April 1933)
- Nr. 1.636.258: Franz Wilhelm Kieling (1. April 1933)
- Nr. 1.637.278: August Werner (1. April 1933)
- Nr. 1.638.831: Oskar Walleck
- Nr. 1.640.917: Heinrich Korbsch (1. April 1933)
- Nr. 1.641.300: Walter Möller (1. April 1933)
- Nr. 1.648.153: Georg Friedrich (Solms-Laubach) (1. Mai 1933)
- Nr. 1.652.034: Erich Arndt (1. April 1933)
- Nr. 1.655.220: Werner Naumann (1. April 1933)
- Nr. 1.655.393: Andreas von Antropoff
- Nr. 1.657.764: Alexander Langsdorff (1. Juni 1933)
- Nr. 1.660.570: Erwin Selck
- Nr. 1.662.635: Heinrich Kliewe (1. April 1933)
- Nr. 1.662.710: Rudolf Kröning (1. April 1933)
- Nr. 1.663.050: Werner Rohde (1. April 1933)
- Nr. 1.663.550: Rudolf Elmayer von Vestenbrugg (1. April 1933)
- Nr. 1.663.569: Georg Amend (1. April 1933)
- Nr. 1.663.671: Fritz Behrendt (1. April 1933)
- Nr. 1.663.751: Josef Bühler (1. April 1933)
- Nr. 1.664.468: Ernst-Albrecht Hildebrandt (1. April 1933)
- Nr. 1.664.593: Elsa Sophia von Kamphoevener (1. April 1933)
- Nr. 1.664.695: Georg Köhl (1. April 1933)
- Nr. 1.664.696: Ludwig Kusche (1. April 1933)
- Nr. 1.664.751: Theodor Künkele (1. April 1933)
- Nr. 1.665.143: Anton Oberniedermayr (1. April 1933)
- Nr. 1.665.183: Julius Plaichinger (1. April 1933)
- Nr. 1.665.296: Wilhelm Rode
- Nr. 1.665.366: Johannes Bierbach (1. Mai 1933)
- Nr. 1.665.376: Ernst Rehm (1. April 1933)
- Nr. 1.665.722: Wolf Strache
- Nr. 1.665.747: Georg Strobl (1. April 1933)
- Nr. 1.666.109: Carl Ahrendts (1. April 1933)
- Nr. 1.667.025: Fritz Alberti (1. April 1933)
- Nr. 1.667.407: Ulrich Greifelt (1. April 1933)
- Nr. 1.667.492: Heinrich Worster
- Nr. 1.667.522: Hans-Wolfgang von Herwarth (1. April 1933)
- Nr. 1.668.090: Rudolf Odebrecht (1. April 1933)
- Nr. 1.668.487: Oskar Sima
- Nr. 1.668.647: Alwin Wipper
- Nr. 1.669.511: Otto Autrum (1. April 1933)
- Nr. 1.669.929: Louis Anton von Horst (1. April 1933)
- Nr. 1.670.061: Arthur Kistenmacher (1. April 1933)
- Nr. 1.670.602: Gerd Voss (1. April 1933)
- Nr. 1.674.462: Wilhelm Kohlbach (1. April 1933)
- Nr. 1.675.500: Alfred Schneider
- Nr. 1.675.565: Hans Schick
- Nr. 1.676.258: Adolf Wissel
- Nr. 1.676.875: Helmut Grube (1. April 1933)
- Nr. 1.676.901: Johann Habben (1. April 1933)
- Nr. 1.678.456: Ferdinand Mackensen von Astfeld (1. April 1933)
- Nr. 1.682.886: Erhard Grauel (1. April 1933)
- Nr. 1.683.854: Karl von Buchka (1. Mai 1933)
- Nr. 1.687.200: Kurt Nederkorn (1. März 1933)
- Nr. 1.687.722: Gustav Lahmeyer (1. April 1933)
- Nr. 1.689.528: Gustav Fink
- Nr. 1.690.397: Fritz Schmige
- Nr. 1.691.130: Hans Albrecht (1. April 1933)
- Nr. 1.691.179: Walter Blassat (1. April 1933)
- Nr. 1.691.360: Wilhelm August Patin (1. April 1933)
- Nr. 1.693.773: Curt Biegler (1. April 1933)
- Nr. 1.695.681: Wilhelm Zwilling
- Nr. 1.696.167: Carl Nörtemann (1. April 1933)
- Nr. 1.696.244: Erich Keßler (1. Mai 1933)
- Nr. 1.696.413: Ernst Heinkel (1. Mai 1933)
- Nr. 1.697.290: Ludwig Bartels (1. April 1933)
- Nr. 1.697.300: Carl Christiansen (1. April 1933)
- Nr. 1.698.421: Alfred Hermann (1. Juli 1933)
- Nr. 1.704.164: Hans Grund (1. April 1933)
- Nr. 1.705.883: Karl Blume (1. April 1933)
- Nr. 1.706.243: Rudolf Rahn (1. Juni 1933)
- Nr. 1.706.357: Josef Umbach (1. April 1933)
- Nr. 1.706.842: Gerhard Klopfer (1. April 1933)
- Nr. 1.708.071: Hans Kühne (1. April 1933)
- Nr. 1.709.820: Erwin Muermann (1. April 1933)
- Nr. 1.710.012: Konrad Gorges (1. April 1933)
- Nr. 1.719.177: Walter Albath (1. April 1933)
- Nr. 1.719.254: Vollrath Hoeck (1. April 1933)
- Nr. 1.719.389: Rudolf Fey (1. April 1933)
- Nr. 1.719.510: Gustav Memminger (1. September 1933)
- Nr. 1.722.161: Franz Amon
- Nr. 1.722.312: Paul Barnickel (1. Mai 1933)
- Nr. 1.722.586: Wilhelm von Braun (1. Mai 1933)
- Nr. 1.722.897: Rudolf Einhauser (1. Januar 1933)
- Nr. 1.723.079: Karl Freytag (1. Mai 1933)
- Nr. 1.723.317: Karl Gebhardt (1. Mai 1933)
- Nr. 1.724.236: Anton Kathrein senior (1. Mai 1933)
- Nr. 1.724.568: Otto Kubel (1. Mai 1933)
- Nr. 1.724.760: Ernst Liebermann (1. Mai 1933)
- Nr. 1.724.803: Hansjörg Maurer (1. Mai 1933)
- Nr. 1.724.933: Franz Xaver Meitinger (1. Mai 1933)
- Nr. 1.725.219: Albert Oeckl (1. Mai 1933)
- Nr. 1.725.299: Otto Praun (1. Mai 1933)
- Nr. 1.725.612: Ludwig Reiners (1. Mai 1933)
- Nr. 1.725.814: Josef Seuß (1. März 1932)
- Nr. 1.726.624: Karl Michel von Tüßling
- Nr. 1.726.633: Anton Thumann
- Nr. 1.726.641: Toni Thoms
- Nr. 1.727.284: Bernhard Bavink (1. April 1933)
- Nr. 1.727.606: Hans Dütting (1. April 1933)
- Nr. 1.727.962: Lorenz Hackenholt (1. April 1933)
- Nr. 1.732.050: Wilhelm Knothe (1. Mai 1933)
- Nr. 1.732.487: Pauline von Württemberg (1877–1965) (1. April 1933)
- Nr. 1.732.775: Carl August Clodius (1. Mai 1933)
- Nr. 1.732.779: Franz Wenzler (1. April 1933)
- Nr. 1.732.872: Waldtraut Bohm (1. April 1933)
- Nr. 1.733.035: Hans Grade (1. April 1933)
- Nr. 1.733.867: Erich Ebel (1. April 1933)
- Nr. 1.734.554: Bruno Meissner (1. April 1933)
- Nr. 1.734.565: Herbert Meyer (1. April 1933)
- Nr. 1.734.800: Wilhelm Richter (1. April 1933)
- Nr. 1.737.113: Oskar Karich (1. April 1933)
- Nr. 1.737.180: Bruno Pfütze (1. April 1933)
- Nr. 1.738.044: Oskar Knofe (1. April 1933)
- Nr. 1.738.216: Robert Höltje (1. April 1933)
- Nr. 1.741.931: Martin Paul Wolf
- Nr. 1.744.848: Theobald Thier
- Nr. 1.746.389: Wilhelm Müller (1. Mai 1933)
- Nr. 1.747.534: Karl Alexander von Müller (1. August 1933)
- Nr. 1.747.707: Otto Eckert (1. April 1933)
- Nr. 1.750.676: Gerhard von Prosch (1. Mai 1933)
- Nr. 1.752.411: Adolf Diekmann (1. April 1933)
- Nr. 1.753.280: Wilhelm Peßler (1. April 1933)
- Nr. 1.753.406: Hermann Ritzau (1. April 1933)
- Nr. 1.753.690: Otto Schumann
- Nr. 1.754.091: Emil-Werner Baule (1. April 1933)
- Nr. 1.754.223: Hermann Bresgen (1. April 1933)
- Nr. 1.755.019: Walther Lampe (1. April 1933)
- Nr. 1.755.649: Curt Roesebeck (1. April 1933)
- Nr. 1.758.769: Karl Hermann Pillney (1. April 1933)
- Nr. 1.760.077: August Batzem (1. April 1933)
- Nr. 1.764.071: Otto Merkt (1. April 1933)
- Nr. 1.766.504: Rudolf von Jaschke (1. April 1933)
- Nr. 1.767.151: Walther Schmied-Kowarzik (1. April 1933)
- Nr. 1.768.300: Alfred Birlem (1. April 1933)
- Nr. 1.768.644: Karl Hoffmann (1. April 1933)
- Nr. 1.769.174: Willi Plautz (1. April 1933)
- Nr. 1.770.360: Ernst Gernot Klussmann (1. April 1933)
- Nr. 1.771.278: Wilhelm Heim (1. April 1933)
- Nr. 1.771.848: Friedrich Peter (1. April 1933)
- Nr. 1.772.081: Oswald Schäfer (1. April 1933)
- Nr. 1.772.610: Karl Draeger (1. April 1933)
- Nr. 1.772.623: Eberhard Doege (1. April 1933)
- Nr. 1.772.846: Karl Haberstock (1. April 1933)
- Nr. 1.772.957: Otto von Keudell (1. April 1933)
- Nr. 1.773.279: Wilhelm Renner (1. April 1933)
- Nr. 1.773.284: Heinrich Richter-Brohm (1. April 1933)
- Nr. 1.773.575: Hermann Voss
- Nr. 1.773.683: Gustav Allinger (1. April 1933)
- Nr. 1.773.757: Hans Busch (1. April 1933)
- Nr. 1.773.899: Ernst Rudolf Fischer (1. April 1933)
- Nr. 1.774.018: Willy ter Hell (1. April 1933)
- Nr. 1.774.101: Phil Jutzi (1. April 1933)
- Nr. 1.774.480: Otto von Proeck (1. April 1933)
- Nr. 1.774.512: Hans Heyse (1. Mai 1933)
- Nr. 1.774.590: Max von Schillings
- Nr. 1.774.684: Friedrich Trautwein (1933)
- Nr. 1.774.686: Johannes Thiele
- Nr. 1.774.790: Hans-Caspar von Zobeltitz
- Nr. 1.774.979: Horst Naudé (1. Mai 1933)
- Nr. 1.776.680: Oswald Muris (1. April 1933)
- Nr. 1.777.346: Hans-Dieter Ellenbeck (1. April 1933)
- Nr. 1.780.666: Werner Gerlach (1. Juli 1933)
- Nr. 1.782.037: Ernst Drewes (1. April 1933)
- Nr. 1.782.426: Wilhelm Petersen (1. April 1933)
- Nr. 1.785.198: Rudolf Heuson (1. April 1933)
- Nr. 1.788.773: Ernst Heinrich (1. April 1933)
- Nr. 1.789.825: Hans Gustl Kernmayr (1. Juli 1933)
- Nr. 1.790.246: Rudolf Beyschlag (1. April 1933)
- Nr. 1.790.809: Ivar Lissner (1. April 1933)
- Nr. 1.791.478: Wilhelm Paasche (1. April 1933)
- Nr. 1.791.554: Otto Grimm (1. April 1933)
- Nr. 1.792.398: Kurt Goerttler (1. Juli 1933)
- Nr. 1.792.959: Paul Schnabel
- Nr. 1.793.064: Adolf Jess (1. September 1933)
- Nr. 1.794.828: Hermann Craemer (1. April 1933)
- Nr. 1.794.944: Wolfgang von Hessen (1. April 1933)
- Nr. 1.795.025: Otto Lang (1. April 1933)
- Nr. 1.795.048: Hans Meissner (1. April 1933)
- Nr. 1.795.051: Reinhold Merten (1. April 1933)
- Nr. 1.795.786: Robert Stauch
- Nr. 1.795.834: Adolf Wahlmann
- Nr. 1.798.953: Otto Bornemann (1. April 1933)
- Nr. 1.798.999: Hermann Fricke (1. April 1933)
- Nr. 1.799.182: Walther Flaig (1. Juni 1933)
- Nr. 1.800.573: Hanns Alexander (1. Juni 1933)
- Nr. 1.800.960: Fritz Gebhardt von Hahn (1. April 1933)
- Nr. 1.801.063: Oskar von Niedermayer (1. November 1933)
- Nr. 1.801.910: Siegfried Passarge (1. November 1933)
- Nr. 1.802.243: Heinrich Schönhals (Anfang April 1933)
- Nr. 1.802.808: Theophil Hackethal (1. April 1933)
- Nr. 1.804.626: Oscar Robert Henschel (1. April 1933)
- Nr. 1.805.229: Erich Peter (1. April 1933)
- Nr. 1.806.173: Hermann Hiller (1. April 1933)
- Nr. 1.808.677: Hans Grebe (1. April 1933)
- Nr. 1.808.886: Adolf Messer (1. April 1933)
- Nr. 1.809.367: Herbert Rimpl (1. April 1933)
- Nr. 1.810.962: Rolf Böger (1. April 1933)
- Nr. 1.811.228: Friedrich Henzel (1. April 1933)
- Nr. 1.811.429: Kurt Leuchs
- Nr. 1.811.542: Reinhold Niemeyer (1. April 1933)
- Nr. 1.811.761: Walter Schroeder
- Nr. 1.814.153: Horst Freytag (1. April 1933)
- Nr. 1.815.988: Rolf Cunz (1. Mai 1933)
- Nr. 1.816.841: Hermann Aumer (1. Mai 1933)
- Nr. 1.818.800: Heinrich Roth
- Nr. 1.818.855: Hermann Reinhold (1. April 1933)
- Nr. 1.819.041: Alfons Bühl (1. Mai 1933)
- Nr. 1.819.256: Gerhard Melcher (1. April 1933)
- Nr. 1.820.720: Helmut Mommsen (1. April 1933)
- Nr. 1.820.910: Walter Hellenthal (1. Mai 1933)
- Nr. 1.821.315: Otto Girndt (1. April 1933)
- Nr. 1.821.357: Fritz Hellmann (1. April 1933)
- Nr. 1.821.616: Karl Schmidt-Römer
- Nr. 1.821.705: Alfred Adam (1. April 1933)
- Nr. 1.822.083: Friedrich Merdsche (1. April 1933)
- Nr. 1.822.646: Siegfried Richter (1. April 1933)
- Nr. 1.824.896: Walter Liska (1. April 1933)
- Nr. 1.824.940: Horst Neubauer (1. April 1933)
- Nr. 1.828.914: Hermann Ulrich Albrecht
- Nr. 1.828.932: Ernst Féaux de la Croix (1. April 1933)
- Nr. 1.829.243: Herbert Peiper (1. April 1933)
- Nr. 1.829.513: Hans-Peter Will
- Nr. 1.829.722: Walter Hess (1. April 1933)
- Nr. 1.830.078: Albrecht Schmidt
- Nr. 1.832.242: Johann Friedrich Crome (1. April 1933)
- Nr. 1.832.672: Hugo Fuchs (1. April 1933)
- Nr. 1.833.785: Paul Meyers-Platen (1. April 1933)
- Nr. 1.834.673: Wilhelm Albert von Brunn (1. April 1933)
- Nr. 1.834.775: Carl Broßmann (1. April 1933)
- Nr. 1.834.823: Kurt Diebner (1. April 1933)
- Nr. 1.835.102: Günther Hennecke (1. April 1933)
- Nr. 1.835.171: Hans Horsters (1. April 1933)
- Nr. 1.840.241: Claus Clausen (1. April 1933)
- Nr. 1.840.269: Julius Dörffel (1. April 1933)
- Nr. 1.842.542: Wilhelm Wulf
- Nr. 1.844.958: Helmuth Gabriel (1. Mai 1933)
- Nr. 1.845.682: Werner Otto Bachmann (1. Mai 1933)
- Nr. 1.845.920: Georg Gaßner (1. Mai 1933)
- Nr. 1.846.058: Otto Hummel (1. Mai 1933)
- Nr. 1.846.130: Werner Kirsch (1. Mai 1933)
- Nr. 1.846.337: Felix von Mikulicz-Radecki (1. Mai 1933)
- Nr. 1.847.571: Robert Hördemann (1. Mai 1933)
- Nr. 1.847.769: Gustav Struck
- Nr. 1.847.850: Karl Branner (1. Mai 1933)
- Nr. 1.848.014: Otto Meyer-Tonndorf (1. Mai 1933)
- Nr. 1.848.222: Karl Burk (1. Mai 1933)
- Nr. 1.848.317: Gustav Kilian (1. Mai 1933)
- Nr. 1.848.453: Max Thomas
- Nr. 1.849.957: Gustav Deharde (1. Mai 1933)
- Nr. 1.850.129: Wilhelm Gehring (1. Mai 1933)
- Nr. 1.850.887: Hans-Joachim Osterrath (1. Dezember 1933)
- Nr. 1.850.903: Franz Radziwill (1. Mai 1933)
- Nr. 1.850.906: Bernhard Rakers (1. Mai 1933)
- Nr. 1.851.972: Erich Mackeldey (1. Mai 1933)
- Nr. 1.852.039: Otto Weidner
- Nr. 1.853.521: Adolf Holzwig (1. Mai 1933)
- Nr. 1.853.763: Walter Schulz (1. Mai 1933)
- Nr. 1.853.922: Reinhard Dullien (1. Mai 1933)
- Nr. 1.853.978: Hans Krüger (1. Mai 1933)
- Nr. 1.858.805: Hans Joachim Sewering
- Nr. 1.859.213: Emil Böhmer (1. Mai 1933)
- Nr. 1.859.818: Albrecht Steger
- Nr. 1.859.915: Hermann Heerdt (1. Mai 1933)
- Nr. 1.860.913: Edmund Stoeckle
- Nr. 1.863.899: Horst Platen (1. Mai 1933)
- Nr. 1.864.296: Wilhelm Hartenstein (1. Mai 1933)
- Nr. 1.864.301: Franz Jürgens (1. Mai 1933)
- Nr. 1.864.361: Paul Berkenkopf (1. Mai 1933)
- Nr. 1.865.334: Johann Frers (1. Mai 1933)
- Nr. 1.866.522: Arthur Vollstedt (1. Mai 1933)
- Nr. 1.866.830: Carl Vincent Krogmann (1. Mai 1933)
- Nr. 1.867.556: Hans Lobbes (1. Mai 1933)
- Nr. 1.867.767: Johann Baptist Rieffert (1. Mai 1933)
- Nr. 1.868.518: Hans Dippold (1. Mai 1933)
- Nr. 1.869.801: Otto Hintner (1. Mai 1933)
- Nr. 1.870.308: Otto Petersen (1. Mai 1933)
- Nr. 1.871.595: Max Horten (1. Mai 1933)
- Nr. 1.871.881: Kurt Wiesner (1. Mai 1933)
- Nr. 1.874.579: Bartholomäus Eberl (1. Mai 1933)
- Nr. 1.875.698: Max Wolf
- Nr. 1.875.708: Anton Bossi Fedrigotti (1. Mai 1933)
- Nr. 1.876.217: Friedrich Schäfer
- Nr. 1.876.224: Gert Bennewitz (1. August 1934)
- Nr. 1.878.921: Hans Kehrl (1. Mai 1933)
- Nr. 1.880.920: Oskar Baumgarten (1. Mai 1933)
- Nr. 1.880.935: Erich Dieckmann (1. Mai 1933)
- Nr. 1.881.015: Wilhelm Haring (1. Mai 1933)
- Nr. 1.881.042: Karl Isenbeck (1. Mai 1933)
- Nr. 1.881.053: Werner Hülle (1. Mai 1933)
- Nr. 1.881.106: Willi Laatsch (1. Mai 1933)
- Nr. 1.881.138: Kurt Mothes (1. Mai 1933)
- Nr. 1.881.189: Rudolf Ruth (1. Mai 1933)
- Nr. 1.881.628: Leonhard Köppe (1. Mai 1933)
- Nr. 1.881.771: Richard Wittsack
- Nr. 1.884.004: Kurt Flamme (1. November 1933)
- Nr. 1.884.254: Gebhard Himmler (1. November 1933)
- Nr. 1.884.319: Karl Bosl (1. Mai 1933)
- Nr. 1.886.112: Willi Seibert (27. April 1933)
- Nr. 1.887.399: Erhard Riemann (1. Mai 1933)
- Nr. 1.888.674: Ludwig Bernheim (1. Mai 1933)
- Nr. 1.888.679: Wilhelm Martin Becker (1. Mai 1933)
- Nr. 1.888.932: Karl Esselborn (1. Mai 1933)
- Nr. 1.891.804: Max Matheis (1. Mai 1933)
- Nr. 1.893.425: Karl Siegel
- Nr. 1.893.890: Albert Pfitzer (1. Mai 1933)
- Nr. 1.893.927: Heinrich Reich (1. Mai 1933)
- Nr. 1.895.018: Bruno Senninger
- Nr. 1.895.282: Hermann Ramsperger (1. Mai 1933)
- Nr. 1.895.803: Willi Abendschön (1. Mai 1933)
- Nr. 1.895.924: August Bossert (1. Mai 1933)
- Nr. 1.899.520: Rudolf Bickel (1. Mai 1933)
- Nr. 1.899.605: Rudolf Conrath (1. Mai 1933)
- Nr. 1.900.802: Jakob Bader (1. Dezember 1933)
- Nr. 1.901.616: Friedrich Kreibaum (1. Mai 1933)
- Nr. 1.903.386: Karl Brunner (1. Mai 1933)
- Nr. 1.907.565: Georg Bochmann (1. Mai 1933)
- Nr. 1.908.380: Georg König (1. Mai 1933)
- Nr. 1.909.344: Walter Frenzel (1. Mai 1933)
- Nr. 1.910.022: Heinz Rosenmüller (1. Mai 1933)
- Nr. 1.912.107: Johannes Paul Thilman (1. Mai 1933)
- Nr. 1.916.148: Willibald Lichtenheldt (1. Mai 1933)
- Nr. 1.916.181: Rudolf Korndörfer (1. Mai 1933)
- Nr. 1.917.228: Joachim Müller (1. Mai 1933)
- Nr. 1.919.152: Johannes Paul (1. Mai 1933)
- Nr. 1.923.841: Friedrich Boas (1. Mai 1933)
- Nr. 1.924.350: Siegfried Beyschlag (1. Mai 1933)
- Nr. 1.924.430: Otto Bickenbach (1. Mai 1933)
- Nr. 1.924.519: German Bestelmeyer (1. Mai 1933)
- Nr. 1.924.737: Ernst Durchholz (1. Mai 1933)
- Nr. 1.924.842: Heinz Doering (1. Mai 1933)
- Nr. 1.924.860: Paul Danzer (1. Mai 1933)
- Nr. 1.925.144: Wilhelm Rebay von Ehrenwiesen (1. Mai 1933)
- Nr. 1.925.331: Hanns Floerke (1. Mai 1933)
- Nr. 1.925.875: Hermann Gerstner (1. Mai 1933)
- Nr. 1.925.993: Albert Gollwitzer (1. Mai 1933)
- Nr. 1.926.241: Konrad Schmidbauer
- Nr. 1.926.269: Hermann Herdeg (1. Mai 1933)
- Nr. 1.926.692: Ludwig Hofmeister (1. Mai 1933)
- Nr. 1.927.502: Carl Graf von Klinckowstroem (1. Mai 1933)
- Nr. 1.927.782: Georg Lanzenberger (1. Mai 1933)
- Nr. 1.928.148: Julius K. Mayr (1. Mai 1933)
- Nr. 1.928.299: Jörg Modlmayr (1. Mai 1933)
- Nr. 1.928.356: Berthold Mueller (1. Mai 1933)
- Nr. 1.928.474: Erich Mercker (1. Mai 1933)
- Nr. 1.928.904: Carl von Oberkamp (1. Mai 1933)
- Nr. 1.929.396: Erwin Reichenbach (1. Mai 1933)
- Nr. 1.929.687: Hugo Kehrer (1. Mai 1933)
- Nr. 1.929.969: Johann Schwarzhuber
- Nr. 1.930.045: Hans Schwegerle
- Nr. 1.930.298: Otto Schwarzenberger
- Nr. 1.931.187: Catherina Godwin (1. Mai 1933)
- Nr. 1.931.624: Reinhard Wiesend
- Nr. 1.931.666: Franz Wirz
- Nr. 1.931.804: Julius Hoppenrath (1. September 1933)
- Nr. 1.933.343: Richard Müller (1. Mai 1933)
- Nr. 1.933.964: Walter Hahn (1. Mai 1933)
- Nr. 1.934.152: Franz Schreiber
- Nr. 1.934.567: Max Günther (1. Mai 1933)
- Nr. 1.934.652: Kurt Berger (1. Mai 1933)
- Nr. 1.937.929: Ernst Rode (1. Mai 1933)
- Nr. 1.940.762: Erich Bock (1. Mai 1933)
- Nr. 1.941.466: Udo Klausa (1. Mai 1933)
- Nr. 1.942.286: Joachim Deumling (1. Mai 1933)
- Nr. 1.942.711: Albert Battel (1. Mai 1933)
- Nr. 1.943.554: Leo Brandenburg (1. Mai 1933)
- Nr. 1.943.730: Hans Körfer (1. Mai 1933)
- Nr. 1.945.762: Fritz Abt (1. September 1934)
- Nr. 1.946.050: Matthias Hoogen (1. Mai 1933)
- Nr. 1.946.613: Ulrich Haberland (1. Mai 1933)
- Nr. 1.947.319: Günter Kuhl (1. Mai 1933)
- Nr. 1.948.239: Heinrich Laag (1. Mai 1933)
- Nr. 1.950.150: Walter Huppenkothen (1. Mai 1933)
- Nr. 1.951.290: Walter Gentz (1. Mai 1933)
- Nr. 1.951.885: Oskar Karpa (1. Mai 1933)
- Nr. 1.952.555: Fritz Ries (1. Mai 1933)
- Nr. 1.954.064: Gerhard Fritz Hensel (1. Mai 1933)
- Nr. 1.955.139: Horst Meischner (1. Mai 1933)
- Nr. 1.955.385: Walther Matzdorff (1. Mai 1933)
- Nr. 1.956.803: Helmut Bulling (1. Mai 1933)
- Nr. 1.956.805: Walter Modes (1. Mai 1933)
- Nr. 1.957.164: Johannes Jentsch (1. Mai 1933)
- Nr. 1.957.634: Horst Laube (1. Mai 1933)
- Nr. 1.958.496: Rudolf Bernhardt (1. Mai 1933)
- Nr. 1.959.957: Rudolf Herold (1. Mai 1933)
- Nr. 1.961.599: Hans Erbring (1. Mai 1933)
- Nr. 1.961.656: Hermann Günther (1. Mai 1933)
- Nr. 1.961.795: Erich Meyer (1. Mai 1933)
- Nr. 1.961.827: Karl Justus Obenauer (1. Mai 1933)
- Nr. 1.963.471: Fritz Beckert (1. Mai 1933)
- Nr. 1.963.603: Otto Geigenmüller (1. Mai 1933)
- Nr. 1.963.968: Walter Hoffmann (1. Mai 1933)
- Nr. 1.965.727: Gerhard Palitzsch (1. Mai 1933)
- Nr. 1.965.825: Hans Stosch-Sarrasani junior (1. Mai 1933)
- Nr. 1.967.210: Werner Masseck (1. Mai 1933)
- Nr. 1.971.204: Kurt-Heinz Krug (1. Mai 1933)
- Nr. 1.972.106: Walter Kubitzky (1. Mai 1933)
- Nr. 1.972.371: Günther Küchenhoff (1. Mai 1933)
- Nr. 1.974.626: Georg Kroll (1. Mai 1933)
- Nr. 1.976.826: Georg Leibbrandt (1. Juli 1933)
- Nr. 1.977.589: Erich Rademacher (1. Mai 1933)
- Nr. 1.978.053: Fritz Martini (1. Mai 1933)
- Nr. 1.978.074: Johannes Güthling (1. Mai 1933)
- Nr. 1.980.077: Erni Finselberger (1. Mai 1933)
- Nr. 1.984.886: Walter Möllenberg (1. Mai 1933)
- Nr. 1.986.657: Max Eggert (1. Mai 1933)
- Nr. 1.987.007: Rudolf Ahlers (1. Mai 1933)
- Nr. 1.988.328: Hans Kupke (1. Mai 1933)
- Nr. 1.988.331: Max Montua (1. Mai 1933)
- Nr. 1.989.212: Theodor Parisius (1. Mai 1933)
- Nr. 1.991.281: Karl von Rumohr
- Nr. 1.992.007: Hans Rehder-Knöspel (1. Mai 1933)
- Nr. 1.995.544: Walter Meyer (1. Mai 1933)
- Nr. 1.996.213: Wilhelm Herberholz (1. Mai 1933)
- Nr. 1.996.295: Paul Schmitz-Voigt
- Nr. 1.996.317: Adolf Wamper
- Nr. 1.998.009: Eggert Reeder (1. Mai 1933)
- Nr. 1.999.209: Carl-Ernst Bierwirth (1. Mai 1933)
- Nr. 2.008.517: Hans Dellbrügge (1. Mai 1933)
- Nr. 2.008.852: Albert Heuwieser (1. November 1933)
- Nr. 2.009.113: Lothar Gottlieb Tirala
- Nr. 2.009.482: Eduard Hilgard (1. Februar 1934)
- Nr. 2.009.653: Wilhelm Kissel (1. März 1934)
- Nr. 2.010.161: Carl Arnhold (1. April 1933)
- Nr. 2.010.235: Gustav Assmann (1. Mai 1933)
- Nr. 2.010.377: Günther Erdmann (1. Mai 1933)
- Nr. 2.010.379: Heinz Ehaus (1. Mai 1933)
- Nr. 2.010.861: Fred Sauer
- Nr. 2.011.036: Wilhelm Ziegler (1. Mai 1933)
- Nr. 2.014.365: Albrecht Claus (1. Mai 1933)
- Nr. 2.016.553: Walter Dexel (1. Mai 1933)
- Nr. 2.018.596: Walter Best (1. Mai 1933)
- Nr. 2.019.175: Max Häusserer (1. Mai 1933)
- Nr. 2.019.451: Peter Thaddäus Keßler (1. Mai 1933)
- Nr. 2.019.597: Alexander Kraell (1. Mai 1933)
- Nr. 2.019.680: Karl Lieser (1. Mai 1933)
- Nr. 2.019.764: Karl Merck (1. Mai 1933)
- Nr. 2.019.775: August Meier (1. Mai 1933)
- Nr. 2.020.255: Ferdinand Schleicher
- Nr. 2.020.857: Bruno Kittel (1. Mai 1933)
- Nr. 2.021.194: Annemarie Pissel (1. Mai 1933)
- Nr. 2.021.909: Hansjochem Autrum (1. Mai 1933)
- Nr. 2.021.979: Hans Ullrich
- Nr. 2.022.321: Walther Günther (1. Mai 1933)
- Nr. 2.022.432: Wolfgang Hartung (1. Mai 1933)
- Nr. 2.022.456: Hans Carste (1. Mai 1933)
- Nr. 2.022.952: Curt Kuhl (1. Mai 1933)
- Nr. 2.023.813: Heinrich Kohl (1. Mai 1933)
- Nr. 2.025.969: Hans-Georg von Jagow (1. Mai 1934)
- Nr. 2.026.645: Ernst Bücken (1. Mai 1933)
- Nr. 2.028.458: Gerhard Moldenhauer (1. Mai 1933)
- Nr. 2.030.158: Johannes Hoßfeld (1. Mai 1933)
- Nr. 2.031.141: Hans Gawlik (1. Mai 1933)
- Nr. 2.031.230: Johannes Hermann Müller (1. Mai 1933)
- Nr. 2.031.491: Günther Abicht (1. Mai 1933)
- Nr. 2.031.610: Heinrich Bechtel (1. Mai 1933)
- Nr. 2.032.882: Johann Dannegger (1. Mai 1933)
- Nr. 2.033.727: Anton Jirku (1. Mai 1933)
- Nr. 2.033.776: Reinhard Karl Julius Badenhoop (1. Mai 1933)
- Nr. 2.033.814: Hermann Behr (1. Mai 1933)
- Nr. 2.034.515: Wilhelm Kries (1. Mai 1933)
- Nr. 2.034.614: Guido von Mengden (1. Mai 1933)
- Nr. 2.039.331: Max Jüttner (1. Juli 1933)
- Nr. 2.040.646: Georg Basner (1. Mai 1933)
- Nr. 2.041.921: Norbert Brinkmann (1. Mai 1933)
- Nr. 2.041.943: Anton Diermann (1. Mai 1933)
- Nr. 2.041.949: Leonhard Drach (1. Mai 1933)
- Nr. 2.045.906: Alexander Löfken (1. Mai 1933)
- Nr. 2.048.494: Ottmar Kohler (1. Mai 1933)
- Nr. 2.050.783: Waldemar Rienäcker (1. Mai 1933)
- Nr. 2.051.001: Erich Mertens (1. Mai 1933)
- Nr. 2.051.041: Hans Georg Klamroth (1. Mai 1933)
- Nr. 2.053.355: Ulrich von Fresenius (1. Mai 1933)
- Nr. 2.056.490: Oskar Funk (1. Mai 1933)
- Nr. 2.061.012: Adolf Kessler (1. Mai 1933)
- Nr. 2.061.128: Martin Kornrumpf (1. Oktober 1934)
- Nr. 2.062.358: Wilhelm Bertuleit (1. Mai 1933)
- Nr. 2.063.199: Hans Kolbe (1. Oktober 1934)
- Nr. 2.069.466: Johann Recktenwald (1. Mai 1933)
- Nr. 2.070.445: Hans Barion (1. Mai 1933)
- Nr. 2.070.530: Karl Eschweiler (1. Mai 1933)
- Nr. 2.070.748: Joseph Lortz (1. Mai 1933)
- Nr. 2.072.917: Hans Otto Hettche (1. Mai 1933)
- Nr. 2.074.657: Kurt Hähling (1. Mai 1933)
- Nr. 2.078.913: Fritz Giesecke (1. Mai 1933)
- Nr. 2.081.851: Erich Rothacker (1. Mai 1933)
- Nr. 2.082.147: Paul Losenhausen (1. Mai 1933)
- Nr. 2.082.296: Heinrich Linder (1. Mai 1933)
- Nr. 2.083.372: Kurt Pfeiffer (1. Mai 1933)
- Nr. 2.083.404: Herwart Opitz (1. Mai 1933)
- Nr. 2.084.200: Franz Ernst (1. Mai 1933)
- Nr. 2.084.549: Matthias Ernst Kamp (1. Mai 1933)
- Nr. 2.084.611: Ingeborg Wessel
- Nr. 2.084.732: Michael Alt (1. Mai 1933)
- Nr. 2.084.783: Margarete Wessel (16. Februar 1934)
- Nr. 2.085.501: Meinhard von Zallinger
- Nr. 2.085.885: Engelbert Regh (1. Mai 1933)
- Nr. 2.086.867: Hans Naumann (1. Mai 1933)
- Nr. 2.087.161: August Bender (1. Mai 1933)
- Nr. 2.090.042: Ernst-Christoph Brühler (1. Oktober 1933)
- Nr. 2.090.224: Paul Schmitthenner
- Nr. 2.090.248: Alfred Hanemann (1. Oktober 1933)
- Nr. 2.090.576: Gustav Bebermeyer (1. Mai 1933)
- Nr. 2.090.761: Hermann Bohnacker (1. Mai 1933)
- Nr. 2.090.824: Wilhelm Braun (1. Mai 1933)
- Nr. 2.092.609: Heinz Heimsoeth (1. Mai 1933)
- Nr. 2.092.666: Karl F. Chudoba (1. Mai 1933)
- Nr. 2.093.379: Julius Ludolf
- Nr. 2.094.153: Hans Volk (1. Mai 1933)
- Nr. 2.094.496: Karl Pütz (1. Mai 1933)
- Nr. 2.095.762: Wilhelm Busch (1. Mai 1933)
- Nr. 2.096.207: Carl Coerper (1. Mai 1933)
- Nr. 2.097.799: Curt Englaender (1. Mai 1933)
- Nr. 2.097.966: Carl Creifelds (1. Mai 1933)
- Nr. 2.098.280: Otto Kuhlmann
- Nr. 2.098.354: Walter Grösser (1. Mai 1933)
- Nr. 2.098.358: Max Fink (1. Mai 1933)
- Nr. 2.098.366: Hans Ehrenberg (1. Mai 1933)
- Nr. 2.098.487: Gotthelf Heinrich Pistor (1. Mai 1933)
- Nr. 2.098.860: Carl Schmitt
- Nr. 2.099.184: Karl Peters (1. Mai 1933)
- Nr. 2.100.502: Walter Müller (1. Mai 1933)
- Nr. 2.101.917: Gustav Barthel (1. Mai 1933)
- Nr. 2.102.057: Hubs Flöter (1. Mai 1933)
- Nr. 2.102.565: Ernst Habermas (1. Mai 1933)
- Nr. 2.102.581: Karl Haselbacher (1. Mai 1933)
- Nr. 2.103.018: Friedrich Pietrusky (1. Mai 1933)
- Nr. 2.103.037: Karl Friedrich Rößle (1. Mai 1933)
- Nr. 2.103.982: Peco Bauwens (1. Mai 1933)
- Nr. 2.104.321: Hugo von Wallis
- Nr. 2.104.368: Willy Maß (1. Mai 1933)
- Nr. 2.104.645: Alfred Grundmann (1. Mai 1933)
- Nr. 2.105.193: Hermann-Josef Freiherr von Boeselager (1. Mai 1933)
- Nr. 2.105.319: Georg Bellmann (1. Mai 1933)
- Nr. 2.110.292: Rudolf Nicolai (1. Mai 1933)
- Nr. 2.112.104: Hans Böker
- Nr. 2.112.237: Walter Flath (1. Mai 1933)
- Nr. 2.113.426: Wilhelm Halke (1. Mai 1933)
- Nr. 2.114.565: Felix Oberborbeck (1. Mai 1933)
- Nr. 2.115.009: Hugo Recken (1. Mai 1933)
- Nr. 2.115.288: Richard Balken (1. Mai 1933)
- Nr. 2.116.473: Wilhelm Rohrmann (1. Mai 1933)
- Nr. 2.117.614: Alfred Müller-Armack (1. Mai 1933)
- Nr. 2.117.844: Gerhard Schrader
- Nr. 2.118.354: Hermann Overbeck (1. Mai 1933)
- Nr. 2.119.055: Paul Franken
- Nr. 2.120.091: Robert Janker (1. Mai 1933)
- Nr. 2.120.284: Heinz Kroh (1. Mai 1933)
- Nr. 2.120.651: Walter Rogowski (1. Mai 1933)
- Nr. 2.122.640: Erich Fechner (1. Mai 1933)
- Nr. 2.125.067: Karl Hoffmann (1. Mai 1933)
- Nr. 2.125.791: Max Haertel (1. Mai 1933)
- Nr. 2.125.868: August Müller
- Nr. 2.126.353: Georg von Holtzbrinck (1. Mai 1933)
- Nr. 2.128.393: Wilhelm Reusch (1. Mai 1933)
- Nr. 2.128.900: Adolf Dasbach (1. Mai 1933)
- Nr. 2.129.383: Werner Höfer (1. Mai 1933)
- Nr. 2.129.902: Christian Külbs (1. Mai 1933)
- Nr. 2.130.556: Erwin Geldmacher (1. Mai 1933)
- Nr. 2.131.131: Karl Bockamp (1. Mai 1933)
- Nr. 2.131.157: Peter Dahr (1. Mai 1933)
- Nr. 2.131.246: Alfred Karrasch (1. Mai 1933)
- Nr. 2.132.871: Joachim Kaintzik (1. Mai 1933)
- Nr. 2.133.439: Leo Eysoldt (1. Mai 1933)
- Nr. 2.133.912: Eugen Piwowarsky (1. Mai 1933)
- Nr. 2.134.193: Friedrich August Freiherr von der Heydte (1. Mai 1933)
- Nr. 2.134.221: Erich Riede (1. Mai 1933)
- Nr. 2.134.467: Rudolf Reinhardt (1. Mai 1933)
- Nr. 2.134.570: Heinz Borchers (1. Mai 1933)
- Nr. 2.134.911: Josef Effertz (1. Mai 1933)
- Nr. 2.135.990: Hans Falkenhagen (1. Mai 1933)
- Nr. 2.136.174: Kurt Gerstein (1. Mai 1933)
- Nr. 2.136.456: Rolf Dietz (1. Mai 1933)
- Nr. 2.136.465: Hans Mehrtens (1. Mai 1933)
- Nr. 2.137.040: Wilhelm Witteler
- Nr. 2.137.056: Friedrich Reuter (1. Mai 1933)
- Nr. 2.137.223: Gottfried Boldt (1. Mai 1933)
- Nr. 2.137.375: Maria Johanna Hagemeyer (1. Mai 1933)
- Nr. 2.138.434: Robert Götz (1. Mai 1933)
- Nr. 2.138.778: Heinrich Müller-Miny (1. Mai 1933)
- Nr. 2.139.000: Heinrich Nipper
- Nr. 2.139.085: August von Brandis (1. Mai 1933)
- Nr. 2.139.281: Fritz Butschkau (1. Mai 1933)
- Nr. 2.139.751: Franz Joseph Esser (1. Mai 1933)
- Nr. 2.140.873: Hans-Heinrich Jescheck (1. Mai 1933)
- Nr. 2.146.953: Ernst Gerhard Dresel (1. Mai 1933)
- Nr. 2.147.007: Hans Dieter von Gemmingen-Maienfels (1. Mai 1933)
- Nr. 2.147.060: Rolf Hey (1. Mai 1933)
- Nr. 2.147.061: Peter Holtz (1. Mai 1933)
- Nr. 2.147.227: Wilhelm Pfuhl (1. Mai 1933)
- Nr. 2.147.241: Hans Runge (1. Mai 1933)
- Nr. 2.147.279: Clemens Sommer
- Nr. 2.147.328: Teodor Schlomka
- Nr. 2.148.064: Helmut Echternach (1. Mai 1933)
- Nr. 2.149.106: Arnold Eucken (1. Mai 1933)
- Nr. 2.155.331: Otto Hellwig (1. Mai 1933)
- Nr. 2.156.865: Georg Erler (1. Mai 1933)
- Nr. 2.159.211: Wilhelm Deimann (1. Mai 1933)
- Nr. 2.159.713: Herbert Dallmann (1. Mai 1933)
- Nr. 2.159.933: Paul Westerfrölke
- Nr. 2.160.826: Anton Wellbrock (Mai 1933)
- Nr. 2.161.679: Gerhard Nordmann (1. Mai 1933)
- Nr. 2.162.452: Hans-Rudolf Müller-Schwefe (1. Mai 1933)
- Nr. 2.162.906: Heinrich Jacob Feuerborn (1. Mai 1933)
- Nr. 2.162.907: Augustin Förster (1. Mai 1933)
- Nr. 2.163.825: Horst Groepper (1. Mai 1933)
- Nr. 2.163.995: Otto Bertram (1. Dezember 1933)
- Nr. 2.164.301: Wilhelm Gräfer (1. Mai 1933)
- Nr. 2.165.298: Wilhelm Brepohl (1. Mai 1933)
- Nr. 2.165.437: Kurt Birrenbach (1. Mai 1933)
- Nr. 2.166.636: Ewald Lanwer (1. Mai 1933)
- Nr. 2.166.831: Heinrich Luhmann (1. Mai 1933)
- Nr. 2.167.218: Heinrich Austermann (1. Mai 1933)
- Nr. 2.167.324: Wilhelm Ackermann (1. Mai 1933)
- Nr. 2.167.419: Max Apffelstaedt (1. Mai 1933)
- Nr. 2.167.516: Horst Klein (1. Mai 1933)
- Nr. 2.168.903: Hans Paul Kaufmann (1. Mai 1933)
- Nr. 2.169.401: Martin Redeker (1. Mai 1933)
- Nr. 2.169.610: Theodor Ruhrländer (1. Mai 1933)
- Nr. 2.171.765: Otto Müller-Haccius (1. Mai 1933)
- Nr. 2.171.788: Herms Niel (1. Mai 1933)
- Nr. 2.174.518: Siegfried Koller (1. Mai 1933)
- Nr. 2.175.180: Otto Sill
- Nr. 2.175.420: Friedrich Wilhelm Stein
- Nr. 2.175.758: Alfons Trunk
- Nr. 2.175.900: Reinhard Höhn (1. Mai 1933)
- Nr. 2.177.050: Gerhard Schröder (1. April 1933)
- Nr. 2.178.295: Ernst Kribben (1. Mai 1933)
- Nr. 2.179.901: Hellmut Gossing (1. Mai 1933)
- Nr. 2.180.259: Günther Just (1. Mai 1933)
- Nr. 2.180.260: Wilhelm Hartnack (1. Mai 1933)
- Nr. 2.187.041: Kurt Walcher
- Nr. 2.190.204: Rudolf Desch (1. Mai 1933)
- Nr. 2.191.237: Friedrich Ackmann (1. Mai 1933)
- Nr. 2.193.967: Justus Weihe
- Nr. 2.194.554: Wilhelm Engel (1. Mai 1933)
- Nr. 2.194.555: Willy Flach (1. Mai 1933)
- Nr. 2.195.123: Fritz Fink (1. Mai 1933)
- Nr. 2.196.252: Artur Albrecht (1. Mai 1933)
- Nr. 2.196.349: Ernst Flemming (1. Mai 1933)
- Nr. 2.197.652: Hans Joachim Mette (1. Mai 1933)
- Nr. 2.199.219: Heinrich XLV. (1. Mai 1933)
- Nr. 2.199.595: Otto Koellreutter (1. Mai 1933)
- Nr. 2.202.213: Hermann Heimhardt (1. Mai 1933)
- Nr. 2.204.561: Hugo Kraas (1. Mai 1933)
- Nr. 2.205.944: Martin Richter (1. November 1936)
- Nr. 2.207.983: Theodor Hillenhinrichs (1. Mai 1933)
- Nr. 2.208.548: Sepp Herberger (1. Mai 1933)
- Nr. 2.210.909: Josef Vogt
- Nr. 2.211.111: Johannes Grotjan (1. Mai 1933)
- Nr. 2.218.127: Wolfgang Lehmann (1. Mai 1933)
- Nr. 2.219.228: Heinrich-Josef Nelis (1. Mai 1933)
- Nr. 2.219.416: Max Clarenbach (1. Mai 1933)
- Nr. 2.219.448: Paul Ludowigs (1. Mai 1933)
- Nr. 2.221.182: Hanns Breitenbach (1. Mai 1933)
- Nr. 2.221.271: Franz Ludwig
- Nr. 2.222.600: Alfred Wünnenberg (1. Mai 1933)
- Nr. 2.223.186: Friedrich-Wilhelm Bock (1. Mai 1933)
- Nr. 2.224.576: Werner Frauendienst (1. Mai 1933)
- Nr. 2.225.286: Franz Mueller-Darß (1. Mai 1933)
- Nr. 2.226.835: Erich Kosiol (1. Mai 1933)
- Nr. 2.227.031: Wilhelm Karl von Isenburg (1. Mai 1933)
- Nr. 2.227.187: Albert Schnettler
- Nr. 2.227.516: Gottfried Wolters
- Nr. 2.227.522: Karl Flink (1. Mai 1933)
- Nr. 2.228.035: Eugen Bea (1. Mai 1933)
- Nr. 2.230.343: Karl Keilmann (1. Mai 1933)
- Nr. 2.230.556: Friedrich List (1. Mai 1933)
- Nr. 2.233.447: Fritz Prinzhorn (1. Mai 1933)
- Nr. 2.234.101: Otto Eberhard Heuser (1. Mai 1933)
- Nr. 2.241.652: Theodor Ellwein (1. Mai 1933)
- Nr. 2.241.663: Richard Fikentscher (1. Mai 1933)
- Nr. 2.242.615: Gustav Knittel (1. Mai 1933)
- Nr. 2.242.643: Franz Josef Nuißl (1. Mai 1933)
- Nr. 2.243.882: Otto Dippelhofer (1. Mai 1933)
- Nr. 2.244.902: Henry Kraft (1. Mai 1933)
- Nr. 2.245.413: Egon Pralle (1. Mai 1933)
- Nr. 2.246.356: Friedrich Bischoff (1. Mai 1933)
- Nr. 2.246.463: Heinrich Eufinger (1. Mai 1933)
- Nr. 2.246.486: Wilhelm Fischer (1. Mai 1933)
- Nr. 2.248.380: Walter Fuchs (1. Oktober 1934)
- Nr. 2.249.086: Franz Huber (1. Mai 1933)
- Nr. 2.249.521: Ludwig Leichtle (1. Mai 1933)
- Nr. 2.250.481: Julius Jung (1. Mai 1933)
- Nr. 2.250.667: Friedrich Müller-Starke (1. Mai 1933)
- Nr. 2.251.828: Ehrhard Johann Martin Nimz (1. Mai 1933)
- Nr. 2.251.967: Hans-Adolf Asbach (1. Mai 1933)
- Nr. 2.253.005: Richard Kummer (1. Mai 1933)
- Nr. 2.253.697: Gustav Stein
- Nr. 2.254.167: Hans Schmidt
- Nr. 2.255.336: Friedrich Karl Schumann
- Nr. 2.255.343: Rudolf Scholder
- Nr. 2.255.344: Fritz Scheffer
- Nr. 2.255.352: Walther Schulz
- Nr. 2.255.405: Hans Schmidt
- Nr. 2.255.445: Wolfgang Siebert
- Nr. 2.255.659: Johannes Weigelt
- Nr. 2.255.660: Julius Wätjen
- Nr. 2.257.332: Robert Mohr (1. Mai 1933)
- Nr. 2.260.101: Oskar Benecke (1. Mai 1933)
- Nr. 2.260.230: Gustav Boehmer (1. Mai 1933)
- Nr. 2.260.247: Carl Bilfinger (1. Mai 1933)
- Nr. 2.260.273: Horst Brune (1. Mai 1933)
- Nr. 2.260.356: Georg Baesecke (1. Mai 1933)
- Nr. 2.260.390: Wilhelm Clausen (1. Mai 1933)
- Nr. 2.260.777: Horst Jecht (1. Mai 1933)
- Nr. 2.260.806: Joachim Illmer (1. Mai 1933)
- Nr. 2.260.866: Alfred Kipke (1. Mai 1933)
- Nr. 2.261.132: Otto Michel (1. Mai 1933)
- Nr. 2.261.133: Adolf Eckert-Möbius (1. Mai 1933)
- Nr. 2.261.197: Wilhelm Nicolaisen (1. Mai 1933)
- Nr. 2.261.320: Wolfgang Bechtold (1. Mai 1933)
- Nr. 2.264.816: Mogens von Harbou
- Nr. 2.265.220: Ludwig Bald (1. Mai 1933)
- Nr. 2.266.758: Heinrich Eisenhöfer (1. Mai 1933)
- Nr. 2.266.842: Franz Sommer
- Nr. 2.266.961: Hugo Henkel (1. Mai 1933)
- Nr. 2.267.484: Walter Rohland (1. Mai 1933)
- Nr. 2.270.151: Kurt Behling (1. Mai 1933)
- Nr. 2.270.629: Theodor Hurtig (1. Mai 1933)
- Nr. 2.270.938: Kurt Nehring (1. Mai 1933)
- Nr. 2.270.978: Heinrich Erlen (1. Mai 1933)
- Nr. 2.273.868: Walter Frevert (1. Mai 1933)
- Nr. 2.275.227: Klaus Wilhelm Rath (1. Mai 1933)
- Nr. 2.275.730: Rudolf Schütrumpf
- Nr. 2.276.537: Walter Heinemeyer (1. Mai 1933)
- Nr. 2.277.143: Josef Maily (1. Mai 1933)
- Nr. 2.277.178: Walter Leinweber (1. Mai 1933)
- Nr. 2.277.775: Rudolf von Bezold (1. Mai 1933)
- Nr. 2.278.233: Max Förderreuther (1. Mai 1933)
- Nr. 2.279.060: Jakob-Adolf Heilmann (1. Mai 1933)
- Nr. 2.279.435: Oskar Gundermann (1. Mai 1933)
- Nr. 2.279.541: Hans Augustin (1. Mai 1933)
- Nr. 2.279.600: Walter Bogs (1. Mai 1933)
- Nr. 2.279.886: Hans Hermenau (1. Mai 1933)
- Nr. 2.279.954: Herbert Jilski (1. Mai 1933)
- Nr. 2.280.022: Hans Kölle (1. Mai 1933)
- Nr. 2.280.229: Joachim-Friedrich von Owstien (1. Mai 1933)
- Nr. 2.280.244: Maximilian Pflücke (1. Mai 1933)
- Nr. 2.280.260: Curt Pohlmeyer (1. Mai 1933)
- Nr. 2.280.558: Claus Peter Volkmann (Anfang Mai 1933)
- Nr. 2.281.126: Karl Haedenkamp (1. Dezember 1934)
- Nr. 2.282.197: Johannes Becker (1. Mai 1933)
- Nr. 2.283.878: Jakob Breitbach (1. Mai 1933)
- Nr. 2.283.990: Johann Gorges (1. Mai 1933)
- Nr. 2.287.775: Herbert Billib (1. Mai 1933)
- Nr. 2.289.790: Otto Behaghel (1. Mai 1933)
- Nr. 2.291.107: Hans Simon (1. Mai 1933)
- Nr. 2.292.544: Fritz Kaiser (1. Mai 1933)
- Nr. 2.292.552: Kurt Kersten (1. Mai 1933)
- Nr. 2.292.676: Hans Popp (1. Mai 1933)
- Nr. 2.292.735: Karl Schlechta
- Nr. 2.293.031: Wilhelm Heinrich Heraeus (1. Mai 1933)
- Nr. 2.298.034: Josef Balve (1. Mai 1933)
- Nr. 2.300.584: Paul Würfler
- Nr. 2.300.940: Franz Froschmaier (1. Mai 1933)
- Nr. 2.302.048: Paul Bauer (1. Mai 1933)
- Nr. 2.303.281: Robert Hartmann (1. Mai 1933)
- Nr. 2.304.339: Friedrich Herzfeld (1. Mai 1933)
- Nr. 2.305.239: Max Madlener (1. Mai 1933)
- Nr. 2.306.328: Theodor Benzinger (1. Mai 1933)
- Nr. 2.306.461: Carl Engel (1. Mai 1933)
- Nr. 2.306.495: Kurt Frick (1. Mai 1933)
- Nr. 2.306.583: Hermann Hämmerle (1. Mai 1933)
- Nr. 2.306.733: Paul Kanstein (1. Mai 1933)
- Nr. 2.306.942: Hermann Nollau (1. Mai 1933)
- Nr. 2.307.799: Hans-Joachim Mangold (1. Mai 1933)
- Nr. 2.308.407: Erich Köhler (1. Mai 1933)
- Nr. 2.308.884: Michael Breu (1. Mai 1933)
- Nr. 2.309.218: Walther Kühn (1. Mai 1933)
- Nr. 2.312.742: Hermann Böhrs (1. Mai 1933)
- Nr. 2.313.120: Karl Glehn (1. Mai 1933)
- Nr. 2.313.616: Paul Kanold (1. Mai 1933)
- Nr. 2.314.968: Felix Baumbach (1. Mai 1933)
- Nr. 2.316.026: Albert Peter (1. Mai 1933)
- Nr. 2.316.044. Karl Preisendanz (1. Mai 1933)
- Nr. 2.316.680: Hans-Joachim Böhme (1. Mai 1933)
- Nr. 2.316.738: Carl Clewing (1. Mai 1933)
- Nr. 2.319.062: Karl Wegele (1. Mai 1933)
- Nr. 2.320.524: Karl Christian Behrens (1. Mai 1933)
- Nr. 2.323.554: Wilhelm Nölle (1. Mai 1933)
- Nr. 2.325.186: Lothar Lenz (1. Mai 1933)
- Nr. 2.325.513: Rudolf Birkemeyer (1. Mai 1933)
- Nr. 2.326.130: Friedrich Boßhammer (1. Mai 1933)
- Nr. 2.327.236: Carl Cichorius (1. Mai 1933)
- Nr. 2.328.642: Karl Beurlen (1. Mai 1933)
- Nr. 2.329.088: Arthur Jetzlaff (1. Mai 1933)
- Nr. 2.331.314: Volkmar Hopf (1. Mai 1933)
- Nr. 2.331.552: Theodor Oberländer (1. Mai 1933)
- Nr. 2.331.570: Horst Peters (1. Mai 1933)
- Nr. 2.332.137: Adolf Friedrich (1. Mai 1933)
- Nr. 2.332.333: Curth Hurrle (1. Mai 1933)
- Nr. 2.332.466: Ernst Korn (1. Mai 1933)
- Nr. 2.335.888: Robert Paul Oszwald (1. Mai 1933)
- Nr. 2.335.949: Heinz Rennau (1. Mai 1933)
- Nr. 2.336.408: Alfred Ittner (1. Mai 1933)
- Nr. 2.337.564: Hans Friedrich (1. Mai 1933)
- Nr. 2.339.579: August Schlachter
- Nr. 2.341.107: Walter Bertsch (1. Mai 1933)
- Nr. 2.341.495: Hellmuth Deist (1. Mai 1933)
- Nr. 2.341.838: Karl Fezer (1. Mai 1933)
- Nr. 2.342.035: Walther Fuchs (1. Mai 1933)
- Nr. 2.343.200: Karl Knapp (1. Mai 1933)
- Nr. 2.344.874: Julius von Lautz (1. Mai 1933)
- Nr. 2.348.790: Felix Eichler (1. Mai 1933)
- Nr. 2.352.366: Franz Heinrich Bock (1. Mai 1933)
- Nr. 2.360.005: Kurt W. Leucht (1. Mai 1933)
- Nr. 2.361.136: Friedrich Glier (1. Mai 1933)
- Nr. 2.367.334: Fritz Hartmann (1. Mai 1933)
- Nr. 2.367.675: Rudolf Creutz (1. Mai 1933)
- Nr. 2.367.714: Rudolf Dietz (1. Mai 1933)
- Nr. 2.368.083: August Henze (1. Mai 1933)
- Nr. 2.368.232: Hermann Kaiser (1. Mai 1933)
- Nr. 2.368.241: Christian Kappus (1. Mai 1933)
- Nr. 2.368.291: Paul Kipper (1. Mai 1933)
- Nr. 2.368.446: Franz Lechthaler (1. Mai 1933)
- Nr. 2.369.405: Alexander Bergmann (1. Mai 1933)
- Nr. 2.369.417: Gustav Heß (1. Mai 1933)
- Nr. 2.369.824: Hermann Schlechter
- Nr. 2.369.838: Ernst Schauss
- Nr. 2.370.017: Willy Schweighöfer (1. Mai 1933)
- Nr. 2.370.100: Friedrich Schlette (1935)
- Nr. 2.370.434: Harald Siebke
- Nr. 2.370.781: Otto Kneipp (1. Mai 1933)
- Nr. 2.370.894: Karl Peter Röhl (1. Mai 1933)
- Nr. 2.371.635: Hans-Udo von Grone (1. Mai 1933)
- Nr. 2.371.647: Hans Großmann (1. Mai 1933)
- Nr. 2.372.330: Hermann Dörries (1. Mai 1933)
- Nr. 2.374.362: Max Reich (1. Mai 1933)
- Nr. 2.374.608: Hans Plischke (1. Mai 1933)
- Nr. 2.375.724: Rudolf Brinckmeier (1. Mai 1933)
- Nr. 2.376.258: Georg Frebold (1. Mai 1933)
- Nr. 2.376.295: Gerhard Fricke (1. Mai 1933)
- Nr. 2.376.516: Victor Goerttler (1. Mai 1933)
- Nr. 2.376.877: Friedrich Neumann (1. Mai 1933)
- Nr. 2.380.402: Kurt Stössel (1. Mai 1933)
- Nr. 2.381.637: Julius Deussen (1. Mai 1933)
- Nr. 2.381.865: Werner Dittrich (1. Mai 1933)
- Nr. 2.382.157: Hellmuth Reinhard
- Nr. 2.382.346: Carl Adolf Martienssen (1. Mai 1933)
- Nr. 2.382.466: Theodor Blumer (1. Mai 1933)
- Nr. 2.382.536: Paul Jorns (1. Mai 1933)
- Nr. 2.382.736: Hans Bürger-Prinz (1. Mai 1933)
- Nr. 2.382.831: Friedrich Haufe (1. Mai 1933)
- Nr. 2.382.841: Hans Heinze (1. Mai 1933)
- Nr. 2.382.905: Friedrich Knorr (1. Mai 1933)
- Nr. 2.383.055: Paul Rubardt (1. Mai 1933)
- Nr. 2.383.147: Friedrich Timm
- Nr. 2.383.161: Friedrich Wagner (1. Mai 1933)
- Nr. 2.383.589: Irene Atzerodt (1. Mai 1933)
- Nr. 2.385.386: Rudolf Querner (1. Mai 1933)
- Nr. 2.386.468: Adolf Paul Großmann (1. Mai 1933)
- Nr. 2.392.001: Paul Dörrie (1. Mai 1933)
- Nr. 2.392.099: Walter Höhler (1. Mai 1933)
- Nr. 2.392.181: Helmut Liese (1. Mai 1933)
- Nr. 2.393.316: Richard Oehler (1. Mai 1933)
- Nr. 2.393.809: Walter Eckhardt (1. Mai 1933)
- Nr. 2.398.904: Theodor Förster (1. Mai 1933)
- Nr. 2.399.517: Richard Biringer (1. Mai 1933)
- Nr. 2.399.639: Georg Kränzlein (1. Mai 1933)
- Nr. 2.399.673: Bruno Müller (1. Mai 1933)
- Nr. 2.399.680: Otto Nicodemus (1. Mai 1933)
- Nr. 2.399.846: August Finger (1. Mai 1933)
- Nr. 2.400.092: Oskar Dienstbach (1. Mai 1933)
- Nr. 2.400.214: Adolf von und zu Gilsa (1. Mai 1933)
- Nr. 2.401.444: Karl Dreher (1. Mai 1933)
- Nr. 2.402.335: Carl Heyland (1. Mai 1933)
- Nr. 2.402.483: Friedrich Laibach (1. Mai 1933)
- Nr. 2.402.969: Ernst Loew (1. Mai 1933)
- Nr. 2.404.421: Walter Creutz (1. Mai 1933)
- Nr. 2.409.234: Georg Hartmann (1. Mai 1933)
- Nr. 2.411.376: Walter Ringel (1. Mai 1933)
- Nr. 2.413.815: Reinhold F. G. Müller (1. Mai 1933)
- Nr. 2.415.415: Max Dehnert (1. Mai 1933)
- Nr. 2.415.513: Werner Hartenstein (1. Mai 1933)
- Nr. 2.415.578: Karl Alfons Jurasky (1. Mai 1933)
- Nr. 2.415.680: Horst-Tanu Margraf (1. Mai 1933)
- Nr. 2.418.885: Willi Auerswald (1. Mai 1933)
- Nr. 2.419.309: Hermann Andert (1. Mai 1933)
- Nr. 2.425.387: Alfred Mirtschin (1. Mai 1933)
- Nr. 2.426.705: Albert Hugo Schuster (1. Mai 1933)
- Nr. 2.428.270: Hugo Koch (1. Mai 1933)
- Nr. 2.429.747: Ernst Illing (1. Mai 1933)
- Nr. 2.429.811: Fritz Reuter (1. Mai 1933)
- Nr. 2.429.948: Paul Hungar (1. Mai 1933)
- Nr. 2.430.648: Josef Achtélik (1. Mai 1933)
- Nr. 2.430.721: Hermann Großmann (1. Mai 1933)
- Nr. 2.431.922: Werner Emmerich (1. Mai 1933)
- Nr. 2.432.245: Arnold Gehlen (1. Mai 1933)
- Nr. 2.433.429: Alfred Kneschke (1. Mai 1933)
- Nr. 2.433.677: Ewald Schönberg
- Nr. 2.433.759: Hans Sauerwein
- Nr. 2.433.947: Helmut Tanzmann
- Nr. 2.434.063: Fritz Tröger
- Nr. 2.434.089: Rudolf Tröger
- Nr. 2.435.086: Friedrich Kurth (1. Mai 1933)
- Nr. 2.436.411: Werner Bauch (1. Mai 1933)
- Nr. 2.437.402: Max Gottschald (1. Mai 1933)
- Nr. 2.442.468: Erhard Banitz (1. Mai 1933)
- Nr. 2.442.505: Carl Hahn senior (1. Mai 1933)
- Nr. 2.442.825: Eugen Schmitz
- Nr. 2.442.858: Kurt Striegler (1. Mai 1933)
- Nr. 2.442.883: Hans Mehlhorn (1. Mai 1933)
- Nr. 2.444.447: Walter König (1. Mai 1933)
- Nr. 2.445.352: Julius Wohlauf
- Nr. 2.446.770: Oscar Reuther (1. Mai 1933)
- Nr. 2.448.572: Gerhard Kowalewski (1. Mai 1933)
- Nr. 2.448.590: Willy Kretzschmar (1. Mai 1933)
- Nr. 2.448.998: Johannes Palitzsch (1. Mai 1933)
- Nr. 2.450.131: Gerhard Philipp (1. Mai 1933)
- Nr. 2.450.175: Harry von Craushaar (1. Mai 1933)
- Nr. 2.450.353: Woldemar Gerschler (1. Mai 1933)
- Nr. 2.451.052: Heinz Büngeler (1. Mai 1933)
- Nr. 2.451.105: Fritz Fichtner (1. Mai 1933)
- Nr. 2.451.106: Kurt Arnold Findeisen (1. Mai 1933)
- Nr. 2.451.659: Rudolf Mauersberger (1. Mai 1933)
- Nr. 2.452.109: Gerhard Pietzsch (1. Mai 1933)
- Nr. 2.452.116: Otto Pilz (1. Mai 1933)
- Nr. 2.452.393: Wilhelm Rudolph
- Nr. 2.452.706: Hans Schindhelm
- Nr. 2.453.796: Rudolf Neubert (1. Mai 1933)
- Nr. 2.454.003: Martin Heydrich (1. Mai 1933)
- Nr. 2.454.113: Rudolf von Arps-Aubert (1. Mai 1933)
- Nr. 2.454.445: Arthur Graefe (1. Mai 1933)
- Nr. 2.454.771: Ernst Neef (1. Mai 1933)
- Nr. 2.454.802: August Ortloph (1. Mai 1933)
- Nr. 2.454.811: Werner Osenberg (1. Mai 1933)
- Nr. 2.454.908: Wolfgang Rauda (1. Mai 1933)
- Nr. 2.456.386: Karl Hahn (1. Mai 1933)
- Nr. 2.456.392: Kurt Dunkelmann (1. Mai 1933)
- Nr. 2.456.587: Paul Hofmann (1. Mai 1933)
- Nr. 2.456.791: Hans Christoph Kaergel (1. Mai 1933)
- Nr. 2.456.983: Wilhelm Kreis (1. Mai 1933)
- Nr. 2.457.135: Siegfried Adolf Kummer (1. Mai 1933)
- Nr. 2.457.473: Curt Großpietsch (1. Mai 1933)
- Nr. 2.457.682: Walther Jungnickel (1. Mai 1933)
- Nr. 2.457.700: Otto Jentsch (1. Mai 1933)
- Nr. 2.457.793: Otto Kirschmer (1. Mai 1933)
- Nr. 2.458.091: Gottfried Müller (1. Mai 1933)
- Nr. 2.458.575: Otto Rost (1. Mai 1933)
- Nr. 2.458.650: Karl Albiker (1. Mai 1933)
- Nr. 2.458.670: Rudolf Abshagen (1. Mai 1933)
- Nr. 2.459.016: Otto Fischer (1. Mai 1933)
- Nr. 2.459.149: Willy Gehler (1. Mai 1933)
- Nr. 2.459.241: Alfred Baeumler (1. Mai 1933)
- Nr. 2.459.319: Robert Doering-Manteuffel (1. Mai 1933)
- Nr. 2.459.426: Oscar Geier (1. Mai 1933)
- Nr. 2.459.510: Albert Holfelder (1. Mai 1933)
- Nr. 2.460.871: Fritz Gazzera (1. Mai 1933)
- Nr. 2.463.316: Hermann Müller (1. Mai 1933)
- Nr. 2.464.004: Friedrich-Wilhelm Ande (1. Mai 1933)
- Nr. 2.464.876: Erich Benecke (1. Mai 1933)
- Nr. 2.465.964: Kurt von Borries (1. Mai 1933)
- Nr. 2.467.090: Hans Wilhelm Blomberg (1. Mai 1933)
- Nr. 2.468.358: Friedrich Castelle (1. Mai 1933)
- Nr. 2.468.399: Kurt Fischer (1. Mai 1933)
- Nr. 2.470.527: Hugo Eickhoff (1. Mai 1933)
- Nr. 2.470.838: Franz Fischer (1. Mai 1933)
- Nr. 2.471.228: Friedrich Fischer (1. Mai 1933)
- Nr. 2.471.461: Otto Franzmeier (1. Mai 1933)
- Nr. 2.471.754: Josef Fehler (1. Mai 1933)
- Nr. 2.473.175: Hermann Goecke (1. Mai 1933)
- Nr. 2.473.784: Josef Hellermann (1. Mai 1933)
- Nr. 2.473.997: Richard Kaselowsky (1. Mai 1933)
- Nr. 2.474.337: Werner Holle (1. Mai 1933)
- Nr. 2.475.252: Günther Herrmann (1. Mai 1933)
- Nr. 2.476.398: Theodor Heinermann (1. Mai 1933)
- Nr. 2.476.412: Johannes Hielscher (1. Mai 1933)
- Nr. 2.476.469: Hans Havemann (1. Mai 1933)
- Nr. 2.477.280: Karl Wilhelm Jötten (1. Mai 1933)
- Nr. 2.477.951: Hanne-Nüte Kämmerer (1. Mai 1933)
- Nr. 2.478.153: Johannes Kuhlo (1. Mai 1933)
- Nr. 2.480.540: Friedrich von Klocke (1. Mai 1933)
- Nr. 2.481.615: Karl Lamker (1. Mai 1933)
- Nr. 2.483.607: Walter Möhring (1. Mai 1933)
- Nr. 2.484.694: Friedrich Niemeyer (1. Mai 1933)
- Nr. 2.487.707: Heinrich Röhr (1. Mai 1933)
- Nr. 2.488.857: Josef Rieth (1. Mai 1933)
- Nr. 2.490.163: Karl Siegert
- Nr. 2.492.244: Richard Schmidt
- Nr. 2.494.580: Franz Taeschner
- Nr. 2.496.073: Karl Wagenfeld
- Nr. 2.499.974: Robert Ernst (1. Mai 1933)
- Nr. 2.500.443: Modest Graf von Korff (1. Mai 1933)
- Nr. 2.503.444: Walter Elze (1. Mai 1933)
- Nr. 2.504.018: Walter von Wiese und Kaiserswaldau
- Nr. 2.504.164: Arthur Bülow (1. Mai 1933)
- Nr. 2.505.789: Reiner Liessem
- Nr. 2.507.160: Günther Hollweg (1. Mai 1933)
- Nr. 2.508.192: Hans Borlisch (1. Mai 1933)
- Nr. 2.508.209: Robert Bürkner (1. Mai 1933)
- Nr. 2.508.219: Hugo Kinne (1. Mai 1933)
- Nr. 2.512.347: Karl Gofferje (1. Mai 1933)
- Nr. 2.514.364: Rudolf Kühn (1. Mai 1933)
- Nr. 2.523.613: Ludwig Niedermayer (1. Mai 1933)
- Nr. 2.523.623: Sigismund von Bibra (1. Mai 1933)
- Nr. 2.523.888: Otto Rathmayer (1. Mai 1933)
- Nr. 2.524.705: Hans Max von Aufseß (1. Mai 1933)
- Nr. 2.525.170: Arthur Grimm (1. Mai 1933)
- Nr. 2.525.637: Leonhard Holzberger (1. Mai 1933)
- Nr. 2.526.225: Franz Müller (1. Mai 1933)
- Nr. 2.526.738: Josef Brandl (1. Mai 1933)
- Nr. 2.526.801: Hermann Lippert (1. Mai 1933)
- Nr. 2.527.273: Heinrich Draeger (1. Mai 1933)
- Nr. 2.530.992: Gustav Bosse (1. Mai 1933)
- Nr. 2.531.863: Alois Cejka
- Nr. 2.531.896: Heinrich Praml (1. Mai 1933)
- Nr. 2.531.927: Rudolf Eisenmann (1. Mai 1933)
- Nr. 2.532.134: Bernward Josef Gottlieb (1. Mai 1933)
- Nr. 2.532.295: Rudolf Hoffmann (1. Mai 1933)
- Nr. 2.532.362: Herbert Junghanns (1. Mai 1933)
- Nr. 2.532.414: Friedrich Klausing (1. Mai 1933)
- Nr. 2.532.435: Georg Knöpfle (1. Mai 1933)
- Nr. 2.532.458: Gustav Adolf Körbel (1. Mai 1933)
- Nr. 2.534.789: Hans-Joachim Geiger (1. Mai 1933)
- Nr. 2.535.162: Josef Kestel (1. Mai 1933)
- Nr. 2.535.895: Erwin Becher (1. Mai 1933)
- Nr. 2.536.124: Friedrich Klein (1. Mai 1933)
- Nr. 2.536.236: Konrad Morgen (1. Mai 1933)
- Nr. 2.536.379: Hans Scherpner (29. April 1933)
- Nr. 2.536.809: Bernhard Hempen (1. Mai 1933)
- Nr. 2.536.812: Heinrich Henkel (1. Mai 1933)
- Nr. 2.537.323: Joseph Franz Knöpfler (1. Mai 1933)
- Nr. 2.537.597: Josef Fischer (1. Mai 1933)
- Nr. 2.538.561: Egid Kotschenreuther (1. Mai 1933)
- Nr. 2.541.876: Anton Seidenspinner
- Nr. 2.541.906: Joseph Grasegger
- Nr. 2.542.386: German Killinger (1. Mai 1933)
- Nr. 2.542.859: Wilhelm Friedrich (1. Mai 1933)
- Nr. 2.543.200: Karl Anton
- Nr. 2.543.284: Werner Berger (1. Mai 1933)
- Nr. 2.543.456: Wilhelm Compter (1. Mai 1933)
- Nr. 2.543.529: Herdin Hans Duden (1. Mai 1933)
- Nr. 2.544.065: Helmut Schreyer
- Nr. 2.546.173: Julius Maria Becker (1. Mai 1933)
- Nr. 2.547.272: Willy Sachs
- Nr. 2.547.790: Arthur Bahl (1. Mai 1933)
- Nr. 2.548.415: Hermann Kürz (1. Mai 1933)
- Nr. 2.549.044: Werner Müller (1. Mai 1933)
- Nr. 2.549.704: Erich Heberlein (1. August 1935)
- Nr. 2.549.901: Werner Junker (1. August 1935)
- Nr. 2.550.157: Enno Paul Bracklo (1. August 1935)
- Nr. 2.550.332: Friedrich Grimm (1. Mai 1933)
- Nr. 2.550.584: Alfred Pott (1. Mai 1933)
- Nr. 2.550.597: Adolf Raskin (1. Mai 1933)
- Nr. 2.551.397: Herbert Millberger (1. Mai 1933)
- Nr. 2.552.045: Friedhelm Dräger (1. August 1935)
- Nr. 2.552.786: Martin Fischer (1. August 1935)
- Nr. 2.553.264: Curt Bräuer (1. August 1935)
- Nr. 2.554.745: Sebastian Regler (1. Mai 1933)
- Nr. 2.555.790: Friedrich Karl Müller-Trefzer (1. Mai 1933)
- Nr. 2.557.323: Wilhelm Trautmann (1. Mai 1933)
- Nr. 2.557.355: Heinrich Vetter
- Nr. 2.558.531: Carl Neinhaus (1. Mai 1933)
- Nr. 2.560.843: Carl Eduard (Herzog von Sachsen-Coburg und Gotha) (1. Mai 1933)
- Nr. 2.561.561: Erich Kunze (1. Mai 1933)
- Nr. 2.562.752: Franz Quiring (1. Mai 1933)
- Nr. 2.564.626: Hermann Pfannmüller (1. Mai 1933)
- Nr. 2.565.124: Hermann Fribolin (1. Mai 1933)
- Nr. 2.565.146: Albert Funk (1. Mai 1933)
- Nr. 2.566.968: Fritz Schorz
- Nr. 2.567.557: Hermann Alker (1. Mai 1933)
- Nr. 2.567.678: Friedrich Bran (1. Mai 1933)
- Nr. 2.567.831: Alfred Franck (1. Mai 1933)
- Nr. 2.572.143: Johannes Baier (1. Mai 1933)
- Nr. 2.572.222: Eberhard Heß (1. Mai 1933)
- Nr. 2.573.054: Ludwig Ehlers (1. Mai 1933)
- Nr. 2.575.845: Jürgen Ricklefs (1. Mai 1933)
- Nr. 2.576.019: Adolf Paul (1. Mai 1933)
- Nr. 2.576.027: Kurt Reuthe (1. Mai 1933)
- Nr. 2.576.681: Günter Lange (1. Mai 1933)
- Nr. 2.579.453: Gustav Abb (1. Mai 1933)
- Nr. 2.579.492: Werner von Bargen (1. Mai 1933)
- Nr. 2.579.517: Heinrich Bredt (1. Mai 1933)
- Nr. 2.579.550: Werner Bracht (1. Mai 1933)
- Nr. 2.579.738: Wilhelm Brachmann (1. Mai 1933)
- Nr. 2.579.858: Adolf Baeumker (1. Mai 1933)
- Nr. 2.579.863: Günther Brandt (1. Mai 1933)
- Nr. 2.579.946: Wilhelm Friedrich Boyens (1. Mai 1933)
- Nr. 2.579.951: Georg Blumensaat (1. Mai 1933)
- Nr. 2.579.957: Hermann Christern (1. Mai 1933)
- Nr. 2.579.961: Hermann Cummerow (1. Mai 1933)
- Nr. 2.580.038: Ernst Drahn (1. Mai 1933)
- Nr. 2.580.127: Willy Ernst (1. Mai 1933)
- Nr. 2.580.129: Hanns Martin Elster (1. Mai 1933)
- Nr. 2.580.162: Carl Froelich (1. Mai 1933)
- Nr. 2.580.241: Eberhard Faden (1. Mai 1933)
- Nr. 2.580.346: Paul Gerstner (1. Mai 1933)
- Nr. 2.580.427: Franz Grothe (1. Mai 1933)
- Nr. 2.580.430: Willy Gay (1. Mai 1933)
- Nr. 2.580.698: Walter von Medem (1. Mai 1933)
- Nr. 2.580.820: Ernst Sagebiel (Mai 1933)
- Nr. 2.581.643: Horst Lahr (1. Mai 1933)
- Nr. 2.581.937: Günther Roestel (1. Mai 1933)
- Nr. 2.582.505: Fritz Grau (1. Mai 1933)
- Nr. 2.582.604: Ernst Holzlöhner (1. Mai 1933)
- Nr. 2.583.009: Bernhard zur Lippe-Biesterfeld (1. Mai 1933)
- Nr. 2.583.220: Rudolf Pfleiderer (1. Mai 1933)
- Nr. 2.583.383: Herbert Scurla (1. Mai 1933)
- Nr. 2.583.740: Hans Böhm (1. Mai 1933)
- Nr. 2.583.835: Helmuth Zimmerer (1. Mai 1933)
- Nr. 2.584.373: Friedrich Lehner
- Nr. 2.584.434: Hans Mittelbach (1. Mai 1933)
- Nr. 2.584.531: Georg Kiessel (1. Februar 1934)
- Nr. 2.585.270: Curt Godlewski (1. Mai 1933)
- Nr. 2.585.288: Bruno Goedicke (1. Mai 1933)
- Nr. 2.585.350: Karl Grüßer (1. Mai 1933)
- Nr. 2.586.952: Günther Venediger (1933)
- Nr. 2.587.086: Oskar Georg Fischbach (1. Mai 1933)
- Nr. 2.587.251: Heinrich Graf von Hardenberg (1. Mai 1933)
- Nr. 2.587.376: Walther Kienast (1. Mai 1933)
- Nr. 2.587.746: Richard Rau (1. Mai 1933)
- Nr. 2.588.063: Moritz-Ernst Priebe (1. August 1935)
- Nr. 2.588.103: Wilhelm Zschintzsch
- Nr. 2.588.861: Albert Rum (1. Mai 1933)
- Nr. 2.589.898: Hans-Günther Pergande (1. Mai 1933)
- Nr. 2.590.647: Justus Koch (1. Mai 1933)
- Nr. 2.590.659: Lothar Kreuz (1. Mai 1933)
- Nr. 2.590.797: Emil Heinrich Meyer (1. Mai 1933)
- Nr. 2.590.811: Lothar Müthel (1. Mai 1933)
- Nr. 2.590.842: Hans Nonn (1. Mai 1933)
- Nr. 2.591.697: Georg Evers (1. Mai 1933)
- Nr. 2.591.797: Kurt Geißler (1. Mai 1933)
- Nr. 2.592.012: August-Wilhelm Kühnholz (1. Mai 1933)
- Nr. 2.592.021: Roland Krug von Nidda (1. Mai 1933)
- Nr. 2.592.193: Hans Karl Leistritz (1. Mai 1933)
- Nr. 2.592.748: Hermann von Wedderkop (1. Mai 1933)
- Nr. 2.593.074: Richard Habermehl (1. Mai 1933)
- Nr. 2.593.163: Hermann Krause (1. Mai 1933)
- Nr. 2.593.181: Ernst Kundt (1. Mai 1933)
- Nr. 2.593.248: Willy Litzenberg (1. Mai 1933)
- Nr. 2.593.310: Walther Moede
- Nr. 2.593.495: Werner Ranz (1. Mai 1933)
- Nr. 2.593.575: Friedrich Schneider
- Nr. 2.593.757: Eckard Briest (1. Mai 1933)
- Nr. 2.593.789: Wilhelm Bonatz (1. Mai 1933)
- Nr. 2.594.004: Fritz Gajewski (1. Mai 1933)
- Nr. 2.594.107: August Horch (1. Mai 1933)
- Nr. 2.594.207: Eugen Hering
- Nr. 2.594.305: Herbert Kunze (1. Mai 1933)
- Nr. 2.594.397: Kurt Klebeck (1. Mai 1933)
- Nr. 2.594.441: Bodo Lafferentz (1. Mai 1933)
- Nr. 2.594.544: Werner March (1. Mai 1933)
- Nr. 2.594.757: Gerhard Roedel (1. Mai 1933)
- Nr. 2.594.794: Georg von Sachsen-Meiningen
- Nr. 2.594.983: Reinhold Renauld von Ungern-Sternberg (1933)
- Nr. 2.595.087: Fritz Wenneis
- Nr. 2.595.147: Christoph Graf Dönhoff (1. August 1935)
- Nr. 2.596.749: Hans Barkhausen (1. Mai 1933)
- Nr. 2.596.960: Karl Hahn (1. Mai 1933)
- Nr. 2.597.132: Jacob Ludwig Mollath (1. Mai 1933)
- Nr. 2.597.225: Brunhilde Pomsel (1. Mai 1933)
- Nr. 2.597.302: Otto Rietzsch (1. Mai 1933)
- Nr. 2.597.338: Josef Rust (1. Mai 1933)
- Nr. 2.597.388: Wilhelm Reetz (1. Mai 1933)
- Nr. 2.597.472: Wilhelm Saure
- Nr. 2.597.743: Alfred Steinke (1. Mai 1933)
- Nr. 2.597.947: Kurt Karl Eberlein (1. Mai 1933)
- Nr. 2.598.052: Hans Hättasch (1. Mai 1933)
- Nr. 2.599.361: Wilhelm Emrich (1. August 1935)
- Nr. 2.599.968: Hermann Berndes (1. Mai 1933)
- Nr. 2.604.161: Klaus Messer (1. Mai 1933)
- Nr. 2.604.681: Heinrich Bunge (1. Mai 1933)
- Nr. 2.605.779: Heinrich Berndl (1. Mai 1933)
- Nr. 2.609.552: Oskar Bresler (1. Mai 1933)
- Nr. 2.609.807: Felix Collorio (1. Mai 1933)
- Nr. 2.610.797: Walter Leßner (1. Mai 1933)
- Nr. 2.610.985: Otto Kuhn (1. Mai 1933)
- Nr. 2.612.419: Edwin Hauberrisser (1. Mai 1933)
- Nr. 2.613.604: Friedrich Bergmann (1. Mai 1933)
- Nr. 2.614.120: Ottomar Otto (1. Mai 1933)
- Nr. 2.618.869: Paul Ohler (1. Mai 1933)
- Nr. 2.620.920: Eugen Hubrich (1. Mai 1933)
- Nr. 2.621.078: Erich Topp
- Nr. 2.621.570: Friedrich Erbel (1. Mai 1933)
- Nr. 2.622.120: Kurt Blanke (1. Mai 1933)
- Nr. 2.622.137: Harry Haffner (1. Mai 1933)
- Nr. 2.622.947: Max Bräuner (1. Mai 1933)
- Nr. 2.623.000: Otto Flehinghaus (1. Mai 1933)
- Nr. 2.623.241: Friedrich Suhr
- Nr. 2.623.915: Siegfried von Campe (1. Mai 1933)
- Nr. 2.624.026: Alfred Krüger (1. Mai 1933)
- Nr. 2.624.517: Adolf von Garßen (1. Mai 1933)
- Nr. 2.624.521: Hans Piesbergen (1. Mai 1933)
- Nr. 2.626.083: Bernhard Voß (Anfang März 1933)
- Nr. 2.628.322: Günther Rachner (1. Mai 1933)
- Nr. 2.628.412: Ulrich Scherping
- Nr. 2.629.574: Paul Keller (1. Mai 1933)
- Nr. 2.633.202: Georg Anders (1. Mai 1933)
- Nr. 2.633.222: Kurt Bodendorf (1. Mai 1933)
- Nr. 2.633.234: Hanns Bobermin (1. Mai 1933)
- Nr. 2.633.264: Rudolf Braschwitz (1. Mai 1933)
- Nr. 2.633.299: Gustav Baum (1. Mai 1933)
- Nr. 2.633.334: Karl Durst (1. Mai 1933)
- Nr. 2.633.367: Hans Erbe (1. Mai 1933)
- Nr. 2.633.471: Kurt Gauger (1. Mai 1933)
- Nr. 2.633.483: Heinz Goedecke (1. Mai 1933)
- Nr. 2.633.895: Eduard Künneke (1. Mai 1933)
- Nr. 2.633.930: Kurt Georg Kiesinger (1. Mai 1933)
- Nr. 2.634.079: Karl Megerle (1. Mai 1933)
- Nr. 2.634.177: Erich Naumann (1. Mai 1933)
- Nr. 2.634.196: Walther Neye (1. Mai 1933)
- Nr. 2.634.209: Hans Ludwig Oeser (1. Mai 1933)
- Nr. 2.634.813: Georg Bischoff (1. Mai 1933)
- Nr. 2.634.974: Helmut Heisig (1. Mai 1933)
- Nr. 2.635.251: Alfred Leitgen (1. Mai 1933)
- Nr. 2.635.710: Gustav Bähren (1. Mai 1933)
- Nr. 2.635.760: Hans Eltze (1. Mai 1933)
- Nr. 2.635.816: Erwin Fischer (1. Mai 1933)
- Nr. 2.635.911: Erwin Hölzle (1. Mai 1933)
- Nr. 2.636.039: Hans Jaskulsky (1. Mai 1933)
- Nr. 2.636.070: Kurt Kleinschmidt (1. Mai 1933)
- Nr. 2.636.239: Theo Morell (1. Mai 1933)
- Nr. 2.636.406: Günther Quandt (1. Mai 1933)
- Nr. 2.636.516: Eckart von Sydow (1933)
- Nr. 2.636.932: Heinrich Beythien (1. Mai 1933)
- Nr. 2.636.942: Leo von Bayer-Ehrenberg (1. Mai 1933)
- Nr. 2.637.027: Max Bergbohm (1. Mai 1933)
- Nr. 2.637.043: Max Clausius (1. Mai 1933)
- Nr. 2.637.082: Ludwig Dettmann (1. Mai 1933)
- Nr. 2.637.146: Hans Fritzsche (1. Mai 1933)
- Nr. 2.637.166: Fritz Fischer (1. Mai 1933)
- Nr. 2.637.176: Willy Fritsch (1. Mai 1933)
- Nr. 2.637.248: Wilhelm Güthling (1. Mai 1933)
- Nr. 2.637.285: Heinz Heydrich (1. Mai 1933)
- Nr. 2.637.372: Carl Hinrichs (1. Mai 1933)
- Nr. 2.637.430: Walter Justus Jeep (1. Mai 1933)
- Nr. 2.637.485: Friedrich Kittlaus (1. Mai 1933)
- Nr. 2.637.572: Siegfried Kadner (1. Mai 1933)
- Nr. 2.637.660: Wassili Luckhardt (1. Mai 1933)
- Nr. 2.637.661: Hans Luckhardt (1. Mai 1933)
- Nr. 2.637.673: Rolf Otto Lahr (1. Mai 1933)
- Nr. 2.637.734: Erich Müller (1. Mai 1933)
- Nr. 2.637.736: Albert Mühlig-Hofmann (1. Mai 1933)
- Nr. 2.637.947: Günter Reichenkron (1. Mai 1933)
- Nr. 2.638.042: Erich Seeberg
- Nr. 2.638.059: Josef Sablatnig
- Nr. 2.638.151: Heinz Schwarzkopf
- Nr. 2.638.206: Otto Steinbrinck (1. Mai 1933)
- Nr. 2.638.239: Ernst Telschow (1. Mai 1933)
- Nr. 2.639.413: Leo Volk (Anfang Mai 1933)
- Nr. 2.640.140: Erich Lutter (1. Mai 1933)
- Nr. 2.640.318: Max Nadler (1. Mai 1933)
- Nr. 2.641.021: Ernst Erich Buder (1. Mai 1933)
- Nr. 2.641.035: Hans Brune (1. Mai 1933)
- Nr. 2.641.048: Justin Brill (1. Mai 1933)
- Nr. 2.641.129: Hermann von Detten (1. Mai 1933)
- Nr. 2.641.170: Heinz von Lichberg (1. Mai 1933)
- Nr. 2.641.501: Burghard Körner (1. Mai 1933)
- Nr. 2.641.773: Moriz Melzer (1. Mai 1933)
- Nr. 2.641.812: Eckart von Naso (1. Mai 1933)
- Nr. 2.641.839: Kurt Peschel (1. Mai 1933)
- Nr. 2.641.955: Johannes Riemann (1. Mai 1933)
- Nr. 2.641.978: Carl Robrecht (1. Mai 1933)
- Nr. 2.642.614: Albert Brehme (1. Mai 1933)
- Nr. 2.644.582: Walter Koch (1. Mai 1933)
- Nr. 2.644.609: Walter Korodi (1. Mai 1933)
- Nr. 2.644.649: Erich Klinge (1. Mai 1933)
- Nr. 2.644.673: Ruth Köhler-Irrgang (1. Mai 1933)
- Nr. 2.644.698: Arno Kriegsheim (1. Mai 1933)
- Nr. 2.644.763: Charlotte Lorenz (1. Mai 1933)
- Nr. 2.644.879: Kurt Walter Merz (1. Mai 1933)
- Nr. 2.644.915: Kurt Marcinowski (1. Mai 1933)
- Nr. 2.645.024: Erich Neumann (1. Mai 1933)
- Nr. 2.645.088: Johannes Picht (1. Mai 1933)
- Nr. 2.645.140: Hermann Pook (1. Mai 1933)
- Nr. 2.645.200: Christian Schad (1. Mai 1933)
- Nr. 2.645.280: Alexandrine Gräfin von Üxküll-Gyllenband (1. Mai 1933)
- Nr. 2.645.364: Werner Weber (1. Mai 1933)
- Nr. 2.647.097: Hans-Jürgen Bruns (1. Mai 1933)
- Nr. 2.648.084: Hans Beyer (1. Mai 1933)
- Nr. 2.649.630: Gustav Lombard (1. Mai 1933)
- Nr. 2.649.697: Alois Meesmann (1. Mai 1933)
- Nr. 2.649.870: Adolf Paschke (1. Mai 1933)
- Nr. 2.649.907: Karl Reschke
- Nr. 2.651.252: Kurt Schmitt
- Nr. 2.651.387: Friedrich Bock (1. Mai 1933)
- Nr. 2.652.470: Heinrich Braasch (1. Mai 1933)
- Nr. 2.652.486: Otto Calliebe (1. Mai 1933)
- Nr. 2.652.623: Hubert Darsow (1. Mai 1933)
- Nr. 2.652.889: Heinrich Vitzdamm (1. Mai 1933)
- Nr. 2.653.471: Richard Müller-Freienfels (1. Mai 1933)
- Nr. 2.653.601: Fritz Liphardt (1. Mai 1933)
- Nr. 2.653.612: Richard Langeheine (1. Mai 1933)
- Nr. 2.653.845: Friedrich Klumm (1. Mai 1933)
- Nr. 2.655.423: Robert Allmers (1. Mai 1933)
- Nr. 2.655.431: Kurt Albrecht (1. Mai 1933)
- Nr. 2.655.571: Eugen Bandel (1. Mai 1933)
- Nr. 2.655.646: Bernhard Danckelmann (1. Mai 1933)
- Nr. 2.655.690: Jan Eilers (1. Mai 1933)
- Nr. 2.655.914: Fritz Hesse (1. Mai 1933)
- Nr. 2.656.412: Hugo Schäffer (1. Mai 1933)
- Nr. 2.656.461: Theodor Scheidl
- Nr. 2.656.910: Heinz Dähnhardt (1. Mai 1933)
- Nr. 2.657.572: Wilhelm Philipps (1. Mai 1933)
- Nr. 2.657.961: Hans Allfeld (1. Mai 1933)
- Nr. 2.657.972: Hans Walter Aust (1. Mai 1933)
- Nr. 2.658.326: Carl Langbehn (1. Mai 1933)
- Nr. 2.658.529: Lotte Möller (1. Mai 1933)
- Nr. 2.658.660: Alfred Olscher (1. Mai 1933)
- Nr. 2.658.727: Paul Riege (1. Mai 1933)
- Nr. 2.658.864: J. Hermann Siemer (1. Mai 1933)
- Nr. 2.659.564: Karl Pelte (1. Mai 1933)
- Nr. 2.660.439: Ludwig Heigl (1. Mai 1933)
- Nr. 2.661.082: Alois Prebeck (1. Mai 1933)
- Nr. 2.662.179: Hans Baumann (1. Mai 1933)
- Nr. 2.663.795: Ernst Ender (1. Mai 1933)
- Nr. 2.664.120: Friedrich Franz (1. Mai 1933)
- Nr. 2.665.193: Reinhold Kolarczyk (1. Mai 1933)
- Nr. 2.665.330: Hans Adt (1. Mai 1933)
- Nr. 2.665.591: Albert Jung (1. Mai 1933)
- Nr. 2.665.611: Hermann Krause (1. Mai 1933)
- Nr. 2.666.195: Rudolf Dassler (1. Mai 1933)
- Nr. 2.667.908: Reinhold Ewald (1. Mai 1933)
- Nr. 2.669.519: Walter Geisler (1. Mai 1933)
- Nr. 2.671.451: Willy Dumrath (1. Mai 1933)
- Nr. 2.671.898: Hans Hoffmann (1. Dezember 1934)
- Nr. 2.672.879: Ernst Wilhelm Baader (1. Mai 1933)
- Nr. 2.672.934: Traugott Bredow (1. Mai 1933)
- Nr. 2.673.178: Karl-Heinz Gerstner (1. Mai 1933)
- Nr. 2.673.216: Hans Gummel (1. Mai 1933)
- Nr. 2.673.264: Walther Georg Hartmann (1. Mai 1933)
- Nr. 2.673.271: Erich Hampe (1. Mai 1933)
- Nr. 2.673.576: Hugo Lederer (1. Mai 1933)
- Nr. 2.674.343: Fritz Dietrich (1. Mai 1933)
- Nr. 2.677.304: Rudolf Schiedermair
- Nr. 2.678.264: Karl Pönitz (1. Mai 1933)
- Nr. 2.680.654: Fritz Hellwig (1. Juni 1933)
- Nr. 2.681.135: Emil Weber
- Nr. 2.681.767: Peter Klassen (1. August 1933)
- Nr. 2.681.901: Hans Maurer (1. August 1933)
- Nr. 2.682.929: Egon Reinert (1. Juni 1933)
- Nr. 2.683.073: Oskar Vinzent (1. August 1933)
- Nr. 2.683.413: Walter Sonntag
- Nr. 2.683.457: Fritz Hoffmann (1. Juni 1933)
- Nr. 2.683.575: Erich Lawall (1. Juni 1933)
- Nr. 2.685.706: Julius Marschall (1. Juni 1933)
- Nr. 2.686.435: Gustaf Braun von Stumm (1. Juni 1933)
- Nr. 2.689.228: Aloys Lehnert (1. August 1933)
- Nr. 2.689.472: Johann Loreng (1. August 1933)
- Nr. 2.689.777: Hanns Heene (1. Juni 1933)
- Nr. 2.691.857: Heinrich Jungmann (1. Juni 1933)
- Nr. 2.696.359: Wilhelm Kratz (1. Juni 1933)
- Nr. 2.696.377: Karl Walz
- Nr. 2.696.473: Paul Simonis
- Nr. 2.696.588: Richard Klein[38]
- Nr. 2.697.692: Franz-Josef Röder (1. August 1933)
- Nr. 2.697.931: Ludwig Alsdorf (1. August 1933)
- Nr. 2.700.155: Otto Fürst von Bismarck (1. Mai 1933)
- Nr. 2.701.216: Curt Höppner (1. Mai 1933)
- Nr. 2.701.996: Kurt-Walter Hanssen (1. Mai 1933)
- Nr. 2.702.092: Paul Cruse (1. Mai 1933)
- Nr. 2.704.324: Alfred Kamphausen (1. Mai 1933)
- Nr. 2.704.350: Ernst Kracht (1. Mai 1933)
- Nr. 2.706.575: Herbert Stender
- Nr. 2.707.930: Ernst Rittershaus (1. Mai 1933)
- Nr. 2.708.029: Harald Ladwig (1. Mai 1933)
- Nr. 2.709.140: Karl-Heinz Bolay (1. Mai 1933)
- Nr. 2.709.693: Hermann Hubig (1. Mai 1933)
- Nr. 2.709.826: Johann Viktor Kirsch
- Nr. 2.710.198: Karl Christian Müller (1. Mai 1933)
- Nr. 2.710.328: Gustav Richter (1. Dezember 1933)
- Nr. 2.711.282: Rudolf Prestel (1. Mai 1933)
- Nr. 2.711.650: Oskar Eichler (1. Mai 1933)
- Nr. 2.711.813: Hans Mollier (1. Mai 1933)
- Nr. 2.713.721: Heinrich Grube (1. Mai 1933)
- Nr. 2.714.474: Benno Martin (1. Mai 1933)
- Nr. 2.714.742: Karl Diehl
- Nr. 2.714.812: Alfons Dressel (1. Mai 1933)
- Nr. 2.715.495: Karl Bernpointner (1. Mai 1933)
- Nr. 2.715.833: Karl Götz (1. Mai 1933)
- Nr. 2.716.508: Ludwig Dittmar (1. Mai 1933)
- Nr. 2.718.695: Matthias Heinrich Göring (1. Mai 1933)
- Nr. 2.719.708: Friedrich Erhard Haag (1. Mai 1933)
- Nr. 2.720.496: Heinrich Adolph (1. Mai 1933)
- Nr. 2.720.556: Gustav Baader (1. Mai 1933)
- Nr. 2.724.021: Johannes Block (1. Mai 1933)
- Nr. 2.724.197: Walter Girnatis (1. Mai 1933)
- Nr. 2.724.263: John Jahr senior (1. Mai 1933)
- Nr. 2.726.139: Bruno Peyn (1. Mai 1933)
- Nr. 2.727.313: Emil Helfferich (1. Mai 1933)
- Nr. 2.727.344: Erich Elingius (1. Mai 1933)
- Nr. 2.727.895: Walter Cimbal (1. Mai 1933)
- Nr. 2.728.974: Konstantin von Haffner (1. Mai 1933)
- Nr. 2.729.714: Karl Lothar Wolf
- Nr. 2.729.859: Gerhard Jungmann (1. Mai 1933)
- Nr. 2.729.894: Hans Jensen (1. Mai 1933)
- Nr. 2.730.020: Felix O. Höring (1. Mai 1933)
- Nr. 2.730.161: Hans Lubinus (1. Mai 1933)
- Nr. 2.730.185: Gottfried Ernst Hoffmann (1. Mai 1933)
- Nr. 2.730.201: Clemens von Jagow (1. Mai 1933)
- Nr. 2.730.351: Ferdinand Weinhandl
- Nr. 2.730.352: Margarete Weinhandl
- Nr. 2.730.384: Friedrich Tiemann
- Nr. 2.730.498: Heinz-Gerhard Riecke (1. Mai 1933)
- Nr. 2.730.740: Fritz Brüggemann (1. Mai 1933)
- Nr. 2.731.609: Bernhard Engelke (1. Mai 1933)
- Nr. 2.731.701: Erich Schröder
- Nr. 2.731.981: Herbert Freudenthal (1. Mai 1933)
- Nr. 2.732.006: Wolfgang Fränkel (1. Mai 1933)
- Nr. 2.732.066: Oskar Epha (1. Mai 1933)
- Nr. 2.732.116: Heinz Dilthey (1. Mai 1933)
- Nr. 2.732.391: Traugott von Heintze (1. Mai 1933)
- Nr. 2.732.545: Hermann Kügler (1. Mai 1933)
- Nr. 2.732.711: Alfred Schittenhelm
- Nr. 2.732.725: Heinrich Seetzen (1. Mai 1933)
- Nr. 2.732.828: Karl Schulz (1. Mai 1933)
- Nr. 2.732.917: Eduard Nehm (1. Mai 1933)
- Nr. 2.733.041: Carl Mau (1. Mai 1933)
- Nr. 2.733.132: Eduard Rauterberg (1. Mai 1933)
- Nr. 2.733.605: Rudolf Spanner
- Nr. 2.733.815: Karl Alnor (1. Mai 1933)
- Nr. 2.733.829: Richard Frankenberg (1. Mai 1933)
- Nr. 2.733.928: Hermann Dold (1. Mai 1933)
- Nr. 2.733.970: Carl Clauberg (1. Mai 1933)
- Nr. 2.734.013: Cay Baron von Brockdorff (1. Mai 1933)
- Nr. 2.734.020: Paul Brohmer (1. Mai 1933)
- Nr. 2.734.044: Herbert Bührke (1. Mai 1933)
- Nr. 2.734.168: Kurt Bellmann (1. Mai 1933)
- Nr. 2.734.327: Wilhelm Anschütz (1. Mai 1933)
- Nr. 2.734.343: Johannes Lorentzen (1. Mai 1933)
- Nr. 2.734.399: Kurt Lindemann (1. Mai 1933)
- Nr. 2.734.607: Franz Kock (1. Mai 1933)
- Nr. 2.735.261: Erich Drescher (1. Mai 1933)
- Nr. 2.735.924: Rudolf Jürgens (1. Mai 1933)
- Nr. 2.736.603: Wilhelm Lehmann (1. Mai 1933)
- Nr. 2.736.607: Walter Alnor (1. Mai 1933)
- Nr. 2.738.006: Jep Nissen Andersen (1. Mai 1933)
- Nr. 2.738.699: Gustav Peters (1. Mai 1933)
- Nr. 2.739.816: Hans Heitmann (1. Mai 1933)
- Nr. 2.741.591: Helmuth Hertling (1. Mai 1933)
- Nr. 2.746.595: Henning von Rumohr (1. Mai 1933)
- Nr. 2.747.158: Karl Schlabow
- Nr. 2.747.469: Hans Blöcker (1. Mai 1933)
- Nr. 2.748.957: Friedrich Lenz (1. Mai 1933)
- Nr. 2.749.006: Nikolaus Maaßen (1. Mai 1933)
- Nr. 2.749.396: Karl Burmester (1. Mai 1933)
- Nr. 2.750.158: Kurt Knoblauch (1. Mai 1933)
- Nr. 2.750.176: Hermann Bengtson (1. Mai 1933)
- Nr. 2.750.198: Georg Anschütz (1. Mai 1933)
- Nr. 2.750.534: Hermann Böhrnsen (1. Mai 1933)
- Nr. 2.750.801: Friedrich Ebsen (1. Mai 1933)
- Nr. 2.751.466: Richard Sorge (1. Oktober 1934)
- Nr. 2.751.986: Horst Hammitzsch (1. Oktober 1934)
- Nr. 2.754.048: Hans Reschke (1. Mai 1933)
- Nr. 2.754.591: Arthur Illies (1. Mai 1933)
- Nr. 2.754.905: Karl Ruge (1. Mai 1933)
- Nr. 2.758.105: Anton Fest (1. Mai 1933)
- Nr. 2.758.499: Walter Schnell
- Nr. 2.758.867: Otto Froitzheim (1. Mai 1933)
- Nr. 2.761.658: Fritz Alexander Kauffmann (1. Mai 1933)
- Nr. 2.761.665: Gerhard Mackenroth (1. Mai 1933)
- Nr. 2.764.269: Werner Vogel
- Nr. 2.765.006: Rudolf Ortlepp (1. Mai 1933)
- Nr. 2.765.363: Johann Duken (1. Mai 1933)
- Nr. 2.765.478: Rudolf Knauth (1. Mai 1933)
- Nr. 2.765.485: Ernst Klapp (1. Mai 1933)
- Nr. 2.765.658: Willy Völker
- Nr. 2.766.183: Wilhelm Kästner (1. Mai 1933)
- Nr. 2.767.366: Robert Ardelt (1. Mai 1933)
- Nr. 2.768.045: Hans-Joachim Rehse (1. Mai 1933)
- Nr. 2.768.091: Oskar Rümmele (1. Mai 1933)
- Nr. 2.768.486: Rudolf Cobet (1. Mai 1933)
- Nr. 2.771.433: Karl Balthasar (1. Mai 1933)
- Nr. 2.772.220: Willy Winkelmann
- Nr. 2.776.195: Hugo Murero (1. Mai 1933)
- Nr. 2.777.226: Ernst Makeprange (1. Mai 1933)
- Nr. 2.780.785: Paul Bardtke (1. Mai 1933)
- Nr. 2.780.995: Willy Fisch (1. Mai 1933)
- Nr. 2.781.136: Otto Hebold (1. Mai 1933)
- Nr. 2.781.341: Karl Landgrebe (1. Mai 1933)
- Nr. 2.781.438: Alexander Matting (1. Mai 1933)
- Nr. 2.781.465: Dietrich von Mirbach (1. Mai 1933)
- Nr. 2.782.003: Kurt Wille
- Nr. 2.782.145: Walther Linden
- Nr. 2.782.230: Ernst Birke (1. Mai 1933)
- Nr. 2.782.662: Gertrud Rabestein (1. Mai 1933)
- Nr. 2.784.061: Richard Bräutigam (1. Mai 1933)
- Nr. 2.784.120: Kurt Gerstenberg (1. Mai 1933)
- Nr. 2.784.138: Theodor Grüneberg (1. Mai 1933)
- Nr. 2.784.153: Wilhelm Hehlmann (1. Mai 1933)
- Nr. 2.784.256: Gustav Adolf Nosske (1. Mai 1933)
- Nr. 2.784.409: Bartold Asendorpf (1. Mai 1933)
- Nr. 2.785.823: Max Dittrich (1. Mai 1933)
- Nr. 2.787.040: Joseph Illerhaus (1. Mai 1933)
- Nr. 2.787.778: Werner Mansfeld (1. Mai 1933)
- Nr. 2.788.508: Hermann Meynen (1. Mai 1933)
- Nr. 2.788.553: Helmut Pichler (1. Mai 1933)
- Nr. 2.789.294: Otto Brenneis (1. Mai 1933)
- Nr. 2.791.181: Bernhard Hoetger (1. Oktober 1934)
- Nr. 2.794.377: Hanskarl von Hasselbach (1. Mai 1933)
- Nr. 2.795.111: Christian Klasmeier (1. Mai 1933)
- Nr. 2.798.999: Albert Sukop (1. Mai 1933)
- Nr. 2.799.176: Walther Kangro (1. Mai 1933)
- Nr. 2.799.367: Paul Koch (1. Mai 1933)
- Nr. 2.799.535: Werner Küchenthal (1. Mai 1933)
- Nr. 2.799.783: Gerhard Marquordt (1. Mai 1933)
- Nr. 2.800.042: Johannes Mühlenkamp (1. Mai 1933)
- Nr. 2.800.266: Richard Queck (1. Mai 1933)
- Nr. 2.800.984: Otto Bülte (1. Mai 1933)
- Nr. 2.801.058: Willy Czernik (1. Mai 1933)
- Nr. 2.801.273: Karl Gronau (1. Mai 1933)
- Nr. 2.801.428: Thur Himmighoffen (1. Mai 1933)
- Nr. 2.801.520: Karl Hoppe (1. Mai 1933)
- Nr. 2.801.675: Otto Jürgens (1. Mai 1933)
- Nr. 2.802.029: Walter Lerche (1. Mai 1933)
- Nr. 2.802.696: Herman Flesche (1. Mai 1933)
- Nr. 2.803.114: Georg Schraepel (1. Mai 1933)
- Nr. 2.804.248: Ernst Barten (1. Mai 1933)
- Nr. 2.804.744: Friedrich Berner (1. Mai 1933)
- Nr. 2.804.971: Josef Blaß (1. Mai 1933)
- Nr. 2.805.133: Arthur Boehm-Tettelbach (1. Mai 1933)
- Nr. 2.805.153: Hans Böhmcker (1. Mai 1933)
- Nr. 2.805.653: Otto Brinckmann (1. Mai 1933)
- Nr. 2.805.674: Paul Brockhaus (1. Mai 1933)
- Nr. 2.806.041: Hermann Bunte (1. Mai 1933)
- Nr. 2.806.768: Hugo Distler (1. Mai 1933)
- Nr. 2.806.851: Wilhelm Dopheide (1. Mai 1933)
- Nr. 2.807.178: Heinrich Eddelbüttel (1. Mai 1933)
- Nr. 2.807.728: Georg Fink (1. Mai 1933)
- Nr. 2.807.841: Johann Ulrich Folkers (1. Mai 1933)
- Nr. 2.808.408: Heinrich Gißel (1. Mai 1933)
- Nr. 2.809.241: Johannes Heepe (1. Mai 1933)
- Nr. 2.810.576: Asmus Jessen (1. Mai 1933)
- Nr. 2.810.603: Helmuth Johnsen (1. Mai 1933)
- Nr. 2.810.642: Pascual Jordan (1. Mai 1933)
- Nr. 2.813.023: Friedrich Wilhelm Lange (1. Mai 1933)
- Nr. 2.813.268: Paul Leitsmann (1. Mai 1933)
- Nr. 2.813.570: Bruno Grusnick (1. Mai 1933)
- Nr. 2.813.782: Alfred Leu (1. Mai 1933)
- Nr. 2.815.480: Herbert Müller-Roschach (1. Mai 1933)
- Nr. 2.815.709: Wilhelm Neese (1. Mai 1933)
- Nr. 2.817.533: Paul Reimers (1. Mai 1933)
- Nr. 2.817.843: Max Ratschow (1. Mai 1933)
- Nr. 2.824.009: Wilhelm Facklam (1. Mai 1933)
- Nr. 2.826.203: Karl Guth (1. Mai 1933)
- Nr. 2.826.206: Albert Grießmeyer (1. Mai 1933)
- Nr. 2.826.263: Erich Gnewuch (1. Mai 1933)
- Nr. 2.826.302: Reinhold Heller (1. Mai 1933)
- Nr. 2.826.448: Joachim Kortüm (1. Mai 1933)
- Nr. 2.826.456: Kurt Knipfer (1. Mai 1933)
- Nr. 2.826.474: Ernst Ewald Kunckel (1. Mai 1933)
- Nr. 2.827.850: Walter Heinrich (1. Mai 1933)
- Nr. 2.828.016: Karl Bergemann (1. Mai 1933)
- Nr. 2.828.028: Fritz Grau (1. Mai 1933)
- Nr. 2.828.177: Max Baur (1. Mai 1933)
- Nr. 2.828.193: Theodor Bersin (1. Mai 1933)
- Nr. 2.828.213: Herbert Böhme (1. Mai 1933)
- Nr. 2.828.217: Kurt Brand (1. Mai 1933)
- Nr. 2.828.283: Karl Eimer (1. Mai 1933)
- Nr. 2.828.291: Willi Enke (1. Mai 1933)
- Nr. 2.828.327: Otto Geßner (1. Mai 1933)
- Nr. 2.828.442: Eduard Jacobshagen (1. Mai 1933)
- Nr. 2.828.443: Peter Jaeck (1. Mai 1933)
- Nr. 2.828.444: Erich Rudolf Jaensch (1. Mai 1933)
- Nr. 2.828.508: Otto Korn (1. Mai 1933)
- Nr. 2.828.565: Johann Wilhelm Mannhardt (1. Mai 1933)
- Nr. 2.828.601: Hans Naujoks
- Nr. 2.828.629: Wilhelm Pfannenstiel (1. Mai 1933)
- Nr. 2.828.666: Horst Rocholl (1. Mai 1933)
- Nr. 2.828.842: Walter Voß (1. Mai 1933)
- Nr. 2.828.895: Erwin Wiskemann
- Nr. 2.828.916: Heinrich Ahlers (1. Mai 1933)
- Nr. 2.828.991: Karl Heinrich Bischoff (1. Mai 1933)
- Nr. 2.829.443: Georg Knauer (1. Mai 1933)
- Nr. 2.829.693: Leopold Petri (1. Mai 1933)
- Nr. 2.834.157: Erwin Dorner (1. Mai 1933)
- Nr. 2.834.191: Willy Exner (1. Mai 1933)
- Nr. 2.835.321: Julius Gehrum (1. Mai 1933)
- Nr. 2.837.238: Alfred Hasselberg (1. Mai 1933)
- Nr. 2.837.381: Karl Dungs (1. Mai 1933)
- Nr. 2.837.625: Gustav Adolf Steengracht von Moyland (1933)
- Nr. 2.837.980: Ernst Möller (1. Mai 1933)
- Nr. 2.838.794: Ernst Ahl (1. Mai 1933)
- Nr. 2.838.913: Hermann Corsten (1. Mai 1933)
- Nr. 2.839.227: Otto Keinath (1. Mai 1933)
- Nr. 2.839.392: Hans Amandus Münster (1. Mai 1933)
- Nr. 2.839.555: Billy Jenkins (1. Mai 1933)
- Nr. 2.839.607: Ernst Hermann Sommert
- Nr. 2.840.968: Kurt Bode
- Nr. 2.841.376: Erich Keyser (1. Mai 1933)
- Nr. 2.842.370: Johannes Hannemann (1. Mai 1933)
- Nr. 2.843.091: Friedrich Class (1. Mai 1933)
- Nr. 2.844.274: Gotthold Frotscher (1. Mai 1933)
- Nr. 2.844.360: Reinhard Haferkorn (1. Mai 1933)
- Nr. 2.844.688: Walter Mannowsky (1. Mai 1933)
- Nr. 2.846.670: Erich Kellner (1. Mai 1933)
- Nr. 2.846.790: Günther Kraft (1. Mai 1933)
- Nr. 2.848.857: Karl Eberhard Schöngarth
- Nr. 2.849.058: Albrecht Aschoff (1. Mai 1933)
- Nr. 2.849.172: Willi Domgraf-Fassbaender (1. Mai 1933)
- Nr. 2.849.180: Wilhelm Deffke (1. Mai 1933)
- Nr. 2.849.199: Gerhard Erdmann (1. Mai 1933)
- Nr. 2.849.270: Adolf Halfeld (1. Mai 1933)
- Nr. 2.849.356: Oskar Joost (1. Mai 1933)
- Nr. 2.849.366: Julius Kapp (1. Mai 1933)
- Nr. 2.849.373: Ulrich Klug (1. Mai 1933)
- Nr. 2.849.490: Will Meisel (1. Mai 1933)
- Nr. 2.849.498: Georg Minde-Pouet
- Nr. 2.849.641: Hans-Wolfgang Romberg (1. Mai 1933)
- Nr. 2.849.877: Adolf Strube
- Nr. 2.850.280: Hans-Waldemar Bublitz (1. Mai 1933)
- Nr. 2.854.116: Arthur Lehmann (1. Mai 1933)
- Nr. 2.855.366: Albert Paulitz (1. Mai 1933)
- Nr. 2.855.401: Ernst Pohlhausen (1. Mai 1933)
- Nr. 2.855.940: Robert Dannemann (1. Mai 1933)
- Nr. 2.856.288: Heinrich Lankenau (1. Mai 1933)
- Nr. 2.856.334: Werner Meinhof (1. Mai 1933)
- Nr. 2.856.507: Gustav Rudolf Sellner (1. Mai 1933)
- Nr. 2.857.001: Ernst Lührmann (1. Mai 1933)
- Nr. 2.857.077: Paul Blunk (1. Mai 1933)
- Nr. 2.857.085: Willy Drescher (1. Mai 1933)
- Nr. 2.857.124: Paul Knapp (1. Mai 1933)
- Nr. 2.857.164: Martin Nippe
- Nr. 2.857.558: Wieprecht von Kropff (1. Mai 1933)
- Nr. 2.857.849: Ernst Beckmann (1. Mai 1933)
- Nr. 2.858.207: Walter Heeß (1. Mai 1933)
- Nr. 2.858.459: Wilhelm Albrecht (1. Mai 1933)
- Nr. 2.859.871: Bernhard Heukamp (1. Mai 1933)
- Nr. 2.860.864: Peter Hansen (1. Mai 1933)
- Nr. 2.860.972: Karl Heinl (1. Mai 1933)
- Nr. 2.862.366: Heinrich Fehlis (1. Mai 1933)
- Nr. 2.862.612: Edmund Pulheim (1. Mai 1933)
- Nr. 2.863.501: Franz Fischer (1. Mai 1933)
- Nr. 2.863.618: Fritz Wöhrn
- Nr. 2.863.675: Wilhelm Heuser (1. Mai 1933)
- Nr. 2.864.319: Arthur Brand (1. Mai 1933)
- Nr. 2.865.995: Karl Heusch (1. Mai 1933)
- Nr. 2.866.079: Otto Kümmel (1. Mai 1933)
- Nr. 2.866.744: Hermann Rüdiger (1. Mai 1933)
- Nr. 2.866.785: Gustav Schumm
- Nr. 2.867.332: Herbert Gerdes (1. Mai 1933)
- Nr. 2.867.405: Otto Hoyer
- Nr. 2.867.470: Georg Lammers (1. Mai 1933)
- Nr. 2.867.559: Ernst Osterloh (1. Mai 1933)
- Nr. 2.867.596: Heinrich Rabeling (1. Mai 1933)
- Nr. 2.867.853: Philipp Deichmann (1. Mai 1933)
- Nr. 2.868.940: Heinz Autenrieth (1. Mai 1933)
- Nr. 2.869.054: Walter Bärlin (1. Mai 1933)
- Nr. 2.869.267: Hermann Bareth (1. Mai 1933)
- Nr. 2.869.416: Hans Bauer (1. Mai 1933)
- Nr. 2.869.475: Otto Bauer (1. Mai 1933)
- Nr. 2.870.296: Kurt Brunhoff (1. Oktober 1934)
- Nr. 2.870.737: Georg Korth (1. Oktober 1934)
- Nr. 2.870.998: Christian Ehrlinger (1. Mai 1933)
- Nr. 2.871.405: Otto Carl Köcher (1. Oktober 1934)
- Nr. 2.872.171: Manfred Klaiber (1. Oktober 1934)
- Nr. 2.872.470: Fritz Geißler (1. Mai 1933)
- Nr. 2.872.483: Eugen Geiwitz (1. Mai 1933)
- Nr. 2.872.638: Wilhelm Gieseler (1. Mai 1933)
- Nr. 2.873.248: Luitpold Werz
- Nr. 2.874.594: Alfred Nagel (1. Mai 1933)
- Nr. 2.874.607: Gottlieb Nagel (1. Mai 1933)
- Nr. 2.874.629: Wilhelm Nagel (1. Mai 1933)
- Nr. 2.875.525: Erich Sautter
- Nr. 2.878.025: Karl Bünger (1. Mai 1933)
- Nr. 2.878.103: Bernhard Berghaus (1. Mai 1933)
- Nr. 2.878.818: Wolfgang Mülberger (1. Mai 1933)
- Nr. 2.878.897: Paul Reckzeh (1. Mai 1933)
- Nr. 2.879.072: Ludwig Schmidseder
- Nr. 2.880.022: Hans Schumacher
- Nr. 2.889.346: Alfred Thoß
- Nr. 2.890.114: Johannes Müller (1. Mai 1933)
- Nr. 2.893.126: Otto Kuschow (1. Mai 1933)
- Nr. 2.893.982: Werner Graul (1. Mai 1933)
- Nr. 2.894.027: Wolfgang Hefermehl (1. Mai 1933)
- Nr. 2.896.282: Kurt Bauch (1. Mai 1933)
- Nr. 2.896.972: Fritz W. Meyer (1. Mai 1933)
- Nr. 2.897.002: Ludwig Mülhaupt (1. Mai 1933)
- Nr. 2.897.358: Friedrich Behr (1. Mai 1933)
- Nr. 2.901.450: Walter Caspari (1. Mai 1933)
- Nr. 2.901.472: Gustav Dehning (1. Mai 1933)
- Nr. 2.901.802: Hinrich Knittermeyer (1. Mai 1933)
- Nr. 2.902.238: Erwin Schulz (1. Mai 1933)
- Nr. 2.904.483: Kurt Plötner (1. Mai 1933)
- Nr. 2.904.911: Hans Gleichmar (1. Mai 1933)
- Nr. 2.907.236: Wilhelm Schitli
- Nr. 2.907.535: Werner Kießling (1. Mai 1933)
- Nr. 2.907.651: Abraham Esau (1. Mai 1933)
- Nr. 2.909.460: Ludwig Ferdinand Clauß (1. Mai 1933)
- Nr. 2.910.766: Siegfried Dallmann (1. November 1934)
- Nr. 2.913.916: Hartmut Gerstenhauer (1. Mai 1933)
- Nr. 2.914.835: Otto Abs (1. Mai 1933)
- Nr. 2.914.988: Hermann Erpf (1. Mai 1933)
- Nr. 2.915.076: Wolfgang Pohle (1. Mai 1933)
- Nr. 2.915.341: Max Gablonsky (1. Mai 1933)
- Nr. 2.916.420: Friedrich-Wilhelm Krummacher (1. Mai 1933)
- Nr. 2.917.299: Fritz Thyssen (1. Mai 1933)
- Nr. 2.917.364: Hubert Lesaar (1. Mai 1933)
- Nr. 2.917.706: Kurt Albrecht (1. Mai 1933)
- Nr. 2.918.946: Alfred Chormann (1. Mai 1933)
- Nr. 2.919.972: Rudolf Gabel (1. Mai 1933)
- Nr. 2.921.716: Hermann Kapp (1. Mai 1933)
- Nr. 2.922.232: Franz Konrad (1. Mai 1933)
- Nr. 2.924.352: Hermann Reihling (1. Mai 1933)
- Nr. 2.924.419: Karl Rohm (1. Mai 1933)
- Nr. 2.925.857: Rudolf Stahlecker (1. Mai 1933)
- Nr. 2.927.618: Theodor Loerbroks (1. Mai 1933)
- Nr. 2.927.701: Heinrich Eweler (1. Mai 1933)
- Nr. 2.927.777: Emil Peeters (1. Mai 1933)
- Nr. 2.930.395: Oskar Waldrich
- Nr. 2.930.568: Heinrich Goedecke (1. Mai 1933)
- Nr. 2.935.510: Albrecht Rosenstengel (1. Mai 1933)
- Nr. 2.936.976: Werner Fröhling (1. Mai 1933)
- Nr. 2.938.386: Otto Walpert
- Nr. 2.941.333: August Arnold (1. Mai 1933)
- Nr. 2.941.480: Jakob Beck (1. Mai 1933)
- Nr. 2.941.841: Max Breunig (1. Mai 1933)
- Nr. 2.942.463: Alois Degano (1. Mai 1933)
- Nr. 2.942.829: Waldemar Fegelein (1. Mai 1933)
- Nr. 2.942.877: Willy Frank (1. Mai 1933)
- Nr. 2.943.089: Wilhelm Falk (1. Mai 1933)
- Nr. 2.943.738: Fritz Junghans (1. Mai 1933)
- Nr. 2.943.849: Eugen Kling (1. Mai 1933)
- Nr. 2.943.921: Hanns Kreutz (1. Mai 1933)
- Nr. 2.944.262: Andreas List (1. Mai 1933)
- Nr. 2.944.305: Wilhelm Laforce (1. Mai 1933)
- Nr. 2.944.983: Wolfgang Maria Schmid (1. Mai 1933)
- Nr. 2.945.223: Philipp Schenk (1. Mai 1933)
- Nr. 2.945.385: Theodor Kärner (1. Mai 1933)
- Nr. 2.945.510: Alexander Kaul (1. Mai 1933)
- Nr. 2.945.573: Heinrich Koeppen (1. Mai 1933)
- Nr. 2.945.937: Ludwig Hohlwein (1. Mai 1933)
- Nr. 2.946.255: Bernt von Heiseler (1. Mai 1933)
- Nr. 2.947.239: Robert Richter (1. Mai 1933)
- Nr. 2.947.312: Lutz Pistor (1. Mai 1933)
- Nr. 2.947.334: Fritz Pellkofer (1. Mai 1933)
- Nr. 2.947.769: Hans Rösch (1. Mai 1933)
- Nr. 2.948.420: Kurt von Tannstein
- Nr. 2.948.468: Hermann Urban
- Nr. 2.948.710: York Alexander von Wendland
- Nr. 2.950.347: Kurt Prüfer (1. Mai 1933)
- Nr. 2.953.348: Waldemar Krause (1. Mai 1933)
- Nr. 2.953.604: Alfred Streck
- Nr. 2.954.537: Doris Reichmann (1. Mai 1933)
- Nr. 2.954.649: Adolf Riege (1. Mai 1933)
- Nr. 2.954.807: Otto Fiederling (1. Mai 1933)
- Nr. 2.954.854: Johann Flegel (1. Mai 1933)
- Nr. 2.955.154: Georg Grabenhorst (1. Mai 1933)
- Nr. 2.955.290: Curt Habicht (1. Mai 1933)
- Nr. 2.955.384: Tiana Lemnitz (1. Mai 1933)
- Nr. 2.955.471: Carl Loges (1. Mai 1933)
- Nr. 2.955.612: Rudolf Hase (1. Mai 1933)
- Nr. 2.955.650: Ewald Hecker (1. Mai 1933)
- Nr. 2.955.718: Bernhard Dörries (1. Mai 1933)
- Nr. 2.955.905: Rudolf Batz (1. Mai 1933)
- Nr. 2.956.027: Otto Benecke (1. Mai 1933)
- Nr. 2.956.165: Georg Andreae (1. Mai 1933)
- Nr. 2.956.334: Berthold Hellingrath (1. Mai 1933)
- Nr. 2.956.601: Constanz Brüel (1. Mai 1933)
- Nr. 2.956.606: Kurt Brüning (1. Mai 1933)
- Nr. 2.956.949: Walther Rosemann (1. Mai 1933)
- Nr. 2.957.023: Horst von Sanden
- Nr. 2.957.052: Otto Biedermann (1. Dezember 1934)
- Nr. 2.957.298: Walter Bärsch (1. Dezember 1934)
- Nr. 2.957.317: Uvo Hölscher (1. Mai 1933)
- Nr. 2.957.578: Rolf Dahlgrün (1. Mai 1933)
- Nr. 2.957.721: Felix Lützkendorf (1. Mai 1933)
- Nr. 2.957.772: Julius Maier (1. Mai 1933)
- Nr. 2.957.915: Arnold Freyer (1. Mai 1933)
- Nr. 2.957.936: Karl Hermann Jacob-Friesen (1. Mai 1933)
- Nr. 2.957.980: Richard Götze (1. Mai 1933)
- Nr. 2.957.987: Wilhelm Garbe (1. Mai 1933)
- Nr. 2.957.992: Paul Gast (1. Mai 1933)
- Nr. 2.958.041: Hans Gericke (1. Mai 1933)
- Nr. 2.958.177: Günter Grasner (1. Mai 1933)
- Nr. 2.958.762: Wilhelm Böhm (1. Mai 1933)
- Nr. 2.959.012: Eugen Michel (1. Mai 1933)
- Nr. 2.959.122. Rudolf Krasselt (1. Mai 1933)
- Nr. 2.959.129: Richard Kraus (1. Mai 1933)
- Nr. 2.959.503: Hermann Scheuernstuhl
- Nr. 2.959.893: Fritz Hiltmann (1. Mai 1933)
- Nr. 2.960.284: Gerhard Heilfurth (1. Mai 1933)
- Nr. 2.962.276: Werner Gruner (1. Mai 1933)
- Nr. 2.962.638: Johannes Kunze (1. Mai 1933)
- Nr. 2.963.560: Willy Kriegel (1. Mai 1933)
- Nr. 2.964.612: Walter Alexander Gottschalk (1. Mai 1933)
- Nr. 2.965.798: Siegfried Müller (1. Mai 1933)
- Nr. 2.966.211: Hanns Georgi (1. Mai 1933)
- Nr. 2.967.747: Arthur Mittag (1. Mai 1933)
- Nr. 2.969.503: Martin Hellinger (1. Mai 1933)
- Nr. 2.969.666: Paul Nitsche (1. Mai 1933)
- Nr. 2.971.292: Pol Cassel (1. Mai 1933)
- Nr. 2.975.549: Günter Elsner (1. November 1934)
- Nr. 2.978.431: Carl Degenhardt (1. Mai 1933)
- Nr. 2.978.932: Eberhard Naumann zu Königsbrück (1. Mai 1933)
- Nr. 2.979.621: Erich Kürschner (1. Mai 1933)
- Nr. 2.980.632: Marja Kubašec (1. Mai 1933)
- Nr. 2.982.085: Rudolf Berthold (1. Mai 1933)
- Nr. 2.982.141: Richard Birnstengel (1. Mai 1933)
- Nr. 2.982.289: Felix Burkhardt (1. Mai 1933)
- Nr. 2.982.385: Ernst Richard Dietze (1. Mai 1933)
- Nr. 2.982.666: Hans-Heinrich Garten (1. Mai 1933)
- Nr. 2.983.839: Erich Schultze (1. Mai 1933)
- Nr. 2.984.708: Wolfgang von Drigalski (1. Mai 1933)
- Nr. 2.984.715: Gustav Fingerling (1. Mai 1933)
- Nr. 2.984.755: Norbert Henning (1. Mai 1933)
- Nr. 2.984.764: Max Hochrein (1. Mai 1933)
- Nr. 2.984.767: Siegfried Hoffheinz (1. Mai 1933)
- Nr. 2.984.769: Josef Hohlbaum (1. Mai 1933)
- Nr. 2.984.960: Waldemar Beyer (1. Mai 1933)
- Nr. 2.985.374: Alexander Golling (1. Mai 1933)
- Nr. 2.985.390: Robert Heidenreich (1. Mai 1933)
- Nr. 2.985.502: Georg Pallaske (1. Mai 1933)
- Nr. 2.986.617: Michael Hesch (1. Mai 1933)
- Nr. 2.987.049: Walter Hempel (1. Mai 1933)
- Nr. 2.987.945: Friederike Pusch (1. Mai 1933)
- Nr. 2.988.255: Hermann Altrock (1. Mai 1933)
- Nr. 2.989.023: André Jolles (1. Mai 1933)
- Nr. 2.989.215: Paul Vogt (1. Mai 1933)
- Nr. 2.989.562: Heinrich Werlé
- Nr. 2.989.602: Carl Zörner
- Nr. 2.989.646: Walther Davisson (1. Mai 1933)
- Nr. 2.989.748: Wilhelm Lange (1. Mai 1933)
- Nr. 2.989.905: Roman Baudisch (1. Mai 1933)
- Nr. 2.989.947: Hans Gorzynski (1. Mai 1933)
- Nr. 2.990.322: Otto Klemm (1. Mai 1933)
- Nr. 2.990.323: August Klingenheben (1. Mai 1933)
- Nr. 2.990.561: Alfred Jentzsch (1. Mai 1933)
- Nr. 2.990.637: Karl Nieberle (1. Mai 1933)
- Nr. 2.990.638: Werner von Nitzsch (1. Mai 1933)
- Nr. 2.991.875: Albert Garbe (1. Mai 1933)
- Nr. 2.992.141: Heinrich Junker (1. Mai 1933)
- Nr. 2.992.592: Kurt von Burgsdorff (1. Mai 1933)
- Nr. 2.992.723: Oskar Gelbhaar (1. Mai 1933)
- Nr. 2.992.983: Paul Dittel (1. Mai 1933)
- Nr. 2.993.000: Heinz Erich Eisenhuth (1. Mai 1933)
- Nr. 2.993.157: Helmut Berve (1. Mai 1933)
- Nr. 2.993.241: Paul Budin (1. Mai 1933)
- Nr. 2.993.559: Arno Arnold (1. Mai 1933)
- Nr. 2.993.842: Walter Lange (1. Mai 1933)
- Nr. 2.993.934: Wolfgang Rosenthal (1. Mai 1933)
- Nr. 2.994.125: Hermann Ambrosius (1. Mai 1933)
- Nr. 2.994.184: Heinrich Carlsohn (1. Mai 1933)
- Nr. 2.994.571: Dieprand von Richthofen (1. Mai 1933)
- Nr. 2.994.796: Kurt Budäus (1. Mai 1933)
- Nr. 2.997.135: Wolfgang Ostwald (1. Mai 1933)
- Nr. 2.997.983: Hans Bodenstedt (1. Mai 1933)
- Nr. 2.998.254: Theodor Deneke (1. Mai 1933)
- Nr. 2.998.467: Heinrich Remy (1. Mai 1933)
- Nr. 2.999.170: Ernst Kabel (1. Mai 1933)
- Nr. 2.999.645: Otto Rose (1. Mai 1933)
- Nr. 3.000.425: Walter Findeisen (1. Mai 1933)
- Nr. 3.000.653: Fedor Haenisch (1. Mai 1933)
- Nr. 3.000.707: Adolf Rein (1. Mai 1933)
- Nr. 3.001.205: Hans Joachim von Neuhaus (1. Mai 1933)
- Nr. 3.001.238: Alfred Kühne (1. Mai 1933)
- Nr. 3.001.261: John von Berenberg-Gossler (1. Mai 1933)
- Nr. 3.001.328: Konrad Hüseler (1. Mai 1933)
- Nr. 3.001.522: Harald Bode (1. Mai 1933)
- Nr. 3.001.958: Karl Hahn (1. Mai 1933)
- Nr. 3.001.994: Walter Kruspig (1. Mai 1933)
- Nr. 3.002.053: Siegfried von Roedern (1. Mai 1933)
- Nr. 3.002.159: Wilhelm Burchard-Motz (1. Mai 1933)
- Nr. 3.002.614: Willi Walter Puls (1. Mai 1933)
- Nr. 3.002.926: Richard Behn (1. Mai 1933)
- Nr. 3.002.940: Gustav Giemsa (1. Mai 1933)
- Nr. 3.003.519: Johannes Goebel
- Nr. 3.003.560: Albrecht Langelüddeke (1. Mai 1933)
- Nr. 3.004.941: Sophie Barrelet (1. Mai 1933)
- Nr. 3.007.132: Heinrich Rudolph Wahlen (1. Mai 1933)
- Nr. 3.007.716: Erich Herrscher (1. Mai 1933)
- Nr. 3.007.873: Friedrich Meggendorfer (1. Mai 1933)
- Nr. 3.008.036: Claus Göttsche (1. Mai 1933)
- Nr. 3.010.483: Werner Achelis (1. Mai 1933)
- Nr. 3.011.861: Friedrich Klein (1. Mai 1933)
- Nr. 3.012.761: Wilhelm Mäurer (1. Mai 1933)
- Nr. 3.013.595: Arthur Koepchen (1. Mai 1933)
- Nr. 3.015.067: Gerhard Keller (1. Mai 1933)
- Nr. 3.016.578: Josef Keller (1. Mai 1933)
- Nr. 3.016.638: August Kratt (1. Mai 1933)
- Nr. 3.017.562: Wolfgang Erxleben (1. Mai 1933)
- Nr. 3.017.600: August Guth (1. Mai 1933)
- Nr. 3.017.678: Werner Hellwig (1. Mai 1933)
- Nr. 3.018.167: Fritz Rott (1. Mai 1933)
- Nr. 3.018.293: Max zu Schaumburg-Lippe
- Nr. 3.018.617: Gerhard Flesch (1. Mai 1933)
- Nr. 3.019.575: Walther Bayrhoffer (1. Mai 1933)
- Nr. 3.019.708: Herbert Dreyer (1. Mai 1933)
- Nr. 3.019.936: Heinz Hentschke (1. Mai 1933)
- Nr. 3.020.058: Arthur Kampf (1. Mai 1933)
- Nr. 3.020.147: Karl Christian von Loesch (1. Mai 1933)
- Nr. 3.020.215: Wilhelm Mosle (1. Mai 1933)
- Nr. 3.020.286: Hermann Osthoff (1. Mai 1933)
- Nr. 3.020.327: Harry Piel (1. Mai 1933)
- Nr. 3.020.443: Ralph Scotoni
- Nr. 3.021.758: Ernst Henke (1. Mai 1933)
- Nr. 3.022.071: Kurt Wagner
- Nr. 3.022.204: Erich Fuchs (1. Mai 1933)
- Nr. 3.023.293: Johannes Künzig (1. Mai 1933)
- Nr. 3.023.311: Arthur Kusterer (1. Mai 1933)
- Nr. 3.023.437: Georg von Neufville (1. Mai 1933)
- Nr. 3.023.903: Hans Arnold (1. Mai 1933)
- Nr. 3.024.478: Wilhelm Kotzde-Kottenrodt (1. Mai 1933)
- Nr. 3.025.030: Paul Werner
- Nr. 3.025.453: Wilhelm Rieder (1. Mai 1933)
- Nr. 3.026.292: Edgar Irmscher (1. Mai 1933)
- Nr. 3.026.478: Kurt Schmidt-Klevenow
- Nr. 3.027.019: Ludwig Kiehn (1. Mai 1933)
- Nr. 3.027.282: Heinz Boldt (1. Mai 1933)
- Nr. 3.027.410: Emil Finnberg (1. Mai 1933)
- Nr. 3.027.637: Wilhelm Knoll (1. Mai 1933)
- Nr. 3.028.535: Conrad Borchling (1. Mai 1933)
- Nr. 3.028.536: Walter Borck (1. Mai 1933)
- Nr. 3.028.698: Eduard Hallier (1. Mai 1933)
- Nr. 3.029.887: Karl Boll (1. Mai 1933)
- Nr. 3.029.898: Wilhelm Braeucker (1. Mai 1933)
- Nr. 3.029.924: Ernst Buchholz (1. Mai 1933)
- Nr. 3.030.144: Hermann Victor Hugo Hübbe (1. Mai 1933)
- Nr. 3.030.196: Egon Keining (1. Mai 1933)
- Nr. 3.030.333: Erich Martini (1. Mai 1933)
- Nr. 3.030.498: Paul Riebesell (1. Mai 1933)
- Nr. 3.030.915: Richard Germer (1. Mai 1933)
- Nr. 3.031.238: Walter Klaus Köbel (1. Januar 1937)
- Nr. 3.031.432: Harry Garms (1. Mai 1933)
- Nr. 3.032.006: Rudolf Klophaus (1. Mai 1933)
- Nr. 3.032.929: Walter Risse (1. Mai 1933)
- Nr. 3.033.492: Ottomar Anton (1. Mai 1933)
- Nr. 3.033.621: Karl Groß
- Nr. 3.033.735: Gerhard Kreyenberg (1. Mai 1933)
- Nr. 3.035.331: Willy Brachmann (1. Mai 1933)
- Nr. 3.035.837: Walter Daust (1. Mai 1933)
- Nr. 3.035.993: Hans-Werner Janz (1. Mai 1933)
- Nr. 3.038.512: Carl Bensel (1. Mai 1933)
- Nr. 3.039.123: Cornelius Freiherr von Berenberg-Gossler (1. Mai 1933)
- Nr. 3.039.134: Gerhard Gregor (1. Mai 1933)
- Nr. 3.039.310: Wilhelm Hallbauer (1. Mai 1933)
- Nr. 3.039.348: Ingo Eichmann (1. Mai 1933)
- Nr. 3.039.377: Walther Niekerken (1. Mai 1933)
- Nr. 3.039.378: Franz Paul (1. Mai 1933)
- Nr. 3.039.475: Paul Hauenschild (1. Mai 1933)
- Nr. 3.039.515: Hermann Rose (1. Mai 1933)
- Nr. 3.039.581: Bolko von Richthofen (1. Mai 1933)
- Nr. 3.041.837: Henry Albers (1. Mai 1933)
- Nr. 3.042.149: Hermann Freiherr von Harder (1. Mai 1933)
- Nr. 3.043.151: Albert Reinhard (1. Dezember 1934)
- Nr. 3.044.015: Erich Jentzsch (1. Mai 1933)
- Nr. 3.044.016: Bernhard Koerner (1. Mai 1933)
- Nr. 3.045.830: Fritz Einwald (1. Mai 1933)
- Nr. 3.046.630: Horst Jähner (1. Januar 1937)
- Nr. 3.052.380: Hermann Becker-Freyseng (1. Mai 1933)
- Nr. 3.052.418: Wolfram Dörinkel (1. Mai 1933)
- Nr. 3.052.501: Fritz Freitag (1. Mai 1933)
- Nr. 3.052.634: Bruno Henze (1. Mai 1933)
- Nr. 3.052.639: Karl-Günther Heimsoth (1. Mai 1933)
- Nr. 3.052.660: Oswald Heyduck (1. Mai 1933)
- Nr. 3.053.062: Georg Krauß (1. Dezember 1934)
- Nr. 3.054.114: Max Metzner (1. Mai 1933)
- Nr. 3.055.754: Karl von Hartmann-Krey (1. Mai 1933)
- Nr. 3.055.821: Alfred Huhnhäuser (1. Mai 1933)
- Nr. 3.056.164: Hans Bernhard Rippelbeck (1. Mai 1933)
- Nr. 3.058.977: Ulrich Balfanz (1. Mai 1933)
- Nr. 3.059.434: Max Brose (1. Mai 1933)
- Nr. 3.060.700: Josef Haßkamp (1. Mai 1933)
- Nr. 3.060.882: Walter Giesker (1. Mai 1933)
- Nr. 3.061.419: Carl Häbler (1. Mai 1933)
- Nr. 3.063.690: Bruno Brandes (1. Mai 1933)
- Nr. 3.064.584: Paul Oskar Schuster
- Nr. 3.064.763: Hans Janzen (23. April 1933 oder 1. Mai 1933)
- Nr. 3.064.778: Rudolf Niejahr (1. Mai 1933)
- Nr. 3.065.231: Herbert Zimmermann (1933)
- Nr. 3.065.390: Herbert Dominik (1. Mai 1933)
- Nr. 3.065.569: Erich Drach (1. Mai 1933)
- Nr. 3.065.753: Hans Ledersteger (1. Mai 1933)
- Nr. 3.065.831: Werner Berg (1. Dezember 1936)
- Nr. 3.066.966: Wolfgang Heuer (1. Mai 1933)
- Nr. 3.067.282: Friedrich Bachmann (1. Mai 1933)
- Nr. 3.067.487: Ludwig Boegl (1. Mai 1933)
- Nr. 3.067.754: Johannes Dunkel (1. Mai 1933)
- Nr. 3.068.165: Werner Heyde (1. Mai 1933)
- Nr. 3.070.745: Ernst Emmert (1. Mai 1933)
- Nr. 3.070.821: Christian Keyßer (1. Mai 1933)
- Nr. 3.073.646: Ottokar Keil (1. Mai 1933)
- Nr. 3.074.777: Willy Rahmel (1. Mai 1933)
- Nr. 3.075.134: Richard Duckwitz (1. Mai 1933)
- Nr. 3.075.281: Otto Heß (1. Mai 1933)
- Nr. 3.075.910: Karl Otto Altvater (1. Mai 1933)
- Nr. 3.075.918: Wolfgang Auler (1. Mai 1933)
- Nr. 3.075.944: Rolf Baath (1. Mai 1933)
- Nr. 3.076.260: Bernhard Husfeld (1. Mai 1933)
- Nr. 3.076.484: Ernst Lautz (1. Mai 1933)
- Nr. 3.076.648: Paul Rosenthal (1. Mai 1933)
- Nr. 3.077.449: Auguste Mohrmann (1. Mai 1933)
- Nr. 3.077.691: Günther K. F. Schultze
- Nr. 3.078.243: Robert Gärtner (1. Mai 1933)
- Nr. 3.078.794: Johann Daniel Achelis (1. Mai 1933)
- Nr. 3.079.421: Hermann Lux (1. Mai 1933)
- Nr. 3.079.935: Kurt Bader (1. Mai 1933)
- Nr. 3.080.324: Arthur Grimm (1. Mai 1933)
- Nr. 3.080.406: Albert Herrmann (1. Mai 1933)
- Nr. 3.081.672: Werner Haase (1. Mai 1933)
- Nr. 3.081.716: Stephan Hirschfeld-Skidmore (1. Mai 1933)
- Nr. 3.083.113: Heinrich Grell (1. Mai 1933)
- Nr. 3.083.127: Otto Meißer (1. Mai 1933)
- Nr. 3.083.719: Willy Schmidt-Gentner
- Nr. 3.085.476: Hans Reichardt (1. Mai 1933)
- Nr. 3.087.975: Hermann Ohland (1. Mai 1933)
- Nr. 3.089.934: Arthur Schreck
- Nr. 3.090.566: Hellmut Haubold (1. Mai 1933)
- Nr. 3.090.832: Heinz Maurer (1. Mai 1933)
- Nr. 3.091.303: Wolfgang Boos (1. Mai 1933)
- Nr. 3.091.706: Alfred Hagenunger (1. Mai 1933)
- Nr. 3.091.962: Richard von Kienle (1. Mai 1933)
- Nr. 3.091.972: Will Kleber (1. Mai 1933)
- Nr. 3.092.414: Sigmund Rascher (1. Mai 1933)
- Nr. 3.093.262: Albrecht Balzer (1. Mai 1933)
- Nr. 3.093.511: Peter Grund (1. Mai 1933)
- Nr. 3.097.302: Otto Schleimer
- Nr. 3.098.828: Bruno Kitt (1. Mai 1933)
- Nr. 3.100.614: Erich Palmowski (1. Mai 1933)
- Nr. 3.101.530: Adolf Winkelmann
- Nr. 3.102.928: Werner Fassel (1. Mai 1933)
- Nr. 3.104.244: Günther Sacksofsky
- Nr. 3.106.360: Ludwig Schultze
- Nr. 3.107.716: Fritz Knapp (1. Mai 1933)
- Nr. 3.108.078: Hans Joachim Schmidt (1. Mai 1933)
- Nr. 3.109.132: Friedrich Kauffmann (1. Mai 1933)
- Nr. 3.111.348: Heinrich Kloppenburg (1. Mai 1933)
- Nr. 3.111.832: Hermann Lehmkuhl (1. Mai 1933)
- Nr. 3.113.195: Moritz Jahn (1. Mai 1933)
- Nr. 3.116.616: Erich Hofmann (1. Mai 1933)
- Nr. 3.117.294: Georg Asmus (1. Mai 1933)
- Nr. 3.118.961: Heinrich Eberts (1. Mai 1933)
- Nr. 3.119.361: Heinz Schubert (1933)
- Nr. 3.120.550: Kurt Heinrichs (1. Mai 1933)
- Nr. 3.124.680: Erich Sartorius (1. Mai 1933)
- Nr. 3.125.695: Hans Eisele (1. Mai 1933)
- Nr. 3.125.800: Richard Gäng (1. Mai 1933)
- Nr. 3.125.858: Wilhelm Grewe (1. Mai 1933)
- Nr. 3.125.894: Martin Heidegger (1. Mai 1933)
- Nr. 3.126.107: Walter Mahlberg
- Nr. 3.126.286: Ernst Plötze (1. Mai 1933)
- Nr. 3.127.687: Wilhelm Langemann (1. Mai 1933)
- Nr. 3.128.343: Wolfgang Bartels (1. Mai 1933)
- Nr. 3.128.962: Johannes Feuerbaum (1. Mai 1933)
- Nr. 3.130.493: Edwin Joerges (1. Mai 1933)
- Nr. 3.130.585: Jörn Lange (1. Mai 1933)
- Nr. 3.130.728: Max Pollwein (1. Mai 1933)
- Nr. 3.131.601: Otto Krasa (1. Mai 1933)
- Nr. 3.131.632: Fritz Herrmann (1. Mai 1933)
- Nr. 3.131.648: Walther Hohmann (1. Mai 1933)
- Nr. 3.131.799: Karl Georg Wittich
- Nr. 3.131.855: Ludwig Schneider (1. Mai 1933)
- Nr. 3.132.106: Helmut Naunin (1. Mai 1933)
- Nr. 3.133.774: Georg Bantele (1. Mai 1933)
- Nr. 3.133.869: Clementine zu Castell-Rüdenhausen (1. Mai 1933)
- Nr. 3.135.069: Alexander Berg (1. Mai 1933)
- Nr. 3.135.230: Carl Joseph Gauß (1. Mai 1933)
- Nr. 3.135.571: Wolf Meyer-Erlach (1. Mai 1933)
- Nr. 3.136.470: Paul Hilpert (1. Mai 1933)
- Nr. 3.136.767: Thea Rasche (1. Mai 1933)
- Nr. 3.138.278: Hein Bredendiek (1. Mai 1933)
- Nr. 3.139.549: Eduard Wirths (Mai 1933)
- Nr. 3.140.090: Waldemar Wolter
- Nr. 3.140.817: Florus Kertscher (1. Mai 1933)
- Nr. 3.141.599: Gerhard Frommel (1. Mai 1933)
- Nr. 3.141.675: Max Gundel (1. Mai 1933)
- Nr. 3.142.076: Erich Mindner (1. Mai 1933)
- Nr. 3.142.907: Werner Hager (1. Mai 1933)
- Nr. 3.143.166: Fritz Kubach (1. Mai 1933)
- Nr. 3.143.188: Rudolf Lehmann (1. Mai 1933)
- Nr. 3.143.348: Kurt Overhoff (1. Mai 1933)
- Nr. 3.144.196: Wilhelm Stollenwerk
- Nr. 3.144.220: Hans Schaefer
- Nr. 3.144.248: Paul Scheer
- Nr. 3.144.293: Walter Pflaumbaum (1. Mai 1933)
- Nr. 3.144.494: Ernst Rudolf Huber (1. Mai 1933)
- Nr. 3.144.519: Wolfgang Imle (1. Mai 1933)
- Nr. 3.144.534: Leonhard Grebe (1. Mai 1933)
- Nr. 3.144.638: Wilhelm Ebel (1. Mai 1933)
- Nr. 3.144.656: Josef Becker (1. Mai 1933)
- Nr. 3.144.707: Ernst Broermann (1. Mai 1933)
- Nr. 3.144.725: Dietrich Bürkel (1. Mai 1933)
- Nr. 3.144.737: Adolf Bach (1. Mai 1933)
- Nr. 3.144.750: Herbert Becker (1. Mai 1933)
- Nr. 3.144.891: Gottlieb Frank (1. Mai 1933)
- Nr. 3.144.900: Hermann Gretsch (1. Mai 1933)
- Nr. 3.144.980: Helmuth Maier (1. Mai 1933)
- Nr. 3.145.315: Friedrich Bilabel (1. Mai 1933)
- Nr. 3.145.482: Willy Giese (1. Mai 1933)
- Nr. 3.145.550: Herbert Haag (1. Mai 1933)
- Nr. 3.145.720: Hermann Kiefer (1. Mai 1933)
- Nr. 3.146.287: Ernst-Rulo Welcker
- Nr. 3.146.353: Eberhard Ludwig Wittmer
- Nr. 3.148.112: Friedrich Funk (1. Mai 1933)
- Nr. 3.152.619: Josef Menke (1. Mai 1933)
- Nr. 3.153.138: Alfons Maria Borst (1. Mai 1933)
- Nr. 3.153.466: Johannes Guthmann (1. Mai 1933)
- Nr. 3.153.499: Heinrich Hartung (1. Mai 1933)
- Nr. 3.154.025: Otto Muß (1. Mai 1933)
- Nr. 3.154.660: Paul Wirsching
- Nr. 3.154.713: Julius Zießler
- Nr. 3.155.101: Karl Dalheimer (1. Mai 1933)
- Nr. 3.155.463: Friedrich Hanker (1. Mai 1933)
- Nr. 3.159.412: Hans Brockmann (1. Mai 1933)
- Nr. 3.159.524: Hans Karl Fritzsche (1. Mai 1933)
- Nr. 3.159.903: Karl Müller (1. Mai 1933)
- Nr. 3.160.907: Rudolf Lehmann (1. Mai 1933)
- Nr. 3.163.631: Oskar Barthold (1. Mai 1933)
- Nr. 3.163.905: Werner Dittschlag (1. Mai 1933)
- Nr. 3.164.641: Hans Dichgans (1. Mai 1933)
- Nr. 3.167.240: Carlo Graaff (1. Mai 1933)
- Nr. 3.167.381: Wilhelm Bornstedt (1. Mai 1933)
- Nr. 3.167.855: Karl-Ewald Herlyn (1. Mai 1933)
- Nr. 3.167.903: Wilhelm Hirte (1. Mai 1933)
- Nr. 3.170.384: Ihno Alberts (1. Mai 1933)
- Nr. 3.170.868: Wilhelm Borkholder (1. Mai 1933)
- Nr. 3.170.873: Anton Wiedemann (1. Mai 1933)
- Nr. 3.171.323: Gerhard Buhtz (1. Mai 1933)
- Nr. 3.171.353: Georg Dahm (1. Mai 1933)
- Nr. 3.171.407: Fritz Eichholtz (1. Mai 1933)
- Nr. 3.174.384: August Münzebrock (1. Mai 1933)
- Nr. 3.174.391: Heinrich Müller-Bargloy (1. Mai 1933)
- Nr. 3.175.084: Otto Brandt (1. Mai 1933)
- Nr. 3.175.116: Ernst Georg Deuerlein (1. Mai 1933)
- Nr. 3.175.177: Bruno von Freyberg (1. Mai 1933)
- Nr. 3.176.805: Johann Keil (1. Mai 1933)
- Nr. 3.176.862: Hans Lades (1. Mai 1933)
- Nr. 3.176.887: Karl Mägdefrau (1. Mai 1933)
- Nr. 3.176.920: Hans Molitoris (1. Mai 1933)
- Nr. 3.176.945: Herbert Ohly (1. Mai 1933)
- Nr. 3.177.157: Benno von Wiese
- Nr. 3.178.708: Bernhard Walter
- Nr. 3.181.417: Walter Brugmann (1. Mai 1933)
- Nr. 3.181.423: Robert Plank (1. Mai 1933)
- Nr. 3.181.427: Julius Rühm (1. Mai 1933)
- Nr. 3.181.627: Richard Lattorf (1. Mai 1933)
- Nr. 3.182.184: Carl Baumann (1. Mai 1933)
- Nr. 3.183.016: Curt Mast (1. Mai 1933)
- Nr. 3.184.261: Karl August Wietfeldt
- Nr. 3.184.501: Eberhard von Thadden
- Nr. 3.184.595: Peter Adolf Thiessen
- Nr. 3.185.194: Gustav Stürtz (1. Mai 1933)
- Nr. 3.185.522: Walter Nehm (1. Mai 1933)
- Nr. 3.186.496: Waldemar Schütz (1. November 1936)
- Nr. 3.186.624: Hans Helmers (1. Mai 1933)
- Nr. 3.187.251: Edo Osterloh (1. Mai 1933)
- Nr. 3.188.932: Jürgen von Klenck (1. Mai 1933)
- Nr. 3.189.129: Herwart Miessner (1. Mai 1933)
- Nr. 3.194.623: Adolf Prümers (1. Mai 1933)
- Nr. 3.196.199: Walter Hammer (1. Mai 1933)
- Nr. 3.196.549: Wilhelm Altenloh (1. Mai 1933)
- Nr. 3.196.715: Reinhard Hilker (1. Mai 1933)
- Nr. 3.199.492: Clara Ebert-Stockinger (1. Mai 1933)
- Nr. 3.199.936: August von Finck senior (1. Mai 1933)
- Nr. 3.200.878: Friedrich Hofmann (1. Mai 1933)
- Nr. 3.201.046: Albert Hartl (1. Mai 1933)
- Nr. 3.201.203: Heinz Henseler
- Nr. 3.201.697: Josef Meisinger (1. Mai 1933)
- Nr. 3.201.960: Walter Staudinger
- Nr. 3.202.025: Edmund Trinkl
- Nr. 3.202.141: Paul Tremel
- Nr. 3.202.280: Fritz Valjavec (1. Mai 1933)
- Nr. 3.202.292: Anton Vogler
- Nr. 3.202.716: Dorothee Günther (1. Mai 1933)
- Nr. 3.202.786: Erich Gerner (1. Mai 1933)
- Nr. 3.203.274: Ernst Horadam (1. Mai 1933)
- Nr. 3.203.589: Heinrich Barth (1. Mai 1933)
- Nr. 3.203.599: Kurt Christmann (1. Mai 1933)
- Nr. 3.203.624: Ferdinand Claussen (1. Mai 1933)
- Nr. 3.203.863: Alfons Brendel (1. Mai 1933)
- Nr. 3.204.530: Georg Bachmayer (1. Mai 1933)
- Nr. 3.204.678: Ernst Buchner (1. Mai 1933)
- Nr. 3.204.950: Karl Ritter von Halt (1. Mai 1933)
- Nr. 3.205.020: Gertrud Hurler (1. Mai 1933)
- Nr. 3.205.314: Karl Hauenstein (1. Mai 1933)
- Nr. 3.205.438: Josef Jarolin (1. Mai 1933)
- Nr. 3.205.559: Friedrich Jung (1. Mai 1933)
- Nr. 3.205.607: Valentin Krempl (1. Mai 1933)
- Nr. 3.205.700: Lya Ley (1. Mai 1933)
- Nr. 3.205.754: Werner Kloos (1. Mai 1933)
- Nr. 3.206.232: Johann Wilhelm Ludowici (1. Mai 1933)
- Nr. 3.206.290: Herbert Garbe (1. Mai 1933)
- Nr. 3.206.412: Maja Lex (1. Mai 1933)
- Nr. 3.206.594: Karl Lippmann (1. Mai 1933)
- Nr. 3.206.931: Gustl Müller (1. Mai 1933)
- Nr. 3.207.300: Max Mikorey (1. Mai 1933)
- Nr. 3.207.524: Erwin Marquardt (1. Mai 1933)
- Nr. 3.207.598: Franz Mikorey (1. Mai 1933)
- Nr. 3.207.687: Karl May (1. Mai 1933)
- Nr. 3.208.137: Max Dingler (1. Mai 1933)
- Nr. 3.208.696: Walther Wüst (1. Mai 1933)
- Nr. 3.208.826: Josef Waitzer
- Nr. 3.208.977: Jakob Werlin
- Nr. 3.209.598: Karl Zehnter
- Nr. 3.209.891: Wilhelm Kißkalt (1. Mai 1933)
- Nr. 3.209.894: Peter-Paul Kranz (1. Mai 1933)
- Nr. 3.209.972: Franz Kreisel (1. Mai 1933)
- Nr. 3.210.482: Gerhard Kloos (1. Mai 1933)
- Nr. 3.210.992: Richard Oehm (1. Mai 1933)
- Nr. 3.211.166: Rudolf Arthur Peltzer (1. Mai 1933)
- Nr. 3.211.227: Theo Pabst (1. Mai 1933)
- Nr. 3.211.305: Franz Josef Popp (1. Mai 1933)
- Nr. 3.211.378: Rudolf Anderl (1. Mai 1933)
- Nr. 3.211.830: Hanns Beck-Gaden (1. Mai 1933)
- Nr. 3.212.208: Arnold Ruge (1. Mai 1933)
- Nr. 3.212.449: Johann Rattenhuber (1. Mai 1933)
- Nr. 3.212.516: Willy Richartz (1. Mai 1933)
- Nr. 3.213.066: Otto Reuther (1. Mai 1933)
- Nr. 3.213.223: Robert Spindler
- Nr. 3.213.259: Adolf Seiser
- Nr. 3.213.885: Karl Schefold
- Nr. 3.213.914: Max Schäfer
- Nr. 3.215.085: Albert Beermann (1. Mai 1933)
- Nr. 3.215.710: Theodor Malcus (1. Mai 1933)
- Nr. 3.215.779: Friedrich Murawski (1. Mai 1933)
- Nr. 3.215.932: Johann Peter Ruppert (1. Mai 1933)
- Nr. 3.216.609: Fritz Elze (1. Mai 1933)
- Nr. 3.216.680: Rudolf Geil (1. Mai 1933)
- Nr. 3.216.914: Günther Joël (1. Mai 1933)
- Nr. 3.217.140: Karl Martin (1. Mai 1933)
- Nr. 3.217.266: Karl Paetow (1. Mai 1933)
- Nr. 3.217.271: Otto Palandt (1. Mai 1933)
- Nr. 3.217.490: Otto Schellmann (1. Mai 1933)
- Nr. 3.217.827: Günther Franz (1. Mai 1933)
- Nr. 3.218.500: Willi Lauk (1. Mai 1933)
- Nr. 3.219.015: Walter Stahlecker (1. Mai 1933, nachträglich auf Nr. 1.069.130 geändert)
- Nr. 3.219.240: Alfred Beck (1. Mai 1933)
- Nr. 3.219.866: Georg Eisenlohr (1. Mai 1933)
- Nr. 3.219.905: Albert Eitel (1. Mai 1933)
- Nr. 3.220.082: Viktor Engel (1. Mai 1933)
- Nr. 3.220.284: Siegfried Ernst (1. Mai 1933)
- Nr. 3.222.086: Wilhelm Schloz
- Nr. 3.223.148: Wilhelm Dittus (1. Mai 1933)
- Nr. 3.224.461: Andreas Stihl
- Nr. 3.224.651: Friedrich Bauer (1. Mai 1933)
- Nr. 3.224.713: Emil Böhmer (1. Mai 1933)
- Nr. 3.224.743: Wilhelm Pfeiffer (1. Mai 1933)
- Nr. 3.224.747: Alfred Breuninger (1. Mai 1933)
- Nr. 3.225.255: Karl Lempp (1. Mai 1933)
- Nr. 3.225.782: Eberhard Teuffel
- Nr. 3.226.113: Richard Auberlen (1. Mai 1933)
- Nr. 3.226.223: Karl Benz (1. Mai 1933)
- Nr. 3.226.421: Karl Zindel (1. Mai 1933)
- Nr. 3.226.528: Friedrich Egen (1. Mai 1933)
- Nr. 3.226.799: Kurt Göhrum (1. Mai 1933)
- Nr. 3.226.897: Hans Häcker (1. Mai 1933)
- Nr. 3.226.925: Rudolf Hagmann (1. Mai 1933)
- Nr. 3.226.959: Wilhelm Harster (1. Mai 1933)
- Nr. 3.226.993: Karl Heckel (1. Mai 1933)
- Nr. 3.227.049: Willi Henne (1. Mai 1933)
- Nr. 3.227.078: Ernst Heubach (1. Mai 1933)
- Nr. 3.227.285: Alfred Klaiber (1. Mai 1933)
- Nr. 3.227.308: Karl Klingenfuß (1. Mai 1933)
- Nr. 3.227.491: Ernst Lauffer (1. Mai 1933)
- Nr. 3.227.495: Richard Lauxmann (1. Mai 1933)
- Nr. 3.227.496: August Lämmle (1. Mai 1933)
- Nr. 3.227.497: Martin Lang (1. Mai 1933)
- Nr. 3.227.759: Friedrich Mußgay (1. Mai 1933)
- Nr. 3.227.896: Kurt Raunecker (1. Mai 1933)
- Nr. 3.227.960: Hermann Rieger (1. Mai 1933)
- Nr. 3.228.040: Willi Rutz (1. Mai 1933)
- Nr. 3.228.360: Herbert Siegmund (1. Mai 1933)
- Nr. 3.229.836: Hans Brehme (1. Mai 1933)
- Nr. 3.229.985: Hans Frühauf (1. Mai 1933)
- Nr. 3.230.173: Dieter Huzel (1. Mai 1933)
- Nr. 3.231.491: Felix Petyrek (1. Mai 1933)
- Nr. 3.231.546: Hermann Reutter (1. Mai 1933)
- Nr. 3.232.661: Georg Fahrbach (1. Mai 1933)
- Nr. 3.234.552: Ludwig Habich (1. Mai 1933)
- Nr. 3.236.445: Rudolf Bögel (1. Mai 1933)
- Nr. 3.238.122: Ernst Wilhelm Flammer (1. Mai 1933)
- Nr. 3.239.553: Gottlieb Hering (1. Mai 1933)
- Nr. 3.240.259: Hermann Hoffmann (1. Mai 1933)
- Nr. 3.241.293: Eugen Haefele (1. Mai 1933)
- Nr. 3.242.048: Max Horn (1. Mai 1933)
- Nr. 3.242.092: Otto Hornung (1. Mai 1933)
- Nr. 3.242.111: Max Hoß (1. Mai 1933)
- Nr. 3.242.822: Helmut Junghans (1. Mai 1933)
- Nr. 3.242.941: Karl Kircher (1. Mai 1933)
- Nr. 3.243.036: Gerhard Kittel (1. Mai 1933)
- Nr. 3.243.186: Hanns Klemm (1. Mai 1933)
- Nr. 3.243.473: Max Knöpfle (1. Mai 1933)
- Nr. 3.244.077: Georg Kraut (1. Mai 1933)
- Nr. 3.244.124: Karl Schmidt
- Nr. 3.244.305: Oswald Kroh (1. Mai 1933)
- Nr. 3.244.617: Josef Kuhnle (1. Mai 1933)
- Nr. 3.244.986: Hans Lenz (1. Mai 1933)
- Nr. 3.247.283: Wilhelm Reich (1. Mai 1933)
- Nr. 3.247.710: August Reuß (1. Mai 1933)
- Nr. 3.248.019: Heinz Ritter (1. Mai 1933)
- Nr. 3.248.200: Eduard Roller (1. Mai 1933)
- Nr. 3.248.215: Hermann Rombach (1. Mai 1933)
- Nr. 3.248.603: Friedrich Rupps (1. Mai 1933)
- Nr. 3.251.187: Walter Strich-Chapell
- Nr. 3.253.744: Eugen Wannenmacher (1933)
- Nr. 3.254.047: Helmut Weihenmaier (30. April 1933)
- Nr. 3.254.404: Hermann Wendt
- Nr. 3.257.733: Reinhard Perwitzschky (1. Mai 1933)
- Nr. 3.257.841: Günther Reinecke (1. Mai 1933)
- Nr. 3.257.963: Max Mayer (1. Mai 1933)
- Nr. 3.259.269: Max Henkel (1. Mai 1933)
- Nr. 3.259.283: Günther Huwer (1. Mai 1933)
- Nr. 3.259.295: Ernst Peschl (1. Mai 1933)
- Nr. 3.260.600: Ingo Braecklein (1. Mai 1933)
- Nr. 3.261.127: Richard Gerken (1. Mai 1933)
- Nr. 3.262.329: Franz Hartong (1. Mai 1933)
- Nr. 3.262.849: Ludwig Grauert (1. Mai 1933)
- Nr. 3.262.867: Alfred Wenzel
- Nr. 3.263.451: Ernst Alexander (1. Mai 1933)
- Nr. 3.263.998: Ludwig Edinger
- Nr. 3.264.870: Fritz Ecarius (1. Mai 1933)
- Nr. 3.265.272: Hanns Fay (1. Mai 1933)
- Nr. 3.265.537: Ernst Boehe (1. Mai 1933)
- Nr. 3.266.155: Adolf Dassler (1. Mai 1933)
- Nr. 3.267.863: Edmund Hausen (1. Mai 1933)
- Nr. 3.268.246: Heinrich Hergert (1. Mai 1933)
- Nr. 3.268.486: Konrad Hitschler (1. Mai 1933)
- Nr. 3.269.588: Michael Kesselring (1. Mai 1933)
- Nr. 3.269.940: Werner Knab (1. Mai 1933)
- Nr. 3.271.936: Robert Mohr (1. Mai 1933)
- Nr. 3.272.007: Karl Motz (1. Mai 1933)
- Nr. 3.272.879: Friedrich Pirrung (1. Mai 1933)
- Nr. 3.273.500: Max Rostock (1. Mai 1933)
- Nr. 3.274.665: Emil Schick
- Nr. 3.278.595: José Eibenschütz (1. Mai 1933)
- Nr. 3.278.660: Gustav Wegner
- Nr. 3.278.951: Heinrich Pette (1. Mai 1933)
- Nr. 3.279.012: Wilhelm Bayer (1. Mai 1933)
- Nr. 3.279.016: Hans Demme (1. Mai 1933)
- Nr. 3.279.259: Albert J. Anthony (1. Mai 1933)
- Nr. 3.279.295: Fritz Jäger (1. Mai 1933)
- Nr. 3.279.337: Hans Siegling
- Nr. 3.279.531: Heinrich Homann (1. Mai 1933)
- Nr. 3.279.649: Rudolf Otto Neumann (1. Mai 1933)
- Nr. 3.279.693: Carl-Siegfried von Georg (1. Mai 1933)
- Nr. 3.279.751: Philipp Klepp (1. Mai 1933)
- Nr. 3.279.755: Hans-Henning von Pressentin (1. Mai 1933)
- Nr. 3.280.193: Heinz Brühne (1. Juli 1933)
- Nr. 3.280.459: Ernst Friedrich Löhndorff (1. Juni 1933)
- Nr. 3.280.478: Erich Priebke (1. Juli 1933)
- Nr. 3.280.718: Wolfgang Kittel (1. Juni 1933)
- Nr. 3.280.789: Walter Hewel (1. Juni 1933)
- Nr. 3.280.912: Eugen Feihl (1. Juni 1933)
- Nr. 3.282.505: Walter Blume (1. Mai 1933)
- Nr. 3.282.623: Ernst Dahlke (1. Mai 1933)
- Nr. 3.282.695: Erich Schneider
- Nr. 3.282.822: Erich Flottmann (1. Oktober 1933)
- Nr. 3.283.077: Friedrich Kleim (1. Mai 1933)
- Nr. 3.283.194: Heinrich Klosterkemper (1. Mai 1933)
- Nr. 3.283.748: Hans Damrau (1. Mai 1933)
- Nr. 3.284.296: Erich Fliegner (1. Mai 1933)
- Nr. 3.284.555: Ludwig Mayr-Falkenberg (1. Mai 1933)
- Nr. 3.285.132: Viktor Niewiesch (1. Mai 1933)
- Nr. 3.285.340: Gerhard Baumann (1. November 1933)
- Nr. 3.285.722: Ulrich von Hassell (1. November 1933)
- Nr. 3.285.727: Hans Galinsky (1. Oktober 1933)
- Nr. 3.286.310: Heinrich Rüdt von Collenberg (1. Juli 1933)
- Nr. 3.286.356: Hasso von Etzdorf (1. Juni 1933)
- Nr. 3.286.403: Ewald Krümmer (1. November 1933)
- Nr. 3.286.412: Werner Rotter (1. Juni 1933)
- Nr. 3.287.569: Viktor Zoller (Mai 1933)
- Nr. 3.287.685: Ernst Peter Burger (1. Dezember 1933)
- Nr. 3.287.912: Hans Joachim Rühle von Lilienstern (1. Dezember 1933)
- Nr. 3.288.286: Hermann von Valta (1. Dezember 1933)
- Nr. 3.288.414: Hanns Kilian (1. Mai 1933)
- Nr. 3.288.516: Fritz Schwarz (1. Dezember 1933)
- Nr. 3.289.088: Hermann Dinkel (1. Dezember 1933)
- Nr. 3.289.751: Albrecht Prinz von Hohenzollern (1. Januar 1934)
- Nr. 3.289.992: Peter Högl (1. Januar 1934)
- Nr. 3.296.458: Robert Scholz
- Nr. 3.385.047: Kurt Neifeind (1. Juni 1933)
- Nr. 3.391.277: Hermann Junker (1. November 1933)
- Nr. 3.391.290: Lutz Mackensen (1. November 1933)
- Nr. 3.391.292: Clemens Bauer (1. November 1933)
- Nr. 3.391.317: Emil Oberle (1. November 1933)
- Nr. 3.391.527: Kurt von Behr (1. Juli 1933)
- Nr. 3.391.586: Max Wegner
- Nr. 3.391.594: Fritz Baumgart (1. November 1933)
- Nr. 3.391.595: Armin von Gerkan (1. November 1933)
- Nr. 3.396.391: Viktor Böttcher (1. Mai 1933)
- Nr. 3.396.447: Max Draeger (1. Mai 1933)
- Nr. 3.396.525: Hermann Gmelin (1. Mai 1933)
- Nr. 3.397.875: Walter Porzig (1. Januar 1934)
- Nr. 3.398.113: Theodor Auer (1. Januar 1934)
- Nr. 3.398.293: Werner Peek (1. Januar 1934)
- Nr. 3.398.360: Otto Reinebeck (1. Januar 1934)
- Nr. 3.398.362: Alexander von Dörnberg (1. Januar 1934)
- Nr. 3.398.410: Walter Döhle (1. Januar 1934)
- Nr. 3.399.161: Adolf Ahrens (1. Februar 1934)
- Nr. 3.399.910: Wolfgang Uthe (1. Februar 1934)
- Nr. 3.400.400: Walter Donat (1. März 1934)
- Nr. 3.400.630: Walter Große (1. März 1934)
- Nr. 3.401.060: Paul Deutsch (1. März 1934)
- Nr. 3.401.106: John Rabe (1. März 1934)
- Nr. 3.401.108: Johannes Ittmann (1. März 1934)
- Nr. 3.401.317: Bruno Kress (1. März 1934)
- Nr. 3.401.515: Hermann Gundert (1. Februar 1934)
- Nr. 3.401.556: Wolfgang Panzer (1. Februar 1934)
- Nr. 3.401.841: Georg Roedenbeck (1. Februar 1934)
- Nr. 3.401.862: Franz Dirlmeier (1. Februar 1934)
- Nr. 3.402.209: Wilhelm Theodor Elwert (1. Februar 1934)
- Nr. 3.402.212: Gerhard Heller (1. Februar 1934)
- Nr. 3.402.439: Johannes Dede (1. Februar 1934)
- Nr. 3.402.541: Eugen Dollmann (1. Februar 1934)
- Nr. 3.402.718: Willi Georg Steffen
- Nr. 3.403.707: Karl Gottfried Hahn (1. Mai 1933)
- Nr. 3.404.081: Friedrich Franz (1. Mai 1933)
- Nr. 3.407.189: Alfred Brauchle (1. Mai 1933)
- Nr. 3.407.445: Klaus Huegel (1. Mai 1933)
- Nr. 3.409.977: Friedrich Karl III. zu Hohenlohe-Waldenburg-Schillingsfürst (1. Mai 1933)
- Nr. 3.412.142: Fritz Eckert (1. Mai 1933)
- Nr. 3.414.366: Karl Grünewald (1. Mai 1933)
- Nr. 3.415.387: Nikolaus Fey (1. Mai 1933)
- Nr. 3.416.656: Emich zu Leiningen (1. Mai 1933)
- Nr. 3.416.657: Hermann zu Leiningen (1. Mai 1933)
- Nr. 3.416.765: Kurt Neubert (1. Mai 1933)
- Nr. 3.417.319: Carl zu Castell-Castell (1. Mai 1933)
- Nr. 3.419.293: Heinrich Korschan (1. Mai 1933)
- Nr. 3.421.734: Friedrich Janssen (1. Mai 1933)
- Nr. 3.421.752: Max Ihn (1. Mai 1933)
- Nr. 3.423.252: Hermann Loew (1. Mai 1933)
- Nr. 3.423.504: Matthias Graf (1. Mai 1933)
- Nr. 3.424.677: Hannsjosef Bolley (1. Mai 1933)
- Nr. 3.427.541: Willi Burth (1. Mai 1933)
- Nr. 3.428.807: Karl Hägele (1. Mai 1933)
- Nr. 3.429.322: Wilhelm Hofmann (1. Mai 1933)
- Nr. 3.430.914: Herbert von Karajan (1. Mai 1933)
- Nr. 3.433.104: Hans Walz (1933)
- Nr. 3.434.916: Adam Hoos (1. Mai 1933)
- Nr. 3.435.199: Friedrich Oetker (1. Mai 1933)
- Nr. 3.436.154: Karl Bräuer (1. Mai 1933)
- Nr. 3.437.001: Joseph Friedrich Abert (1. Mai 1933)
- Nr. 3.439.570: Hubert Groß (1. Mai 1933)
- Nr. 3.439.997: Kurt Monglowsky (1. Mai 1933)
- Nr. 3.443.202: Fritz Glahn (1. Mai 1933)
- Nr. 3.444.056: Carl Woerner
- Nr. 3.444.174: Ludwig Stitzinger
- Nr. 3.444.620: Wilhelm Gundert (1. April 1934)
- Nr. 3.447.062: Georg Deffner (1. Mai 1933)
- Nr. 3.447.106: Xaver Ernst (1. Mai 1933)
- Nr. 3.447.573: Otto Heuer (1. Mai 1933)
- Nr. 3.448.666: Innozenz Stangl
- Nr. 3.452.565: Johann von Kiesling auf Kieslingstein (1. Mai 1934)
- Nr. 3.452.693: Marie Auguste von Anhalt (1. Mai 1934)
- Nr. 3.452.763: Ludwig Claussen (1. Mai 1934)
- Nr. 3.452.779: Wilhelm Jürgensen (1. Mai 1934)
- Nr. 3.453.067: Albert Prinzing (1. Mai 1934)
- Nr. 3.453.634: Hans Georg von Mackensen (1. Mai 1934)
- Nr. 3.453.917: Gerhard Kegel (1. Mai 1934)
- Nr. 3.454.640: Wilhelm von Pochhammer (1. Juni 1934)
- Nr. 3.454.645: Eugen Rümelin (1. Juni 1934)
- Nr. 3.454.646: Heinrich Seelheim
- Nr. 3.454.652: Maximilian Egon zu Fürstenberg (1. Juni 1934)
- Nr. 3.454.662: Gerd Rinck (1. Juni 1934)
- Nr. 3.455.003: Ernst von Küchler (1. Juni 1934)
- Nr. 3.455.798: Friedrich Denzel (1. Mai 1933)
- Nr. 3.456.508: Anton Kreß (1. Mai 1933)
- Nr. 3.456.764: Alfred Weidenmann
- Nr. 3.458.729: Theodor Buchhold (1. Mai 1933)
- Nr. 3.459.170: Hans Killian (1. Mai 1933)
- Nr. 3.460.365: Joseph von Mentzingen (1. Mai 1933)
- Nr. 3.460.439: Gustav Ortmann (1. Mai 1933)
- Nr. 3.460.685: Karl Jakob Heinrich Brenner (1. Mai 1933)
- Nr. 3.460.780: Friedrich Dittes (1. Mai 1933)
- Nr. 3.461.364: Rudolf Maier (1. Mai 1933)
- Nr. 3.461.780: Fritz Luz (1. Mai 1933)
- Nr. 3.461.848: Rudolf Ritter (1. Mai 1933)
- Nr. 3.462.401: Albert Eisele (1. Mai 1933)
- Nr. 3.462.730: Ekke Wolfgang Guenther (1. Mai 1933)
- Nr. 3.463.409: Ignaz Kuhngamberger (1. Mai 1933)
- Nr. 3.463.580: Albert Maier (1. Mai 1933)
- Nr. 3.463.967: Franz Philipp (1. Mai 1933)
- Nr. 3.464.251: Adolf Franz Samwer (1. Mai 1933)
- Nr. 3.464.658: Karl Schörlin
- Nr. 3.465.491: Andor Hencke (1. November 1935)
- Nr. 3.469.032: Friedrich Rebhan
- Nr. 3.469.036: Franz Xaver Schindlbeck
- Nr. 3.470.407: Albert Erich Brinckmann (1. Mai 1933)
- Nr. 3.471.014: Bernhard Gericke (1. Mai 1933)
- Nr. 3.471.082: Kurt Hildebrandt (1. Mai 1933)
- Nr. 3.472.150: Günther Hecht (1. Mai 1933)
- Nr. 3.472.595: Annemarie Kempf (1. Mai 1933)
- Nr. 3.472.773: Kurt Fähnrich (1. Mai 1933)
- Nr. 3.472.834: Martin Jente (1. Mai 1933)
- Nr. 3.473.017: Otto Schröder (1. Mai 1933)
- Nr. 3.473.288: Hermann Granzow (1. Mai 1933)
- Nr. 3.473.289: Erich Gritzbach (1. Mai 1933)
- Nr. 3.473.313: Werner von Haacke (1. Mai 1933)
- Nr. 3.473.339: Karl von Imhoff (1. Mai 1933)
- Nr. 3.473.440: Peter Martin Lampel (1. Mai 1933)
- Nr. 3.473.513: Alfred Prang (1. Mai 1933)
- Nr. 3.474.184: Walter Betzendahl (1. Mai 1933)
- Nr. 3.474.227: Hermann Gauch (1. Mai 1934)
- Nr. 3.474.350: Heinz Schubert (1. Mai 1934)
- Nr. 3.474.508: Heinz Oettel (1. Mai 1933)
- Nr. 3.474.511: Wilhelm von Opel (1. Mai 1933)
- Nr. 3.474.552: Erich Lipik (1. Mai 1933)
- Nr. 3.474.941: Friedrich Bülow (1. Mai 1933)
- Nr. 3.475.464: Franz Osten (1. März 1936)
- Nr. 3.476.006: Carl Hundhausen (1. Mai 1933)
- Nr. 3.476.050: Wilhelm Grobben (1. Mai 1933)
- Nr. 3.476.572: Wilhelm Röpke (1. Mai 1933)
- Nr. 3.476.958: Heinrich Droste (1. Mai 1933)
- Nr. 3.478.282: Willy Rasche (1. Mai 1933)
- Nr. 3.478.316: Josef Steib
- Nr. 3.478.725: Heinrich Hörlein (1. Mai 1933)
- Nr. 3.479.024: Martin Gerhardt (1. Mai 1933)
- Nr. 3.479.044: Siegfried von Lüttichau (1. Mai 1933)
- Nr. 3.479.378: Karl Georg Pfleiderer (1. Oktober 1935)
- Nr. 3.481.888: Johannes Rohne (1. Mai 1933)
- Nr. 3.482.219: Walther Hensel (1. Mai 1933)
- Nr. 3.482.249: Ernst Kutscher (1. Mai 1933)
- Nr. 3.483.844: Wilhelm Henrichs (1. Mai 1933)
- Nr. 3.484.014: Paul Mehl (1. Mai 1933)
- Nr. 3.484.931: Friedrich Ernst Berghoff (1. Mai 1934)
- Nr. 3.485.525: Ferdinand Oppenberg (1. Mai 1933)
- Nr. 3.488.453: Arthur Buzello (1. Mai 1933)
- Nr. 3.488.791: Heinrich Schnitzler
- Nr. 3.489.193: Friedrich Avemarie (1. Mai 1933)
- Nr. 3.490.711: Friedrich Kreppel (1. Mai 1933)
- Nr. 3.492.038: Alois Schardt
- Nr. 3.492.039: Fritz Schmidt-Hoensdorf
- Nr. 3.492.818: Oskar Thulin
- Nr. 3.493.786: Johannes Rode (1. Mai 1933)
- Nr. 3.494.488: Wilhelm Gutermuth (1. Mai 1933)
- Nr. 3.494.686: Hermann Kerger (1. Mai 1933)
- Nr. 3.495.469: Werner Zschintzsch (1. Mai 1933)
- Nr. 3.495.781: Günter Quadbeck (1. Mai 1933)
- Nr. 3.497.884: Heinrich Anton Wolf (1. Mai 1933)
- Nr. 3.498.152: Heinz Brücher (1. Juni 1934)
- Nr. 3.498.802: Ludwig Heckenroth (1. Mai 1933)
- Nr. 3.500.004: Walther Becker (1. November 1935)
- Nr. 3.500.129: Elgar von Randow (1. November 1935)
- Nr. 3.500.174: Ernst-Günther Mohr (1. November 1935)
- Nr. 3.500.791: Friedrich Wilhelm Hachenberg (1. Mai 1933)
- Nr. 3.501.019: Adolf Janssen (1. Mai 1934)
- Nr. 3.501.600: Hans Richarts
- Nr. 3.501.957: Paul Bourfeind (1. Mai 1933)
- Nr. 3.503.535: Hugo ten Hövel (1. Mai 1933)
- Nr. 3.503.899: Gustav Kneip (1. Mai 1933)
- Nr. 3.504.508: Walter Schellenberg (Frühjahr 1933)
- Nr. 3.504.961: Wilhelm Fabricius (1. April 1937)
- Nr. 3.507.872: Gustav Lohmann (1. Mai 1933)
- Nr. 3.511.120: Friedrich Bering (1. Mai 1933)
- Nr. 3.511.708: Hermann Gipperich (1. Januar 1936)
- Nr. 3.512.184: Hugo Cadenbach (1. Mai 1933)
- Nr. 3.512.460: Karl Friedrich Schmidhuber
- Nr. 3.514.014: Günther Altenburg (1. Dezember 1935)
- Nr. 3.514.391: Friedrich August Knost (1. Mai 1933)
- Nr. 3.515.125: Franz Becker (1. Mai 1933)
- Nr. 3.515.160: Robert Laugs (1. Mai 1933)
- Nr. 3.515.175: Wilhelm Franz Reuss (1. Mai 1933)
- Nr. 3.516.287: Ernst Meumann (1. Mai 1933)
- Nr. 3.517.738: Wilhelm Gauger (1. Mai 1933)
- Nr. 3.517.896: Helmut Härtig (1. Mai 1933)
- Nr. 3.520.629: Walter Burmeister (1. Mai 1933)
- Nr. 3.520.843: Edgar Groß (1. Mai 1933)
- Nr. 3.521.032: Friedrich Kentmann (1. Mai 1933)
- Nr. 3.521.814: Ernst Pridöhl (1. Mai 1933)
- Nr. 3.522.471: Franz Messerschmidt (1. Mai 1933)
- Nr. 3.522.586: Werner Kollath (1. Mai 1933)
- Nr. 3.523.647: Felix Haase (1. Mai 1933)
- Nr. 3.524.242: Otto Ehrensberger (1. Mai 1933)
- Nr. 3.525.127: Albert Buesche (1. Dezember 1935)
- Nr. 3.526.240: Karl Rühmer (1. Mai 1933)
- Nr. 3.526.491: Cilly Aussem (1. Mai 1933)
- Nr. 3.526.622: Johann Eichhorn (1. Mai 1933)
- Nr. 3.530.596: Adolf Krömer (1. Mai 1933)
- Nr. 3.531.412: Max Popiersch (1. Mai 1933)
- Nr. 3.532.445: Ernst Buchalik (1. Mai 1933)
- Nr. 3.532.894: Gerhard Erren (1. Mai 1933)
- Nr. 3.534.561: Hans Leopold (1. Mai 1933)
- Nr. 3.536.205: Lothar Ganser (1. April 1936)
- Nr. 3.536.556: Joseph Müller-Blattau (1. Mai 1933)
- Nr. 3.538.935: Oskar Dobat (1. Mai 1934)
- Nr. 3.540.200: Herbert Arndt (1. Mai 1933)
- Nr. 3.540.360: Armin Graebert (1. Mai 1933)
- Nr. 3.543.330: Adolf Zutter
- Nr. 3.543.514: Friedrich Krampf (1. Mai 1933)
- Nr. 3.544.060: Richard Bruhn (1. Mai 1933)
- Nr. 3.544.290: Richard Berger (1. Mai 1933)
- Nr. 3.544.363: Friedrich Emil Krauß (1. Mai 1933)
- Nr. 3.545.700: Kurt Herwarth Ball (1. Mai 1933)
- Nr. 3.545.880: Heinz Brückner (1. Mai 1933)
- Nr. 3.547.421: Heinz Klemm (1. Juni 1934)
- Nr. 3.547.840: Georg Bonne (1. Mai 1933)
- Nr. 3.548.111: Henrich Hansen (1. Mai 1933)
- Nr. 3.549.077: Moritz von Egidy (1. Mai 1933)
- Nr. 3.549.663: Karl Mengele (1. Mai 1933)
- Nr. 3.549.665: Erich Prieger (1. Mai 1933)
- Nr. 3.550.088: Gottfried Stumpf
- Nr. 3.550.320: Josef Hausner (1. Mai 1933)
- Nr. 3.550.482: Gregor Hartl
- Nr. 3.551.565: Julius Binder (1. Mai 1933)
- Nr. 3.551.606: Karl Abetz (1. Mai 1933)
- Nr. 3.552.385: Eduard Holste (1. Mai 1933)
- Nr. 3.552.661: Willy Lages (1. Mai 1933)
- Nr. 3.554.792: Hans Meier-Branecke (1. Mai 1933)
- Nr. 3.555.351: Hans Bahlsen (1. Mai 1933)
- Nr. 3.559.471: Franz Richter
- Nr. 3.559.988: Heiner Dikreiter (1. Mai 1933)
- Nr. 3.560.339: Leonhard Hofmann
- Nr. 3.560.723: Valentin Pfeifer
- Nr. 3.560.790: Wolfgang Riehm (1. Mai 1933)
- Nr. 3.560.817: Ludwig Rückert (1. Mai 1933)
- Nr. 3.561.041: Paul Stumpf
- Nr. 3.561.191: Hermann Zilcher (1. Mai 1933)
- Nr. 3.561.424: Fritz Esser (1. Mai 1933)
- Nr. 3.562.043: Rudolf Riß (1. Mai 1933)
- Nr. 3.564.136: Joseph Forster (1. Mai 1933)
- Nr. 3.564.220: Josef Hämel (1. Mai 1933)
- Nr. 3.565.050: Heinz Flotho (1. Mai 1933)
- Nr. 3.566.310: Friedrich Wilhelm Willeke
- Nr. 3.566.467: Heinrich Wessel
- Nr. 3.566.695: Robert Grunert
- Nr. 3.567.453: Peter Cremerius (1. Mai 1933)
- Nr. 3.569.393: Edwin Adolar Klein (1. Mai 1933)
- Nr. 3.570.248: Robert Nissen (1. Mai 1933)
- Nr. 3.571.886: Heinrich Martin Rütten (1. Mai 1933)
- Nr. 3.575.332: Fritz Honsel (1. Mai 1933)
- Nr. 3.575.464: Heinrich Tillessen
- Nr. 3.576.560: Georg Birnbaum (1. Mai 1933)
- Nr. 3.576.731: Ernst Eckardt (1. Mai 1933)
- Nr. 3.576.768: Ferry Ohrtmann (1. Mai 1933)
- Nr. 3.578.197: Heinz Lange (1. Mai 1936)
- Nr. 3.578.594: Paul Bushart (1. Mai 1933)
- Nr. 3.578.598: Fritz Büttner (1. Mai 1933)
- Nr. 3.579.719: Karl Gutekunst (1. Mai 1933)
- Nr. 3.580.378: Karl Hötzer (1. Mai 1933)
- Nr. 3.582.489: Adolf Mauk (1. Mai 1933)
- Nr. 3.583.086: Albert Pfitzer (1. Mai 1933)
- Nr. 3.584.239: Adolf Seifert
- Nr. 3.584.595: Richard Alber
- Nr. 3.586.167: Martin Melzer (1. Mai 1933)
- Nr. 3.588.333: Karl Barth (1. Mai 1935)
- Nr. 3.588.812: Alfons Dreher (1. Mai 1933)
- Nr. 3.590.830: Job von Witzleben
- Nr. 3.591.227: Oskar Hermann Artur Schlitter
- Nr. 3.592.030: Walther Sommerlath
- Nr. 3.592.299: Kurt-Peter Müller (1. Dezember 1934)
- Nr. 3.592.603: Wilhelm Günther von Heyden (1. Dezember 1934)
- Nr. 3.592.606: Martin Göhring (1. Dezember 1934)
- Nr. 3.595.018: Ernst Engelbrecht-Greve (1. Januar 1935)
- Nr. 3.595.509: Victor Graf von Reventlow-Criminil (1. Januar 1935)
- Nr. 3.595.657: Walter Leupold (1. Januar 1935)
- Nr. 3.596.133: Wolf Middendorff (1. Januar 1935)
- Nr. 3.597.965: Eberhard Charisius (1. Januar 1935)
- Nr. 3.599.106: Hugo Boeschenstein (1. Mai 1933)
- Nr. 3.599.127: Ludwig Finckh (1. Mai 1933)
- Nr. 3.601.334: Hans Bothmann (1. März 1935)
- Nr. 3.601.524: Otto Günsche (1. März 1935)
- Nr. 3.601.579: Karl-Hermann Hensiek (1. März 1935)
- Nr. 3.601.648: Hans-Hermann Junge (1. März 1935)
- Nr. 3.602.052: Werner Quednau (1. März 1935)
- Nr. 3.602.995: Friedrich Wilhelm Hymmen (1. März 1935)
- Nr. 3.604.799: Felix Altenburg
- Nr. 3.604.851: Heinrich Northe (1. März 1935)
- Nr. 3.604.856: Willy Noebel (1. März 1935)
- Nr. 3.604.860: Werner Baumbach (1. April 1935)
- Nr. 3.605.345: Hans Pusback (1. April 1935)
- Nr. 3.608.944: Andreas Jäger (1. Mai 1935)
- Nr. 3.610.105: Max Clara (1. April 1935)
- Nr. 3.611.329: Josef Altinger
- Nr. 3.613.244: Walter Boll (1. Mai 1935)
- Nr. 3.613.510: Oskar Fritsch (1. Mai 1935)
- Nr. 3.613.512: Hans Brand (1. Mai 1935)
- Nr. 3.613.732: Hans Herrmann (1. Mai 1935)
- Nr. 3.614.205: Wilhelm Ott (1. Mai 1935)
- Nr. 3.615.805: Max Imhof (1. Mai 1933)
- Nr. 3.616.119: Ludwig Stumpfegger
- Nr. 3.618.458: Georg Baumann (1. Mai 1935)
- Nr. 3.618.561: Hans Raß (1. Mai 1935)
- Nr. 3.618.999: Oskar Edler von Kuepach (1. Mai 1935)
- Nr. 3.620.116: Karl Eisen (1. Mai 1935)
- Nr. 3.620.273: Rudolf Karl (1. Mai 1935)
- Nr. 3.620.356: Hermann Markl (1. Mai 1933)
- Nr. 3.620.401: Hans Hellmut von Lindenfels (1. Mai 1935)
- Nr. 3.620.423: Fritz Popp (1. Mai 1935)
- Nr. 3.622.866: Franz Xaver Unertl
- Nr. 3.624.774: Albert Engel (1. Mai 1935)
- Nr. 3.625.829: Rudolf Seefried
- Nr. 3.626.269: Paul Reiß (1. Mai 1935)
- Nr. 3.627.331: Edgar Kihn (1. Mai 1935)
- Nr. 3.630.614: Josef Lermer (1. Mai 1935)
- Nr. 3.633.658: Heinrich Brandl (1. Mai 1935)
- Nr. 3.633.793: Otto Fürnrohr (1. Mai 1935)
- Nr. 3.634.082: Otto Heller (1. Mai 1935)
- Nr. 3.635.750: Gottfried Loher (1. Mai 1935)
- Nr. 3.635.896: Hans Fröschl (1. Mai 1935)
- Nr. 3.637.329: Joseph Scholz
- Nr. 3.639.604: Georg Engelhard (1. Mai 1935)
- Nr. 3.639.987: Theodor Schmitt
- Nr. 3.640.526: Friedrich Höllerer (1. Mai 1935)
- Nr. 3.641.640: Karl Linder (1. Mai 1935)
- Nr. 3.642.828: Fritz Zierer
- Nr. 3.644.302: Johann Höllerer (1. Mai 1935)
- Nr. 3.647.213: August Ramminger (1. Mai 1935)
- Nr. 3.648.596: Josef Oberwallner (1. Mai 1935)
- Nr. 3.649.936: Robert Kaufmann (1. Mai 1935)
- Nr. 3.650.054: August Medicus (1. Mai 1935)
- Nr. 3.650.269: Josef Reichl (1. Mai 1935)
- Nr. 3.650.551: Josef Endres
- Nr. 3.651.455: Franz Straub
- Nr. 3.652.084: Hermann Höcherl (1. Mai 1935)
- Nr. 3.652.604: Johann Dendl (1. Mai 1935)
- Nr. 3.652.667: Josef Grosch (1. Mai 1935)
- Nr. 3.654.414: Ernst Fuchs-Schönbach (1. Mai 1935)
- Nr. 3.654.632: Ernst Döring (1. Mai 1935)
- Nr. 3.654.651: Ernst Fritsch (1. Mai 1935)
- Nr. 3.654.659: Hermann Edler von Gäßler (1. Mai 1935)
- Nr. 3.654.669: Otto Graf (1. Mai 1935)
- Nr. 3.654.679: Hermann Heindl (1. Mai 1935)
- Nr. 3.654.734: Karl von Merz (1. Mai 1935)
- Nr. 3.655.004: Hans Lechner (1. Mai 1935)
- Nr. 3.656.472: Josef Gmeiner (1. Mai 1935)
- Nr. 3.657.531: Anton Huber (1. Mai 1935)
- Nr. 3.657.974: Ulrich Wilhelm Graf Schwerin von Schwanenfeld
- Nr. 3.659.662: Heinrich Kniewitz (1. Mai 1935)
- Nr. 3.659.740: Gustav Hilger (1. Mai 1935)
- Nr. 3.662.328: Fritz Meyer (1. Mai 1935)
- Nr. 3.664.387: Reinhard Claaßen (1. Mai 1935)
- Nr. 3.664.462: Julius Burger (1. Mai 1935)
- Nr. 3.664.921: Erich Bagge (1. Mai 1935)
- Nr. 3.665.232: Wilhelm Aumer (1. Mai 1935)
- Nr. 3.665.375: Hermann Heller (1. Mai 1935)
- Nr. 3.665.735: Wolfgang Fiesenig
- Nr. 3.665.745: Georg Schneider
- Nr. 3.667.183: Josef Koy (1. Mai 1935)
- Nr. 3.668.054: Rudolf Storck
- Nr. 3.668.411: Oskar Meister (1. Mai 1935)
- Nr. 3.668.620: Kurt Schwarz
- Nr. 3.668.629: Ernst Bierlein (1. Mai 1935)
- Nr. 3.668.877: Wilhelm Kalb (1. Mai 1935)
- Nr. 3.669.118: Otto Künneth (1. Mai 1935)
- Nr. 3.669.206: Heinrich Gattineau (1. August 1935)
- Nr. 3.669.462: Berthold Ostertag (1. August 1935)
- Nr. 3.670.324: Hermann Wicklein
- Nr. 3.670.813: Paul Forell (1. August 1935)
- Nr. 3.671.657: Heinrich Bolten-Baeckers (1. August 1935)
- Nr. 3.672.449: Kurt Amend (1. August 1935)
- Nr. 3.675.024: Wilm Hosenfeld (1. August 1935)
- Nr. 3.678.963: Friedrich von Alten (1. August 1935)
- Nr. 3.680.698: Peter Kiefer (1. Januar 1936)
- Nr. 3.681.042: Heinz Rhode (1. August 1935)
- Nr. 3.681.138: Hugo-Heinz Schmick
- Nr. 3.681.164: Richard Schreiber
- Nr. 3.682.076: Knud Ahlborn (1. August 1935)
- Nr. 3.682.578: Karl Büchting (1. August 1935)
- Nr. 3.683.841: Max Pruss (1. August 1935)
- Nr. 3.685.277: Eugen Munder (1. August 1935)
- Nr. 3.687.891: Otto Mangold (1. August 1935)
- Nr. 3.687.923: Hermann Wintz (1935)
- Nr. 3.687.955: Hermann Eyer (1. August 1935)
- Nr. 3.688.054: Karl von Angerer (1. August 1935)
- Nr. 3.688.256: Richard Heinz (1. August 1935)
- Nr. 3.689.433: August Nunhofer (1. August 1935)
- Nr. 3.690.872: Gerhard Derks (1. August 1935)
- Nr. 3.690.891: Karl Kahn (1. August 1935)
- Nr. 3.691.087: Leonhard Murr (1. August 1935)
- Nr. 3.691.573: Wilhelm Dümmler (1. August 1935)
- Nr. 3.692.168: Konrad Fries (1. August 1935)
- Nr. 3.692.467: Willi Moos (1. August 1935)
- Nr. 3.693.268: Martin Hammitzsch (1. August 1935)
- Nr. 3.693.795: Max Alwin Liebers (1. August 1935)
- Nr. 3.693.999: Fritz Seidler
- Nr. 3.695.395: Fritz Jürges (1. August 1935)
- Nr. 3.696.035: Curt Risch (1. August 1935)
- Nr. 3.696.189: Johannes Lieff (1. August 1935)
- Nr. 3.696.447: Helene Ramsauer (1. August 1935)
- Nr. 3.698.808: Ludwig Hermann (1. August 1935)
- Nr. 3.701.750: Heinrich Lersch (1. August 1935)
- Nr. 3.701.928: Heinrich Pickel (1. August 1935)
- Nr. 3.703.023: Otto Keil (1. August 1935)
- Nr. 3.703.086: Eugen Müller (1. August 1935)
- Nr. 3.703.926: Hans Koch (1. August 1935)
- Nr. 3.707.325: Hans Müller (1. Dezember 1935)
- Nr. 3.707.570: Siegfried Theodor Arndt (1. Januar 1936)
- Nr. 3.708.064: Kurt Burkhardt (1. Februar 1936)
- Nr. 3.709.020: Bernhard Ludwig von Mutius (1. April 1936)
- Nr. 3.709.165: Karl Neubert (1. April 1936)
- Nr. 3.709.276: Hermann Hoffmann-Fölkersamb (1. April 1936)
- Nr. 3.709.720: Karl Bubner (1. August 1935)
- Nr. 3.710.348: Heinz Felfe (1. Mai 1936)
- Nr. 3.710.560: Max Bertling (1. Mai 1936)
- Nr. 3.710.956: Friedrich Flörke (1. Mai 1936)
- Nr. 3.711.419: Helmuth Kittel (1. Mai 1936)
- Nr. 3.711.638: Hans Kuhn (1. Mai 1936)
- Nr. 3.714.426: Gustav Flügel (1. Mai 1936)
- Nr. 3.714.434: Ewald Foth (1. Mai 1936)
- Nr. 3.715.319: Hans-Richard Hirschfeld (1. Mai 1936)
- Nr. 3.715.496: Bernhard Luedtke (1. Mai 1936)
- Nr. 3.716.150: Hans Joachim Beyer (1. Mai 1936)
- Nr. 3.716.562: Adolf Butenandt (1. Mai 1936)
- Nr. 3.722.539: Oskar Hugelmann (1. Mai 1936)
- Nr. 3.722.612: Andreas Breynck (1. Mai 1936)
- Nr. 3.722.640: Ernst A. Hepp (1. Mai 1936)
- Nr. 3.724.982: Paul Böhmer (1. April 1936)
- Nr. 3.725.544: Karl Bötefür (1. April 1936)
- Nr. 3.726.551: Werner Gregor (1. Juli 1936)
- Nr. 3.726.557: Rudolf Leitner (1. Juli 1936)
- Nr. 3.726.653: Franz Krapf (1. Juli 1936)
- Nr. 3.726.902: Ernst II. zu Hohenlohe-Langenburg (1. April 1936)
- Nr. 3.729.266: Friedrich Loeffler (1. April 1936)
- Nr. 3.730.675: Walter Koennecke (1. August 1935)
- Nr. 3.731.696: Heribert Kandler (1. April 1936)
- Nr. 3.732.064: Erich Wernick
- Nr. 3.734.107: Carl Pietscher (1. April 1936)
- Nr. 3.734.637: Hermann Burte (1. April 1936)
- Nr. 3.734.691: Bruno Becher (1. April 1936)
- Nr. 3.739.050: Hans Blunck (1. April 1936)
- Nr. 3.741.582: Karl Eschenburg (1. April 1936)
- Nr. 3.741.602: Adolf Gerteis (1. April 1936)
- Nr. 3.741.721: Johann von Lessel (1. April 1936)
- Nr. 3.742.222: Karl-Ulrich Hagelberg (1. April 1936)
- Nr. 3.742.982: August Lammers (1. April 1936)
- Nr. 3.744.870: Siegfried Fuchs (1. August 1936)
- Nr. 3.744.872: Rudolf Horn (1. August 1936)
- Nr. 3.744.958: Konrad Paschen (1. August 1936)
- Nr. 3.744.981: Helmut Bergmann (1. August 1936)
- Nr. 3.749.168: Walter Bartram (1. April 1936)
- Nr. 3.749.332: Heino Bues (1. April 1936)
- Nr. 3.750.525: Ernst Plate (1. April 1936)
- Nr. 3.751.261: Hans Joachim Moser (1. April 1936)
- Nr. 3.752.094: Harald Bielfeld (1. Oktober 1936)
- Nr. 3.752.095: Otto Bräutigam (1. Oktober 1936)
- Nr. 3.752.874: Walter Borbet (1. April 1936)
- Nr. 3.756.580: Franz Joseph von Hohenzollern-Emden (1. April 1936)
- Nr. 3.756.783: Hans Engel (1. April 1936)
- Nr. 3.756.799: Sigmund Graff (1. April 1936)
- Nr. 3.756.952: Ernst Wentzler
- Nr. 3.757.880: Vicco von Bülow-Schwante (1. April 1936)
- Nr. 3.759.291: Hermann Blume (1. April 1936)
- Nr. 3.759.329: Jacob Herle (1. April 1936)
- Nr. 3.759.356: Heinrich Koppenberg (1. April 1936)
- Nr. 3.759.397: Max Robitzsch (1. April 1936)
- Nr. 3.762.629: Hans-Otto Meissner (1. Dezember 1936)
- Nr. 3.764.959: Ernst Srock
- Nr. 3.766.312: Georg Donatus von Hessen-Darmstadt (1. Mai 1937)
- Nr. 3.766.313: Cecilia von Griechenland (1. Mai 1937)
- Nr. 3.767.792: Helmuth Faulstich (1. Dezember 1936)
- Nr. 3.768.134: Werner Hahlweg (1. Dezember 1936)
- Nr. 3.771.717: Wilhelm Haenel (1. Dezember 1936)
- Nr. 3.773.569: Anton Mahringer (1. Januar 1937)
- Nr. 3.773.601: Helmut de Boor (1. Januar 1937)
- Nr. 3.774.145: Hellmut Froböß (1. Februar 1937)
- Nr. 3.775.272: August Brüning (1. April 1936)
- Nr. 3.791.821: Johann Peter Josten (1. März 1937)
- Nr. 3.797.845: Konrad Schmedeshagen
- Nr. 3.798.673: Johannes Nowara (1. März 1937)
- Nr. 3.802.413: Hans Lauscher (1. März 1937)
- Nr. 3.805.226: Werner von Blomberg (30. Januar 1937)
- Nr. 3.805.227: Werner von Fritsch (30. Januar 1937)
- Nr. 3.805.228: Erich Raeder (30. Januar 1937)
- Nr. 3.805.229: Konstantin von Neurath (30. Januar 1937)
- Nr. 3.805.230: Hjalmar Schacht (30. Januar 1937)
- Nr. 3.805.231: Johann Ludwig Graf Schwerin von Krosigk (30. Januar 1937)
- Nr. 3.805.232: Franz Gürtner (30. Januar 1937)
- Nr. 3.805.233: Johannes Popitz (30. Januar 1937)
- Nr. 3.805.234: Franz Seldte (30. Januar 1937)
- Nr. 3.805.235: Otto Meissner (30. Januar 1937)
- Nr. 3.805.258: Paul Geilsdorf (1. Mai 1937)
- Nr. 3.805.262: Oskar Grussendorf (1. Mai 1937)
- Nr. 3.805.269: Walther Hille (1. Mai 1937)
- Nr. 3.805.279: Klara May (1. Mai 1937)
- Nr. 3.805.440: Dietrich von Breitenbuch (1. April 1936)
- Nr. 3.805.450: Mario Zippermayr (1. März 1937)
- Nr. 3.810.740: Gustav Adolph von Halem (1. März 1937)
- Nr. 3.810.741: Hans Frohwein (1. März 1937)
- Nr. 3.810.742: Günther Bock (1. März 1937)
- Nr. 3.811.157: Johann Georg Lohmann (1. März 1937)
- Nr. 3.811.159: Herbert von Dirksen (1. März 1937)
- Nr. 3.824.530: August Bode (1. März 1937)
- Nr. 3.825.021: Hans-Joachim Becker (1. März 1937)
- Nr. 3.828.901: Ludwig Leinberger (1. März 1937)
- Nr. 3.837.414: Eugen Vögler
- Nr. 3.843.823: Arthur Gaebelein (1. März 1937)
- Nr. 3.879.313: William Baring (1. März 1937)
- Nr. 3.887.982: Hugo Wiedeck
- Nr. 3.894.585: Heinz Sames (1. März 1937)
- Nr. 3.900.000: Adolf Müller (1. Mai 1937)
- Nr. 3.900.001: Otto von Erdmannsdorff (1. Mai 1937)
- Nr. 3.900.002: Friedrich Rehse (1. Mai 1937)
- Nr. 3.900.003: Wilhelm Faupel (1. Mai 1937)
- Nr. 3.906.403: Willy Schwedler (1. März 1937)
- Nr. 3.909.341: Rudolf Ritschl (1. März 1937)
- Nr. 3.912.155: Herbert Janssen (1. März 1937)
- Nr. 3.912.583: Werner Altpeter (1. März 1937)
- Nr. 3.914.246: Friedrich Heiss (1. Dezember 1937)
- Nr. 3.917.135: Lotte Toberentz
- Nr. 3.917.672: Wilhelm Unverzagt (1937)
- Nr. 3.918.002: Otto Pipper (1. März 1937)
- Nr. 3.919.304: Paul Barandon (1. Juni 1937)
- Nr. 3.919.392: Hans Pilger (1. Juni 1937)
- Nr. 3.924.675: Marga Faulstich (1. Juni 1937)
- Nr. 3.924.970: Hermann Höfle (1. Mai 1937)
- Nr. 3.925.549: Horst Erdmann (1. August 1937)
- Nr. 3.926.001: Johanna Braach (1. März 1937)
- Nr. 3.931.724: Walter K. B. Holz (1. März 1937)
- Nr. 3.933.118: Erich Baumgarten (1. März 1937)
- Nr. 3.933.370: Werner Kubitza (1. Juni 1937)
- Nr. 3.933.722: Julius Emil Kayser-Petersen (1. April 1936)
- Nr. 3.933.982: Adolf von Bomhard (1. Mai 1937)
- Nr. 3.933.983: Hans-Josef Altmeyer (1. Mai 1937)
- Nr. 3.933.984: Hans Baatz (1. Mai 1937)
- Nr. 3.933.993: Fritz Lenz (1. Mai 1937)
- Nr. 3.933.995: Fritz Richter-Elsner (1. Mai 1937)
- Nr. 3.934.005: Hanns Benkert (1. Mai 1937)
- Nr. 3.934.006: Ludwig Bieberbach (1. Mai 1937)
- Nr. 3.934.009: Ernst Brauweiler (1. Mai 1937)
- Nr. 3.934.014: Joachim Fischer-Dieskau (1. Mai 1937)
- Nr. 3.934.018: Lutz Heck (1. Mai 1937)
- Nr. 3.934.026: Ernst Kienast (1. Mai 1937)
- Nr. 3.934.028: Max Kretschmann (1. Mai 1937)
- Nr. 3.934.030: Carl Krümmel (1. Mai 1937)
- Nr. 3.934.033: Eugen Klöpfer (1. Mai 1937)
- Nr. 3.934.040: Peter Raabe (1. Mai 1937)
- Nr. 3.934.046: Oskar Maretzky (1. Mai 1937)
- Nr. 3.934.062: Heinrich Doehle (1. Mai 1937)
- Nr. 3.934.064: Hans Luther (1. Mai 1937)
- Nr. 3.936.040: Erich von Neusser (1. März 1937)
- Nr. 3.936.099: Karl Ludwig Nißler (1. Juni 1937)
- Nr. 3.936.581: Alfred de Chapeaurouge (1. Juni 1937)
- Nr. 3.936.650: Kurt Schüppel
- Nr. 3.936.690: Hermann Otto Neubauer (1. Juni 1937)
- Nr. 3.937.843: Rudolf Thomsen
- Nr. 3.938.552: Georg Fröschmann (1. Mai 1937)
- Nr. 3.939.219: Wilhelm Plog (1. Mai 1937)
- Nr. 3.939.904: Heinrich Link (1. Mai 1937)
- Nr. 3.939.927: Georg Dechant (1. Mai 1937)
- Nr. 3.943.195: Hans von Bomhard (1. Mai 1937)
- Nr. 3.944.251: Andreas Munkert (1. Mai 1937)
- Nr. 3.947.667: Fritz Barnekow (1. Mai 1937)
- Nr. 3.948.430: Matthias Andresen (1. Mai 1937)
- Nr. 3.948.472: Heinz Blaschke (1. Mai 1937)
- Nr. 3.948.604: Franz Esser (1. Mai 1937)
- Nr. 3.952.466: Leopold Reitz (1. Mai 1937)
- Nr. 3.952.550: Karl Aletter (1. Mai 1937)
- Nr. 3.952.867: Clemens de Maizière (1. Mai 1937)
- Nr. 3.953.817: Kurt Eggers (1. Mai 1937)
- Nr. 3.955.308: Rudolf Diels (1. Mai 1937)
- Nr. 3.955.534: Anton Kiesselbach (1. Mai 1937)
- Nr. 3.956.391: Otto Waldmann
- Nr. 3.956.459: Konrad Richter (1. Mai 1937)
- Nr. 3.958.173: August Kolb (1. Mai 1937)
- Nr. 3.958.887: Gustav Diesterweg (1. Mai 1937)
- Nr. 3.958.913: Walter Salpeter
- Nr. 3.958.922: Josef Vogt
- Nr. 3.958.949: Hans Moser (1. Mai 1937)
- Nr. 3.958.951: Eduard Weiter (1937)
- Nr. 3.959.575: Heinz Gräfe (1. Mai 1937)
- Nr. 3.959.649: Bernhard Iversen (1. Mai 1937)
- Nr. 3.960.580: Otto Lutz (1. Mai 1937)
- Nr. 3.960.624: Hans Ertl (1. Mai 1937)
- Nr. 3.961.408: Philipp Keller (1. Mai 1937)
- Nr. 3.962.829: Karl Anlauf (1. Mai 1937)
- Nr. 3.963.754: Hans Bischoff (1. Mai 1937)
- Nr. 3.963.877: Johannes Paul (1. Mai 1937)
- Nr. 3.964.775: Maximilian Peters (1. Mai 1937)
- Nr. 3.965.444: Fritz Burgbacher (1. Mai 1937)
- Nr. 3.965.916: Kurt Engels (1. Mai 1937)
- Nr. 3.965.964: Theodor Paeffgen (1. Mai 1937)
- Nr. 3.967.970: Peter Paulsen (1. Mai 1937)
- Nr. 3.969.833: Behrend Behrens (1. Mai 1937)
- Nr. 3.970.135: Herbert Jankuhn (1. Mai 1937)
- Nr. 3.970.436: Friedrich Reeh (1. Mai 1937)
- Nr. 3.971.027: Wilhelm Ament (1. Mai 1937)
- Nr. 3.971.382: Albrecht Schlee
- Nr. 3.972.213: Simon Meißner (1. Mai 1937)
- Nr. 3.972.653: Hans Gmelin (1. Mai 1937)
- Nr. 3.972.654: Ulrich Gmelin (1. Mai 1937)
- Nr. 3.972.674: Hans Herter (1. Mai 1937)
- Nr. 3.972.811: Gerhard Heberer (1. Mai 1937)
- Nr. 3.973.750: Walter Emmerich (1. Mai 1937)
- Nr. 3.974.692: Hermann Giesau (1. Mai 1937)
- Nr. 3.976.780: Hans Möller (1. Mai 1937)
- Nr. 3.979.305: Alfred Buntru (1. Mai 1937)
- Nr. 3.980.126: Willy Minz (1. Mai 1937)
- Nr. 3.982.082: Erich Burck (1. Mai 1937)
- Nr. 3.982.203: Emil Frey (1. Mai 1937)
- Nr. 3.982.612: Erich Parnitzke (1. Mai 1937)
- Nr. 3.982.866: Kurt Uhlenbroock (1937)
- Nr. 3.982.964: Anna Amalie Abert (1. Mai 1937)
- Nr. 3.983.373: Ferdinand Graf Hahn (1. Mai 1937)
- Nr. 3.983.618: Fritz Krüger (1. Mai 1937)
- Nr. 3.983.662: Johannes Leonhardt (1. Mai 1937)
- Nr. 3.986.752: Friedrich Heinrich Köhne (1. Mai 1937)
- Nr. 3.986.873: Käthe Petersen (1. Mai 1937)
- Nr. 3.987.652: Bernhard Rüder (1. Mai 1937)
- Nr. 3.989.538: Bernhard Bergmeyer (1. Mai 1937)
- Nr. 3.993.138: Hans Hagen (1. Mai 1937)
- Nr. 3.994.328: Christian Müller (1. Mai 1937)
- Nr. 3.994.812: Alfred Spindler
- Nr. 3.995.116: Adolf Greifenstein (1. Mai 1937)
- Nr. 3.995.130: Walter Krüger (1. Mai 1937)
- Nr. 3.995.261: Karl Kißkalt (1. Mai 1937)
- Nr. 3.997.157: Hermann Lindrath (1. Mai 1937)
- Nr. 3.997.335: Fritz Laack (1. Mai 1937)
- Nr. 4.006.920: Hermann Merkel (1. Mai 1937)
- Nr. 4.006.987: Franz Seidl
- Nr. 4.009.252: Martin von Janson (1. August 1937)
- Nr. 4.009.255: Viktor von Heeren (1. August 1937)
- Nr. 4.009.260: Herbert Siegfried
- Nr. 4.009.456: Karl Heinz Bremer (1. August 1937)
- Nr. 4.009.478: Kurt Dainas (1. August 1937)
- Nr. 4.009.744: Richard Mans (1. Mai 1937)
- Nr. 4.012.326: Werner Bosch (1. Mai 1937)
- Nr. 4.012.329: Walter Braemer (1. Mai 1937)
- Nr. 4.012.537: Armin von Lossow (1. Mai 1937)
- Nr. 4.012.784: August Hirt (1. Mai 1937)
- Nr. 4.013.337: Wolfgang Langenbeck (1. Mai 1937)
- Nr. 4.015.685: August Faust (1. Mai 1937)
- Nr. 4.016.399: Martin Herrmann (1. Mai 1937)
- Nr. 4.016.408: Wilhelm Hoenerbach (1. Mai 1937)
- Nr. 4.016.979: Karl Joppich (1. Mai 1937)
- Nr. 4.018.791: Alfred Jäger (1. Mai 1937)
- Nr. 4.019.990: Hans Cassebaum (1. Mai 1937)
- Nr. 4.020.842: Paul Braess (1. Mai 1937)
- Nr. 4.020.865: Ernst Siegfried Buresch (1. Mai 1937)
- Nr. 4.021.314: Karl Michaelis (1. Mai 1937)
- Nr. 4.021.347: Hans Netter (1. Mai 1937)
- Nr. 4.022.931: Julius Habermeier (1. Mai 1937)
- Nr. 4.023.070: Gottfried zu Hohenlohe-Langenburg (1. Mai 1937)
- Nr. 4.025.814: Josef Glaser (1. Mai 1937)
- Nr. 4.025.962: Wilhelm Maier (1. Mai 1937)
- Nr. 4.026.789: Hans Filbinger (1. Mai 1937)
- Nr. 4.032.274: Wilhelm Engler (1. Mai 1937)
- Nr. 4.033.201: Heinrich Besseler (1. Mai 1937)
- Nr. 4.033.210: Eduard Bötticher (1. Mai 1937)
- Nr. 4.033.248: Karl Engisch (1. Mai 1937)
- Nr. 4.036.940: Fritz Buchloh (1. Mai 1937)
- Nr. 4.037.145: Bruno Beger (1. Mai 1937)
- Nr. 4.037.172: Friedrich Köberlein (1. Mai 1937)
- Nr. 4.038.202: Karl Eberhardt (1. Mai 1937)
- Nr. 4.040.558: Johannes Volkmann
- Nr. 4.041.044: Walter Heinrich Fuchs (1. Mai 1937)
- Nr. 4.041.051: Gotthilft von Studnitz
- Nr. 4.041.461: Wolf Herre (1. Mai 1937)
- Nr. 4.042.766: Armin-Gerd Kuckhoff (1. Mai 1937)
- Nr. 4.043.516: Walter Schmidt
- Nr. 4.045.056: Arnd Iloff (1. Mai 1937)
- Nr. 4.045.114: Johannes Winkler (1937)
- Nr. 4.045.999: Hermann Klare (1. Mai 1937)
- Nr. 4.047.354: Heinrich Behmann (1. Mai 1937)
- Nr. 4.047.407: Camill Montfort (1. Mai 1937)
- Nr. 4.047.408: Albert Ponsold (1. Mai 1937)
- Nr. 4.047.588: Gustav Frölich
- Nr. 4.048.302: Hellmut Georg Isele (1. Mai 1937)
- Nr. 4.048.326: Wolfdietrich Rasch (1. Mai 1937)
- Nr. 4.050.468: Hans Rudolph (1. Mai 1937)
- Nr. 4.051.620: Gerhard Cordes (1. Mai 1937)
- Nr. 4.051.667: Adolf Feuring (1. Mai 1937)
- Nr. 4.052.345: Heinrich Behnken (1. Mai 1937)
- Nr. 4.052.362: Ferdinand Bertram (1. Mai 1937)
- Nr. 4.052.386: Constantin Bock von Wülfingen (1. Mai 1937)
- Nr. 4.052.518: Melchior von der Decken (1. Mai 1937)
- Nr. 4.052.707: Franz Groebbels (1. Mai 1937)
- Nr. 4.053.190: Oskar Martini (1. Mai 1937)
- Nr. 4.054.014: Alfred Aust (1. Mai 1937)
- Nr. 4.054.776: Wilhelm Berndt (1. Mai 1937)
- Nr. 4.055.725: Carl-Heinz Mahlmann (1. Mai 1937)
- Nr. 4.056.074: Robert Petsch (1. Mai 1937)
- Nr. 4.056.109: Karl Politz (1. Mai 1937)
- Nr. 4.057.317: Fritz Blättner (1. Mai 1937)
- Nr. 4.057.853: Wilhelm Giese (1. Mai 1937)
- Nr. 4.058.309: Bruno Karberg (1. Mai 1937)
- Nr. 4.058.424: Wilhelm Koch (1. Mai 1937)
- Nr. 4.058.776: Hans Eggers (1. Mai 1937)
- Nr. 4.059.002: Hans Langmaack (1. Mai 1937)
- Nr. 4.059.372: Alfred Cohrs (1. Mai 1937)
- Nr. 4.059.635: Heinz Ellenberg (1. Mai 1937)
- Nr. 4.060.575: Heribert Barking (1. Mai 1937)
- Nr. 4.060.819: Lothar Fritsch (1. Mai 1937)
- Nr. 4.060.981: Otto Bieligk (1. Mai 1937)
- Nr. 4.061.442: Johannes Flögel (1. Mai 1937)
- Nr. 4.061.698: Günther Niemeyer (1. Mai 1937)
- Nr. 4.064.084: Friedrich Hormann (1. Mai 1937)
- Nr. 4.064.295: Werner Kohlschmidt (1. Mai 1937)
- Nr. 4.065.588: Peter Mennicken (1. Mai 1937)
- Nr. 4.066.128: Hans von Haberer (1. Mai 1937)
- Nr. 4.066.262: Hans Lullies (1. Mai 1937)
- Nr. 4.066.357: Walter Rieger (1. Mai 1937)
- Nr. 4.066.637: Josef Hoegen (1. Mai 1937)
- Nr. 4.067.913: Reinhold Münzenberg (1. Mai 1937)
- Nr. 4.068.005: Karl Hax (1. Mai 1937)
- Nr. 4.068.122: Willy Gierlichs (1. Mai 1937)
- Nr. 4.068.363: Bernhard Niggemeyer (1. Mai 1937)
- Nr. 4.068.510: Hans Kuhn (1. Mai 1937)
- Nr. 4.068.963: Otto Brües (1. Mai 1937)
- Nr. 4.069.336: Adalbert Loeschke (1. Mai 1937)
- Nr. 4.071.605: Heinrich Schulz
- Nr. 4.071.831: Ernst Ruickoldt (1. Mai 1937)
- Nr. 4.072.036: Hans Weigmann
- Nr. 4.073.157: Werner Böhme (1. Mai 1937)
- Nr. 4.073.375: Ulrich Hofmann (1. Mai 1937)
- Nr. 4.074.300: August Fischer (1. Mai 1937)
- Nr. 4.074.459: Josef Bayerl (1. Mai 1937)
- Nr. 4.076.594: Otto Engelhardt-Kyffhäuser (1. Mai 1937)
- Nr. 4.077.880: Ekkehard Geib
- Nr. 4.079.118: Heinrich Boell (1. Mai 1937)
- Nr. 4.079.282: Konrad Linder (1. Mai 1937)
- Nr. 4.079.295: Arthur Maletke (1. Mai 1937)
- Nr. 4.084.311: Hans Friedrich Blunck (1. Mai 1937)
- Nr. 4.085.453: Richard Harder (1. Mai 1937)
- Nr. 4.085.803: Nikolaus von Oldenburg (1. Mai 1937)
- Nr. 4.087.250: Walter Matthes (1. Mai 1937)
- Nr. 4.088.479: Wilhelm Bahr (1. Mai 1937)
- Nr. 4.088.520: Adolf Bückmann (1. Mai 1937)
- Nr. 4.088.767: Karl-Werner Maaßen (1. Mai 1937)
- Nr. 4.090.252: Josef Kastner (1. Mai 1937)
- Nr. 4.091.003: Hans Pausch (Staatssekretär) (1. Mai 1937)
- Nr. 4.092.375: Albert Pfeiffer (1. Mai 1937)
- Nr. 4.092.600: Willi Geiger (1. Mai 1937)
- Nr. 4.093.846: Waltrude Schleyer
- Nr. 4.095.269: Otto Dunkelberg (1. Mai 1937)
- Nr. 4.096.247: Otto Reitzenstein (1. Mai 1937)
- Nr. 4.098.181: Waldemar Petersen (1. Mai 1937)
- Nr. 4.098.874: Carl Ruberg (1. Mai 1937)
- Nr. 4.099.029: Hermann Dänzer (1. Mai 1937)
- Nr. 4.099.779: Hans Achinger (1. Mai 1937)
- Nr. 4.101.965: Friedrich Körber (1. Mai 1937)
- Nr. 4.103.248: Max Loy (1. Mai 1937)
- Nr. 4.103.610: Eberhard Lutze (1. Mai 1937)
- Nr. 4.103.802: Karl Meister (1. Mai 1937)
- Nr. 4.103.962: Friedrich Döbig (1. Mai 1937)
- Nr. 4.104.945: Hellmuth Kneser (1. Mai 1937)
- Nr. 4.108.352: Walter Menn (1. Mai 1937)
- Nr. 4.108.478: Edmund Schramm
- Nr. 4.109.594: Erich Glaß (1. Mai 1937)
- Nr. 4.111.051: Wilhelm Nieberg (1. Mai 1937)
- Nr. 4.114.536: Fritz Piersig (1. Mai 1937)
- Nr. 4.114.622: Ernst Althaus (1. Mai 1937)
- Nr. 4.116.684: Franz Bömer (1. Mai 1937)
- Nr. 4.117.916: Hellmuth Röhnert
- Nr. 4.121.131: Fritz Vorländer
- Nr. 4.122.850: Ernst Barten (1. Mai 1937)
- Nr. 4.125.325: Heinrich Eymer (1. Mai 1937)
- Nr. 4.126.311: Heinrich Beck (1. Mai 1937)
- Nr. 4.126.650: Josef Listl (1. Mai 1937)
- Nr. 4.130.000: Philipp Lenard (1. Mai 1937)
- Nr. 4.135.110: Ludwig Nachreiner (1. Mai 1937)
- Nr. 4.135.344: Siegfried Fürst (1. Mai 1937)
- Nr. 4.137.043: Friedrich Berger (1. Mai 1937)
- Nr. 4.137.171: Franz Magill (1. Mai 1937)
- Nr. 4.137.844: Paul Lorenzen (1. Mai 1937)
- Nr. 4.138.237: Götz von Selle
- Nr. 4.138.811: Erich Madsack (1. Mai 1937)
- Nr. 4.139.320: Julius Petersen (1. Mai 1937)
- Nr. 4.139.847: Ludwig Preiß (1. Mai 1937)
- Nr. 4.140.825: Walter Bargatzky (1. Mai 1937)
- Nr. 4.141.217: Wernher von Rotberg (1. Mai 1937)
- Nr. 4.141.562: Wilhelm Maier (1. Mai 1937)
- Nr. 4.141.599: Erich Oberdorfer (1. Mai 1937)
- Nr. 4.141.866: Gerhard Caemmerer (1. Mai 1937)
- Nr. 4.142.556: Eduard Krebsbach (1. Mai 1937)
- Nr. 4.142.648: Georg Norin (1. Mai 1937)
- Nr. 4.145.019: Georg König (1. Mai 1937)
- Nr. 4.152.943: Hermann Feneberg (1. Mai 1937)
- Nr. 4.153.569: Arvid Harnack (1. Mai 1937)
- Nr. 4.153.768: Walter Rütt (1. Mai 1937)
- Nr. 4.154.026: Hermann Grapow (1. Mai 1937)
- Nr. 4.154.050: Eugen Gildemeister (1. Mai 1937)
- Nr. 4.154.423: Friedrich Faßbender (1. Mai 1937)
- Nr. 4.155.612: Carl Jödicke
- Nr. 4.155.951: Michael Josef Bauer (1. Mai 1937)
- Nr. 4.156.516: Heinz Herz (1. Mai 1937)
- Nr. 4.157.069: Max Kiefer (1. Mai 1937)
- Nr. 4.157.091: Helmut Kraatz (1. Mai 1937)
- Nr. 4.157.719: Willi Rinow (1. Mai 1937)
- Nr. 4.157.999: Berthold Rubin (1. Mai 1937)
- Nr. 4.158.116: Theodor Boehm (1. Mai 1937)
- Nr. 4.158.120: Hanns Deetjen (1. Mai 1937)
- Nr. 4.158.141: Arno Columbus (1. Mai 1937)
- Nr. 4.158.225: Hans Wilhelm Hagen (1. Mai 1937)
- Nr. 4.158.259: Hugo Hornung (1. Mai 1937)
- Nr. 4.158.367: Otto Nerz (1. Mai 1937)
- Nr. 4.158.381: Josef Opperbeck (1. Mai 1937)
- Nr. 4.158.779: Paul Hausser (1. Mai 1937)
- Nr. 4.158.838: Matthias Kleinheisterkamp (1. Mai 1937)
- Nr. 4.158.861: Siegfried Liebau (1. Mai 1937)
- Nr. 4.158.931: Kurt Prietzel (1. Mai 1937)
- Nr. 4.159.018: Sylvester Stadler (Mai 1933)
- Nr. 4.164.438: Günther Braschwitz (1. Mai 1937)
- Nr. 4.164.861: Edwin Renatus Hasenjaeger (1. Mai 1937)
- Nr. 4.165.124: Emil Bems (1. Mai 1937)
- Nr. 4.165.150: Karl Josef Ferber (1. Mai 1937)
- Nr. 4.166.963: Fritz Darges (1. Mai 1937)
- Nr. 4.167.008: Ernst Sachs
- Nr. 4.174.923: Arthur Conrad (1. Mai 1937)
- Nr. 4.175.207: Franz Josef Hoffmann (1. Mai 1937)
- Nr. 4.175.596: Gustav Bolland (1. Mai 1937)
- Nr. 4.176.267. Hans Petersson (1. Mai 1937)
- Nr. 4.178.174: Siegfried Gräff (1. Mai 1937)
- Nr. 4.178.797: Ernst Georg Nauck (1. Mai 1937)
- Nr. 4.182.837: Hans Puvogel (1. Mai 1937)
- Nr. 4.186.553: Hermann Lindemann (1. Mai 1937)
- Nr. 4.186.578: Arthur Otto Riechelmann (1. Mai 1937)
- Nr. 4.187.447: Wilhelm Meisner (1. Mai 1937)
- Nr. 4.188.915: Paul Lothar Jäger (1. Mai 1937)
- Nr. 4.189.073: Will Hermanns (1. Mai 1937)
- Nr. 4.190.541: Erich Schröder (1. Mai 1937)
- Nr. 4.193.820: Max Krabbel (1. Mai 1937)
- Nr. 4.194.223: Max Bürger (1. Mai 1937)
- Nr. 4.194.453: Erwin von Helmersen (1. Mai 1937)
- Nr. 4.194.684: Günter Elsässer (1. Mai 1937)
- Nr. 4.195.343: Alexander Baron Engelhardt (1. Mai 1937)
- Nr. 4.195.668: Hans Kleinschmidt (1. Mai 1937)
- Nr. 4.196.055: Otto Braun (1. Mai 1937)
- Nr. 4.196.061: Karl Brethauer (1. Mai 1937)
- Nr. 4.197.040: Otto Baum (1. Mai 1937)
- Nr. 4.198.410: Hans Graalfs (1. Mai 1937)
- Nr. 4.199.161: Walter Großmann (1. Mai 1937)
- Nr. 4.199.247: Alfred Klose (1. Mai 1937)
- Nr. 4.201.019: Hans Dorr (1. Mai 1937)
- Nr. 4.201.047: Franz Huber (1. Mai 1937)
- Nr. 4.202.058: Ernst Braun (1. Mai 1937)
- Nr. 4.207.751: Gerhard Bohne (1. Mai 1937)
- Nr. 4.211.157: Hans Carstens (1. Mai 1937)
- Nr. 4.212.878: Helmuth Croon (1. Mai 1937)
- Nr. 4.217.176: Ludwig Neu (1. Mai 1937)
- Nr. 4.220.378: Horst Hanson (1. Mai 1937)
- Nr. 4.220.485: Erich Neuß (1. Mai 1937)
- Nr. 4.220.708: Ernst Bürgin (1. Mai 1937)
- Nr. 4.227.242: Günter Adolphi (1. Mai 1937)
- Nr. 4.227.433: Louis-Heinz Kettler (1. Mai 1937)
- Nr. 4.227.757: Wilhelm Theodor Peter Behn (1. Mai 1937)
- Nr. 4.230.079: Willi Breest (1. Mai 1937)
- Nr. 4.230.308: Erik von Heimburg (1. Mai 1937)
- Nr. 4.230.411: Alfred Kleeberg (1. Mai 1937)
- Nr. 4.230.543: Friedrich Mehmel (1. Mai 1937)
- Nr. 4.230.587: Franz Oehlecker (1. Mai 1937)
- Nr. 4.234.944: Werner Flechsig (1. Mai 1937)
- Nr. 4.235.670: Johannes Hennings (1. Mai 1937)
- Nr. 4.235.785: Erwin Otto Marx (1. Mai 1937)
- Nr. 4.235.942: Willy Steinmetz
- Nr. 4.236.418: Rudolf Schrader
- Nr. 4.237.430: Walther Lietzmann (1. Mai 1937)
- Nr. 4.237.555: Gerhard Gentzen (1. Mai 1937)
- Nr. 4.241.450: Otto Hachenberg (1. Mai 1937)
- Nr. 4.242.885: Heinrich Dittrich (1. Mai 1937)
- Nr. 4.243.177: Alfred Rüttiger (1. Mai 1937)
- Nr. 4.244.781: Hermann Grossmann (1. Mai 1937)
- Nr. 4.245.226: Horst Bartholomeyczik (1. Mai 1937)
- Nr. 4.245.341: Kurt Gutzeit (1. Mai 1937)
- Nr. 4.245.822: Albert Eschenlohr (1. Mai 1937)
- Nr. 4.245.825: Thomas Girgensohn (1. Mai 1937)
- Nr. 4.245.853: Rolf Engel (1. Mai 1937)
- Nr. 4.247.117: Alois Altmann (1. Mai 1937)
- Nr. 4.247.636: Iver Callø (1. Mai 1937)
- Nr. 4.247.817: Johannes Klöcking (1. Mai 1937)
- Nr. 4.249.464: Karl Leimer (1. Mai 1937)
- Nr. 4.253.996: Eduard Lukas (1. Mai 1937)
- Nr. 4.254.199: Gerhart Mall (1. Mai 1937)
- Nr. 4.254.347: Kurt Herbert Halbach (1. Mai 1937)
- Nr. 4.254.884: Wolfgang Buddenberg (1. Mai 1937)
- Nr. 4.256.258: Ludwig von Danwitz (1. Mai 1937)
- Nr. 4.257.028: Hans Achenbach (1. Mai 1937)
- Nr. 4.260.593: Albert Bollmann (1. Mai 1937)
- Nr. 4.261.251: Hermann Poppe-Marquard (1. Mai 1937)
- Nr. 4.261.371: Konrad Ameln (1. Mai 1937)
- Nr. 4.261.684: Georg Irmer (1. Mai 1937)
- Nr. 4.261.941: Hermann Krutsch (1. Mai 1937)
- Nr. 4.262.367: Josef Martin Bauer (1. Mai 1937)
- Nr. 4.262.548: Paul Mayer (1. Mai 1937)
- Nr. 4.262.632: Alfred Dürr (1. Mai 1937)
- Nr. 4.263.096: Josef Kollmer (1. Mai 1937)
- Nr. 4.263.133: August Zehender
- Nr. 4.263.614: Karl Beggel (1. Mai 1937)
- Nr. 4.263.833: Erich Berneker (1. Mai 1937)
- Nr. 4.264.295: Felix Steiner
- Nr. 4.264.314: Hellmut Brunner (1. Mai 1937)
- Nr. 4.266.230: Reinhold Glatz (1. Mai 1937)
- Nr. 4.267.088: Herbert Wolff
- Nr. 4.267.132: Rudolf Binz (1. Mai 1937)
- Nr. 4.270.671: August Eberlein (1. Mai 1937)
- Nr. 4.270.688: Werner Fischer (1. Mai 1937)
- Nr. 4.270.710: Emil Gerstner (1. Mai 1937)
- Nr. 4.270.767: Hildebrecht Hommel (1. Mai 1937)
- Nr. 4.270.908: Hans Nieland (1. Mai 1937)
- Nr. 4.271.041: Eugen Ulmer
- Nr. 4.271.248: Horst Habs (1. Mai 1937)
- Nr. 4.271.348: Herbert Krüger (1. Mai 1937)
- Nr. 4.271.547: Johannes Stein
- Nr. 4.272.384: Richard Mittermaier (1. Mai 1937)
- Nr. 4.272.813: Franz Leuser (1. Mai 1937)
- Nr. 4.273.454: Wolfgang Rotter (1. Mai 1937)
- Nr. 4.277.112: Franz Magerl (1. Mai 1937)
- Nr. 4.277.189: Stefan Dittrich (1. Mai 1937)
- Nr. 4.277.317: Max Jobst (1. Mai 1937)
- Nr. 4.279.514: Eberhard Westerkamp
- Nr. 4.279.863: Friedrich Hohrmann (1. Mai 1937)
- Nr. 4.283.073: Willrath Dreesen (1. Mai 1937)
- Nr. 4.285.043: Sigfrid Grundeis (1. Mai 1937)
- Nr. 4.293.085: Fritz Ficker (1. Mai 1937)
- Nr. 4.293.088: Wilhelm Frerichs (1. Mai 1937)
- Nr. 4.293.138: Otto Kaiser (1. Mai 1937)
- Nr. 4.293.150: Werner Krämer (1. Mai 1937)
- Nr. 4.293.222: Otto Soeldner
- Nr. 4.295.702: Ernst-Günther Stegmann
- Nr. 4.300.254: Heinrich Husmann (1. Mai 1937)
- Nr. 4.301.376: Fritz Flügel (1. Mai 1937)
- Nr. 4.301.632: Erich Fürchtegott Heeger (1. Mai 1937)
- Nr. 4.301.816: Fritz Bachmann (1. Mai 1937)
- Nr. 4.302.171: Fritz Baeßler (1. Mai 1937)
- Nr. 4.302.197: Karl Büchner (1. Mai 1937)
- Nr. 4.302.359: Karl Mummenthey (1. Mai 1937)
- Nr. 4.302.534: Herbert Albers (1. Mai 1937)
- Nr. 4.303.047: Karl Otto von Salisch
- Nr. 4.305.777: Heinz Amberger (1. Mai 1937)
- Nr. 4.311.797: Hermann Oschatz (1. Mai 1937)
- Nr. 4.316.797: Erich Peter Neumann
- Nr. 4.319.477: Kurt Mantel (1. Mai 1937)
- Nr. 4.321.049: Hans Nadler (1. Mai 1937)
- Nr. 4.322.628: Georg Bilkenroth (1. Mai 1937)
- Nr. 4.328.422: Werner Andert (1. Mai 1937)
- Nr. 4.328.651: Gerhard Richter (1. Mai 1937)
- Nr. 4.330.301: Erich Frommhagen (1. Mai 1937)
- Nr. 4.330.320: Kurt Heinrich (1. Mai 1937)
- Nr. 4.330.442: Arnold Strippel (1. Mai 1937)
- Nr. 4.330.444: Rudolf Heinrich Suttrop
- Nr. 4.331.036: Rudolf Kranke (1. Mai 1937)
- Nr. 4.332.487: Michael Fellner (1. Mai 1937)
- Nr. 4.338.820: Otto Rindt (1. Mai 1937)
- Nr. 4.340.402: Georg Tartler
- Nr. 4.340.498: Heinz Pose (1. Mai 1937)
- Nr. 4.340.641: Hermann Herz (1. Mai 1937)
- Nr. 4.341.560: Hans-Hasso von Veltheim (1937)
- Nr. 4.344.130: Alfred Rieche (1. Mai 1937)
- Nr. 4.344.244: Hans Hädicke (1. Mai 1937)
- Nr. 4.344.788: Hans Heinrich Frodien (1. Mai 1937)
- Nr. 4.345.279: Hans Reiner (1. Mai 1937)
- Nr. 4.349.249: Kurt Bussmann (1. Mai 1937)
- Nr. 4.349.557: Hans Kellinghusen (1. Mai 1937)
- Nr. 4.349.786: Peter Mühlens (1. Mai 1937)
- Nr. 4.349.909: Karl Retzlaff (1. Mai 1937)
- Nr. 4.349.962: Roland Seffrin
- Nr. 4.350.343: Georg Ernst Konjetzny (1. Mai 1937)
- Nr. 4.350.726: Carl-Heinz Lüders (1. Mai 1937)
- Nr. 4.351.300: Karl Biechele (1. Mai 1937)
- Nr. 4.351.399: Friedrich Winter
- Nr. 4.351.821: Emil Dörle (1. Mai 1937)
- Nr. 4.351.827: Johannes Duntze (1. Mai 1937)
- Nr. 4.352.267: Hermann Berg (1. Mai 1937)
- Nr. 4.352.465: Josef Kapfhammer (1. Mai 1937)
- Nr. 4.352.531: Theodor Mayer (1. Mai 1937)
- Nr. 4.353.462: Carl Krauch (1. Mai 1937)
- Nr. 4.353.772: Helmuth Bohnenkamp (1. Mai 1937)
- Nr. 4.353.792: Heinrich Bunke (1. Mai 1937)
- Nr. 4.353.909: Bruno Helmle (1. Mai 1937)
- Nr. 4.354.266: Franz Böhm (1. Mai 1937)
- Nr. 4.354.281: Emil Brettle (1. Mai 1937)
- Nr. 4.354.308: Hans Endres (1. Mai 1937)
- Nr. 4.354.326: Julius La Fontaine (1. Mai 1937)
- Nr. 4.354.598: Emil Sutor
- Nr. 4.355.778: Karl Brachat (1. Mai 1937)
- Nr. 4.356.742: Hans-Georg Opitz (1. Mai 1937)
- Nr. 4.357.507: Karl Garbers (1. Mai 1937)
- Nr. 4.357.509: Anno von Gebhardt (1. Mai 1937)
- Nr. 4.357.529: Max Grünbeck (1. Mai 1937)
- Nr. 4.358.616: Wilhelm Hallermann (1. Mai 1937)
- Nr. 4.358.672: Wolfgang Kayser (1. Mai 1937)
- Nr. 4.358.937: Otto Thorbeck
- Nr. 4.359.139: Walther Hellige (1. Mai 1937)
- Nr. 4.359.167: Leo von Jena (1. Mai 1937)
- Nr. 4.359.209: Karl Köglsperger (1. Mai 1937)
- Nr. 4.359.488: Heinrich Banniza von Bazan (1. Mai 1937)
- Nr. 4.360.245: Otto Lukas (1. Mai 1937)
- Nr. 4.360.633: Ewald Harndt (1. Mai 1937)
- Nr. 4.360.855: August Wilhelm Raapke (1. Mai 1937)
- Nr. 4.361.166: Kurt Higelke (1. Mai 1937)
- Nr. 4.361.170: Ewald Hitz (1. Mai 1937)
- Nr. 4.361.570: Hildegart Döring (1. Mai 1937)
- Nr. 4.362.711: Otto Luschnat (1. Mai 1937)
- Nr. 4.363.186: Willie Jahn (1. Mai 1937)
- Nr. 4.363.225: Otto Kriegk (1. Mai 1937)
- Nr. 4.363.242: Max Leibbrand (1. Mai 1937)
- Nr. 4.363.753: Max Merten (1. Mai 1937)
- Nr. 4.368.436: Erwin Dietel (1. Mai 1937)
- Nr. 4.369.540: Ludwig Ruhl (1. Mai 1937)
- Nr. 4.370.234: Kurt Kolle (1. Mai 1937)
- Nr. 4.370.475: Erwin Casmir (1. Mai 1937)
- Nr. 4.371.436: Albert Lax (1. Mai 1937)
- Nr. 4.374.237: Ludwig Mester (1. Mai 1937)
- Nr. 4.374.310: Carl-Heinrich Roemer (1. Mai 1937)
- Nr. 4.374.822: Josef Worms
- Nr. 4.375.190: Kurt Wagner
- Nr. 4.375.926: Heinrich Sonnrein (1. Mai 1937)
- Nr. 4.376.540: Max Gänsslen (1. Mai 1937)
- Nr. 4.376.678: Gerhard Peters (1. Mai 1937)
- Nr. 4.376.688: Boris Rajewsky (1. Mai 1937)
- Nr. 4.377.345: Lothar Pretzell (1. Mai 1937)
- Nr. 4.377.463: Hans Carl Graf von Hardenberg (1. Mai 1937)
- Nr. 4.378.148: Hans Poser (1. Mai 1937)
- Nr. 4.378.597: Egon Martyrer (1. Mai 1937)
- Mr. 4.382.122: Emil Krüger (1. Mai 1937)
- Nr. 4.382.664: Toni Nett (1. Mai 1937)
- Nr. 4.382.906: Valentin Brück (1. Mai 1937)
- Nr. 4.382.960: Konrad Frey (1. Mai 1937)
- Nr. 4.384.389: Hermann Bunjes (1. Mai 1937)
- Nr. 4.386.725: Franz Kruckenberg (1. Mai 1937)
- Nr. 4.387.144: Karl Pesch (1. Mai 1937)
- Nr. 4.387.988: Wolfgang Clemen (1. Mai 1937)
- Nr. 4.389.213: Hans Dölle (1. Mai 1937)
- Nr. 4.389.221: Erich Feldmann (1. Mai 1937)
- Nr. 4.389.422: Hans Flasche (1. Mai 1937)
- Nr. 4.389.472: Wilhelmine Hagen (1. Mai 1937)
- Nr. 4.390.138: Wilhelm Meiß (1. Mai 1937)
- Nr. 4.390.500: Anton Kaindl (1. Mai 1937)
- Nr. 4.390.889: Hans Breider (1. Mai 1937)
- Nr. 4.391.864: Hans Bohnenkamp (1. Mai 1937)
- Nr. 4.392.107: Max Momsen (1. Mai 1937)
- Nr. 4.393.392: Walter Greiling (1. Mai 1937)
- Nr. 4.393.856: Hans Faust (1. Mai 1937)
- Nr. 4.401.355: Alfred Bauer (1. Mai 1937)
- Nr. 4.401.492: Ferdinand Hoff (1. Mai 1937)
- Nr. 4.401.685: Vinzenz Rüfner (1. Mai 1937)
- Nr. 4.402.533: Emil Höring (1. Mai 1937)
- Nr. 4.403.245: Karl Oberdisse (1. Mai 1937)
- Nr. 4.403.315: Friedrich Unger
- Nr. 4.404.762: Walther Glawe (1. Mai 1937)
- Nr. 4.407.581: Günther Wiens (1. Mai 1937)
- Nr. 4.411.361: Benno Adolph
- Nr. 4.412.475: Wilhelm Luzian Höffe (1. Mai 1937)
- Nr. 4.420.741: Andreas Predöhl (1. Mai 1937)
- Nr. 4.422.655: Hermann Meyer-Burgdorff (1. Mai 1937)
- Nr. 4.424.050: Eduard Erdmann (1. Mai 1937)
- Nr. 4.424.629: Gustav Richter (1. Mai 1937)
- Nr. 4.424.695: Kurt Griese (1. Mai 1937)
- Nr. 4.425.184: Hermann Mandel (1. Mai 1937)
- Nr. 4.425.344: Kurt Voß (1. Mai 1937)
- Nr. 4.426.588: Max Meyr (1. Mai 1937)
- Nr. 4.427.825: Reinhold Fleschhut (1. Mai 1937)
- Nr. 4.428.359: Robert Thedy
- Nr. 4.432.258: Wilhelm Gideon (1. Mai 1937)
- Nr. 4.435.370: Heinz Folte (1. Mai 1937)
- Nr. 4.435.972: Fritz Buntrock (1. Mai 1937)
- Nr. 4.436.574: Alfred Onnen (1. Mai 1937)
- Nr. 4.436.579: Hermann Ott (1. Mai 1937)
- Nr. 4.438.074: Bertha Ramsauer (1. Mai 1937)
- Nr. 4.441.252: Bernhard Hackenberg (1. Mai 1937)
- Nr. 4.442.198: Bernhard Frank (1. Mai 1937)
- Nr. 4.442.251: Josef Gronover (1. Mai 1937)
- Nr. 4.443.601: Peter Poelzig (1. Mai 1937)
- Nr. 4.444.757: Karl-Friedrich Höcker (1. Mai 1937)
- Nr. 4.445.682: Hermann Kleyer (1. Mai 1937)
- Nr. 4.448.655: Heinz Kuhbier (1. Mai 1937)
- Nr. 4.453.480: Walter Atorf (1. Mai 1937)
- Nr. 4.455.499: Hellmut Becker (1. Mai 1937)
- Nr. 4.455.561: Otto Gündner (1. Mai 1937)
- Nr. 4.455.713: August Dieckmann (1. Mai 1937)
- Nr. 4.457.013: Werner Haftmann (1. Oktober 1937)
- Nr. 4.457.015: Robert Oertel (1. Oktober 1937)
- Nr. 4.457.046: Kurt Bittel (1. Oktober 1937)
- Nr. 4.457.267: Hermann Saam
- Nr. 4.457.285: Erich Otto Meynen (1. Oktober 1937)
- Nr. 4.457.957: Alfred Ploetz (1. Mai 1937)
- Nr. 4.458.561: Josef Wendl
- Nr. 4.458.713: Hermann Mai (1. Mai 1937)
- Nr. 4.459.327: Karl Asal jun. (1. Mai 1937)
- Nr. 4.461.315: Adolf Armbruster (1. Mai 1937)
- Nr. 4.462.982: Werner Heidinger (1. Mai 1937)
- Nr. 4.463.403: Robert Gaupp junior (1. Mai 1937)
- Nr. 4.463.465: Friedrich Kann (1. Mai 1937)
- Nr. 4.463.469: Julius Karg (1. Mai 1937)
- Nr. 4.463.594: Heinrich Sommerfeld
- Nr. 4.463.651: Hugo Strauß
- Nr. 4.464.459: Ludwig Berner (1. Mai 1937)
- Nr. 4.467.175: Gustav Mertens (1. Mai 1937)
- Nr. 4.467.622: Wilhelm Matthäus (1. Mai 1937)
- Nr. 4.468.058: August Wilhelm Goebel (1. Mai 1937)
- Nr. 4.468.291: Herta Oberheuser (1. Mai 1937)
- Nr. 4.469.670: Hans Gerhard (1. Mai 1937)
- Nr. 4.470.456: Ludwig Baumgartner (1. Mai 1937)
- Nr. 4.471.814: Walter Kühlthau (1. Mai 1937)
- Nr. 4.472.381: Karl von Stockhausen (1937)
- Nr. 4.472.492: Karl Heinrich Reddehase (1. Mai 1937)
- Nr. 4.474.743: Ludwig Albert (1. Mai 1937)
- Nr. 4.478.657: Gerald Plato (1. Mai 1937)
- Nr. 4.482.514: Karl Velhagen
- Nr. 4.482.537: Walter Dürrfeld (1. Mai 1937)
- Nr. 4.484.198: Paul Böckmann (1. Mai 1937)
- Nr. 4.484.622: Eduard Keeser (1. Mai 1937)
- Nr. 4.484.844: Sven von Müller (1. Mai 1937)
- Nr. 4.485.444: Konstanty Gutschow (1. Mai 1937)
- Nr. 4.486.195: Kurt Becher (1. Mai 1937)
- Nr. 4.486.232: Paul Heinrich Theodor Müller (1. Mai 1937)
- Nr. 4.486.696: Heinrich Lottig (1. Mai 1937)
- Nr. 4.486.755: Georg Rauschning (1. Mai 1937)
- Nr. 4.486.846: Karl Albrecht (1. Mai 1937)
- Nr. 4.486.904: Wilhelm Blaschke (1. Mai 1937)
- Nr. 4.487.141: Johannes Grubenbecher (1. Mai 1937)
- Nr. 4.491.084: Werner Burmeister (1. Mai 1937)
- Nr. 4.492.926: Heinz Matthes (1. Mai 1937)
- Nr. 4.493.911: Ulrich Knoche (1. Mai 1937)
- Nr. 4.494.101: Philipp Gades (1. Mai 1937)
- Nr. 4.494.575: Eduard Baumgarten (1. Mai 1937)
- Nr. 4.494.879: Wilhelm Geilmann (1. Mai 1937)
- Nr. 4.495.769: Herbert Röhrig (1. Mai 1937)
- Nr. 4.497.486: Alexander zu Erbach-Schönberg (1. Mai 1937)
- Nr. 4.497.672: Konrad Nussbaum (1. Mai 1937)
- Nr. 4.498.074: Bodo Mergell (1. Mai 1937)
- Nr. 4.498.734: Reinhold Henzler (1. Mai 1937)
- Nr. 4.499.287: Georg von Opel (1. Mai 1937)
- Nr. 4.499.300: Werner Reimers (1. Mai 1937)
- Nr. 4.502.390: Ernst Feldbauer (1. Mai 1937)
- Nr. 4.502.576: Hans Kleinschmidt (1. Mai 1937)
- Nr. 4.502.748: Ludwig Schmitt
- Nr. 4.503.053: Ferry von Berghes (1. Mai 1937)
- Nr. 4.503.460: Rudolf Stark
- Nr. 4.505.469: Hans von und zu Gilsa (1. Mai 1937)
- Nr. 4.508.857: Hans-Joachim Denecke (1. Mai 1937)
- Nr. 4.509.402: Ernst-Joachim Gießmann (1. Mai 1937)
- Nr. 4.511.099: Dietrich von Oppen (1. Mai 1937)
- Nr. 4.511.247: Paul Vollmert
- Nr. 4.516.008: Martin Reichardt (1. Mai 1937)
- Nr. 4.516.262: Josef Dünninger (1. Mai 1937)
- Nr. 4.516.505: Wilhelm Neumann (1. Mai 1937)
- Nr. 4.516.510: Josef Neckermann (1. Mai 1937)
- Nr. 4.516.546: Erich Rosa (1. Mai 1937)
- Nr. 4.516.872: Harry Hindemith (1. Mai 1937)
- Nr. 4.517.317: Johann Carl Lehmann (1. Mai 1937)
- Nr. 4.517.331: Harri Meier (1. Mai 1937)
- Nr. 4.518.964: Reinhard Braun (1. Mai 1937)
- Nr. 4.522.634: Karl Blaesing (1. Mai 1937)
- Nr. 4.526.713: Werner Catel (1. Mai 1937)
- Nr. 4.526.799: Alfred Heuß (1. Mai 1937)
- Nr. 4.527.267: Wilhelm Großkopf (1. Mai 1937)
- Nr. 4.529.742: Rudolf Marx (1. Mai 1937)
- Nr. 4.530.412: Werner Dorst (1. Mai 1937)
- Nr. 4.532.251: Günter Kertzscher (1. Mai 1937)
- Nr. 4.532.425: Karl Heinz Pfeffer (1. Mai 1937)
- Nr. 4.532.447: Gerhard Rauschenbach (1. Mai 1937)
- Nr. 4.532.843: Rudolf Greifeld (1. Mai 1937)
- Nr. 4.535.798: Hans Glathe (1. Mai 1937)
- Nr. 4.536.956: Otto Horn (1. Mai 1937)
- Nr. 4.539.873: Friedrich Lademann (1. Mai 1937)
- Nr. 4.540.355: Hermann Eicher (1. Mai 1937)
- Nr. 4.544.557: Otto Hantke (1. Mai 1937)
- Nr. 4.546.037: Kurt Riedel (1. Mai 1937)
- Nr. 4.546.481: Fritz Reusch (1. Mai 1937)
- Nr. 4.550.131: Christian Wallenreiter
- Nr. 4.550.611: Franz Gleissner (1. Mai 1937)
- Nr. 4.556.512: Jules Eberhard Noltenius (1. Mai 1937)
- Nr. 4.557.553: Hermann Gösmann (1. Mai 1937)
- Nr. 4.562.798: Hans Dörries (1. Mai 1937)
- Nr. 4.563.099: Hermann Kohlhase (1. Mai 1937)
- Nr. 4.563.270: Georg Niemeier (1. Mai 1937)
- Nr. 4.565.102: Walter Mevius (1. Mai 1937)
- Nr. 4.568.646: Fritz Krämer (1. Mai 1937)
- Nr. 4.569.773: August Lenz (1. Mai 1937)
- Nr. 4.569.841: Fritz Springorum
- Nr. 4.572.527: Eduard Haber (1. Mai 1937)
- Nr. 4.575.946: Paul Petersilie (1. Mai 1937)
- Nr. 4.575.983: Max Rolfes (1. Mai 1937)
- Nr. 4.575.991: Kurt Sachweh
- Nr. 4.577.302: Gerhard Hoffmann (1. Mai 1937)
- Nr. 4.577.626: Johannes Behm (1. Mai 1937)
- Nr. 4.577.873: Heinz Löwe (1. Mai 1937)
- Nr. 4.577.880: Herbert Ludat (1. Mai 1937)
- Nr. 4.577.950: Hermann Pirich (1. Mai 1937)
- Nr. 4.578.143: Erich Hermann Bauer (1. Mai 1937)
- Nr. 4.578.514: Hans Seischab
- Nr. 4.578.519: Rudolf Siegert
- Nr. 4.578.642: Erdmann Werner Böhme (1. Mai 1937)
- Nr. 4.579.597: Heinrich Gins (1. Mai 1937)
- Nr. 4.579.725: Paul von Kügelgen (1. Mai 1937)
- Nr. 4.581.473: Wilhelm von Ammon (1. Mai 1937)
- Nr. 4.581.925: Karl Theisinger
- Nr. 4.582.880: Friedrich Burgdörfer (1. Mai 1937)
- Nr. 4.583.085: Klaus Barbie (1. Mai 1937)
- Nr. 4.583.091: Rudolf Bergmann (1. Mai 1937)
- Nr. 4.583.133: Theodor Gröver (1. Mai 1937)

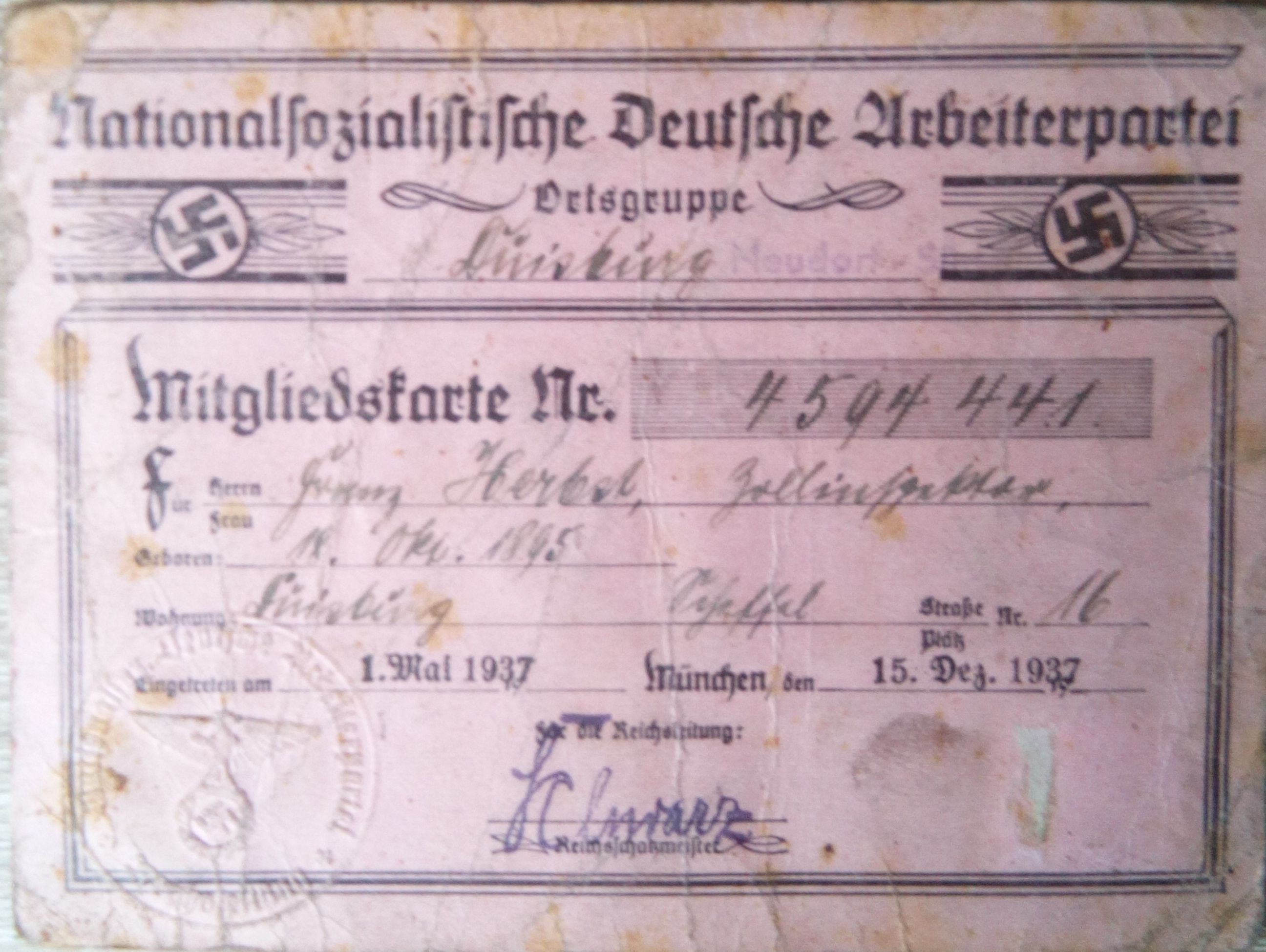
Originale Mitgliedskarte von Franz Herbst. Die Karte stammt aus dem Nachlass (5. Juni 2017) seiner Tochter Helga Herbst an die Familie Lauber.

- Nr. 4.583.139: Herbert Hagen (1. Mai 1937)
- Nr. 4.583.147: Karl Hass (1. Mai 1937)
- Nr. 4.583.151: Franz Josef Huber (1. Mai 1937)
- Nr. 4.583.154: Heinz Hummitzsch (1. Mai 1937)
- Nr. 4.583.160: Walter von Kielpinski (1. Mai 1937)
- Nr. 4.583.162: Georg Klein (1. Mai 1937)
- Nr. 4.583.183: Bruno Lettow (1. Mai 1937)
- Nr. 4.583.184: Rudolf Levin (1. Mai 1937)
- Nr. 4.583.185: Kurt Lischka (1. Mai 1937)
- Nr. 4.583.198: Rolf Mühler (1. Mai 1937)
- Nr. 4.583.199: Heinrich Müller
- Nr. 4.583.210: Helmut Pommerening (1. Mai 1937)
- Nr. 4.583.219: Hans Rößner (1. Mai 1937)
- Nr. 4.583.288: Paul Zapp (1. Mai 1937)
- Nr. 4.583.237: Bruno Ditter von Dittersdorff (1. Dezember 1937)
- Nr. 4.584.132: Erich Blechschmidt (1. Mai 1937)
- Nr. 4.584.193: Wilhelm Ehmann (1. Mai 1937)
- Nr. 4.584.463: Hanns Ruffin (1. Mai 1937)
- Nr. 4.585.389: Hellmut Maneval (1. Mai 1937)
- Nr. 4.585.646: Konrad Buchwald (1. Mai 1937)
- Nr. 4.585.708: Hans Furler (1. Mai 1937)
- Nr. 4.586.782: Gottfried Jungmichel (1. Mai 1937)
- Nr. 4.586.924: Friedrich Ribstein (1. Mai 1937)
- Nr. 4.586.961: Fritz Schachermeyr
- Nr. 4.587.101: Hubert Armbruster (1. Mai 1937)
- Nr. 4.588.728: Fritz Büchtger (1. Mai 1937)
- Nr. 4.589.020: Hermann Auer (1. Mai 1937)
- Nr. 4.589.031: Horst Hempel (1. Mai 1937)
- Nr. 4.589.066: Wilhelm Abb (1. Mai 1937)
- Nr. 4.589.853: Georg Hemmerlein (1. Mai 1937)
- Nr. 4.590.084: Emil Breitinger (1. Mai 1937)
- Nr. 4.592.813: Fritz Büttner (1. Mai 1937)
- Nr. 4.596.396: Erwin Gieseking (1. Mai 1937)
- Nr. 4.598.451: Egon Wilhelm Ramms (1. Mai 1937)
- Nr. 4.600.808: Erwin Gräf (1. Mai 1937)
- Nr. 4.602.083: Josef-Peter Emmrich (1. Mai 1937)
- Nr. 4.605.027: Wilhelm Groth (1. Mai 1937)
- Nr. 4.605.663: Hans Heinrich Muchow (1. Mai 1937)
- Nr. 4.606.678: Kurt Detlev Möller (1. Mai 1937)
- Nr. 4.606.866: Arnold Dohmen (1. Mai 1937)
- Nr. 4.607.624: Paul Madsack (1. Mai 1937)
- Nr. 4.607.644: Karl Munzel (1. Mai 1937)
- Nr. 4.608.350: Gustav Bosselmann (1. Mai 1937)
- Nr. 4.609.289: Kurt Lindow (1. Mai 1937)
- Nr. 4.610.418: Eduard Wahl
- Nr. 4.610.645: Hans-Oskar Wilde
- Nr. 4.611.936: Helmut Arntz (1. Mai 1937)
- Nr. 4.613.325: Gerd Ritgen (1. Mai 1937)
- Nr. 4.613.419: Hans Joachim Deuticke (1. Mai 1937)
- Nr. 4.614.048: Wilhelm Maler (1. Mai 1937)
- Nr. 4.614.419: Kurt Pohlisch (1. Mai 1937)
- Nr. 4.614.970: Hanswilly Bernartz (1. Mai 1937)
- Nr. 4.614.981: Karl Heinz Esser (1. Mai 1937)
- Nr. 4.615.324: Otto Junker (1. Mai 1937)
- Nr. 4.615.560: Eduard Meyer (1. Mai 1937)
- Nr. 4.615.584: Hans Watermann
- Nr. 4.616.147: Heinrich Deist (1. Mai 1937)
- Nr. 4.616.321: Oskar Viedebantt (1. Mai 1937)
- Nr. 4.616.993: Willi Wolter (1. Mai 1937)
- Nr. 4.617.055: Hannes Kraft (1. Mai 1937)
- Nr. 4.619.842: Heinrich Borriss (1. Mai 1937)
- Nr. 4.619.985: Georg Wenner (Anfang Mai 1937)
- Nr. 4.620.325: Martin Mendgen (1. Mai 1937)
- Nr. 4.624.713: Erich Bachem (1. Mai 1937)
- Nr. 4.625.483: Konrad von Monbart (1. Mai 1937)
- Nr. 4.627.211: Ernst Arnold (1. Mai 1937)
- Nr. 4.627.291: Walter Dötzer (1. Mai 1937)
- Nr. 4.627.456: Hans Otto Kneser (1. Mai 1937)
- Nr. 4.627.865: Hans Heuser (1. Mai 1937)
- Nr. 4.627.922: Felix Klewitz (1. Mai 1937)
- Nr. 4.628.997: Franz Nüßlein (1. Mai 1937)
- Nr. 4.629.166: Karl Vötterle (1. Mai 1937)
- Nr. 4.629.413: Hermann Kleemann (1. Mai 1937)
- Nr. 4.630.629: Hermann Mitgau (1. Mai 1937)
- Nr. 4.634.703: Gerhart Drabsch (1. Mai 1937)
- Nr. 4.639.133: Bodo von Alvensleben (1. Mai 1937)
- Nr. 4.639.766: Friedrich Hilkenbäumer (1. Mai 1937)
- Nr. 4.641.116: Ernst Pörner (1. Mai 1937)
- Nr. 4.642.155: Hans Hönlein (1. Mai 1937)
- Nr. 4.644.832: Oswald Rothaug (1. Mai 1937)
- Nr. 4.645.555: Ludwig Wenz (1. Mai 1937)
- Nr. 4.645.858: Hermann Dauer (1. Mai 1937)
- Nr. 4.652.107: Felix Linnemann (1. Mai 1937)
- Nr. 4.653.222: Emil Nesseler (1. Mai 1937)
- Nr. 4.653.887: Ernst Aly (1. Mai 1937)
- Nr. 4.658.780: Waldemar Lübke (1. Mai 1937)
- Nr. 4.658.979: Ludwig Petry (1. Mai 1937)
- Nr. 4.659.089: Reinhold Ritter (1. Mai 1937)
- Nr. 4.659.879: Emanuel Schäfer
- Nr. 4.659.925: Karl-Heinz Teuber
- Nr. 4.660.341: Hermann Euler (1. Mai 1937)
- Nr. 4.661.922: Karl Jaeckel (1. Mai 1937)
- Nr. 4.661.999: Franz Mader (1. Mai 1937)
- Nr. 4.662.589: Harro Thomsen
- Nr. 4.662.854: Friedrich Freiwald (1. Mai 1937)
- Nr. 4.663.250: Karl Schiller (1. Mai 1937)
- Nr. 4.665.155: Gerhard Maywald (1. Mai 1937)
- Nr. 4.665.593: Otto Heinrich Engel (1. Mai 1937)
- Nr. 4.665.928: Ernst Münter (1. Mai 1937)
- Nr. 4.667.037: Hellmut Bock (1. Mai 1937)
- Nr. 4.669.292: Hans-Joachim Martini (1. Mai 1937)
- Nr. 4.669.974: Heinrich Ebersberg (1. Mai 1937)
- Nr. 4.672.662: Alfred von Campe (1. Mai 1937)
- Nr. 4.673.713: Nikolaus Bernett (1. Mai 1937)
- Nr. 4.674.468: Hugo Hartung (1. Mai 1937)
- Nr. 4.675.031: Bernhard Eckholt (1. Mai 1937)
- Nr. 4.675.296: Maria Mönch-Tegeder (1. Mai 1937)
- Nr. 4.676.304: Franz Varelmann
- Nr. 4.677.385: August Hinrichs (1. Mai 1937)
- Nr. 4.678.212: Heinrich Stalling
- Nr. 4.679.057: Harald Laeuen (1. November 1937)
- Nr. 4.679.244: Erich Kordt (1. November 1937)
- Nr. 4.679.246: Heinrich Röhreke (1. November 1937)
- Nr. 4.679.877: Artur von Fragstein (1. Mai 1937)
- Nr. 4.679.954: Heinz Dohr (1. Mai 1937)
- Nr. 4.680.569: Hubertus Freiherr von Elverfeldt (1. Mai 1937)
- Nr. 4.683.721: Otto Hugo (1. Mai 1937)
- Nr. 4.684.690: Alex Brunnberg (1. Mai 1937)
- Nr. 4.685.396: Friedrich Meyer (1. Mai 1937)
- Nr. 4.686.956: Rudolf Aschenauer (1. Mai 1937)
- Nr. 4.687.071: Carl Moncorps (1. Mai 1937)
- Nr. 4.690.956: Karl Diebitsch (1. Mai 1937)
- Nr. 4.690.977: Theodor Krätzer (1. Mai 1937)
- Nr. 4.691.053: Karin Huppertz (1. Mai 1937)
- Nr. 4.691.080: Kurt Pomme (1. Mai 1937)
- Nr. 4.691.083: Willy Suchanek
- Nr. 4.691.460: Hans-Friedemann Goetze (1. Mai 1937)
- Nr. 4.691.483: Enno Lolling (1. Mai 1937)
- Nr. 4.691.488: Werner Ostendorff (1. Mai 1937)
- Nr. 4.692.046: Oskar Martin-Amorbach (1. Mai 1937)
- Nr. 4.692.608: Albert Hartmann (1. Mai 1937)
- Nr. 4.692.715: Hans-Otto Hofmann (1. Mai 1937)
- Nr. 4.692.871: Wilhelm Werberger (1. Mai 1937)
- Nr. 4.692.992: Heinrich Rettig (1. Mai 1937)
- Nr. 4.693.439: Hans Heinrich Ehrler (1. Mai 1937)
- Nr. 4.693.782: Wilhelm Cordier (1. Mai 1937)
- Nr. 4.694.395: Hermann Ebner (1. Mai 1937)
- Nr. 4.696.622: Siegfried Kappe-Hardenberg (1. Mai 1937)
- Nr. 4.698.670: Albrecht Peiper (1. Mai 1937)
- Nr. 4.699.216: Walter Gahlen (1. Mai 1937)
- Nr. 4.699.296: Edmund Geilenberg (1. Mai 1937)
- Nr. 4.702.876: Wolfgang Metzger (1. Mai 1937)
- Nr. 4.705.637: Hermann Kaiser (1. Mai 1937)
- Nr. 4.705.810: Richard Schulze
- Nr. 4.707.073: Georg Agde (1. Mai 1937)
- Nr. 4.707.139: Albert Fett (1. Mai 1937)
- Nr. 4.707.329: Walter Platzhoff (1. Mai 1937)
- Nr. 4.708.163: Kay H. Nebel (1. Mai 1937)
- Nr. 4.708.632: Gottfried Martin (1. Mai 1937)
- Nr. 4.709.887: Adolf Billen (1. Mai 1937)
- Nr. 4.711.733: Valentin Schweiger
- Nr. 4.712.637: Wolfgang Müller-Stoll (1. Mai 1937)
- Nr. 4.713.069: Ernst Ketterer (1. Mai 1937)
- Nr. 4.715.106: Kurt Langenbein (1. Mai 1937)
- Nr. 4.715.379: Hans Bogner (1. Mai 1937)
- Nr. 4.715.393: Heinrich Büttner (1. Mai 1937)
- Nr. 4.715.504: Wilhelm Herrenknecht (1. Mai 1937)
- Nr. 4.715.629: Maria Plum (1. Mai 1937)
- Nr. 4.715.632: Alfred Quellmalz (1. Mai 1937)
- Nr. 4.715.785: Walter Wiora (1. Mai 1937)
- Nr. 4.716.093: Wilhelm Kast (1. Mai 1937)
- Nr. 4.716.199: Horst Müller (1. Mai 1937)
- Nr. 4.716.314: Alfred Stühmer
- Nr. 4.716.944. Karl Egle (1. Mai 1937)
- Nr. 4.718.954: Alois Frey (1. Mai 1937)
- Nr. 4.721.821: Wolfgang Leydhecker (1. Mai 1937)
- Nr. 4.726.488: Klaus Halter (1. Mai 1937)
- Nr. 4.727.901: Eduard Michael (1. Mai 1937)
- Nr. 4.731.580: Hermann Blache (1. Mai 1937)
- Nr. 4.732.070: Fritz Karsunke (1. Mai 1937)
- Nr. 4.736.616: Otto von Oelhafen (1. Mai 1937)
- Nr. 4.738.106: Werner Elsner (1. Mai 1937)
- Nr. 4.738.423: Willi Nitschke (1. Mai 1937)
- Nr. 4.740.691: Gerhard Klinnert (1. Mai 1937)
- Nr. 4.741.482: Wolfgang Otto (1. Mai 1937)
- Nr. 4.745.122: Kurt Luedde-Neurath (1. Mai 1937)
- Nr. 4.746.483: Hans Kallenbach (1. Mai 1937)
- Nr. 4.748.921: Walter Didlaukies (1. Mai 1937)
- Nr. 4.750.512: Walter Helfsgott (1. Mai 1937)
- Nr. 4.753.676: Franz Nolde (1. Mai 1937)
- Nr. 4.753.752: Richard Wiechert
- Nr. 4.757.758: Fritz Löffler (1. Mai 1937)
- Nr. 4.763.713: Hermann Neubert (1. Mai 1937)
- Nr. 4.763.801: Albert Richter (1. Mai 1937)
- Nr. 4.764.081: Reinhold Backmann (1. Mai 1937)
- Nr. 4.764.795: Erich Hahnenbruch (1. Mai 1937)
- Nr. 4.765.641: Thies Christophersen (1. September 1937)
- Nr. 4.765.764: Helmut Hass (1. Mai 1937)
- Nr. 4.772.945: Heinz Quirin (1. Mai 1937)
- Nr. 4.773.066: Johannes Steudel
- Nr. 4.775.084: Karl Heinle (1. Mai 1937)
- Nr. 4.779.397: Gustav Lüdecke (1. Mai 1937)
- Nr. 4.781.095: Adolf Otto (1. Mai 1937)
- Nr. 4.782.103: Kurt Gudewill (1. Mai 1937)
- Nr. 4.785.214: Karl Hackethal (1. Mai 1937)
- Nr. 4.785.391: Wilhelm Frantzen (1. Mai 1937)
- Nr. 4.785.598: Erich Eichelberg (1. Mai 1937)
- Nr. 4.787.720: Hermann Potthoff (1. Mai 1937)
- Nr. 4.787.761: Gustav Albrecht (1. Mai 1937)
- Nr. 4.788.779: Rudolf Grewe (1. Mai 1937)
- Nr. 4.789.453: Ernst Woermann
- Nr. 4.789.454: Walther Heide (1. Dezember 1937)
- Nr. 4.789.462: Curt Prüfer (1. Dezember 1937)
- Nr. 4.789.468: Otto Kiep (1. Dezember 1937)
- Nr. 4.789.472: Herbert Dittmann (1. Dezember 1937)
- Nr. 4.789.474: Ernst Coenen (1. Dezember 1937)
- Nr. 4.789.475: Eduard Brücklmeier (1. Dezember 1937)
- Nr. 4.789.478: Ernst Achenbach (1. Dezember 1937)
- Nr. 4.790.314: Walther Recke (1. November 1937)
- Nr. 4.790.638: Otto Borgner (1. Mai 1937)
- Nr. 4.790.773: Albert Dietrich (1. Mai 1937)
- Nr. 4.793.084: Paul Bollmann (1. Mai 1937)
- Nr. 4.793.588: Louise Hövermann (1. Mai 1937)
- Nr. 4.793.983: Hans Müthling (1. Mai 1937)
- Nr. 4.794.023: Hildegard Ollenhauer (1. Mai 1937)
- Nr. 4.795.042: Carl Nehls (1. Mai 1937)
- Nr. 4.796.122: Georg von Baudissin (1. Mai 1937)
- Nr. 4.801.160: Fritz Bruder (1. Mai 1937)
- Nr. 4.804.385: Karl-Heinz Körber (1. Mai 1937)
- Nr. 4.804.592: Bruno Nette (1. Mai 1937)
- Nr. 4.804.923: Hans Leussink (1. Mai 1937)
- Nr. 4.805.065: Kurt Hickl (1. Mai 1937)
- Nr. 4.805.709: Reinhold Bäßler (1. Mai 1937)
- Nr. 4.806.362: Fritz Gaiser (1. Mai 1937)
- Nr. 4.809.386: Josef Mayer (1937)
- Nr. 4.809.775: Hans Faber (1. Mai 1937)
- Nr. 4.809.777: Otto Fahr (1. Mai 1937)
- Nr. 4.813.196: Edwin Hügel (1. September 1937)
- Nr. 4.814.517: Friedrich Wilhelm Kritzinger (1. Januar 1938)
- Nr. 4.814.617: Ernst Freiherr von Weizsäcker
- Nr. 4.814.689: Friedrich Karl von Hessen (1. Mai 1938)
- Nr. 4.814.690: Margarethe von Preußen (1. Mai 1938)
- Nr. 4.814.740: Wilhelm Fay (1. Mai 1937)
- Nr. 4.815.216: Hans-Joachim Herbst (1. September 1937)
- Nr. 4.819.613: Karl Krolow (1. Mai 1937)
- Nr. 4.819.983: Erwin Bumke (1. Mai 1937)
- Nr. 4.820.695: Erich Bauereisen (1. Mai 1937)
- Nr. 4.820.826: Erwin K. Münz (1. Mai 1937)
- Nr. 4.820.975: Werner Grothmann (1. Mai 1937)
- Nr. 4.821.137: Ferdinand Schlemmer
- Nr. 4.821.388: Wilhelm Ehlers (1. Mai 1937)
- Nr. 4.821.400: Gustav Richard Heyer (1. Mai 1937)
- Nr. 4.821.461: Richard Mezger (1. Mai 1937)
- Nr. 4.822.468: Albert Buchmann (1. Mai 1937)
- Nr. 4.823.043: Rudolf Ismayr (1. Mai 1937)
- Nr. 4.823.507: Otto Rauner (1. Mai 1937)
- Nr. 4.824.414: Fritz Fürst (1. Mai 1937)
- Nr. 4.824.515: Ottmar Kollmann (1. Mai 1937)
- Nr. 4.825.385: Hermann Finck (1. Mai 1937)
- Nr. 4.825.940: Karl Feige (1. Mai 1937)
- Nr. 4.829.349: Karl Zander (1. Mai 1937)
- Nr. 4.830.412: Paulheinz Ahlert (1. Mai 1937)
- Nr. 4.830.422: Kurt Albrecht
- Nr. 4.830.479: Heinz Auerswald (1. Mai 1937)
- Nr. 4.830.664: Albert Kurt Beyer (1. Mai 1937)
- Nr. 4.830.769: Sigwald Bommer (1. Mai 1937)
- Nr. 4.831.883: Wolfgang Hesse (1. Mai 1937)
- Nr. 4.831.946: Helmuth Hörstmann (1. Mai 1937)
- Nr. 4.832.266: Kurt Kettler (1. Mai 1937)
- Nr. 4.833.153: Ernst Wenzel
- Nr. 4.834.061: Walther Kolbe (1. Mai 1937)
- Nr. 4.834.225: Karl Küpfmüller (1. Mai 1937)
- Nr. 4.834.236: Gerhard Kujath (1. Mai 1937)
- Nr. 4.834.383: Martin Lehnert (1. Mai 1937)
- Nr. 4.835.130: Heinz Kiekebusch (1. Mai 1937)
- Nr. 4.836.418: Albin Proppe (1. Mai 1937)
- Nr. 4.843.396: Werner Beck (1. Mai 1937)
- Nr. 4.846.055: Heinz Funke (1. Mai 1937)
- Nr. 4.848.388: Hans Koch (1. Mai 1937)
- Nr. 4.849.875: Johannes Alt (1. Mai 1937)
- Nr. 4.850.199: Adalbert Peter Blasy (1. Mai 1937)
- Nr. 4.850.982: Ferdinand Flury (1. Mai 1937)
- Nr. 4.852.615: Karl zu Leiningen (1. Mai 1937)
- Nr. 4.856.731: Heinrich Stuhlfauth
- Nr. 4.857.073: Hermann Orth (1. Mai 1937)
- Nr. 4.857.330: Julius Sponsel
- Nr. 4.857.490: Heinrich Rentsch (1. Mai 1937)
- Nr. 4.859.325: Alois Gatterbauer (1. Mai 1937)
- Nr. 4.860.585: Bruno Liebrucks (1. Mai 1937)
- Nr. 4.860.701: Fritz Ruchay (1. Mai 1937)
- Nr. 4.860.864: Max Biebl (1. Mai 1937)
- Nr. 4.860.882: August Bostroem (1. Mai 1937)
- Nr. 4.861.100: Theodor Lieser (1. Mai 1937)
- Nr. 4.861.119: Franz Marten (1. Mai 1937)
- Nr. 4.861.193: Reinhold Rehs (1. Mai 1937)
- Nr. 4.862.097: Werner Kraus (1. Mai 1937)
- Nr. 4.863.331: Jutta Rüdiger (1. Mai 1937)
- Nr. 4.863.353: Heinrich Abel (1. Mai 1937)
- Nr. 4.863.375: Adolf Hoffmann (1. Mai 1937)
- Nr. 4.863.389: Helmut Looß (1. Mai 1937)
- Nr. 4.863.397: Ernst Müller (1. Mai 1937)
- Nr. 4.865.045: Gustav Drevs (1. Mai 1937)
- Nr. 4.865.153: Gerhardt Katsch (1. Mai 1937)
- Nr. 4.865.794: Hans Bernhard Reichow (1. Mai 1937)
- Nr. 4.868.932: Ernst II. (Sachsen-Altenburg) (1. Mai 1937)
- Nr. 4.868.993: Ottogerd Mühlmann (1. Mai 1937)
- Nr. 4.869.248: Hennig Brinkmann (1. Mai 1937)
- Nr. 4.869.260: Erich Maschke (1. Mai 1937)
- Nr. 4.869.266: Hermann Schultze-von Lasaulx
- Nr. 4.869.802: Adolf Klughardt (1. Mai 1937)
- Nr. 4.869.848: Karl Banse (1. Mai 1937)
- Nr. 4.873.804: Karl Brauns (1. Mai 1937)
- Nr. 4.874.018: Wilhelm Renfordt (1. Mai 1937)
- Nr. 4.877.864: Otto Hunsche (1. Mai 1937)
- Nr. 4.880.137: Anton Kurze (1. Mai 1937)
- Nr. 4.880.961: Wilhelm Feldmann (1. Mai 1937)
- Nr. 4.881.634: Friedrich Welskop
- Nr. 4.883.365: Walter Requardt
- Nr. 4.884.181: Karl-Friedrich Lüdemann (1. Mai 1937)
- Nr. 4.886.353: Hans Glatzel (1. Mai 1937)
- Nr. 4.886.426: Hans Lettré (1. Mai 1937)
- Nr. 4.887.944: Willi Greite (1. Mai 1937)
- Nr. 4.887.982: Hermann Kees (1. Mai 1937)
- Nr. 4.888.008: Hans Kretschmar (1. Mai 1937)
- Nr. 4.888.521: Bernhard Baier (1. Mai 1937)
- Nr. 4.888.614: Erich Pfeiffer (1. Mai 1937)
- Nr. 4.889.990: Otto Leypoldt (1. Mai 1937)
- Nr. 4.890.338: Diez Brandi (1. Mai 1937)
- Nr. 4.890.490: Josef Goubeau (1. Mai 1937)
- Nr. 4.892.552: Hans Otto (1. Mai 1937)
- Nr. 4.894.084: Paul Gerhard de Haas (1. Mai 1937)
- Nr. 4.898.123: Heinz Kitz (1. Mai 1937)
- Nr. 4.900.162: Emil Lamberth (1. Mai 1937)
- Nr. 4.901.090: Peter Kremer (1. Mai 1937)
- Nr. 4.906.617: Otto Heyer (1. Mai 1937)
- Nr. 4.907.023: Friedrich Ring (1. Mai 1937)
- Nr. 4.909.706: Gerhard Jobst (1. Mai 1937)
- Nr. 4.910.278: Felix Gaerte (1. September 1937)
- Nr. 4.910.527: Wolfgang Rutschke (1. September 1937)
- Nr. 4.913.383: Heinz Hugo Hoffmann (1. Mai 1937)
- Nr. 4.913.430: Otto Gruber (1. Mai 1937)
- Nr. 4.913.473: Werner Peiner (1. Mai 1937)
- Nr. 4.913.493: Erich Milius (1. Mai 1937)
- Nr. 4.913.524: Paul Brenner (1. Mai 1937)
- Nr. 4.913.613: Heinrich Kraut (1. Mai 1937)
- Nr. 4.915.218: Karl Zolper (1. Mai 1937)
- Nr. 4.915.867: Ernst-Ulrich Pfingsten (1. Mai 1937)
- Nr. 4.917.620: Franz Petri (1. Mai 1937)
- Nr. 4.917.840: Johanna Langefeld (1. Mai 1937)
- Nr. 4.918.106: Lutz Schwiers
- Nr. 4.920.529: Willy Bartusch (1. Mai 1937)
- Nr. 4.921.147: Arthur Hoffmann (1. Mai 1937)
- Nr. 4.922.869: Rudolf Lange (1. Mai 1937)
- Nr. 4.922.964: Siegfried Raeck (1. Mai 1937)
- Nr. 4.923.591: Karl Buschmann (1. Mai 1937)
- Nr. 4.923.775: Karl-Heinz Jettka (1. Mai 1937)
- Nr. 4.923.846: Gerhard Lemmel (1. Mai 1937)
- Nr. 4.923.958: Hans Ernst Schneider (April 1937)
- Nr. 4.924.234: Walter Hilpert (1. Mai 1937)
- Nr. 4.926.042: Alfred Funk (1. Mai 1937)
- Nr. 4.926.519: Karl-Heinz Clasen (1. Mai 1937)
- Nr. 4.926.829: Werner Behrend (1. Mai 1937)
- Nr. 4.929.068: Adolf Metzner (1. Mai 1937)
- Nr. 4.930.374: Albert Detzel (1. Mai 1937)
- Nr. 4.931.019: Josef Freiermuth (1. Mai 1937)
- Nr. 4.931.140: Emil Kieffer (1. Mai 1937)
- Nr. 4.931.195: Karl Leiling (1. Mai 1937)
- Nr. 4.934.113: Gustav Comberg (1. Mai 1937)
- Nr. 4.934.514: Bruno Moeller (1. Mai 1937)
- Nr. 4.936.070: Günter Frede (1. Mai 1937)
- Nr. 4.936.949: Ludwig Feldmann (1. Mai 1937)
- Nr. 4.944.057: Karl-Heinz Ottersbach (1. Mai 1937)
- Nr. 4.945.298: Fritz Fischer (1. Mai 1937)
- Nr. 4.945.341: Werner Holzmüller (1. Mai 1937)
- Nr. 4.945.503: Alfons Gross (1. Mai 1937)
- Nr. 4.945.686: Arno Mauersberger (1. Mai 1937)
- Nr. 4.945.689: Alfred Hübner (1. Mai 1937)
- Nr. 4.946.381: Johannes Dietz Degen (1. Mai 1937)
- Nr. 4.949.473: Walter Fröbe (1. Mai 1937)
- Nr. 4.949.731: Rudolf Schlegel
- Nr. 4.950.764: Horst Peschel (1. Mai 1937)
- Nr. 4.951.680: Horst Herrmann (1. Mai 1937)
- Nr. 4.951.685: Heinz Artzt (1. Mai 1937)
- Nr. 4.953.929: August Klughardt
- Nr. 4.954.121: Willibald Kreß (1. Mai 1937)
- Nr. 4.956.421: Josef Halberkann (1. Mai 1937)
- Nr. 4.956.427: Werner Kyrieleis
- Nr. 4.956.880: Hermann Erdlen (1. Mai 1937)
- Nr. 4.957.899: Karl Mylius (1. Mai 1937)
- Nr. 4.960.655: Walter Hävernick (1. Mai 1937)
- Nr. 4.963.663: Hans Biebow (1. Mai 1937)
- Nr. 4.965.861: Ludwig Brauneiser (1. Mai 1937)
- Nr. 4.968.713: Christian Rack (1. Mai 1937)
- Nr. 4.969.451: Alexandra von Sachsen-Coburg und Gotha (1. Mai 1937)
- Nr. 4.969.722: August Hagmann (1. Mai 1937)
- Nr. 4.970.841: Adolf von Hatzfeld (1. Mai 1937)
- Nr. 4.971.562: Emil Bardey (1. Mai 1937)
- Nr. 4.971.711: Willi Weyer (1937)
- Nr. 4.973.485: Lieselotte Kruglewsky-Anders (1. Mai 1937)
- Nr. 4.974.263: Peter Paul Koch (1. Mai 1937)
- Nr. 4.975.233: Hans Peter Ipsen (1. Mai 1937)
- Nr. 4.979.092: Theodor Roemer (1. Mai 1937)
- Nr. 4.979.096: Karl Muhs (1. Mai 1937)
- Nr. 4.982.004: Wolfgang Dehn (1. Mai 1937)
- Nr. 4.982.494: Georg Wolff
- Nr. 4.984.238: Walter Hulverscheidt (1. Mai 1937)
- Nr. 4.985.425: Karl Bischoff (1. Mai 1937)
- Nr. 4.985.539: Gerd Springorum
- Nr. 4.986.427: Otto Schultz-Brauns (1937)
- Nr. 4.987.566: Horst Haasler (1. Mai 1937)
- Nr. 4.994.997: Wichard von Bredow (1. Mai 1937)
- Nr. 4.998.458: Helmut Folwart (1. Mai 1937)

### Nummernkreis ab 5.000.000
- Nr. 5.002.189: Georg von Richthofen (1. Mai 1937)
- Nr. 5.004.798: Johannes Feder (1. Mai 1937)
- Nr. 5.008.599: Georg Graf Henckel von Donnersmarck (1. Mai 1937)
- Nr. 5.008.947: Walter Häusler (1. Mai 1937)
- Nr. 5.009.841: Otto Neunhoeffer (1. Mai 1937)
- Nr. 5.009.929: Werner Günther (1. Mai 1937)
- Nr. 5.009.949: Werner Rittich (1. Mai 1937)
- Nr. 5.009.982: Heinrich Hartmann (1. Mai 1937)
- Nr. 5.013.165: Josef Fergg (1. Mai 1937)
- Nr. 5.014.193: Heinrich Heidenreich (1. Mai 1937)
- Nr. 5.014.370: Anton Bauer (1. Mai 1937)
- Nr. 5.015.996: Erwin Lesch (1. Mai 1937)
- Nr. 5.016.417: Hans Münch (1. Mai 1937)
- Nr. 5.016.595: Rudolf Hanauer (1. Mai 1937)
- Nr. 5.017.322: Hans Zeiss (9. Juni 1937)
- Nr. 5.017.341: Friedrich Panzinger (1. Mai 1937)
- Nr. 5.017.343: Hans Müller (1. Mai 1937)
- Nr. 5.017.360: Alfred Resch (1. Mai 1937)
- Nr. 5.017.364: Albert Gorter (1. Mai 1937)
- Nr. 5.017.788: Heinrich Winterstein (1. Mai 1937)
- Nr. 5.018.336: Johannes Peltret (1. Mai 1937)
- Nr. 5.019.358: Alois Niederalt (1. Mai 1937)
- Nr. 5.020.760: Werner Kirchert (1. Mai 1937)
- Nr. 5.020.763: Kurt Klipp (1. Mai 1937)
- Nr. 5.020.869: Walter Reder
- Nr. 5.020.952: Xaver Strauß
- Nr. 5.020.993: Sebastian Wimmer
- Nr. 5.024.222: Hermann Horst (1. Mai 1937)
- Nr. 5.024.440: Adolf Dabelow (1. Mai 1937)
- Nr. 5.025.242: Korbinian Lechner (1. Mai 1937)
- Nr. 5.025.754: Hans Egon Holthusen (1. Mai 1937)
- Nr. 5.026.447: Theodor Mollison (1. Mai 1937)
- Nr. 5.026.970: Paul Weinzierl
- Nr. 5.030.227: Wilhelm Reissmüller
- Nr. 5.030.396: Heinrich Gareis (1. Mai 1937)
- Nr. 5.031.847: Julius Viel
- Nr. 5.032.365: Karl Sepp
- Nr. 5.032.955: Franz Pfnür (1. Mai 1937)
- Nr. 5.034.434: Hans-Walter Klewitz (1. Mai 1937)
- Nr. 5.037.905: Werner Jothann (1. Mai 1937)
- Nr. 5.038.061: Detlef Okrent (1. Mai 1937)
- Nr. 5.038.793: Erich Preiser (1. Mai 1937)
- Nr. 5.040.133: Albert Multer (1. Mai 1937)
- Nr. 5.040.793: Oskar Ritter (1. Mai 1937)
- Nr. 5.041.008: Karl Larenz (1. Mai 1937)
- Nr. 5.042.167: Friedrich Spengler
- Nr. 5.042.829: Karl Deml (1. Mai 1937)
- Nr. 5.042.824: Karl Rieth (1. Mai 1937)
- Nr. 5.042.832: Hermann Eder (1. Mai 1937)
- Nr. 5.044.277: Käthe Heintze (1. Mai 1937)
- Nr. 5.050.310: Wilhelm Mattes (1. Mai 1937)
- Nr. 5.050.523: Immanuel Carl Rösler (1. Mai 1937)
- Nr. 5.052.027: Luise Lampert (1. Mai 1937)
- Nr. 5.052.148: Fritz Nuss (1. Mai 1937)
- Nr. 5.053.225: Paul Christian (1. Mai 1937)
- Nr. 5.053.305: Wilhelm Groh (1. Mai 1937)
- Nr. 5.054.173: Sepp Allgeier (1. Mai 1937)
- Nr. 5.054.660: Konrad Guenther (1. Mai 1937)
- Nr. 5.056.527: Hanns Martin Schleyer (1. Mai 1937)
- Nr. 5.056.645: Joachim Brock (1. Mai 1937)
- Nr. 5.056.650: Eugen Imhoff (1. Mai 1937)
- Nr. 5.057.172: Ernst Bantle (1. Mai 1937)
- Nr. 5.057.225: Lothar Collatz (1. Mai 1937)
- Nr. 5.057.648: Alfred Mallebrein (1. Mai 1937)
- Nr. 5.059.744: Karl Elmendorff (1. Mai 1937)
- Nr. 5.060.003: Walter Erich Schäfer
- Nr. 5.060.645: Friedrich Maurer (1. Mai 1937)
- Nr. 5.062.619: Horst Hauthal (1. Mai 1937)
- Nr. 5.062.634: Reiner Gottstein (1. Mai 1937)
- Nr. 5.064.746: Paul-August Koch (1. Mai 1937)
- Nr. 5.065.195: Leo Fiederer (1. Mai 1937)
- Nr. 5.068.879: Theodor Eversmann (1. Mai 1937)
- Nr. 5.068.988: Theo Eckardt (1. Mai 1937)
- Nr. 5.069.270: Ernst Baumhard (1. Mai 1937)
- Nr. 5.069.434: Hermann Meusel (1. Mai 1937)
- Nr. 5.070.163: Bernd Poieß (1. Mai 1937)
- Nr. 5.070.441: Ludwig Nürnberger (1. Mai 1937)
- Nr. 5.071.497: Curt Freiwald (1. Mai 1937)
- Nr. 5.072.490: Franz Haaser (1. Mai 1937)
- Nr. 5.072.516: Theodor Heynemann (1. Mai 1937)
- Nr. 5.075.489: Kurt May (1. Mai 1937)
- Nr. 5.076.661: Walther Hinz (1. Mai 1937)
- Nr. 5.076.757: Hans Rohrbach (1. Mai 1937)
- Nr. 5.076.856: Emanuel Hirsch (1. Mai 1937)
- Nr. 5.078.343: Karl Rüdiger (1. Mai 1937)
- Nr. 5.081.001: Ernst Damzog (1. Mai 1937)
- Nr. 5.082.018: Kurd von Bülow (1. Mai 1937)
- Nr. 5.082.428: Otto Wittenburg
- Nr. 5.083.488: Friedrich Lichtenauer (1. Mai 1937)
- Nr. 5.083.946: Max Kierstein (1. Mai 1937)
- Nr. 5.084.115: Heinrich Hertel (1. Mai 1937)
- Nr. 5.084.928: Horst Nickel (1. Mai 1937)
- Nr. 5.086.301: Ernst Dobers (1. Mai 1937)
- Nr. 5.089.796: Werner Conze (1. Mai 1937)
- Nr. 5.089.913: Gunther Ipsen (1. Mai 1937)
- Nr. 5.095.050: Engelbert Baumeister (1. Mai 1937)
- Nr. 5.096.022: Edmund Mezger (1. Mai 1937)
- Nr. 5.096.034: Eleonore Baur (1. Mai 1937)
- Nr. 5.096.271: Johann Reichhart (1. Mai 1937)
- Nr. 5.096.990: Johann Kick (1. Mai 1937)
- Nr. 5.097.021: Edwin Fels (1. Mai 1937)
- Nr. 5.098.220: Ahasver von Brandt (1. Mai 1937)
- Nr. 5.098.295: Gerhard Gaul (1. Mai 1937)
- Nr. 5.098.442: Erich Lehmensick (1. Mai 1937)
- Nr. 5.098.559: Adolf Remane (1. Mai 1937)
- Nr. 5.099.304: Hans Hansen Palmus (1. Mai 1937)
- Nr. 5.100.207: Ludwig Burger (1. Mai 1937)
- Nr. 5.101.486: Kurt Emil Schmutzler
- Nr. 5.101.569: Hermann Priebe (1. Mai 1937)
- Nr. 5.101.683: Waldemar Eißfeld (1. Mai 1937)
- Nr. 5.103.868: Hellmut Eschner (1. Mai 1937)
- Nr. 5.104.232: Helmut Kunz (1. Mai 1937)
- Nr. 5.104.902: Hermann Conring (1. Mai 1937)
- Nr. 5.105.262: Horst Müller (1. Mai 1937)
- Nr. 5.107.469: Wilhelm Frank (1. Mai 1937)
- Nr. 5.110.537: Albert Höver (1. Mai 1937)
- Nr. 5.110.893: Wilhelm Brandenberg (1. Mai 1937)
- Nr. 5.111.833: Johannes Böse (1. Mai 1937)
- Nr. 5.112.493: Hans Büssow (1. Mai 1937)
- Nr. 5.113.026: Gustav Rabeler (1. Mai 1937)
- Nr. 5.114.589: Hans Bodo Gorgaß (1. Mai 1937)
- Nr. 5.114.887: Wilhelm Abel (1. Mai 1937)
- Nr. 5.115.011: Heinrich Guthmann (1. Mai 1937)
- Nr. 5.116.037: Franz Günther von Stockert
- Nr. 5.117.871: Rudolf Leichtweiß (1. Mai 1937)
- Nr. 5.118.129: Karl Deppert (1. Mai 1937)
- Nr. 5.119.936: Edgar Wöhlisch
- Nr. 5.120.667: Karl Alfred Kihn (1. Mai 1937)
- Nr. 5.124.944: Friedhelm Halfmeier (1. Mai 1937)
- Nr. 5.124.985: Hans Kramer (1. Mai 1937)
- Nr. 5.130.725: Fritz Jacobus (1. Mai 1937)
- Nr. 5.131.696: Hermann Andersen (1. Mai 1937)
- Nr. 5.132.471: Käte Ahlmann (1. Mai 1937)
- Nr. 5.132.472: Alfred Ahrens (1. Mai 1937)
- Nr. 5.132.645: Hans Gahlenbeck (1. Mai 1937)
- Nr. 5.134.329: Waltraud Hunke (1. Mai 1937)
- Nr. 5.135.015: Franz Fux (1. Mai 1937)
- Nr. 5.135.025: Andreas Haisch (1. Mai 1937)
- Nr. 5.135.210: Carl F. W. Borgward (1. Mai 1937)
- Nr. 5.135.969: Adolf zu Bentheim-Tecklenburg (1. Mai 1937)
- Nr. 5.136.832: Friedrich Fliedner (1. Mai 1937)
- Nr. 5.140.924: Wilhelm Buggle (1. Mai 1937)
- Nr. 5.140.932: Josef Daniels (1. Mai 1937)
- Nr. 5.141.598: Martin Wurm (1. Mai 1937)
- Nr. 5.144.840: Rudolf Müller (1. Mai 1937)
- Nr. 5.145.501: Wilhelm Werth
- Nr. 5.146.190: Hermann Güntert (1. Mai 1937)
- Nr. 5.146.860: Theodor Odenwald (1. Mai 1937)
- Nr. 5.147.836: Alfons Oswald (1. Mai 1937)
- Nr. 5.152.299: Franz Ronneberger (1. Mai 1937)
- Nr. 5.152.699: Johannes Heckel (1. Mai 1937)
- Nr. 5.153.364: Karl Günther Stempel
- Nr. 5.153.803: Ernst Dürig (1. Mai 1937)
- Nr. 5.154.547: Roderich Fick (1. Mai 1937)
- Nr. 5.156.776: Ludwig Hoelscher (1. Mai 1937)
- Nr. 5.159.810: Helmut E. Ehrhardt (1. Mai 1937)
- Nr. 5.159.994: Bernhard Martin (1. Mai 1937)
- Nr. 5.160.076: Erich Rix (1. Mai 1937)
- Nr. 5.160.270: Ernst Baars (1. Mai 1937)
- Nr. 5.160.286: Hellmut Becher (1. Mai 1937)
- Nr. 5.160.834: Peter Feile (1. Mai 1937)
- Nr. 5.165.159: Fritz Taeger (1. Mai 1937)
- Nr. 5.166.294: Gottfried Rahn (1. Mai 1937)
- Nr. 5.167.145: Erich Rammler (1. Mai 1937)
- Nr. 5.171.093: Eduard Maurer (1. Mai 1937)
- Nr. 5.171.771: Herbert Helbig (1. Mai 1937)
- Nr. 5.171.775: Gottfried Holle (1. Mai 1937)
- Nr. 5.171.894: Ewald Berge (1. Mai 1937)
- Nr. 5.172.031: Otto Reche (1. Mai 1937)
- Nr. 5.172.500: Paul Rüdiger (1. Mai 1937)
- Nr. 5.178.667: Hubert Breitschaft (1. Mai 1937)
- Nr. 5.180.682: Hans Röhwer (1. Mai 1937)
- Nr. 5.184.627: Hermann Hahn (1. Mai 1937)
- Nr. 5.186.481: Wilhelm Baumgarten (1. Mai 1937)
- Nr. 5.187.355: Otto Heckmann (1. Mai 1937)
- Nr. 5.193.297: Kurt Heißmeyer (1. Mai 1937)
- Nr. 5.193.765: Johannes Kreiselmaier (1. Mai 1937)
- Nr. 5.196.295: Adalbert Hämel (1. Mai 1937)
- Nr. 5.200.813: Karl Baumann (1. Mai 1937)
- Nr. 5.201.984: Mintje Bostedt (1. Mai 1937)
- Nr. 5.203.246: Herbert Otto Brintzinger (1. Mai 1937)
- Nr. 5.204.040: Hans Joachim Malberg (1. Mai 1937)
- Nr. 5.204.828: Richard Hirsch (1. Mai 1937)
- Nr. 5.205.863: Friedrich Janssen (1. Mai 1937)
- Nr. 5.207.032: Ernst Blum (1. Mai 1937)
- Nr. 5.209.357: Hermann Kinkele (1. Mai 1937)
- Nr. 5.209.482: Emil Wezel (1. Mai 1937)
- Nr. 5.214.676: Walter Fischer (1. Mai 1937)
- Nr. 5.215.079: Helmut Friedrich Lepp (1. Mai 1937)
- Nr. 5.215.827: Paul Zielinski (1. Mai 1937)
- Nr. 5.216.392: Lothar Fendler (1. Mai 1937)
- Nr. 5.216.415: Walther Rauff (1. Mai 1937)
- Nr. 5.217.227: Fritz Fischer (1. Mai 1937)
- Nr. 5.217.487: Wilhelm Hauschild (1. Mai 1937)
- Nr. 5.218.110: Fritz Lehmann (1. Mai 1937)
- Nr. 5.219.429: Wilhelm Evers (1. Mai 1937)
- Nr. 5.219.699: Heinrich Tunnat (1. Mai 1937)
- Nr. 5.220.122: Friedemann Goetze (1. Mai 1937)
- Nr. 5.220.834: Hans Northmann
- Nr. 5.221.784: Johannes Georgi (1. Mai 1937)
- Nr. 5.222.586: Eberhard Koch (1. Mai 1937)
- Nr. 5.222.808: Harald Geppert (1. Mai 1937)
- Nr. 5.223.035: Gerhard Pfahler (1. Mai 1937)
- Nr. 5.224.003: Hans von der Au (1. Mai 1937)
- Nr. 5.224.964: Wilhelm Kalveram (1. Mai 1937)
- Nr. 5.226.192: Hans Kracke (1. Mai 1937)
- Nr. 5.226.516: Peter Acht (1. Mai 1937)
- Nr. 5.226.547: Otmar Emminger (1. Mai 1937)
- Nr. 5.226.636: Götz Freiherr von Pölnitz (1. Mai 1937)
- Nr. 5.227.727: Johann Baptist Rauch (1. Mai 1937)
- Nr. 5.228.677: Philipp Broemser (1. Mai 1937)
- Nr. 5.229.114: Günter Spengler (1. Mai 1937)
- Nr. 5.229.440: Werner Dubois (1. Mai 1937)
- Nr. 5.229.566: Martin Knittler (1. Mai 1937)
- Nr. 5.231.807: Guido von Oertzen (1. Mai 1937)
- Nr. 5.236.757: Walther Lammers (1. Mai 1937)
- Nr. 5.237.005: Jörgen Andersen (1. Mai 1937)
- Nr. 5.240.168: Fritz Schmedes
- Nr. 5.240.635: Fritz Deubel (1. Mai 1937)
- Nr. 5.245.191: Karl Krüger (1. Mai 1937)
- Nr. 5.245.594: Albrecht Gehring (1. Mai 1937)
- Nr. 5.248.411: Alexander Hirschfeld (1. Mai 1937)
- Nr. 5.251.594: Otto Eisenmann (1. Mai 1937)
- Nr. 5.252.363: Werner Ansel (1. Mai 1937)
- Nr. 5.254.149: Max Jäger (1. Mai 1937)
- Nr. 5.255.053: Hugo Friedrich (1. Mai 1937)
- Nr. 5.255.817: Hans Ruchti (1. Mai 1937)
- Nr. 5.257.152: Waldemar Hoven (1. Mai 1937)
- Nr. 5.257.286: Viktor Pöschl (1. Mai 1937)
- Nr. 5.257.289: Elimar Precht (1. Mai 1937)
- Nr. 5.257.415: Albert Viethen
- Nr. 5.259.689: Wolfgang Kohlrausch (1. Mai 1937)
- Nr. 5.260.966: Fritz Baldauf (1. Mai 1937)
- Nr. 5.261.337: Eugen Schreck (1. Mai 1937)
- Nr. 5.262.511: Wilhelm Dieker (1. Mai 1937)
- Nr. 5.264.723: Anton Hopf (1. Mai 1937)
- Nr. 5.266.133: Theodor Wünschmann
- Nr. 5.268.895: Rudolf Lotz (1. Mai 1937)
- Nr. 5.269.109: Wolf-Hartmut Friedrich (1. Mai 1937)
- Nr. 5.269.112: Rudolf Hillebrecht (1. Mai 1937)
- Nr. 5.269.165: Alice Pollitz (1. Mai 1937)
- Nr. 5.269.173: Walter Tyrolf (1. Mai 1937)
- Nr. 5.270.504: Harri Bading (1. Mai 1937)
- Nr. 5.271.183: Max Krause (1. Mai 1937)
- Nr. 5.271.204: Klotilde Gollwitzer-Meier (1. Mai 1937)
- Nr. 5.271.267: Hans Lieber (1. Mai 1937)
- Nr. 5.274.155: Hans Westerholt
- Nr. 5.274.225: Gerhard Bremer (1. Mai 1937)
- Nr. 5.274.242: Rolf Diercks (1. Mai 1937)
- Nr. 5.274.260: Otto Förschner (1. Mai 1937)
- Nr. 5.274.533: Bernhard Dietsche (1. Mai 1937)
- Nr. 5.276.395: Wilhelm von Dufais (1. Mai 1937)
- Nr. 5.277.014: Hans-Joachim Born (1. Mai 1937)
- Nr. 5.280.123: Reinhard Hübner (1. Mai 1937)
- Nr. 5.280.862: Robert Ochsenfeld (1. Mai 1937)
- Nr. 5.283.821: Otto Bittelmann (1. Mai 1937)
- Nr. 5.284.461: Walther Hubatsch (1. Mai 1937)
- Nr. 5.284.680: Theodor Schieder
- Nr. 5.285.360: Ernst Forsthoff (1. Mai 1937)
- Nr. 5.285.442: Hans Gustav Joachim (1. Mai 1937)
- Nr. 5.285.698: Hans-Werner Staratzke
- Nr. 5.286.024: Horst Mahnke (1. Mai 1937)
- Nr. 5.286.047: Ernst Ferdinand Müller (1. Mai 1937)
- Nr. 5.287.013: Ludwig Hamann (1. Mai 1937)
- Nr. 5.288.982: Julius Brecht (1. Mai 1937)
- Nr. 5.289.061. Peter Paul Habicht (1. Mai 1937)
- Nr. 5.289.522: Paul Eggers (1. Mai 1937)
- Nr. 5.291.446: Josef Rottenkolber (1. Mai 1937)
- Nr. 5.291.784: Robert Lusser (1. Mai 1937)
- Nr. 5.293.309: Edwin Erich Dwinger (1. Mai 1937)
- Nr. 5.294.693: Louis Krause (1. Mai 1937)
- Nr. 5.295.345: Werner Danckert (1. Mai 1937)
- Nr. 5.295.485: Werner Ernst (1. Mai 1937)
- Nr. 5.295.702: Adolf Häser (1. Mai 1937)
- Nr. 5.297.340: Reinhard Beine (1. Mai 1937)
- Nr. 5.297.343: Josef Bergenthal (1. Mai 1937)
- Nr. 5.297.899: Heinrich Bürkle de la Camp (1. Mai 1937)
- Nr. 5.298.672: Theodor Niebel (1. Mai 1937)
- Nr. 5.299.166: Erich Baeumer (1. Mai 1937)
- Nr. 5.300.965: Fritz Berg (1. Mai 1937)
- Nr. 5.303.708: Gustav Brockhoff (1. Mai 1937)
- Nr. 5.305.474: Günther Krauss (1. Mai 1937)
- Nr. 5.306.616: Hans Münstermann (1. Mai 1937)
- Nr. 5.307.120: Josef Rösing (1. Mai 1937)
- Nr. 5.307.352: Ferdinand Roth (1. Mai 1937)
- Nr. 5.307.853: Fritz Rösing (1. Mai 1937)
- Nr. 5.309.864: Max Blancke (1. Mai 1937)
- Nr. 5.309.901: Karl Buntrock (1. Mai 1937)
- Nr. 5.310.182: Herbert Hermesdorf (1. Mai 1937)
- Nr. 5.311.799: Leo Just (1. Mai 1937)
- Nr. 5.312.059: Eugen Gerards (1. Mai 1937)
- Nr. 5.312.854: Helmut Hopstätter (1. Mai 1937)
- Nr. 5.313.467: Kurt Ditzen (1. Mai 1937)
- Nr. 5.313.732: Wilhelm Brese (1. Mai 1937)
- Nr. 5.313.783: Walter Delius (1. Mai 1937)
- Nr. 5.313.791: Karl Müller (1. Mai 1937)
- Nr. 5.315.426: Georg Lichtenberg (1. Mai 1937)
- Nr. 5.318.725: Gerhardt Preuschen (1. Mai 1937)
- Nr. 5.319.318: Eckehard Catholy (1. Mai 1937)
- Nr. 5.320.803: Karl Diehl (1. Mai 1937)
- Nr. 5.322.742: Johannes Martin Schupp
- Nr. 5.326.059: Erich Mayer (1. Mai 1937)
- Nr. 5.326.384: Ernst Gagel (1. Mai 1937)
- Nr. 5.327.906: Paul Hermann Feustel (1. Mai 1937)
- Nr. 5.328.874: Franciscus Nagler (1. Mai 1937)
- Nr. 5.329.148: Paul Rost (1. Mai 1937)
- Nr. 5.333.182: Erich Häßler (1. Mai 1937)
- Nr. 5.333.663: Ernst Kirsten (1. Mai 1937)
- Nr. 5.334.741: Robert Lauterbach (1. Mai 1937)
- Nr. 5.335.326: Otto Müller (1. Mai 1937)
- Nr. 5.336.171: Alfred Baresel (1. Mai 1937)
- Nr. 5.336.214: Karl-Heinz Dietzel (1. Mai 1937)
- Nr. 5.336.438: Rudolf Pallmann (1. Mai 1937)
- Nr. 5.343.743: Eduard Dreher (1. Mai 1937)
- Nr. 5.343.789: Hans Gerber (1. Mai 1937)
- Nr. 5.343.802: Heinz Janert (1. Mai 1937)
- Nr. 5.343.809: Hellmut Kretzschmar (1. Mai 1937)
- Nr. 5.343.821: Richard Oesterheld (1. Mai 1937)
- Nr. 5.343.850: Kurt Hermann Alverdes (1. Mai 1937)
- Nr. 5.343.881: Egon Bölsche (1. Mai 1937)
- Nr. 5.345.537: Gustav Schulten (1. Mai 1937)
- Nr. 5.346.623: Otto Jochum (1. Mai 1937)
- Nr. 5.347.195: Richard Barth (1. Mai 1937)
- Nr. 5.347.574: Siegfried Unterberger
- Nr. 5.349.035: Ernst Ehwald (1. Mai 1937)
- Nr. 5.349.852: Walter Többens
- Nr. 5.351.645: Friedrich-Karl Buse (1. Mai 1937)
- Nr. 5.352.049: Otto Sigfrid Reuter (1. Mai 1937)
- Nr. 5.352.956: Heinz Kähler (1. Mai 1937)
- Nr. 5.353.485: Sepp Hilz (1. Mai 1937)
- Nr. 5.354.017: Eugen von Quadt zu Wykradt und Isny (1. Mai 1937)
- Nr. 5.354.436: Albert von Beckh (1. Mai 1937)
- Nr. 5.355.467: Gerd Peters (1. Mai 1937)
- Nr. 5.355.622: Josef Bergmaier (1. Mai 1937)
- Nr. 5.355.672: Johanna Haarer (1. Mai 1937)
- Nr. 5.355.892: Ludwig Mühe (1. Mai 1937)
- Nr. 5.356.522: Josef Bauer (1. Mai 1937)
- Nr. 5.357.166: Rudolf Höß (1. Mai 1937)
- Nr. 5.358.381: Matthias Wörndle (1. Mai 1937)
- Nr. 5.358.385: Toni Zeller (1. Mai 1937)
- Nr. 5.360.587: Toni Eisgruber (1. Mai 1937)
- Nr. 5.360.820: Roman Wörndle (1. Mai 1937)
- Nr. 5.361.129: Rudolf Blaum (1. Mai 1937)
- Nr. 5.361.642: Johannes Hans Daniel Jensen (1. Mai 1937)
- Nr. 5.361.915: Hans Maaß (1. Mai 1937)
- Nr. 5.361.965: Rudolf Michael (1. Mai 1937)
- Nr. 5.362.839: Carl Boysen (1. Mai 1937)
- Nr. 5.362.993: Kurt Entholt (1. Mai 1937)
- Nr. 5.363.176: Detlef Hartz (1. Mai 1937)
- Nr. 5.363.544: Peter Meinhold (1. Mai 1937)
- Nr. 5.363.778: Berthold Rodewald (1. Mai 1937)
- Nr. 5.364.642: Friedrich Pauly (1. Mai 1937)
- Nr. 5.366.451: Hermann Müller (1. Mai 1937)
- Nr. 5.368.605: Wilhelm Hofmann (1. Mai 1937)
- Nr. 5.368.713: Gerd Gaiser (1. Mai 1937)
- Nr. 5.370.543: Wilhelm Dienemann (1. Mai 1937)
- Nr. 5.370.671: Gottfried von Droste (1. Mai 1937)
- Nr. 5.370.971: Horst Fischer (1. Mai 1937)
- Nr. 5.371.425: Erich von der Heyde (1. Mai 1937)
- Nr. 5.371.705: Heinrich Jagusch (1. Mai 1937)
- Nr. 5.371.872: Konrad Kaletsch (1. Mai 1937)
- Nr. 5.372.301: Konrad Mellerowicz (1. Mai 1937)
- Nr. 5.372.632: Victor-Emanuel Preusker (1. Mai 1937)
- Nr. 5.372.634: Arthur Prauss (1. Mai 1937)
- Nr. 5.373.111: Robert Neumann (1. Mai 1937)
- Nr. 5.373.334: Heinz Pannwitz (1. Mai 1937)
- Nr. 5.373.936: Gerhard Stöck
- Nr. 5.375.841: Tassilo Hoffmann (1. Mai 1937)
- Nr. 5.377.132: Helmuth Scheel
- Nr. 5.377.245: Johannes Schüler (1. Mai 1937)
- Nr. 5.377.521: Hans H. Zerlett (1. Mai 1937)
- Nr. 5.377.680: Helmuth Osthoff (1. Mai 1937)
- Nr. 5.377.683: Leopold Paasch (1. Mai 1937)
- Nr. 5.378.033: Karl Badberger (1. Mai 1937)
- Nr. 5.378.164: Friedrich Dorn (1. Mai 1937)
- Nr. 5.378.767: Heinz Ballensiefen (1. Mai 1937)
- Nr. 5.379.618: Sigrid Hunke (1. Mai 1937)
- Nr. 5.379.721: Wilhelm Marotzke (1. Mai 1937)
- Nr. 5.379.877: Emil Berndorff (1. Mai 1937)
- Nr. 5.379.989: Arno Breker (1. Mai 1937)
- Nr. 5.380.153: Friedrich Edding (1. Mai 1937)
- Nr. 5.380.876: Hans Schleif
- Nr. 5.382.050: Hermann Henneberg (1. Mai 1937)
- Nr. 5.382.346: Max Ilgner (1. Mai 1937)
- Nr. 5.382.650: Theodor Loos (1. Mai 1937)
- Nr. 5.383.507: Hermann Killer (1. Mai 1937)
- Nr. 5.384.029: Willi Knesebeck (1. Mai 1937)
- Nr. 5.384.242: Karl Kräutle (1. Mai 1937)
- Nr. 5.384.346: Herbert Kröger (1. Mai 1937)
- Nr. 5.386.212: Kurt Goepel (1. Mai 1937)
- Nr. 5.386.306: Horst Geyer (1. Mai 1937)
- Nr. 5.386.404: Karl Rathsack (1. Mai 1937)
- Nr. 5.386.548: Gerhard Richter-Bernburg (1. Mai 1937)
- Nr. 5.386.747: Siegfried Ruff (1. Mai 1937)
- Nr. 5.387.042: Horst Wagner
- Nr. 5.387.460: Kurt Wilde
- Nr. 5.388.331: Alfred Richard Meyer (1. Mai 1937)
- Nr. 5.388.362: Walter Mönch (1. Mai 1937)
- Nr. 5.388.477: Siegmund Nörr (1. Mai 1937)
- Nr. 5.390.990: Friedrich Karst (1. Mai 1937)
- Nr. 5.393.731: Ernstotto zu Solms-Laubach (1. Mai 1937)
- Nr. 5.393.805: Hellmuth Vetter
- Nr. 5.394.790: Karl Hepp (1. Mai 1937)
- Nr. 5.395.220: Max Hummeltenberg (1. Mai 1937)
- Nr. 5.395.290: Helmut Loebell (1. Mai 1937)
- Nr. 5.395.302: Otto Mattes (1. Mai 1937)
- Nr. 5.395.304: Friedrich Mauz (1. Mai 1937)
- Nr. 5.395.313: Ernst Metz (1. Mai 1937)
- Nr. 5.395.363: Joachim von Reckow (1. Mai 1937)
- Nr. 5.395.553: Theodor Ballauff (1. Mai 1937)
- Nr. 5.395.601: Karl Ernst Demandt (1. Mai 1937)
- Nr. 5.396.362: Kurt Luthmer (1. Mai 1937)
- Nr. 5.397.915: Ernst von Hülsen (1. Mai 1937)
- Nr. 5.398.666: Paul Gieseke (1. Mai 1937)
- Nr. 5.398.803: Joseph Theele
- Nr. 5.401.214: Hans-Jürgen Hundt (1. Mai 1937)
- Nr. 5.401.539: Friedrich Alverdes (1. Mai 1937)
- Nr. 5.401.591: Franz Danzebrink (1. Mai 1937)
- Nr. 5.401.668: Richard Haas (1. Mai 1937)
- Nr. 5.401.771: Walther Mitzka (1. Mai 1937)
- Nr. 5.402.033: Carl Borchers (1. Mai 1937)
- Nr. 5.403.028: Oskar Bock (1. Mai 1937)
- Nr. 5.404.810: Hermann Noack (1. Mai 1937)
- Nr. 5.407.989: Herbert Mosebach (1. Mai 1937)
- Nr. 5.410.048: Werner Lass (1. Mai 1937)
- Nr. 5.412.451: Gerd Hegemann (1. Mai 1937)
- Nr. 5.415.713: Ernst Kuzorra (1. Mai 1937)
- Nr. 5.416.068: Fritz Szepan
- Nr. 5.416.695: Bruno Weber
- Nr. 5.417.343: Klaus Hornig (1. Mai 1937)
- Nr. 5.420.196: Oskar Schwerk (Mai 1937)
- Nr. 5.425.025: Willy Reichstein (1. Mai 1937)
- Nr. 5.426.367: Werner Betz (1. Mai 1937)
- Nr. 5.427.160: Carl-Gottlieb Bennholdt-Thomsen (1. Mai 1937)
- Nr. 5.427.177: Wilhelm Conrad (1. Mai 1937)
- Nr. 5.428.401: Walther Paul Fischer (1. Mai 1937)
- Nr. 5.428.917: Emil Lehmann (1. Mai 1937)
- Nr. 5.431.214: Hans Gebhard (1. Mai 1937)
- Nr. 5.433.105: Walter Gustav Becker (1. Mai 1937)
- Nr. 5.433.938: Hans Mahler (1. Mai 1937)
- Nr. 5.434.790: Heinrich Geffert (1. Mai 1937)
- Nr. 5.435.348: Gerhard Hotop (1. Mai 1937)
- Nr. 5.437.281: Otto Jehle (1. Mai 1937)
- Nr. 5.437.470: Karl Deichgräber (1. Mai 1937)
- Nr. 5.437.744: Ludwig Ramdohr (1. Mai 1937)
- Nr. 5.438.431: Ernst Benz (1. Mai 1937)
- Nr. 5.438.497: Wilhelm Felgentraeger (1. Mai 1937)
- Nr. 5.441.646: Erwin Lorenz (1. Mai 1937)
- Nr. 5.442.414: Karl Bachmann (1. Mai 1937)
- Nr. 5.442.993: Gerd Burkhardt (1. Mai 1937)
- Nr. 5.443.688: Ivo Braak (1. Mai 1937)
- Nr. 5.443.927: Otto Höfler (1. Mai 1937)
- Nr. 5.444.166: Elisabeth Noack (1. Mai 1937)
- Nr. 5.447.166: Karl Müller (1. Mai 1937)
- Nr. 5.448.317: Hans Revenstorff (1. Mai 1937)
- Nr. 5.448.524: Walther Beck (1. Mai 1937)
- Nr. 5.448.632: Heinrich Kunst (1. Mai 1937)
- Nr. 5.449.480: Karl Krammig (1. Mai 1937)
- Nr. 5.449.715: Ludwig Beutin (1. Mai 1937)
- Nr. 5.451.210: Ernst Buermeyer (1. Mai 1937)
- Nr. 5.452.316: Arthur Harms (1. Mai 1937)
- Nr. 5.452.807: Marie Quincke (1. Mai 1937)
- Nr. 5.453.455: Karl Lindemann (1. Mai 1937)
- Nr. 5.453.460: Karl Löbe (1. Mai 1937)
- Nr. 5.454.069: Rudolf Rübberdt (1. Mai 1937)
- Nr. 5.454.700: Albert Widmann (1. Mai 1937)
- Nr. 5.456.965: Jakob Wilhelm Hauer (1. Mai 1937)
- Nr. 5.460.446: Walter Gaßmann (1. Mai 1937)
- Nr. 5.464.991: Gerhard Joop (1. Mai 1937)
- Nr. 5.466.239: Gustav Hülser (1. Mai 1937)
- Nr. 5.470.128: Gerhard Dengler (1. Mai 1937)
- Nr. 5.472.825: Wilhelm Overhoff (1. Mai 1937)
- Nr. 5.477.715: Gerhardt Giese (1. Mai 1937)
- Nr. 5.479.845: Rudolf Craemer (1. Mai 1937)
- Nr. 5.480.076: Wilhelm Meyer (1. Mai 1937)
- Nr. 5.480.793: Horst Hoffmeyer (1. Mai 1937)
- Nr. 5.481.858: Emma Rendtorff (1. Mai 1937)
- Nr. 5.484.193: Carl Baumgärtel (1. Mai 1937)
- Nr. 5.485.733: Helmut Fellmer (1. Mai 1937)
- Nr. 5.486.822: Alexander Herrmann (1. Mai 1937)
- Nr. 5.488.394: Hugo Jacob (1. Mai 1937)
- Nr. 5.488.813: Minna Lang (1. Mai 1937)
- Nr. 5.487.085: Hartmut Pulmer (1. Mai 1937)
- Nr. 5.490.336: Harry Güthert (1. Mai 1937)
- Nr. 5.490.855: Fritz Kaßmann (1. Mai 1937)
- Nr. 5.490.960: Franz Horster (1. Mai 1937)
- Nr. 5.494.261: Edgar Rabsch (1. Mai 1937)
- Nr. 5.494.391: Georg Hermann Nellius (1. Mai 1937)
- Nr. 5.494.808: Fritz Kühn (1. Mai 1937)
- Nr. 5.495.933: Alfons Goppel (1. Mai 1937)
- Nr. 5.496.749: Paul Ratz (1. Mai 1937)
- Nr. 5.498.015: Willi Heim (1. Mai 1937)
- Nr. 5.499.017: Richard Dietzel (1. Mai 1937)
- Nr. 5.499.029: Ewald Geißler (1. Mai 1937)
- Nr. 5.499.314: Max Anderlohr (1. Mai 1937)
- Nr. 5.499.331: Otto Goetze (1. Mai 1937)
- Nr. 5.499.332: Eugen Herrigel (1. Mai 1937)
- Nr. 5.499.958: Konrad Miersch (1. Mai 1937)
- Nr. 5.499.959: Hans Pieper (1. Mai 1937)
- Nr. 5.499.960: Friedrich Pradel (1. Mai 1937)
- Nr. 5.499.962: Otto Rahn (1. Mai 1937)
- Nr. 5.501.054: Johannes Krohn (30. Januar 1938)
- Nr. 5.501.056: Gustav Koenigs
- Nr. 5.501.058: Wolfgang Wolfram von Wolmar
- Nr. 5.501.100: Franz von Papen (13. März 1938)
- Nr. 5.503.712: Günther Hochgartz (1. September 1937)
- Nr. 5.504.246: Bernhard Horstmann (1. September 1937)
- Nr. 5.505.052: Hermann Stein
- Nr. 5.505.215: Gerhard Flämig (1. September 1937)
- Nr. 5.505.370: Wolfgang Petermann (1. September 1937)
- Nr. 5.505.499: Wilhelm Kopf (1. Januar 1938)
- Nr. 5.505.700: Karl August Balser (1. Januar 1938)
- Nr. 5.505.971: Josias von Rantzau (1. Februar 1938)
- Nr. 5.508.134: Joachim Peiper (1. März 1938)
- Nr. 5.508.247: Max Wünsche
- Nr. 5.508.995: Franz Konwitschny (1. August 1937)
- Nr. 5.509.770: Rudi Lill (1. September 1937)
- Nr. 5.516.140: Helmut Mühlender (1. September 1937)
- Nr. 5.516.584: Gerhard Reischl (1. September 1937)
- Nr. 5.517.892: Kurt von Raumer (1. April 1938)
- Nr. 5.517.920: Karl Heinrich Dittmann (1. April 1938)
- Nr. 5.518.139: Günter Diehl (1. April 1938)
- Nr. 5.518.236: Rudolf Asmis (1. April 1938)
- Nr. 5.518.587: Georg von Lilienfeld (1. März 1938)
- Nr. 5.518.610: Herbert von Richthofen (1. März 1938)
- Nr. 5.518.666: Christoph Kaempf (1. März 1938)
- Nr. 5.518.677: Heinrich Hayek (1. Mai 1937)
- Nr. 5.518.743: Emil Augsburg (1. Mai 1937)
- Nr. 5.518.745: Heinrich Bernhard (1. Mai 1937)
- Nr. 5.518.753: Erwin Kroggel (1. Mai 1937)
- Nr. 5.518.809: Karl Hohmann (1. Mai 1937)
- Nr. 5.519.716: Magdalene Gräfin zu Stolberg-Wernigerode (1. Mai 1937)
- Nr. 5.525.012: Erich Schulze
- Nr. 5.528.055: Karl Kiehne (1. Mai 1937)
- Nr. 5.528.698: Hans Ulrich
- Nr. 5.531.525: Walther Bienert (1. Mai 1937)
- Nr. 5.531.553: Adolf Smekal
- Nr. 5.534.262: Paul Requadt (1. Mai 1937)
- Nr. 5.535.278: Otto Liebenberg (1. Mai 1937)
- Nr. 5.535.637: Hans Raupach (1. Mai 1937)
- Nr. 5.536.447: Ernst Brückner (1. Mai 1937)
- Nr. 5.537.290: Rudolf Abderhalden (1. Mai 1937)
- Nr. 5.537.474: Wilhelm Ludwig (1. Mai 1937)
- Nr. 5.540.306: Paul Götze (1. Mai 1937)
- Nr. 5.540.710: Gerhard Freitag (1. Mai 1937)
- Nr. 5.542.211: Kurt Ritter (1. Mai 1937)
- Nr. 5.542.913: Arthur Hagmeier (1. Mai 1937)
- Nr. 5.543.037: Georg Jacoby (1. Mai 1937)
- Nr. 5.544.121: Paul Mischke (1. Mai 1937)
- Nr. 5.544.532: Kurt Jeserich (1. Mai 1937)
- Nr. 5.544.877: Konrad Frank (1. Mai 1937)
- Nr. 5.545.920: Heinrich Detmers (1. Mai 1937)
- Nr. 5.546.041: Heinz Jentzsch (1. Mai 1937)
- Nr. 5.546.899: Walter Ernstberger (1. Mai 1937)
- Nr. 5.546.919: Hermann Hackmann (1. Mai 1937)
- Nr. 5.550.129: Otto Klinger (1. Mai 1937)
- Nr. 5.550.161: Gertrud Lehmann-Waldschütz (1. Mai 1937)
- Nr. 5.550.284: Ernst Rowohlt (1. Mai 1937)
- Nr. 5.550.862: Horst-Günther Güttner (1. Mai 1937)
- Nr. 5.554.087: Heinrich Gottron (1. Mai 1937)
- Nr. 5.554.594: Hans Potyka (1. Mai 1937)
- Nr. 5.566.502: Friedrich Herte (1. Mai 1937)
- Nr. 5.572.442: Peter Knab (1. Mai 1937)
- Nr. 5.573.266: Rudolf Grashey (1. Mai 1937)
- Nr. 5.574.806: Richard Duesberg (1. Mai 1937)
- Nr. 5.574.974: Josef Mengele (1. Mai 1937)
- Nr. 5.575.607: Karl Friedrich Euler (1. Mai 1937)
- Nr. 5.575.652: Ernst Haenchen (1. Mai 1937)
- Nr. 5.575.791: Helmuth Reinwein (1. Mai 1937)
- Nr. 5.576.310: Theodor Wagner-Jauregg
- Nr. 5.576.357: Friedrich Beißner (1. Mai 1937)
- Nr. 5.576.986: Karl Raute (1. Mai 1937)
- Nr. 5.577.272: Josef Hartwig (1. Mai 1937)
- Nr. 5.578.353: Hermann Bente (1. Mai 1937)
- Nr. 5.578.537: Walter Hartz (1. Mai 1937)
- Nr. 5.579.544: Alfred Domes (1. Mai 1937)
- Nr. 5.580.554: Kurt Stegmann von Pritzwald
- Nr. 5.581.149: Wilhelm Ahrens (1. Mai 1937)
- Nr. 5.581.491: Otto Goldapp (1. Mai 1937)
- Nr. 5.581.571: Theda Heineken (1. Mai 1937)
- Nr. 5.582.213: Joachim Ritter (1. Mai 1937)
- Nr. 5.582.227: Alfred Roth (1. Mai 1937)
- Nr. 5.582.703: Arvid Gutschow (1. Mai 1937)
- Nr. 5.582.760: Herbert Brust (1. Mai 1937)
- Nr. 5.583.884: Ernst Paul Boruttau (1. Mai 1937)
- Nr. 5.584.068: Elisabeth Pfeil (1. Mai 1937)
- Nr. 5.584.770: Otto Gauer (1. Mai 1937)
- Nr. 5.585.229: Heinrich Otto Kalk (1. Mai 1937)
- Nr. 5.585.361: Gunther Kohlmey (1. Mai 1937)
- Nr. 5.585.572: Bruno Lohse (1. Mai 1937)
- Nr. 5.585.857: Johannes Papritz (1. Mai 1937)
- Nr. 5.585.940: Kurt Pomplun (1. Mai 1937)
- Nr. 5.586.583: Ernst Turowski
- Nr. 5.587.037: Heinz Kaschke (1. Mai 1937)
- Nr. 5.589.655: Hermann Kißler (1. Mai 1937)
- Nr. 5.589.700: Oskar Niemczyk (1. Mai 1937)
- Nr. 5.592.363: Otto Mühl (1. Mai 1937)
- Nr. 5.592.393: Walter Nitsche (1. Mai 1937)
- Nr. 5.594.028: Wolfgang Boeck (1. Mai 1937)
- Nr. 5.594.761: Franz Meinow (1. Mai 1937)
- Nr. 5.597.971: Max Drischner (1. Mai 1937)
- Nr. 5.599.080: Rudolf Lochner (1. Mai 1937)
- Nr. 5.599.919: Roderich Graf von Thun und Hohenstein (1. Mai 1937)
- Nr. 5.602.263: Helmut Dörner (1. Mai 1937)
- Nr. 5.603.177: Heinz Kümmerlein (1. Mai 1937)
- Nr. 5.605.215: Erich Gutenberg (1. Mai 1937)
- Nr. 5.605.257: Anton Hardörfer (1. Mai 1937)
- Nr. 5.605.281: Werner Haustein (1. Mai 1937)
- Nr. 5.605.424: Franz Horn (1. Mai 1937)
- Nr. 5.607.094: Gotthard von Falkenhausen (1. Mai 1937)
- Nr. 5.608.734: Karl Pfirsch (1. Mai 1937)
- Nr. 5.612.356: Ernst Hollstein (1. Mai 1937)
- Nr. 5.612.879: Hermann Schroeder
- Nr. 5.613.683: Günther Niethammer (1. Mai 1937)
- Nr. 5.613.963: Willy Meller (1. Mai 1937)
- Nr. 5.615.364: Hans Bender (1. Mai 1937)
- Nr. 5.615.414: Barthel Gilles (1. Mai 1937)
- Nr. 5.615.865: Christian Jenssen (1. Mai 1937)
- Nr. 5.616.409: Theodor Kraus (1. Mai 1937)
- Nr. 5.616.924: Friedrich Panse
- Nr. 5.618.715: Martin Karl Hasse (1. Mai 1937)
- Nr. 5.620.430: Albert Konrad Gemmeker (1. Mai 1937)
- Nr. 5.622.051: Fidel Wagner (1. Mai 1937)
- Nr. 5.622.840: Hans Karl Friedrich (1. Mai 1937)
- Nr. 5.624.915: Kurt Rauxloh (1. Mai 1937)
- Nr. 5.626.345: Adolf Feulner (1. Mai 1937)
- Nr. 5.627.067: Wulf Emmo Ankel (1. Mai 1937)
- Nr. 5.628.167: Helmut Schlierbach
- Nr. 5.628.271: Paulheinz Baldus (1. Mai 1937)
- Nr. 5.629.195: Wilhelm Henkel (1. Mai 1937)
- Nr. 5.629.203: Wilhelm Heupke (1. Mai 1937)
- Nr. 5.629.621: Linus Memmel (1. Mai 1937)
- Nr. 5.629.837: Paul Will
- Nr. 5.631.248: Friedrich Roselius (1. Mai 1937)
- Nr. 5.631.377: Georg Borttscheller (1. Mai 1937)
- Nr. 5.632.058: Franz Lucas (1. Mai 1937)
- Nr. 5.633.265: Johannes Ihler (1. Mai 1937)
- Nr. 5.633.828: Erich Gaertner (1. Mai 1937)
- Nr. 5.634.339: Ludwig Helmken (1. Mai 1937)
- Nr. 5.635.759: Hans Rietschel (1. Mai 1937)
- Nr. 5.638.626: Fritz Hartung (1. Mai 1937)
- Nr. 5.639.245: Georg Wetzel (1. Mai 1937)
- Nr. 5.639.530: Helmut Hasse (1. Mai 1937)
- Nr. 5.639.833: Lothar Heimbach (1. Mai 1937)
- Nr. 5.640.469: Hermann Kätelhön (1. Mai 1937)
- Nr. 5.642.474: Martha Vogeler
- Nr. 5.643.287: Ferdinand Porsche (1. Mai 1937)
- Nr. 5.644.484: Felix Genzmer (1. Mai 1937)
- Nr. 5.645.393: Werner Bertheau (1. Mai 1937)
- Nr. 5.645.459: Kurt Eberhard (1. Mai 1937)
- Nr. 5.645.492: Karl Frank (1. Mai 1937)
- Nr. 5.649.417: Erich Domeier (1. Mai 1937)
- Nr. 5.653.178: Hans Vogt (1937)
- Nr. 5.653.771: Reinhard Breder (1. Mai 1937)
- Nr. 5.654.878: Walter Bäumer (1. Mai 1937)
- Nr. 5.656.793: Kurt Nitsch (1. Mai 1937)
- Nr. 5.658.701: Hans Adamy (1. Mai 1937)
- Nr. 5.662.615: Carl Schlottmann
- Nr. 5.663.628: Werner Lembcke (1. Mai 1937)
- Nr. 5.665.905: Paul Lohse (1. Mai 1937)
- Nr. 5.668.357: Berthold Kihn (1. Mai 1937)
- Nr. 5.668.964: Carl Bimboes (1. Mai 1937)
- Nr. 5.669.744: Johannes Ernst Köhler (1. Mai 1937)
- Nr. 5.669.788: Emil Herfurth (1. Mai 1937)
- Nr. 5.673.495: Wilhelm Pook (1. Mai 1937)
- Nr. 5.678.057: Oskar Bachteler (1. Mai 1937)
- Nr. 5.679.631: Albrecht Landwehr (1. Mai 1937)
- Nr. 5.681.824: Werner Rittberger (1. Mai 1937)
- Nr. 5.684.674: Karl Isenberg (1. Mai 1937)
- Nr. 5.685.132: Franz Grosse-Brockhoff (1. Mai 1937)
- Nr. 5.686.077: Paul Keding (1. Mai 1937)
- Nr. 5.686.335: Otto Friedel (1. Mai 1937)
- Nr. 5.687.396: Hermann Funk (1. Mai 1937)
- Nr. 5.688.554: Hermann Neddenriep (1. Mai 1937)
- Nr. 5.688.752: Hans Kohnert (1. Mai 1937)
- Nr. 5.688.948: J. Heinrich Kramer (1. Mai 1937)
- Nr. 5.692.555: Karl Heinz Hellwege (1. Mai 1937)
- Nr. 5.692.717: Karl Dimroth (1. Mai 1937)
- Nr. 5.693.966: Hermann Molter (1. Mai 1937)
- Nr. 5.694.991: Konrad Dürre (1. Mai 1937)
- Nr. 5.698.408: Heinrich Bergmann (1. Mai 1937)
- Nr. 5.698.464: Adolf von Duisburg (1. Mai 1937)
- Nr. 5.698.532: Ernst Hadermann (1. Mai 1937)
- Nr. 5.699.689: Hans Möbius (1. Mai 1937)
- Nr. 5.699.849: Heinrich Weber (1. Mai 1937)
- Nr. 5.702.821: Alois Bachschmid (1. Mai 1937)
- Nr. 5.703.391: Ernst Farke (1. Mai 1937)
- Nr. 5.703.452: Julius Hallervorden (1. Mai 1937)
- Nr. 5.708.289: Erich Frohwann (1. Mai 1937)
- Nr. 5.708.540: Ernst-August Rabe (1. Mai 1937)
- Nr. 5.712.736: Klaus Konrad (1. Mai 1937)
- Nr. 5.713.127: Joachim Flatau (1. Mai 1937)
- Nr. 5.715.600: Gerhard Lukas (1. Mai 1937)
- Nr. 5.716.146: Franz Ziereis
- Nr. 5.716.428: Bruno Mondi (1. Mai 1937)
- Nr. 5.716.670: Gerhard Bode (1. Mai 1937)
- Nr. 5.716.826: Carl-Hermann Mueller-Graaf (1. Mai 1937)
- Nr. 5.716.842: Günter von Nordenskjöld (1. Mai 1937)
- Nr. 5.716.883: Wilhelm Rudorf (1. Mai 1937)
- Nr. 5.719.979: Fritz Huschke von Hanstein (1. Mai 1937)
- Nr. 5.721.710: Hans Kersig (1. Mai 1937)
- Nr. 5.723.981: Friedrich Wilhelm von Bodungen (1. Mai 1937)
- Nr. 5.725.665: Georg Matthias (1. Mai 1937)
- Nr. 5.727.713: Edgar Mertner (1. Mai 1937)
- Nr. 5.728.763: Friedrich Karius (1. Mai 1937)
- Nr. 5.730.945: Hans Georg Schachtschabel
- Nr. 5.736.988: Karl Carstens (1. Mai 1937)
- Nr. 5.738.692: Wernher von Braun (1. Mai 1937)
- Nr. 5.739.357: Otto Kunkel (1. Mai 1937)
- Nr. 5.742.177: Hans Jürgen Eggers (1. Mai 1937)
- Nr. 5.745.423: Heinz Müller (1. Mai 1937)
- Nr. 5.745.830: Karl-Heinz Müller (1. Mai 1937)
- Nr. 5.748.157: Karl Dieter (1. Mai 1937)
- Nr. 5.748.633: Eduard Orth (1. Mai 1937)
- Nr. 5.749.247: Lorenz Harth (1. Mai 1937)
- Nr. 5.752.384: Werner Schur (27./28. September 1937)
- Nr. 5.754.128: Friederich D’heil (1. Mai 1937)
- Nr. 5.754.210: Walter Beck (1. Mai 1937)
- Nr. 5.755.319: Hans Drexler (1. Mai 1937)
- Nr. 5.755.992: Oskar Wackerzapp
- Nr. 5.756.757: Anton Galler (1. Mai 1937)
- Nr. 5.756.900: Walter Kreienberg (1. Mai 1937)
- Nr. 5.759.667: Otto Rühle (1. Mai 1937)
- Nr. 5.760.606: Gottlob Haug (1. Mai 1937)
- Nr. 5.760.959: Walter Cantner (1. Mai 1937)
- Nr. 5.761.276: Georg Hochgesang (1. Mai 1937)
- Nr. 5.764.108: Johannes Lukas (1. Mai 1937)
- Nr. 5.766.518: Adolf Barthelmäs (1. Mai 1937)
- Nr. 5.767.313: Fritz Broistedt (1. Mai 1937)
- Nr. 5.767.389: Ernst Licht (1. Mai 1937)
- Nr. 5.767.390: Fritz Mackensen (1. Mai 1937)
- Nr. 5.768.864: Heinrich Kraeger (1. Mai 1937)
- Nr. 5.771.024: Georg Draheim (1. Mai 1937)
- Nr. 5.771.136: Heinrich Bütefisch (1. Mai 1937)
- Nr. 5.773.442: Hans Rubenbauer (1. Mai 1937)
- Nr. 5.773.608. Ernst Rüdin (1. Mai 1937)
- Nr. 5.773.827: Ludwig Müller (1. Mai 1937)
- Nr. 5.774.075: Karl Neuner (1. Mai 1937)
- Nr. 5.774.705: Weiß Ferdl (1. Mai 1937)
- Nr. 5.775.911: Werner Hartke (1. Mai 1937)
- Nr. 5.776.070: Kurt Necker (1. Mai 1937)
- Nr. 5.783.086: Alfred Milatz (1. Mai 1937)
- Nr. 5.783.317: Günter Fahlbusch (1. Mai 1937)
- Nr. 5.787.047: Heinrich Vogel (Anfang Mai 1937)
- Nr. 5.787.333: Erich Boehringer (1. Mai 1937)
- Nr. 5.793.563: Artur Kühne (1. Mai 1937)
- Nr. 5.794.161: Horst Henschel (1. Mai 1937)
- Nr. 5.794.680: Georg Ludwig Jochum (1. Mai 1937)
- Nr. 5.796.119: Walter Knape (1. Mai 1937)
- Nr. 5.796.261: Andreas Thierfelder
- Nr. 5.798.680: Erich Albrecht (1. Mai 1937)
- Nr. 5.798.873: Walther Hofstaetter (1. Mai 1937)
- Nr. 5.799.048: Heinz Nicolai (1. Mai 1937)
- Nr. 5.799.898: Hermann Abendroth (1. Mai 1937)
- Nr. 5.800.972: Ursula Bergander (1. Mai 1937)
- Nr. 5.801.159: Franz Brenthel (1. Mai 1937)
- Nr. 5.805.363: Fritz Krause (1. Mai 1937)
- Nr. 5.805.478: Hans Ruppert (1. Mai 1937)
- Nr. 5.807.245: Horst Becker (1. Mai 1937)
- Nr. 5.807.704: Hasso Eßbach (1. Mai 1937)
- Nr. 5.809.839: Werner Hübschmann (1. Mai 1937)
- Nr. 5.810.182: Willy Nebel (1. Mai 1937)
- Nr. 5.811.441: Alfred Pellegrini (1. Mai 1937)
- Nr. 5.816.055: Johannes Petzold (1. Mai 1937)
- Nr. 5.817.610: Friedrich Hartmut Dost (1. Mai 1937)
- Nr. 5.817.611: Eilhart Eilers (1. Mai 1937)
- Nr. 5.817.695: Heinrich Malz (1. Mai 1937)
- Nr. 5.819.128: Walter Holzhausen (1. Mai 1937)
- Nr. 5.819.953: Stephan Dietrich (1. Mai 1937)
- Nr. 5.820.987: Wilhelm Krichbaum (1. Mai 1937)
- Nr. 5.821.098: Gustav Schäfer (1. Mai 1937)
- Nr. 5.823.727: Rudolf Harzer (1. Mai 1937)
- Nr. 5.823.762: Theodor Mittasch (1. Mai 1937)
- Nr. 5.823.836: Josef Altstötter (1. Mai 1937)
- Nr. 5.823.844: Paul Blumberger (1. Mai 1937)
- Nr. 5.823.846: Bruno Borowski (1. Mai 1937)
- Nr. 5.823.848: Martin Buchwald (1. Mai 1937)
- Nr. 5.823.880: Max Hörchner (1. Mai 1937)
- Nr. 5.823.882: Hans Iber (1. Mai 1937)
- Nr. 5.823.887: Eugen Kolb (1. Mai 1937)
- Nr. 5.823.896: Martin Kröger (1. Mai 1937)
- Nr. 5.823.897: Emil Lersch (1. Mai 1937)
- Nr. 5.823.901: Fritz Lindenmaier (1. Mai 1937)
- Nr. 5.823.926: Johannes Raestrup (1. Mai 1937)
- Nr. 5.823.952: Karl Schrader
- Nr. 5.823.955: Rudolf Johannes Streller
- Nr. 5.824.398: Wilhelm Emil Mühlmann (1. Mai 1937)
- Nr. 5.825.002: Cornelius Müller Hofstede (1. Mai 1937)
- Nr. 5.825.472: Rudolf Benkendorff (1. Mai 1937)
- Nr. 5.826.893: Joseph Dantonello (1. Mai 1937)
- Nr. 5.827.205: Robert Falckenberg (1. Mai 1937)
- Nr. 5.829.582: Franz Dahlke (1. Mai 1937)
- Nr. 5.829.934: Otto Leggewie (1. Mai 1937)
- Nr. 5.830.795: Hans Humpert (1. Mai 1937)
- Nr. 5.830.828: Wolfgang Keller (1. Mai 1937)
- Nr. 5.830.875: Werner Korte (1. Mai 1937)
- Nr. 5.831.692: Hans Gärtner (1. Mai 1937)
- Nr. 5.833.267: Carl Brodführer (1. Mai 1937)
- Nr. 5.834.091: Fritz Ostmeyer (1. Mai 1937)
- Nr. 5.837.902: Heinrich Kruse (1. Mai 1937)
- Nr. 5.840.483: Karl Georg Brandt (1. Mai 1937)
- Nr. 5.845.511: Eugen Bamann (1. Mai 1937)
- Nr. 5.845.636: Emil Feucht (1. Mai 1937)
- Nr. 5.845.750: Adolf Höschle (1. Mai 1937)
- Nr. 5.846.306: Wolfgang A. Mommsen (1. Mai 1937)
- Nr. 5.846.569: Fritz Fischer (1. Mai 1937)
- Nr. 5.846.803: Erich Weiland
- Nr. 5.846.831: Arnold Ebel (1. Mai 1937)
- Nr. 5.847.634: Benno Graf (1. Mai 1937)
- Nr. 5.847.748: Paul Leverkuehn (1. Mai 1937)
- Nr. 5.848.915: Wolfgang Abshagen (1. Mai 1937)
- Nr. 5.849.115: Max von Behr (1. Mai 1937)
- Nr. 5.849.139: Friedrich Berber (1. Mai 1937)
- Nr. 5.849.261: Rudolf Bockelmann (1. Mai 1937)
- Nr. 5.849.603: Ewald von Demandowsky (1. Mai 1937)
- Nr. 5.849.768: Curt Emmelius (1. Mai 1937)
- Nr. 5.849.813: Walter Falk (1. Mai 1937)
- Nr. 5.850.349: Kurt Haertel (1. Mai 1937)
- Nr. 5.850.390: Gustav Halswick (1. Mai 1937)
- Nr. 5.850.540: Rudolf Hell (1. Mai 1937)
- Nr. 5.851.086: Kurt Klöppel (1. Mai 1937)
- Nr. 5.851.113: Georg Kniestädt (1. Mai 1937)
- Nr. 5.851.168: Gustav König (1. Mai 1937)
- Nr. 5.851.293: Hans-Joachim von Kruedener (1. Mai 1937)
- Nr. 5.851.356: Ludwig Krieger (1. Mai 1937)
- Nr. 5.851.369: Carlo von Kügelgen (1. Mai 1937)
- Nr. 5.851.632: Friedrich Linneweh (1. Mai 1937)
- Nr. 5.851.750: Hans Maly (1. Mai 1937)
- Nr. 5.851.916: Ernst Wolf Mommsen (1. Mai 1937)
- Nr. 5.852.005: Luise von Oertzen (1. Mai 1937)
- Nr. 5.852.217: Emil Meynen (1. Mai 1937)
- Nr. 5.852.277: Gustav Meissner (1. Mai 1937)
- Nr. 5.852.437: Cäsar Pinnau (1. Mai 1937)
- Nr. 5.852.526: Emil Puhl (1. Mai 1937)
- Nr. 5.852.647: Wilhelm Reinhard (1. Mai 1937)
- Nr. 5.852.733: Hermann Ritter (1. Mai 1937)
- Nr. 5.853.404: Guido Waldmann (1. Mai 1937)
- Nr. 5.853.975: Harry Bosse (1. Mai 1937)
- Nr. 5.854.033: Otto Kienzle (1. Mai 1937)
- Nr. 5.855.290: Hans Luthardt (1. Mai 1937)
- Nr. 5.855.545: Emil Schumburg
- Nr. 5.855.815: Heinrich Müller (1. September 1937)
- Nr. 5.855.892: Ludwig Mühe (1. Mai 1937)
- Nr. 5.856.213: Josef Hartinger (1. Mai 1937)
- Nr. 5.857.501: Friedrich Wilhelm Dombois (1. Mai 1937)
- Nr. 5.859.312: Hans Löwe (1. Mai 1937)
- Nr. 5.859.693: Walter Keller (1. Mai 1937)
- Nr. 5.860.129: Christian Heinrich Kleukens (1. Mai 1937)
- Nr. 5.863.193: Rudolf Gerber (1. Mai 1937)
- Nr. 5.863.202: Walter Gottschalk (1. Mai 1937)
- Nr. 5.863.288: Fritz Klute (1. Mai 1937)
- Nr. 5.863.819: Josef Quint (1. Mai 1937)
- Nr. 5.865.260: Otto Moll (1. Mai 1937)
- Nr. 5.865.282: Josef Oberhauser (1. Mai 1937)
- Nr. 5.865.585: Hubert Lauer (1. Mai 1937)
- Nr. 5.866.535: Karl Ludwig (1. Mai 1937)
- Nr. 5.866.923: Rudolf Neuhaus (1. Mai 1937)
- Nr. 5.867.660: Werner Radig (1. Mai 1937)
- Nr. 5.868.519: Willi von Helden (1. Mai 1937)
- Nr. 5.869.799: Franz Xaver Stahl
- Nr. 5.870.544: Alfred Fiedler (1. Mai 1937)
- Nr. 5.871.262: Walter Flemming (1. Mai 1937)
- Nr. 5.871.773: Georg Hempel (1. Mai 1937)
- Nr. 5.872.343: Herbert Andert (1. Mai 1937)
- Nr. 5.872.621: Hansjoachim Kluge (1. Mai 1937)
- Nr. 5.874.884: Willy Roch (1. Mai 1937)
- Nr. 5.876.551: Gerhard Schulz
- Nr. 5.877.252: Karl Valentin Müller
- Nr. 5.878.331: Rudolf Harbig (1. Mai 1937)
- Nr. 5.878.420: Hans Hofmann (1. Mai 1937)
- Nr. 5.878.857: Otto Reinhold (1. Mai 1937)
- Nr. 5.882.143: Oswin Hempel (1. Mai 1937)
- Nr. 5.884.543: Hans Just (1. Mai 1937)
- Nr. 5.886.474: Ulrich Graf (1. Mai 1937)
- Nr. 5.888.305: Peter Elster (1. Mai 1937)
- Nr. 5.889.298: Erich Moning (1. Mai 1937)
- Nr. 5.889.595: Alfred Fissmer (1. Mai 1937)
- Nr. 5.890.072: Hermann Engelhard (1. Mai 1937)
- Nr. 5.890.310: Heinrich von Maur (1. Mai 1937)
- Nr. 5.890.391: Max Reuschle (1. Mai 1937)
- Nr. 5.890.850: Adolf Kern (1. Mai 1937)
- Nr. 5.892.012: Max Drexel (1. Mai 1937)
- Nr. 5.892.389: Hans-Hellmuth Qualen (1. Mai 1937)
- Nr. 5.892.618: Georg Wunderlich (1. Mai 1937)
- Nr. 5.892.661: Rudolf Bilfinger (1. Mai 1937)
- Nr. 5.892.796: Walter Hirzel (1. Mai 1937)
- Nr. 5.893.618: Alfons Kraft (1. Mai 1937)
- Nr. 5.895.922: Hermann Finckh (1. Mai 1937)
- Nr. 5.896.006: Theodor Haering (1. Mai 1937)
- Nr. 5.896.043: Edwin Hennig (1. Mai 1937)
- Nr. 5.897.391: Stephan Billinger (1. Mai 1937)
- Nr. 5.898.614: Karl Elkart (1. Mai 1937)
- Nr. 5.898.628: Ernst Bartholomé (1. Mai 1937)
- Nr. 5.898.716: Bruno Karl August Jung (1. Mai 1937)
- Nr. 5.898.808: Alfred Brüggemann (1. Mai 1937)
- Nr. 5.898.861: Alfred Götze (1. Mai 1937)
- Nr. 5.900.441: Wolfgang Finkelnburg (1. Mai 1937)
- Nr. 5.900.506: Ludwig von Hessen und bei Rhein (1. Mai 1937)
- Nr. 5.900.562: Hans Wolfgang Kohlschütter (1. Mai 1937)
- Nr. 5.900.973: Gerhard Buchda (1. Mai 1937)
- Nr. 5.901.060: Robert Pessenlehner (1. Mai 1937)
- Nr. 5.902.221: Julius Overhoff (1. Mai 1937)
- Nr. 5.902.599: Friedrich Hübener (1. Mai 1937)
- Nr. 5.902.640. Karl Hesse (1. Mai 1937)
- Nr. 5.903.023: Walter Kleinow (1. Mai 1937)
- Nr. 5.904.262: Alois Wunder
- Nr. 5.904.351: Hans-Jürgen Fuhrhop (1. Mai 1937)
- Nr. 5.904.609: Joachim Schöne
- Nr. 5.904.752: Werner Bunnenberg (1. Mai 1937)
- Nr. 5.904.875: Curt Hoffmann (1. Mai 1937)
- Nr. 5.905.091: Herbert Reiher (1. Mai 1937)
- Nr. 5.909.190: Franz Wilhelm Jerusalem (1. Mai 1937)
- Nr. 5.909.255: Nicolai Guleke (1. Mai 1937)
- Nr. 5.909.291: Ernst Rittweger (1. Mai 1937)
- Nr. 5.914.326: Georg von Eucken-Addenhausen (1. Mai 1937)
- Nr. 5.914.520: Hermann Diebäcker (1. Mai 1937)
- Nr. 5.915.817: Fritz Holthoff (1. Mai 1937)
- Nr. 5.915.964: Erwin Daube (1. Mai 1937)
- Nr. 5.916.295: Ernst Klingmüller (1. Mai 1937)
- Nr. 5.916.425: Gustav Glunz (1. Mai 1937)
- Nr. 5.916.653: Charlotte Dietrich (1. Mai 1937)
- Nr. 5.916.887: Carl Blumenreuter (1. Mai 1937)
- Nr. 5.917.108: Werner von Rheinbaben (1. Mai 1937)
- Nr. 5.917.306: Karl Blessing (1. Mai 1937)
- Nr. 5.917.387: Max Danz (1. Mai 1937)
- Nr. 5.917.560: Friedrich von Gottl-Ottlilienfeld (1. Mai 1937)
- Nr. 5.917.562: Werner Gruehn (1. Mai 1937)
- Nr. 5.917.569: Robert Heger (1. Mai 1937)
- Nr. 5.917.572: Friedrich Hueter (1. Mai 1937)
- Nr. 5.917.585: Walter Körte (1. Mai 1937)
- Nr. 5.917.590: Udo Krauthausen (1. Mai 1937)
- Nr. 5.917.594: Oskar Lossen (1. Mai 1937)
- Nr. 5.917.621: Paul Rostock (1. Mai 1937)
- Nr. 5.917.664: Johann Dietrich Lauenstein (1. Mai 1937)
- Nr. 5.917.967: Karl Schulz
- Nr. 5.918.393: Friedrich Flick (1. Mai 1937)
- Nr. 5.918.712: Walter Abraham (1. Mai 1937)
- Nr. 5.918.971: Heinz Arno Knorr (1. Mai 1937)
- Nr. 5.918.972: Franz Koch (1. Mai 1937)
- Nr. 5.918.976: Wilhelm Kohlhaas (1. Mai 1937)
- Nr. 5.919.314: Eberhard Kautter (1. Mai 1937)
- Nr. 5.919.357: Kurt Metzner (1. Mai 1937)
- Nr. 5.919.397: Karl Rasche (1. Mai 1937)
- Nr. 5.919.688: Wolfgang Boetticher (1. Mai 1937)
- Nr. 5.919.698: Ludwig Körner (1. Mai 1937)
- Nr. 5.919.786: Bernhard Grzimek (1. Mai 1937)
- Nr. 5.920.070: Wolfgang Spielhagen
- Nr. 5.920.162: Willy Lehmann (1. Mai 1937)
- Nr. 5.921.168: Rolf Bongs (1. Mai 1937)
- Nr. 5.921.185: Wilhelm Hanebal (1. Mai 1937)
- Nr. 5.924.439: Willy Odenthal (1. Mai 1937)
- Nr. 5.927.065: Christian Enders (1. Mai 1937)
- Nr. 5.927.971: Josef Ochs (1. Mai 1937)
- Nr. 5.928.203: Gerhart Bartsch (1. Mai 1937)
- Nr. 5.936.543: Hermann Becker (1. Mai 1937)
- Nr. 5.937.007: Alexander zu Erbach-Erbach und von Wartenberg-Roth (1. Mai 1937)
- Nr. 5.938.482: Erich Egner (1. Mai 1937)
- Nr. 5.938.484: Walter Georgii (1. Mai 1937)
- Nr. 5.940.238: Wilhelm Auler (1. Mai 1937)
- Nr. 5.940.297: Fritz Endres (1. Mai 1937)
- Nr. 5.940.451: Georg Morgenstern (1. Mai 1937)
- Nr. 5.942.688: Wilhelm Klemm (1. Mai 1938)
- Nr. 5.943.954: Hanns Maria Lux (1. Mai 1937)
- Nr. 5.944.965: Wilhelm Dersch (1. Mai 1937)
- Nr. 5.945.510: Otto Hoevermann (1. Mai 1937)
- Nr. 5.945.797: Gerhard Jussenhoven (1. Mai 1937)
- Nr. 5.947.374: Georg Götsch (1. Mai 1937)
- Nr. 5.948.447: Hermann Kraus (1. Mai 1937)
- Nr. 5.948.749: Richard Korherr (1. Mai 1937)
- Nr. 5.950.409: Hans Abich (1. Mai 1937)
- Nr. 5.950.934: Ernst Falkner (1. Mai 1937)
- Nr. 5.951.121: Wilhelm Grau (1. Mai 1937)
- Nr. 5.951.252: Hans Gerlach (1. Mai 1937)
- Nr. 5.951.986: Karl Hetz (1. Mai 1937)
- Nr. 5.955.232: Walter Antz (1. Mai 1937)
- Nr. 5.955.382: Alfred Hüttner (1. Mai 1937)
- Nr. 5.956.661: Ernst Recht (1. Mai 1937)
- Nr. 5.956.835: Walter Specht
- Nr. 5.956.997: Rudolf Kohlermann (1. Mai 1937)
- Nr. 5.957.451: Kurt Debes (1. Mai 1937)
- Nr. 5.957.525: Fritz Baumgarten (1. Mai 1937)
- Nr. 5.959.639: Margarete Hielscher (1. Mai 1937)
- Nr. 5.961.039: Kurt Schröder
- Nr. 5.966.205: Erich Kästner (1. Mai 1937)
- Nr. 5.966.727: Maximilian Böttcher (1. Mai 1937)
- Nr. 5.969.390: Otto Löble (1. Mai 1937)
- Nr. 5.969.939: Heinrich Rempel (1. Mai 1937)
- Nr. 5.971.210: August Beckhaus (1. Mai 1937)
- Nr. 5.972.067: Hans Bornemann (1. Mai 1937)
- Nr. 5.972.622: Helmut Kaiserling (1. Mai 1937)
- Nr. 5.973.514: Emil Löw (1. Mai 1937)
- Nr. 5.973.588: Friedrich Fröhlich (1. Mai 1937)
- Nr. 5.973.629: Eugen Haagen (1. Mai 1937)
- Nr. 5.973.641: Rudolf Busse (1. Mai 1937)
- Nr. 5.973.664: Hugo Balzer (1. Mai 1937)
- Nr. 5.975.501: Hermann von Rautenkranz (1. Mai 1937)
- Nr. 5.977.213: Rolf Holle (1. Mai 1937)
- Nr. 5.978.675: Werner Lendholt (1. Mai 1937)
- Nr. 5.979.271: Walther Rosenthal (1. Dezember 1937)
- Nr. 5.980.028: Wilhelm Goldhagen (1. Mai 1937)
- Nr. 5.981.786: Hans-Joachim Sommerfeld
- Nr. 5.981.943: Hilmar Moser (1. Juni 1937)
- Nr. 5.985.531: Hans-Peter Kosack (1. Dezember 1937)
- Nr. 5.985.633: Johannes Reinmöller (1. Dezember 1937)
- Nr. 5.994.662: Wolfgang Hoffmann (1. Dezember 1937)
- Nr. 5.995.300: Paul Rohloff (1. Dezember 1937)
- Nr. 6.000.294: Ferdinand Staeger
- Nr. 6.004.680: Richard Hohenner (1. Januar 1938)
- Nr. 6.009.249: Ludwig Böck (1. Januar 1938)
- Nr. 6.011.093: Ludwig Pollak (1. Januar 1938)
- Nr. 6.014.285: Kurt Voit (1937)
- Nr. 6.017.842: Erich Boltze (1. Juli 1938)
- Nr. 6.017.843: Eugen Ott (1. Juli 1938)
- Nr. 6.019.017: Heinrich Junker (1. Mai 1937)
- Nr. 6.019.687: Alfred Gille (1. Mai 1937)
- Nr. 6.020.451: Paul Preuss (1. Mai 1937)
- Nr. 6.021.122: Edgar Klitsch (1. Mai 1937)
- Nr. 6.022.355: Walter Glaß (1. Dezember 1937)
- Nr. 6.026.918: Johann Cilenšek (1. Dezember 1937)
- Nr. 6.034.796: Otto Büttner (1. Mai 1937)
- Nr. 6.034.799: Herbert von Daniels (1. Mai 1937)
- Nr. 6.034.803: Willi Flemming (1. Mai 1937)
- Nr. 6.036.918: Kurt Bauer (1. Mai 1937)
- Nr. 6.038.064: Fritz Graßhoff (1. Mai 1937)
- Nr. 6.041.745: Karl Höger (1. Mai 1937)
- Nr. 6.042.098: Herbert von Hintzenstern (1. Mai 1937)
- Nr. 6.042.771: Wilhelm Ebert (1. Mai 1937)
- Nr. 6.050.832: Peter Kaps (1. Dezember 1937)
- Nr. 6.061.526: Josef Rothammer (1. Mai 1937)
- Nr. 6.078.301: Wieland Wagner
- Nr. 6.078.382: Kurt Schmücker
- Nr. 6.078.491: Karl-Heinz Vogt
- Nr. 6.078.766: Philipp von Lützelburg (1. Juni 1938)
- Nr. 6.079.308: Anton Eitel (1. Mai 1937)
- Nr. 6.081.269: Hans Anhalt (1. Mai 1937)
- Nr. 6.082.289: Rudolf Lemke (1. Mai 1937)
- Nr. 6.086.456: Fritz ter Meer (1. Mai 1937)
- Nr. 6.086.459: Carl Lautenschläger (1. Mai 1937)
- Nr. 6.086.462: Friedrich Jähne (1. Mai 1937)
- Nr. 6.087.607: Eduard Hempel (1. Juli 1938)
- Nr. 6.088.138: Hermann Herrenberger (1. Mai 1937)
- Nr. 6.088.204: Hermann Gutmann (1. Mai 1937)
- Nr. 6.088.556: Karl Holzamer (1. Mai 1937)
- Nr. 6.088.559: Elly Ney (1. Mai 1937)
- Nr. 6.088.606: August Glesius (1. Mai 1937)
- Nr. 6.089.094: Walter Mosthaf (1. Mai 1937)
- Nr. 6.089.830: Hans Pribilla (1. Mai 1937)
- Nr. 6.094.185: Karl Kögel (1. Januar 1938)
- Nr. 6.096.030: Gustav Kilian (1. August 1938)
- Nr. 6.096.109: Wilhelm Pferdekamp (1. August 1938)
- Nr. 6.096.192: Karl Arndt (1. August 1938)
- Nr. 6.096.339: Gerhard Koch (1. Mai 1937)
- Nr. 6.097.292: Melita Maschmann (1. September 1938)
- Nr. 6.098.980: Willi Daume (1. Mai 1937)
- Nr. 6.099.284: Ludwig Mirre (1. Mai 1937)
- Nr. 6.099.289: Otto Ambros (1. Mai 1937)
- Nr. 6.102.560: Sigfried Uiberreither
- Nr. 6.103.486: Eduard Schalk
- Nr. 6.103.562: Richard Adolf Hoffmann (1. Mai 1938)
- Nr. 6.103.648: Sigbert Ramsauer (1. Mai 1938)
- Nr. 6.103.896: Adolf Erkinger (1. Mai 1938)
- Nr. 6.104.094: Walter Waizer
- Nr. 6.104.215: Heinrich Kühn (1. Mai 1938)
- Nr. 6.104.788: Heinrich Srbik (1. Mai 1938)
- Nr. 6.104.797: Helfried Pfeifer (1. Mai 1938)
- Nr. 6.105.089: Anton Böhm (1. Mai 1938)
- Nr. 6.105.613: Ludwig Groll (1. Mai 1938)
- Nr. 6.105.643: Adolf Krautsack (1. Mai 1938)
- Nr. 6.106.337: Hugo Bernatzik (1. Mai 1938)
- Nr. 6.106.526: Dietrich Kralik (1. Mai 1938)
- Nr. 6.106.587: Kajetan Mühlmann (1. Mai 1938)
- Nr. 6.109.127: Hubert Eissner (1. Mai 1938)
- Nr. 6.109.231: Hans Kloepfer (1. Mai 1938)
- Nr. 6.110.192: Ludwig Kofler (1. Mai 1938)
- Nr. 6.110.321: Karl Popofsich (1. Mai 1938)
- Nr. 6.112.390: Eduard Gager (1. Mai 1938)
- Nr. 6.113.818: Paul Anton Keller (1. Mai 1938)
- Nr. 6.114.058: Franz Hueber (1. Mai 1938)
- Nr. 6.114.404: Anton Piëch (1. Mai 1938)
- Nr. 6.114.492: Hertha Karasek-Strzygowski (1. Mai 1938)
- Nr. 6.116.098: Aribert Heim (1. Mai 1938)
- Nr. 6.117.568: Karl Schäfer
- Nr. 6.117.592: Hermann Menhardt (1. Mai 1938)
- Nr. 6.118.349: Leopold Waber
- Nr. 6.119.465: Herbert Dimmel (1. Mai 1938)
- Nr. 6.119.650: August Meyszner (1. Mai 1938)
- Nr. 6.120.932: Ladislaus Kmoch (1. Mai 1938)
- Nr. 6.123.241: Franz Roth (1. Mai 1938)
- Nr. 6.123.360: Kurt Wöss
- Nr. 6.123.637: Hermann Neubacher (1. Mai 1938)
- Nr. 6.124.230: Julius Urbanek
- Nr. 6.124.741: Taras Borodajkewycz (1. Mai 1938)
- Nr. 6.125.099: Adalbert Schmidt
- Nr. 6.125.243: Rudolf Egger (1. Mai 1938)
- Nr. 6.125.311: Max Hölzel (1. Mai 1938)
- Nr. 6.125.710: Wilhelm Morocutti (1. Mai 1938)
- Nr. 6.126.547: Josef von Manowarda (1. Mai 1938)
- Nr. 6.126.574: Walther Birkmayer (1. Mai 1938)
- Nr. 6.126.715: Hermann Kutschera (1. Mai 1938)
- Nr. 6.127.590: Rudolf Noll (1. Mai 1938)
- Nr. 6.127.698: Carl Stephenson
- Nr. 6.127.801: Viktor Christian (1. Mai 1938)
- Nr. 6.127.933: Josef Kripsch (1. Mai 1938)
- Nr. 6.127.966: Josef Lob (1. Mai 1938)
- Nr. 6.128.020: Walter Pongratz (1. Mai 1938)
- Nr. 6.128.172: Friedrich Wild
- Nr. 6.130.185: Max Leuthe (1. Mai 1938)
- Nr. 6.130.376: Ilse Ringler-Kellner (1. Mai 1938)
- Nr. 6.130.519: Rudolf Böttger (1. Mai 1938)
- Nr. 6.130.689: Erich Landgrebe (1. Mai 1938)
- Nr. 6.131.462: Josef Dobner (1. Mai 1938)
- Nr. 6.132.047: Ferdinand Eypeltauer (1. Mai 1938)
- Nr. 6.133.044: Kurt Eigl (1. Mai 1938)
- Nr. 6.133.154: Rudolf Hoschek-Mühlhaimb (1. Mai 1938)
- Nr. 6.133.201: Herbert Koziol (1. Mai 1938)
- Nr. 6.133.286: Gustav Ortner (1. Mai 1938)
- Nr. 6.133.428: Otto Wagner
- Nr. 6.133.529: Hans Fischböck (1. Mai 1938)
- Nr. 6.133.762: Walter Raschka (1. Mai 1938)
- Nr. 6.134.343: Hans Mittermayer (1. Mai 1938)
- Nr. 6.134.990: Carl Fahringer (1. Mai 1938)
- Nr. 6.135.066: Erwin Jekelius (1. Mai 1938)
- Nr. 6.135.070: Hans Jaksch (1. Mai 1938)
- Nr. 6.135.447: Max Kalcher (1. Mai 1938)
- Nr. 6.136.327: Josef Lengauer (1. Mai 1938)
- Nr. 6.136.513: Johanna Bayer (1. Mai 1938)
- Nr. 6.138.025: Johann Mikula (1. Mai 1938)
- Nr. 6.138.155: Gustav Heinisch (1. Mai 1938)
- Nr. 6.138.202: Alois Maier-Kaibitsch (1. Mai 1938)
- Nr. 6.142.003: Kurt Knoll (1. Mai 1938)
- Nr. 6.142.365: Jakob Baxa (1. Mai 1938)
- Nr. 6.143.333: Philipp Schneider
- Nr. 6.145.035: Michael Pirker (1. Mai 1938)
- Nr. 6.145.512: Alexander Popp (1. Mai 1938)
- Nr. 6.145.965: Ernst Burian (1. Mai 1938)
- Nr. 6.146.593: Franz Ruttner (1. Mai 1938)
- Nr. 6.146.905: Paul Kassecker (1. Mai 1938)
- Nr. 6.149.119: Josef Auinger (1. Mai 1938)
- Nr. 6.149.225: Franz Grasberger (1. Mai 1938)
- Nr. 6.149.272: Robert Horky (1. Mai 1938)
- Nr. 6.150.019: Adam Wandruszka
- Nr. 6.150.020: Mario Wandruszka
- Nr. 6.150.214: Leopold Breitenecker (1. Mai 1938)
- Nr. 6.150.270: Konrad Hornung (1. Mai 1938)
- Nr. 6.150.639: Hermann Trenkwald
- Nr. 6.151.296: Anton Perschl (1. Mai 1938)
- Nr. 6.151.435: Walther Weißmann (1. Mai 1938)
- Nr. 6.152.812: Anton Fahrner (1. Mai 1938)
- Nr. 6.154.356: Heinrich Kodré (1. Mai 1938)
- Nr. 6.158.537: Andreas Sommer
- Nr. 6.158.815: Karl Sobota
- Nr. 6.158.824: Anton Weissensteiner
- Nr. 6.160.283: Karl Paul Gebhardt (1. Mai 1938)
- Nr. 6.160.423: Erich Lackner (1. Mai 1938)
- Nr. 6.160.691: Ines Widmann
- Nr. 6.161.273: Friedrich von Franz (1. Mai 1938)
- Nr. 6.161.769: Otto Aichbichler (1. Mai 1938)
- Nr. 6.161.770: Anton Anderluh (1. Mai 1938)
- Nr. 6.161.865: Hermann Poschinger (1. Mai 1938)
- Nr. 6.163.042: Felix Imre (1. Mai 1938)
- Nr. 6.164.600: Ernst Diez (1. Mai 1938)
- Nr. 6.164.614: Hans Eppinger junior (1. Mai 1938)
- Nr. 6.165.041: Herbert Jansky (1. Mai 1938)
- Nr. 6.165.225: Hans Schurz
- Nr. 6.165.228: Konstantin Kammerhofer (1. Mai 1938)
- Nr. 6.165.711: Gerhard Kirsch (1. Mai 1938)
- Nr. 6.170.554: Konrad Lorenz (1. Mai 1938)
- Nr. 6.170.620: Johann Braun (1. Mai 1938)
- Nr. 6.170.622: Johann Doblhofer (1. Mai 1938)
- Nr. 6.170.837: Paul Kiss (1. Mai 1938)
- Nr. 6.171.713: Franz Murer (1. Mai 1938)
- Nr. 6.175.329: Franz Hörhann (1. Mai 1938)
- Nr. 6.177.564: Max Nedwed (1. Mai 1938)
- Nr. 6.177.571: Josef Prokop (1. Mai 1938)
- Nr. 6.177.696: Hermann Allmayer (1. Mai 1938)
- Nr. 6.178.399: Meinrad Natmeßnig (1. Mai 1938)
- Nr. 6.179.977: Max Thorwesten
- Nr. 6.181.200: Daniel Swarovski
- Nr. 6.181.471: Heinrich Andergassen (1. Mai 1938)
- Nr. 6.181.613: Edmund Christoph (1. Mai 1938)
- Nr. 6.181.882: Josef Vallaster
- Nr. 6.182.133: Karl Vonbank
- Nr. 6.182.277: Josef Vonbun
- Nr. 6.184.330: Erich Reheis (1. Mai 1938)
- Nr. 6.186.278: Leo Gotzmann (1. Mai 1938)
- Nr. 6.187.644: Friedrich Schreyvogl (1. Mai 1938)
- Nr. 6.187.894: Hubert Hofeneder (1. Mai 1938)
- Nr. 6.193.422: Ernst Schönbauer (1. Mai 1938)
- Nr. 6.194.271: Fred Hennings (1. Mai 1938)
- Nr. 6.195.194: Friedrich Wührer
- Nr. 6.195.640: Franz Jung-Ilsenheim (1. Mai 1938)
- Nr. 6.195.696: Karl Appel (1. Mai 1938)
- Nr. 6.196.255: Karl Rössing (1. Mai 1938)
- Nr. 6.196.288: Othenio Abel (1. Mai 1938)
- Nr. 6.196.487: Franz Steiner
- Nr. 6.196.594: Robert Valberg
- Nr. 6.196.708: Hans Haidenbauer (1. Mai 1938)
- Nr. 6.196.737: Alfred Auersperg (1. Mai 1938)
- Nr. 6.196.904: Josef Nadler (1. Mai 1938)
- Nr. 6.196.996: Bodo Kaltenboeck (1. Mai 1938)
- Nr. 6.197.070: Oswald Haberzettl (1. Mai 1938)
- Nr. 6.197.611: Josef Kalenberg (1. Mai 1938)
- Nr. 6.198.125: Hans Sedlmayr
- Nr. 6.198.663: Robert Scheuch
- Nr. 6.199.026: Franz Hellwagner (1. Mai 1938)
- Nr. 6.199.136: Eduard Honisch (1. Mai 1938)
- Nr. 6.199.187: Roland Rainer (1. Mai 1938)
- Nr. 6.199.262: Victor Band (1. Mai 1938)
- Nr. 6.199.371: Harald Lechenperg (1. Mai 1938)
- Nr. 6.199.462: Friedrich Asinger (1. Mai 1938)
- Nr. 6.199.557: Hubert Lanzinger (1. Mai 1938)
- Nr. 6.199.983: Fritz Hartmann (1. Mai 1938)
- Nr. 6.200.215: Gregor Hradetzky (1. Mai 1938)
- Nr. 6.200.805: Otto Bestereimer (1. Mai 1938)
- Nr. 6.201.547: Helmut Boese (1. Mai 1938)
- Nr. 6.201.678: Koloman Haslinger (1. Mai 1938)
- Nr. 6.202.456: Otto Wettstein-Westersheimb
- Nr. 6.202.689: Ernst Klebel (1. Mai 1938)
- Nr. 6.202.940: Victor Pietschmann (1. Mai 1938)
- Nr. 6.203.199: Ferdinand Kernmaier (1. Mai 1938)
- Nr. 6.203.781: Johann Rezac (1. Mai 1938)
- Nr. 6.207.762: Hans Piesch (1. Mai 1938)
- Nr. 6.209.372: Oswald Kabasta (1. Mai 1938)
- Nr. 6.212.950: Franz Josef Reinl (1. Mai 1938)
- Nr. 6.218.211: Wilhelm Mandl (1. Mai 1938)
- Nr. 6.220.362: Erich Kern (1. Mai 1938)
- Nr. 6.220.794: Karl Tuppa
- Nr. 6.221.925: Helmut Hofer (1. Mai 1938)
- Nr. 6.222.124: Karl Rahm (1. Mai 1938)
- Nr. 6.222.260: Karl Hartleb (1. Mai 1938)
- Nr. 6.223.137: Ingeborg Capra-Teuffenbach (1. Mai 1938)
- Nr. 6.224.305: Alois Dorn (1. Mai 1938)
- Nr. 6.225.715: Othmar Rieger (1. Mai 1938)
- Nr. 6.226.972: Ludwig Bittner (1. Mai 1938)
- Nr. 6.227.793: Friedrich Karrer
- Nr. 6.228.053: Isidor Alfred Amreich (1. Mai 1938)
- Nr. 6.228.130: Emil Berlanda (1. Mai 1938)
- Nr. 6.228.215: Robert Fischer (1. Mai 1938)
- Nr. 6.228.278: Adolf Günther (1. Mai 1938)
- Nr. 6.228.310: Richard Heuberger der Jüngere (1. Mai 1938)
- Nr. 6.229.602: Adalbert Wolf
- Nr. 6.229.661: Friedrich Feyrter (1. Mai 1938)
- Nr. 6.229.679: Josef Hieß (1. Mai 1938)
- Nr. 6.229.747: Gertrud Fussenegger (1. Mai 1938)
- Nr. 6.229.757: Erich Haberfelner (1. Mai 1938)
- Nr. 6.229.785: Sylvester Rosegger (1. Mai 1938)
- Nr. 6.233.413: Josef Prantl (1. Mai 1938)
- Nr. 6.234.513: Karl Anton Rohan (1. Mai 1938)
- Nr. 6.235.026: Thomas Klimann (1. Mai 1938)
- Nr. 6.235.257: Josef Fellner (1. Mai 1938)
- Nr. 6.235.774: Fritz Knoll (1. Mai 1938)
- Nr. 6.236.005: Josef Wolfgang Ziegler
- Nr. 6.236.073: Edwin Albrich (1. Mai 1938)
- Nr. 6.236.254: Heinrich Brandweiner (1. Mai 1938)
- Nr. 6.236.322: Siegfried Gutenbrunner (1. Mai 1938)
- Nr. 6.237.435: Hans Plöckinger (1. Mai 1938)
- Nr. 6.238.410: Emmy Haesele (1. Mai 1938)
- Nr. 6.239.572: Hans Krenek (1. Mai 1938)
- Nr. 6.240.350: Stephanie Hollenstein (1. Mai 1938)
- Nr. 6.240.814: Gerhard Lausegger (1. Mai 1938)
- Nr. 6.240.913: Grete Nissl (1. Mai 1938)
- Nr. 6.241.531: Hermann Foppa
- Nr. 6.242.154: Maria Schneider
- Nr. 6.242.415: Karl Ebner (1. Mai 1938)
- Nr. 6.242.838: Karl Babor (1. Mai 1938)
- Nr. 6.243.440: Benno Imendörffer (1. Mai 1938)
- Nr. 6.244.177: Gottfried Ertl (1. Mai 1938)
- Nr. 6.244.196: Sepp Hainzl (1. Mai 1938)
- Nr. 6.248.151: Karl Horak (1. Mai 1938)
- Nr. 6.250.313: Franz Langoth (1. Mai 1938)
- Nr. 6.250.316: Leopold Mitterbauer (1. Mai 1938)
- Nr. 6.251.624: Siegfried Tapfer
- Nr. 6.251.756: Rudolf Kopf (1. Mai 1938)
- Nr. 6.253.907: Hans Suchard
- Nr. 6.255.574: Ferdinand Andri (1. Mai 1938)
- Nr. 6.255.681: Edmund Glaise-Horstenau (1. Mai 1938)
- Nr. 6.256.697: Walter Dejaco (1. Mai 1938)
- Nr. 6.256.876: Ernst Nepo (1. Mai 1938)
- Nr. 6.256.999: Harold Steinacker
- Nr. 6.257.172: Hannes Mahrenberger (1. Mai 1938)
- Nr. 6.257.215: Franz Miltner (1. Mai 1938)
- Nr. 6.259.035: Adolf Trittinger
- Nr. 6.259.745: Alois Höllriegl (1. Mai 1938)
- Nr. 6.260.246: Erik Frey (1. Mai 1938)
- Nr. 6.261.958: Karl Bauer (1. Mai 1938)
- Nr. 6.262.415: Erwin Aichinger (1. Mai 1938)
- Nr. 6.262.569: Antonie Pachner (1. Mai 1938)
- Nr. 6.264.477: Richard Bayer (1. Mai 1938)
- Nr. 6.264.532: Rudolf Bayr (1. Mai 1938)
- Nr. 6.264.883: Hermann Vetters
- Nr. 6.265.915: Hans Nägele (1. Mai 1938)
- Nr. 6.265.931: Werner Schlegel (1. Mai 1938)
- Nr. 6.265.979: Ferdinand Ulmer
- Nr. 6.267.617: Fridolin Puhr (1. Mai 1938)
- Nr. 6.267.908: Albert Eichler (1. Mai 1938)
- Nr. 6.268.025: Karl Hafner (1. Mai 1938)
- Nr. 6.268.487: Leo Jutz (1. Mai 1938)
- Nr. 6.268.491: Georg Kantz (1. Mai 1938)
- Nr. 6.268.649: Hans Lohberger (1. Mai 1938)
- Nr. 6.269.837: Josef Moser (1. Mai 1938)
- Nr. 6.270.392: Arthur Seyß-Inquart
- Nr. 6.270.848: Josef Uridil
- Nr. 6.271.980: Fritz Silberbauer
- Nr. 6.272.108: Otto Tumlirz
- Nr. 6.272.795: Wilhelm Ergert (1. Mai 1938)
- Nr. 6.272.848: Ernst Grünfeld (1. Mai 1938)
- Nr. 6.274.091: Hans Battista (1. Mai 1938)
- Nr. 6.274.103: Ludwig von Bertalanffy (1. Mai 1938)
- Nr. 6.275.914: Alfred Kolbe (1. Mai 1938)
- Nr. 6.276.402: Eduard Roschmann (1. Mai 1938)
- Nr. 6.277.163: Karl von Spieß
- Nr. 6.277.441: Georg Rabuse
- Nr. 6.278.202: Hans Adametz (1. Mai 1938)
- Nr. 6.278.288: Hans Dolf (1. Mai 1938)
- Nr. 6.278.424: Anton Hamik (1. Mai 1938)
- Nr. 6.279.791: Hermann Fritz (1. Mai 1938)
- Nr. 6.280.806: Hans Schatzdorfer (1. Mai 1938)
- Nr. 6.281.351: Karl Marberger (1. Mai 1938)
- Nr. 6.281.942: Franz Angel (1. Mai 1938)
- Nr. 6.282.300: Ernst Mally (1. Mai 1938)
- Nr. 6.282.518: Franz Trenk
- Nr. 6.282.578: Alois Zinke
- Nr. 6.282.734: Hedwig Kenner (1. Mai 1938)
- Nr. 6.282.784: Robert Stigler
- Nr. 6.282.872: Robert Angerhofer (1. Mai 1938)
- Nr. 6.283.482: Hans Schmidhofer
- Nr. 6.285.295: Friederike Prodinger (1. Mai 1938)
- Nr. 6.285.564: Karl Horneck (1. Mai 1938)
- Nr. 6.285.565: Heinz Horninger (1. Mai 1938)
- Nr. 6.285.666: Friedrich Mayer-Beck (1. Mai 1938)
- Nr. 6.286.092: Felix Luckmann (1. Mai 1938)
- Nr. 6.287.037: Karl Moravek (1. Mai 1938)
- Nr. 6.288.429: Bruno Grimschitz (1. Mai 1938)
- Nr. 6.288.805: Arnold Pillat (1. Mai 1938)
- Nr. 6.288.962: Arnold Schober
- Nr. 6.288.979: Julius Franz Schütz
- Nr. 6.289.046: Mathilde Uhlirz
- Nr. 6.289.103: Josef Witiska
- Nr. 6.289.257: Karl Polheim (1. Mai 1938)
- Nr. 6.289.258: Rudolf Polland (1. Mai 1938)
- Nr. 6.289.829: Friedrich G. Kürbisch (1. Mai 1938)
- Nr. 6.290.074: Bruno Brehm (1. Mai 1938)
- Nr. 6.290.884: Ferdinand Pamberger (1. Mai 1938)
- Nr. 6.292.822: Franz Dengler (1. Mai 1938)
- Nr. 6.293.289: Julius Kampitsch (1. Mai 1938)
- Nr. 6.293.472: Fritz Wilke
- Nr. 6.294.086: Hermann Vetters
- Nr. 6.294.241: Ludwig Hesshaimer (1. Mai 1938)
- Nr. 6.294.443: Robert Eigenberger (1. Mai 1938)
- Nr. 6.295.037: Franz Sedlacek
- Nr. 6.295.130: Hermann Wolf (1. Mai 1938)
- Nr. 6.295.534: Franz Dusika (1. Mai 1938)
- Nr. 6.295.909: Attila Hörbiger (1. Mai 1938)
- Nr. 6.296.196: Raimund von Klebelsberg (1. Mai 1938)
- Nr. 6.296.406: Karl Emmerich Baumgärtel (1. Mai 1938)
- Nr. 6.296.822: Karl Franz Fürst (1. Mai 1938)
- Nr. 6.297.168: Karl Höfler (1. Mai 1938)
- Nr. 6.297.877: Wilhelm Landig (1. Mai 1938)
- Nr. 6.298.175: Franz Stanglica
- Nr. 6.298.319: Hilda Knobloch (1. Mai 1938)
- Nr. 6.299.201: Hertha Wambacher
- Nr. 6.299.593: Igo Pötsch (1. Mai 1938)
- Nr. 6.299.877: Franz Glaubacker (1. Mai 1938)
- Nr. 6.301.188: Alois Wührer
- Nr. 6.301.451: Hans Malzacher (1. Mai 1938)
- Nr. 6.301.505: Anton Pfalz (1. Mai 1938)
- Nr. 6.301.765: Konrad Stekl
- Nr. 6.302.395: Franz Gosch (1. Mai 1938)
- Nr. 6.302.413: Anton Hafferl (1. Mai 1938)
- Nr. 6.302.534: Anton Kern (1. Mai 1938)
- Nr. 6.302.662: Edda Egger (1. Mai 1938)
- Nr. 6.302.674: Paula Maly (1. Mai 1938)
- Nr. 6.302.726: Adelheid Netoliczka-Baldershofen (1. Mai 1938)
- Nr. 6.303.250: Ludwig Jedlicka (1. Mai 1938)
- Nr. 6.303.364: Hermann Heinz Ortner (1. Mai 1938)
- Nr. 6.303.894: Leopold Nitsch (1. Mai 1938)
- Nr. 6.304.993: Ämilian Kloiber (1. Mai 1938)
- Nr. 6.305.326: Hermann Graedener (1. Mai 1938)
- Nr. 6.306.295: Josef Kracker-Semler
- Nr. 6.306.523: Ernst Sorger
- Nr. 6.307.074: Adolf Frankl (1. Mai 1938)
- Nr. 6.307.081: Heinrich Harrer (1. Mai 1938)
- Nr. 6.308.978: Edwin Grienauer (1. Mai 1938)
- Nr. 6.309.016: Wilhelm Höttl (1. Mai 1938)
- Nr. 6.309.213: Ivo Saliger
- Nr. 6.309.510: Anton Lutz (1. Mai 1938)
- Nr. 6.311.542: Margarete Hanusch (1. Mai 1938)
- Nr. 6.314.981: Ernst Fehrer (1. Mai 1938)
- Nr. 6.315.078: Hans Pollack (1. Mai 1938)
- Nr. 6.315.724: Theodor Kerschner (1. Mai 1938)
- Nr. 6.317.014: Franz von Hoefft (1. Mai 1938)
- Nr. 6.317.037: Hubert Knaus (1. Mai 1938)
- Nr. 6.317.759: August Zöhrer
- Nr. 6.317.968: Adolf Dietscher (1. Mai 1938)
- Nr. 6.318.748: Richard Diller (1. Mai 1938)
- Nr. 6.318.769: Fritz Ertl (1. Mai 1938)
- Nr. 6.319.577: Hans Schmid (1. Mai 1938)
- Nr. 6.320.664: Franz Koller junior
- Nr. 6.323.071: Rudolf Hofer (1. Mai 1938)
- Nr. 6.324.745: Julius Kaspar (1. Mai 1938)
- Nr. 6.326.046: Hans Pirchegger (1. Mai 1938)
- Nr. 6.329.975: Herbert Bauer (1. Mai 1938)
- Nr. 6.330.373: Erich Rajakowitsch (1. Mai 1938)
- Nr. 6.330.487: Friedrich Wimmer
- Nr. 6.330.521: Ulrich Bettac (1. Mai 1938)
- Nr. 6.330.548: Adolf Hoch (1. Mai 1938)
- Nr. 6.330.594: Felix Rinner (1. Mai 1938)
- Nr. 6.330.617: Anton Werkgartner
- Nr. 6.330.804: Hans Georg Bilgeri (1. Mai 1938)
- Nr. 6.331.006: Wilhelm Falta (1. Mai 1938)
- Nr. 6.331.010: Elfriede Fliethmann (1. Mai 1938)
- Nr. 6.331.423: Eduard Beninger (1. Mai 1938)
- Nr. 6.331.479: Hans Friedrich Freyborn (1. Mai 1938)
- Nr. 6.334.124: Benno Brausewetter (1. Mai 1938)
- Nr. 6.334.404: Georg Pöch (1. Mai 1938)
- Nr. 6.334.567: Carl Auböck (1. Mai 1938)
- Nr. 6.334.817: Willfried Gredler (1. Mai 1938)
- Nr. 6.334.834: Egon Pflügl (1. Mai 1938)
- Nr. 6.335.279: Heinrich Gross (1. Mai 1938)
- Nr. 6.335.739: Herwigh Rieger (1. Mai 1938)
- Nr. 6.336.115: Rudolf Geyer (1. Mai 1938)
- Nr. 6.336.285: Johann Mock (1. Mai 1938)
- Nr. 6.336.490: Wilhelm Wolf
- Nr. 6.336.894: Philipp Alois von Schoeller (1. Mai 1938)
- Nr. 6.337.504: Paul Heigl (1. Mai 1938)
- Nr. 6.337.781: Franz Josef Scheidl
- Nr. 6.338.732: Eduard Hütter (1. Mai 1938)
- Nr. 6.339.332: Friedrich Welz
- Nr. 6.339.807: Artur Salcher
- Nr. 6.339.946: Franz Werner
- Nr. 6.340.279: Herbert Klein (1. Mai 1938)
- Nr. 6.341.873: Hermann Höfle (1. Mai 1938)
- Nr. 6.342.291: Franz Sauer
- Nr. 6.343.777: Franz Krieger (1. Mai 1938)
- Nr. 6.343.873: Otto Pflanzl (1. Mai 1938)
- Nr. 6.343.921: Karl Erich Rienzner (1. Mai 1938)
- Nr. 6.344.097: Karl Adrian (1. Mai 1938)
- Nr. 6.344.475: Max Silber
- Nr. 6.345.066: Franz Ledwinka
- Nr. 6.345.135: Luise George Bachmann (1. Mai 1938)
- Nr. 6.345.962: Walter Genewein (1. Mai 1938)
- Nr. 6.346.337: Alexander Wienerberger
- Nr. 6.346.707: Albert Reitter
- Nr. 6.346.727: Viktoria Savs
- Nr. 6.346.734: Erich Seefeldner
- Nr. 6.346.779: Franz Schrempf
- Nr. 6.346.820: Eduard Paul Tratz
- Nr. 6.346.929: Wunibald Deininger (1. Mai 1938)
- Nr. 6.346.998: Heinrich Ferdinand von Österreich-Toskana
- Nr. 6.347.556: Karl Heinrich Waggerl
- Nr. 6.349.268: Paul Dedic (1. Mai 1938)
- Nr. 6.349.471: Richard Kaan (1. Mai 1938)
- Nr. 6.350.423: Otto Maria Polley (1. Mai 1938)
- Nr. 6.350.825: Hubert Dewaty (1. Mai 1938)
- Nr. 6.351.343: Franz A. Doubek (1. Mai 1938)
- Nr. 6.351.487: Hans Riehl (1. Mai 1938)
- Nr. 6.351.504: Anton Rintelen (1. Mai 1938)
- Nr. 6.351.864: Günther Weyrich
- Nr. 6.353.576: Walter Kolneder (1. Mai 1938)
- Nr. 6.355.948: Josef Papesch (1. Mai 1938)
- Nr. 6.355.980: Rudolf Heinz Fischer (1. Mai 1938)
- Nr. 6.357.324: Hanns Sassmann
- Nr. 6.357.753: Franz Baumann (1. Mai 1938)
- Nr. 6.359.625: Alois Schintlholzer
- Nr. 6.359.656: Erich Fritz (1. Mai 1938)
- Nr. 6.360.009: Kaspar Ritter (1. Mai 1938)
- Nr. 6.360.225: Josef Eduard Ploner (1. Mai 1938)
- Nr. 6.360.728: Friedrich Ruttner (1. Mai 1938)
- Nr. 6.360.950: Hermann Rhomberg (1. Mai 1938)
- Nr. 6.361.211: Josef Gohm
- Nr. 6.361.849: Robert Schollum
- Nr. 6.361.999: Lorenz Böhler (1. Mai 1938)
- Nr. 6.362.232: Johann Pichler (1. Mai 1938)
- Nr. 6.363.605: Johann Haselgruber (1. Mai 1938)
- Nr. 6.366.800: Hermann Derschmidt (1. Mai 1938)
- Nr. 6.367.123: Juliane Windhager
- Nr. 6.368.153: Friedrich Morton (1. Mai 1938)
- Nr. 6.369.213: Franz Reichleitner (1. Mai 1938)
- Nr. 6.369.665: Karl Itzinger (1. Mai 1938)
- Nr. 6.370.447: Franz Stangl
- Nr. 6.372.051: Walter Ungar
- Nr. 6.372.061: Leopold Sturma
- Nr. 6.372.134: Hermann Raschhofer (1. Mai 1938)
- Nr. 6.373.419: Gustav Kreindl (1. Mai 1938)
- Nr. 6.374.617: Axel Brenner (1. Mai 1938)
- Nr. 6.374.665: Franz Resl (1. Mai 1938)
- Nr. 6.375.294: Mauriz Balzarek (1. Mai 1938)
- Nr. 6.376.605: Ferdinand Falkensammer (1. Mai 1938)
- Nr. 6.377.497: Rudolf Lampl (1. Mai 1938)
- Nr. 6.377.573: Anton Estermann (1. Mai 1938)
- Nr. 6.380.456: Josef Brüch (1. Mai 1938)
- Nr. 6.380.615: Hans Feßler (1. Mai 1938)
- Nr. 6.382.781: Walter Nowotny (1. Mai 1938)
- Nr. 6.383.025: Karl Folta (1. Mai 1938)
- Nr. 6.383.421: Ferdinand Wolsegger (1. Mai 1938)
- Nr. 6.383.744: Dora Boerner-Patzelt (1. Mai 1938)
- Nr. 6.384.715: Arnold Durig (1. Mai 1938)
- Nr. 6.385.448: Armin Schoklitsch
- Nr. 6.385.650: Wilhelm Beiglböck (1. Mai 1938)
- Nr. 6.385.889: Alfred Karasek (1. Mai 1938)
- Nr. 6.390.578: Georg Meindl (1. Mai 1938)
- Nr. 6.391.234: Gustav Binder (1. Mai 1938)
- Nr. 6.420.489: Rudolf Meckel (1. November 1938)
- Nr. 6.421.477: Oskar Schindler (1939)
- Nr. 6.422.255: Otto Liebl (1. November 1938)
- Nr. 6.423.614: Fritz Held (1. Dezember 1938)
- Nr. 6.427.994: Friedrich Korkisch (1. Dezember 1938)
- Nr. 6.428.003: Norbert Langer (1. Dezember 1938)
- Nr. 6.429.347: Paul Illing (1. Dezember 1938)
- Nr. 6.429.481: Emil Lehmann (1. Dezember 1938)
- Nr. 6.429.716: Erwin Guido Kolbenheyer (1. Dezember 1938)
- Nr. 6.430.407: Rudolf Kasper (1. November 1938)
- Nr. 6.432.891: Ernst Eckert (1. Dezember 1938)
- Nr. 6.433.522: Anton Hausmann (1. November 1938)
- Nr. 6.433.906: Rudolf Böhm (1. Dezember 1938)
- Nr. 6.433.947: Heinrich Mastalier (1. November 1938)
- Nr. 6.434.500: Guido Klieber (1. November 1938)
- Nr. 6.435.101: Ebrulf Zuber (1938)
- Nr. 6.437.391: August Koberg (1. Dezember 1938)
- Nr. 6.438.445: Ernst Eckert (1. Dezember 1938)
- Nr. 6.441.409: Franz Gepperth (1. November 1938)
- Nr. 6.441.442: Anton Sogl (1. November 1938)
- Nr. 6.444.652: Franz Hampl (1. Dezember 1938)
- Nr. 6.446.500: Heinrich Plaza (1. November 1938)
- Nr. 6.454.675: Hans Drachsler (1. November 1938)
- Nr. 6.457.457: Richard Gottlieb Wilhelm von Doderer (1. November 1938)
- Nr. 6.461.063: Willi Neubert (1. Dezember 1938)
- Nr. 6.467.551: Othmar Kallina (1. November 1938)
- Nr. 6.470.111: Ernst Frank (1. November 1938)
- Nr. 6.473.718: Adolf Jobst (1. November 1938)
- Nr. 6.478.037: Maria Treben
- Nr. 6.479.107: Dolf Brandmayer (1. November 1938)
- Nr. 6.482.045: Karl Utischill
- Nr. 6.482.515: Reinhold Feix (1. November 1938)
- Nr. 6.484.464: Walter Zawadil
- Nr. 6.487.752: Adolf Kellner (1. November 1938)
- Nr. 6.489.496: Konstantin Höß (1. November 1938)
- Nr. 6.491.942: Anton Elschnig (1. Dezember 1938)
- Nr. 6.492.294: Franz Weisser
- Nr. 6.512.888: Siegbert Schneider
- Nr. 6.518.757: Hermann Langer (1. November 1938)
- Nr. 6.527.414: Bruno Höhne (1. November 1938)
- Nr. 6.535.396: Ernst Leibl
- Nr. 6.539.208: Franz Jesser (1. November 1938)
- Nr. 6.547.348: Josef Blösche (1. November 1938)
- Nr. 6.550.182: Richard Rusy (1. November 1938)
- Nr. 6.550.277: Josef Hubatschek (1. November 1938)
- Nr. 6.551.665: Wilhelm Heinz (1. November 1938)
- Nr. 6.556.250: Erwin Machunze (1. Dezember 1938)
- Nr. 6.558.941: Emil Lode (1. November 1938)
- Nr. 6.558.992: Adolf Schrötter
- Nr. 6.565.758: Anton Pfrogner (1. November 1938)
- Nr. 6.568.081: Josef Leipold (1. November 1938)
- Nr. 6.568.833: Walther Jaroschek (1. November 1938)
- Nr. 6.569.331: Alfred Kottek (1. November 1938)
- Nr. 6.570.980: Felix Bornemann (1. November 1938)
- Nr. 6.571.773: Johann Platzer (1. November 1938)
- Nr. 6.574.195: Rudolf Beer (1. Dezember 1938)
- Nr. 6.584.272: Franz J. Beranek (1. November 1938)
- Nr. 6.587.459: Gerhard Eis (1. November 1938)
- Nr. 6.588.930: Julius Hönig (1. November 1938)
- Nr. 6.593.377: Alfred Rößler (1. Dezember 1938)
- Nr. 6.595.129: Ernst Kuntscher (1. Dezember 1938)
- Nr. 6.600.001: Konrad Henlein
- Nr. 6.600.002: Karl Hermann Frank (1. November 1938)
- Nr. 6.600.301: Hubert Rösler (1. November 1938)
- Nr. 6.600.830: Viktor Aschenbrenner (1. November 1938)
- Nr. 6.600.832: Friedrich Bürger (1. November 1938)
- Nr. 6.600.833: Ludwig Eichholz (1. November 1938)
- Nr. 6.600.834: Ludwig Frank (1. November 1938)
- Nr. 6.600.840: Fritz Köllner (1. November 1938)
- Nr. 6.600.841: Gottfried Krczal (1. November 1938)
- Nr. 6.600.842: Anton Kreißl (1. November 1938)
- Nr. 6.600.843: Franz Künzel (1. November 1938)
- Nr. 6.600.844: Richard Lammel (1. November 1938)
- Nr. 6.600.846: Otto Muntendorf (1. November 1938)
- Nr. 6.600.847: Ernst Peschka (1. November 1938)
- Nr. 6.600.850: Frank Seiboth (1. November 1938)
- Nr. 6.600.853: Rudolf Wenzel
- Nr. 6.600.854: Friedrich Zippelius (1938)
- Nr. 6.601.524: Josef Erber (1. November 1938)
- Nr. 6.602.394: Rolf Thiele
- Nr. 6.603.037: Gustav Münzberger (1. November 1938)
- Nr. 6.606.550: Josef Barwig (1. November 1938)
- Nr. 6.607.646: Josef Hofmann (1. November 1938)
- Nr. 6.607.924: Herbert David (1. November 1938)
- Nr. 6.608.246: Walter Preißler (1. November 1938)
- Nr. 6.609.935: Adolf Metzner (1. November 1938)
- Nr. 6.611.874: Lothar Kunz (1. November 1938)
- Nr. 6.614.491: Eduard Kirwald (1. November 1938)
- Nr. 6.620.450: Gustl Berauer (1. November 1938)
- Nr. 6.621.162: Alois Gaberle (1. November 1938)
- Nr. 6.625.281: Arthur Löffler (1. November 1938)
- Nr. 6.626.797: Alfred Hausner
- Nr. 6.627.855: Franz Nitsch (1. November 1938)
- Nr. 6.635.204: Anton Jatsch (1. November 1938)
- Nr. 6.637.818: Wilfried Keller (1. November 1938)
- Nr. 6.639.942: Georg Böhm (1. November 1938)
- Nr. 6.640.621: Reinhard Pozorny (1. November 1938)
- Nr. 6.641.090: Erwin Kothny (1. November 1938)
- Nr. 6.641.108: Rudolf Dietl (1. November 1938)
- Nr. 6.643.435: Heinrich Feiler (1. November 1938)
- Nr. 6.644.578: Willi Brandner (1. November 1938)
- Nr. 6.647.699: Wilhelm Dreßler (1. November 1938)
- Nr. 6.649.635: Franz Eiselt (1. November 1938)
- Nr. 6.651.709: Oskar Matzner (1. November 1938)
- Nr. 6.652.055: Adolf Grohmann (1. Dezember 1938)
- Nr. 6.657.310: Ernst Bartl (1. November 1938)
- Nr. 6.663.031: Friedrich Arnold (1. November 1938)
- Nr. 6.667.581: Anton Baumgartl (1. November 1938)
- Nr. 6.667.675: Josef Hanika (1. November 1938)
- Nr. 6.667.681: Fritz Hassold (1. November 1938)
- Nr. 6.668.397: Johannes Lorenz (1. November 1938)
- Nr. 6.669.400: Otto Blaschke (1. November 1938)
- Nr. 6.672.590: Fritz Böhm (1. November 1938)
- Nr. 6.674.858: Otto Just (1. November 1938)
- Nr. 6.682.310: Franz Czermak (1. November 1938)
- Nr. 6.682.311: Emil Enhuber (1. November 1938)
- Nr. 6.682.318: Anton Lutz (1. November 1938)
- Nr. 6.683.418: Friedrich Hübner (1. November 1938)
- Nr. 6.684.899: Anton Löhnert (1. November 1938)
- Nr. 6.684.905: Rudolf Metter (1. November 1938)
- Nr. 6.685.942: Igo Etrich (1. November 1938)
- Nr. 6.688.012: Rudolf Gertler (1. November 1938)
- Nr. 6.690.450: Hubert Birke (1. November 1938)
- Nr. 6.692.565: Emil Janka (1. November 1938)
- Nr. 6.696.981: Karl Feitenhansl (1. November 1938)
- Nr. 6.697.260: Eduard Rohn (1. November 1938)
- Nr. 6.697.309: Rudolf Schicketanz
- Nr. 6.698.307: Eduard Klug (1. Dezember 1938)
- Nr. 6.699.021: Walter Klier (1. Dezember 1938)
- Nr. 6.700.890: Emanuel Ehrfurt (1. Dezember 1938)
- Nr. 6.703.291: Robert Maresch (1. Dezember 1938)
- Nr. 6.709.973: Alfred Bohmann (1. November 1938)
- Nr. 6.710.015: Gerhard Gerlich
- Nr. 6.711.017: Walter Kutschera (1. November 1938)
- Nr. 6.713.607: Franz Nemetz (1. November 1938)
- Nr. 6.714.730: Franz Kraus (1. November 1938)
- Nr. 6.719.132: Anton Meindl (1. November 1938)
- Nr. 6.722.273: Hans Schütz
- Nr. 6.725.824: Josef Kraus (1. November 1938)
- Nr. 6.727.790: Karl Mocker (1. November 1938)
- Nr. 6.734.887: Georg Stangl (1. November 1938)
- Nr. 6.739.957: Leopold Reinelt (1. November 1938)
- Nr. 6.746.611: Ludwig Enders (1. Juni 1940)
- Nr. 6.749.002: Gustav Schmidt
- Nr. 6.749.049: Konrad Bittner (1. November 1938)
- Nr. 6.749.377: Otto Heidl (1. November 1938)
- Nr. 6.749.388: Wilhelm Jobst (1. November 1938)
- Nr. 6.749.819: Gustav Adolf Geipel (1. November 1938)
- Nr. 6.751.175: Franz Gaksch (1. November 1938)
- Nr. 6.752.328: Karl Bock (1. November 1938)
- Nr. 6.752.359: Josef Dotzauer (1. November 1938)
- Nr. 6.753.514: Johann Czapka (1. November 1938)
- Nr. 6.754.566: Hubert Preibsch (1. November 1938)
- Nr. 6.757.062: Adalbert Hartmann (1. November 1938)
- Nr. 6.759.067: Hanns Blaschek (1. November 1938)
- Nr. 6.759.199: Ernest Klee (1. November 1938)
- Nr. 6.759.452: Eduard Fiedler (1. November 1938)
- Nr. 6.762.145: Franz May (1. November 1938)
- Nr. 6.763.104: Anton Heger (1. November 1938)
- Nr. 6.766.918: Franz Höller (1. November 1938)
- Nr. 6.773.202: Benno Fischer (1. November 1938)
- Nr. 6.773.285: Robert Lindenbaum (1. November 1938)
- Nr. 6.779.294: Karl Gruber
- Nr. 6.794.417: Wolfgang Richter (1. November 1938)
- Nr. 6.794.584: Kurt Oberdorffer (1. November 1938)
- Nr. 6.795.483: Rudolf Thume
- Nr. 6.797.155: Ernst Swoboda
- Nr. 6.800.699: Ernst Roth (1. November 1938)
- Nr. 6.801.208: Gerhard Ruhenstroth-Bauer (1. November 1938)
- Nr. 6.808.817: Alfred Rosche (1. November 1938)
- Nr. 6.810.311: Richard Knorre (1. November 1938)
- Nr. 6.811.319: Georg Bauer (1. November 1938)
- Nr. 6.814.151: Julius Stumpf
- Nr. 6.814.192: Josef Walter (1. November 1938)
- Nr. 6.820.488: Wilhelm Weinelt (1. Dezember 1938)
- Nr. 6.825.517: Werner Kudlich (1. Dezember 1938)
- Nr. 6.825.881: Karl Friedrich (1. Dezember 1938)
- Nr. 6.839.001: Alois Stenzl
- Nr. 6.846.109: Georg Scharnagl
- Nr. 6.849.949: Rudolf Hönigschmid (1. Dezember 1938)
- Nr. 6.849.977: Emil Bobek (1. Dezember 1938)
- Nr. 6.850.769: Heinrich Baudisch (1. Dezember 1938)
- Nr. 6.855.320: Ernst Großmann (1. November 1938)
- Nr. 6.860.347: Josef Kaiser (1. November 1938)
- Nr. 6.863.159: Wilhelm Schmidt (1. November 1938)
- Nr. 6.865.974: Gotthard Franke (1. November 1938)
- Nr. 6.867.222: Kurt Brass (1. November 1938)
- Nr. 6.867.238: Hans Chmel (1. November 1938)
- Nr. 6.869.056: Richard Manner (1. November 1938)
- Nr. 6.870.685: Rudolf Raschka (1. November 1938)
- Nr. 6.874.469: Richard Noltsch (1. November 1938)
- Nr. 6.878.247: Kurt Baresch (1. November 1938)
- Nr. 6.884.420: Edwin Feyerfeil (1. November 1938)
- Nr. 6.885.511: Alfred Zmeck (1. November 1939)
- Nr. 6.886.550: Gustav Adolf Oberlik (1. November 1938)
- Nr. 6.896.464: Edmund Böhm (1. November 1938)
- Nr. 6.899.804: Robert Herzog (1. November 1938)
- Nr. 6.899.866: Gustav Jonak (1. November 1938)
- Nr. 6.899.932: Herbert Cysarz (1. November 1938)
- Nr. 6.907.566: Johann Klein (1. Juni 1936)
- Nr. 6.909.753: Oscar Orth (1. Juni 1936)
- Nr. 6.910.610: Hugo Dreyer (1. November 1935)
- Nr. 6.913.744: Ludwig Rehn (1. Juni 1936)
- Nr. 6.914.359: Leo Gottesleben (1. November 1935)
- Nr. 6.914.880: Wilhelm Laubenthal (1. November 1935)
- Nr. 6.921.632: Karl Steinhauer
- Nr. 6.921.749: Erwin Albrecht (1. Juni 1936)
- Nr. 6.922.115. Walther Kruspe (1. November 1935)
- Nr. 6.925.196: Robert Carl (1. November 1935)
- Nr. 6.925.559: Karl Imig (1. November 1935)
- Nr. 6.925.972: Max Obé (1. November 1935)
- Nr. 6.926.174: Ernst Schäfer
- Nr. 6.926.791: Richard Becker (1. Juni 1936)
- Nr. 6.926.826: Karl Bischoff (1. Juni 1936)
- Nr. 6.926.928: Leo Drüner (1. Juni 1936)
- Nr. 6.928.505: Karl-Heinz Buchholz (1. November 1935)
- Nr. 6.928.845: Franz Levacher (1. November 1935)
- Nr. 6.929.439: Klaus Loth[38]
- Nr. 6.934.529: Hermann Röchling (1. November 1935)
- Nr. 6.934.585: Richard Tamblé
- Nr. 6.937.656: Hans Gerd Techow
- Nr. 6.940.478: Walter Bloem (1. November 1938)
- Nr. 6.941.346: Gustav Fochler-Hauke (1. Dezember 1938)
- Nr. 6.942.878: Helmut Koch (1. September 1938)
- Nr. 6.942.977: Heinz Daniels (1. September 1938)
- Nr. 6.944.442: Leonhard Heiden (1. September 1938)
- Nr. 6.945.445: Herbert Krug (1. September 1938)
- Nr. 6.947.340: Klaus Schmetjen
- Nr. 6.948.707: Wolfgang Kühle (1. September 1938)
- Nr. 6.950.499: Jockel Fuchs (1. September 1938)
- Nr. 6.952.950: Otto Nique (1. September 1938)
- Nr. 6.957.141: Hans Bunge (1. September 1938)
- Nr. 6.957.433: Johannes Irmscher (1. September 1938)
- Nr. 6.962.242: Ilse Dietze (1. September 1938)
- Nr. 6.963.496: Herbert W. Köhler (1. September 1938)
- Nr. 6.963.848: Charlotte Bergmann (1. September 1938)
- Nr. 6.967.967: Hans Janßen (1. September 1938)
- Nr. 6.968.551: Ingeborg Förster (1. September 1938)
- Nr. 6.969.780: Will Rasner (1. September 1938)
- Nr. 6.970.129: Margret Dietrich (1. September 1938)
- Nr. 6.970.255: Friedrich Halstenberg (1. September 1938)
- Nr. 6.972.505: Liselotte Funcke (1. September 1938)
- Nr. 6.976.365: Günter Leifheit (1. September 1938)
- Nr. 6.983.212: Walther Reinhardt (1. September 1938)
- Nr. 6.985.823: Max Kaser (1. Mai 1937)
- Nr. 6.986.825: Erich Konrad (1. Mai 1937)
- Nr. 6.989.627: Alfried Krupp von Bohlen und Halbach (1. Dezember 1938)
- Nr. 6.989.879: Clemens Heselhaus (1. Mai 1937)
- Nr. 6.990.227: Cuno Hoffmeister (1. Mai 1937)
- Nr. 6.992.538: Gerhard Fickel (1. September 1938)
- Nr. 6.994.009: Alexander Pracher (1. Dezember 1937)
- Nr. 6.995.035: Fritz Lindemann (1. August 1938)
- Nr. 6.997.147: Herbert Blankenhorn (1. Dezember 1938)
- Nr. 6.997.154: Otto Eberl (1. Dezember 1938)
- Nr. 6.997.155: Horst Böhling (1. Dezember 1938)
- Nr. 6.997.186: Hermann Pörzgen (1. Dezember 1938)
- Nr. 7.004.969: Else Voos-Heißmann (1. September 1938)
- Nr. 7.005.659: Otto Kahler (1. September 1938)
- Nr. 7.006.382: Werner Imig (1. September 1938)
- Nr. 7.007.845: Kurt Blauhorn (1. November 1938)
- Nr. 7.011.453: Otto Abetz (1. Mai 1937)
- Nr. 7.012.382: Ruth Kraft (1. September 1938)
- Nr. 7.013.743: Reinhold Koenenkamp (1. Januar 1939)
- Nr. 7.014.929: Karlfranz Schmidt-Wittmack (1938)
- Nr. 7.015.510: Albert Einsiedler (1. November 1938)
- Nr. 7.017.026: Heinz Jungnickel (1. November 1938)
- Nr. 7.018.940: Curt-Heinz Merkel (1. September 1938)
- Nr. 7.021.466: Ernst Barkmann (1. September 1938)
- Nr. 7.023.239: Benno Herrmannsdörfer (1. November 1938)
- Nr. 7.023.387: Günter Hellwing (1. November 1938)
- Nr. 7.024.444: Wolfgang Galinsky (1. März 1939)
- Nr. 7.025.232: Franz Ferring (1. April 1939)
- Nr. 7.025.233: Hans Ulrich Granow (1. April 1939)
- Nr. 7.030.705: Helmut Leißner (1. Mai 1939)
- Nr. 7.034.347: Otto Klenert (1. November 1938)
- Nr. 7.035.171: August-Wilhelm Trabandt
- Nr. 7.037.477: Karl Heinz Schneider
- Nr. 7.038.876: Matthias Brinkmann (1. Mai 1937)
- Nr. 7.039.699: Wilhelm Keitel (1. März 1939)
- Nr. 7.040.625: Kalanag (1. Mai 1939)
- Nr. 7.041.828: Hans von der Groeben (1. Mai 1937)
- Nr. 7.050.484: Rudolf Naumann (1. Mai 1939)
- Nr. 7.050.868: Wilhelm Eilers (1. Mai 1939)
- Nr. 7.051.617: Paul Baer (1. Mai 1937)
- Nr. 7.052.296: Hans Marchand (1. April 1939)
- Nr. 7.052.451: Wastl Fanderl (1. April 1939)
- Nr. 7.053.848: Ernst Keller (1. Mai 1937)
- Nr. 7.054.111: Kajus Köster (1. Juni 1939)
- Nr. 7.054.874: Theodor Kordt (1. August 1939)
- Nr. 7.054.886: Cécil von Renthe-Fink (1. August 1939)
- Nr. 7.055.167: Raban Adelmann (1. August 1939)
- Nr. 7.055.168: Helmut Allardt (1. August 1939)
- Nr. 7.055.175: Gerhard Moltmann (1. August 1939)
- Nr. 7.056.492: Ludwig Anschütz (1. April 1939)
- Nr. 7.058.561: Viktor Heißler (1. April 1939)
- Nr. 7.059.628: Anton Altrichter (1. April 1939)
- Nr. 7.063.270: Erich Pillwein (1. April 1939)
- Nr. 7.063.861: Lothar Koschmieder (1. April 1939)
- Nr. 7.064.244: Karl Pawelka (1. April 1939)
- Nr. 7.065.899: Hans Lokscha (1. April 1939)
- Nr. 7.066.175: Wilhelm Schmid
- Nr. 7.068.818: Carl Stanislaus Krumpholz (1. April 1939)
- Nr. 7.070.703: Richard Birthler (1. April 1939)
- Nr. 7.073.604: Hans Puls (1. April 1939)
- Nr. 7.077.117: Bonifaz Flaschenträger (1. September 1939)
- Nr. 7.077.241: Oswald von Hoyningen-Huene (1. September 1939)
- Nr. 7.077.242: Wilhelm Melchers (1. September 1939)
- Nr. 7.077.434: Konrad Bernhauer (1. April 1939)
- Nr. 7.077.495: Josef Fuhrich (1. April 1939)
- Nr. 7.077.547: Josef Herzog (1. April 1939)
- Nr. 7.077.679: Hans Neuwirth (1. April 1939)
- Nr. 7.077.777: Ernst Kundt (1. April 1939)
- Nr. 7.077.889: Heinz Zatschek
- Nr. 7.078.443: Anton Blaschka (1. April 1939)
- Nr. 7.079.023: Hans Ringhoffer (1. April 1939)
- Nr. 7.079.999: Karl Busch (1. September 1939)
- Nr. 7.080.731: Kurt Matt (1. September 1939)
- Nr. 7.082.452: Kurt Spitzmüller
- Nr. 7.083.586: Theo M. Loch (1. September 1939)
- Nr. 7.084.832: Otto Wittmann
- Nr. 7.089.825: Alfred Schliestedt
- Nr. 7.093.158: Erich Karschies (1. April 1939)
- Nr. 7.093.907: Herbert Böttcher (1. April 1939)
- Nr. 7.098.159: Willy Hüttl (1. April 1939)
- Nr. 7.098.455: Wilhelm Weizsäcker
- Nr. 7.098.630: Josef Pfitzner (1. April 1939)
- Nr. 7.098.782: August Geßner (1. April 1939)
- Nr. 7.098.793: Richard Guldan (1939)
- Nr. 7.100.410: Ernst Eigenberger (1. April 1939)
- Nr. 7.100.549: Herbert Hiebsch (1. April 1939)
- Nr. 7.100.564: August von Hoop (1. April 1939)
- Nr. 7.101.043: Kurt Honolka (1. April 1939)
- Nr. 7.104.358: Hermann Stahlberg
- Nr. 7.104.600: Ernst Neumann (1. April 1939)
- Nr. 7.108.062: Horst Heinrich (1. September 1939)
- Nr. 7.110.766: Richard Bünemann (1. September 1939)
- Nr. 7.111.565: Gerhard Sommer
- Nr. 7.111.963: Hasso von Bismarck (1. September 1939)
- Nr. 7.112.740: Helmut Reinhardt (1. September 1939)
- Nr. 7.113.074: Nicolaus Dreyer (1. September 1939)
- Nr. 7.113.256: Walter Bading (1. September 1939)
- Nr. 7.117.163: Oskar Gröning (1. September 1939)
- Nr. 7.117.445: Rolf Zick
- Nr. 7.118.443: Helmut Caspar (1. September 1939)
- Nr. 7.127.054: Josef Schmitt
- Nr. 7.127.166: Karl Hans Albrecht (1. September 1939)
- Nr. 7.127.773: Willi Fischer (1. September 1939)
- Nr. 7.128.077: Rudolf Schmücker
- Nr. 7.131.505: Wilhelm Prasuhn (1. September 1939)
- Nr. 7.131.701: Karl-Heinz Spilker
- Nr. 7.132.615: Friedrich Pfaffenbach (1. September 1939)
- Nr. 7.133.122: Gerhard Schröder
- Nr. 7.134.330: Walter Glaser
- Nr. 7.134.632: Karl Karas (1. April 1939)
- Nr. 7.137.239: Willi Milkereit (1. April 1939)
- Nr. 7.142.652: Helmut König (1. September 1939)
- Nr. 7.142.801: Fritz Müller (1. September 1939)
- Nr. 7.143.950: Volrad Deneke (1. September 1939)
- Nr. 7.149.971: Hugo Cordshagen (1. September 1939)
- Nr. 7.155.235: Hans-Joachim Laabs (1. September 1939)
- Nr. 7.155.873: Adolf von Thadden (1. September 1939)
- Nr. 7.157.295: Sieghard Rost (1. September 1939)
- Nr. 7.159.442: Rudolf Recktenwald (1. September 1939)
- Nr. 7.159.949: Otto Hoos (1. September 1939)
- Nr. 7.160.433: Walter Therre[38]
- Nr. 7.162.388: August Baldschus (1. April 1939)
- Nr. 7.165.012: Gustav Becking (1. April 1939)
- Nr. 7.165.101: Karl Jahn (1. April 1939)
- Nr. 7.165.190: Anneliese Niethammer (1. April 1939)
- Nr. 7.165.191: Friedrich Niethammer (1. April 1939)
- Nr. 7.165.233: Franz Rotter (1. April 1939)
- Nr. 7.165.261: Rudolf Schreiber
- Nr. 7.169.141: Rudolf Eichhorn (1. September 1939)
- Nr. 7.171.562: Wolfgang Heyl (1. September 1939)
- Nr. 7.173.829: Horst Heidrich (1. September 1939)
- Nr. 7.175.838: Herbert Eichhorn (1. September 1939)
- Nr. 7.175.945: Werner Martin (1. September 1939)
- Nr. 7.177.521: Karlheinz Böhm (1. September 1939)
- Nr. 7.180.543: Hans Carstens (1. September 1939)
- Nr. 7.184.989: Georg-Wilhelm Rodewald (1. September 1939)
- Nr. 7.187.009: Karl Degenkolb (1. September 1939)
- Nr. 7.187.557: Karl Häupl (1. April 1939)
- Nr. 7.187.610: Wilhelm Nonnenbruch (1. April 1939)
- Nr. 7.188.071: Alois Rieber (1. April 1939)
- Nr. 7.188.091: Hans Truttwin (1. April 1939)
- Nr. 7.189.811: Otto Dockhorn (1. September 1939)
- Nr. 7.190.750: Ernst Cordes (1. September 1939)
- Nr. 7.192.228: Artur Kraut (1. September 1939)
- Nr. 7.193.644: Rudolf Opitz (1. September 1939)
- Nr. 7.194.323: Hans Wilhelm König (1. September 1939)
- Nr. 7.194.710: Hans-Adolf de Terra
- Nr. 7.197.280: Ulrich Berger (1. September 1939)
- Nr. 7.203.830: Erich Barthold (1. September 1939)
- Nr. 7.207.074: Günter Jaschke (1. September 1939)
- Nr. 7.210.927: Anton Lissner
- Nr. 7.213.588: Hubertus von Sachsen-Coburg und Gotha
- Nr. 7.218.146: Sigismund von Braun (1. Oktober 1939)
- Nr. 7.219.250: Josef Dohr (1. Oktober 1939)
- Nr. 7.223.281: Hans Herbert Hohlfeld (1. Oktober 1939)
- Nr. 7.229.753: Hugo Herrmann (1. November 1939)
- Nr. 7.231.789: Emil Karl Frey (1. Juli 1939)
- Nr. 7.232.700: Diego von Bergen (1. November 1939)
- Nr. 7.233.009: Werner Kallmorgen (1. Oktober 1939)
- Nr. 7.233.470: Carl Prennel (1. November 1939)
- Nr. 7.234.294: Adolf Clemens (1. November 1939)
- Nr. 7.235.673: Karl Grotmann (1. November 1939)
- Nr. 7.237.835: Friedrich Langewiesche (1. November 1939)
- Nr. 7.243.289: Gerhard Graubner (1. November 1939)
- Nr. 7.252.200: Franz Hetzenauer (1. November 1939)
- Nr. 7.252.714: Erna Lesky (1. November 1939)
- Nr. 7.252.762: Albin Lesky (1. November 1939)
- Nr. 7.253.124: Max von Esterle (1. November 1939)
- Nr. 7.253.475: Franziska Mayer-Hillebrand (1. November 1939)
- Nr. 7.254.459: Ferdinand Obenfeldner (1. November 1939)
- Nr. 7.256.872: Willi Winkler (1. November 1939)
- Nr. 7.257.406: Otto Berninger (1. November 1939)
- Nr. 7.258.840: Fritz Sauter
- Nr. 7.262.527: Georg Schneider
- Nr. 7.263.206: Walter Arnold (1. November 1939)
- Nr. 7.265.102: Wolfram Brockmeier (1. November 1939)
- Nr. 7.265.520: Edmund Sinn
- Nr. 7.266.993: Fritz Leonhardt (1. November 1939)
- Nr. 7.267.290: Karl Dammer (1. November 1939)
- Nr. 7.267.717: Joachim Ernst von Anhalt (1. November 1939)
- Nr. 7.269.179: Ernst Wrede
- Nr. 7.269.660: Karl Lang (1. November 1939)
- Nr. 7.272.958: Hugo Bork (1. November 1939)
- Nr. 7.277.534: Heinz Otto Burger (1. Dezember 1939)
- Nr. 7.280.318: Theodor Schieffer
- Nr. 7.286.833: Erich Dittrich (1. Dezember 1939)
- Nr. 7.287.022: Wilhelm Menges (1. Dezember 1939)
- Nr. 7.291.699: Herbert Grabert (1. Dezember 1939)
- Nr. 7.292.580: Burghard Breitner (1. Dezember 1939)
- Nr. 7.292.599: Anna Exl (1. Dezember 1939)
- Nr. 7.297.090: Gerhard Pfeiffer (1. Dezember 1939)
- Nr. 7.298.593: Ernst Reindel (1. Dezember 1939)
- Nr. 7.299.519: Fritz Eisenhuth (1. Dezember 1939)
- Nr. 7.302.237: Eugen Fröhlich
- Nr. 7.303.651: Moritz Klönne (1. März 1940)
- Nr. 7.304.125: Edgar Schnell (1. Dezember 1939)
- Nr. 7.306.090: Lothar Budzinski-Kreth (1. Dezember 1939)
- Nr. 7.306.104: Baptist Reinmann (1. Dezember 1939)
- Nr. 7.311.591: Annemarie von Gabain (1. Dezember 1939)
- Nr. 7.311.714: Helmuth Harries (1. Dezember 1939)
- Nr. 7.311.783: Günter Hofé (1. Dezember 1939)
- Nr. 7.311.815: Guido-Horst Huhn (1. Dezember 1939)
- Nr. 7.311.881: Manfred Kiese (1. Dezember 1939)
- Nr. 7.316.132: Martin Rudolph (1. Dezember 1939)
- Nr. 7.318.016: Josef Rasselnberg (1. Dezember 1939)
- Nr. 7.320.760: Otto Huth (1. Dezember 1939)
- Nr. 7.321.582: Fritz Becker (1. Dezember 1939)
- Nr. 7.321.743: Hans Hupfeld (1. Dezember 1939)
- Nr. 7.325.892: Philipp Held (1. Dezember 1939)
- Nr. 7.326.279: Richard Ringelmann (1. Dezember 1939)
- Nr. 7.326.836: Helmut Schubert (1. Dezember 1939)
- Nr. 7.327.145: Helene Francke-Grosmann (1. Dezember 1939)
- Nr. 7.330.917: Paul Kurzbach (1. Dezember 1939)
- Nr. 7.339.860: Hermann Haake (1. Dezember 1939)
- Nr. 7.342.013: Josef Greindl (1. Dezember 1939)
- Nr. 7.342.610: Max Kommerell (1. Dezember 1939)
- Nr. 7.344.129: Alfred Lück (1. Dezember 1939)
- Nr. 7.352.197: Karl Adam (1. Januar 1940)
- Nr. 7.355.964: Albert Paust (1. Januar 1940)
- Nr. 7.356.264: Bruno Faass (1. Januar 1940)
- Nr. 7.363.742: Hermann Ammann (1. Januar 1940)
- Nr. 7.363.847: Alwin Aßmann (1. Januar 1940)
- Nr. 7.364.357: Natalie Beer (1. Januar 1940)
- Nr. 7.364.555: Elwin Blum (1. Januar 1940)
- Nr. 7.366.320: Franz Beckermann (1. Januar 1940)
- Nr. 7.367.371: Eduard Edert (1. Januar 1940)
- Nr. 7.369.585: Hans Muthesius (1. Januar 1940)
- Nr. 7.370.596: Erich Molitor
- Nr. 7.370.665: Siegfried Remertz (1. Januar 1940)
- Nr. 7.380.160: Klemens Brancaglio (1. Januar 1940)
- Nr. 7.380.916: Friedrich Seekel (1. Januar 1940)
- Nr. 7.382.808: Kurt Hess (1. Januar 1940)
- Nr. 7.382.944: Erica Pappritz (1. Januar 1940)
- Nr. 7.382.962: Conrad Frederick Roediger (1. Januar 1940)
- Nr. 7.383.062: Eugen Fischer (1. Januar 1940)
- Nr. 7.383.621: Alexander Ecklebe (1. Januar 1940)
- Nr. 7.383.665: Michael Freund (1. Januar 1940)
- Nr. 7.383.680: Hermann Fuchs (1. Januar 1940)
- Nr. 7.384.072: Hans Knudsen (1. Januar 1940)
- Nr. 7.384.078: Elmar Michel (1. Januar 1940)
- Nr. 7.390.307: Peter Weber (1. Januar 1940)
- Nr. 7.393.113: Hans Wellhausen
- Nr. 7.393.296: Erich Gierach (1. Januar 1940)
- Nr. 7.397.829: Adolf Scheu
- Nr. 7.400.178: Lothar Richter (1. Januar 1940)
- Nr. 7.404.587: Otto Merker (1. Oktober 1939)
- Nr. 7.409.839: Hermann Mattern (1. Januar 1940)
- Nr. 7.416.956: Albert Quendler (1. Januar 1940)
- Nr. 7.421.964: Karl Pörtl (1. April 1939)
- Nr. 7.424.923: Ursula Oetker (1. Januar 1940)
- Nr. 7.424.963: Karl Eduard Rothschuh (1. Januar 1940)
- Nr. 7.426.224: Wilhelm Bluhm
- Nr. 7.428.089: Hermann Franck (1. Februar 1940)
- Nr. 7.430.024: Karl Peter Berg (1. Februar 1940)
- Nr. 7.433.874: Baldur Springmann
- Nr. 7.437.060: Karl von Feilitzsch (1. Februar 1940)
- Nr. 7.441.576: Karl Truppe
- Nr. 7.450.012: Helmut Beumann (1. Februar 1940)
- Nr. 7.454.596: Franz Specht
- Nr. 7.455.465: Walter Kuhn (1. Februar 1940)
- Nr. 7.456.346: Günther Grundmann (1. Februar 1940)
- Nr. 7.456.535: Heinz Piest (1. Februar 1940)
- Nr. 7.456.599: Emil Schieche
- Nr. 7.458.669: Warner Bruns (1. Februar 1940)
- Nr. 7.463.047: Louis Adlon (1. Februar 1940)
- Nr. 7.463.543: Wolfgang Baumgart (1. Februar 1940)
- Nr. 7.463.696: Ernst Hefter (1. Februar 1940)
- Nr. 7.463.866: Heinrich Oster (1. Februar 1940)
- Nr. 7.463.935: Kurt Thomas (1940)
- Nr. 7.464.708: Kurt Jaager (1. Februar 1940)
- Nr. 7.465.528: Hans Holm Bielfeldt (1. Februar 1940)
- Nr. 7.465.848: Dieter Oesterlen (1. Februar 1940)
- Nr. 7.465.979: Adam Adrio (1. Februar 1940)
- Nr. 7.466.241: Albert Keil (1. Februar 1940)
- Nr. 7.467.464: Emil von Rintelen (1. Februar 1940)
- Nr. 7.467.795: Bernhard Rehfeldt (1. Februar 1940)
- Nr. 7.470.905: Helmut von Bracken (1. Februar 1940)
- Nr. 7.471.374: Alfred Bannwarth (1. Februar 1940)
- Nr. 7.475.676: Hermann Hoffmann (1. Februar 1940)
- Nr. 7.475.729: Walter Kutschmann (1. Februar 1940)
- Nr. 7.475.813: Erich Schäfer
- Nr. 7.476.670: Paul Görlich (1. Februar 1940)
- Nr. 7.477.980: Johannes Reinhold (1. Februar 1940)
- Nr. 7.480.206: Oskar Gagel (1. Februar 1940)
- Nr. 7.481.469: Edelhard Rock (1. Februar 1940)
- Nr. 7.482.134: Walter Marcard (1. Februar 1940)
- Nr. 7.483.574: Friedrich Schonhofen
- Nr. 7.486.283: Margarete Junk (1. Februar 1940)
- Nr. 7.486.915: Helmut Paulus (1. Februar 1940)
- Nr. 7.489.428: Hans Koch (1. Februar 1940)
- Nr. 7.490.670: Joachim Freiherr von der Leyen (1. Februar 1940)
- Nr. 7.491.265: Asta Hampe (1. Februar 1940)
- Nr. 7.494.450: Gerhard Fanselau (1. Februar 1940)
- Nr. 7.495.565: Max Gebhard (1. Februar 1940)
- Nr. 7.496.716: Walter Schulz-Matan (1. Februar 1940)
- Nr. 7.496.948: Georg Ficke (1. Februar 1940)
- Nr. 7.499.704: Maria Kahle (1. Februar 1940)
- Nr. 7.501.905: Max Eyrich (1. Februar 1940)
- Nr. 7.501.920: Hans Fleischhacker (1. Februar 1940)
- Nr. 7.512.849: Friedrich Eisenkolb (1. März 1940)
- Nr. 7.513.703: Anton Wübbena-Mecima
- Nr. 7.514.267: Alfred Bergmann (1. März 1940)
- Nr. 7.514.315: Heinrich Dolle (1. März 1940)
- Nr. 7.514.872: Willi Hanke (1. März 1940)
- Nr. 7.515.477: Oswin Moro (1. März 1940)
- Nr. 7.517.228: Heinrich Voß
- Nr. 7.520.998: Reinhold Hoemann (1. März 1940)
- Nr. 7.521.334: Helmut Hentrich (1. März 1940)
- Nr. 7.524.143: Reinhard Kopps
- Nr. 7.534.828: Helmut Epperlein (1. März 1940)
- Nr. 7.535.546: Charlotte Müller (1. März 1940)
- Nr. 7.536.408: Karl Potansky (1. März 1940)
- Nr. 7.539.031: Walter Müller-Wulckow (1. März 1940)
- Nr. 7.542.797: Claude Dornier (1. März 1940)
- Nr. 7.544.059: Hermann Peters (1. März 1940)
- Nr. 7.546.277: Fritz Bose (1. März 1940)
- Nr. 7.546.950: Werner Lindner (1. März 1940)
- Nr. 7.547.104: Karl Scharping (1940)
- Nr. 7.547.449: Gisbert Kley (1. März 1940)
- Nr. 7.547.475: Max Gustav Lange (1. März 1940)
- Nr. 7.547.533: Hans Peter (1. März 1940)
- Nr. 7.547.603: Günther Scholz (1. März 1940)
- Nr. 7.547.647: Fritz Stein
- Nr. 7.547.723: Wilhelm Bender (1. März 1940)
- Nr. 7.548.450: Artur Kääb (1. März 1940)
- Nr. 7.548.556: Anton Mohrmann (1. März 1940)
- Nr. 7.548.960: Elisabeth Schwarzkopf
- Nr. 7.550.797: Paul Roth (1. März 1940)
- Nr. 7.550.841: Egon Endres (1. März 1940)
- Nr. 7.552.651: Gerhard Schneider
- Nr. 7.554.267: Enno Narten (1. März 1940)
- Nr. 7.565.118: Franz Merkle (1. März 1940)
- Nr. 7.565.987: Karl Erhardt (1. März 1940)
- Nr. 7.566.110: Oswald Haller (1. März 1940)
- Nr. 7.568.501: Wilhelm Eilers (1. März 1940)
- Nr. 7.571.474: Otto Dehns (1. April 1940)
- Nr. 7.571.970: Luitpold Dussler (1. April 1940)
- Nr. 7.572.462: Fritz Bauer (1. April 1940)
- Nr. 7.573.147: Friedrich Jungblut (1. April 1940)
- Nr. 7.573.694: Hermann Demel (1. April 1940)
- Nr. 7.575.393: Wilhelm Buddenberg (1. März 1940)
- Nr. 7.578.071: Ernst Reinstorf (1. April 1940)
- Nr. 7.578.817: Karl Kindler (1. April 1940)
- Nr. 7.582.117: Karl Markel (1. April 1940)
- Nr. 7.582.301: Erika Iberer (1. April 1940)
- Nr. 7.583.249: Herbert Guglberger (1. April 1940)
- Nr. 7.590.395: Wilhelm Nickel (1. April 1940)
- Nr. 7.595.754: Gerhard Hein
- Nr. 7.602.515: Josef Holl (1. April 1940)
- Nr. 7.602.954: Franz Herren (1. April 1940)
- Nr. 7.605.098: Walter Hauptmann (1. April 1940)
- Nr. 7.611.283: Julius Gessinger (1. April 1940)
- Nr. 7.612.724: Edmund Stark
- Nr. 7.615.820: Adam Falkenstein (1. April 1940)
- Nr. 7.615.983: Oskar Kalbus (1. April 1940)
- Nr. 7.617.176: Maximilian Attems-Heiligenkreuz (1. April 1940)
- Nr. 7.617.237: Adolf Dietzel (1. April 1940)
- Nr. 7.617.245: Ernst Wilhelm Eschmann (1. April 1940)
- Nr. 7.617.249: Arnold Fanck (1. April 1940)
- Nr. 7.617.651: Hans Fischer (1. April 1940)
- Nr. 7.617.798: Karl Giering (1. April 1940)
- Nr. 7.617.810: Helmut Grunsky (1. April 1940)
- Nr. 7.617.884: Herbert Leupold (1. April 1940)
- Nr. 7.618.004: Hellmuth Rössler (1. April 1940)
- Nr. 7.619.518: Karl Hobrecker (1. Juni 1940)
- Nr. 7.619.750: Erich Jacob (1. Juni 1940)
- Nr. 7.620.043: Fritz Peus (1. Juni 1940)
- Nr. 7.621.908: Otto Benecke (1. Juni 1940)
- Nr. 7.621.915: Heinz Denckler (1. Juni 1940)
- Nr. 7.622.575: Rudolf Baumann (1. Juni 1940)
- Nr. 7.623.525: Johann Culemeyer (1. Juni 1940)
- Nr. 7.623.597: Max Butting (1. Juni 1940)
- Nr. 7.623.762: Wolfgang Huck (1. Juni 1940)
- Nr. 7.623.939: Norbert Schultze
- Nr. 7.623.987: Margarethe Carrière-Bellardi (1. Juni 1940)
- Nr. 7.623.993: Hans Gramm (1. Juni 1940)
- Nr. 7.634.877: Carl Schadewitz
- Nr. 7.641.550: Ernst Burgstaller (1. Juni 1940)
- Nr. 7.642.051: Hans Spanner
- Nr. 7.642.053: Karl Stull
- Nr. 7.642.735: Herbert Koch (1. Juni 1940)
- Nr. 7.644.003: Robert Wagner (1. Juni 1940)
- Nr. 7.648.263: Julius Haxel (1. Juni 1940)
- Nr. 7.652.240: Josef Fath (1. Juni 1940)
- Nr. 7.652.403: Willibald Martenstein (1. Juni 1940)
- Nr. 7.653.342: Otto Friedrich Bollnow (1. Juni 1940)
- Nr. 7.654.631: Rudolf Gramlich (1. Juni 1940)
- Nr. 7.654.712: Hans Kugler (1. Juni 1940)
- Nr. 7.655.333: Ernst Holtzmann (1. Juni 1940)
- Nr. 7.664.371: Gottfried Dierig (1. Juni 1940)
- Nr. 7.667.868: Jürgen Wittenstein (1. Juni 1940)
- Nr. 7.668.957: Theodor Dobler (1. Juni 1940)
- Nr. 7.675.607: Friedrich Buchardt (1. Juli 1940)
- Nr. 7.675.630: August Moritz (1. Juli 1940)
- Nr. 7.675.747: Erhard Kroeger (1. August 1940)
- Nr. 7.676.125: Rudolf List (1. Juni 1940)
- Nr. 7.676.154: Erwin Mehl (1. Juni 1940)
- Nr. 7.677.009: Reinhard Kamitz (1. Juni 1940)
- Nr. 7.677.385: Franz Häußler (1. Juni 1940)
- Nr. 7.678.447: Richard Hartenberger (1. Juni 1940)
- Nr. 7.680.974: Siegfried Freiberg (1. Juni 1940)
- Nr. 7.682.359: Heinrich Zita (1. Juni 1940)
- Nr. 7.682.598: Theodor Edler von Lerch (1. Juni 1940)
- Nr. 7.683.103: Franz Kieslinger (1. Juni 1940)
- Nr. 7.683.309: Carl Witzmann
- Nr. 7.683.347: Rudolf Saliger
- Nr. 7.683.426: Michael Drobil (1. Juni 1940)
- Nr. 7.683.456: Franz Glaser
- Nr. 7.683.587: Anton Kless Edler von Drauwörth (1. Juni 1940)
- Nr. 7.683.719: Hans Sperl
- Nr. 7.684.386: Hans Karl Breslauer (1. Juni 1940)
- Nr. 7.685.137: Gunther Philipp (1. Juni 1940)
- Nr. 7.685.756: Hans-Joachim von Reichert (1. Januar 1940)
- Nr. 7.685.760: Karl Overbeck (1. Juli 1940)
- Nr. 7.694.592: Helmut Pieper (1. September 1940)
- Nr. 7.698.871: Franz Brodowski (1. September 1940)
- Nr. 7.706.235: Diether Posser (1. September 1940)
- Nr. 7.708.389: Walter Gorges (1. September 1940)
- Nr. 7.713.339: Klaus-Jürgen Ebelt (1. September 1940)
- Nr. 7.714.063: Helmut Nack (1. September 1940)
- Nr. 7.714.575: Ulrich Peters (1. September 1940)
- Nr. 7.716.693: Günter Hake (1. September 1940)
- Nr. 7.720.711: Hermann Josef Russe (1. September 1940)
- Nr. 7.721.444: Albert Falke (1. September 1940)
- Nr. 7.721.518: Alfred Dregger (1. September 1940)
- Nr. 7.725.289: Peter Brückner (1. September 1940)
- Nr. 7.726.951: Justus Claus (1. September 1940)
- Nr. 7.726.954: Ernst Eckardt (1. September 1940)
- Nr. 7.728.264: Gunther Baumann (1. September 1940)
- Nr. 7.728.312: Karl-Heinz Jentsch (1. September 1940)
- Nr. 7.729.137: Iring Fetscher (1. September 1940)
- Nr. 7.730.354: Hans Ramstetter (1. September 1940)
- Nr. 7.730.881: Artur Lösche (1. September 1940)
- Nr. 7.731.134: Erich Müller (1. September 1940)
- Nr. 7.736.938: Edmund Pech (1. September 1940)
- Nr. 7.738.186: Erwin Braun (1. September 1940)
- Nr. 7.738.549: Paul Kübler (1. September 1940)
- Nr. 7.741.431: Paul Ruhig (1. September 1940)
- Nr. 7.747.667: Hans Jürgen Geerdts (1. September 1940)
- Nr. 7.747.714: Willi Homeier (1. September 1940)
- Nr. 7.752.206: Heinz Rudolph (1. September 1940)
- Nr. 7.752.315: Karl Epting (1. September 1939)
- Nr. 7.752.954: Friedrich Wendig
- Nr. 7.753.665: Harry Sturm
- Nr. 7.753.917: Hans Steinacher
- Nr. 7.754.026: Hugo Dingler (1. April 1940)
- Nr. 7.755.198: Kunigunde Bachl (1. September 1940)
- Nr. 7.759.985: Paul Henss (1. September 1940)
- Nr. 7.766.751: Georg Joschke (1. Oktober 1940)
- Nr. 7.773.548: Gustav Krupp von Bohlen und Halbach (1. November 1940)
- Nr. 7.777.421: Herbert Gerisch (1. September 1940)
- Nr. 7.779.504: Ludwig Franz Schwab (1. September 1940)
- Nr. 7.781.564: Friedrich Bernreuther (1. Januar 1940)
- Nr. 7.782.367: Werner Schönemann (1. Januar 1940)
- Nr. 7.786.521: Karl Mannzen (1. Januar 1940)
- Nr. 7.787.855: Karl Heinrich Meyer (1. Januar 1940)
- Nr. 7.791.287: Rupert Linsinger (1. Januar 1940)
- Nr. 7.791.382: Ferdinand Friedrich Zimmermann
- Nr. 7.791.795: Max Bothner (1. Januar 1940)
- Nr. 7.792.080: Fritz Jöde (1. Januar 1940)
- Nr. 7.797.530: Hans Hoffmann (1. Januar 1940)
- Nr. 7.798.397: Wilhelm Blum (1. Januar 1940)
- Nr. 7.800.339: Fritz Köhler (1. Januar 1940)
- Nr. 7.800.560: Heinrich Abendschein (1. Januar 1940)
- Nr. 7.804.676: Maria Limmer (1. Januar 1940)
- Nr. 7.810.178: Herbert Gladitsch (1. Januar 1940)
- Nr. 7.810.988: Carl Dornes (1. Januar 1940)
- Nr. 7.813.444: Christian Bitter (1. Januar 1940)
- Nr. 7.817.287: Lorenz Huber (1. Januar 1940)
- Nr. 7.817.993: Edgar Glässer (1. Januar 1940)
- Nr. 7.818.245: Wolfgang Fortner (1. Januar 1940)
- Nr. 7.821.943: Rudolf Clemens (1. September 1940)
- Nr. 7.826.066: Hans-Joachim Baeuchle (1. September 1940)
- Nr. 7.828.888: Günther Glaser (1. September 1940)
- Nr. 7.829.717: Horst Winkler
- Nr. 7.832.696: Hans Kramer (1. September 1940)
- Nr. 7.832.798: Günther Deicke (1. September 1940)
- Nr. 7.833.120: Heinrich Pohlmeier (1. September 1940)
- Nr. 7.837.232: Karlheinz Renker (1. September 1940)
- Nr. 7.843.262: Ferdinand Stümer
- Nr. 7.844.597: Reinhold Polster (1. September 1940)
- Nr. 7.844.901: Heinz Barth (1. September 1940)
- Nr. 7.848.085: Robert Mulka (1. Februar 1940)
- Nr. 7.848.301: Hans Joachim Kohnert (1. Januar 1941)
- Nr. 7.848.329: Hermann Gradl (1. Januar 1941)
- Nr. 7.848.335: Hermann Bickler (1. Januar 1941)
- Nr. 7.848.338: Jean-Pierre Mourer (1. Januar 1941)
- Nr. 7.848.858: Erich Rübensam (1. September 1940)
- Nr. 7.854.306: Helmut Kostorz (1. Dezember 1940)
- Nr. 7.854.423: Georg Wipler
- Nr. 7.858.780: Alfred Löffler (1. Januar 1940)
- Nr. 7.865.027: Richard Böhmig (1. Januar 1940)
- Nr. 7.865.028: Max Dittler (1. Januar 1940)
- Nr. 7.866.269: Wilhelm Döring (1. Januar 1940)
- Nr. 7.868.556: Sepp Tanzer
- Nr. 7.868.938: Karl Kunst (1. Januar 1940)
- Nr. 7.870.419: Hans Kofler (1. Januar 1940)
- Nr. 7.871.104: Hans Mayer (1. Januar 1940)
- Nr. 7.871.932: Hans Pitschmann (1. Januar 1940)
- Nr. 7.872.771: Ernst Tesseraux
- Nr. 7.879.028: Hans Ganahl (1. Januar 1940)
- Nr. 7.879.616: Franz Häfele (1. Januar 1940)
- Nr. 7.882.656: Ernst Klebelsberg (1. Januar 1940)
- Nr. 7.882.743: Karl Knechtelsdorfer (1. Januar 1940)
- Nr. 7.882.957: Fritz Krcal
- Nr. 7.883.709: Stefan Kruckenhauser (1. Januar 1940)
- Nr. 7.883.826: Julius Dorpmüller (1. Februar 1941)
- Nr. 7.883.977: Maria Grengg (1. April 1940)
- Nr. 7.886.075: Simon Moser (1. Januar 1940)
- Nr. 7.886.156: Pius Moosbrugger (1. Januar 1940)
- Nr. 7.887.229: Viktor Oberguggenberger (1. Januar 1940)
- Nr. 7.887.866: Josef Prantl (1. Januar 1940)
- Nr. 7.889.365: Felix Sieglbauer
- Nr. 7.891.842: Otto Stolz
- Nr. 7.892.956: Adalbert Welte
- Nr. 7.894.167: Anton Brugger (1. Januar 1940)
- Nr. 7.894.173: Moriz Enzinger (1. Januar 1940)
- Nr. 7.897.329: Viktor Czerny (1. Januar 1940)
- Nr. 7.897.561: Otto Scrinzi
- Nr. 7.899.460: Walter Löhr (1. Januar 1940)
- Nr. 7.903.499: Adalbert Erler (1. Januar 1940)
- Nr. 7.904.452: August Rosenkranz (1. Januar 1940)
- Nr. 7.905.555: Arthur Henkel (1. Januar 1940)
- Nr. 7.906.206: Felix Benzler (1. Januar 1940)
- Nr. 7.907.285: Otto Groß (1. Januar 1940)
- Nr. 7.909.994: Kurt Moritz (1. Januar 1940)
- Nr. 7.910.661: Lothar Schulz
- Nr. 7.914.856: Wilhelm Lantermann (1. Januar 1940)
- Nr. 7.915.423: Gottfried Hinze (1. Januar 1940)
- Nr. 7.915.611: Helmut Kloft (1. Januar 1940)
- Nr. 7.917.316: Friedrich Lösch (1. Januar 1940)
- Nr. 7.919.531: Karl Brumm (1. Januar 1940)
- Nr. 7.925.026: Karl Kahr (1. April 1940)
- Nr. 7.925.468: Hans Mauracher (1. Januar 1940)
- Nr. 7.925.626: Daniel Pauluzzi (1. Januar 1941)
- Nr. 7.930.279: Roland Puhr (1. Januar 1940)
- Nr. 7.934.784: Martin Jonas (1. Januar 1940)
- Nr. 7.936.245: Erhart Kästner (1. Januar 1940)
- Nr. 7.936.861: Werner Coblenz (1. Januar 1940)
- Nr. 7.937.004: Rudolf Bergander (1. Januar 1940)
- Nr. 7.937.667: Eduard Pendorf (1. Januar 1940)
- Nr. 7.937.701: Hermann Beenken (1. Januar 1940)
- Nr. 7.938.919: Edmund Heckler (1. Januar 1940)
- Nr. 7.939.387: Johannes Hoffmeister (1. Januar 1940)
- Nr. 7.941.239: Alexander Eschenbach (1. Januar 1940)
- Nr. 7.942.413: Gotthold Rhode (1. Januar 1940)
- Nr. 7.943.659: Heinrich Appelt (1. Januar 1940)
- Nr. 7.948.738: Bert Heller (1. April 1940)
- Nr. 7.955.745: Wolfgang Klausner (1. April 1940)
- Nr. 7.958.122: Werner Fischel (1. April 1940)
- Nr. 7.963.823: August Kubizek (1. April 1940)
- Nr. 7.964.787: Franz Tumler
- Nr. 7.969.953: Wilhelm Quade (1. April 1940)
- Nr. 7.970.632: Richard Burckardt (1. April 1940)
- Nr. 7.972.993: Johann Ludwig Trepulka
- Nr. 7.976.001: Franz Glas (1. April 1940)
- Nr. 7.977.191: Karoline Adametz (1. April 1940)
- Nr. 7.977.233: Louise Kartousch (1. April 1940)
- Nr. 7.980.321: Karl Pivec (1. April 1940)
- Nr. 7.980.407: Friedrich Gornik
- Nr. 7.980.430: Rudolf Jagoditsch (1. April 1940)
- Nr. 7.981.179: Elise Hofmann (1. April 1940)
- Nr. 7.981.241: Othmar Kühn (1. April 1940)
- Nr. 7.982.174: Anton Brunner (1. April 1940)
- Nr. 7.982.295: Robert Obsieger (1. April 1940)
- Nr. 7.983.246: Oswald Grill (1. April 1940)
- Nr. 7.986.744: Karl Jordan (1. April 1940)
- Nr. 7.987.191: Werner Kalisch (1. April 1940)
- Nr. 7.987.488: Hans Ulrich von Marchtaler (1. April 1940)
- Nr. 7.990.547: Heinz Prokert (1. November 1940)
- Nr. 7.991.185: Karl Bodenschatz (1. März 1941)
- Nr. 7.991.434: Curt Miehe (1. Januar 1941)
- Nr. 7.992.216: Anton Ernstberger (1. November 1940)
- Nr. 7.994.498: Johannes-Helmut Strosche
- Nr. 7.994.787: Herbert Tietze
- Nr. 8.003.906: Erich Germershausen (1. April 1940)
- Nr. 8.004.459: Margarete Dierks (1. April 1940)
- Nr. 8.006.596: Georg Jayme (1. April 1940)
- Nr. 8.006.895: Willibald Diemair (1. April 1940)
- Nr. 8.007.681: Hugo Eberhardt (1. April 1940)
- Nr. 8.007.883: Curt Elze (1. April 1940)
- Nr. 8.011.647: Paul Baumgarten (1. April 1940)
- Nr. 8.011.861: Heinrich Nicklisch (1. April 1940)
- Nr. 8.011.995: Richard Behrend (1. April 1940)
- Nr. 8.012.080: Joseph Paul Franken (1. April 1940)
- Nr. 8.012.258: Rupprecht von Keller (1. April 1940)
- Nr. 8.013.106: Olaf Hansen (1. April 1940)
- Nr. 8.013.528: Hugo Andres Krüß (1. April 1940)
- Nr. 8.013.692: Erich Ewald (1. April 1940)
- Nr. 8.015.306: Wolfgang Seyfarth
- Nr. 8.015.334: Thea von Harbou (1. April 1940)
- Nr. 8.024.911: Karl Foerster (1. April 1940)
- Nr. 8.034.478: Heinrich Schmitz (1. April 1940)
- Nr. 8.037.647: Heinrich Groffmann (1. September 1940)
- Nr. 8.044.039: Robert Bracker (1. Juli 1940)
- Nr. 8.044.448: Georg Bachmann (1. Juli 1940)
- Nr. 8.047.041: Friedrich Keiter (1. April 1940)
- Nr. 8.047.747: Waldemar von Radetzky (1. Dezember 1940)
- Nr. 8.048.534: Herbert Mees (1. Januar 1941)
- Nr. 8.048.848: Otto Emicke (1. April 1940)
- Nr. 8.051.702: Luz Long (1. April 1940)
- Nr. 8.052.212: Walter Nowak (1. April 1940)
- Nr. 8.052.642: Curt Mahr (1. April 1940)
- Nr. 8.059.096: Karl Berbuer (1. Juli 1940)
- Nr. 8.061.495: Eberhard Kranzmayer (1. Juli 1940)
- Nr. 8.063.699: Max Jüngling (1. Juli 1940)
- Nr. 8.069.942: Curt Wilhelm Michael (1. Juli 1940)
- Nr. 8.073.697: Bernhard Raestrup (1. Juli 1940)
- Nr. 8.074.193: Helmut Glaszinski (1. Juli 1940)
- Nr. 8.086.296: Karl Bartunek (1. Oktober 1940)
- Nr. 8.092.227: Friedrich Herneck (1. November 1940)
- Nr. 8.112.919: Rudolf Theimer
- Nr. 8.114.157: Rudolf Pinker (1. Juli 1940)
- Nr. 8.115.751: Nikolaus Hofreiter (1. Juli 1940)
- Nr. 8.117.347: Max Bulla (1. Juli 1940)
- Nr. 8.118.356: Hans Reznicek (1. Juli 1940)
- Nr. 8.118.388: Josef Fiebiger (1. Juli 1940)
- Nr. 8.119.327: Margarete Streicher
- Nr. 8.119.336: Guido Jakoncig (1. Juli 1940)
- Nr. 8.121.441: Leopold Schönbauer
- Nr. 8.121.499: Franz Seitelberger
- Nr. 8.121.810: Wolfgang Schneiderhan
- Nr. 8.121.857: Gerhart Harrer
- Nr. 8.122.147: Bruno Buchwieser senior (1. Juli 1940)
- Nr. 8.123.071: Leopold Matthias Walzel
- Nr. 8.123.303: Oswald Menghin (1. Juli 1940)
- Nr. 8.124.434: Stephan Gierets
- Nr. 8.127.081: Elisabeth Enseling (1. Juli 1940)
- Nr. 8.127.933: Anton Zischka
- Nr. 8.128.080: Carl von Campe (1. Dezember 1940)
- Nr. 8.128.180: Peter Pfeiffer (1. Dezember 1940)
- Nr. 8.134.791: Klaus Conrad (1. Juli 1940)
- Nr. 8.137.950: Wilhelm Mommsen (1. Juli 1940)
- Nr. 8.140.106: Fritz Schwind
- Nr. 8.140.375: Karl Kleist (1. Juli 1940)
- Nr. 8.142.228: Albrecht von Blumenthal (1. Juli 1940)
- Nr. 8.144.159: Friedrich Doepner (1. Juli 1940)
- Nr. 8.145.438: Agnes Miegel (1. Juli 1940)
- Nr. 8.147.312: Arthur Mohns (1. Juli 1940)
- Nr. 8.147.740: Herbert Quandt (1. Juli 1940)
- Nr. 8.148.016: Wolfgang Boehm (1. Juli 1940)
- Nr. 8.149.147: Paul Daubitz (1. Juli 1940)
- Nr. 8.152.752: Franz Schwerdtfeger (1. Juli 1940)
- Nr. 8.152.773: Hanne Sobek
- Nr. 8.154.952: Eugen Eger (1. Juli 1940)
- Nr. 8.156.299: Alfred Hentzen (1. Juli 1940)

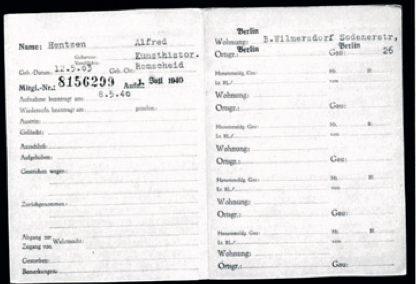

- Nr. 8.156.358: Karl Kämpf (1. Juli 1940)
- Nr. 8.156.544: Gottfried von Nostitz-Drzewiecky (1. Juli 1940)
- Nr. 8.156.652: Wolfgang von Hentig (1. Juli 1940)
- Nr. 8.159.406: Johannes Pohl (1. Juli 1940)
- Nr. 8.160.435: Fritz Bernhard (1. Juli 1940)
- Nr. 8.163.794: Hermann Belzner (1. Juli 1940)
- Nr. 8.163.999: Franz Knoop (1. Juli 1940)
- Nr. 8.164.000: Hans Kreller (1. Juli 1940)
- Nr. 8.164.539: Friedrich Kuhnle (1. Juli 1940)
- Nr. 8.165.698: Walter Bender (1. Juli 1940)
- Nr. 8.169.136: Hermann Hildebrandt (1. Juli 1940)
- Nr. 8.178.433: Gotthardt Graupner (1. Juli 1940)
- Nr. 8.179.469: Siegfried Buback (1. Juli 1940)
- Nr. 8.181.851: Luis Trenker (1. Oktober 1940)
- Nr. 8.182.265: Johannes Benzing (1. Oktober 1940)
- Nr. 8.183.510: Hans Ertel (1. Oktober 1940)
- Nr. 8.183.939: Siegfried Goslich (1. Oktober 1940)
- Nr. 8.183.952: Heinz Trützschler von Falkenstein
- Nr. 8.185.134: Maximilian Klinkowski (1. Oktober 1940)
- Nr. 8.185.162: Helmut Kaufhold (1. Oktober 1940)
- Nr. 8.185.288: Otto Kermbach (1. Oktober 1940)
- Nr. 8.185.602: Ernst Noelle (1. Oktober 1940)
- Nr. 8.185.644: Wilfried Platzer (1. Oktober 1940)
- Nr. 8.185.721: Walther Löhlein (1. Oktober 1940)
- Nr. 8.185.819: Kurt Erdmann (1. Oktober 1940)
- Nr. 8.186.738: Hermann Pongs (1. Oktober 1940)
- Nr. 8.188.347: August Miete (1. Oktober 1940)
- Nr. 8.188.687: Oskar Lutz (1. März 1941)
- Nr. 8.208.711: Karl Gustav Fellerer (1. Oktober 1940)
- Nr. 8.210.543: Wilhelm Kraft (1. Oktober 1940)
- Nr. 8.212.737: Ewald Aufermann (1. Januar 1941)
- Nr. 8.213.835: Clemens Flach (1. Oktober 1940)
- Nr. 8.214.939: Josef Müller (1. Oktober 1940)
- Nr. 8.220.449: Ludwig Eisenlohr junior (1. Januar 1940)
- Nr. 8.225.202: Robert Bartsch (1. Oktober 1940)
- Nr. 8.225.291: Franz Huter (1. Juli 1940)
- Nr. 8.225.664: David Wirth (20. Mai 1942)
- Nr. 8.225.828: Hans-Heinrich Dieckhoff (1. Mai 1941)
- Nr. 8.230.367: Johann Urbanek (1. April 1940)
- Nr. 8.232.241: Theo Huefnagels (1. Januar 1940)
- Nr. 8.241.167: Alfred Klose (1. Januar 1940)
- Nr. 8.243.489: Ernst Epple (1. Januar 1941)
- Nr. 8.244.947: Gustav Drautz (1. Januar 1941)
- Nr. 8.247.991: Walter Eisele (1. April 1941)
- Nr. 8.248.989: Heinz Bethge (1. Juli 1940)
- Nr. 8.253.657: Peter Foerster (1. Januar 1941)
- Nr. 8.258.819: Gotthard Jäschke (1. Oktober 1940)
- Nr. 8.259.892: Hermann Tilemann (1. Januar 1941)
- Nr. 8.266.616: Irma Goecke (1. April 1941)
- Nr. 8.267.074: Hans Bauerreiß (1. Juli 1941)
- Nr. 8.272.086: Gerhard Reintanz (1. Januar 1940)
- Nr. 8.277.610: Leopold Magon (1. Juli 1940)
- Nr. 8.282.981: Kurt Huber (1. April 1940)
- Nr. 8.285.126: Georg Ludwig Oeckler (1. April 1941)
- Nr. 8.285.525: Heinz Reitbauer (1. April 1940)
- Nr. 8.285.975: Fritz Rücker (1. Oktober 1940)
- Nr. 8.287.534: August Meine (1. Januar 1941)
- Nr. 8.288.523: Ernst Zwilling
- Nr. 8.290.699: Albrecht Timm
- Nr. 8.290.728: Erich Hochstetter (1. April 1941)
- Nr. 8.290.856: Clemens Nörpel (1. April 1941)
- Nr. 8.291.502: Hans Rinn (1. April 1941)
- Nr. 8.291.619: Erich Hassinger (1. April 1941)
- Nr. 8.293.498: Rolf Hetsch (1. Juli 1941)
- Nr. 8.297.216: Kurt Galling (1. Januar 1940)
- Nr. 8.297.755: Walther Ahrens (1. Oktober 1940)
- Nr. 8.301.922: Eduard Houdremont (1. Juli 1940)
- Nr. 8.303.913: Heinrich Lehmann (1. April 1941)
- Nr. 8.307.125: Karl Theodor Kipp (1. Oktober 1940)
- Nr. 8.312.973: Josef Menke (1. April 1940)
- Nr. 8.313.517: Josef Höchst (1. Oktober 1940)
- Nr. 8.315.845: Gottfried Köthe (1. Januar 1941)
- Nr. 8.320.112: Josef Golüke (1. April 1940)
- Nr. 8.321.157: Erich Graes (1. Juli 1940)
- Nr. 8.332.342: Fritz Koch (1. Juli 1940)
- Nr. 8.336.675: Walter Linse (1. Oktober 1940)
- Nr. 8.337.847: Amandus Haase (1. Oktober 1940)
- Nr. 8.341.987: Heinrich Burmeister (1. Januar 1941)
- Nr. 8.345.417: Werner Ehrich (1. Oktober 1940)
- Nr. 8.346.434: Hans Duncker (1. Januar 1941)
- Nr. 8.346.788: Edith Ruß (1. Januar 1941)
- Nr. 8.348.041: Hans Detlev Becker (1. April 1941)
- Nr. 8.349.550: Günter Goetzendorff (1. Juli 1940)
- Nr. 8.350.269: Stefan Fritsch (1. Oktober 1940)
- Nr. 8.358.485: Georg Federer (1. Juni 1941)
- Nr. 8.359.749: Max Güde (1. Januar 1940)
- Nr. 8.367.007: Max Müller (1. Januar 1940)
- Nr. 8.367.103: Werner Fischer (1. Januar 1940)
- Nr. 8.367.438: Walter Bröcker (1. Januar 1940)
- Nr. 8.368.303: Karl Einhart (1. Januar 1940)
- Nr. 8.369.959: August Kuhn (1. April 1940)
- Nr. 8.375.670: Walter Christaller (1. Juli 1940)
- Nr. 8.375.988: Martin Lohmann (1. Juli 1940)
- Nr. 8.376.609: Gerhard Pflüger (1. April 1940)
- Nr. 8.376.791: Siegfried Franz (1. Oktober 1940)
- Nr. 8.379.201: Peter Emil Becker (1. Oktober 1940)
- Nr. 8.379.357: Julius Speer
- Nr. 8.382.486: Nikolaus Boßmann[38]
- Nr. 8.383.040: Max Seither
- Nr. 8.386.739: Georg Augustin (1. April 1941)
- Nr. 8.389.930: Arno Koselleck (1. April 1941)
- Nr. 8.391.909: Georg Rösch (1. Januar 1940)
- Nr. 8.394.036: Adam Euler (1. April 1940)
- Nr. 8.396.127: Otto Eger (1. Oktober 1940)
- Nr. 8.397.583: Walther Rehm (1. Januar 1941)
- Nr. 8.400.069: Franklin Punga (1. April 1941)
- Nr. 8.401.597: Kurt Beringer (1. Juli 1941)
- Nr. 8.401.598: Erich Böhlke (1. April 1941)
- Nr. 8.405.947: Emil Müller (1. April 1941)
- Nr. 8.412.465: Georg Graber
- Nr. 8.417.679: Fritz Rieger (1. Juli 1940)
- Nr. 8.424.104: Johannes Kinder (1. Juli 1940)
- Nr. 8.424.809: Josef Hemmerle (1. Januar 1941)
- Nr. 8.425.281: Ernst von Essen (1. Oktober 1940)
- Nr. 8.426.184: Heinrich Roth (1. Januar 1941)
- Nr. 8.428.387: Carl Martin Eckmair (1. April 1940)
- Nr. 8.434.486: Kurt Lück (1. August 1941)
- Nr. 8.434.512: Andreas von Koskull (1. August 1941)
- Nr. 8.435.986: Alfred Schachner-Blazizek
- Nr. 8.438.729: Ernst Seelig
- Nr. 8.438.733: Walter von Semetkowski
- Nr. 8.438.745: Leo Scheu
- Nr. 8.441.560: Ernst Guth (1. Januar 1941)
- Nr. 8.444.651: Friedrich Stumpfl
- Nr. 8.445.308: Max Weiler
- Nr. 8.446.270: August Zellner
- Nr. 8.447.513: Carmen Coronini (1. April 1940)
- Nr. 8.448.407: Erich Forstreiter (1. Juli 1940)
- Nr. 8.450.002: Richard Herzog (1. Juli 1940)
- Nr. 8.450.352: Peter R. Hofstätter (1. Juli 1940)
- Nr. 8.450.431: Karl Pilss (1. Juli 1940)
- Nr. 8.450.498: Paul Kirnig (1. Juli 1940)
- Nr. 8.450.512: Erwin Kruppa (1. Oktober 1940)
- Nr. 8.450.817: Hanns Ferdinand Josef Kropff (1. Juli 1940)
- Nr. 8.450.902: Franz Dinghofer (1. Juli 1940)
- Nr. 8.452.073: Wilhelm Dachauer (1. Oktober 1940)
- Nr. 8.454.788: Richard Plattensteiner (1. Oktober 1940)
- Nr. 8.456.675: Heinrich Balcz (1. Oktober 1940)
- Nr. 8.458.973: Karl Rainer (1. Oktober 1940)
- Nr. 8.461.448: Karl Lehrmann (1. Oktober 1940)
- Nr. 8.462.966: Friedrich Nowakowski (1. Oktober 1940)
- Nr. 8.466.122: Kurt Willvonseder
- Nr. 8.467.571: Alfons Riedel (1. Januar 1941)
- Nr. 8.467.705: Emmy Bernatzik (1. Januar 1941)
- Nr. 8.468.169: Wilhelm Bauer (1. Januar 1941)
- Nr. 8.468.643: Johann Wolfgang Breitenbach (1. Januar 1941)
- Nr. 8.469.908: Herbert Boeckl (1. Januar 1941)
- Nr. 8.469.922: Emanuel Hugo Vogel
- Nr. 8.471.002: Milan Dubrović (1. Januar 1941)
- Nr. 8.471.222: Walter Pembaur (1. Januar 1941)
- Nr. 8.471.374: Franz Weselik
- Nr. 8.471.398: Erich Woldan
- Nr. 8.479.145: Otto Busse (1. Juli 1940)
- Nr. 8.482.438: Ernst Vasovec
- Nr. 8.484.902: Wilhelm Klumberg (1. April 1941)
- Nr. 8.488.212: Rudolf-August Oetker (1. Juli 1940)
- Nr. 8.488.320: Robert Bierich (1. Juli 1940)
- Nr. 8.488.323: Hans-Heinrich Sievert
- Nr. 8.499.476: Ferdinand Mayer (1. Januar 1940)
- Nr. 8.504.954: Johann Kraker (1. Januar 1940)
- Nr. 8.505.362: Leopold Krottendorfer (1. Januar 1940)
- Nr. 8.509.924: Josef Scherrer (1940)
- Nr. 8.517.941: August Schmid von Schmidsfelden der Ältere
- Nr. 8.518.259: Josef Püchler (1. Januar 1940)
- Nr. 8.525.796: Otto Rösch (1. Januar 1940)
- Nr. 8.530.787: Johann Tschida
- Nr. 8.543.545: Karl Egon V. zu Fürstenberg (1. Januar 1941)
- Nr. 8.547.312: Anneliese Kohlmann (1. April 1940)
- Nr. 8.548.204: Hugo Stoltzenberg
- Nr. 8.549.525: Bertl Petrei (1. September 1941)
- Nr. 8.549.897: Josef Thoman (1. September 1941)
- Nr. 8.551.326: Hans Czettel (1. September 1941)
- Nr. 8.558.791: Josef Ruttmann (1. September 1941)
- Nr. 8.559.827: Joachim Angermeyer (1. September 1941)
- Nr. 8.560.712: Wolfgang Mzyk (1. September 1941)
- Nr. 8.561.454: Anneliese Bläsing (1. September 1941)
- Nr. 8.565.719: Gerhard Roever (1. September 1941)
- Nr. 8.566.775: Werner Danz (1. September 1941)
- Nr. 8.567.195: Hans-Joachim Lieber (1. September 1941)
- Nr. 8.567.218: Peter Lorenz (1. September 1941)
- Nr. 8.570.045: Hans Lösken (1. September 1941)
- Nr. 8.575.794: Ernst Günther Herzberg (1. September 1941)
- Nr. 8.582.510: Wolf D. Brennecke (1. September 1941)
- Nr. 8.592.690: Siegfried Pöhlmann (1. September 1941)
- Nr. 8.593.364: Anneliese Leinemann (1. September 1941)
- Nr. 8.594.208: Peter Henschen (1. September 1941)
- Nr. 8.595.524: Adolf Harwalik (1. April 1940)
- Nr. 8.599.392: Fritz Bauer (1. September 1941)
- Nr. 8.599.468: Alfred Finkbeiner (1. September 1941)
- Nr. 8.600.647: Alfred Lorenzer (1. September 1941)
- Nr. 8.604.663: Reinhard Brückner (1. September 1941)
- Nr. 8.606.109: Edgar Lehmann (1. April 1940)
- Nr. 8.610.965: Erwin Ramthun (1. September 1941)
- Nr. 8.611.454: Erwin Krubke (1. September 1941)
- Nr. 8.614.025: Klaus Bremm (1. September 1941)
- Nr. 8.626.670: Gerhard Hoch (1. September 1941)
- Nr. 8.627.708: Charles Hueber (1. Oktober 1941)
- Nr. 8.629.596: Hanna Breidinger-Spohr (1. September 1941)
- Nr. 8.630.997: Karl Ludwig (1. September 1941)
- Nr. 8.631.900: Joachim Egon Fürst zu Fürstenberg (1. September 1941)
- Nr. 8.634.832: Kurt Blecha (1. September 1941)
- Nr. 8.635.931: Fritz Baier (1. September 1941)
- Nr. 8.637.519: Otfried Preußler
- Nr. 8.639.743: Herbert Prochazka (1. September 1941)
- Nr. 8.640.475: Alfons Bayerl (1. September 1941)
- Nr. 8.643.010: Hans Jäckel (1. September 1941)
- Nr. 8.645.229: Eitel Oskar Höhne (1. September 1941)
- Nr. 8.645.271: Günther Heinze (1. September 1941)
- Nr. 8.646.294: Helmut Rötzsch (1. September 1941)
- Nr. 8.657.160: Hans von Rimscha (1. November 1941)
- Nr. 8.658.556: Hermann Schmitt-Vockenhausen
- Nr. 8.661.835: Werner Scheler
- Nr. 8.665.521: Walter Issleib (1. September 1941)
- Nr. 8.671.219: Franz Hillinger (1. September 1941)
- Nr. 8.672.207: Adolf Lettenbauer (1. September 1941)
- Nr. 8.673.602: Egon Balkow (1. September 1941)
- Nr. 8.677.110: Günther Koehler (1. September 1941)
- Nr. 8.682.984: Barbara Lüdemann (1. September 1941)
- Nr. 8.683.144: Lothar Haase (1. September 1941)
- Nr. 8.687.697: Walter Kremershof (1. September 1941)
- Nr. 8.689.220: Walter Höllerer (1. September 1941)
- Nr. 8.691.487: Alfred Bisanz (1. Januar 1941)
- Nr. 8.691.545: Herbert Gorgon (1. Januar 1941)
- Nr. 8.691.812: Friedrich Gollert (1. Januar 1941)
- Nr. 8.691.952: Georg Niffka (1. Januar 1941)
- Nr. 8.696.722: Hermann Meyer (1. September 1941)
- Nr. 8.697.233: Heinrich Warnecke (1. September 1941)
- Nr. 8.697.948: Hugo Collet (1. September 1941)
- Nr. 8.706.745: Helmut Bähring (1. September 1941)
- Nr. 8.706.938: Horst Geipel (1. September 1941)
- Nr. 8.708.665: Helma Kissner (1. September 1941)
- Nr. 8.711.634: Heinz Liste (1. September 1941)
- Nr. 8.712.129: Otto Ulitz (1. Oktober 1941)
- Nr. 8.712.139: Alfred Lattermann (1. Oktober 1940)
- Nr. 8.724.375: Walter Bachmann (1. September 1941)
- Nr. 8.727.555: Hellmuth Weiss
- Nr. 8.735.119: Kurt-Fritz von Graevenitz (1. Februar 1942)
- Nr. 8.735.142: Heinz Irmscher (1. Februar 1942)
- Nr. 8.735.239: Erich Darré (1. April 1940)
- Nr. 8.735.788: Bruno Paul (1. Januar 1941)
- Nr. 8.735.880: Richard Frank (1. April 1941)
- Nr. 8.736.817: Gerhard Pfestorf (1. April 1941)
- Nr. 8.737.087: Paul Ramdohr (1. April 1941)
- Nr. 8.738.922: Hans Hartmann
- Nr. 8.740.003: Robert Nieschlag (1. Juli 1941)
- Nr. 8.740.831: Leonhard Halmanseger (1. Juli 1941)
- Nr. 8.740.882: Walter Rein (1. Juli 1941)
- Nr. 8.742.602: Curt Hotzel (1. Oktober 1941)
- Nr. 8.744.959: Heinz Bongartz (1. April 1941)
- Nr. 8.746.971: Karl Riplinger (1. Juli 1941)
- Nr. 8.747.455: Helmut Bantz (1. Juli 1941)
- Nr. 8.751.771: Franz Karl Ginzkey (1. Januar 1942)
- Nr. 8.755.840: Otto Jungtow (1. Juli 1941)
- Nr. 8.757.104: Walter Scheel
- Nr. 8.759.242: Willy Schlieker (1942)
- Nr. 8.763.464: Heinrich Barbl (1. Oktober 1941)
- Nr. 8.764.269: Richard Brosche (1. Januar 1942)
- Nr. 8.768.809: Fritz August Breuhaus de Groot (1. April 1942)
- Nr. 8.769.345: Otto A. Friedrich (1. Oktober 1941)
- Nr. 8.769.778: Erich Arp (1. Oktober 1941)
- Nr. 8.770.405: Albert Beier (1. Oktober 1941)
- Nr. 8.771.126: Paul Johansen (1. Oktober 1941)
- Nr. 8.771.213: Heinrich de Buhr (1. Januar 1942)
- Nr. 8.772.044: Karl-Heinz Jantzen (1. Januar 1942)
- Nr. 8.773.865: Friedrich Heinrich Lüschen (1. April 1942)
- Nr. 8.774.440: Kurt A. Körber (1. Juli 1940)
- Nr. 8.778.088: Hugo Luschin (1. Juni 1941)
- Nr. 8.778.091: Johannes Denecke (1. April 1941)
- Nr. 8.779.170: Ernst Eichler (1. April 1941)
- Nr. 8.789.999: Josef Köllen (1. Oktober 1940)
- Nr. 8.790.716: Elfriede Cohnen (1. April 1941)
- Nr. 8.792.631: Wilhelm Henn (1. Juli 1941)
- Nr. 8.797.301: Angelo Kramel (1. Januar 1941)
- Nr. 8.797.611: Carl Michalski (1. Januar 1941)
- Nr. 8.799.631: Günther Graßmann (1. Juli 1941)
- Nr. 8.800.145: Eugen Emnet (1. Juli 1941)
- Nr. 8.800.524: Ernst Andreas Rauch (1. Juli 1941)
- Nr. 8.801.145: Fritz-Joachim von Rintelen (1. Juli 1941)
- Nr. 8.801.727: Colin Ross (1. Oktober 1941)
- Nr. 8.802.026: Franz Stadelmayer
- Nr. 8.802.675: Artur Kutscher (1. Januar 1942)
- Nr. 8.804.921: Franz Sylvester Weber
- Nr. 8.804.923: Rudolf Stemberger
- Nr. 8.805.446: Franz Wilhelm Paulus (1. Oktober 1940)
- Nr. 8.809.333: Ludwig Leithe (1. Juli 1941)
- Nr. 8.814.249: Heinrich Kipp (1. April 1941)
- Nr. 8.816.106: Heinz Dodenhoff (1. April 1940)
- Nr. 8.822.317: Ernst Leitz II (1. April 1941)
- Nr. 8.827.359: Albert Sammt
- Nr. 8.827.588: Hans Giese (1. Januar 1942)
- Nr. 8.827.660: Walter Artelt (1. Januar 1942)
- Nr. 8.827.661: Karl Höller (1. Januar 1942)
- Nr. 8.829.724: Kurt Hessenberg (1. April 1942)
- Nr. 8.833.496: Hans Diller (1. Januar 1941)
- Nr. 8.835.491: Friedrich Griese (1. Oktober 1941)
- Nr. 8.840.064: Benjamin Godron (1. Juli 1941)
- Nr. 8.843.489: Hilmar Höckner (1. April 1941)
- Nr. 8.843.630: Karl Mengel (1. April 1941)
- Nr. 8.843.728: Alfred Benninghoff (1. April 1941)
- Nr. 8.847.159: Wilhelm Gebhardt (1. Januar 1941)
- Nr. 8.855.246: Franz Grupp (1. Januar 1941)
- Nr. 8.856.604: Walter Nestle (1. Januar 1942)
- Nr. 8.856.692: Otto Rössler (1. Januar 1942)
- Nr. 8.858.661: Maximilian von Herff (1. April 1942)
- Nr. 8.859.969: Helmut Degen (1. Juli 1941)
- Nr. 8.860.096: Erich Kemna (1. Juli 1941)
- Nr. 8.867.027: Heinrich Blunck (1. Juli 1941)
- Nr. 8.869.053: Oskar Schmieder
- Nr. 8.869.553: Hans Kopfermann (1. Juli 1941)
- Nr. 8.872.701: Walter Heitmann (1. Oktober 1941)
- Nr. 8.874.251: Fritz Müller (1. Oktober 1941)
- Nr. 8.876.697: Joseph Kimmig (1. Oktober 1941)
- Nr. 8.886.538: Walter Schmadel (1941)
- Nr. 8.890.326: Gerhard Kuske (1. Juli 1941)
- Nr. 8.893.812: Karl Theodor Bleek (1. Januar 1942)
- Nr. 8.898.982: Alfred Brockhagen (1. April 1941)
- Nr. 8.902.079: Hans Pyritz (1. Juli 1941)
- Nr. 8.902.866: Hans Engel (1. Oktober 1941)
- Nr. 8.915.151: Renate Riemeck (1. Oktober 1941)
- Nr. 8.917.937: Walter Reichhold (1. April 1940)
- Nr. 8.918.166: Karl Osswald (1. Juli 1940)
- Nr. 8.920.045: Maria Mandl (1. April 1941)
- Nr. 8.920.922: Dorothea Binz (1. April 1941)
- Nr. 8.920.950: Therese Brandl (1. April 1941)
- Nr. 8.929.756: Leopold Krafft von Dellmensingen (1. Mai 1942)
- Nr. 8.934.166: Karl Holl (1. Oktober 1940)
- Nr. 8.936.260: Karl Häußner (1. Juli 1941)
- Nr. 8.937.739: Rudolf Brill (1. Oktober 1941)
- Nr. 8.938.088: Richard Freudenberg (1. Oktober 1941)
- Nr. 8.942.971: Kurt Klay (1. Juli 1940)
- Nr. 8.945.678: Klaus Bahlsen (1. Januar 1942)
- Nr. 8.945.679: Werner Bahlsen (1. Januar 1942)
- Nr. 8.946.409: Hans Eberhard Rotberg (1. Juli 1940)
- Nr. 8.952.233: Josef Brenner (1. Oktober 1941)
- Nr. 8.952.351: Waltrud Will-Feld
- Nr. 8.953.601: Otto Konrad (1. Januar 1942)
- Nr. 8.956.345: Alfred Hetschko (1. Juli 1941)
- Nr. 8.967.946: Wolfgang Bobeth (1. Juli 1941)
- Nr. 8.968.134: Ernst Krause (1. Juli 1941)
- Nr. 8.974.972: Günther Nollau (1. Januar 1942)
- Nr. 8.975.533: Wilhelm Christian Crecelius (1. Januar 1942)
- Nr. 8.978.435: Kurt von Kamphoevener (1. Juli 1940)
- Nr. 8.978.602: Friedrich Janz (1. April 1941)
- Nr. 8.979.478: Bernard Etté (1. Januar 1942)
- Nr. 8.980.084: Leopold Michatz (1. Januar 1942)
- Nr. 8.980.239: Werner Hahn (1. Januar 1942)
- Nr. 8.980.891: Hans Rempel (1. Januar 1942)
- Nr. 8.981.252: Paul Schmidt
- Nr. 8.981.408: Franz Königshaus (1. April 1942)
- Nr. 8.981.507: Otto Most (1. April 1942)
- Nr. 8.981.630: Erich Renneisen (1. April 1942)
- Nr. 8.982.198: Edith Richter-Schütt (1. April 1942)
- Nr. 8.989.887: Walter Fritzsche (1. April 1942)
- Nr. 8.990.311: Alfred Hueck (1. April 1942)
- Nr. 8.990.704: Karl Wilhelm Kalkoff (1. Juli 1941)
- Nr. 8.995.057: Ernst-Lothar von Knorr (1. Juli 1942)
- Nr. 8.995.683: Eberhard Eschenbach (1. Oktober 1941)
- Nr. 9.001.242: Carl-Edzard Schelten-Peterssen
- Nr. 9.002.681: Friedrich Schuver (1. Januar 1942)
- Nr. 9.002.784: Hermann Meyer (1. Januar 1942)
- Nr. 9.006.639: Franz Thoma (1. Januar 1940)
- Nr. 9.014.826: Walter Reppe (1. Oktober 1941)
- Nr. 9.016.859: Johannes Haag (1. April 1942)
- Nr. 9.017.259: Richard Eybner (1. April 1940)
- Nr. 9.017.291: Martin Gerlach junior (1. April 1940)
- Nr. 9.017.341: Margarethe Hübsch (1. April 1940)
- Nr. 9.017.693: Hans Rubritius (1. April 1940)
- Nr. 9.018.083: Ernst Huber (1. Juli 1940)
- Nr. 9.018.357: Erwin Wascher
- Nr. 9.018.395: Erich Heintel (1. Juli 1940)
- Nr. 9.018.918: Hans Rupprich (1. Juli 1940)
- Nr. 9.020.663: Curt Rotter (1. Oktober 1940)
- Nr. 9.020.874: Fritz Dworschak (1. Oktober 1940)
- Nr. 9.020.920: Edmund Grünsteidl (1. Oktober 1940)
- Nr. 9.021.901: Walther Kastner
- Nr. 9.022.395: Heinrich Demelius (1. Januar 1941)
- Nr. 9.023.891: Josef Kallbrunner (1. Januar 1941)
- Nr. 9.023.904: Carl Appel (1. Januar 1941)
- Nr. 9.025.398: Heinrich Sequenz
- Nr. 9.025.892: Kurt Ehrenberg (1. Januar 1941)
- Nr. 9.026.127: Sylvia Bayr-Klimpfinger (1. Januar 1941)
- Nr. 9.027.697: Otto Hartmann (1. Januar 1941)
- Nr. 9.027.854: Elisabeth Waldheim
- Nr. 9.029.182: Willy Schmieger
- Nr. 9.032.052: Ludwig Reindl (1. Januar 1942)
- Nr. 9.033.905: Elisabeth Effenberger (1. April 1942)
- Nr. 9.043.804: Anton Gasselich (1. Januar 1941)
- Nr. 9.075.695: Fritz Förderer (1. April 1942)
- Nr. 9.078.620: Georg Stammler (1. April 1942)
- Nr. 9.089.287: Ulrich Fleischhauer (1. April 1942)
- Nr. 9.092.911: Willibald Jentschke (1. Januar 1941)
- Nr. 9.113.094: Martin Oldenstädt (1. September 1942)
- Nr. 9.115.096: Karl Schüßler (1. September 1942)
- Nr. 9.117.851: Willi Wolf
- Nr. 9.118.744: Ludwig Eichhorn (1. September 1942)
- Nr. 9.124.514: Hans Radandt (1. September 1942)
- Nr. 9.128.937: Karl Ahrens (1. September 1942)
- Nr. 9.129.630: Hermann Creutzenberg (1. September 1942)
- Nr. 9.130.043: Friedrich Meier (1. September 1942)
- Nr. 9.140.062: Wolfgang Höller (1. August 1942)
- Nr. 9.140.316: Otto Brunner (1. Januar 1941)
- Nr. 9.141.861: Georg Schlaga
- Nr. 9.146.813: Werner Hahn (1. September 1942)
- Nr. 9.154.986: Hans Joachim Mallach (1. September 1942)
- Nr. 9.161.787: Paul Loosen (1. September 1942)
- Nr. 9.166.651: Wolfgang Rödel (1. September 1942)
- Nr. 9.174.400: Udo Kraus (1. September 1942)
- Nr. 9.178.901: Rudolf Birbaumer (1. Januar 1941)
- Nr. 9.183.961: Karl-Heinz Koch (1. September 1942)
- Nr. 9.184.153: Lothar Krall (1. September 1942)
- Nr. 9.184.309: Ernst Kunkel (1. September 1942)
- Nr. 9.189.369: Karl Baßler (1. September 1942)
- Nr. 9.190.827: Robert Häusser (1. September 1942)
- Nr. 9.192.772: Kurt Rebmann (1. September 1942)
- Nr. 9.193.377: Robert Schlienz (1. September 1942)
- Nr. 9.194.036: Siegfried Unseld (1. September 1942)
- Nr. 9.195.593: Hans Albrecht (1. September 1942)
- Nr. 9.196.188: Erwin Lamparter (1. September 1942)
- Nr. 9.197.361: Martin Wutte
- Nr. 9.200.496: Oskar Böse (1. September 1942)
- Nr. 9.217.881: Hermann Eris Busse (1. Oktober 1941)
- Nr. 9.217.952: Friedrich Baser (1. Januar 1942)
- Nr. 9.218.476: August von Knieriem (1. April 1942)
- Nr. 9.221.185: Hans-Jürgen Baumann (1. September 1942)
- Nr. 9.225.457: Erhardt Gißke (1. September 1942)
- Nr. 9.229.551: Julius Forssman (1. November 1942)
- Nr. 9.231.849: Hans-Heinrich Ottens (1. September 1942)
- Nr. 9.231.857: Wilfried Hasselmann (1. September 1942)
- Nr. 9.234.871: Bruno Eckerl (1. Januar 1941)
- Nr. 9.235.714: Willi Croll (1. September 1942)
- Nr. 9.236.079: Rolf Lüdecke (1. September 1942)
- Nr. 9.239.255: Karl Tomann
- Nr. 9.239.625: Franz-Heinrich Jürgens (1. September 1942)
- Nr. 9.240.411: Werner Klütsch (1. September 1942)
- Nr. 9.244.264: Karl Schleinzer (1. September 1942)
- Nr. 9.247.875: Karl-Hans Lagershausen (1. September 1942)
- Nr. 9.252.616: Josef Kolbinger (1. September 1942)
- Nr. 9.256.749: Günter Slotta
- Nr. 9.256.972: Georg Böhm (1. September 1942)
- Nr. 9.258.716: Gustav Kohne (1. Februar 1943)
- Nr. 9.260.108: Andreas Rett (1. September 1942)
- Nr. 9.261.560: Werner Melter (1. September 1942)
- Nr. 9.265.911: Walter Jens (1. September 1942)
- Nr. 9.268.704: Mirl Buchner (1. September 1942)
- Nr. 9.271.831: Michael Kast Schindele (1. September 1942)
- Nr. 9.279.565: Detlef Haase (1. September 1942)
- Nr. 9.282.165: Paul Löher (1. September 1942)
- Nr. 9.286.527: Josef Angenfort (1. September 1942)
- Nr. 9.290.698: Hans Bierschenk (1. September 1942)
- Nr. 9.291.547: Gerhard Neukranz (1. September 1942)
- Nr. 9.293.334: Eugène Foulé (1. Februar 1943)
- Nr. 9.293.683: Victor Antoni (1. Februar 1943)
- Nr. 9.297.354: Alois Martin Litz[38]
- Nr. 9.310.908: Herbert Knierim (1. September 1942)
- Nr. 9.320.655: Wolfram Dorn (1. September 1942)
- Nr. 9.320.838: Hanns Hermann Lagemann (1. September 1942)
- Nr. 9.331.764: Günter Anlauf (1. September 1942)
- Nr. 9.331.984: Günter Kuhnert (1. September 1942)
- Nr. 9.340.971: Rudi Daum (20. April 1943)
- Nr. 9.341.920: Siegfried Gehlert (20. April 1943)
- Nr. 9.351.370: Gerhard Schill (20. April 1943)
- Nr. 9.352.501: Reinhold Heinicke (20. April 1943)
- Nr. 9.352.837: Gerhard Fischer (20. April 1943)
- Nr. 9.353.990: Alexander Mallickh (20. April 1943)
- Nr. 9.354.438: Horst Weber (20. April 1943)
- Nr. 9.359.714: Wolfgang Lungershausen (20. April 1943)
- Nr. 9.361.619: Tankred Dorst (20. April 1943)
- Nr. 9.362.504: Alfred Beck (20. April 1943)
- Nr. 9.363.104: Hans Spigath (20. April 1943)
- Nr. 9.365.258: Bruno Lietz (20. April 1943)
- Nr. 9.366.725: Martin Geiser (20. April 1943)
- Nr. 9.366.933: Georg Buschner (20. April 1943)
- Nr. 9.374.885: Horst Schmidt (20. April 1943)
- Nr. 9.375.036: Walter Schneider (20. April 1943)
- Nr. 9.376.453: Otto Zink (20. April 1943)
- Nr. 9.377.678: Ludwig Engelhardt (1. September 1942)
- Nr. 9.380.383: Karl-Arnold Eickmeyer (20. April 1943)
- Nr. 9.383.628: Karl-Heinz Weyrich (20. April 1943)
- Nr. 9.391.367: Hans Pfeiffer (20. April 1943)
- Nr. 9.394.039: Claus Weyrosta (20. April 1943)
- Nr. 9.401.614: Wolfgang Stützel (20. April 1943)
- Nr. 9.403.875: Hermann Dürr (20. April 1943)
- Nr. 9.410.075: Erich Retter (20. April 1943)
- Nr. 9.412.746: Alfred Anderle (20. April 1943)
- Nr. 9.419.562: Rudolf Eberle (20. April 1943)
- Nr. 9.420.018: Wilhelm Weißgärber (20. April 1943)
- Nr. 9.421.471: Manfred Schneider (20. April 1943)
- Nr. 9.423.623: Herbert Dahlhof (20. April 1943)
- Nr. 9.427.839: Günther Oellers (20. April 1943)
- Nr. 9.427.995: Hans Trees (20. April 1943)
- Nr. 9.428.903: Franz Obermaier (1. April 1943)
- Nr. 9.428.904: Waldemar Kraft (1. Mai 1943)
- Nr. 9.431.521: Gerhard Gaude (20. April 1943)
- Nr. 9.432.550: Heinrich Hannover (20. April 1943)
- Nr. 9.432.991: Günter Friedrich (20. April 1943)
- Nr. 9.442.696: Heinz Bäskau (20. April 1943)
- Nr. 9.446.007: Werner Smoydzin (20. April 1943)
- Nr. 9.447.010: Hans-Joachim Zimmermann (20. April 1943)
- Nr. 9.447.733: Egon Kähler (20. April 1943)
- Nr. 9.448.006: Heinz-Wilhelm Fölster (20. April 1943)
- Nr. 9.451.127: Alfred Kelbassa (20. April 1943)
- Nr. 9.452.072: Franz Barsig (20. April 1943)
- Nr. 9.453.291: Albert Kotulla (20. April 1943)
- Nr. 9.454.165: Hans Reichelt (20. April 1943)
- Nr. 9.455.603: Erhard Lonscher (20. April 1943)
- Nr. 9.456.350: Adolf Garling (20. April 1943)
- Nr. 9.456.458: Joachim Krase (20. April 1943)
- Nr. 9.459.300: Werner Schatz (20. April 1943)
- Nr. 9.460.600: Hans Eck (20. April 1943)
- Nr. 9.466.413: Albrecht Beckel (20. April 1943)
- Nr. 9.468.496: Leo Ernesti (20. April 1943)
- Nr. 9.469.100: Wilhelm Krampe (20. April 1943)
- Nr. 9.470.849: Joachim Raffert (20. April 1943)
- Nr. 9.473.647: Wolfgang Horn (20. April 1943)
- Nr. 9.475.011: Günter Böhme (20. April 1943)
- Nr. 9.475.463: Kurt Wüster (20. April 1943)
- Nr. 9.476.004: Karl Oskar Blase (20. April 1943)
- Nr. 9.477.302: Viktor Luithlen (1. Januar 1941)
- Nr. 9.482.776: Paul Verbeek (20. April 1943)
- Nr. 9.487.960: Hans Hoof (20. April 1943)
- Nr. 9.488.176: Elwin Schlebrowski (20. April 1943)
- Nr. 9.490.942: Rolf Schnabel (20. April 1943)
- Nr. 9.497.446: Gerd Delenschke (20. April 1943)
- Nr. 9.498.128: Gerhard Heitz (20. April 1943)
- Nr. 9.498.287: Volker Hucklenbroich (20. April 1943)
- Nr. 9.499.284: Michael Noetzel (20. April 1943)
- Nr. 9.499.373: Jochen von Lang (20. April 1943)
- Nr. 9.500.626: Karl-Heinz Wirzberger (20. April 1943)
- Nr. 9.504.899: Horst Stechbarth (20. April 1943)
- Nr. 9.505.521: Knud Caesar (20. April 1943)
- Nr. 9.512.648: Fritz Röck (1. Januar 1941)
- Nr. 9.513.491: Paul Kaufmann (20. April 1943)
- Nr. 9.518.130: Kurt Neuner (20. April 1943)
- Nr. 9.519.625: Heimrad Bäcker (20. April 1943)
- Nr. 9.521.237: Ambros Neuburger (20. April 1943)
- Nr. 9.522.458: Erwin Lauerbach (20. April 1943)
- Nr. 9.522.715: Karl Bayer (20. April 1943)
- Nr. 9.525.163: Helmut Herbolsheimer (20. April 1943)
- Nr. 9.525.798: Ignaz Battlogg (20. April 1943)
- Nr. 9.527.934: Gerd Bacher (20. April 1943)
- Nr. 9.529.706: Rudolf Roßkopf (20. April 1943)
- Nr. 9.531.925: Werner Ketterl (20. April 1943)
- Nr. 9.532.916: Friedrich Zimmermann (20. April 1943)
- Nr. 9.535.236: Rudolf Sprung (20. April 1943)
- Nr. 9.535.404: Hans Blinn (20. April 1943)
- Nr. 9.535.440: Rudi Brück (20. April 1943)
- Nr. 9.536.212: Friedrich Regitz (20. April 1943)
- Nr. 9.536.221: Rudolf Reis[38]
- Nr. 9.537.892: Franz Schaber (1942)
- Nr. 9.544.532: Heinz Lund (20. April 1943)
- Nr. 9.547.990: Wilhelm Lampeter (1. April 1943)
- Nr. 9.550.691: Erich Diehl (1. April 1943)
- Nr. 9.554.379: Hans Rose (1. September 1942)
- Nr. 9.556.124: Karl-Heinz Werle (20. April 1943)
- Nr. 9.558.957: Paul Bernecker (1. Januar 1941)
- Nr. 9.559.336: Josef Ertl (20. April 1943)
- Nr. 9.561.641: Alois Pupp (1. Juni 1943)
- Nr. 9.563.663: Hanns Jacobsen (1. Juli 1943)
- Nr. 9.564.305: Günter Heidorn (20. April 1943)
- Nr. 9.566.289: Eduard Wallnöfer (1. Januar 1941)
- Nr. 9.570.614: Hannelore Sievers (20. April 1943)
- Nr. 9.571.119: Rudolf Wassermann (20. April 1943)
- Nr. 9.582.085: Heinrich von Kogerer (1. Januar 1942)
- Nr. 9.582.087: Gustav Großmann (1. Februar 1943)
- Nr. 9.582.492: Heinrich Schneier (20. April 1943)
- Nr. 9.586.367: Hans Arko (1. Juli 1943)
- Nr. 9.586.570: Jakob Wagner
- Nr. 9.588.641: Kurt Jung (20. April 1943)
- Nr. 9.595.797: Heinz Nixdorf (20. April 1943)
- Nr. 9.596.776: Paul Mikat (20. April 1943)
- Nr. 9.596.961: Hilmar Hoffmann (20. April 1943)
- Nr. 9.597.500: Hans-Joachim Geisthardt (20. April 1943)
- Nr. 9.598.508: Gerhard Reichhardt (20. April 1943)
- Nr. 9.602.127: Herbert Otto (20. April 1943)
- Nr. 9.607.760: Robert Imhof (20. April 1943)
- Nr. 9.610.776: Wolfgang Dietrich (20. April 1943)
- Nr. 9.611.292: Werner Meilick (20. April 1943)
- Nr. 9.612.389: Hans-Jürgen Rohr (20. April 1943)
- Nr. 9.615.503: Günter Morge (20. April 1943)
- Nr. 9.616.198: Wilhelm Baumann (20. April 1943)
- Nr. 9.618.774: Helmut Geisler (20. April 1943)
- Nr. 9.623.084: Günter Caspar (20. April 1943)
- Nr. 9.623.442: Günther Simon (20. April 1943)
- Nr. 9.623.809: Jochen Klings (20. April 1943)
- Nr. 9.624.401: Eduard Dietl (1. Januar 1943)
- Nr. 9.624.402: Julius Ringel (1. Januar 1943)
- Nr. 9.624.403: Hermann Reinecke (1. Januar 1943)
- Nr. 9.625.060: Fritz Laband (20. April 1943)
- Nr. 9.626.074: Hansjürgen Matthies (20. April 1943)
- Nr. 9.630.844: Heinrich Behrens (20. April 1943)
- Nr. 9.630.982: Victor Ratka (1. Oktober 1943)
- Nr. 9.635.645: Rudolf Winkler (1. Oktober 1940)
- Nr. 9.636.735: Franz Xaver Schaffer
- Nr. 9.638.922: Josef Weinheber
- Nr. 9.640.467: Herma Bauma (1. November 1943)
- Nr. 9.640.812: Alfred Jodl (1. Januar 1944)
- Nr. 9.642.252: Herbert Reinecker (1. November 1943)
- Nr. 9.642.254: Georg Ebersbach (1. November 1943)
- Nr. 9.645.264: Eduard Bovensiepen (1. November 1943)
- Nr. 9.652.786: Otmar Petschnig (20. April 1943)
- Nr. 9.654.153: Helmut Bulle (20. April 1943)
- Nr. 9.656.121: Rudolf Arzinger (1. Dezember 1943)
- Nr. 9.662.149: Edith Heischkel-Artelt (1. Januar 1944)
- Nr. 9.662.913: Joachim Borsdorff (1. Januar 1944)
- Nr. 9.664.996: Margarete Hütter (1. Juli 1943)
- Nr. 9.664.999: Karl Dönitz (1. Februar 1944)
- Nr. 9.669.024: Johannes Kaptain (20. April 1944)
- Nr. 9.670.567: Karl Hellwig (1. Januar 1944)
- Nr. 9.672.651: Vinzenz Oberhammer (1. Januar 1941)
- Nr. 9.672.831: Elmar Grabherr (1. Januar 1941)
- Nr. 9.674.209: Heinz Pöhler (1. Januar 1944)
- Nr. 9.676.235: Rudolf Hippius (1. Februar 1944)
- Nr. 9.677.891: Waltraud Steinhauer (1. Februar 1944)
- Nr. 9.679.160: Kurt Lauer (1. September 1942)
- Nr. 9.681.422: Helmut Adamzyk (20. April 1944)
- Nr. 9.682.150: Helmut Konrad (20. April 1944)
- Nr. 9.687.248: James Krüss (20. April 1944)
- Nr. 9.688.090: Günter Stelljes (20. April 1944)
- Nr. 9.690.514: Roswitha Verhülsdonk (20. April 1944)
- Nr. 9.692.759: Horst Drinda (20. April 1944)
- Nr. 9.693.230: Klaus Kremkau (20. April 1944)
- Nr. 9.693.775: Bernhard Seeger (20. April 1944)
- Nr. 9.697.118: Ewald Lechner (20. April 1944)
- Nr. 9.697.765: Stefan Knafl (20. April 1944)
- Nr. 9.698.479: Alfred Biehle (20. April 1944)
- Nr. 9.699.165: Oscar Schneider (20. April 1944)
- Nr. 9.699.589: Hans Helzer (20. April 1944)
- Nr. 9.699.612: Erwin Immel (20. April 1944)
- Nr. 9.706.923: Helmut Wendelborn (20. April 1944)
- Nr. 9.709.880: Günter Guillaume (20. April 1944)
- Nr. 9.710.043: Peter Boenisch (20. April 1944)
- Nr. 9.711.895: Gerhard Voigt (20. April 1944)
- Nr. 9.718.608: Friedrich Bauereisen junior (20. April 1944)
- Nr. 9.719.785: Bruno Friedrich (20. April 1944)
- Nr. 9.720.539: Heinz Baberg (20. April 1944)
- Nr. 9.723.353: Klaus Happersberger (20. April 1944)
- Nr. 9.723.730: Jürgen Westphal (20. April 1944)
- Nr. 9.729.754: Wolfram Dufner (20. April 1944)
- Nr. 9.732.862: Willi Hüglin (20. April 1944)
- Nr. 9.735.531: Friedrich-Wilhelm von Sell (20. April 1944)
- Nr. 9.740.777: Rudi Richter (20. April 1944)
- Nr. 9.742.136: Martin Walser (20. April 1944)
- Nr. 9.742.398: Wolfgang Iser (20. April 1944)
- Nr. 9.744.399: Marie-Luise Allendorf (20. April 1944)
- Nr. 9.748.538: Erich Leitow (20. April 1944)
- Nr. 9.751.671: Hans Bentzien (20. April 1944)
- Nr. 9.753.363: Hans Stefan Seifriz (20. April 1944)
- Nr. 9.754.254: Claus Jacobi (20. April 1944)
- Nr. 9.755.149: Günther Wollscheid (20. April 1944)
- Nr. 9.756.141: Hermann Klenner (20. April 1944)
- Nr. 9.756.522: Heinz Dietrich (20. April 1944)
- Nr. 9.760.649: Elisabeth Walther (20. April 1944)
- Nr. 9.760.946: Horst Willim (20. April 1944)
- Nr. 9.761.183: Helmut Baierl (20. April 1944)
- Nr. 9.770.434: Kurt Nier (20. April 1944)
- Nr. 9.773.164: Anton Valentin
- Nr. 9.777.324: Jost Nolte (20. April 1944)
- Nr. 9.779.547: Christoph Schiller (20. April 1944)
- Nr. 9.781.896: Josef Niedermayer (20. April 1944)
- Nr. 9.782.163: Horst Poller (20. April 1944)
- Nr. 9.785.518: Andreas Ploeger (20. April 1944)
- Nr. 9.786.562: Günter Rohrmoser (20. April 1944)
- Nr. 9.786.979: Alfred Meininghaus (20. April 1944)
- Nr. 9.788.077: Friedel Schirmer (20. April 1944)
- Nr. 9.791.294: Herbert Faust (20. April 1944)
- Nr. 9.793.102: Hans Schwier (20. April 1944)
- Nr. 9.796.670: Hans-Otto Weber (20. April 1944)
- Nr. 9.796.839: Georg Paczulla (20. April 1944)
- Nr. 9.797.628: Norbert Jaeschke (20. April 1944)
- Nr. 9.799.266: Karl Otto Conrady (20. April 1944)
- Nr. 9.801.779: Wolfgang Brüggemann (20. April 1944)
- Nr. 9.803.727: Siegfried Lenz (20. April 1944)
- Nr. 9.809.993: Karl Theodor Engelhardt (20. April 1944)
- Nr. 9.812.252: Helmut Tietje (20. April 1944)
- Nr. 9.814.610: Manfred Flegel (20. April 1944)
- Nr. 9.816.277: Wolfgang Schreyer (20. April 1944)
- Nr. 9.819.963: Jupp Derwall (20. April 1944)
- Nr. 9.820.865: Fritz Wehrmann (20. April 1944)
- Nr. 9.826.530: Anton Hochleitner (20. April 1944)
- Nr. 9.829.142: Hans Gottfried Bernrath (20. April 1944)
- Nr. 9.836.728: Erwin Schauer (20. April 1944)
- Nr. 9.836.748: Karl Schmitzer (20. April 1944)
- Nr. 9.839.063: Manfred Humbs (20. April 1944)
- Nr. 9.842.687: Horst Ehmke (20. April 1944)
- Nr. 9.843.076: Helmut Kater (20. April 1944)
- Nr. 9.843.384: Hans Lucks (20. April 1944)
- Nr. 9.846.020: Karl-Heinz Vorsatz (20. April 1944)
- Nr. 9.849.402: Herbert Weiß (20. April 1944)
- Nr. 9.850.951: Wolfgang Blenk (20. April 1944)
- Nr. 9.851.575: Günter Haiden (20. April 1944)
- Nr. 9.852.605: Heinrich Klier (20. April 1944)
- Nr. 9.857.070: Eberhard Sandberg (20. April 1944)
- Nr. 9.858.585: Kurt Böge (20. April 1944)
- Nr. 9.865.902: Herbert Schnoor (20. April 1944)
- Nr. 9.866.642: Günter Knefelkamp (20. April 1944)
- Nr. 9.867.291: Egon Kuhn (20. April 1944)
- Nr. 9.867.588: Joachim Scheer (20. April 1944)
- Nr. 9.868.069: Günter Storch (20. April 1944)
- Nr. 9.869.732: Heinz Wewers (20. April 1944)
- Nr. 9.870.219: Franz Püll (20. April 1944)
- Nr. 9.881.748: Erhard Eppler (20. April 1944)
- Nr. 9.882.832: Walter Hirrlinger (20. April 1944)
- Nr. 9.883.487: Georg Böhme (20. April 1944)
- Nr. 9.884.766: Walter Franke (20. April 1944)
- Nr. 9.884.812: Kurt Hamer (20. April 1944)
- Nr. 9.884.828: Hans Werner Henze (20. April 1944)
- Nr. 9.893.452: Karl Namokel (20. April 1944)
- Nr. 9.895.467: Peter Petersen (20. April 1944)
- Nr. 9.900.434: Witho Holland (20. April 1944)
- Nr. 9.903.410: Dieter Hildebrandt (20. April 1944)
- Nr. 9.904.811: Ernst-Wilhelm Stojan (20. April 1944)
- Nr. 9.907.644: Karl-Heinz Zirpel (20. April 1944)
- Nr. 9.909.922: Otto Pötzl (1. Januar 1941)
- Nr. 9.909.984: Karl Ginhart (1. Januar 1941)
- Nr. 9.910.717: Herbert Meder[38]
- Nr. 9.912.658: Hans Derben (20. April 1944)
- Nr. 9.913.168: Herbert Ehrenberg (20. April 1944)
- Nr. 9.916.781: Georg von Groeling-Müller (20. April 1944)
- Nr. 9.917.099: Ernst Mecklenburg (20. April 1944)
- Nr. 9.917.240: Dieter Niess (20. April 1944)
- Nr. 9.920.241: Heinz Wedler (20. April 1944)
- Nr. 9.929.014: Walter Henn (20. April 1944)
- Nr. 9.929.696: Walther Leisler Kiep (20. April 1944)
- Nr. 9.930.697: Jacob Marx (20. April 1944)
- Nr. 9.934.111: Hans Otto Bäumer (20. April 1944)
- Nr. 9.935.113: Niklas Luhmann (20. April 1944)
- Nr. 9.935.221: Dieter Brauns (20. April 1944)
- Nr. 9.937.607: Alfred Nann (20. April 1944)
- Nr. 9.945.528: Heinz Deckert (20. April 1944)
- Nr. 9.951.372: Harald Rose (20. April 1944)
- Nr. 9.952.954: Hermann Lübbe (20. April 1944)
- Nr. 9.956.339: Ernst Waldemar Bauer (20. April 1944)
- Nr. 9.956.404: Alfred Entenmann (20. April 1944)
- Nr. 9.956.589: Karl Moersch (20. April 1944)
- Nr. 9.958.442: Georg Gallus (20. April 1944)
- Nr. 9.961.434: Rudolf-Dietrich Nottrodt (20. April 1944)
- Nr. 9.961.965: Werner Greiner-Petter (20. April 1944)
- Nr. 9.963.763: Karl Heinz Lemmrich (20. April 1944)
- Nr. 9.967.989: Herbert Traut (20. April 1944)
- Nr. 9.969.007: Waldemar Schilling (20. April 1944)
- Nr. 9.969.229: Gerhard Krausse (20. April 1944)
- Nr. 9.969.387: Reinhard Bühling (20. April 1944)
- Nr. 9.973.501: Gerhard Glaß (20. April 1944)
- Nr. 9.974.320: Helmut Nedwig (20. April 1944)
- Nr. 9.977.190: Siegfried Bock (20. April 1944)
- Nr. 9.977.404: Horst Bräunlich (20. April 1944)
- Nr. 9.977.546: Gottfried Engelmann (20. April 1944)
- Nr. 9.978.129: Manfred Buhr (20. April 1944)
- Nr. 9.979.318: Heinz Matthes (20. April 1944)
- Nr. 9.981.863: Rudolf Blau (20. April 1944)
- Nr. 9.982.408: Siegfried Köhler (20. April 1944)
- Nr. 9.983.126: Heinz Eichler (20. April 1944)
- Nr. 9.986.544: Erich Loest (20. April 1944)
- Nr. 9.988.638: Ehrhart Glaser (20. April 1944)
- Nr. 9.988.750: Lothar Rathmann (20. April 1944)
- Nr. 9.989.360: Heinz Hofmann (20. April 1944)
- Nr. 9.990.556: Eberhard Mannschatz (20. April 1944)
- Nr. 9.990.705: Ruth Berghaus (20. April 1944)
- Nr. 9.990.869: Eberhard Puntsch (20. April 1944)
- Nr. 9.991.144: Dieter Eberle (20. April 1944)
- Nr. 9.992.251: Herbert Willner (20. April 1944)
- Nr. 9.993.484: Fritz Bennewitz (20. April 1944)
- Nr. 9.993.724: Joachim Mückenberger (20. April 1944)
- Nr. 9.993.978: Rudolf Agsten (20. April 1944)
- Nr. 9.994.063: Wolfgang Biermann (20. April 1944)
- Nr. 9.994.096: Martin Broszat (20. April 1944)
- Nr. 9.994.500: Horst Kaminsky (20. April 1944)
- Nr. 9.994.632: Joachim Kupsch (20. April 1944)
- Nr. 9.999.520: Otto Speck (20. April 1944)
- Nr. 10.000.602: Herbert Leonhardt (20. April 1943)
- Nr. 10.001.275: Johannes Löhn (20. April 1944)
- Nr. 10.002.210: Robert von Greim (1. Februar 1945)
- Nr. 10.003.060: Otfried Steger (20. April 1944)
- Nr. 10.004.595: Gerhard Beil (20. April 1944)
- Nr. 10.004.709: Karl Nuß (20. April 1944)
- Nr. 10.006.707: Lothar Berthold (20. April 1944)
- Nr. 10.006.717: Helga Boddin (20. April 1944)
- Nr. 10.014.358: Karl Wienand (20. April 1944)
- Nr. 10.015.522: Wilhelm Landzettel (20. April 1944)
- Nr. 10.020.809: Gustav Kiesewetter (20. April 1944)
- Nr. 10.029.373: Dietrich Meister (20. April 1944)
- Nr. 10.030.670: Manfred Ewald (20. April 1944)
- Nr. 10.031.418: Gerd Staegemann (20. April 1944)
- Nr. 10.031.704: Anton Bayr (20. April 1944)
- Nr. 10.035.793: Erwin Frühbauer (20. April 1944)
- Nr. 10.036.445: Ulrich Finckh (20. April 1944)
- Nr. 10.039.576: Rudolf Maerker (20. April 1944)
- Nr. 10.041.589: Adolf Freiherr von Wangenheim (20. April 1944)
- Nr. 10.043.643: Max Knorr (20. April 1944)
- Nr. 10.046.782: Werner Moring (20. April 1944)
- Nr. 10.049.906: Manfred Gritzko (20. April 1943)
- Nr. 10.057.086: Wilhelm Runtsch (1. April 1944)
- Nr. 10.057.177: Harry Baschleben (1. April 1944)
- Nr. 10.057.209: Joachim Seeländer (1. April 1944)
- Nr. 10.061.440: Ursula Raurin-Kutzner (20. April 1944)
- Nr. 10.062.116: Karl Zylla (20. April 1944)
- Nr. 10.062.126: Klaus Dieter Arndt (20. April 1944)
- Nr. 10.063.934: Gerhard Steffens (20. April 1944)
- Nr. 10.064.130: Fritz-Karl Bartnig (20. April 1944)
- Nr. 10.064.869: Karl-Ernst Lober (20. April 1944)
- Nr. 10.065.143: Kurt John (1. Mai 1944)
- Nr. 10.065.471: Reinhard Koch (1. Mai 1944)
- Nr. 10.070.075: Kurt Aurin (1. Juni 1944)
- Nr. 10.075.078: Gerhard Fritz (1. Juli 1944)
- Nr. 10.077.141: Alex Krusche (1. August 1944)
- Nr. 10.082.124: Günther Mittergradnegger (1. September 1942)
- Nr. 10.084.290: Günter Halle (20. April 1944)
- Nr. 10.085.544: Horst Heintze (20. April 1944)
- Nr. 10.089.176: Günter Zabel (20. April 1944)
- Nr. 10.089.313: Gerhard Zeitel (20. April 1944)
- Nr. 10.089.385: Jakob Muth (20. April 1944)
- Nr. 10.090.408: Werner Wittig (20. April 1944)
- Nr. 10.095.375: Herbert Tzschoppe (20. April 1944)
- Nr. 10.096.276: Günter Reisch (20. April 1944)
- Nr. 10.096.372: Hans-Joachim Tomczak (20. April 1944)
- Nr. 10.099.469: Bruno Curth (20. April 1944)
- Nr. 10.100.015: Dieter Fricke (20. April 1944)
- Nr. 10.100.286: Fritz Riege (20. April 1944)
- Nr. 10.102.595: Werner Best (20. April 1944)
- Nr. 10.102.916: Gerhard Bott (20. April 1944)
- Nr. 10.103.294: Hans Erik Deckert (20. April 1944)
- Nr. 10.105.669: Karl Hisserich (20. April 1944)
- Nr. 10.109.648: Friedrich Franz Sackenheim (20. April 1944)
- Nr. 10.115.956: Willy Schäfer (20. April 1944)
- Nr. 10.116.768: Dionys Jobst (20. April 1944)
- Nr. 10.118.356: Willi Grandetzka (20. April 1944)
- Nr. 10.123.531: Werner Felix (20. April 1944)
- Nr. 10.123.636: Hans-Dietrich Genscher (20. April 1944)
- Nr. 10.128.060: Franz Cott (20. April 1944)
- Nr. 10.128.175: Konrad Schwalbe (20. April 1944)
- Nr. 10.130.464: Heinz Frieler (20. April 1944)
- Nr. 10.136.926: Helmut Möller (20. April 1944)
- Nr. 10.141.305: Dieter Henrich (20. April 1944)
- Nr. 10.142.780: Gustav Otto Kanter (20. April 1944)
- Nr. 10.147.380: Werner Schmieder (20. April 1944)
- Nr. 10.161.666: Balduin Saria
- Nr. 10.163.286: Franz Baaden (1. November 1944)
- Nr. 10.163.291: Rudi Arndt (20. April 1944)
- Nr. 10.163.611: Hans Günter Winkler (20. April 1944)
- Nr. 10.167.462: Wolfgang Gruner (20. April 1944)
- Nr. 10.168.073: Egon Lampersbach (1. Dezember 1944)
- Nr. 10.172.531: Dieter Wellershoff (20. April 1943)
- Nr. 10.174.581: ? (1. April 1945)[39]

1989 gab das Berlin Document Center die höchste in seinem Karteibestand aufgefundene Mitgliedsnummer mit 10.174.581 an.